# Grande marche des Tacons-Sites
La Grande Marche des Tacons Sites est un événement artistique évolutif et participatif créé par le duo d’artistes Interaction Qui dans le cadre du projet Événement Ouananiche. Ce projet est conceptualisé en 1990 à la  suite d'une demande du Comité pour l'adoption et la promotion de la ouananiche comme emblème animalier régional du Saguenay–Lac-Saint-Jean. La réalisation du projet a débuté en 1995 mais a pris véritablement son expansion en 2005. Il s’agit de célébrer et de perpétuer l'emblème animalier à travers un événement artistique. Cette célébration implique les 60 communautés réunies dans autant de villes et villages du Saguenay–Lac-Saint-Jean dans un processus artistique de traces permanentes et d’actions significatives qui interroge le territoire. Il s'agit pour les artistes et la communauté participante d'imaginer des actions performatives liées au patrimoine matériel et immatériel, les savoirs et savoir-faire particuliers et les traits historiques et géographiques des lieux. Ces activités artistiques visent l'affirmation des singularités et l’esprit d’appartenance de chacune des communautés au territoire culturel du Saguenay–Lac-Saint-Jean. Chaque intervention est soulignée par l'implantation d'un monument signalétique appelé Tacon Site. Les 60 Tacons Sites prévus à l’événement sont distribués de façon à tracer sur le territoire une immense ouananiche.

## Carte situant les 60 Tacons Sites

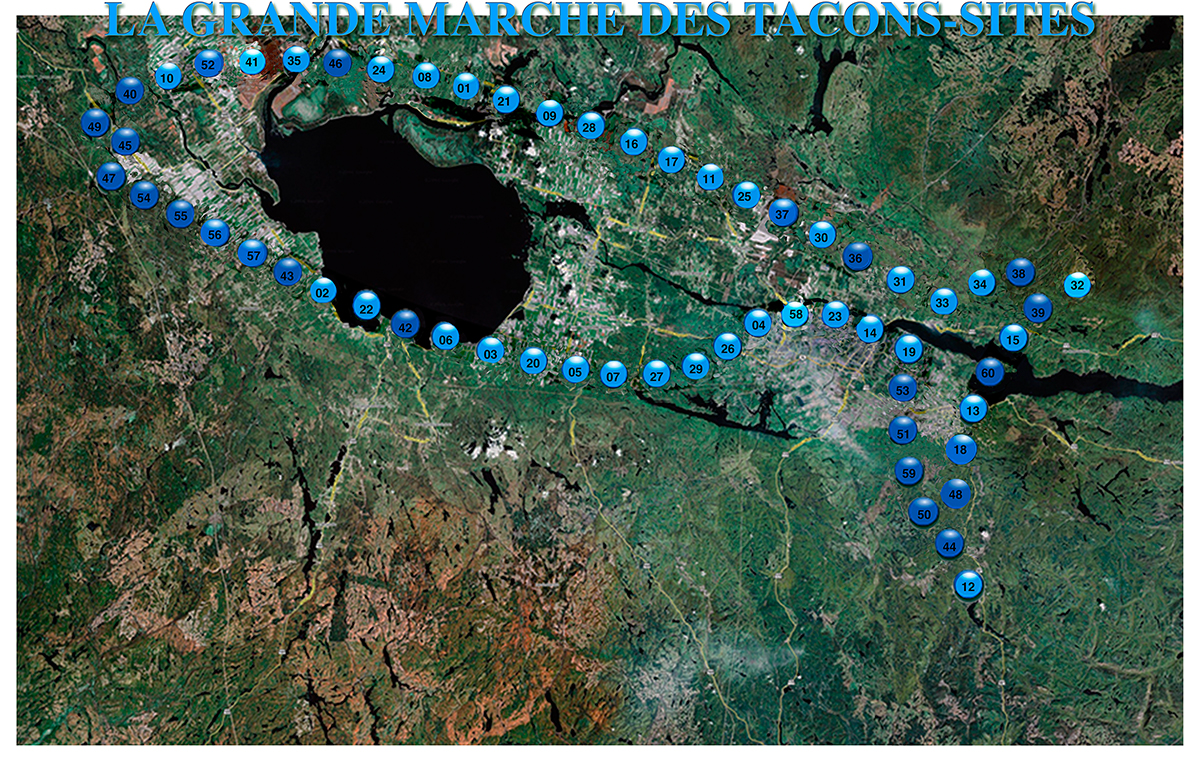
Grande marche des Tacons Sites

Carte satellite de la région du Saguenay–Lac-Saint-Jean située au Québec (Canada). Chaque pastille représente l'emplacement d'un Tacon Site. Les pastilles bleu pale indiquent que le Tacon Site a été implanté. Les pastilles bleu foncé indiquent que le Tacon Site est à réaliser. Les pastilles sont numérotées de 1 à 60. La distance entre chaque Tacon Site est d'environ 5 kilomètres (une lieue).

## La Grande Marche des Tacons Sites
Conceptualisé en 1995 par le duo d'artistes Interaction Qui (Alain Laroche et Jocelyn Maltais), cet événement artistique est une célébration de l'emblème animalier du Saguenay—Lac-Saint-Jean,,. Il s'agit d'un monument permanent éclaté à l'échelle du territoire du Saguenay—Lac-Saint-Jean, qui rayonne comme symbole formel unificateur et signe identitaire régional. L'ensemble forme ce qu'il est convenu d'appeler: La Grande Marche des Tacons Sites. Un Tacon Site est une sculpture signal sur le territoire. Il prend la forme d’une ouananiche stylisée et est composé de roches empilées dans une cage métallique. Ce monument de pierres mesure 4 mètres de long par 2 mètres de large et 1 mètre de haut. Il est prévu d'implanter 60 Tacons Sites sur le territoire à tous les 5 kilomètres (une lieue) traçant le dessin de l’emblème animalier. La réalisation des Tacons Sites appartient aux acteurs sociaux de la région; ils ne peuvent exister que par une réalisation collective. C’est un geste engagé socialement et une activité à la fois esthétique et poétique qui est accomplie. Chaque Tacon Site prend son sens dans cette action posée et devient ainsi un lieu unificateur artistique célébrant un moment de solidarité et de fraternité. Le monument prend le nom de l’événement qu’il commémore. Une telle signalétique  étendue géographiquement sur plus de 300 km linéaires mesurant 140 km de long par 40 km de large implique dans sa réalisation 60 villes et villages de la région Saguenay—Lac-Saint-Jean. Les Tacons Sites proposent un art de la place publique qui va au-delà du monument et de la sculpture environnementale éphémère. Le Tacon Site est une sculpture environnementale par sa volonté de s’approprier un territoire et une sculpture sociale par son engagement dans la communauté. Il est possible de voir le dessin de la ouananiche sur l’ensemble du territoire en utilisant divers moyens et stratégies de visualisation. Les satellites peuvent détecter de petits dispositifs singuliers au sol. Ces technologies ont la capacité de retransmettre une image du tracé des Tacons Sites. Par sa présence sur le territoire, le Tacon Site joue le rôle de signal-mémoire, un peu comme les inukshuks plantés dans la toundra marquent des endroits stratégiques et significatifs pour l’Inuit. Afin de tisser des liens significatifs entre les différentes communautés, Interaction Qui a créé des rumeurs et des curiosités sur chacune des thématiques des Tacons Sites .
Entre 1995 et 2013, Interaction Qui a implanté 36 Tacons Sites sur le territoire. Comme ce projet appartient à la communauté saguenéenne et jeannoise, il est possible à toute personne désirant compléter le projet de la Grande Marche des Tacons Sites d'exécuter l'œuvre selon les méthodes et les valeurs qui sont énoncées par les initiateurs d'Événement Ouananiche.

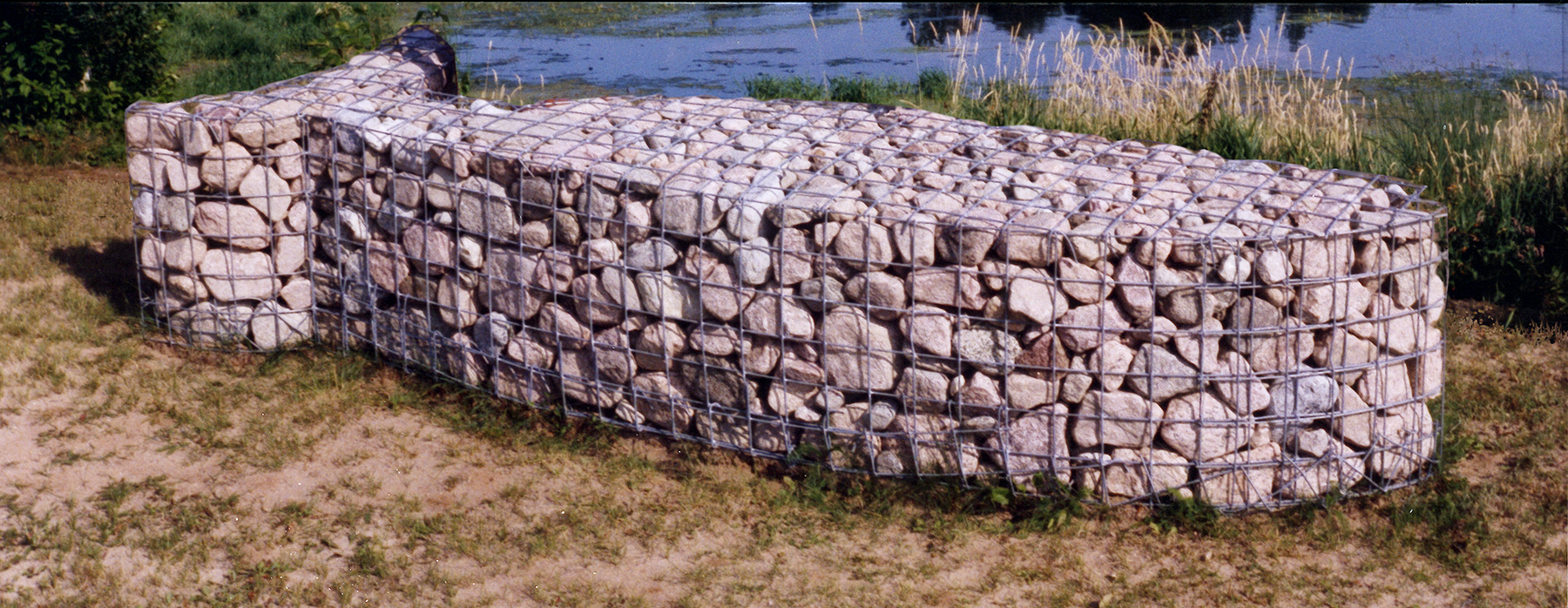
Tacon Site

### Tacon Site de l'Emblème Animalier

#### Thématique
En 1988, le Saguenay—Lac-Saint-Jean se dote officiellement d'un emblème animalier. La ouananiche devient un signe de solidarité régional qui est repris par le duo d'artistes Interaction Qui (Alain Laroche et Jocelyn Maltais) pour en faire le projet Événement Ouananiche et un de ses volets la Grande Marche des Tacons Sites. Lors du centenaire de la municipalité de Larouche (1995), les artistes proposent au comité du centenaire de réaliser le Tacon Site de l'Emblème Animalier comme marqueur d'appartenance régional. Il porte le numéro 01 sur la carte. C'est donc par un don du monument aux responsables de l'Auberge de l'Ile du Repos de la municipalité de Péribonka que ce geste de coopération est posé. La communauté de Larouche déplace les pierres de leur territoire vers la municipalité de Péribonka pour les déposer dans le gabion de métal à l'effigie de l'emblème animalier. Ce don enrichit le territoire d'un symbole totémique

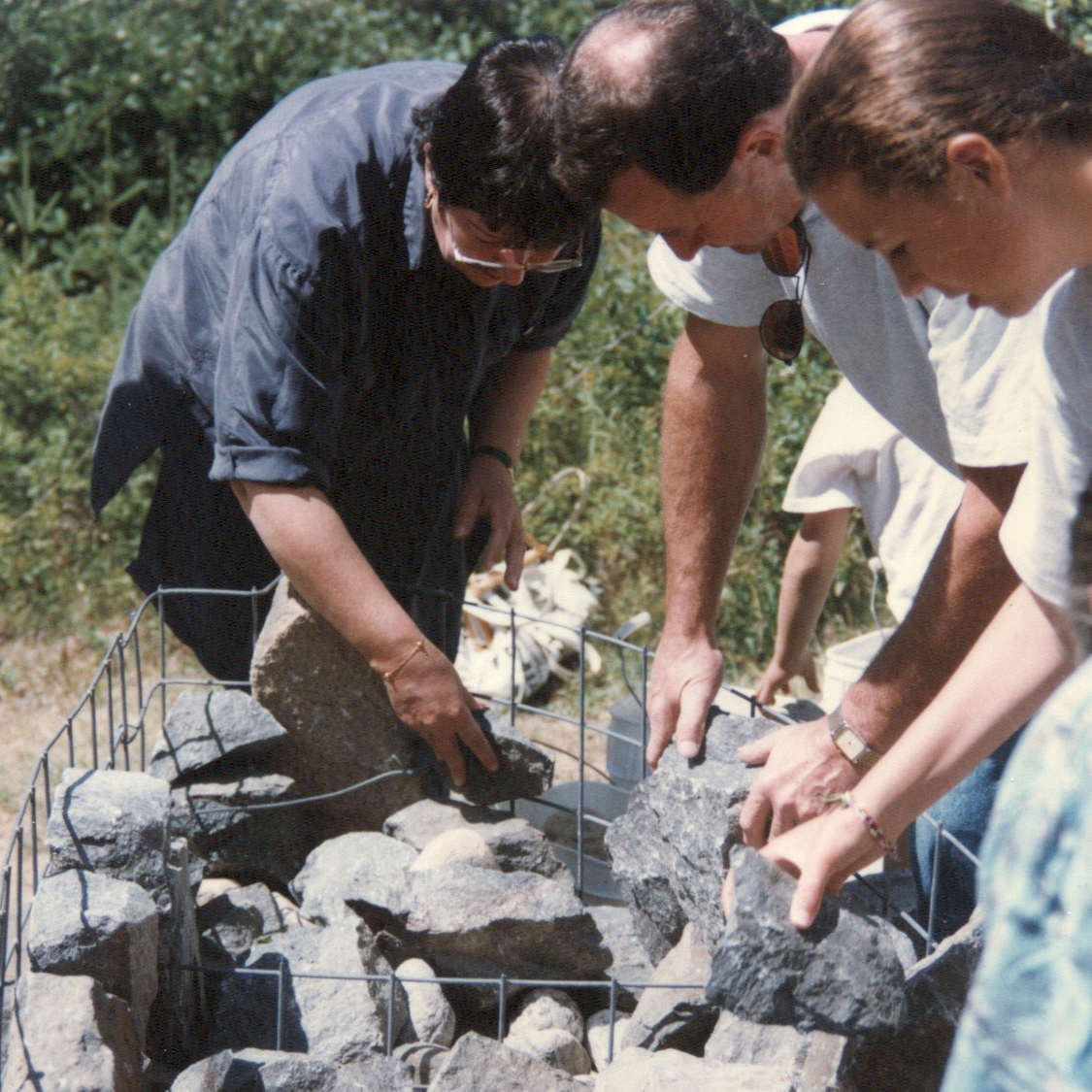
Citoyens de Larouche réalisant le Tacon Site de l'Emblème Animalier.
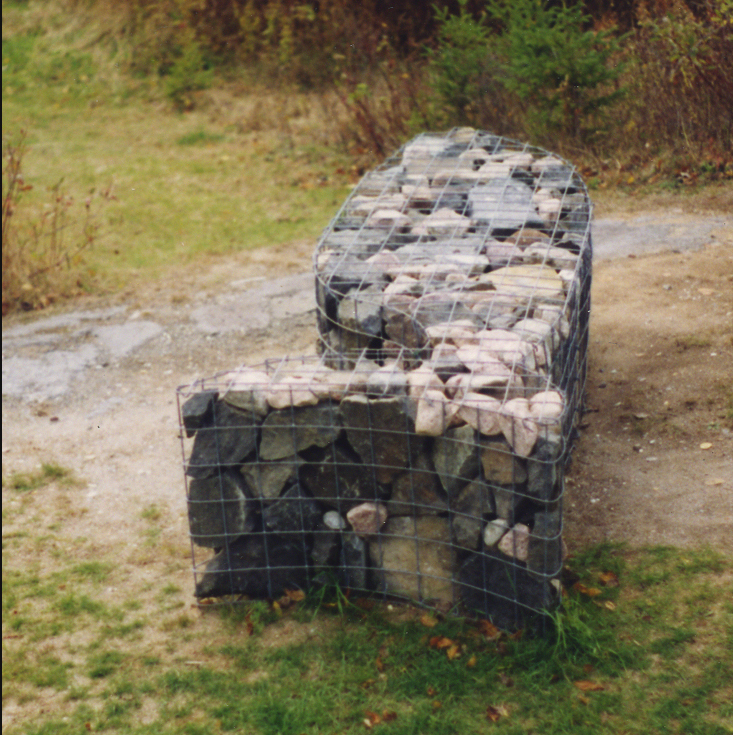
Tacon Site de l'Emblème Animalier
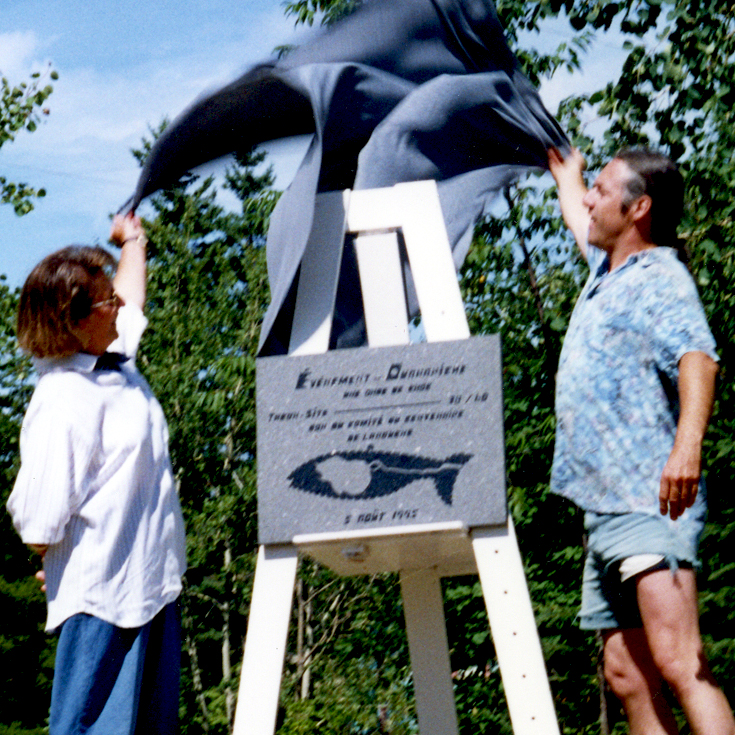
Inauguration du Tacon Site de l'Emblème Animalier.

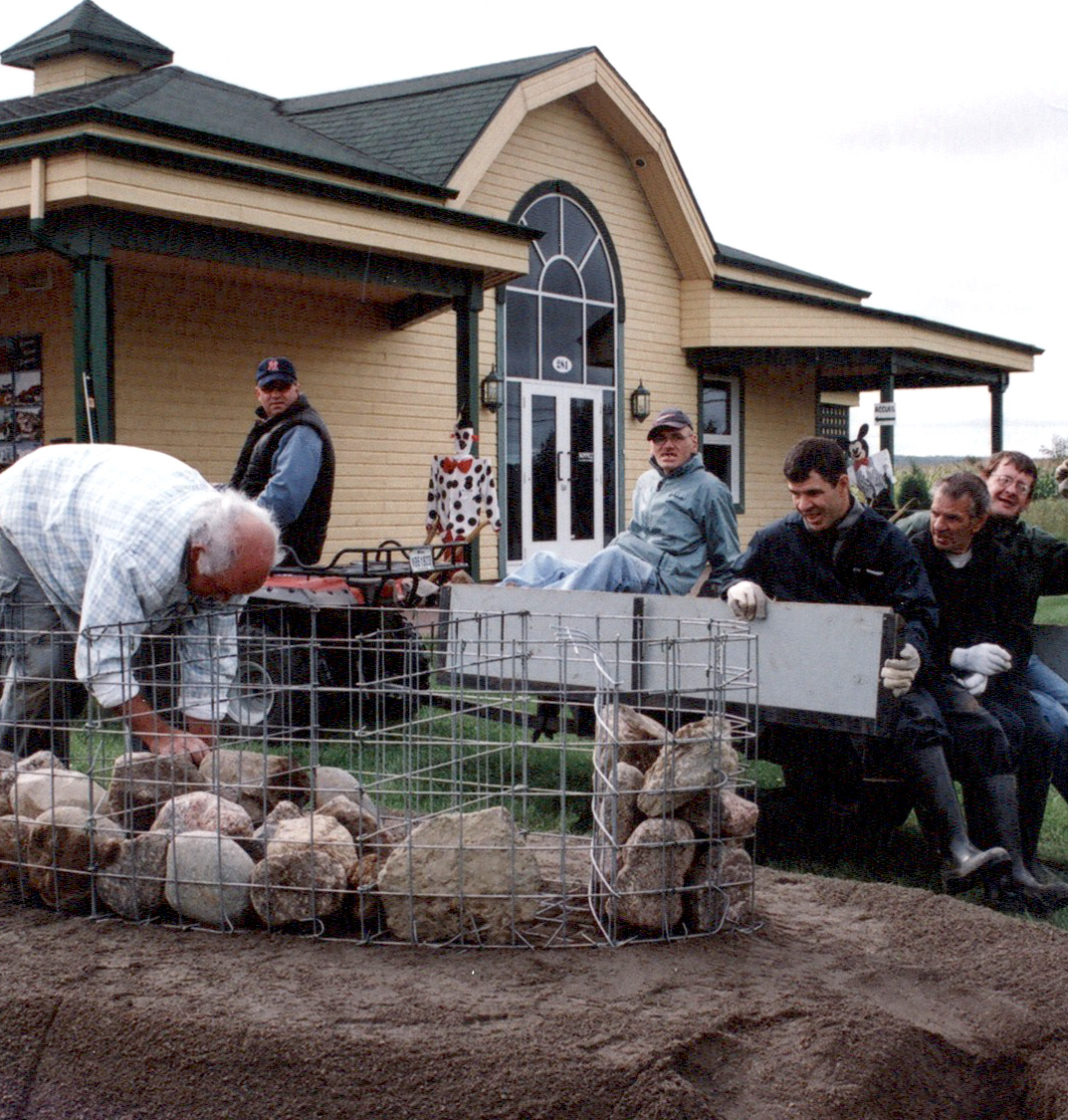
Partcipants à la réalisation du Tacon Site des Semences.
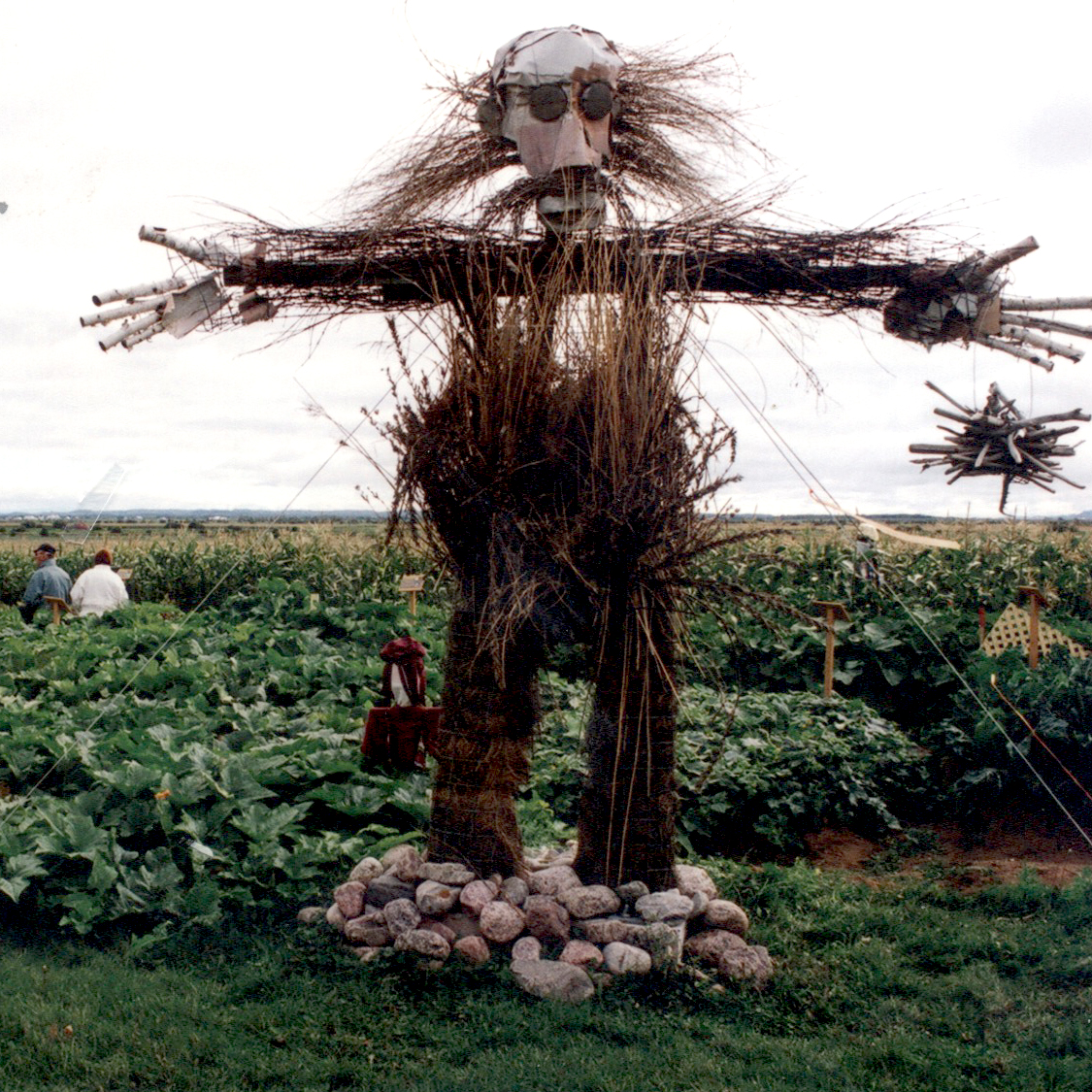
Le Vieux Grigou est une curiosité installée par les artistes comme signalétique.
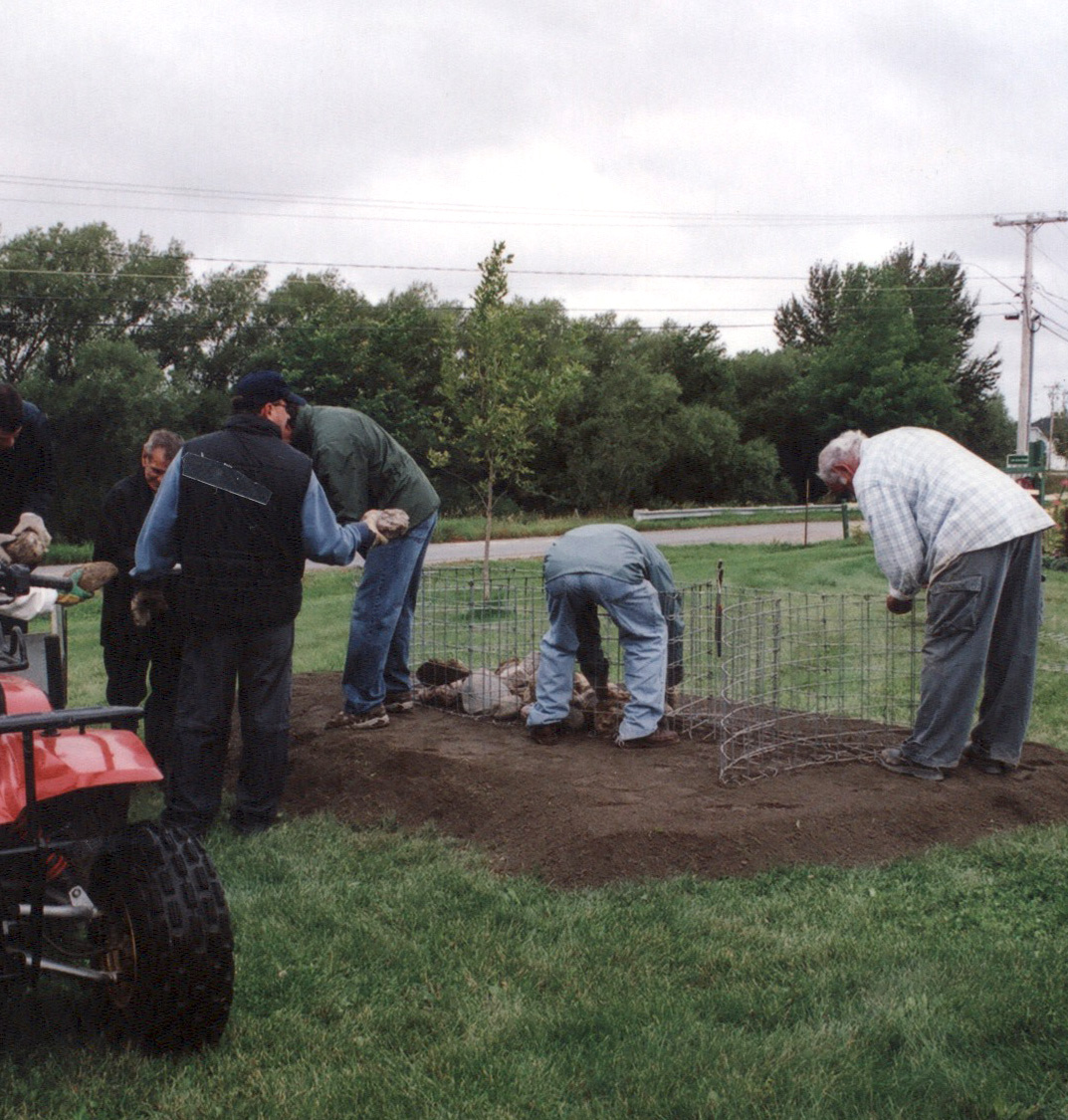
Mise en place du grillage du Tacon Site des Semences.

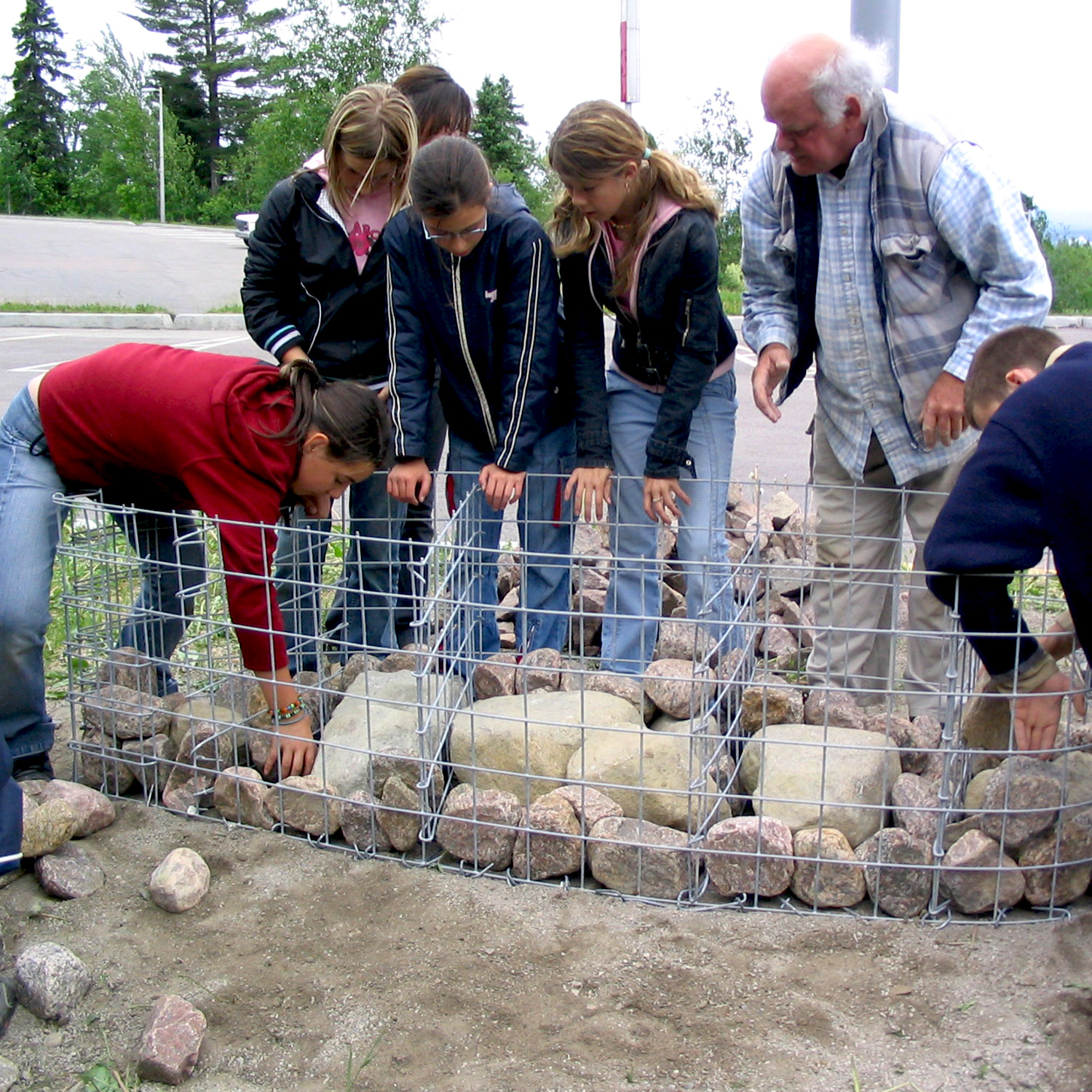
L'artiste Jocelyn Maltais supervise la réalisation du Tacon Site du Génome Humain.
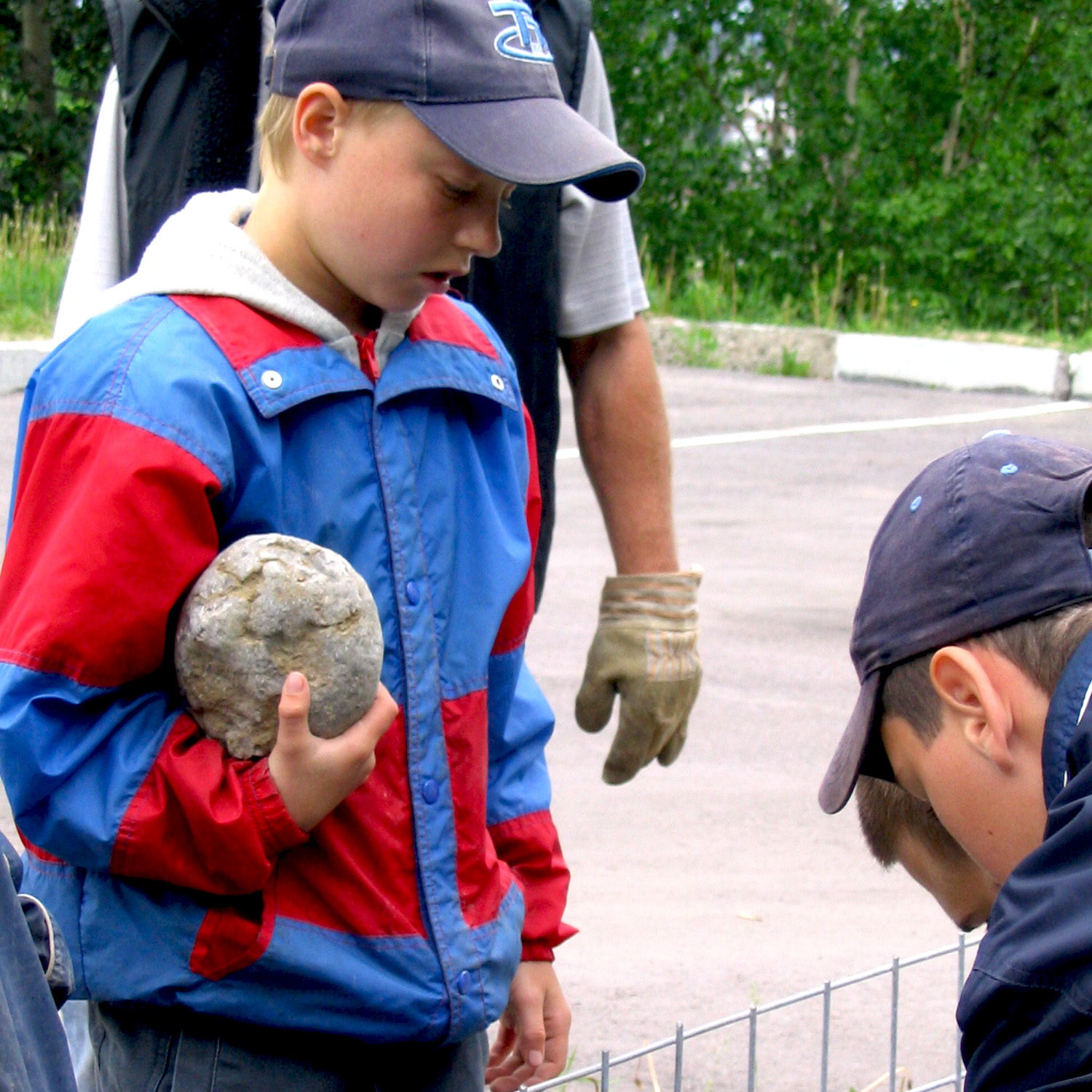
Un élève apporte sa pierre à installer dans le Tacon Site.
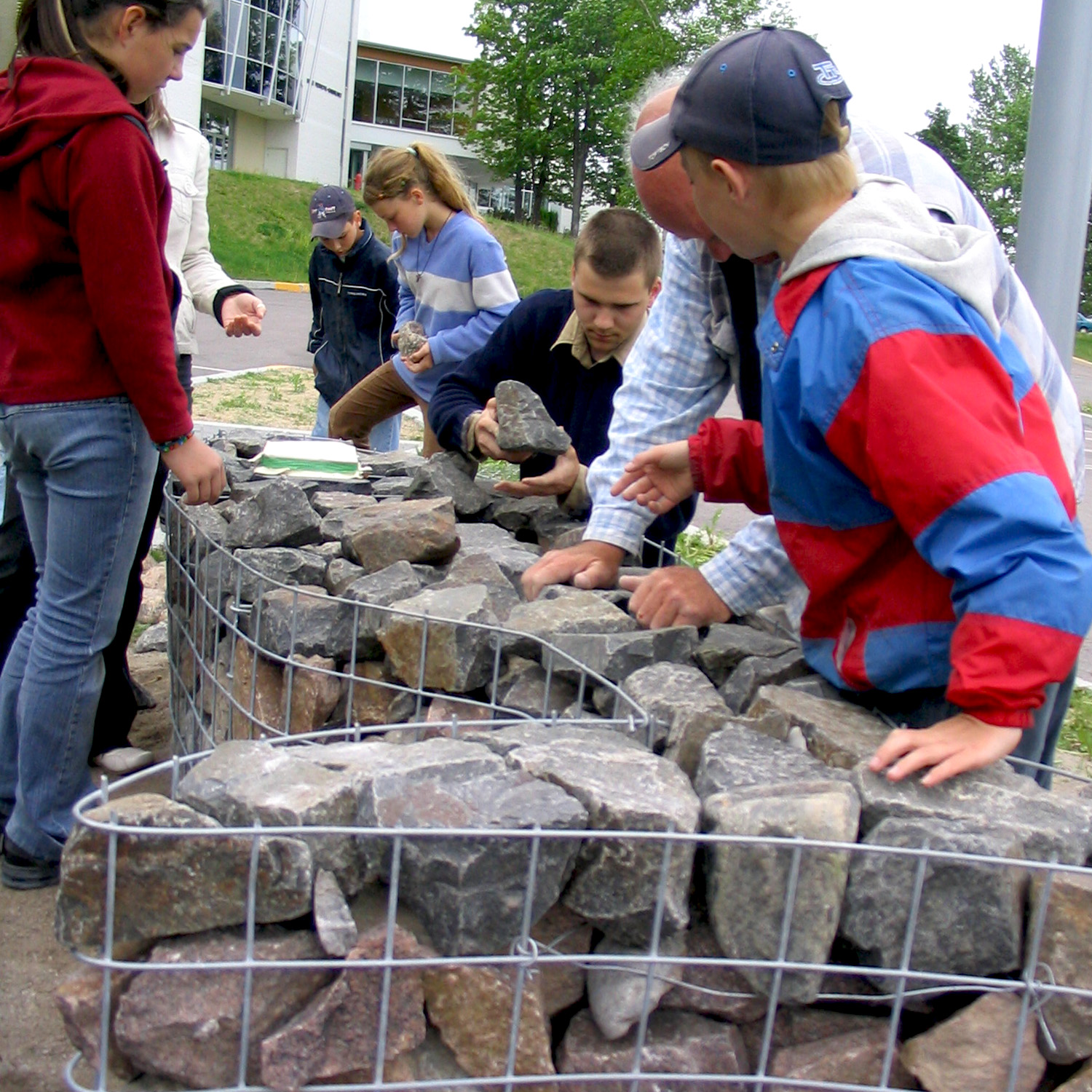
Le Tacon Site du Génome Humain est terminé.

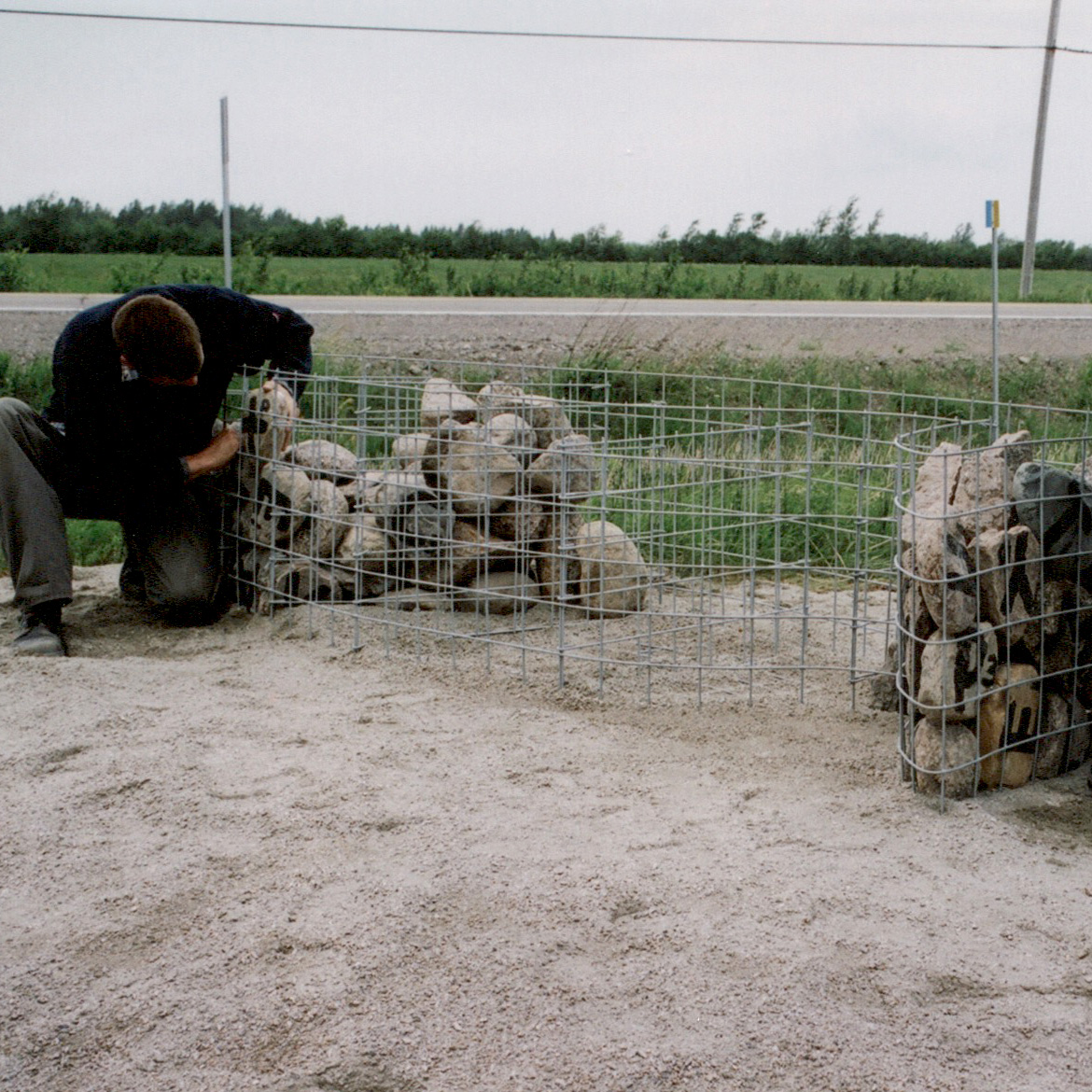
Installation du Tacon Site de la Francophonie.
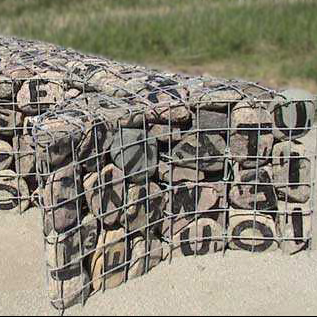
Toutes les pierres lettrées ont été déposées dans le Tacon Site de la Francophonie.
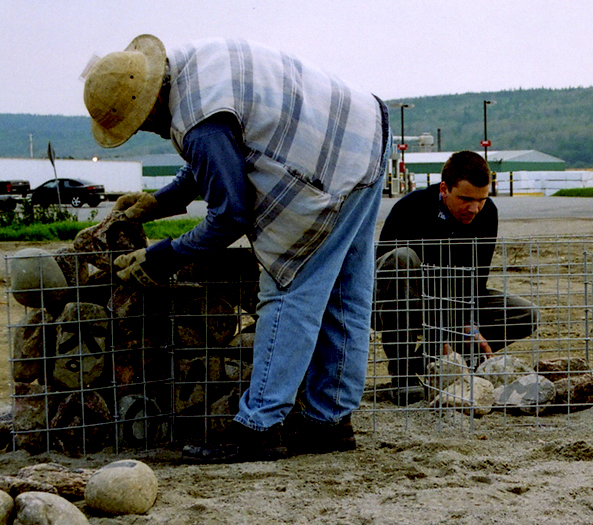
Toutes les lettres de l'alphabet sont utilisées afin de créer tous les mots de la langue française.

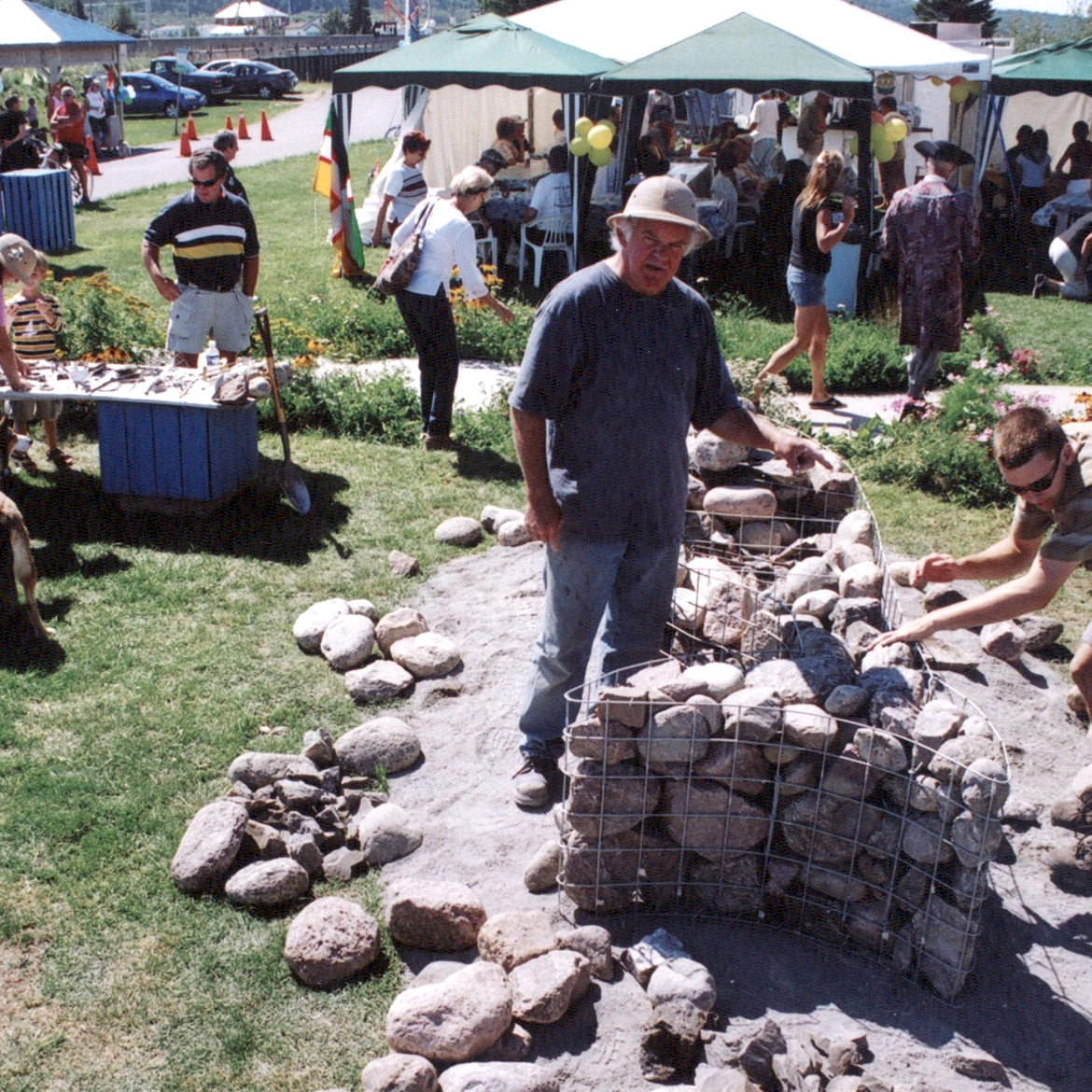
Assemblage des pierres dans le Tacon Site du Mythe.
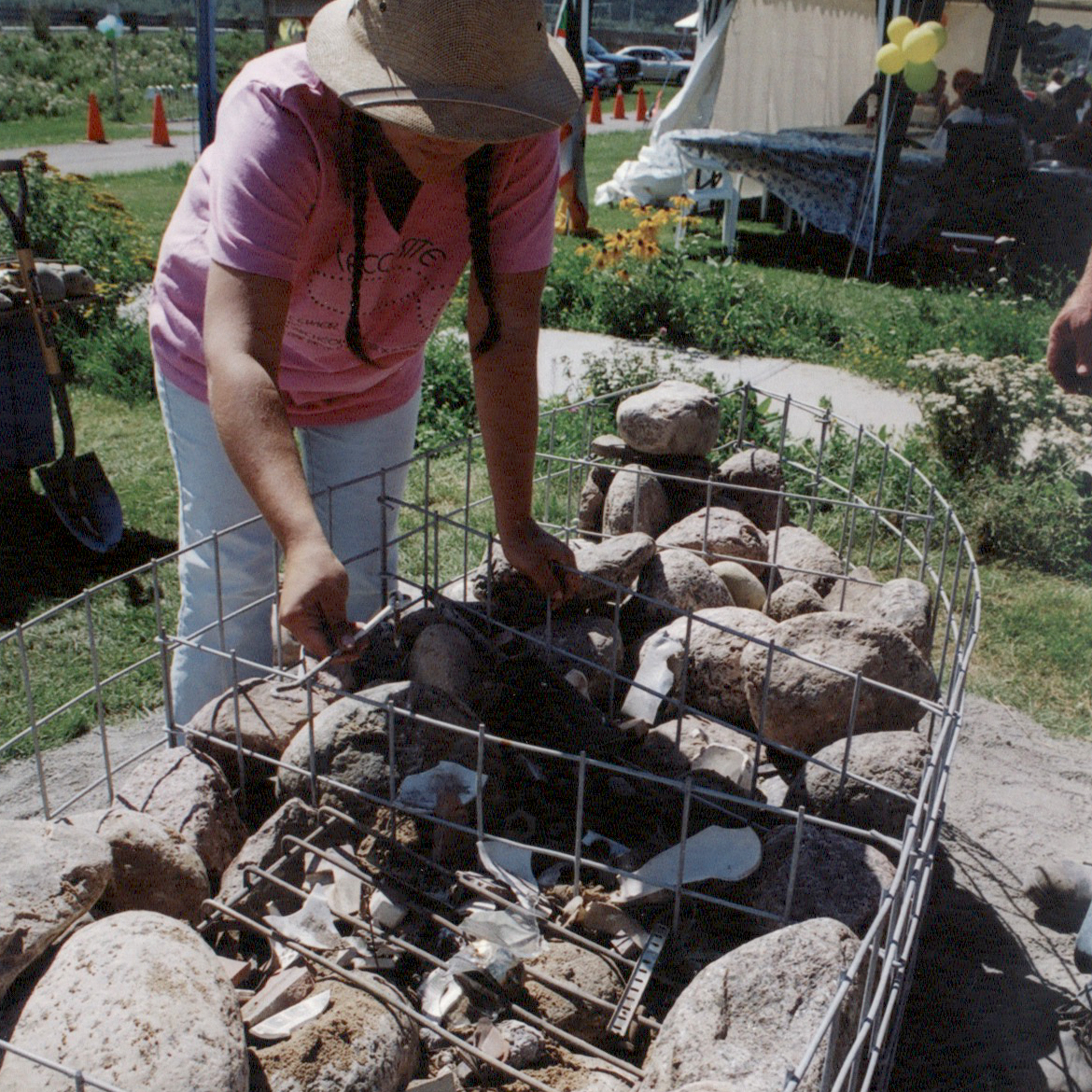
Un espace est réservé au centre du Tacon Site pour y enfouir les artefacts.
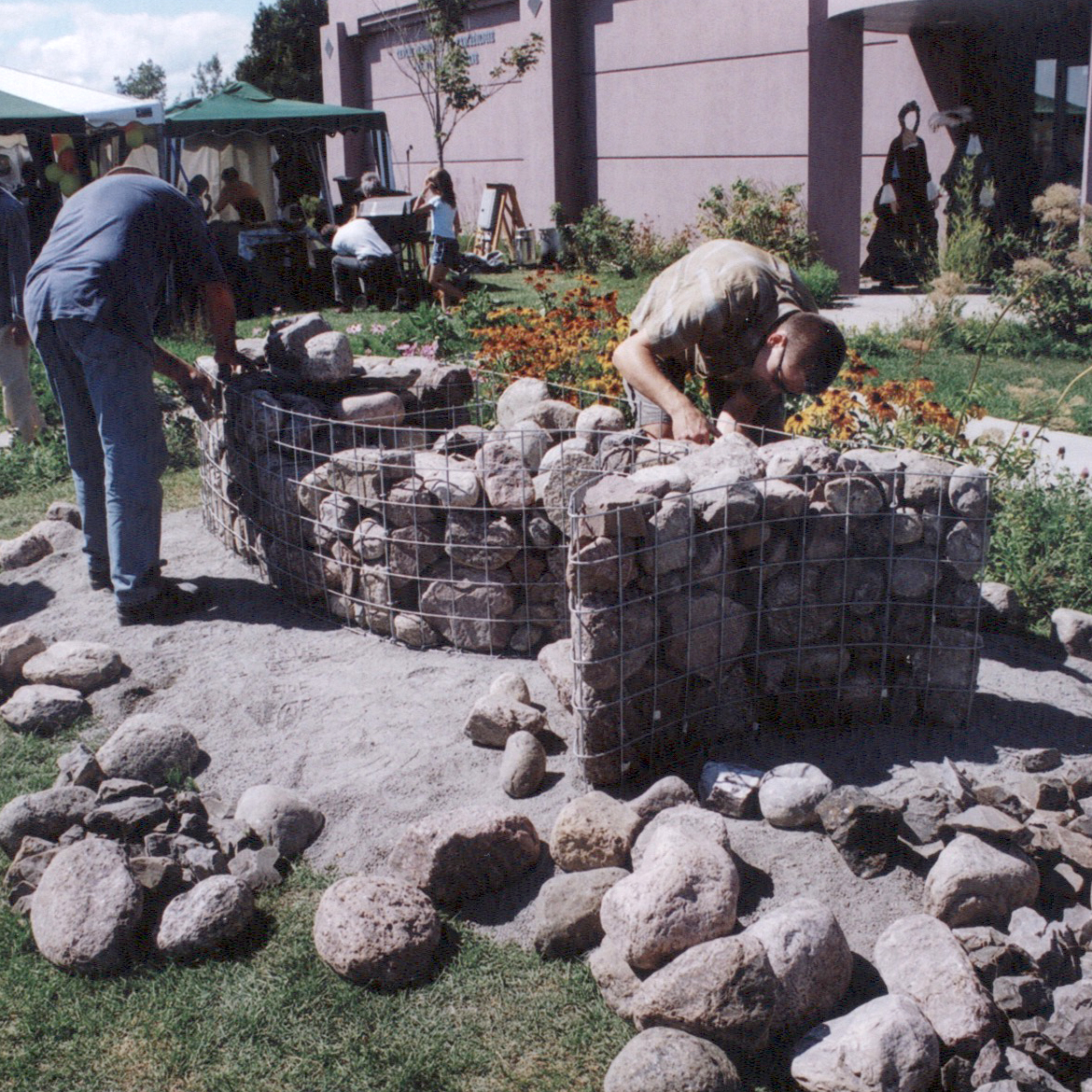
Le Tacon Site du Mythe est installé devant le Centre d'Histoire et d'Archéologie de la Métabetchouane.

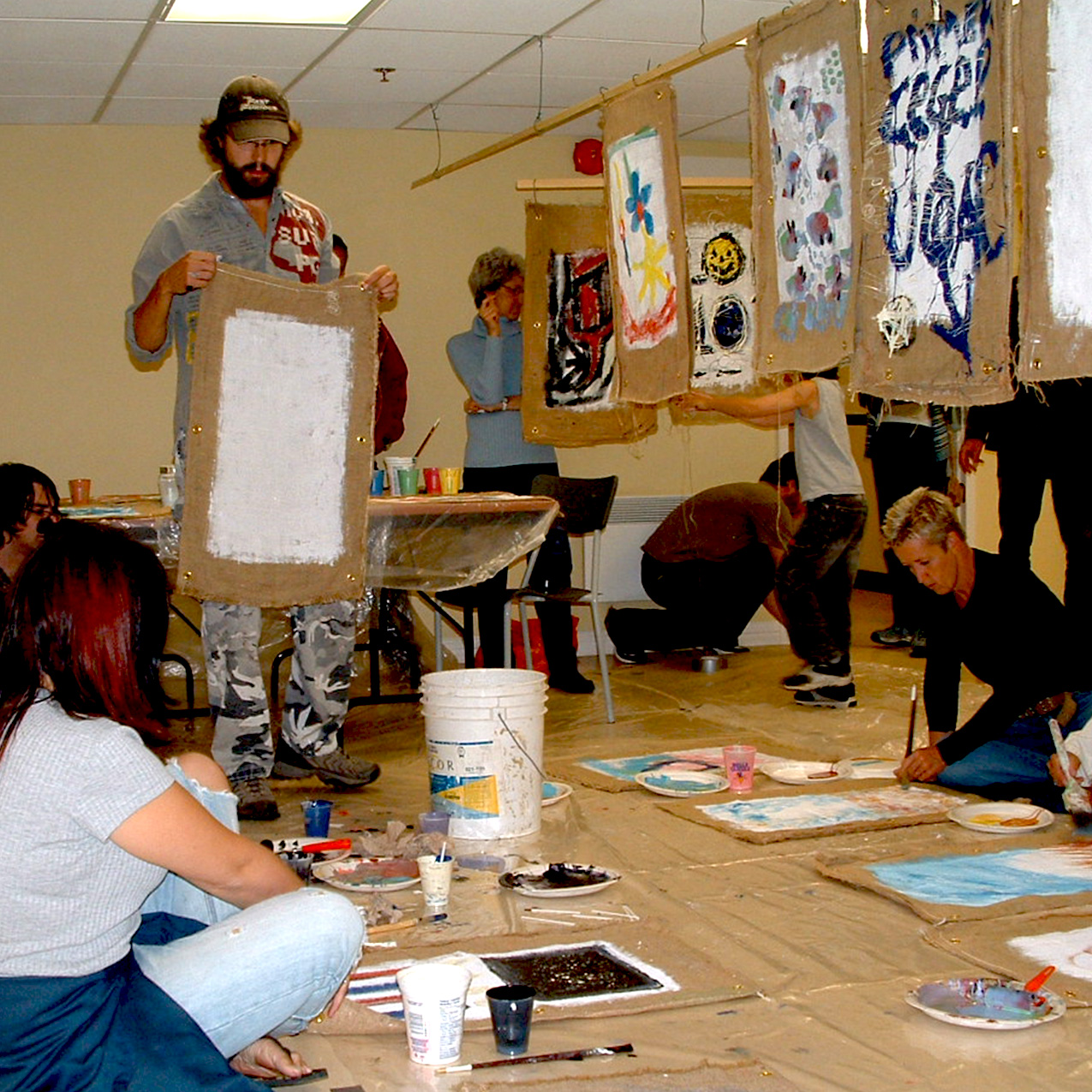
Participants à l'action performative qui consiste à peindre le matériel nécessaire à la colonisation.
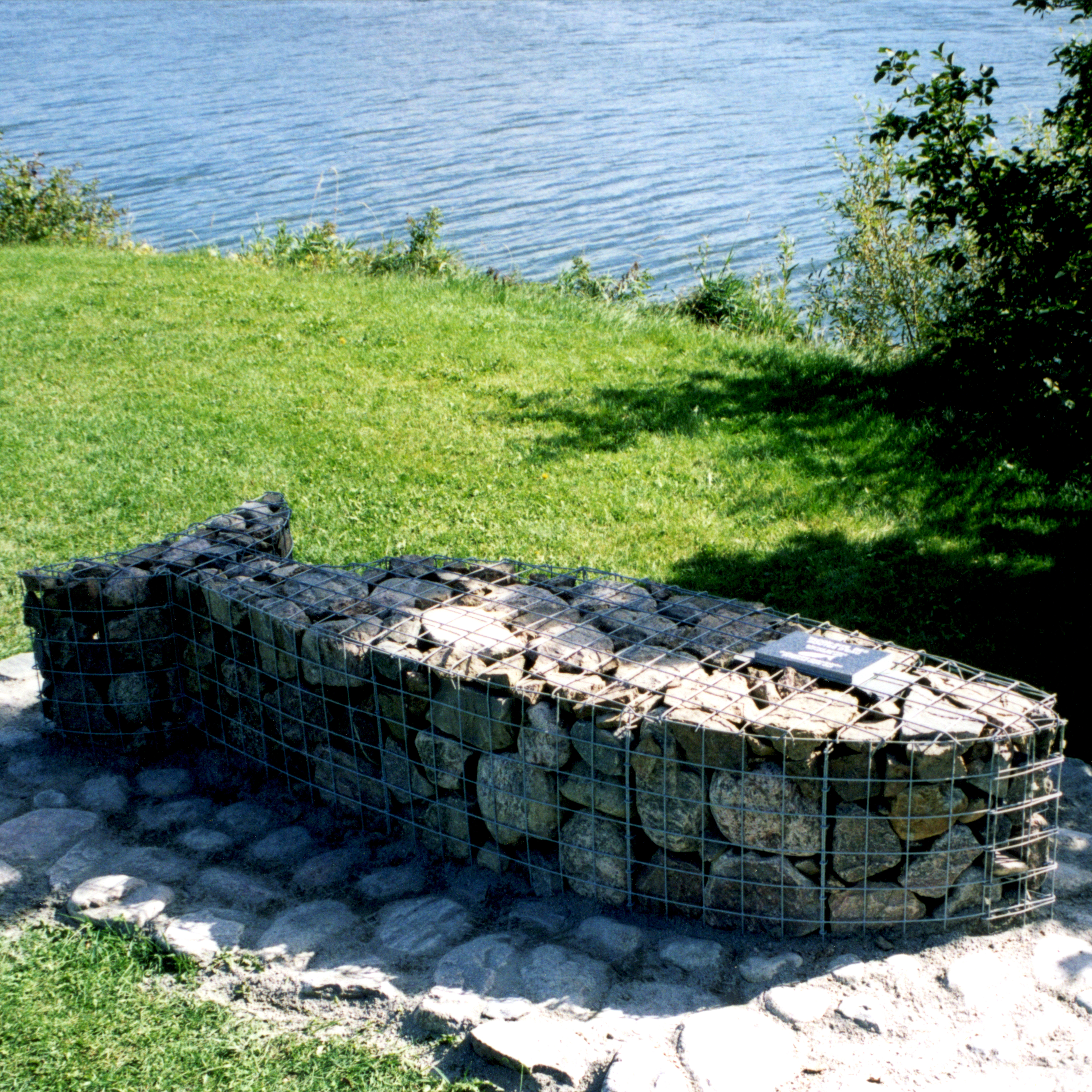
Tacon Site des Routes d'eau
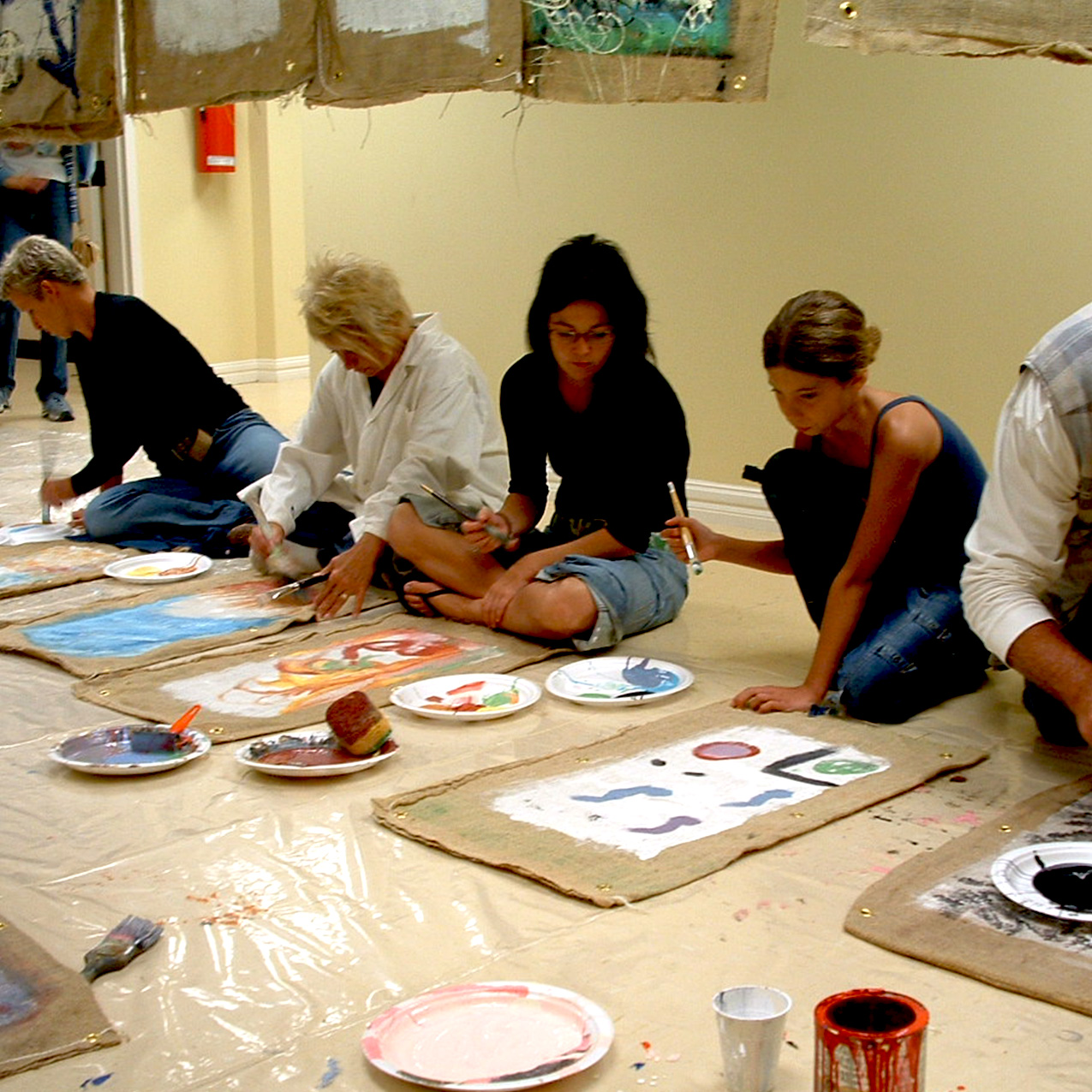
60 poches de jute sont peintes par une vingtaine de participants à la Maison des Bâtisseurs.

#### Action performative

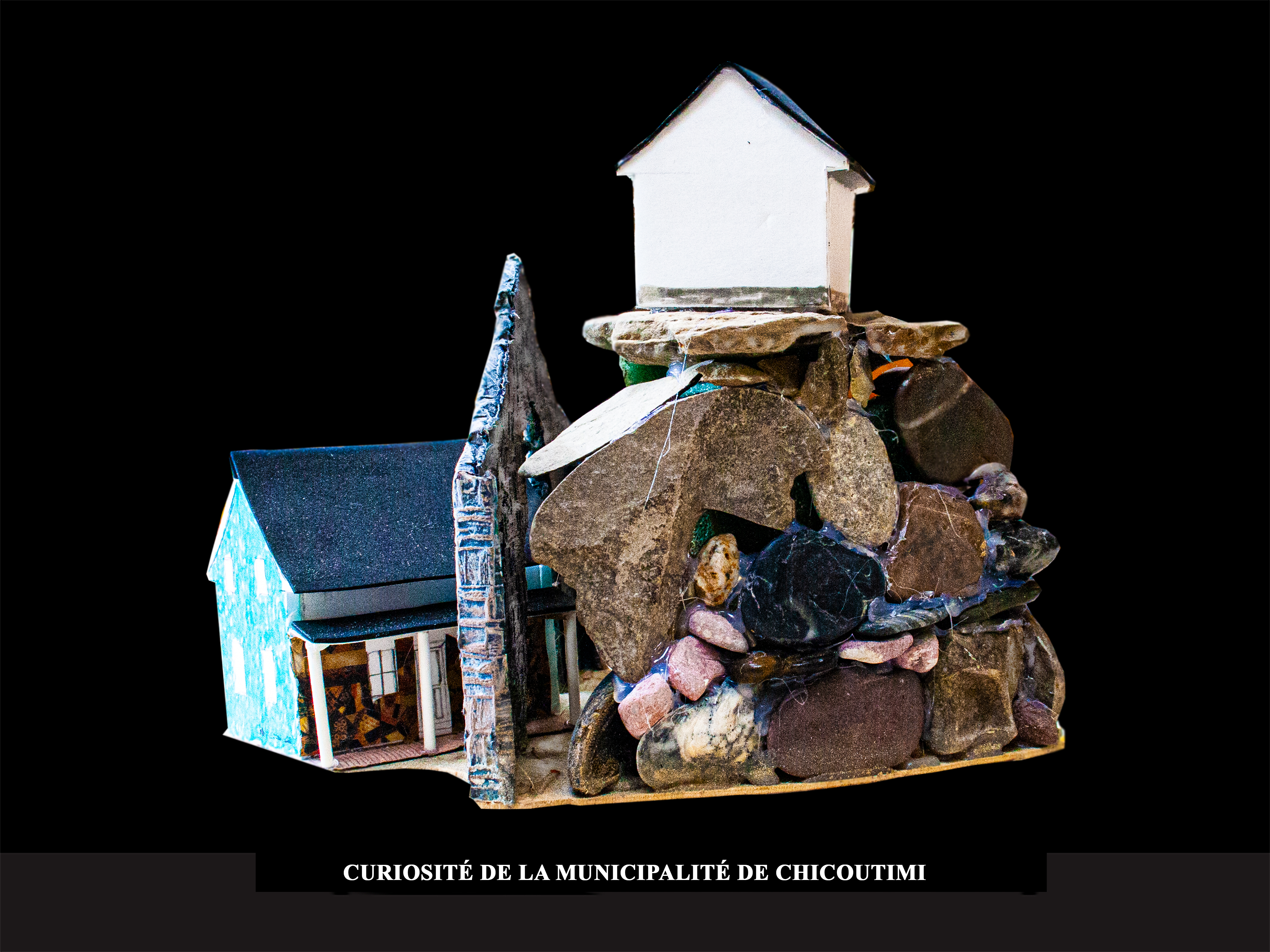
Curiosité de la communauté de Chicoutimi.

Pierres Totémiques, 1995, c’est l’année du centenaire de la fondation de la municipalité de Larouche. Le comité organisateur réalise différentes activités d’ordre culturel comme une pièce de théâtre et une exposition majeure en art contemporain avec comme commissaire Claude Simard un artiste originaire de Larouche. Le duo d’artistes Interaction Qui participe à cette exposition avec une action performative impliquant la communauté de Larouche. Il s’agit de peindre 4 000 cailloux qui intègreront une mosaïque en l’honneur du fondateur de la municipalité : William Larouche. Cette action performative s'inscrit dans un des volets d'Événement Ouananiche : Tacon Cailloux,.
Action Performative « Pierres Totémiques ».

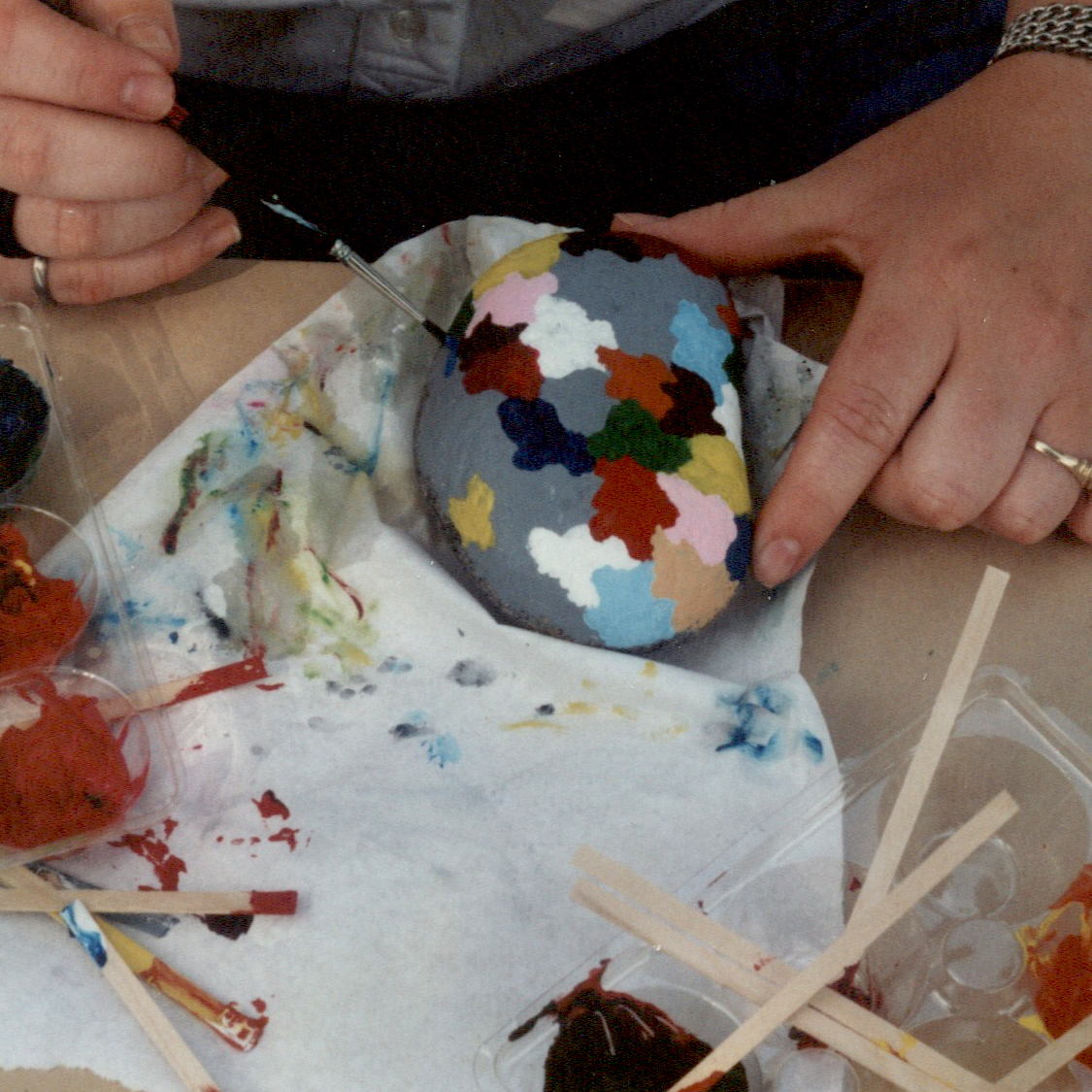
Tacon Cailloux réalisé par un citoyen de Larouche.
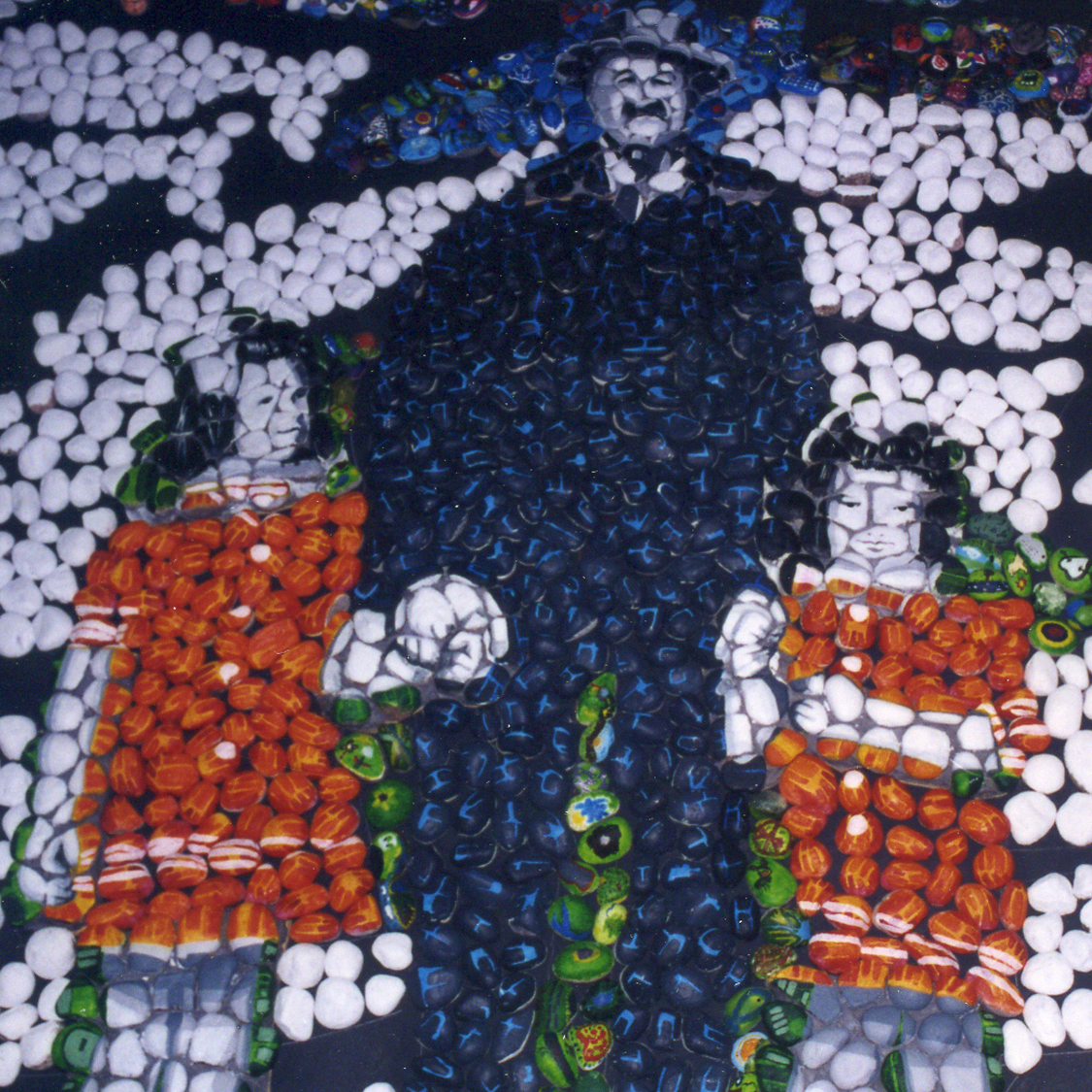
Murale de 4 000  Tacons Cailloux représentant le fondateur de Larouche, William Larouche.
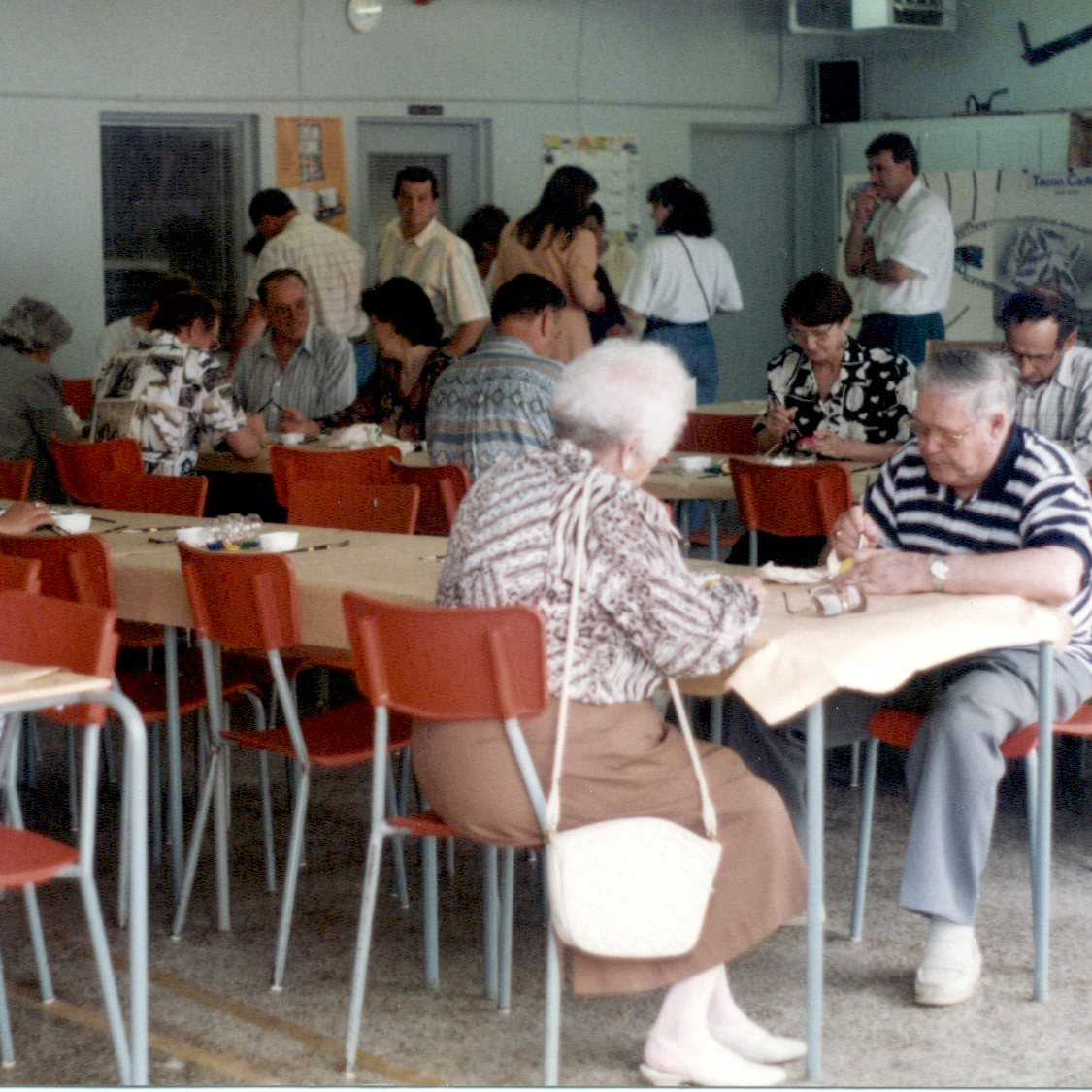
Groupe de citoyens de Larouche peignant des Tacons Cailloux.

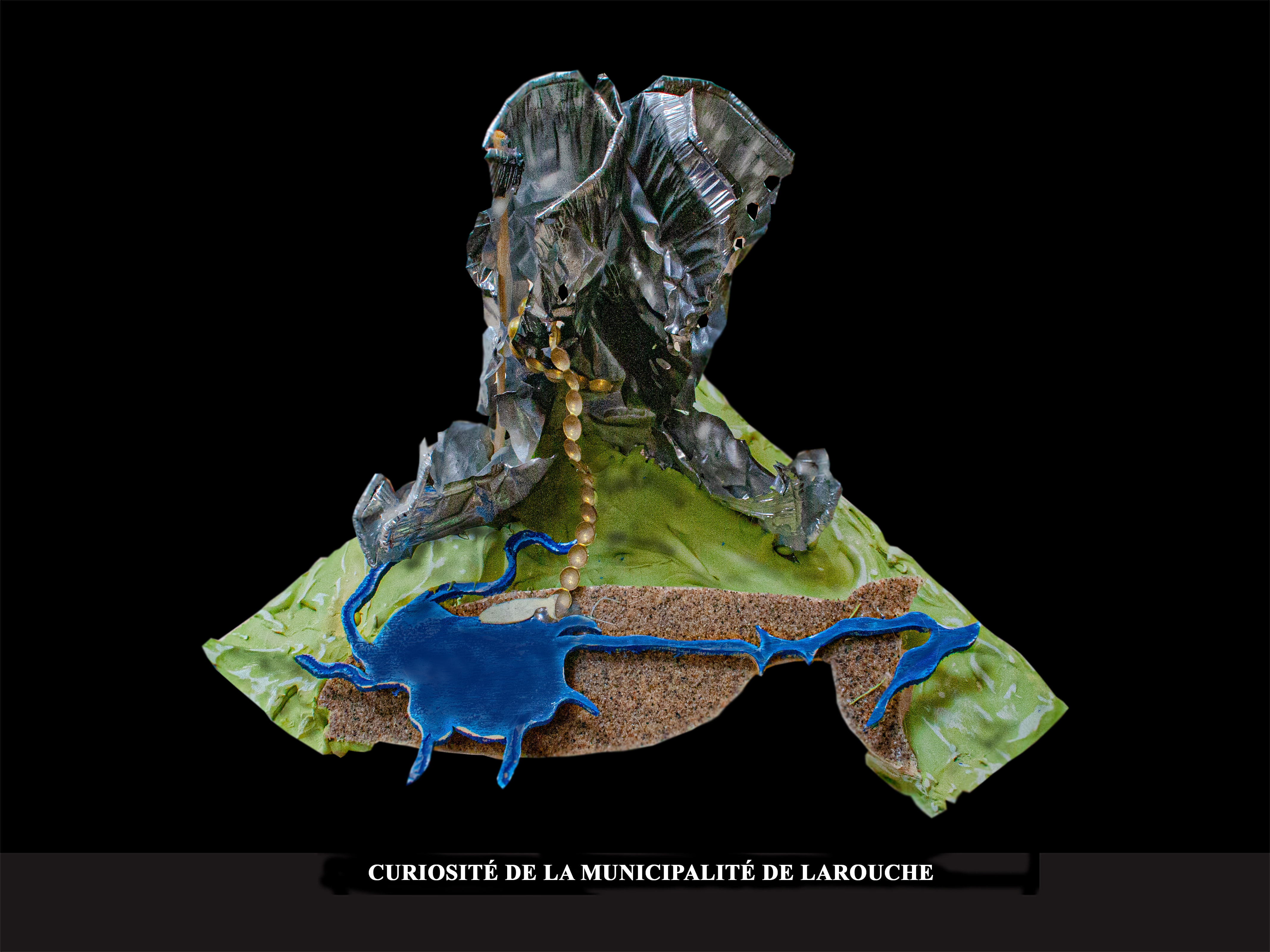
Curiosité de la communauté de Larouche.

#### Chroniques du pays de la ouananiche
La rumeur et la curiosité de la communauté de Larouche (Québec) (Québec, Canada) sont créés par Interaction Qui afin de tisser un fil conducteur légendaire entre les différentes localités de la région Saguenay—Lac-Saint-Jean.

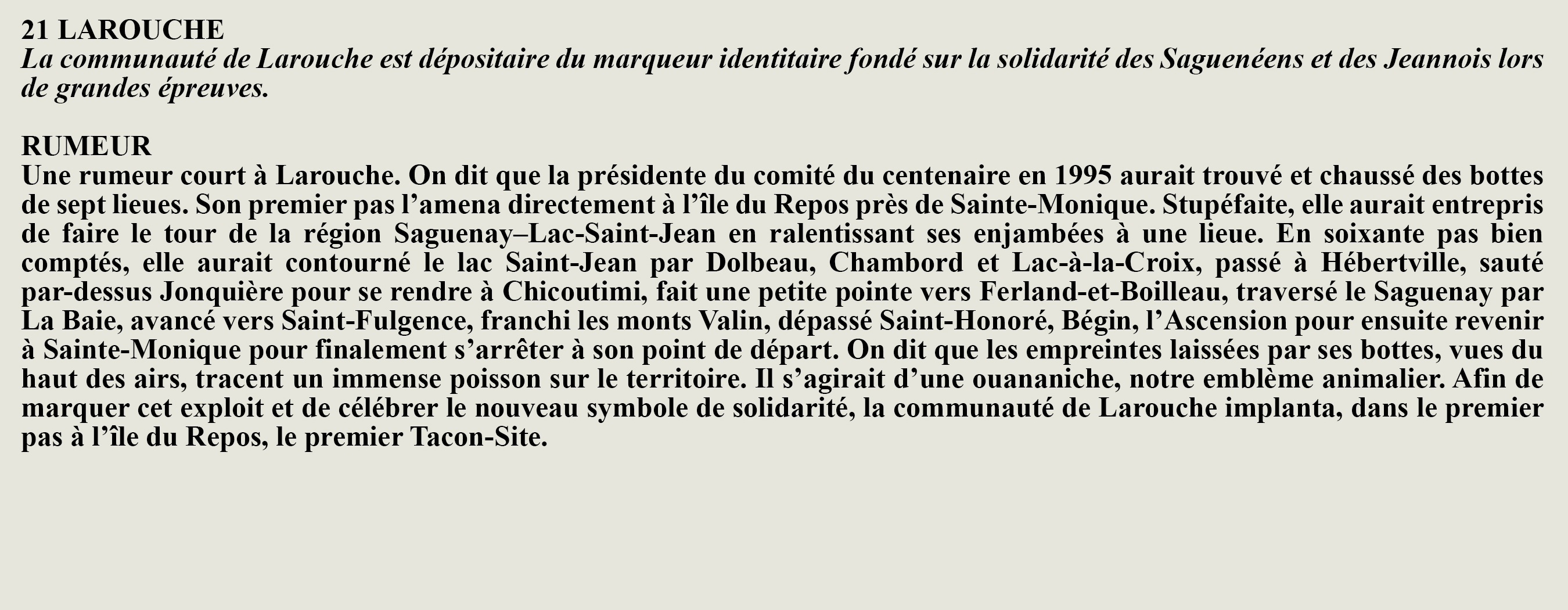

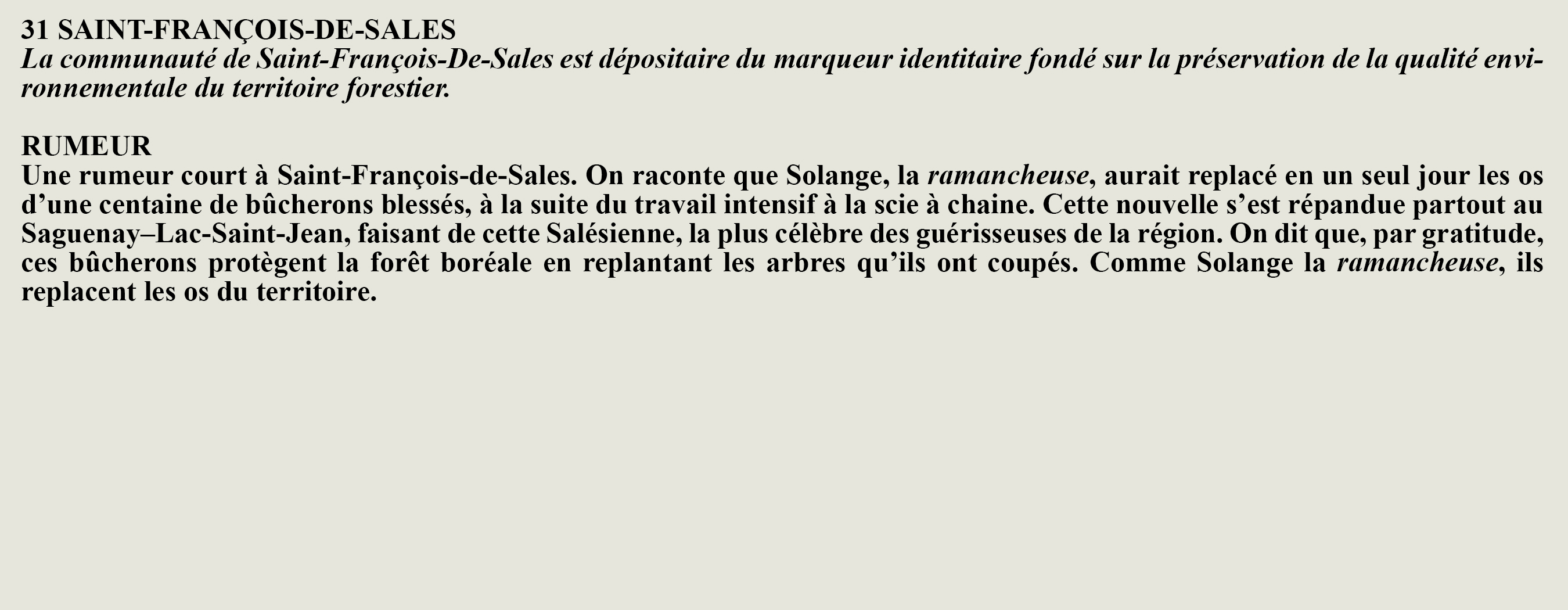

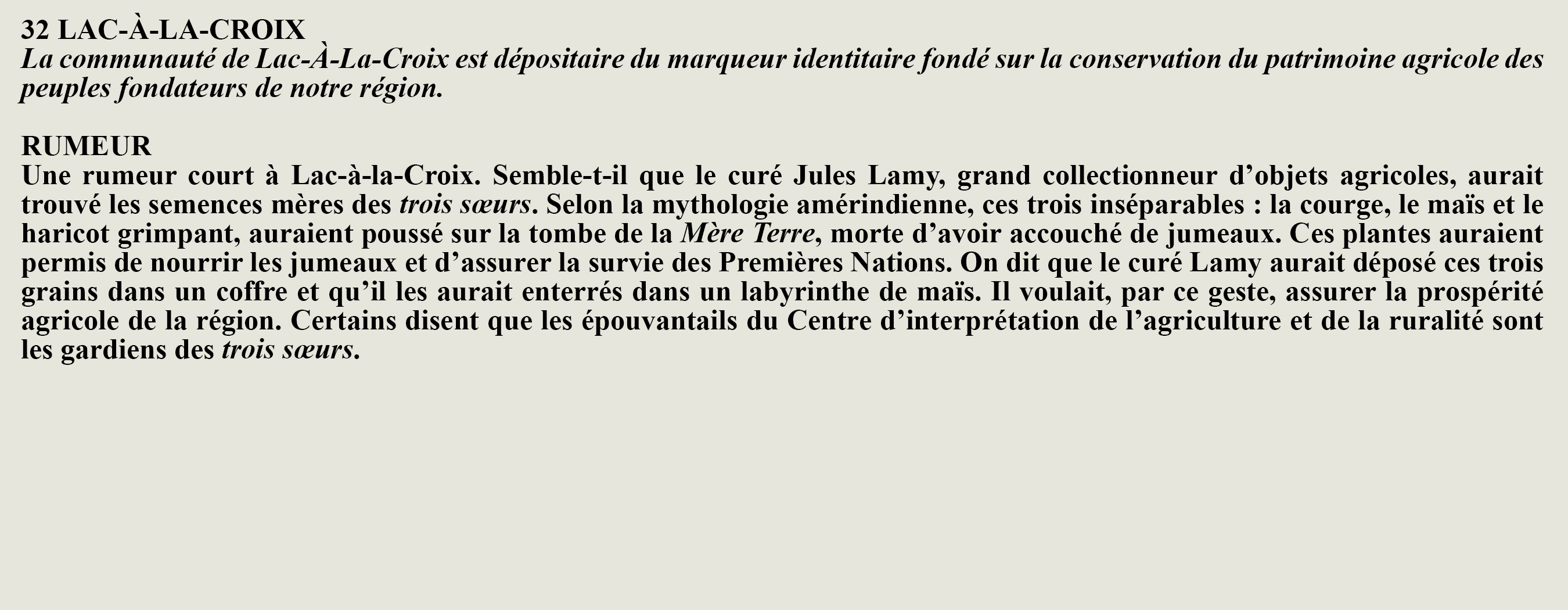

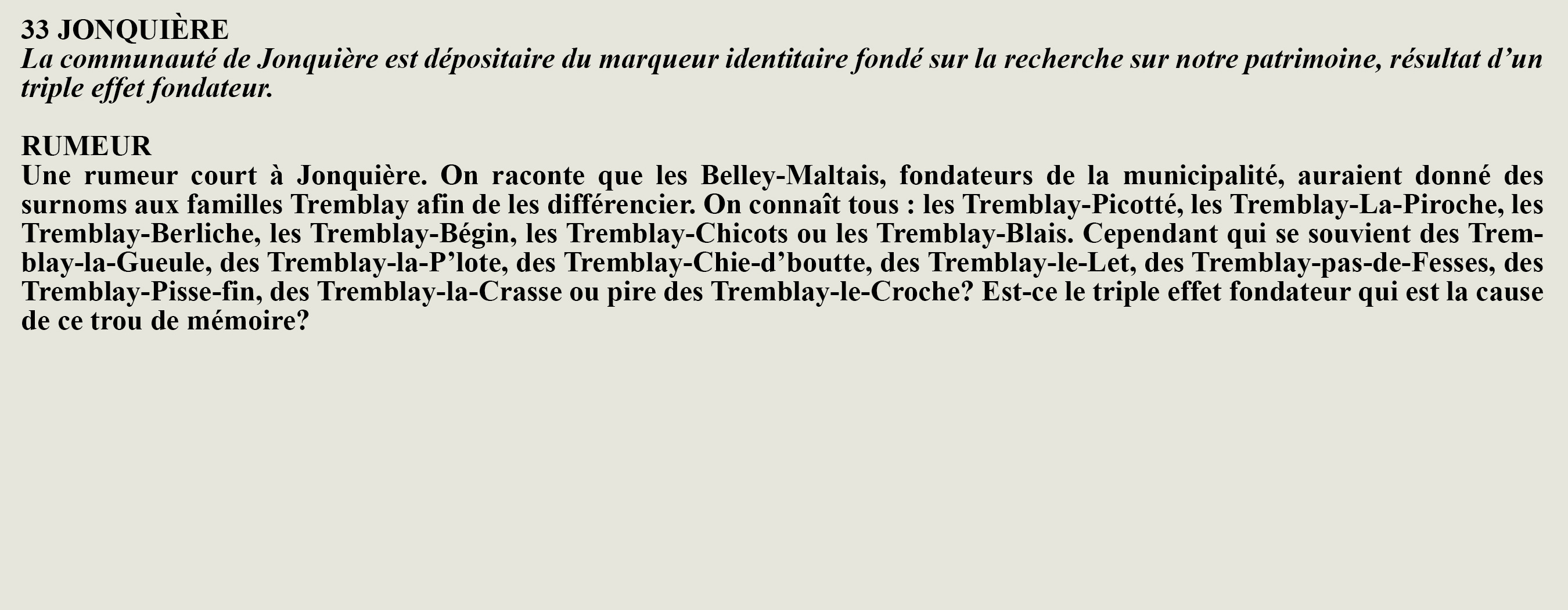

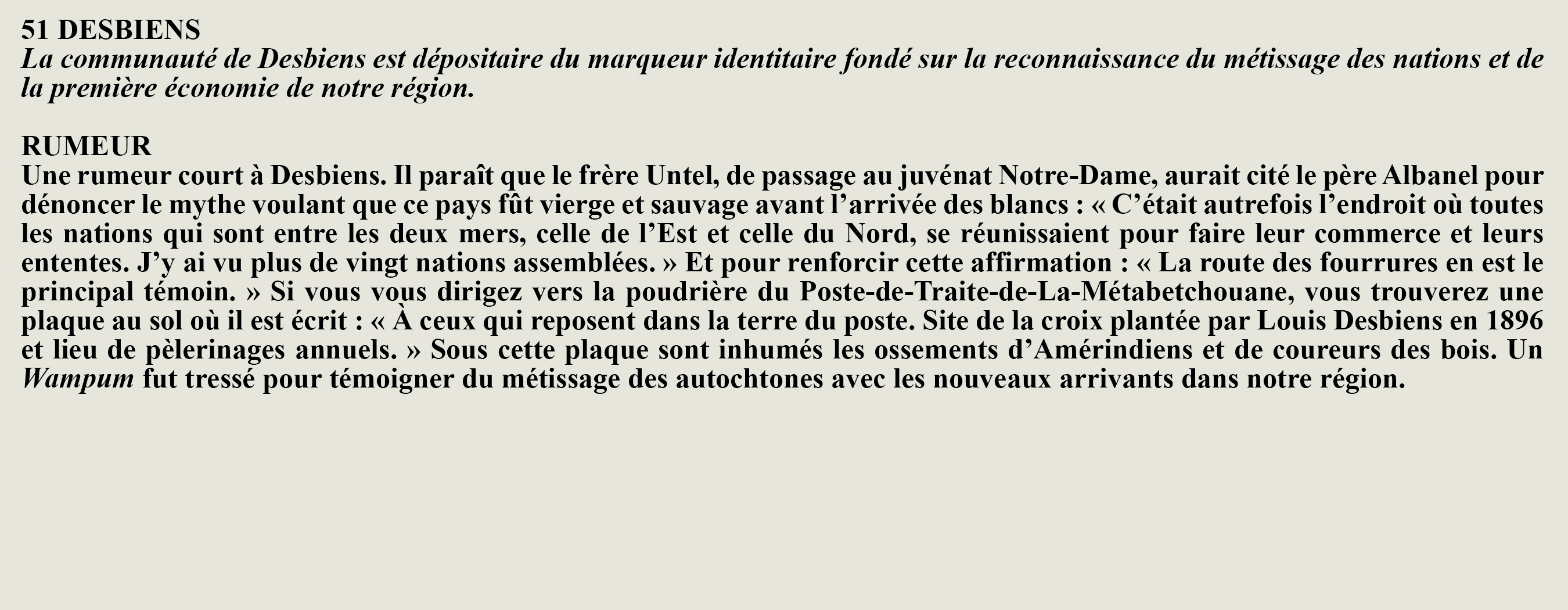

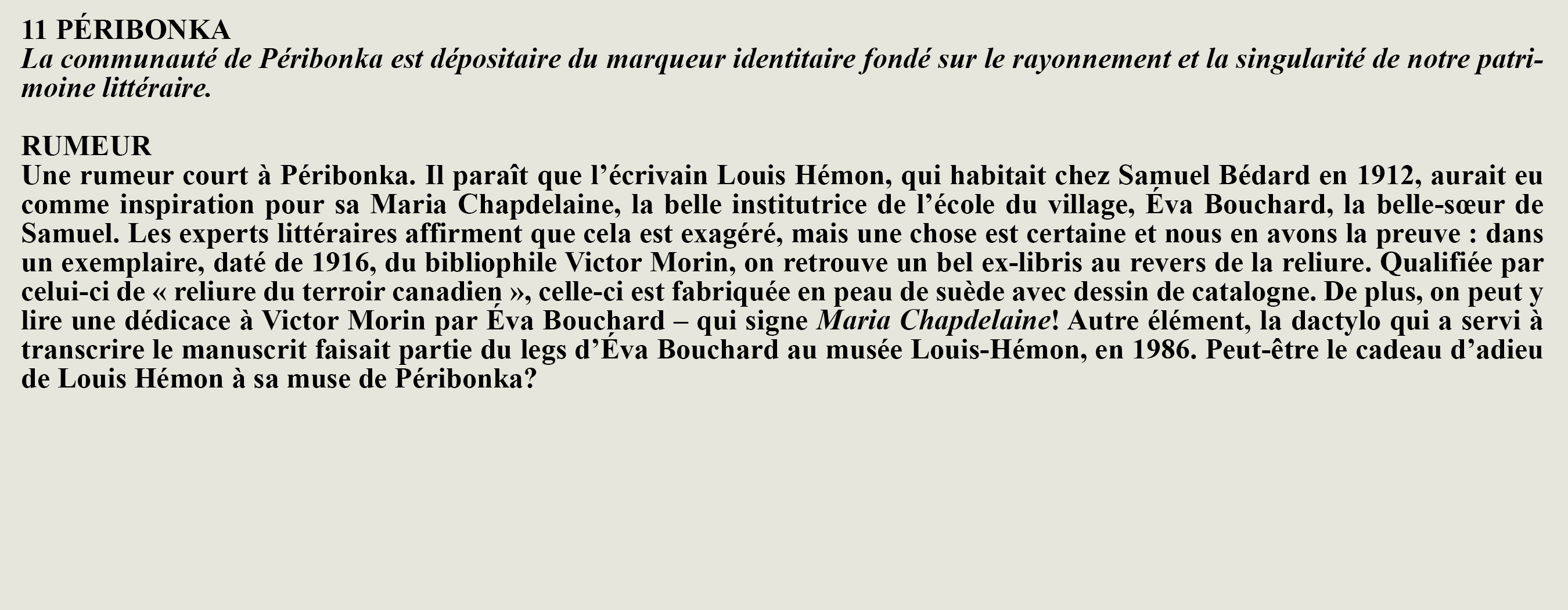

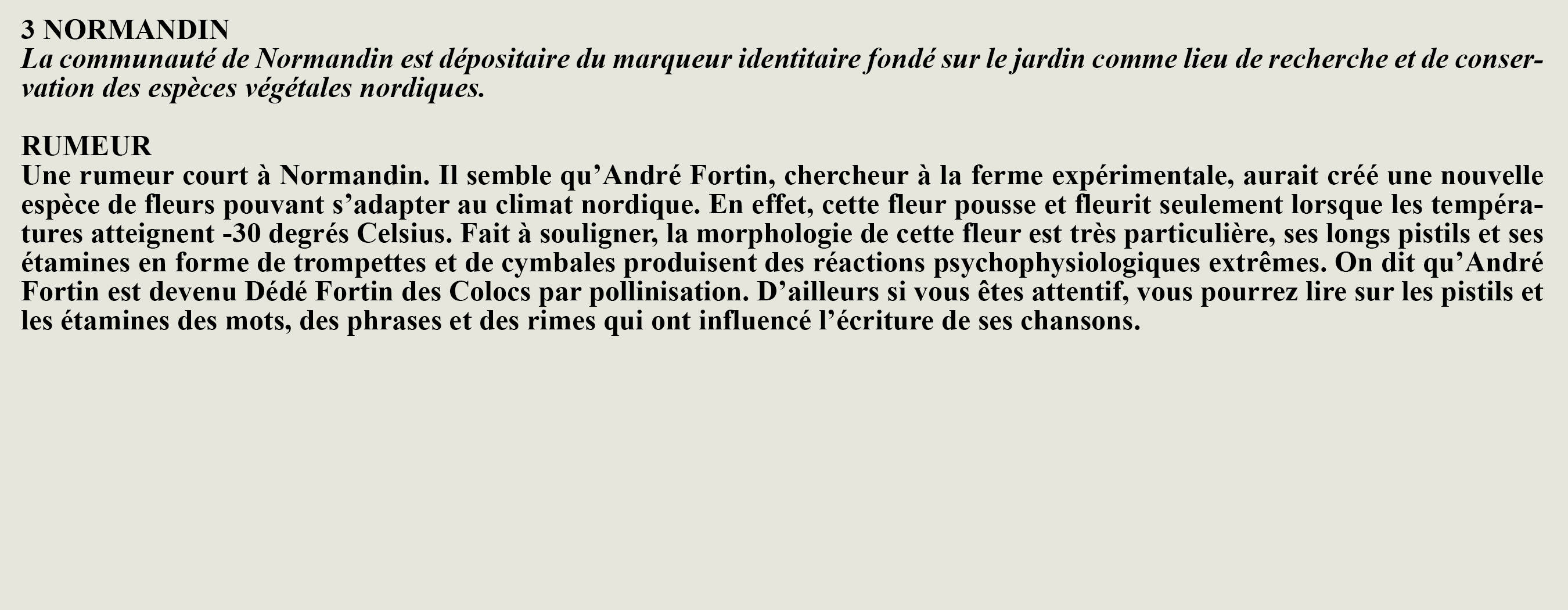

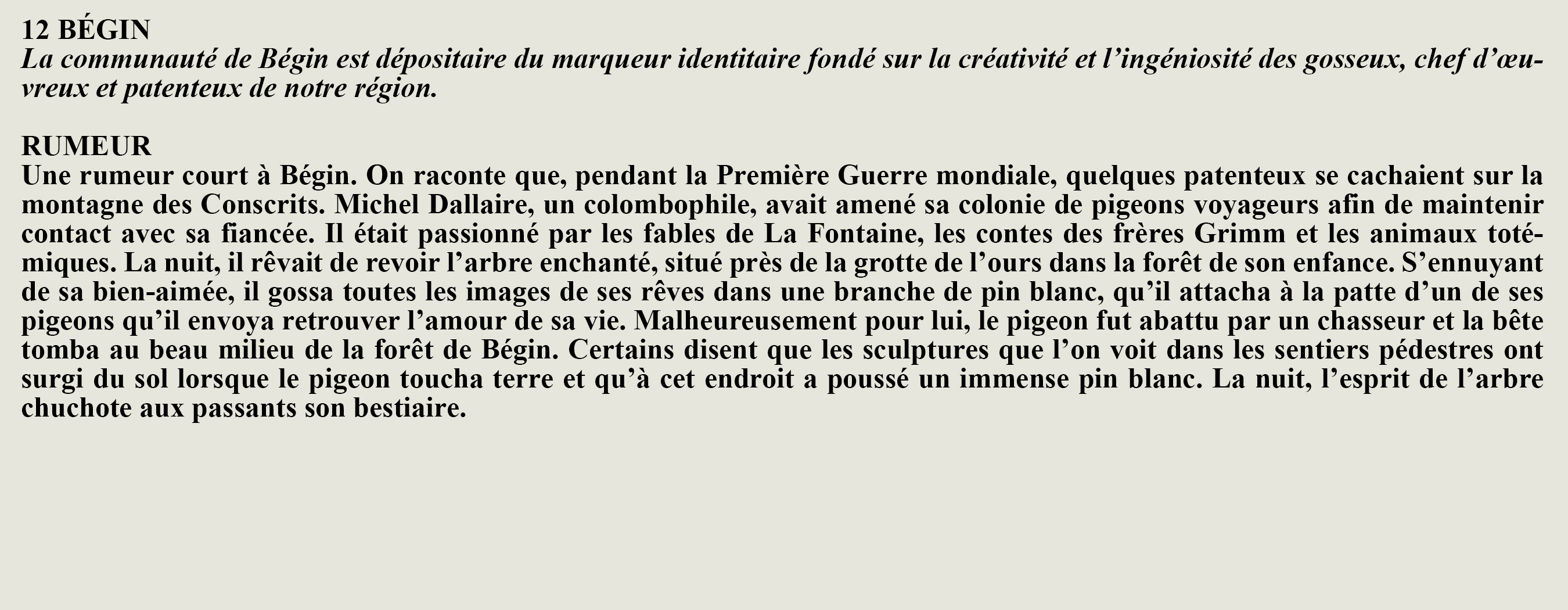

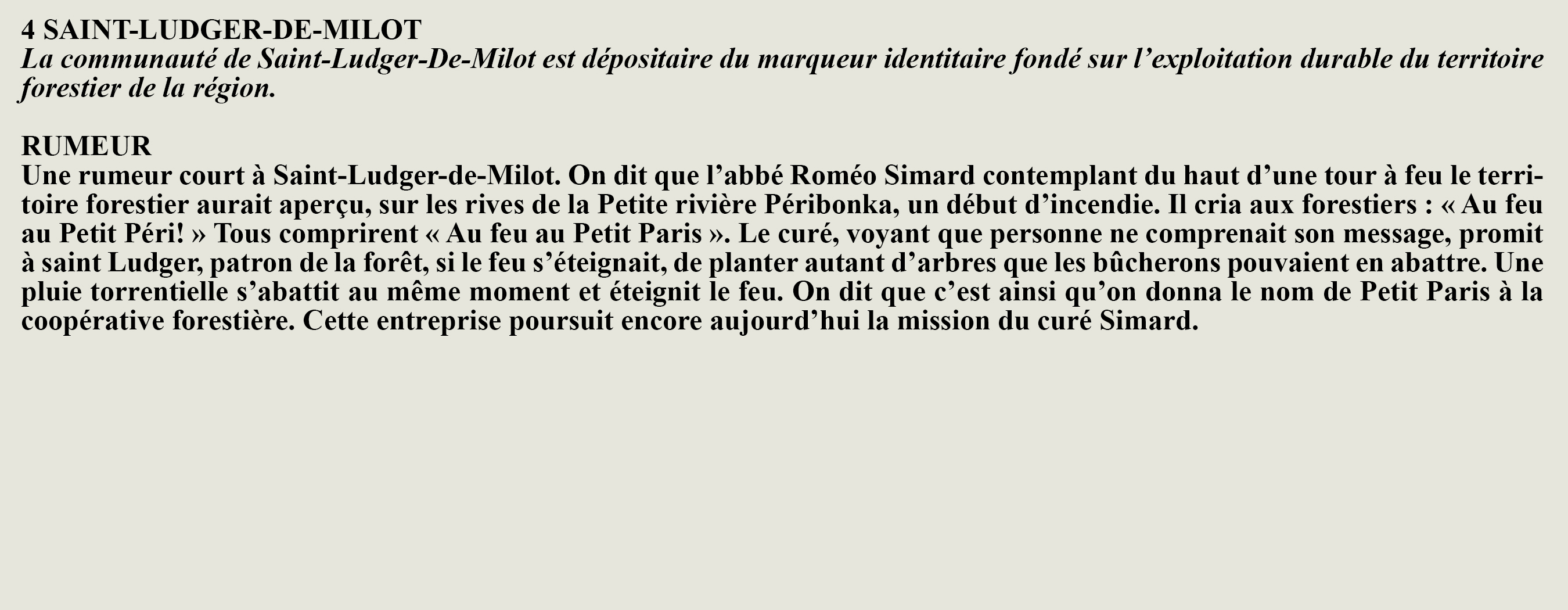

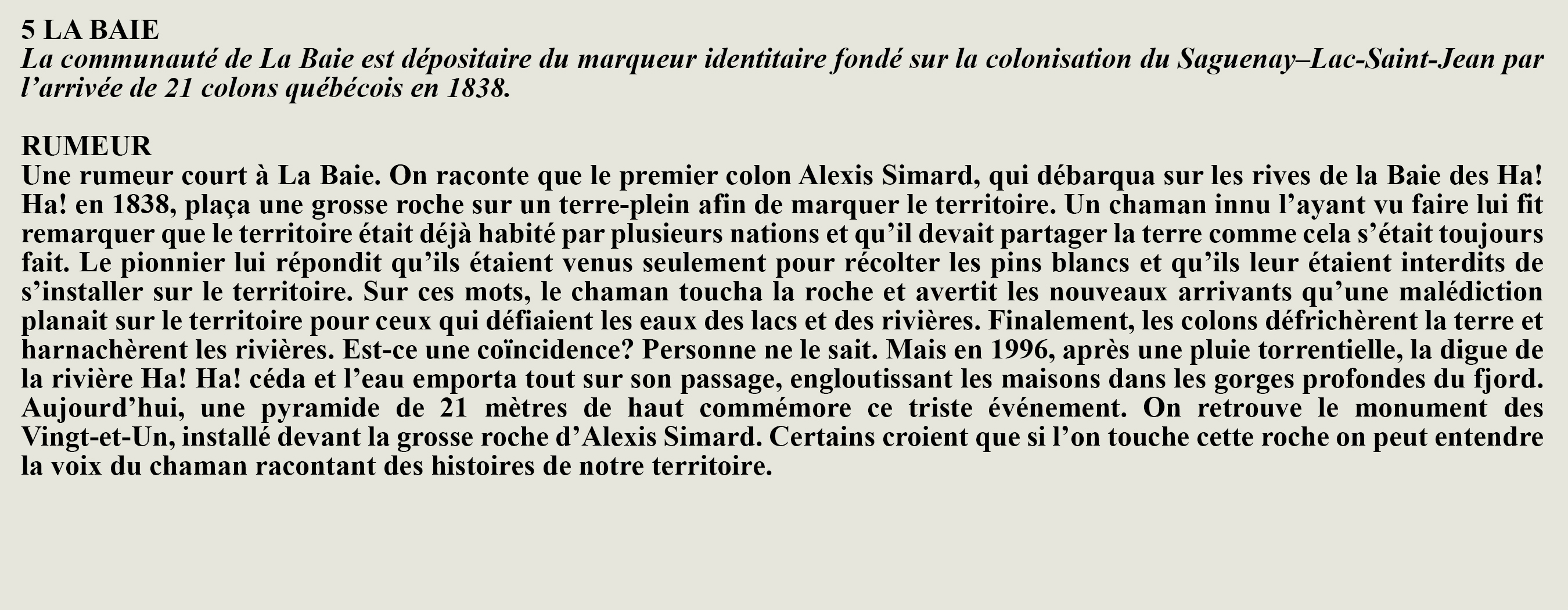

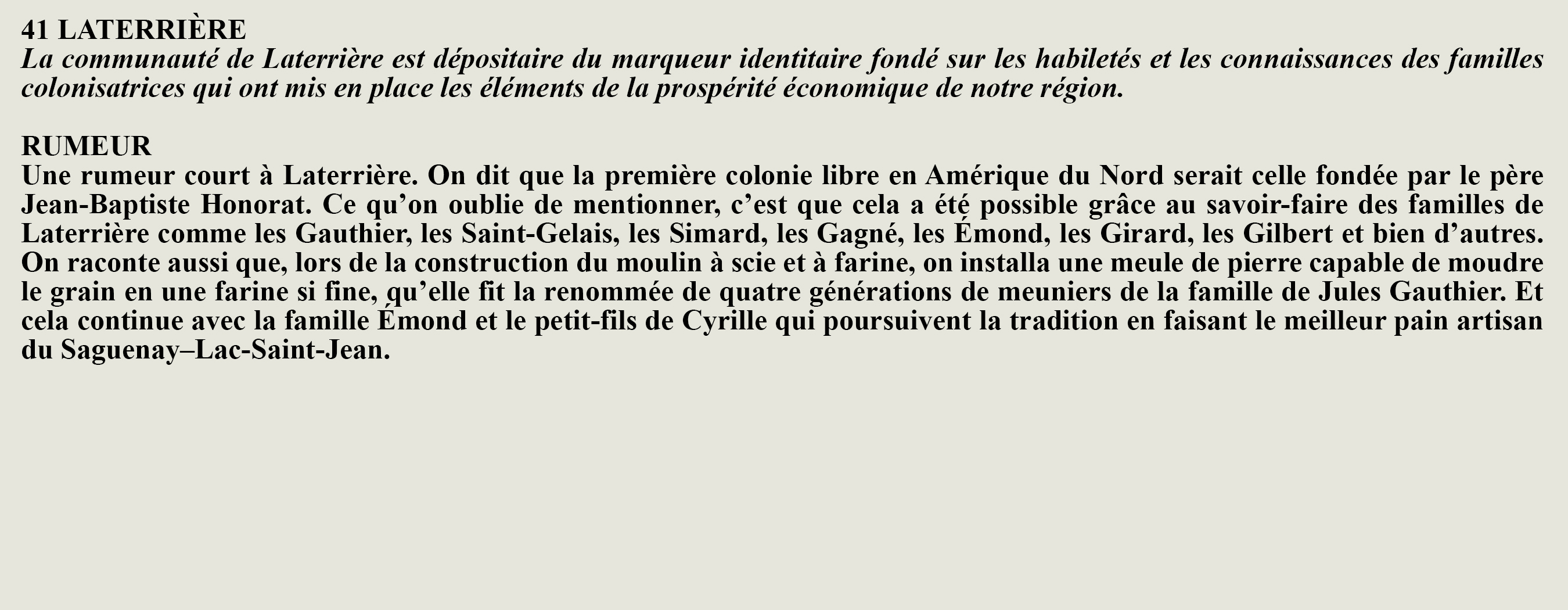

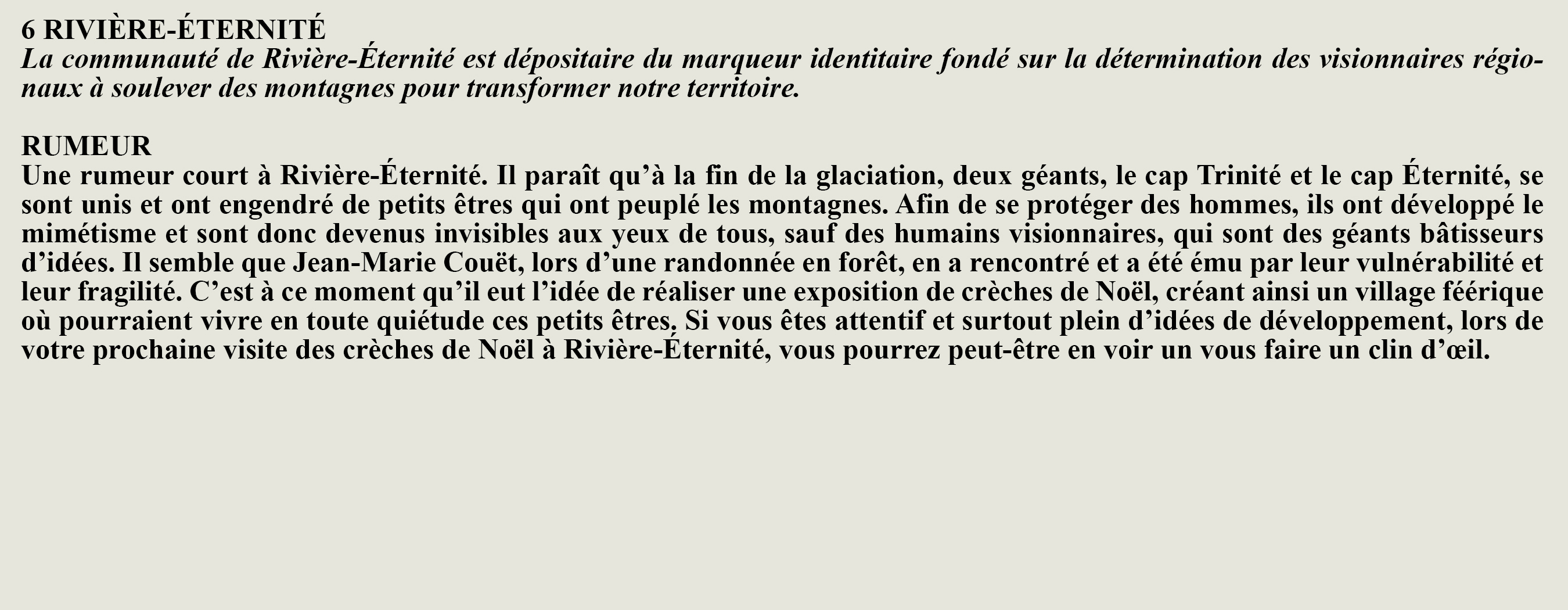

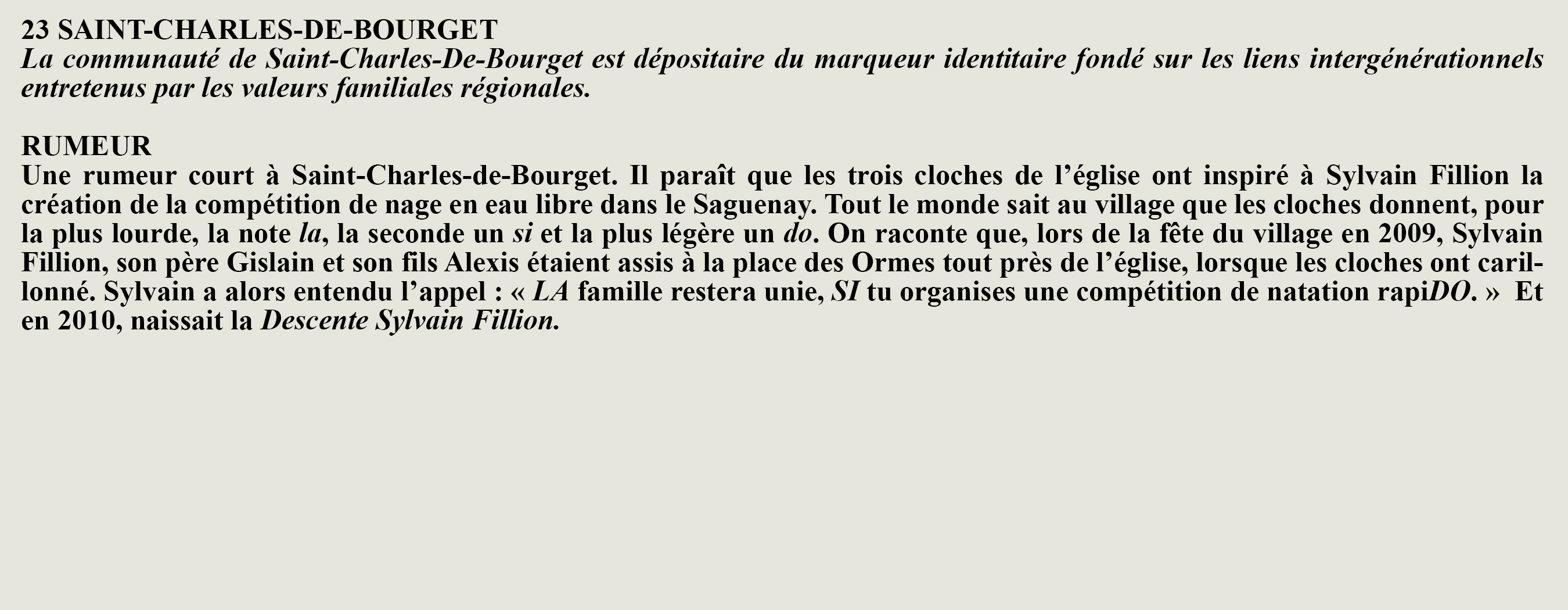

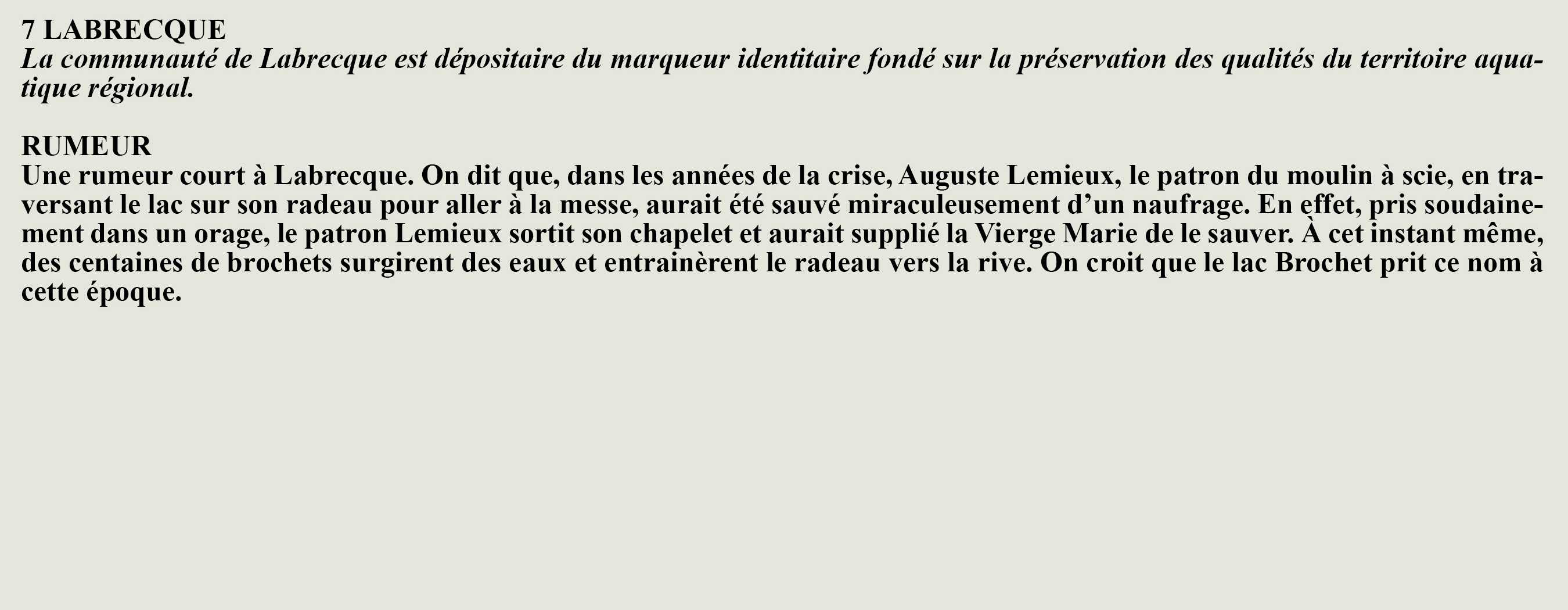

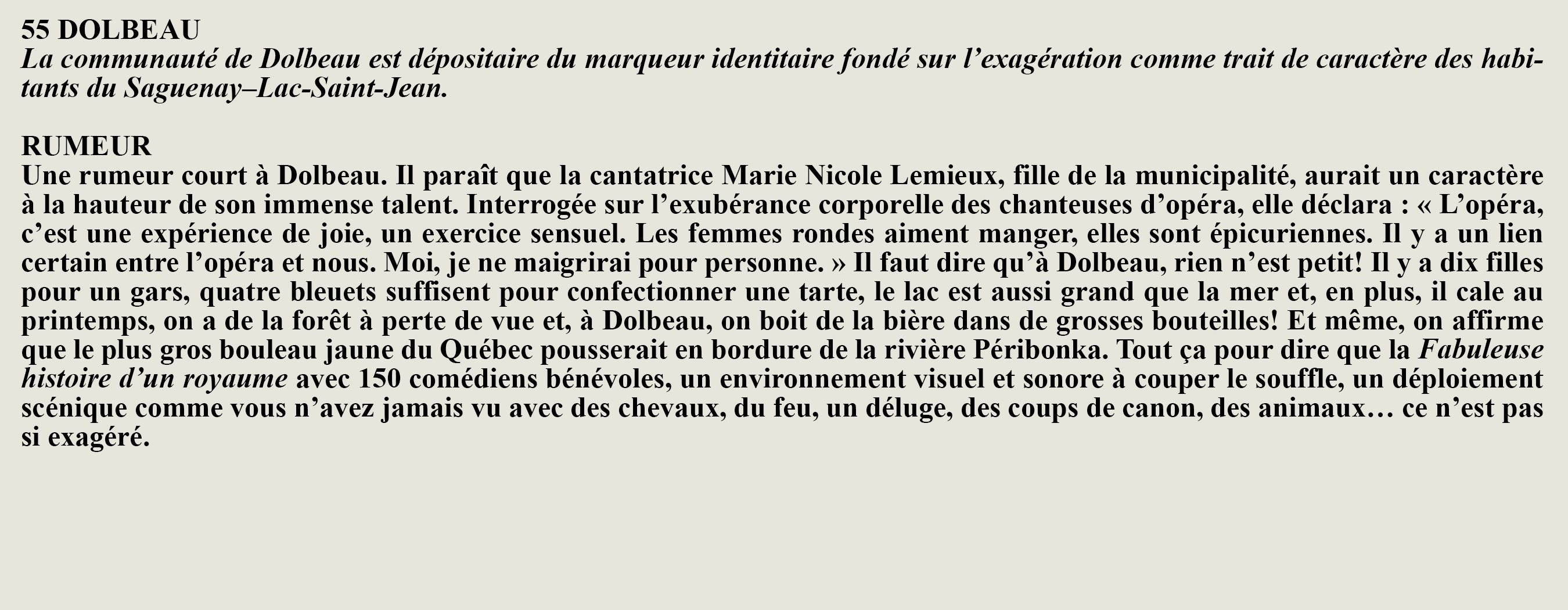

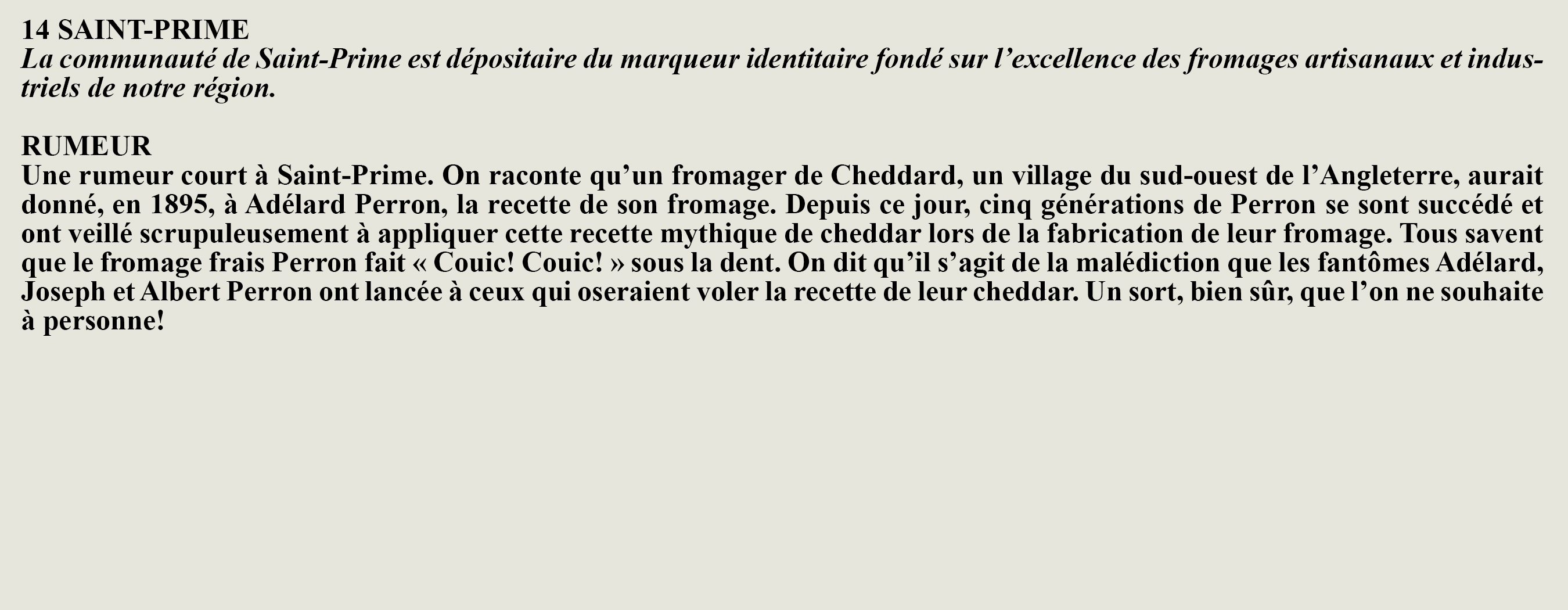

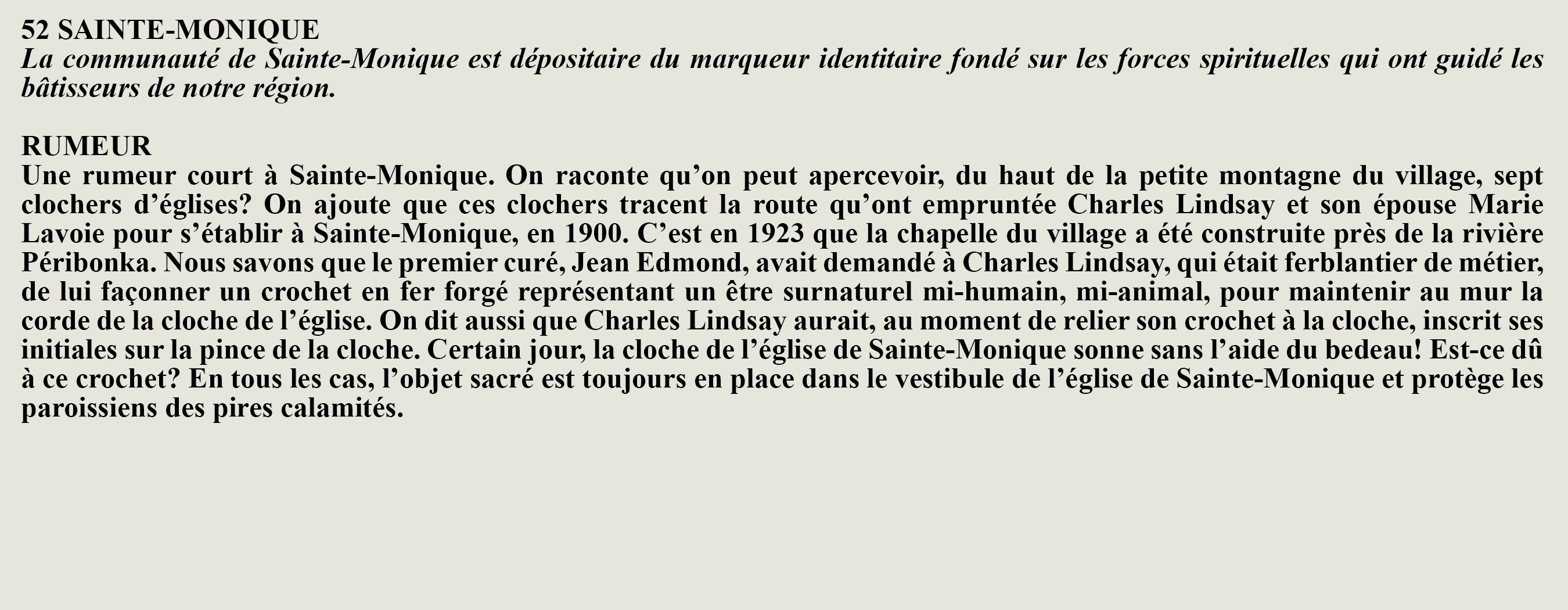

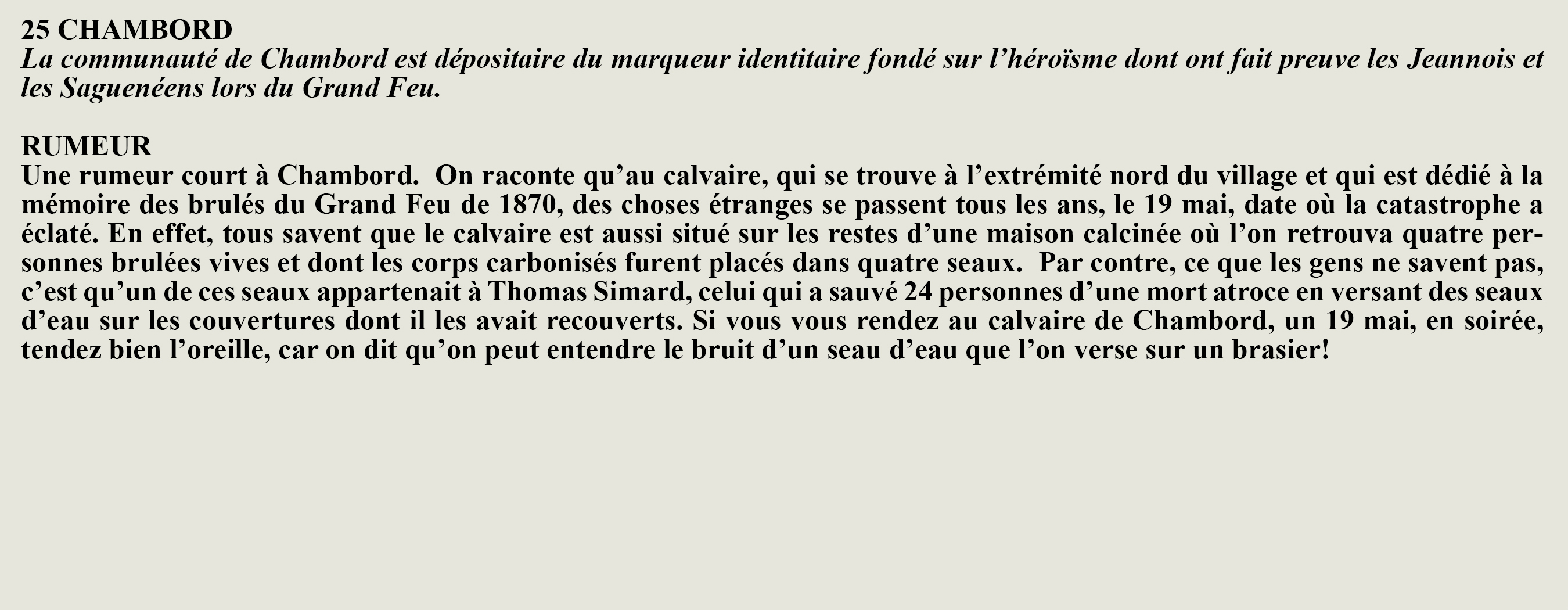

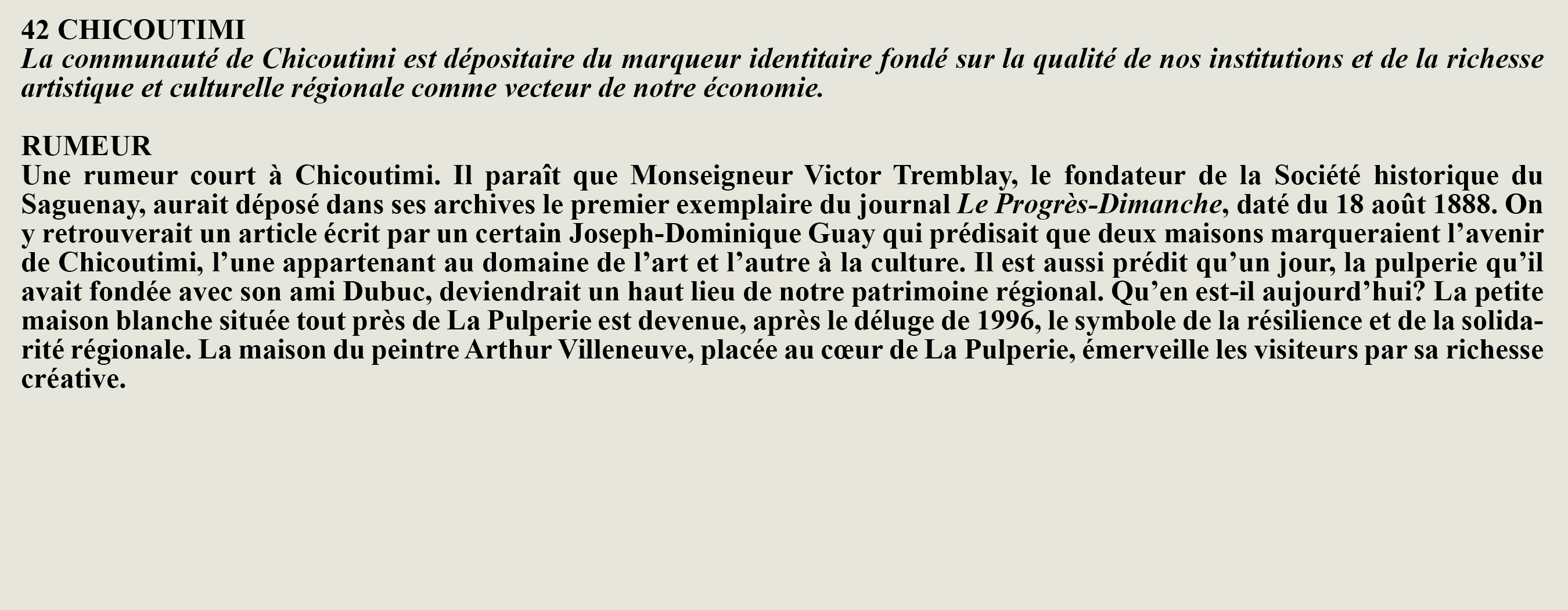

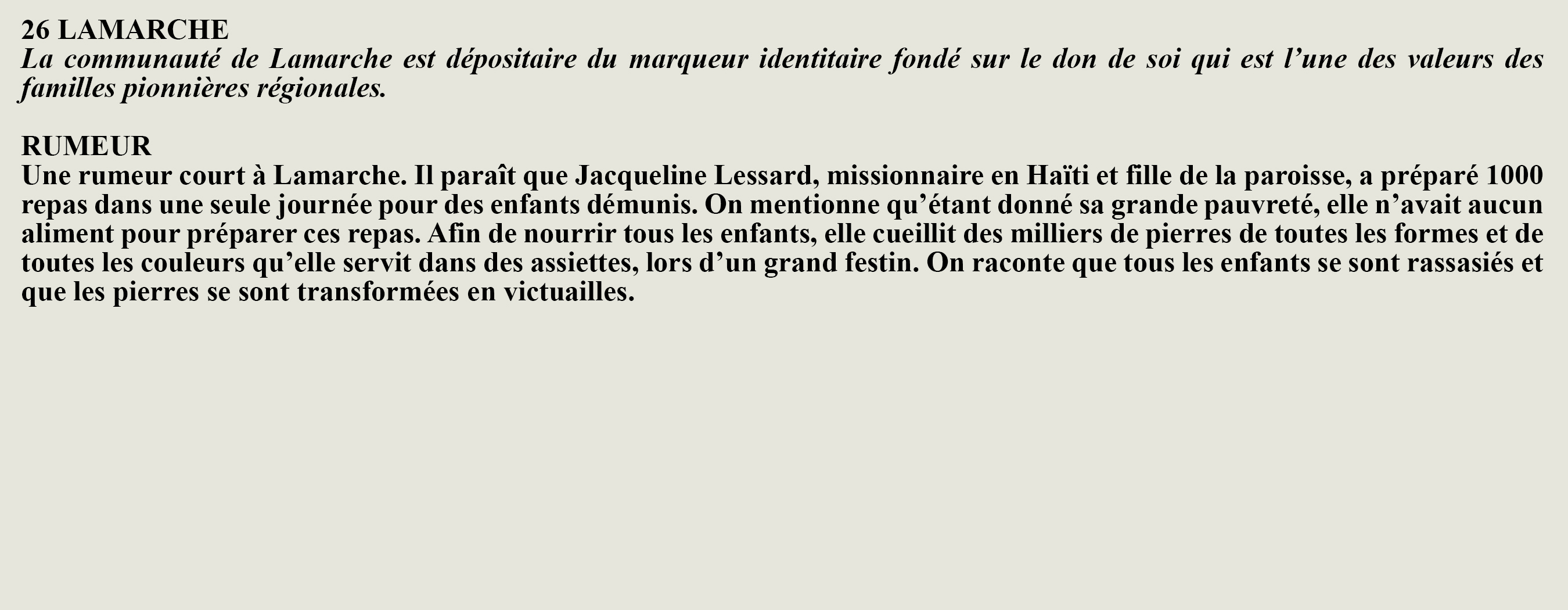

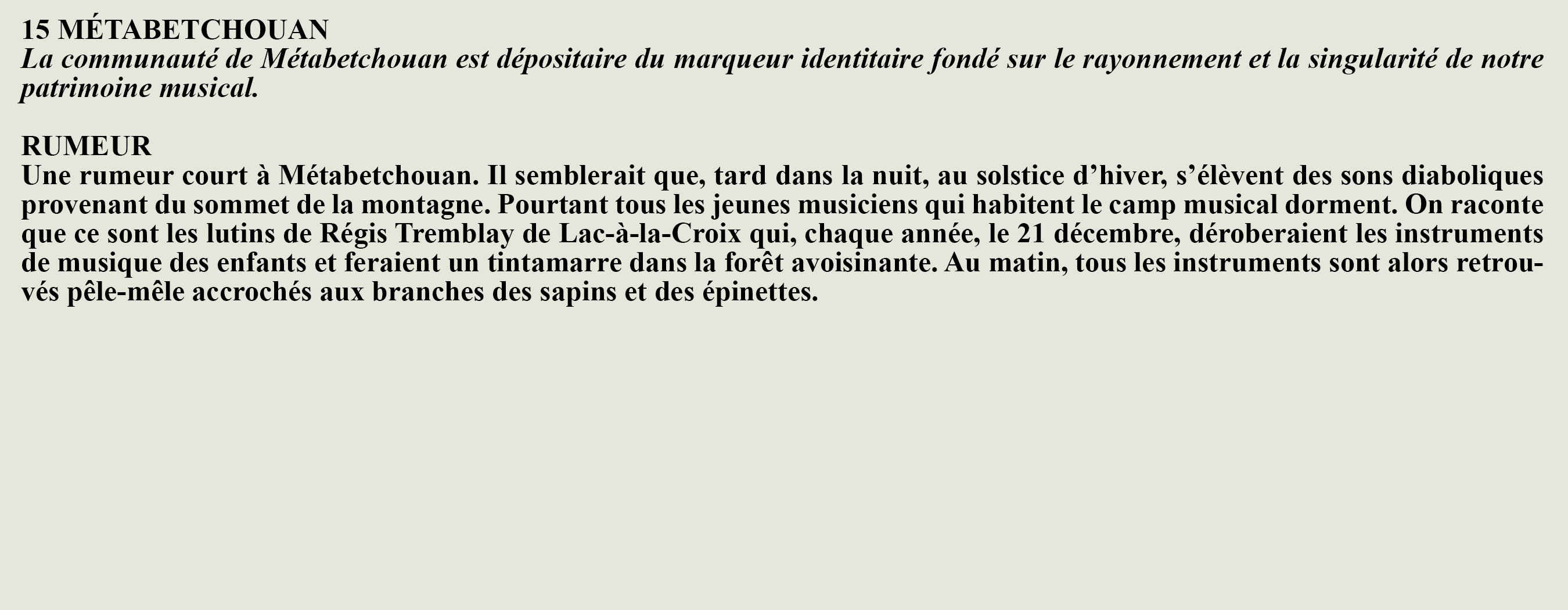

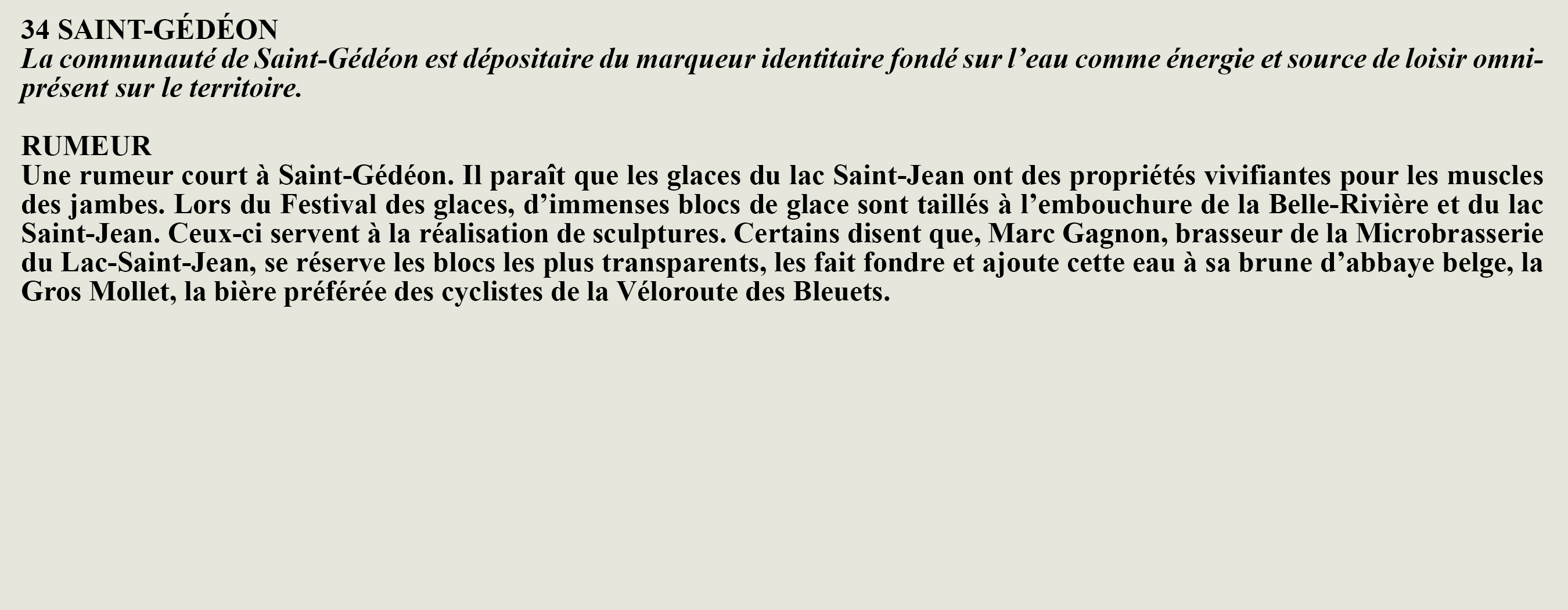

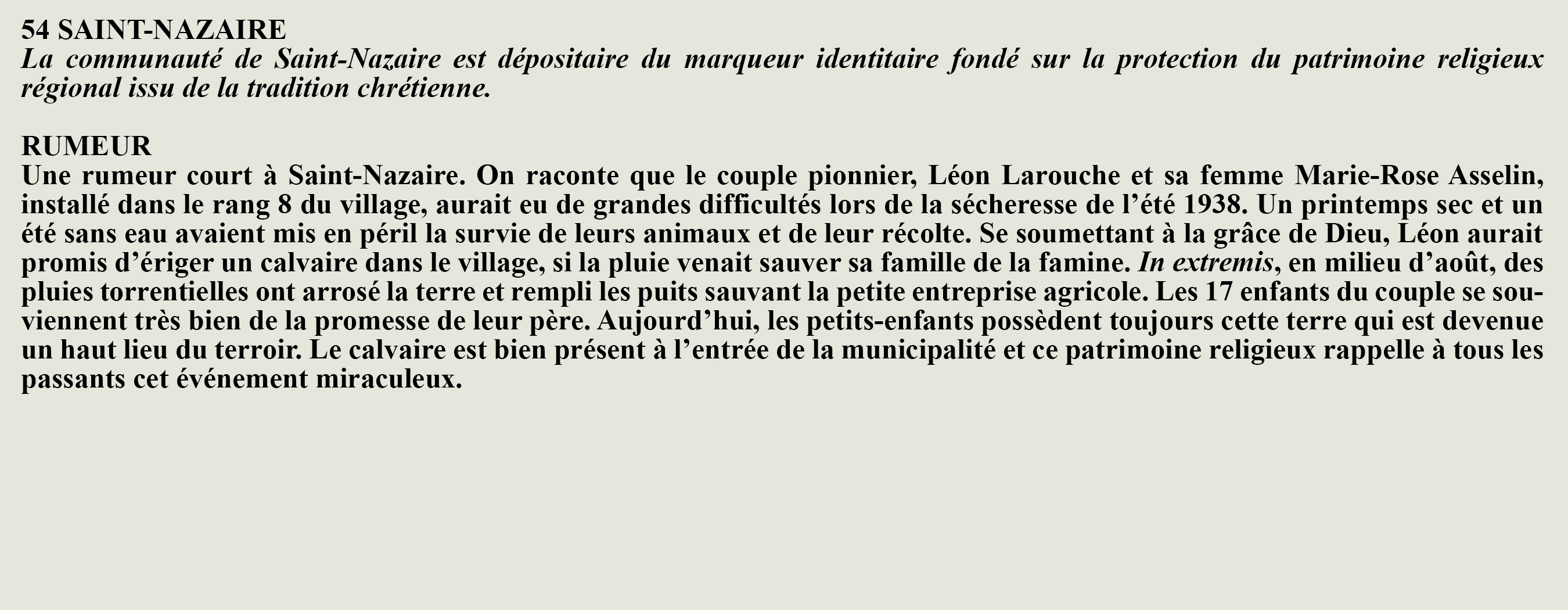

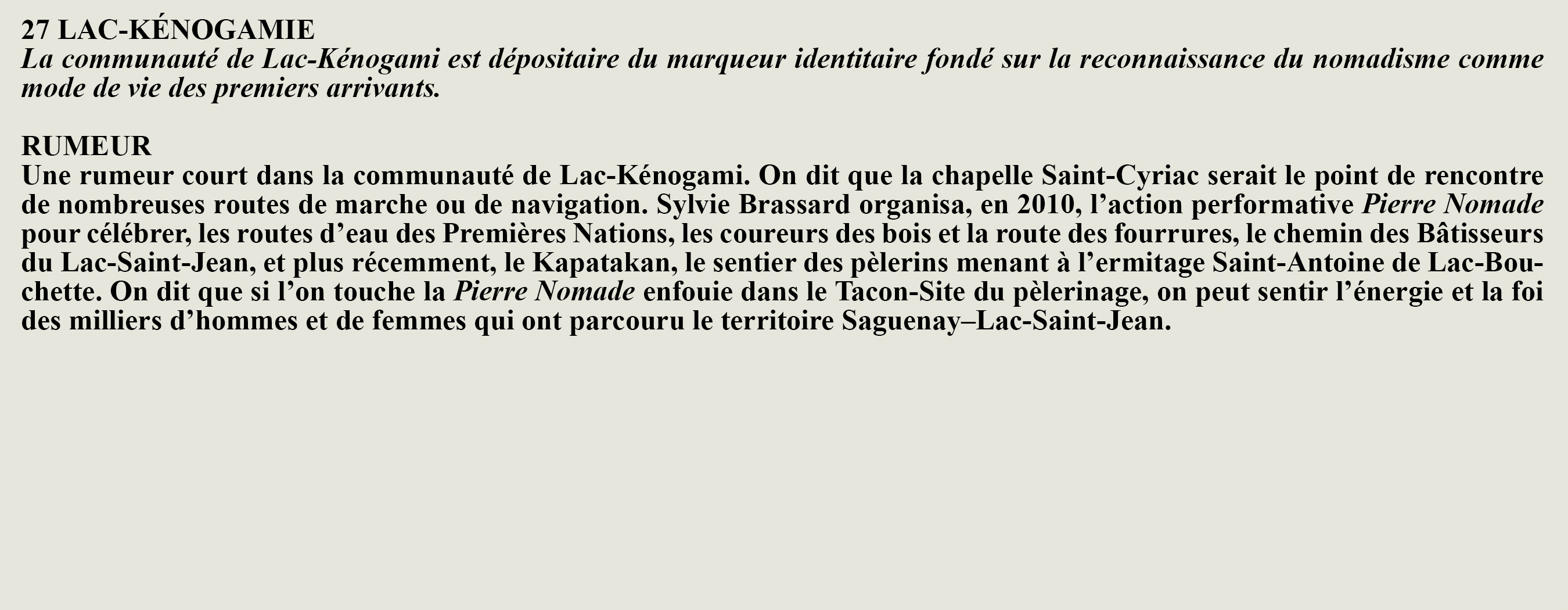

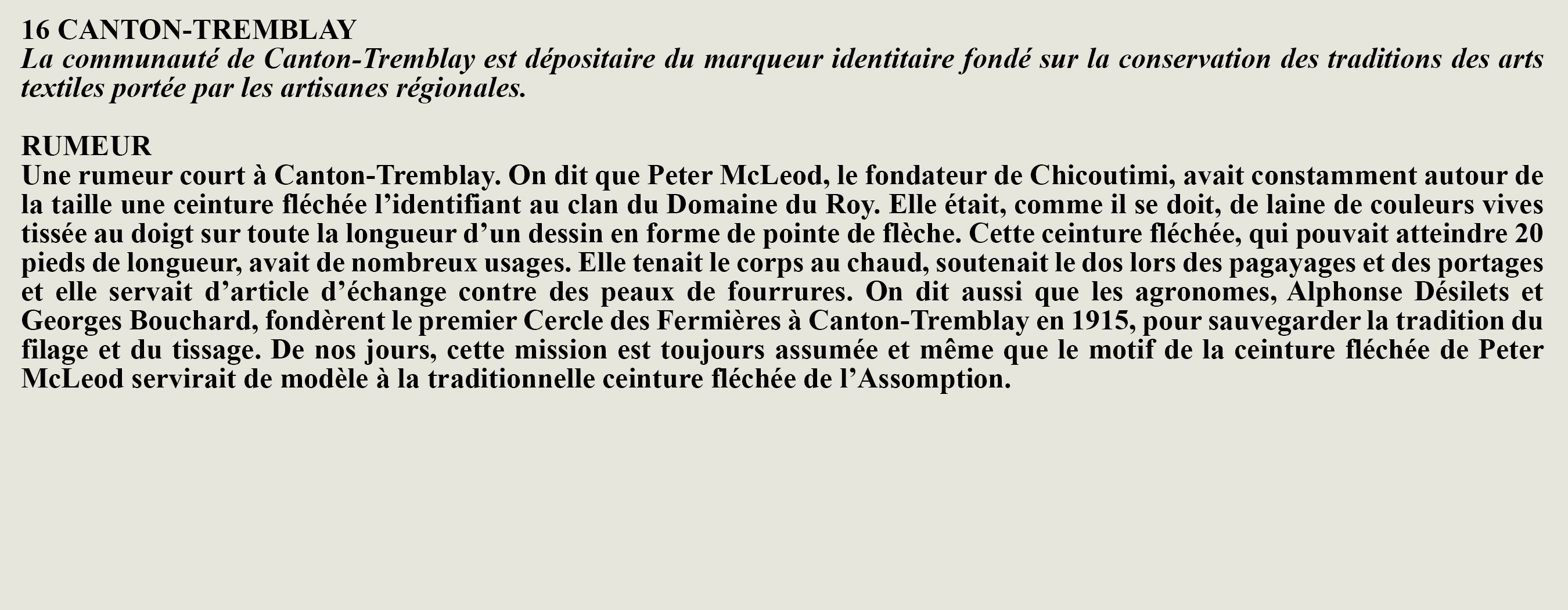

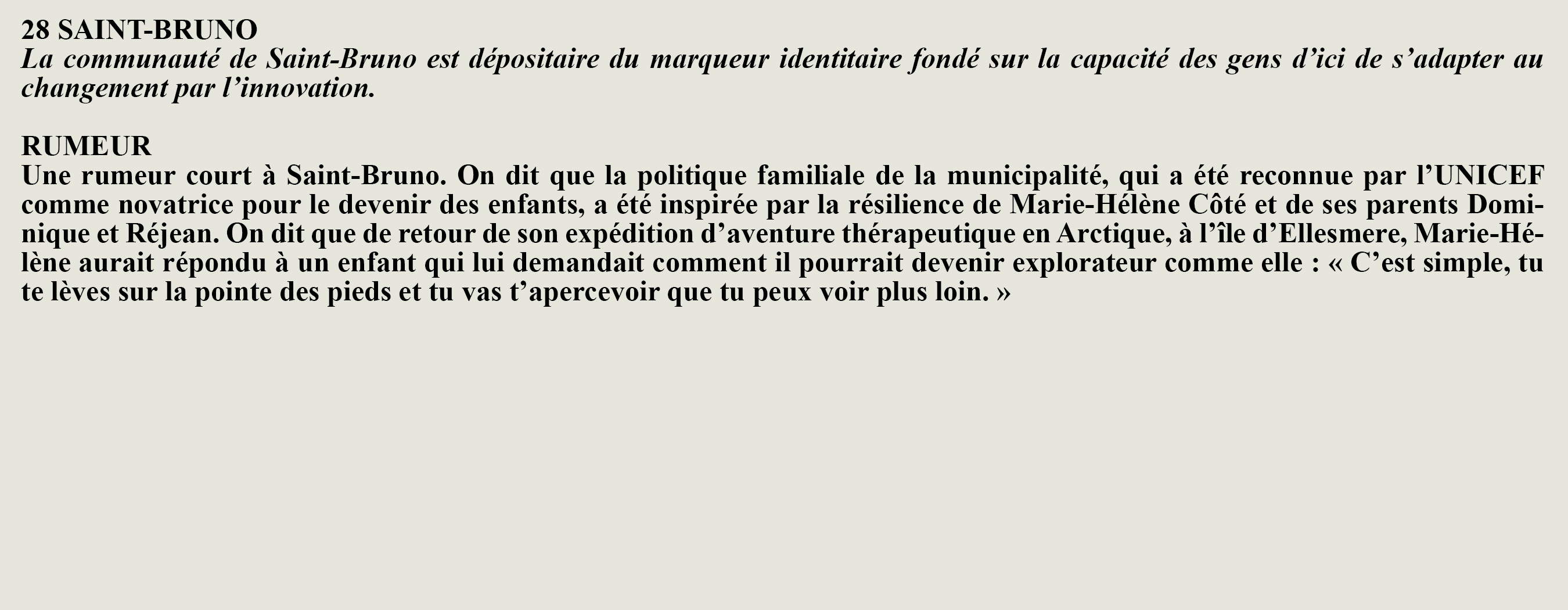

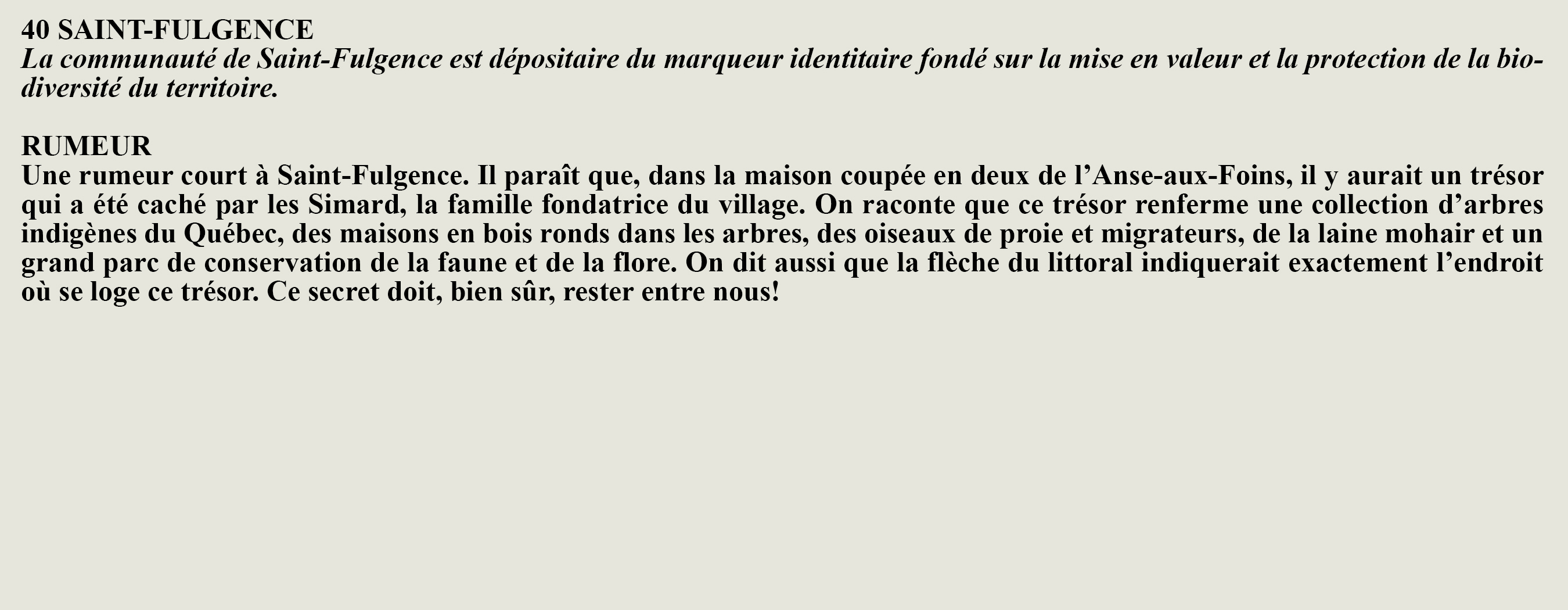

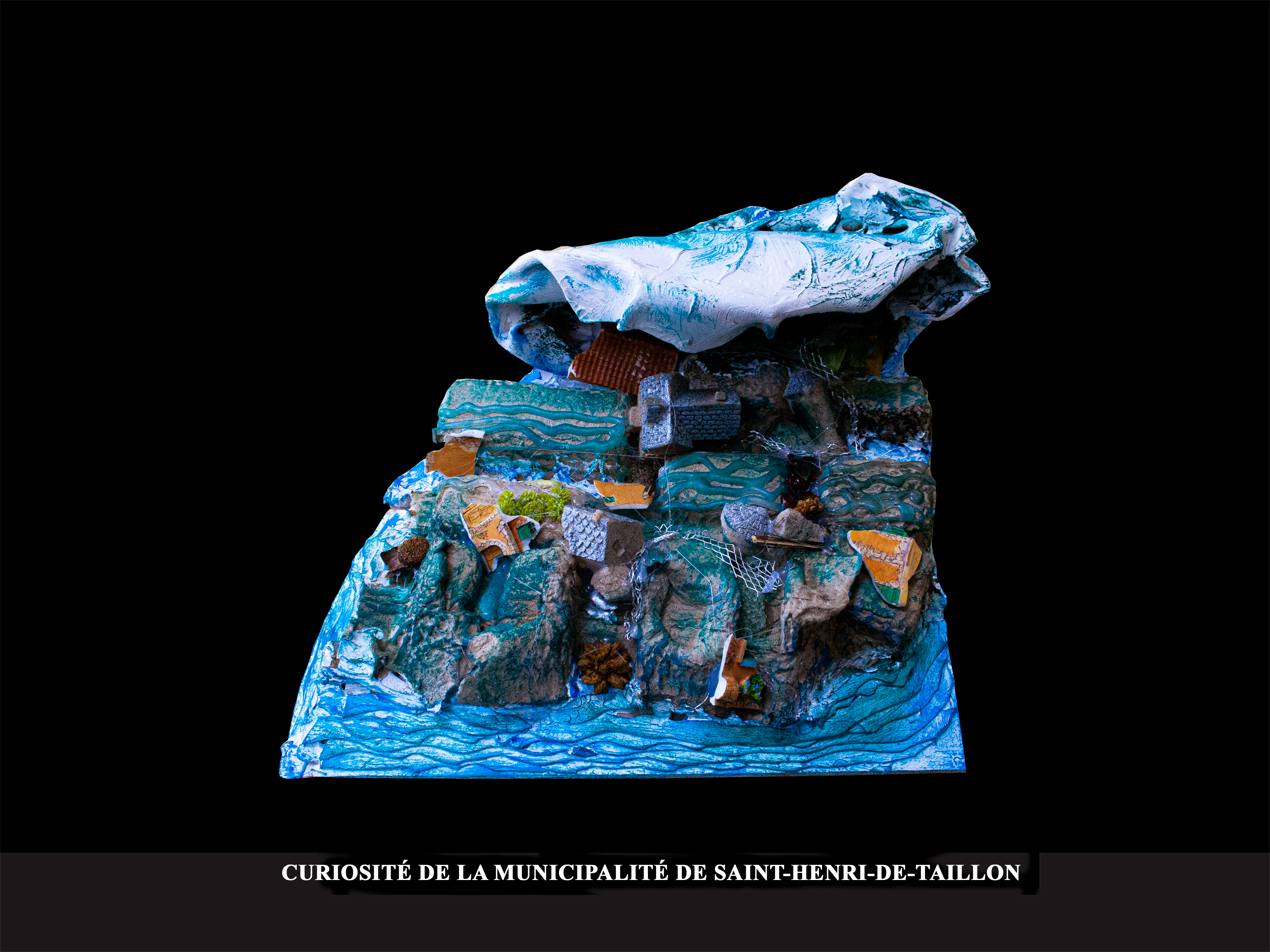
Curiosité de la communauté de Saint-Henri-de-Taillon

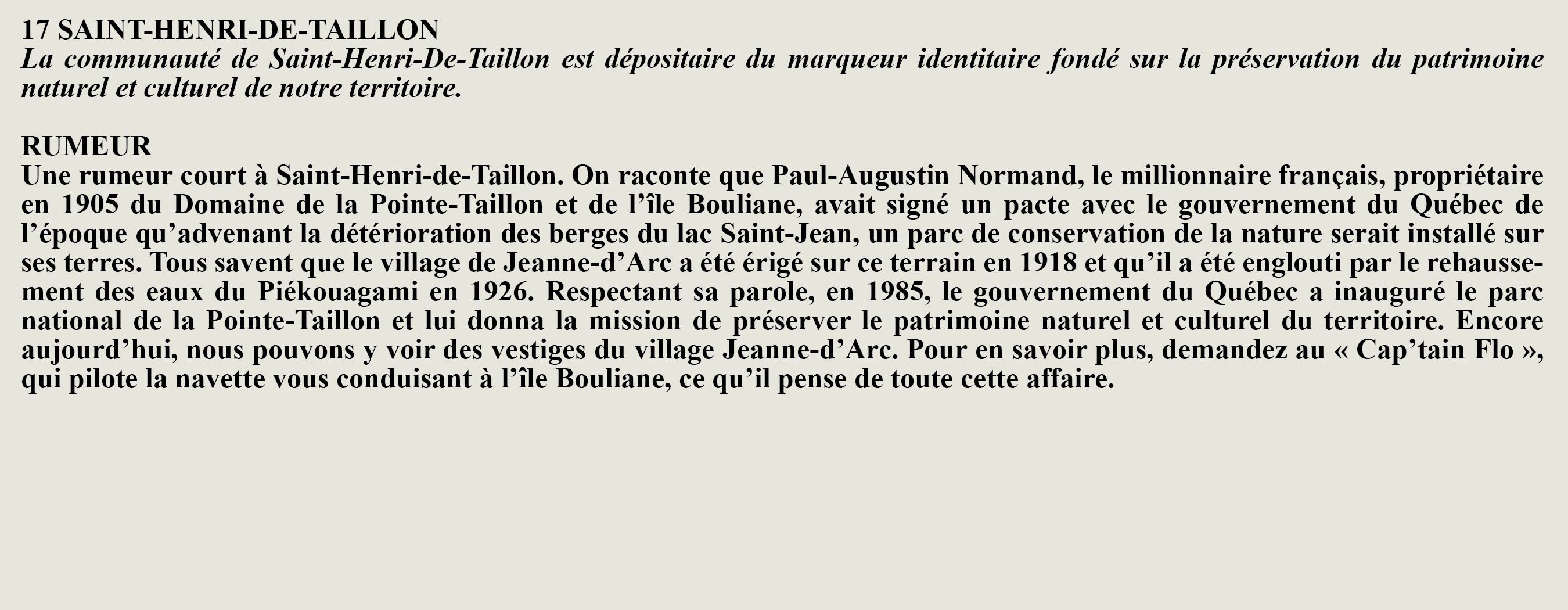

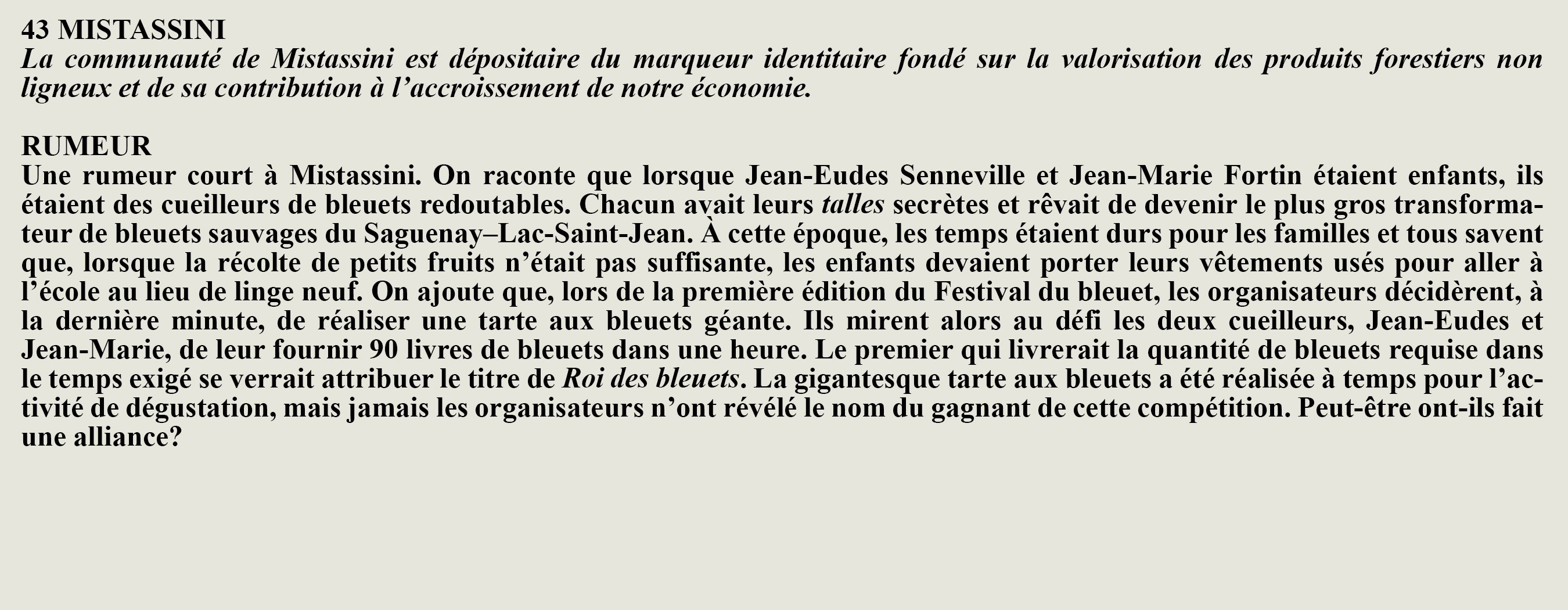

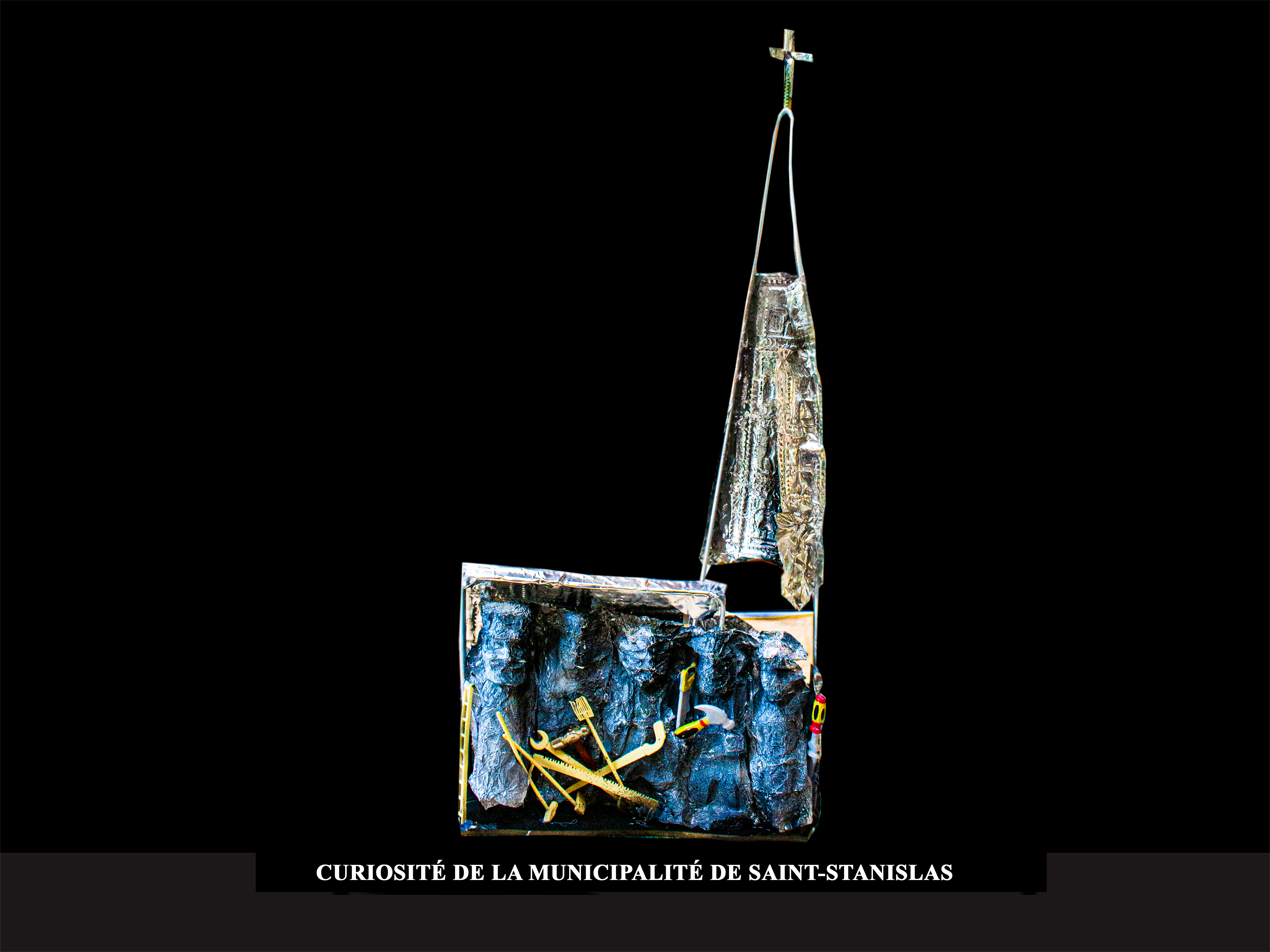
Curiosité de la communauté de Saint-Stanislas

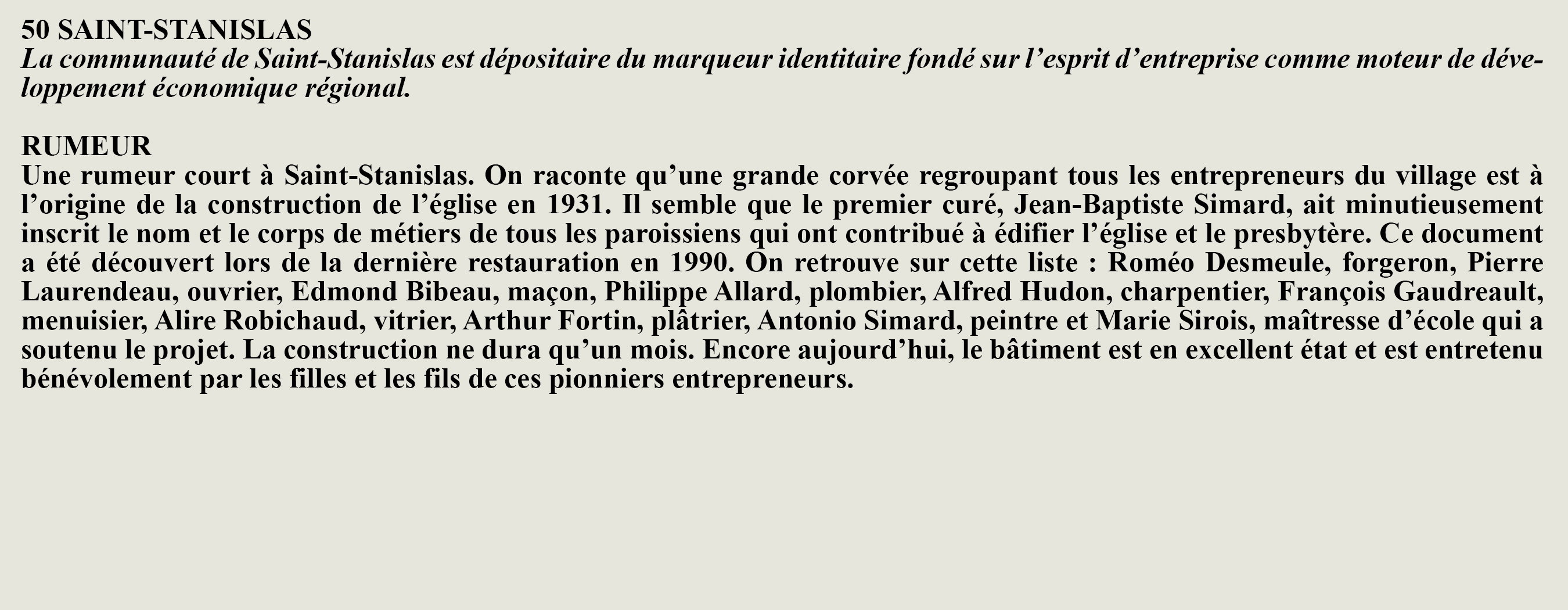

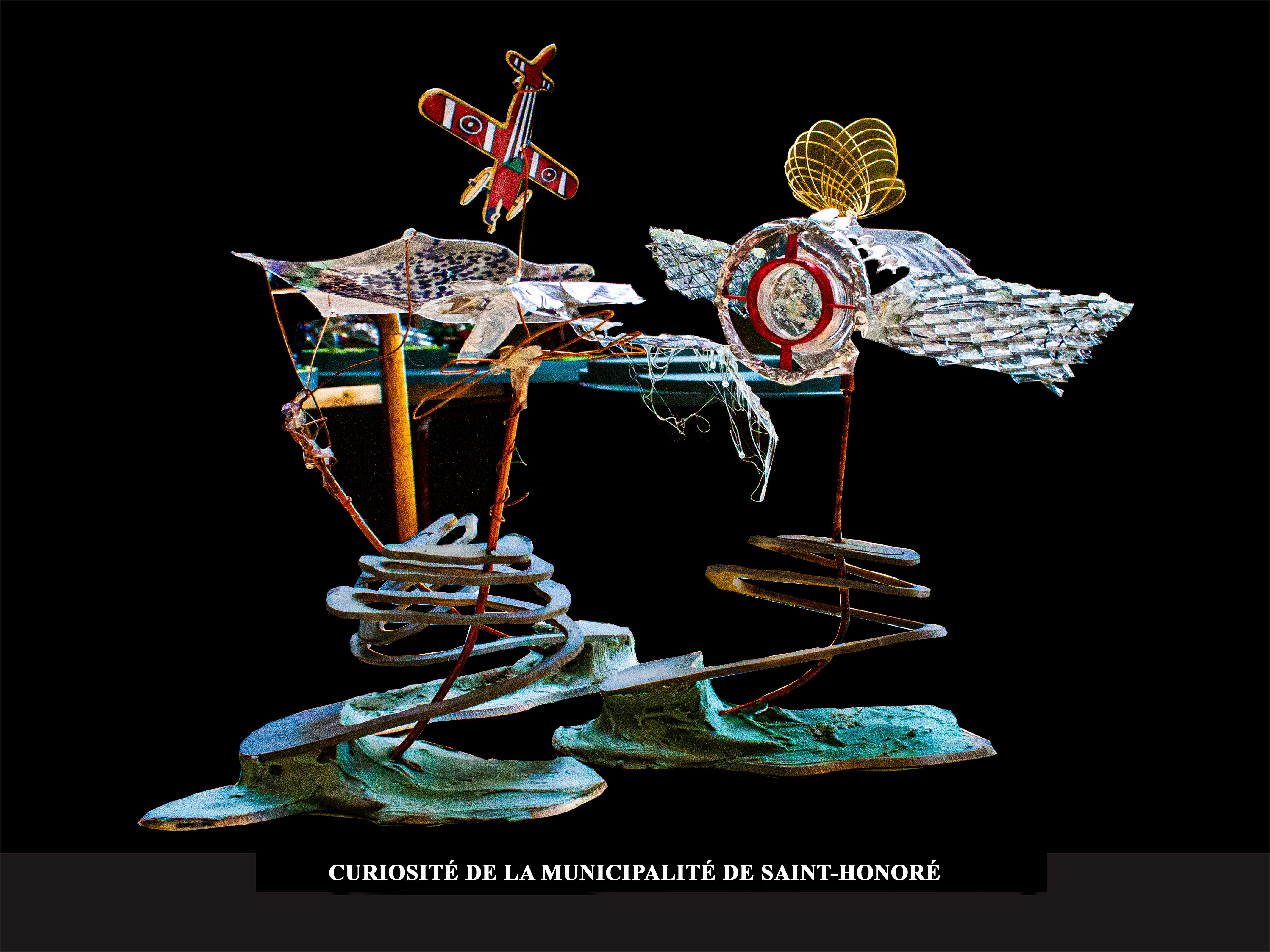
Curiosité de la communauté de Saint-Honoré

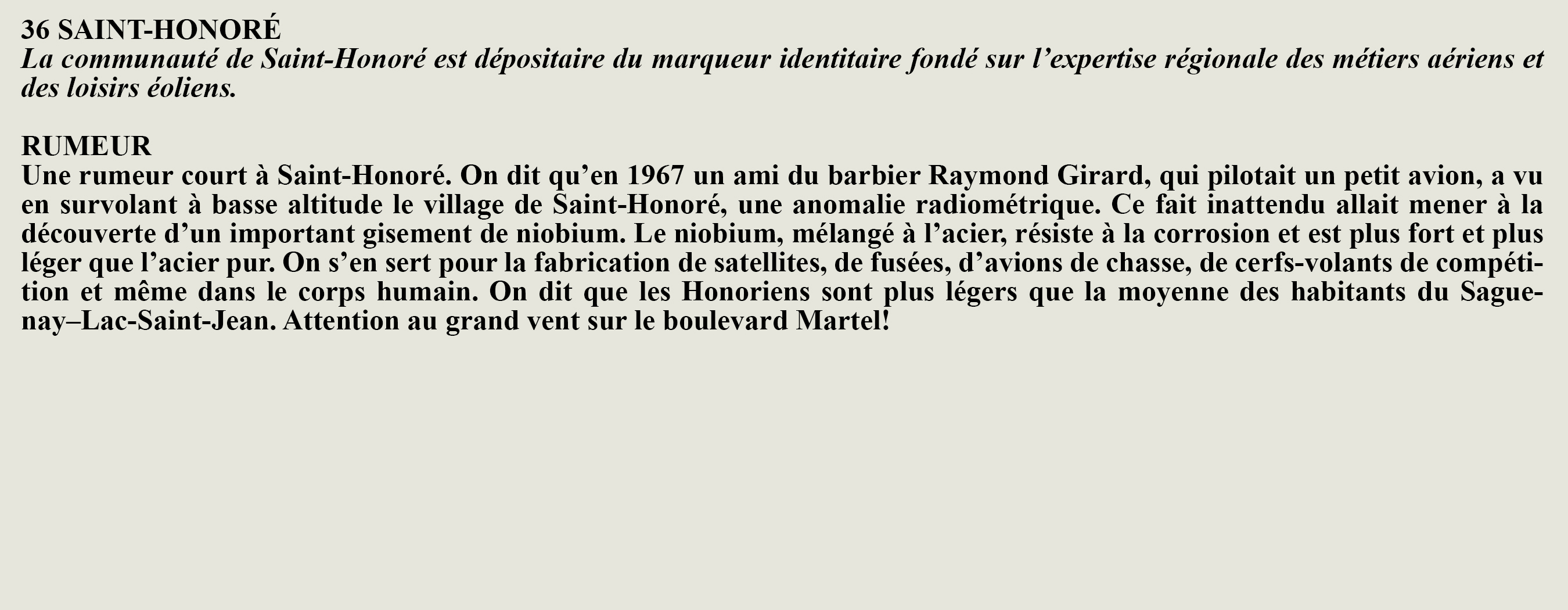

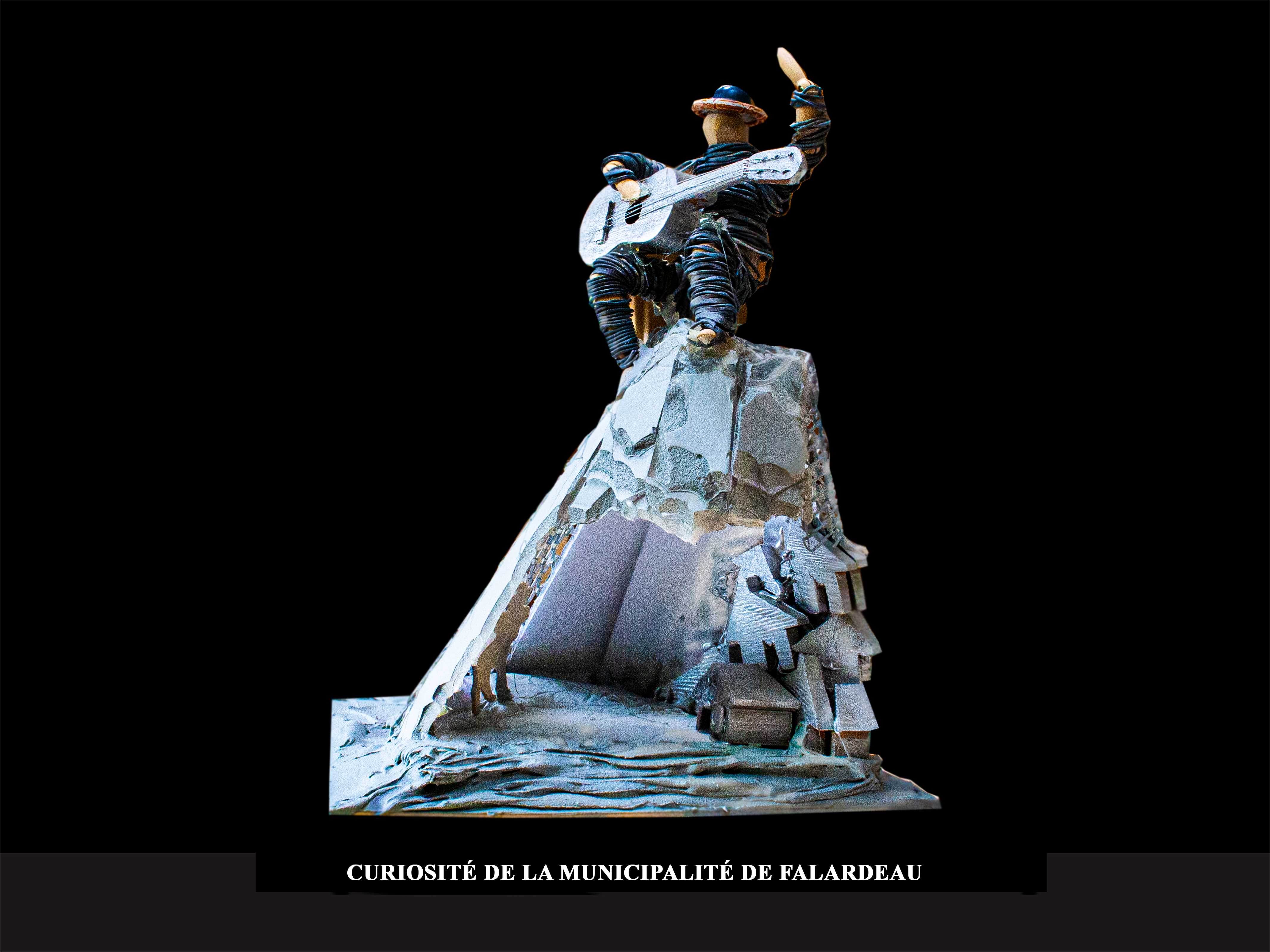
Curiosité de la communauté de Falardeau

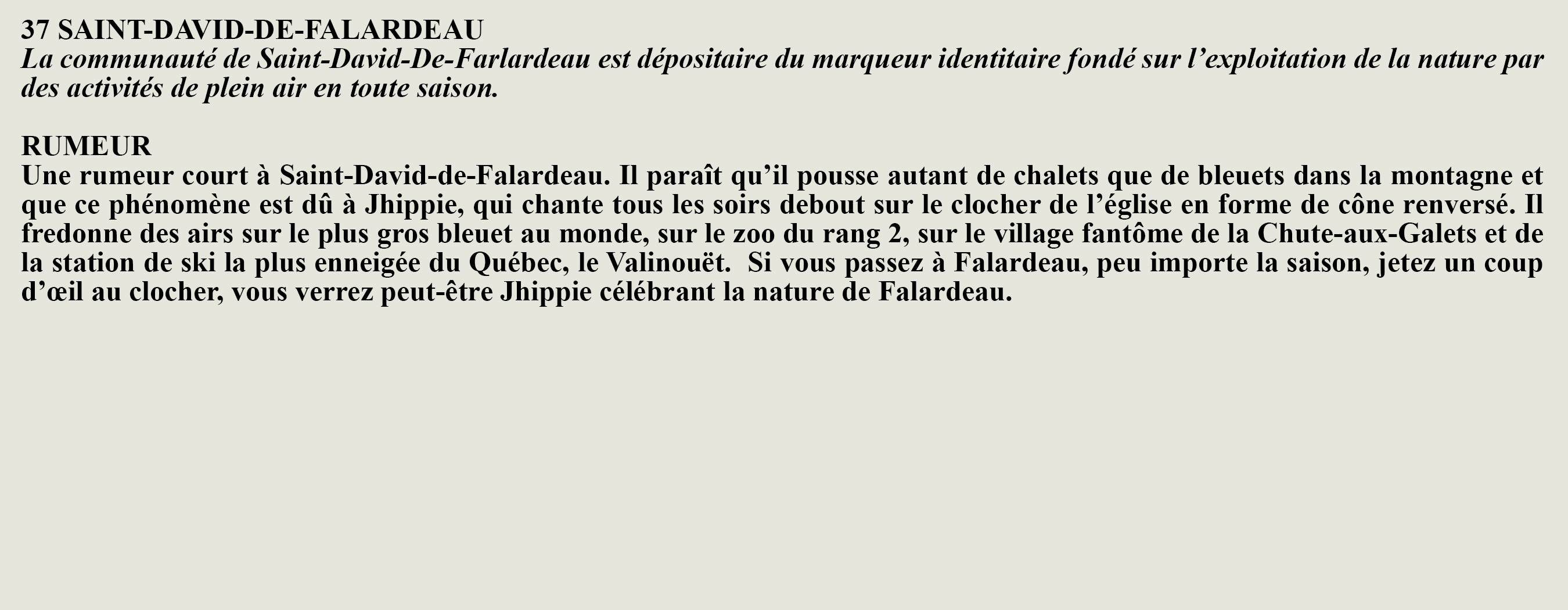

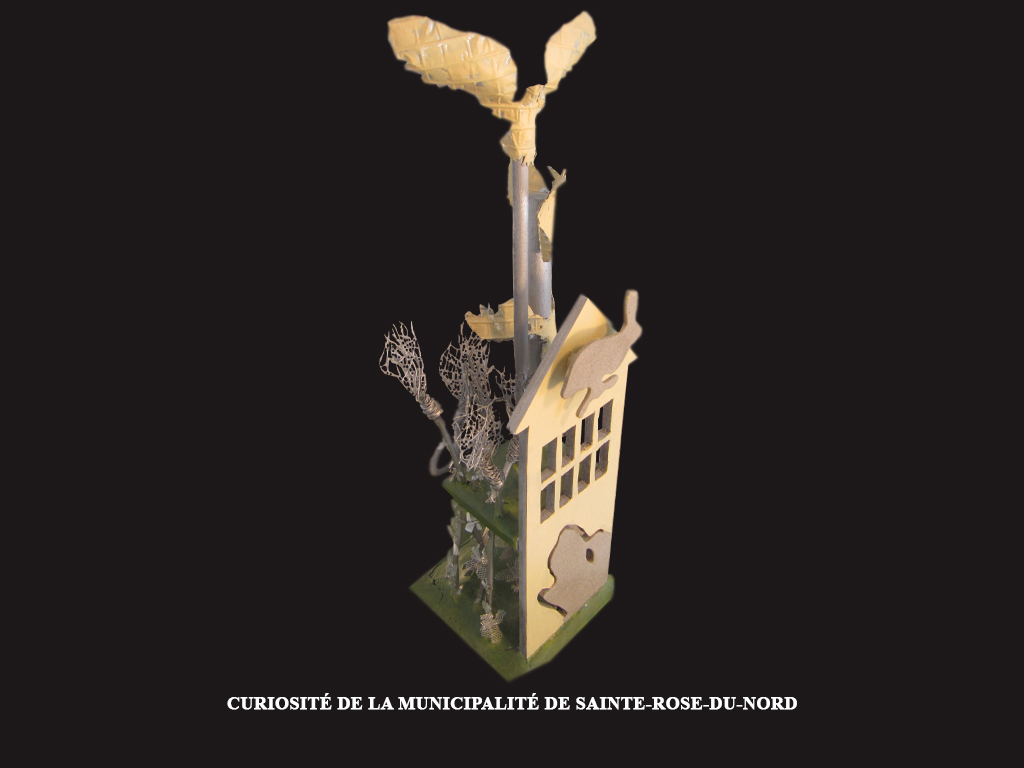
Curiosité de la communauté de Sainte-Rose-du-Nord

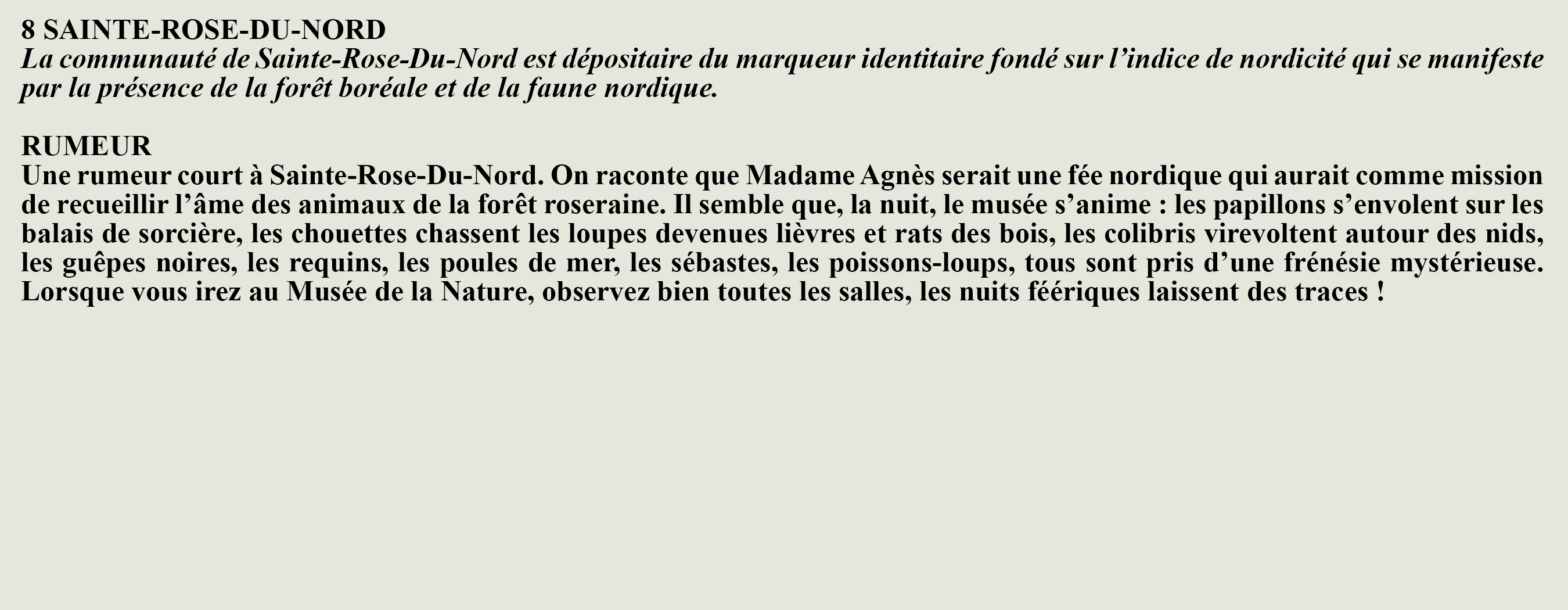

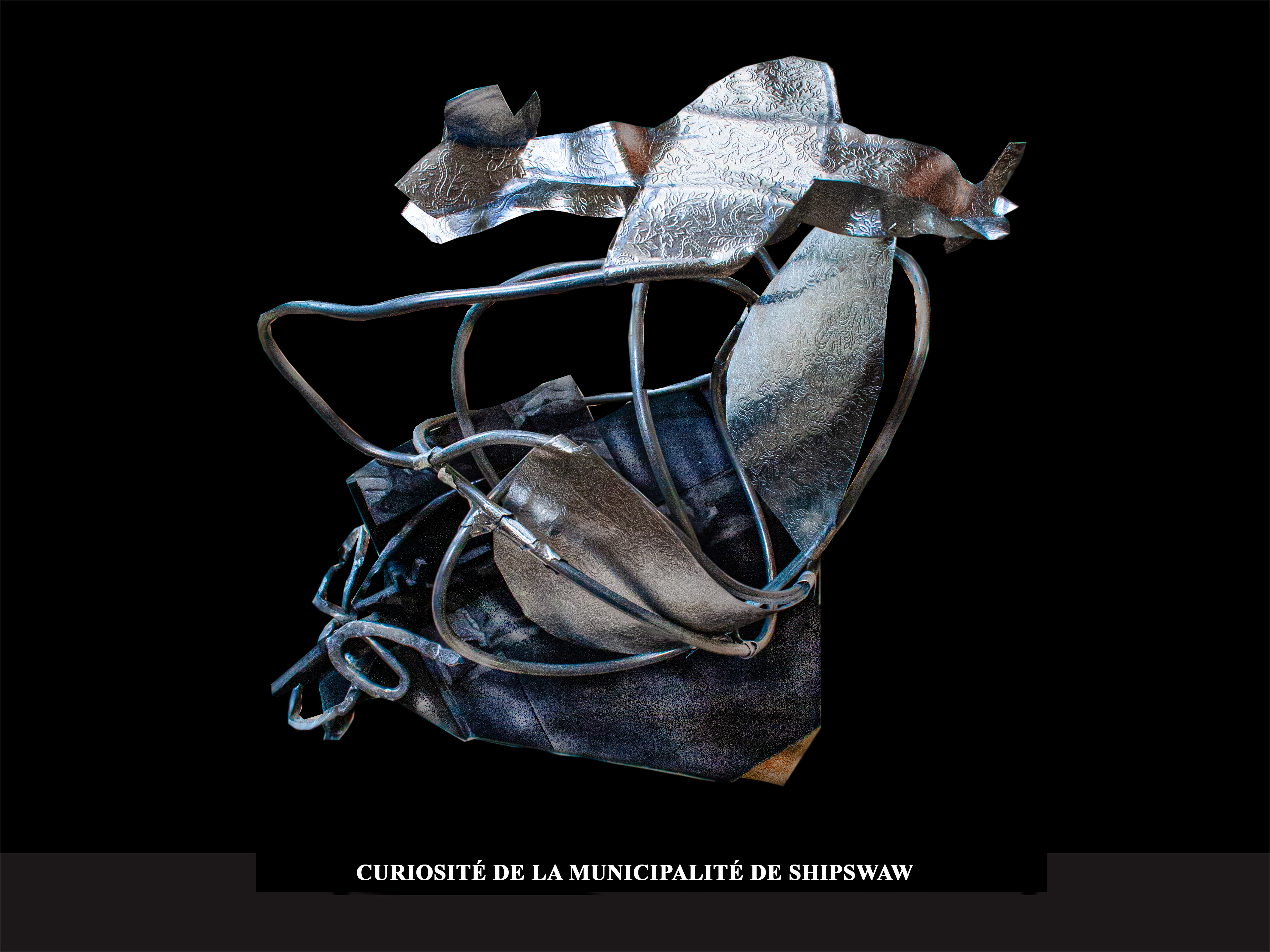
Curiosité de la communauté de Shipshaw

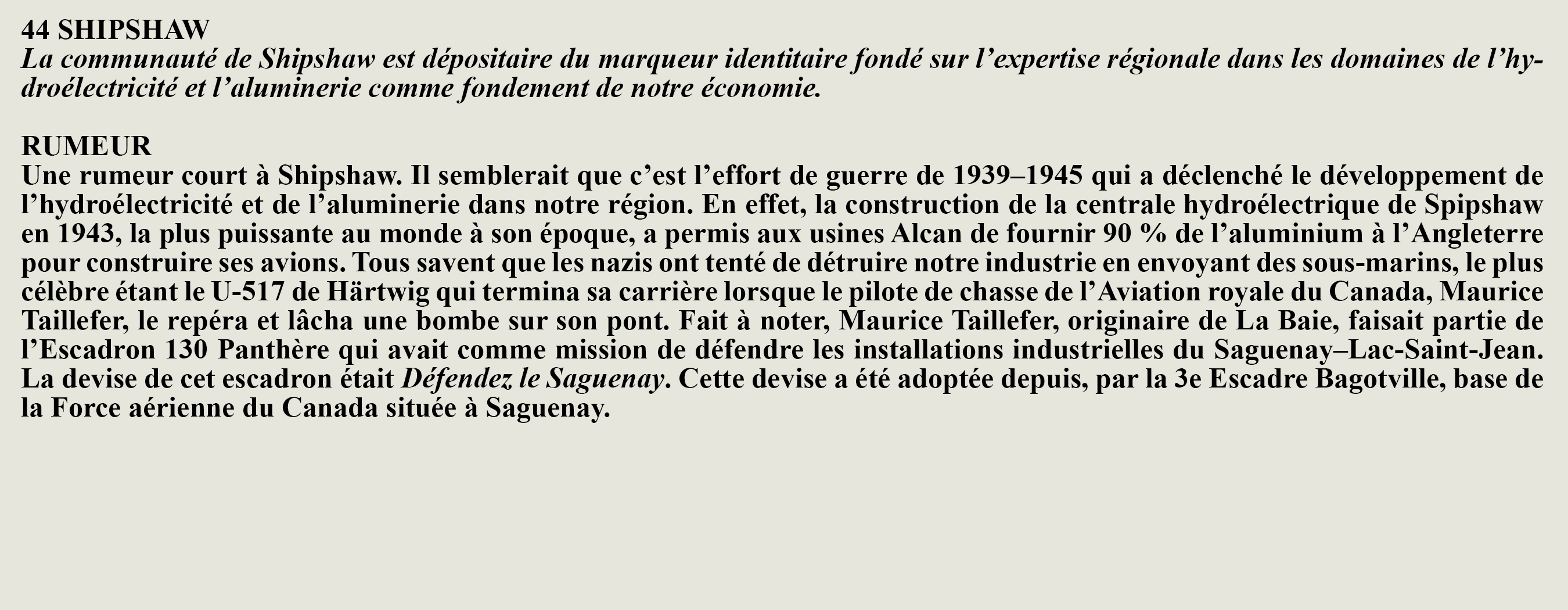

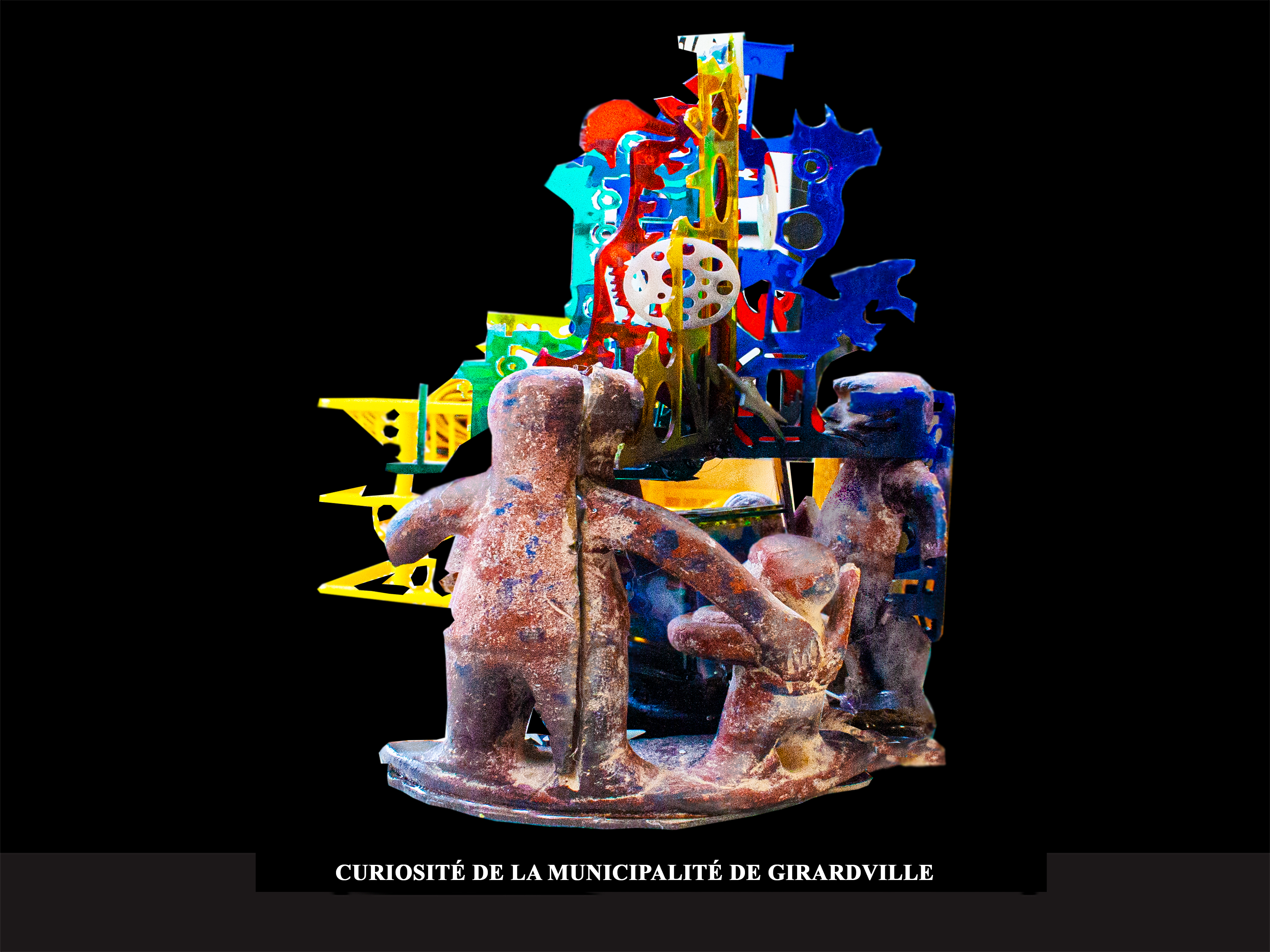
Curiosité de la communauté de Girardville

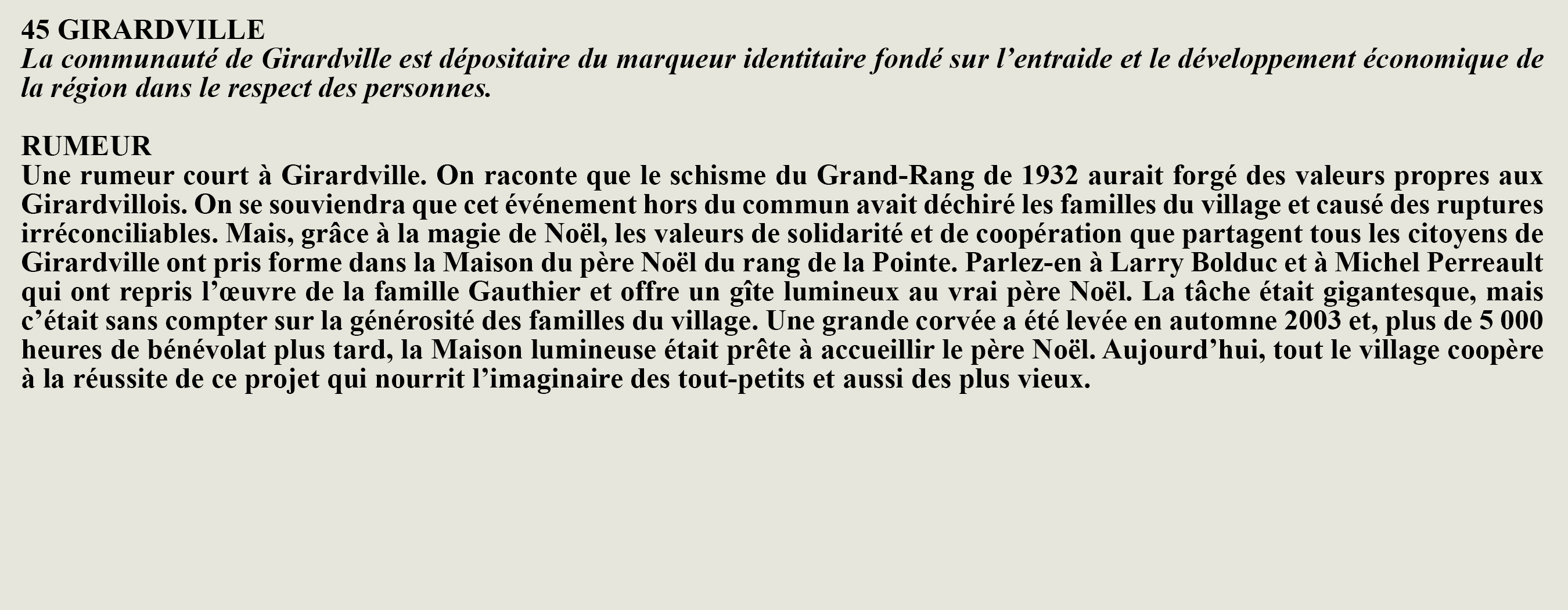

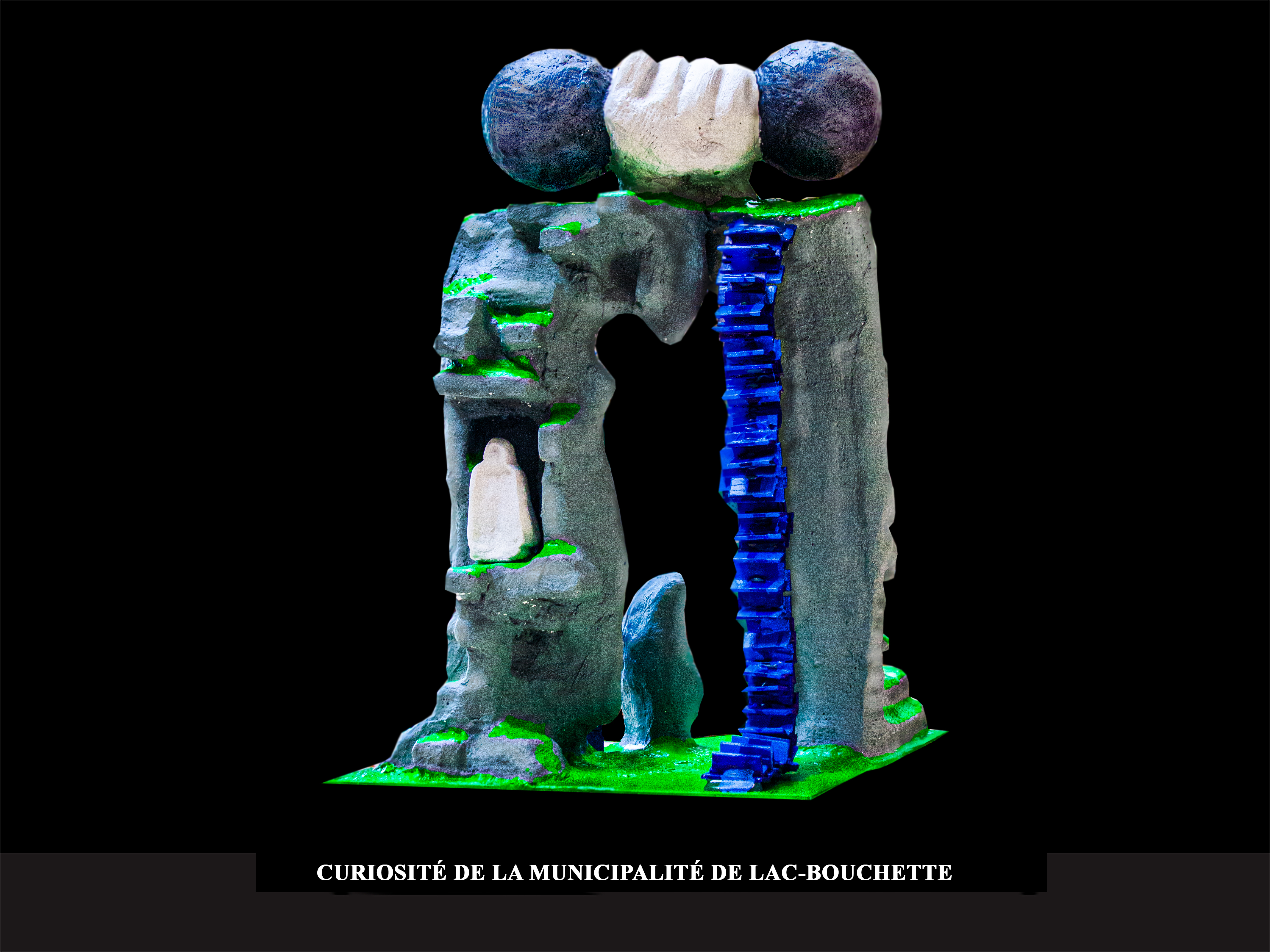
Curiosité de la communauté de Lac-Bouchette

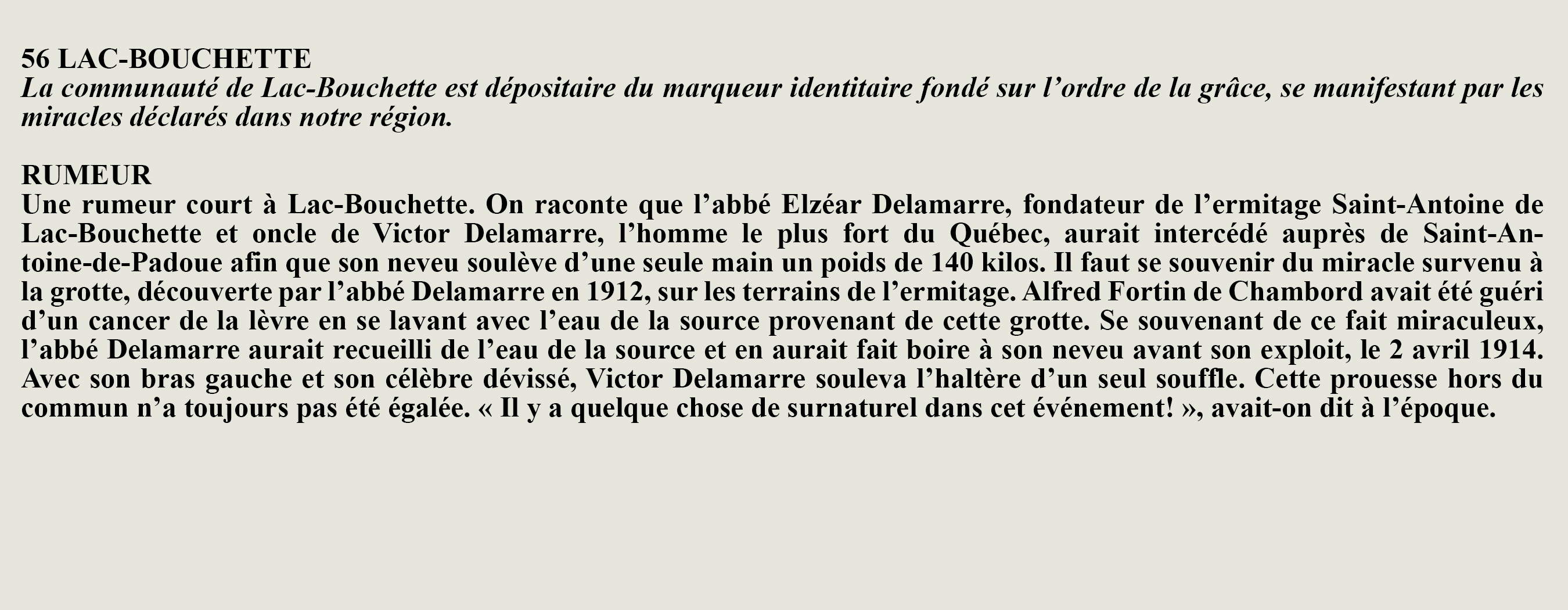

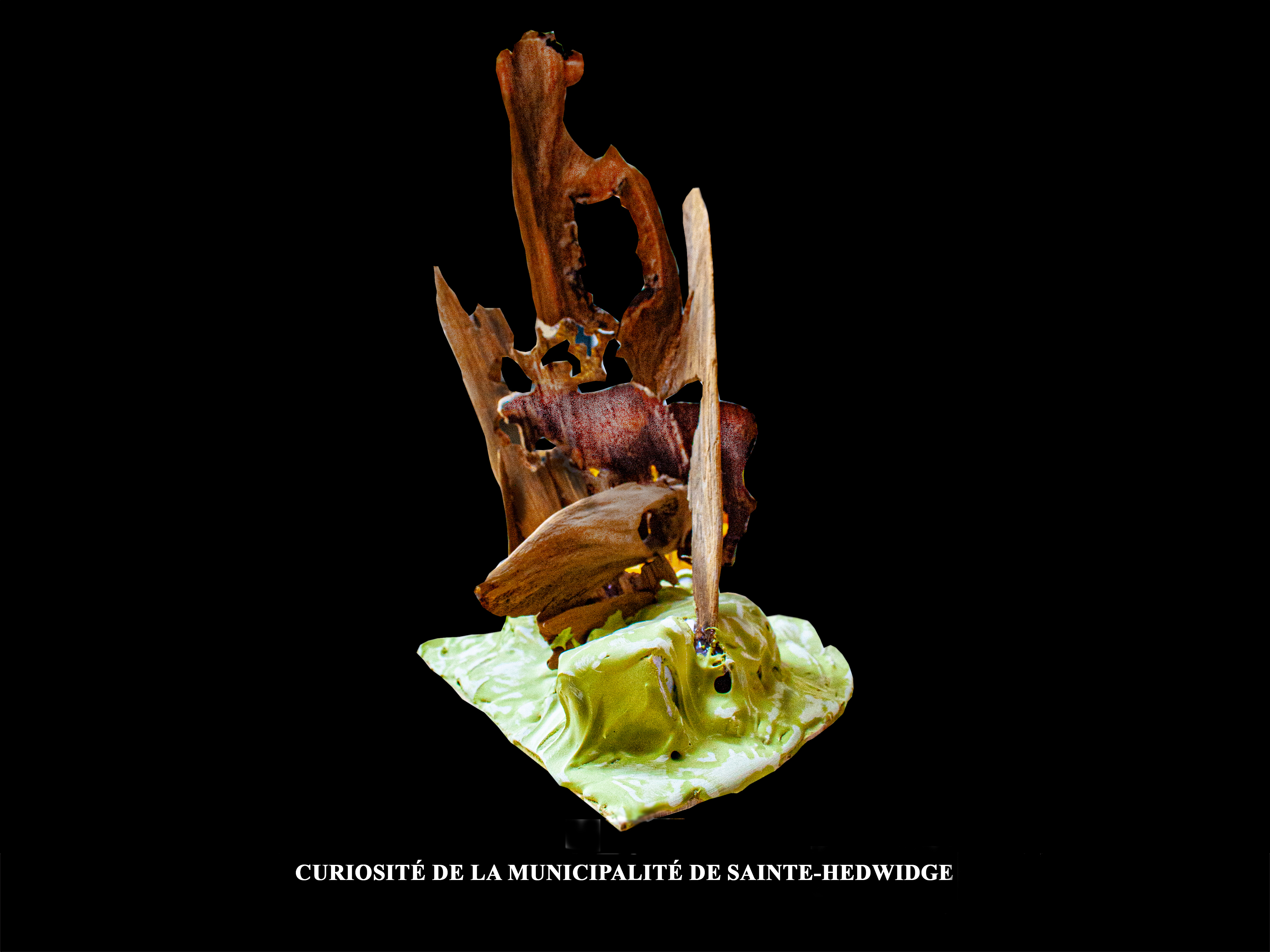
Curiosité de la communauté de Saint-Hedwidge

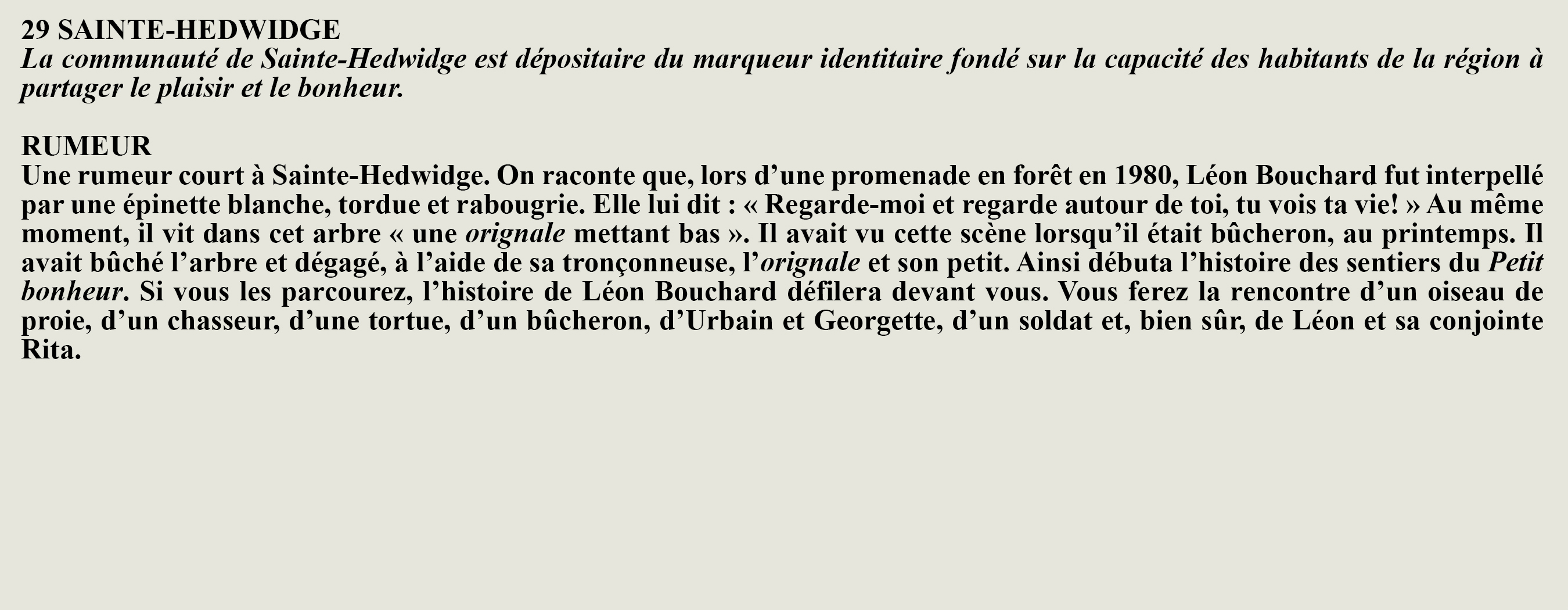

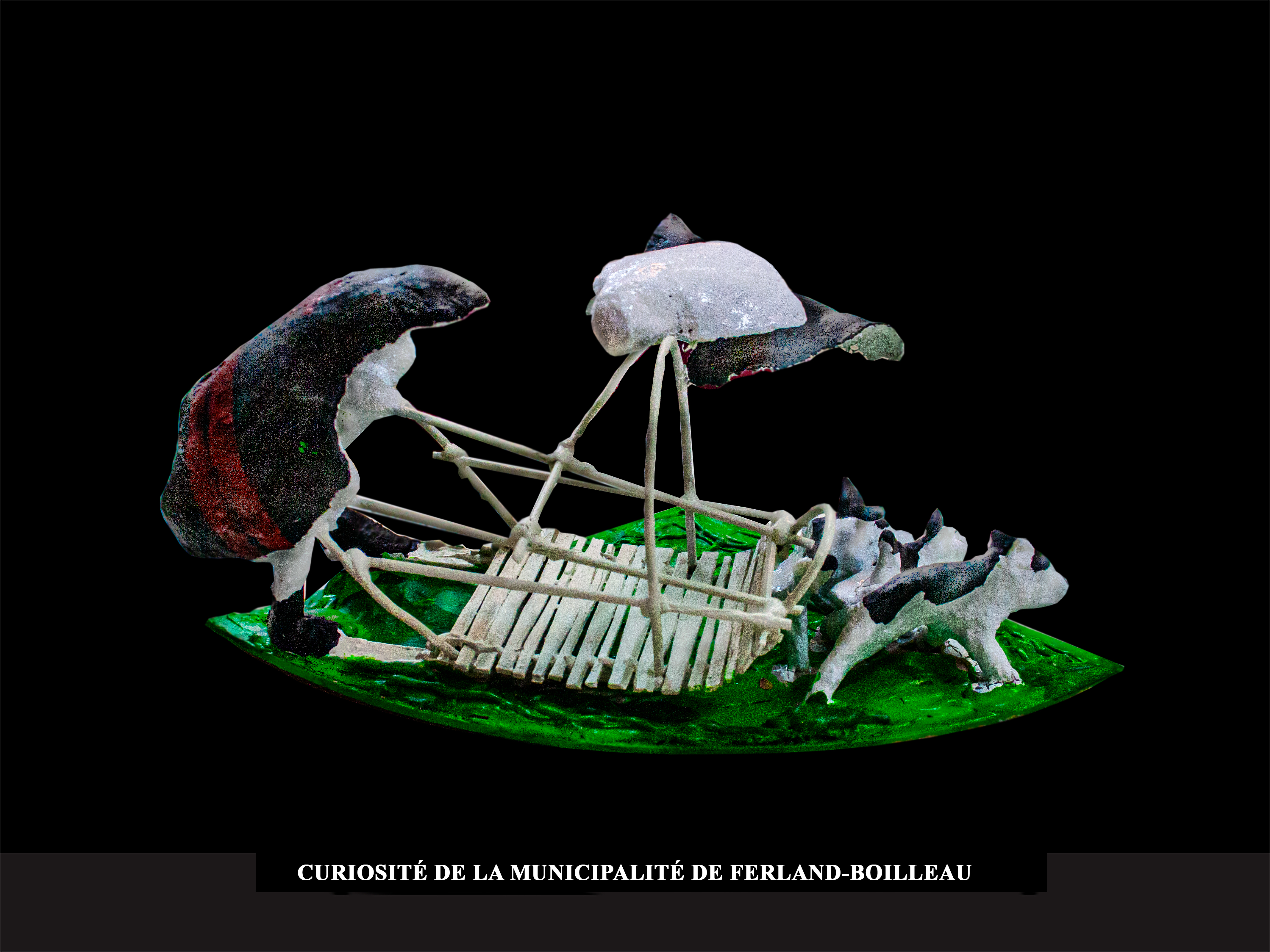
Curiosité de la communauté de Ferland-et-Boilleau

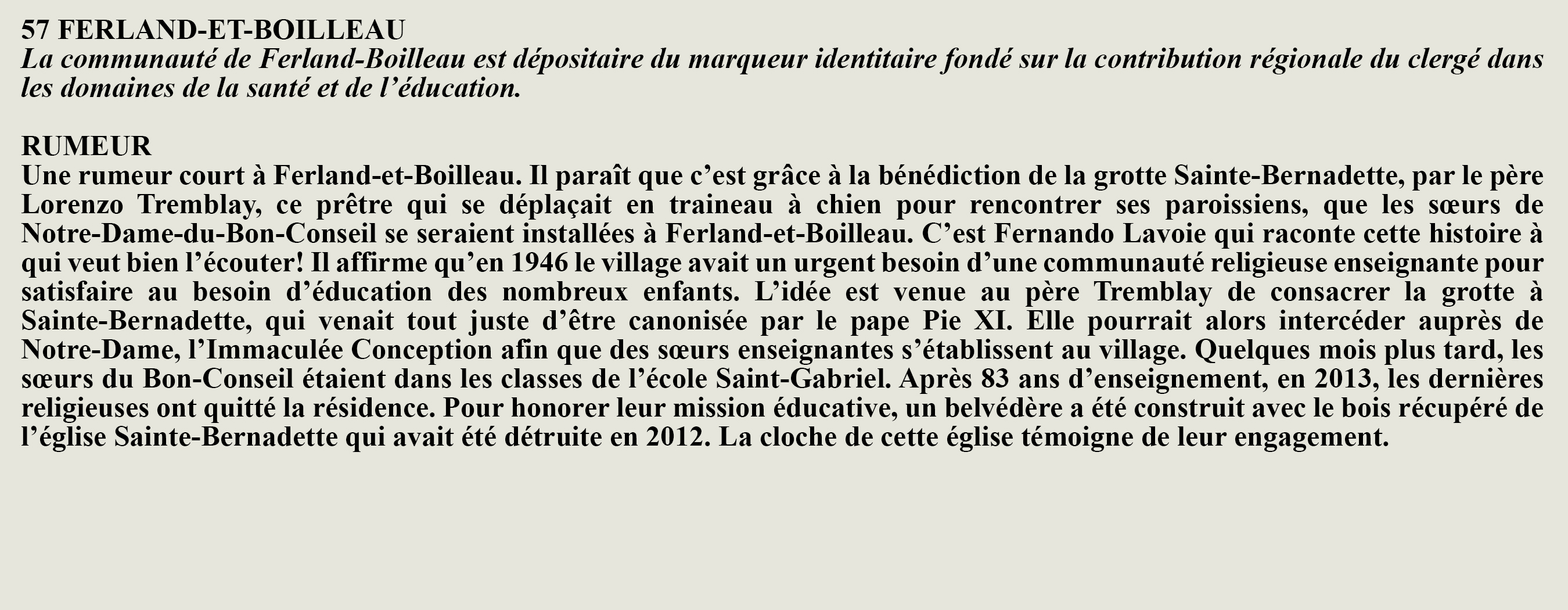

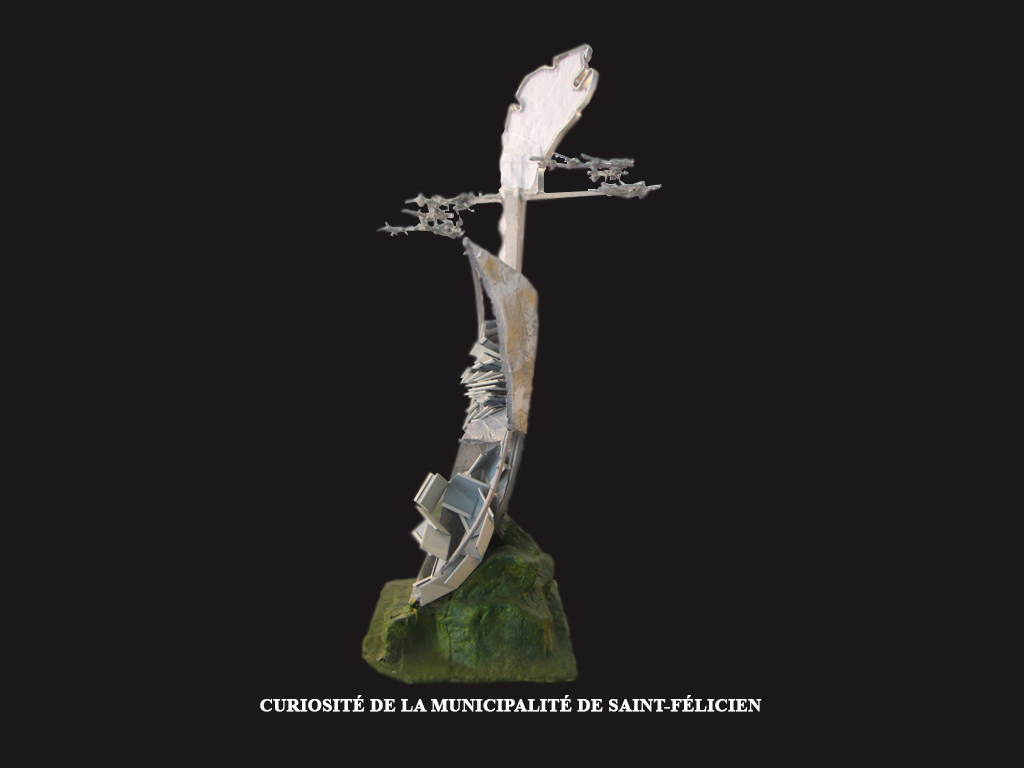
Curiosité de la communauté de Saint-Félicien

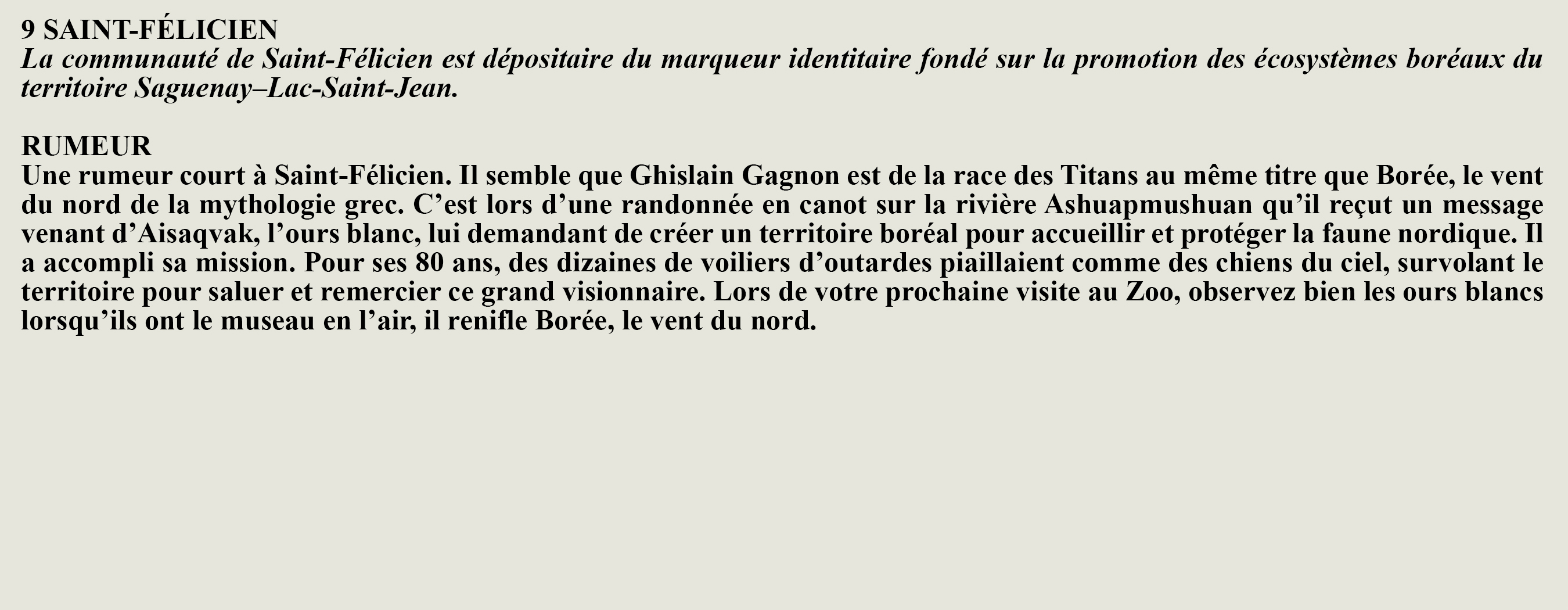

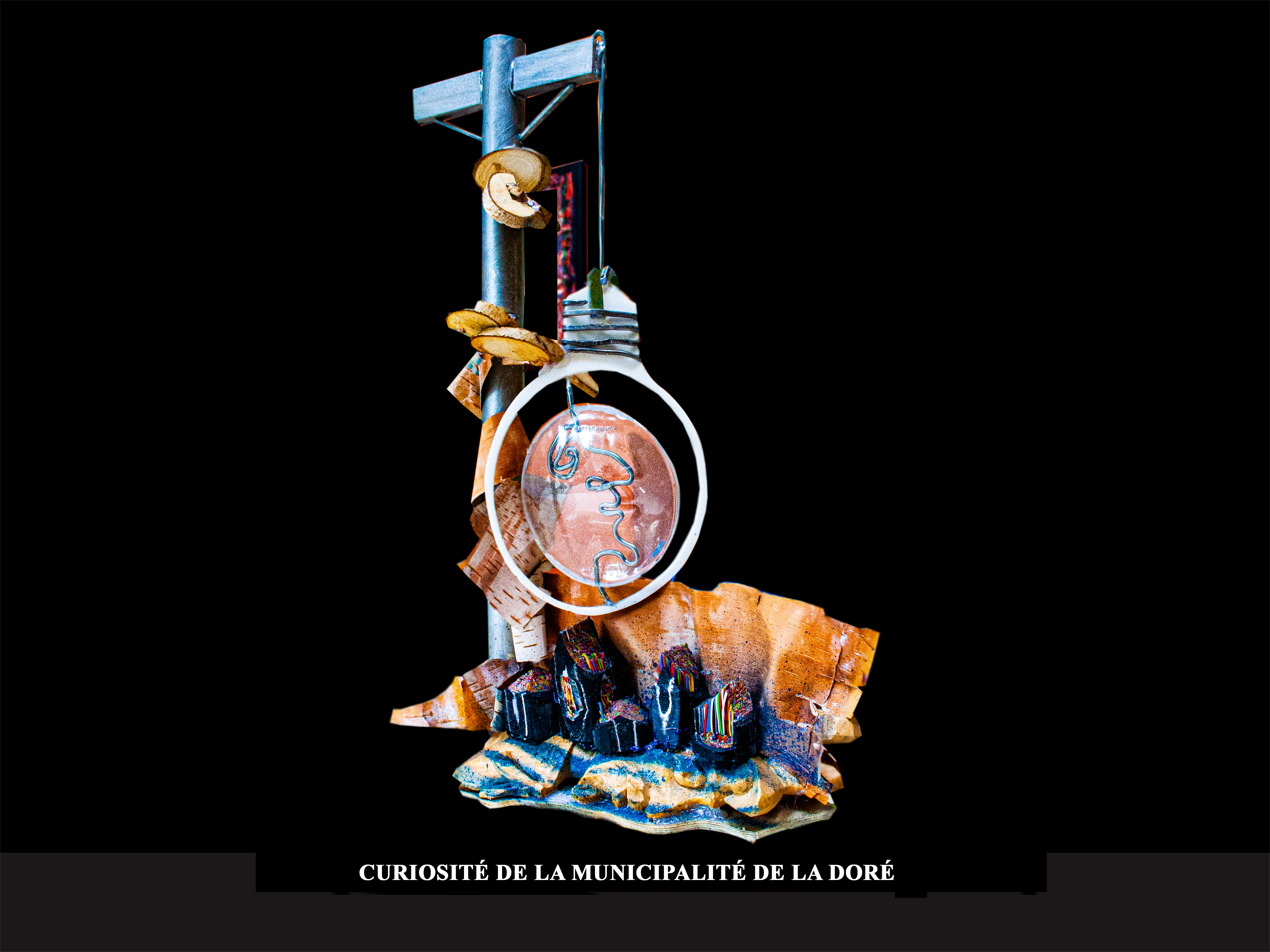
Curiosité de la communauté de La Doré

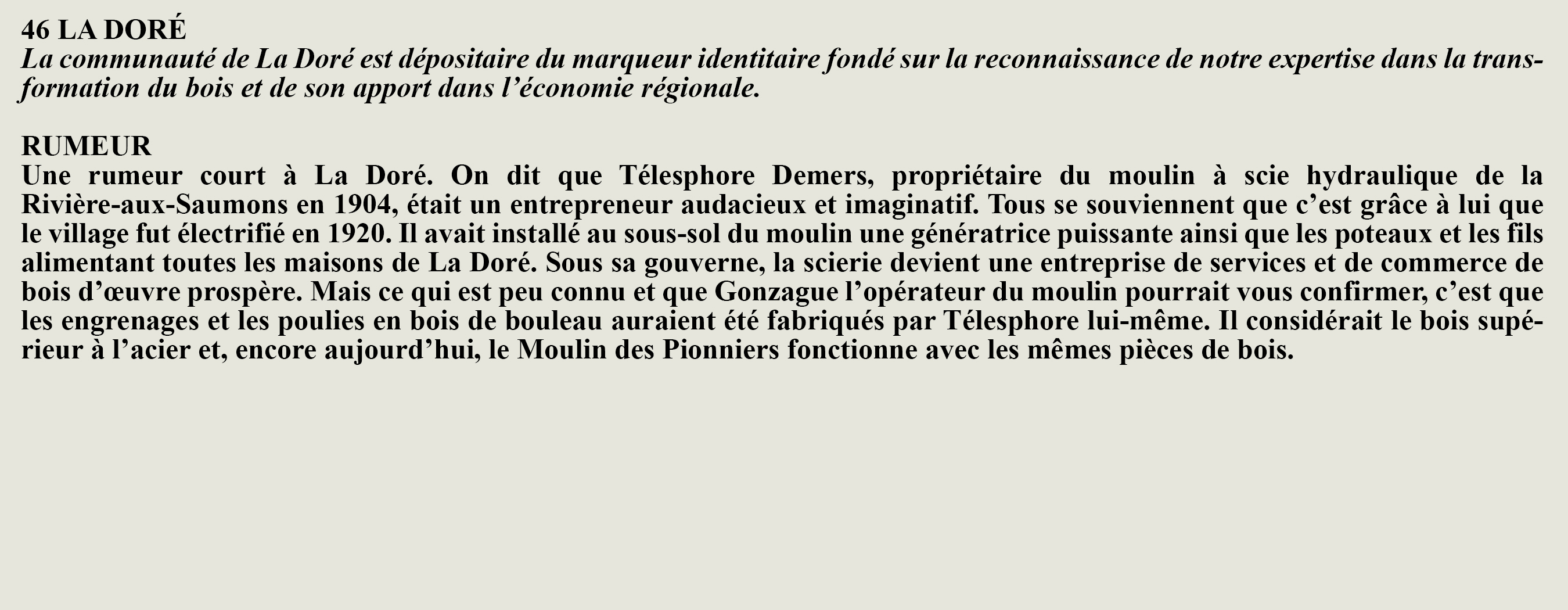

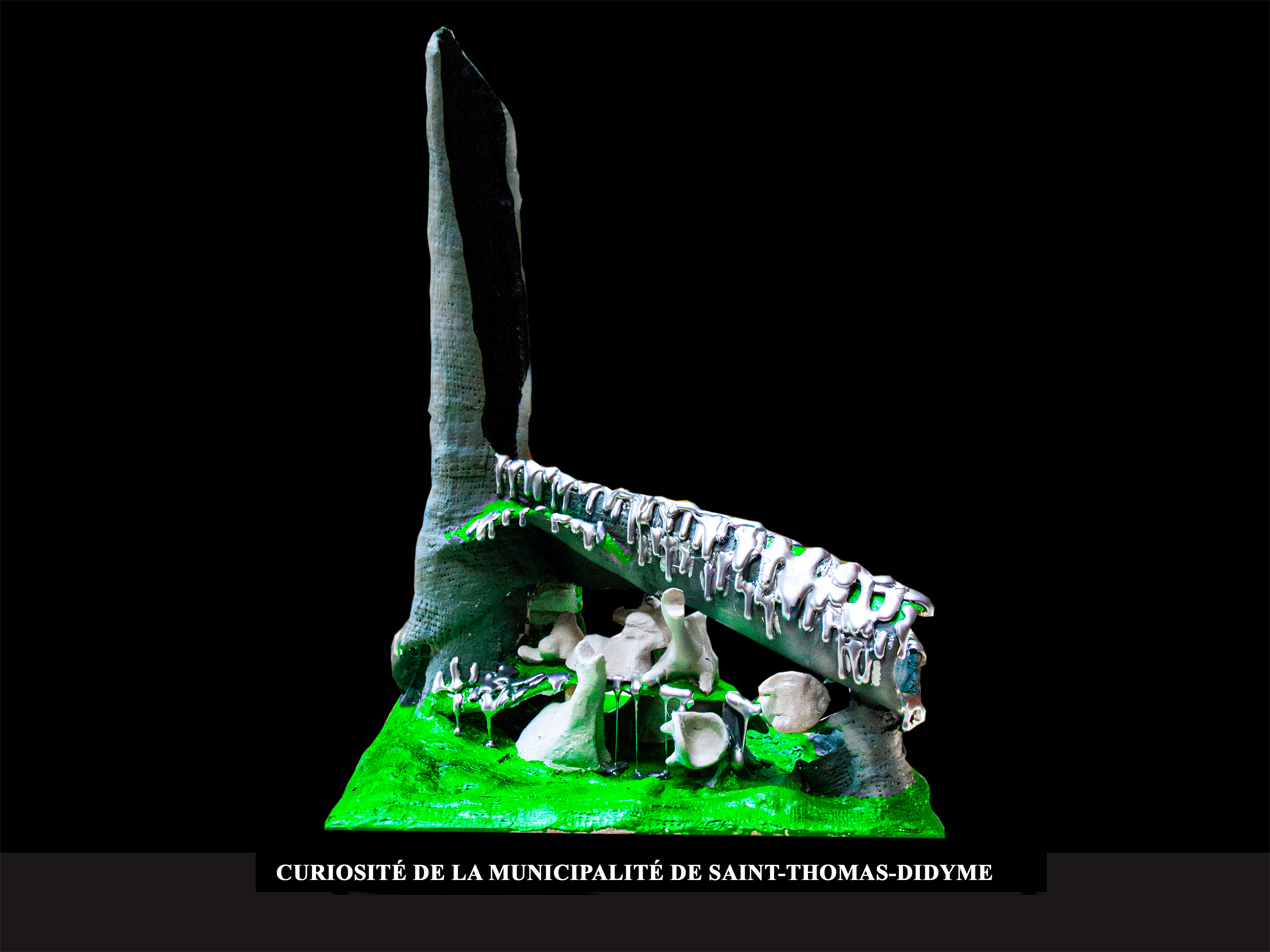
Curiosité de la communauté de Saint-Thomas-Didyme

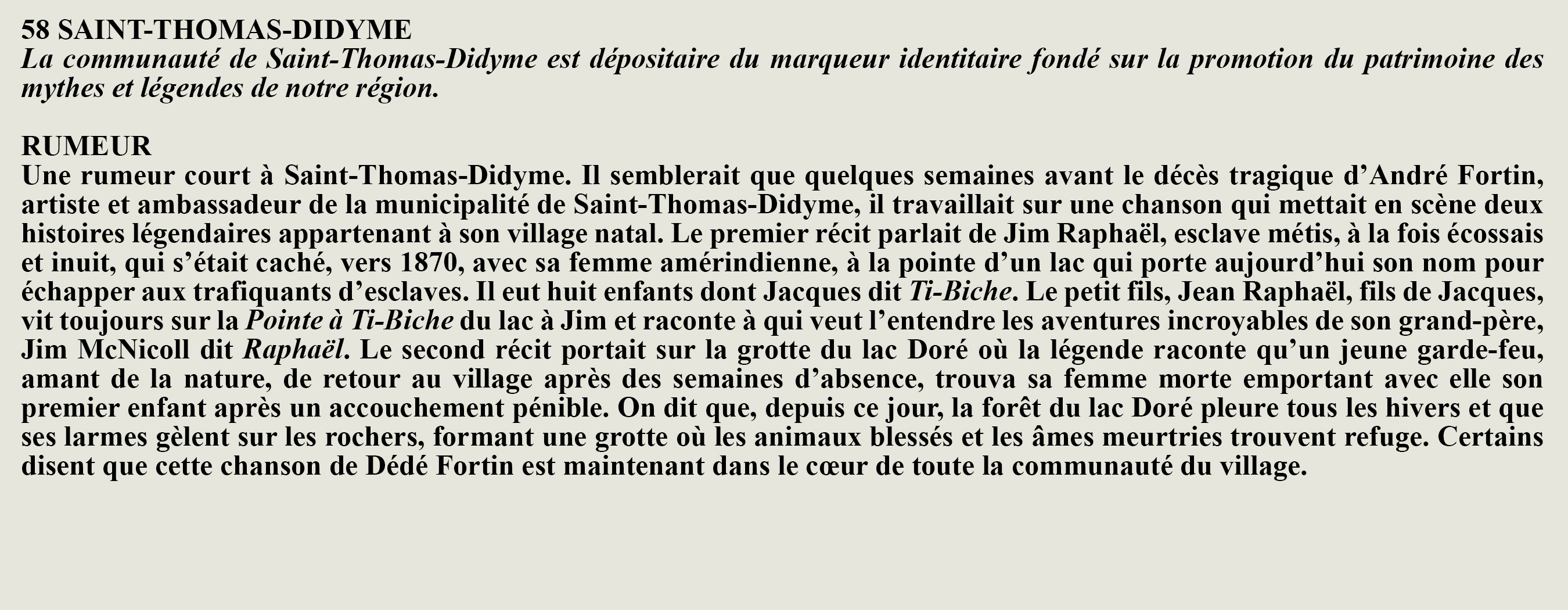

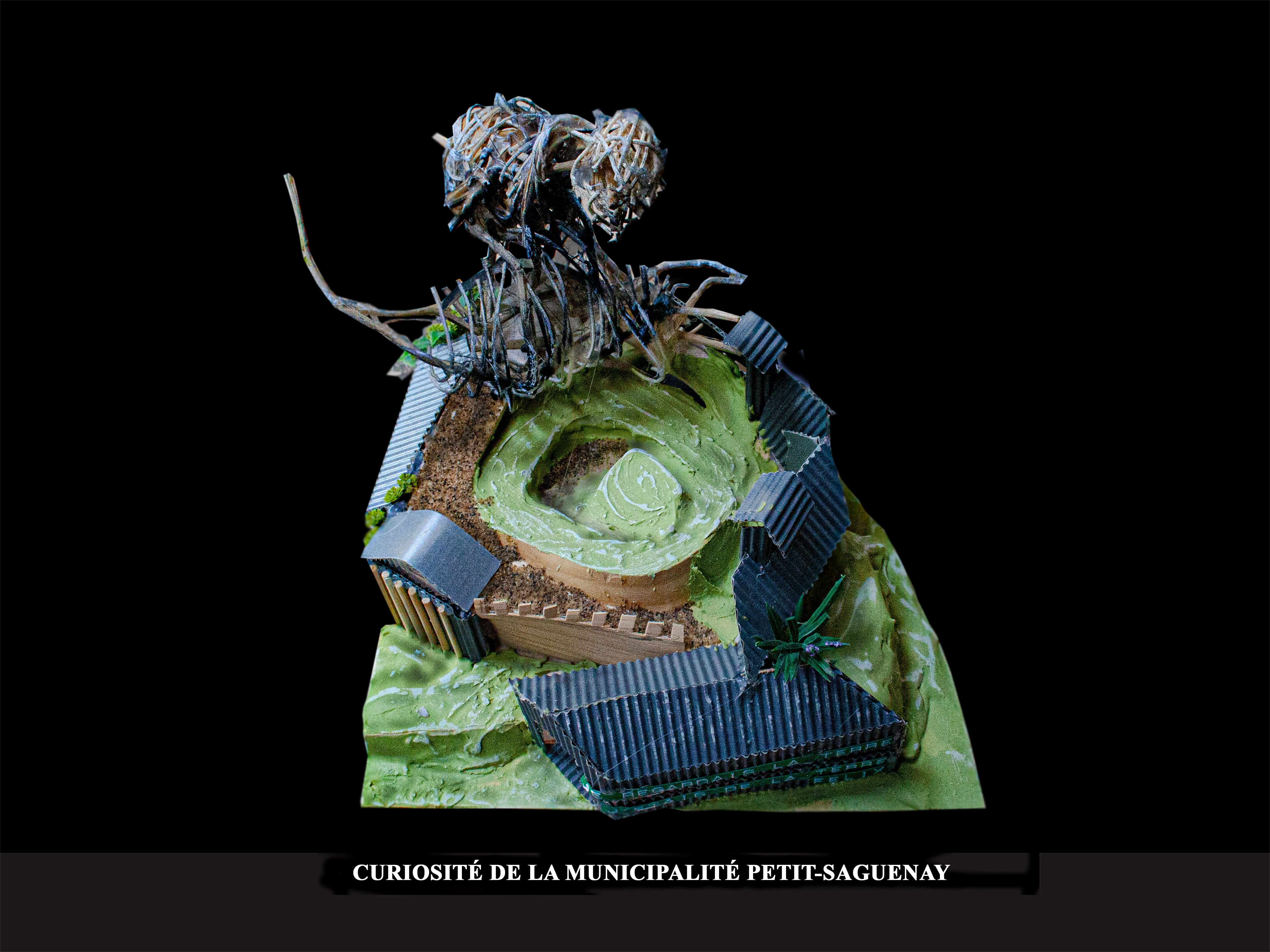
Curiosité de la communauté de Petit-Saguenay

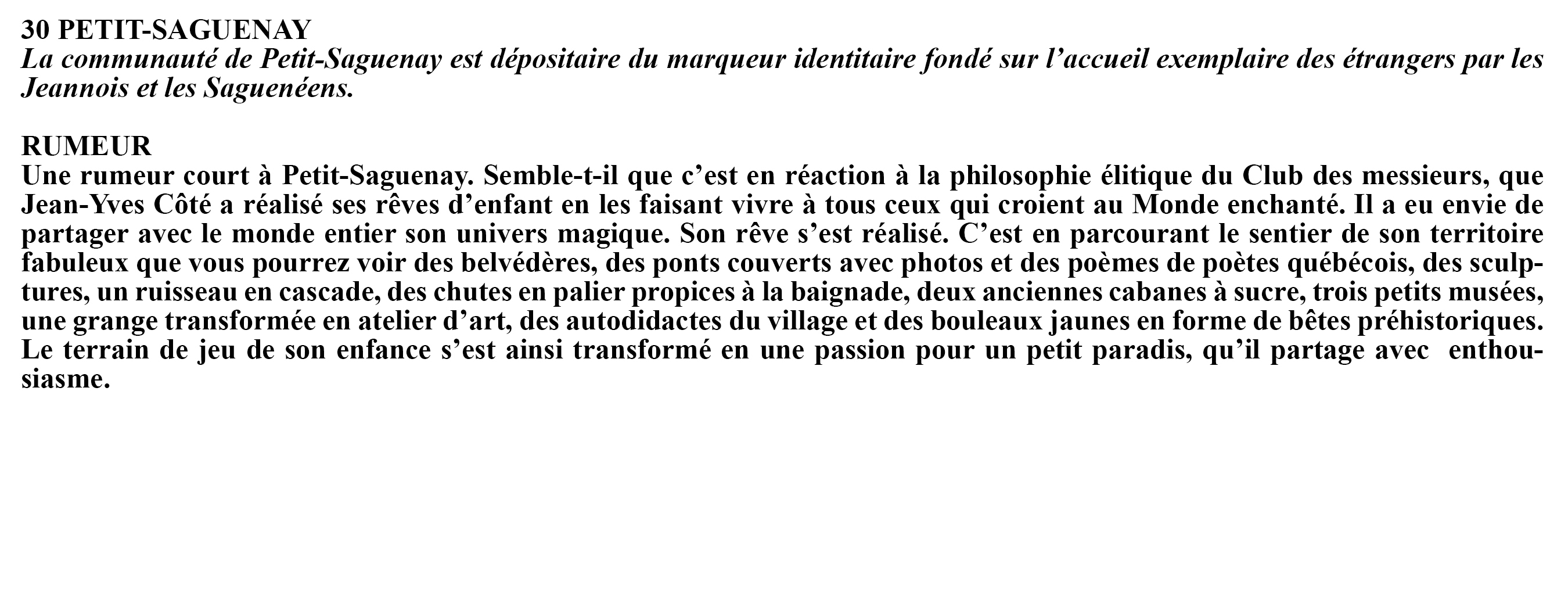

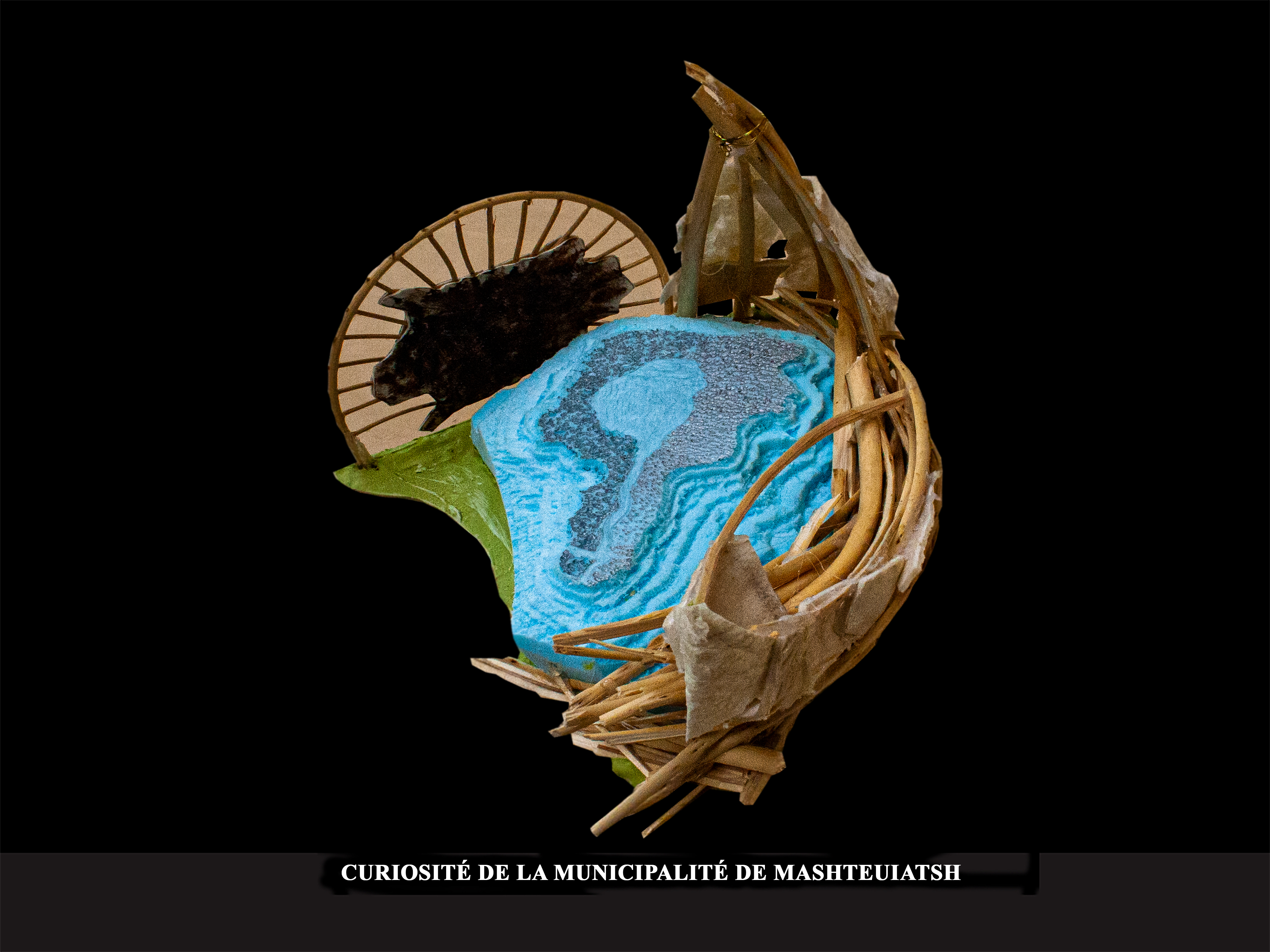
Curiosité de la communauté de Mashteuiasth

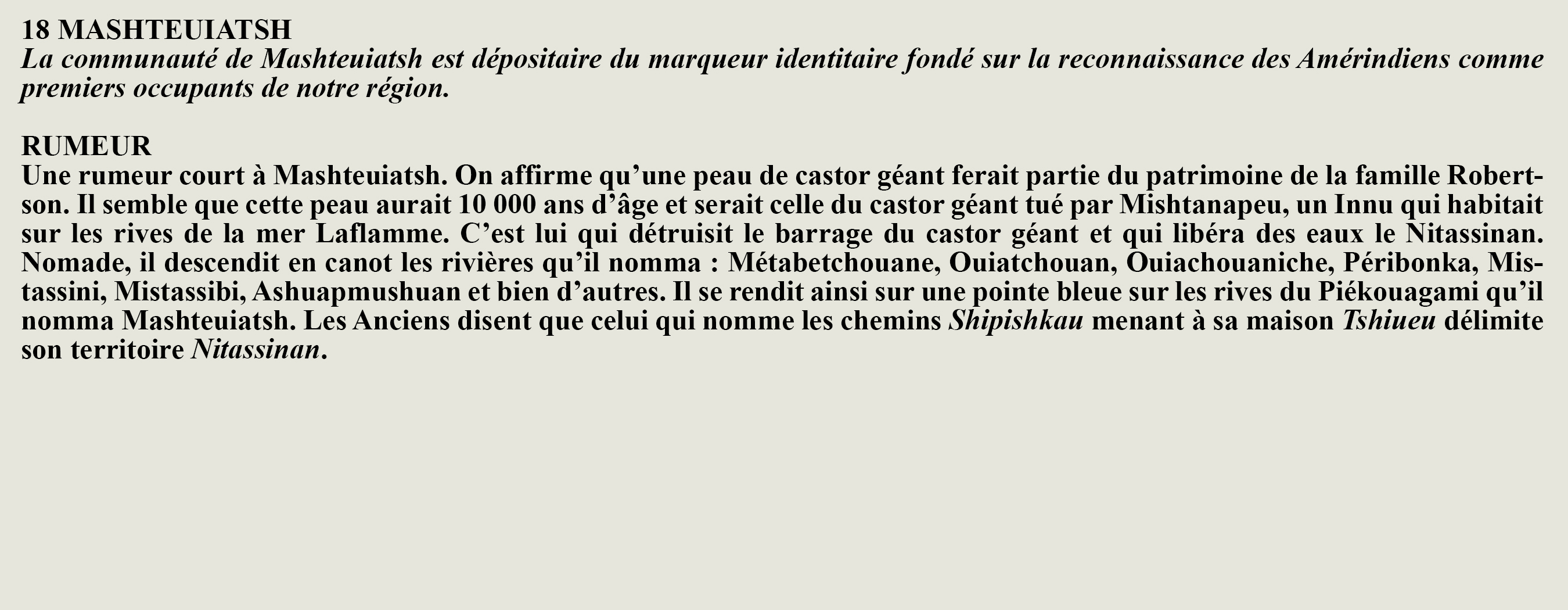

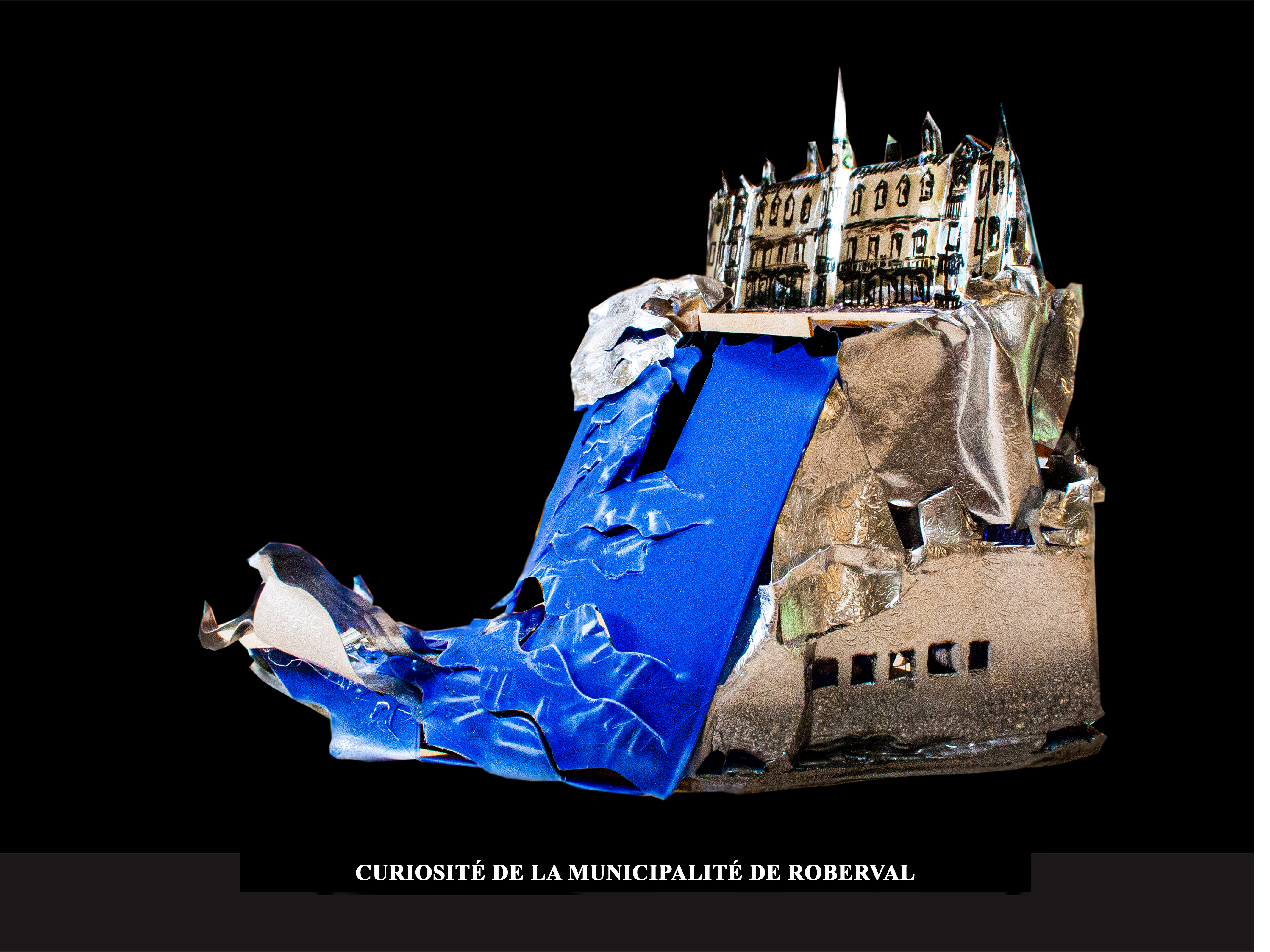
Curiosité de la communauté de Roberval

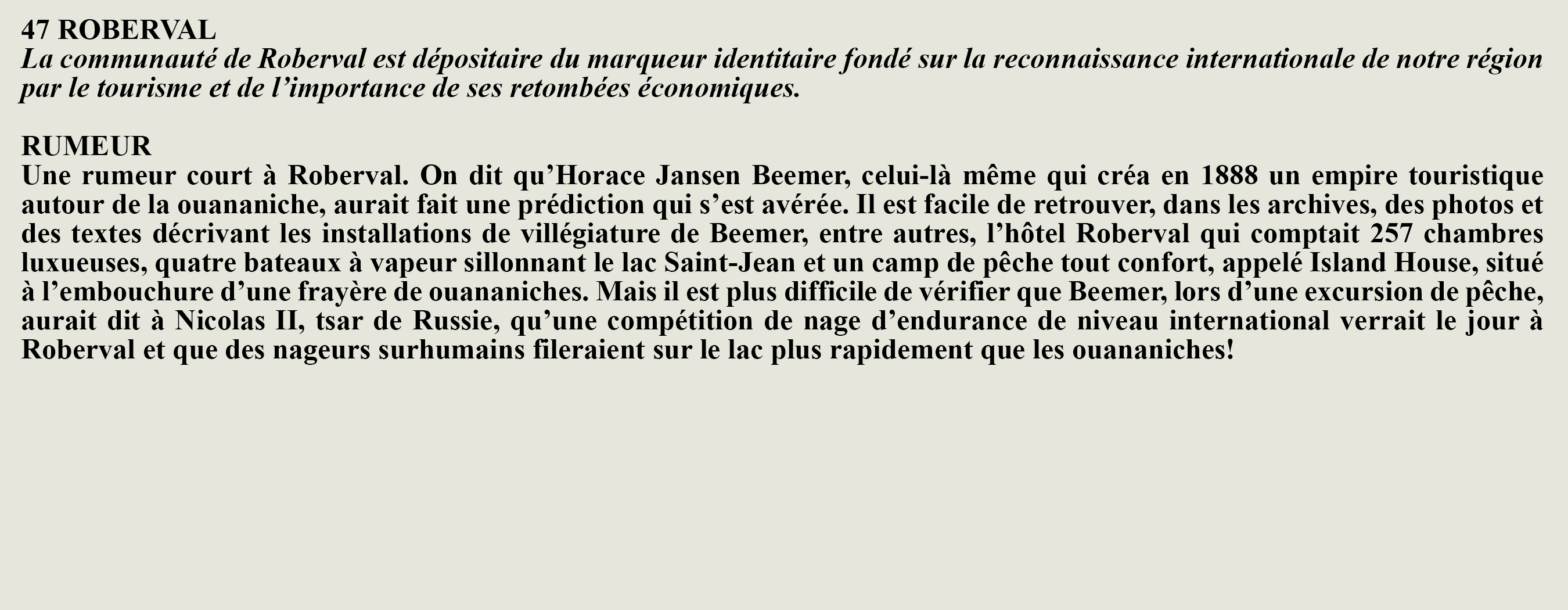

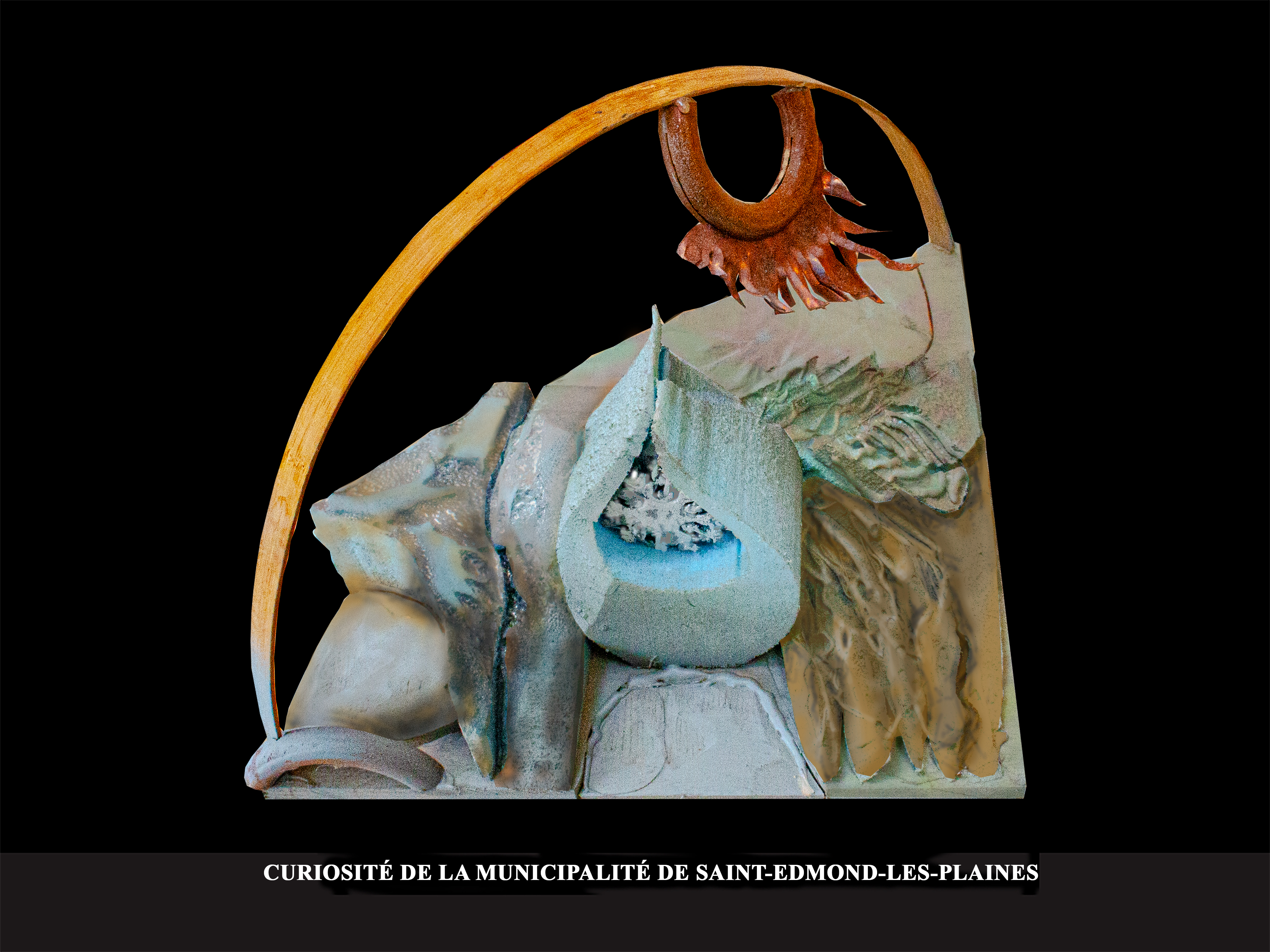
Curiosité de la communauté de Saint-Edmond-Les-Plaines

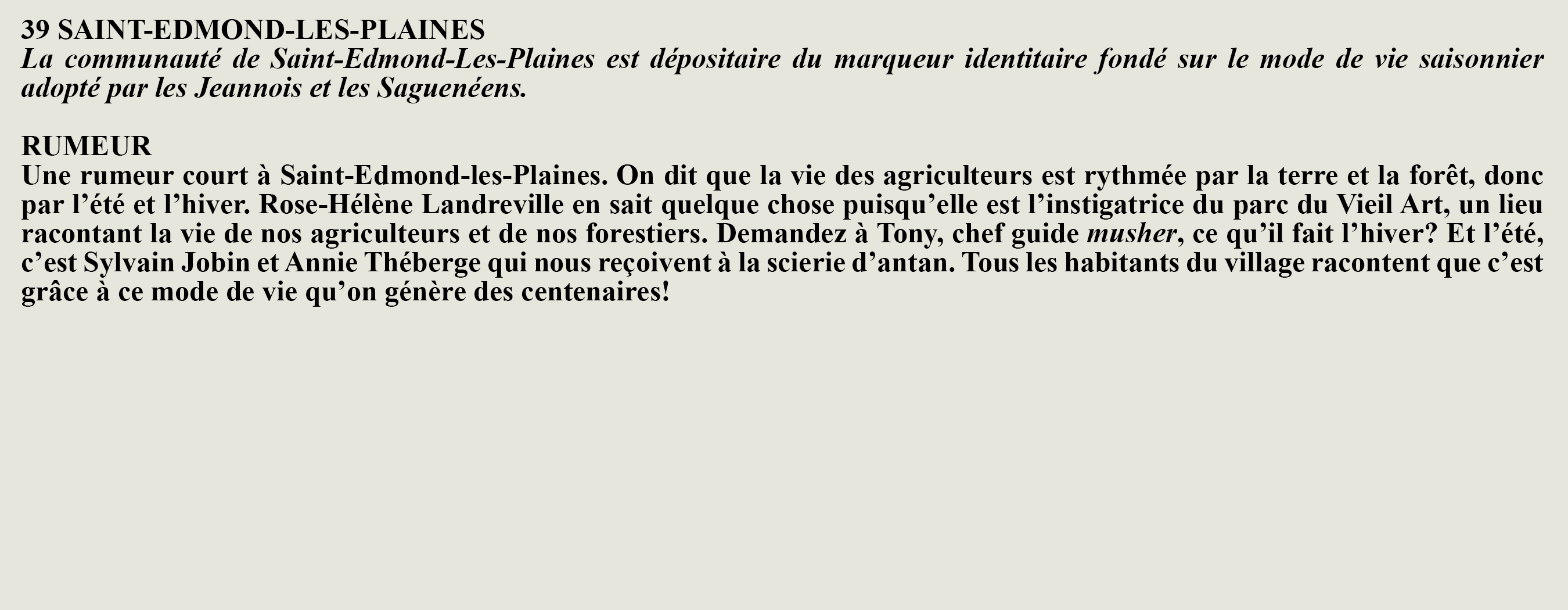

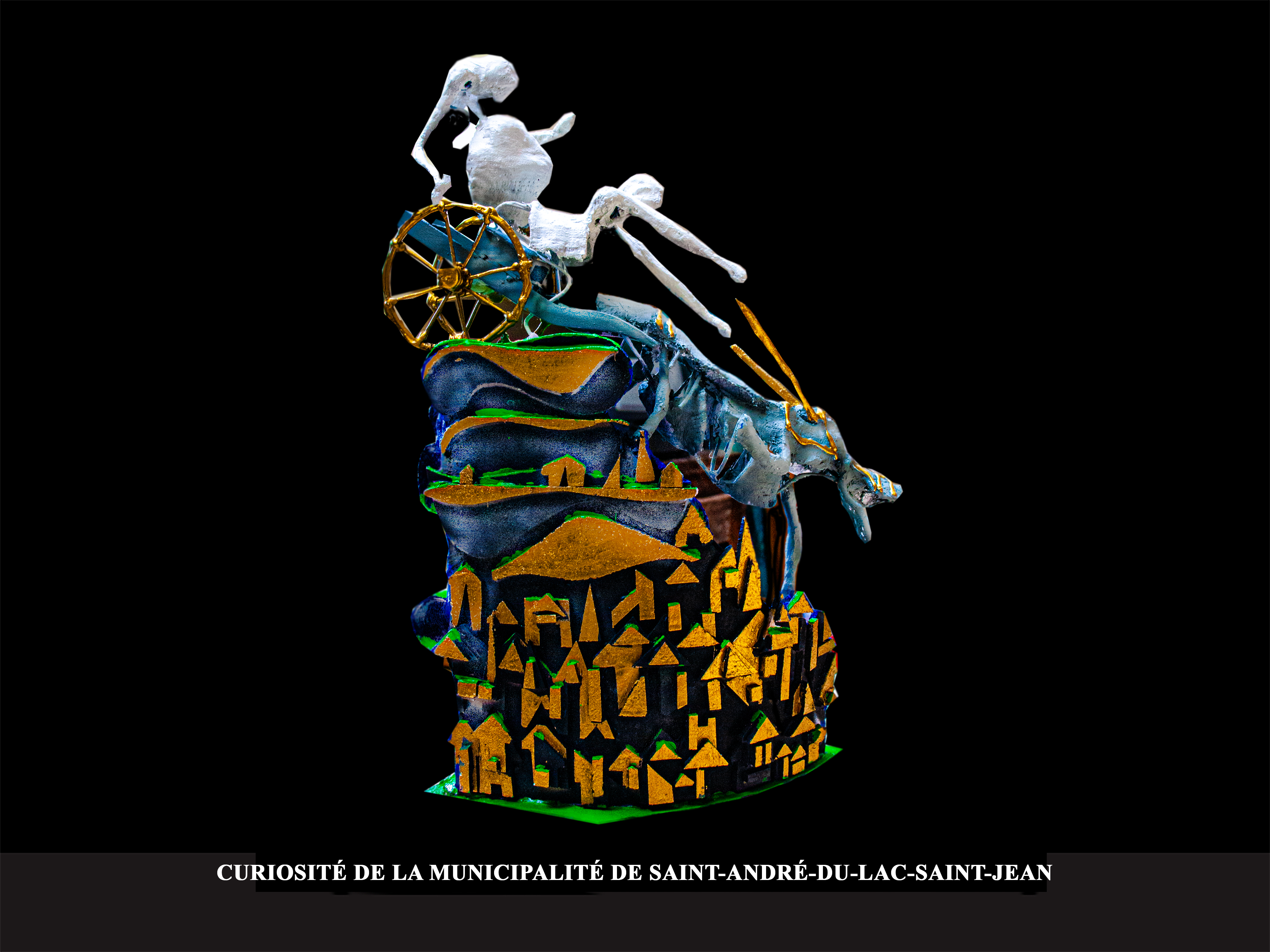
Curiosité de la communauté de Saint-André-Du-Lac-Saint-Jean

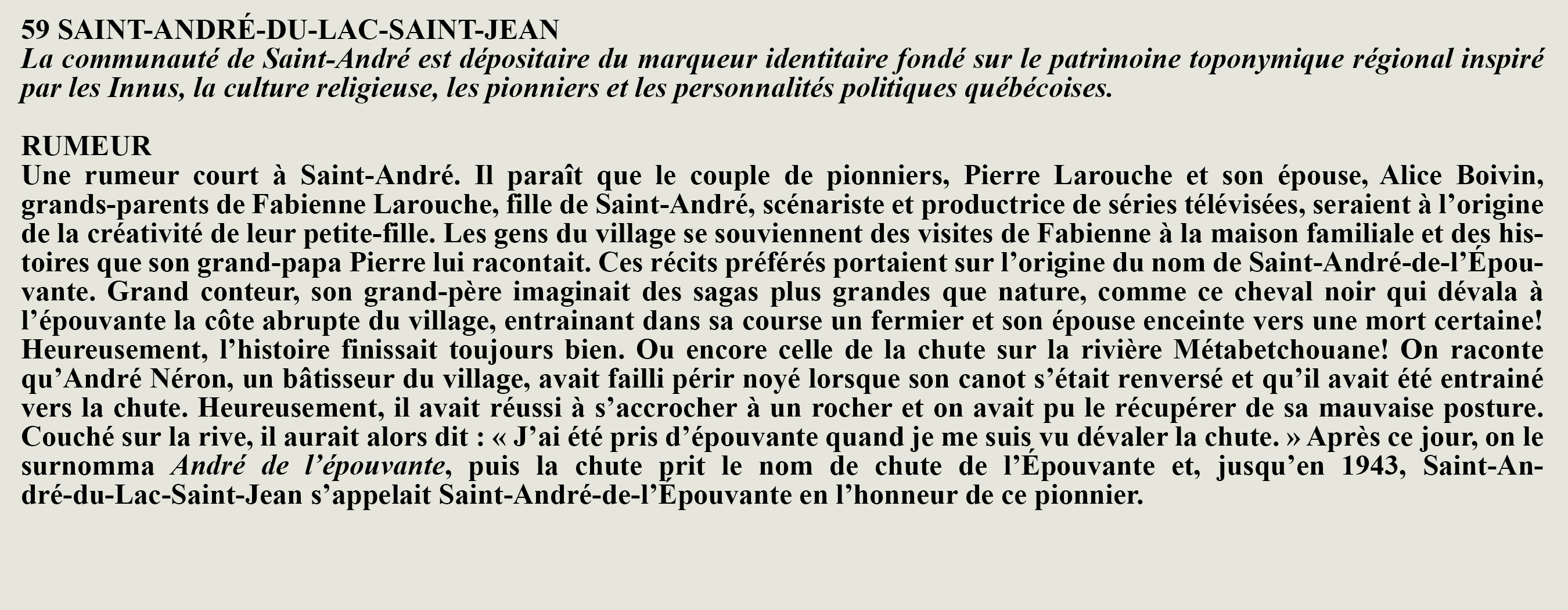

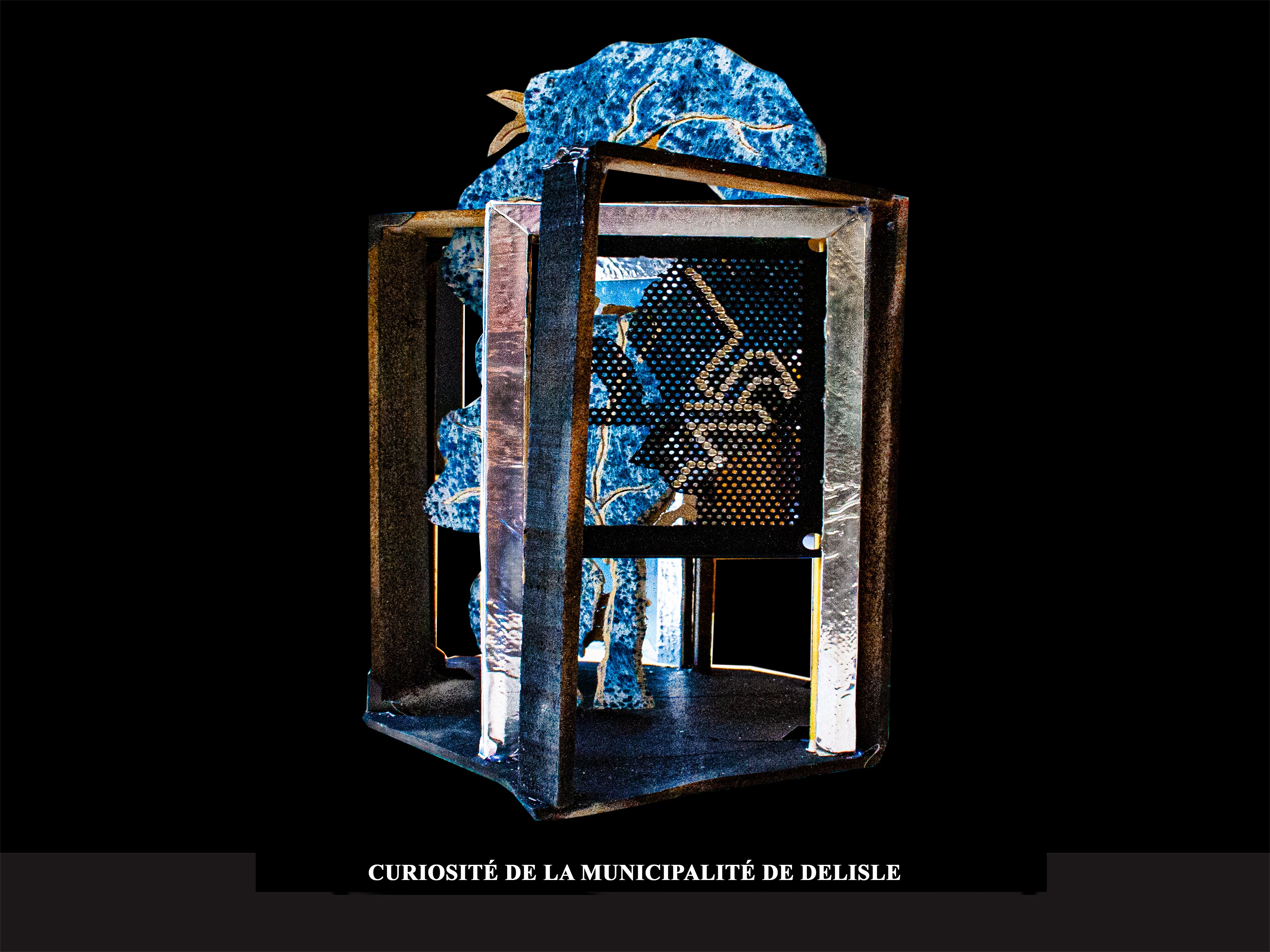
Curiosité de la communauté de Delisle

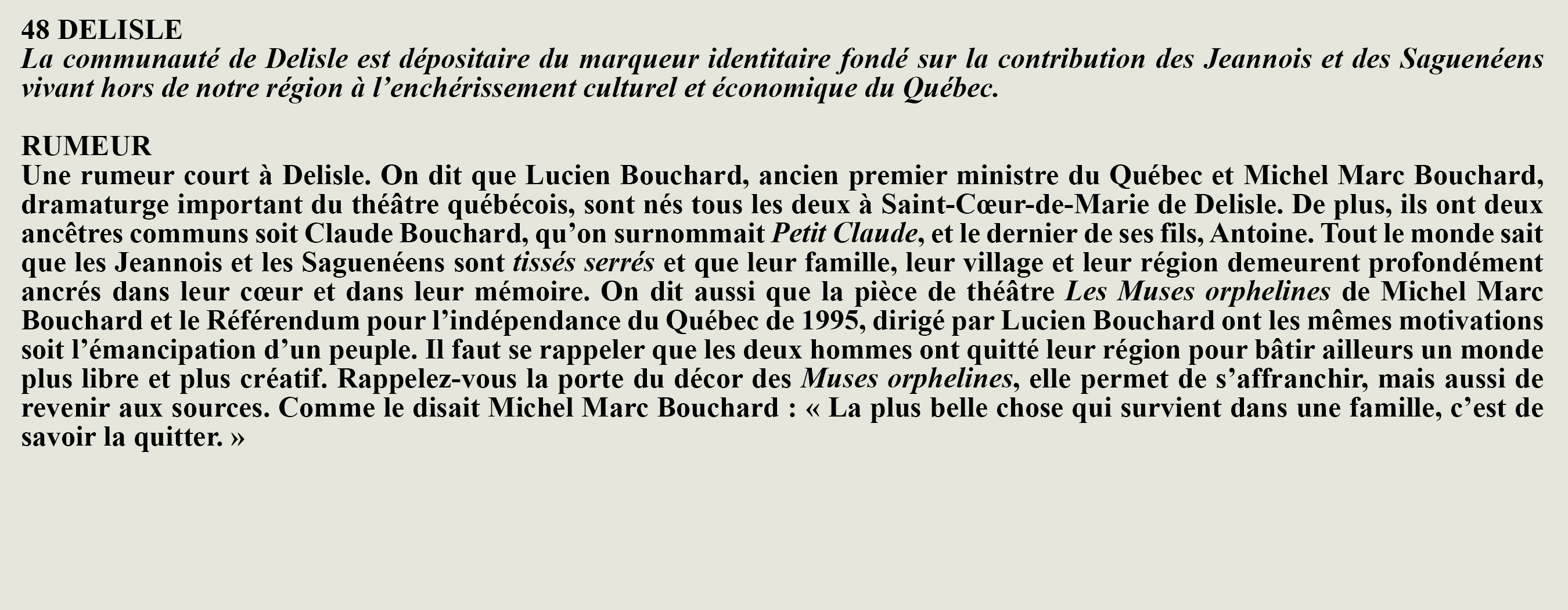

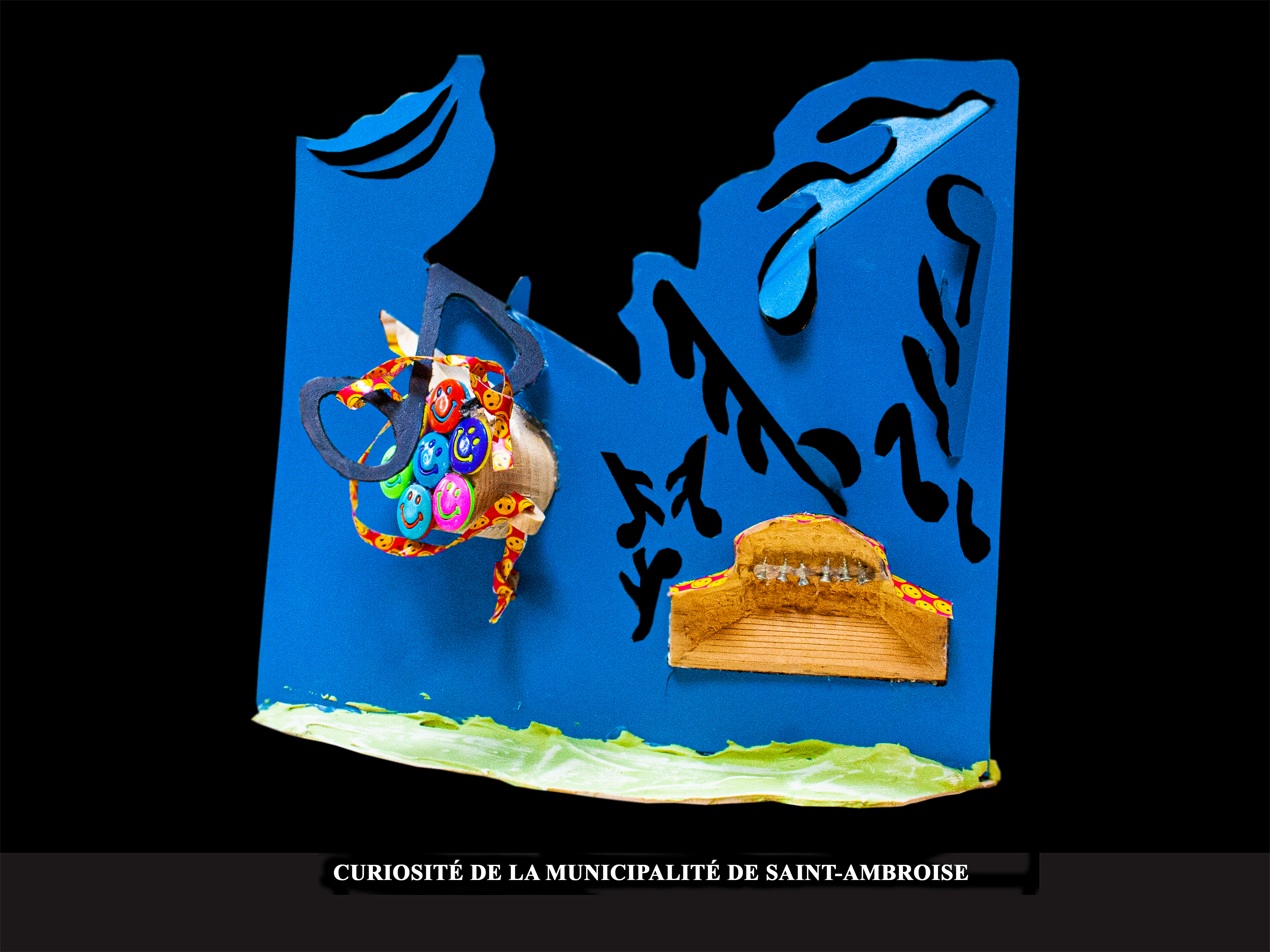
Curiosité de la communauté de Saint-Ambroise

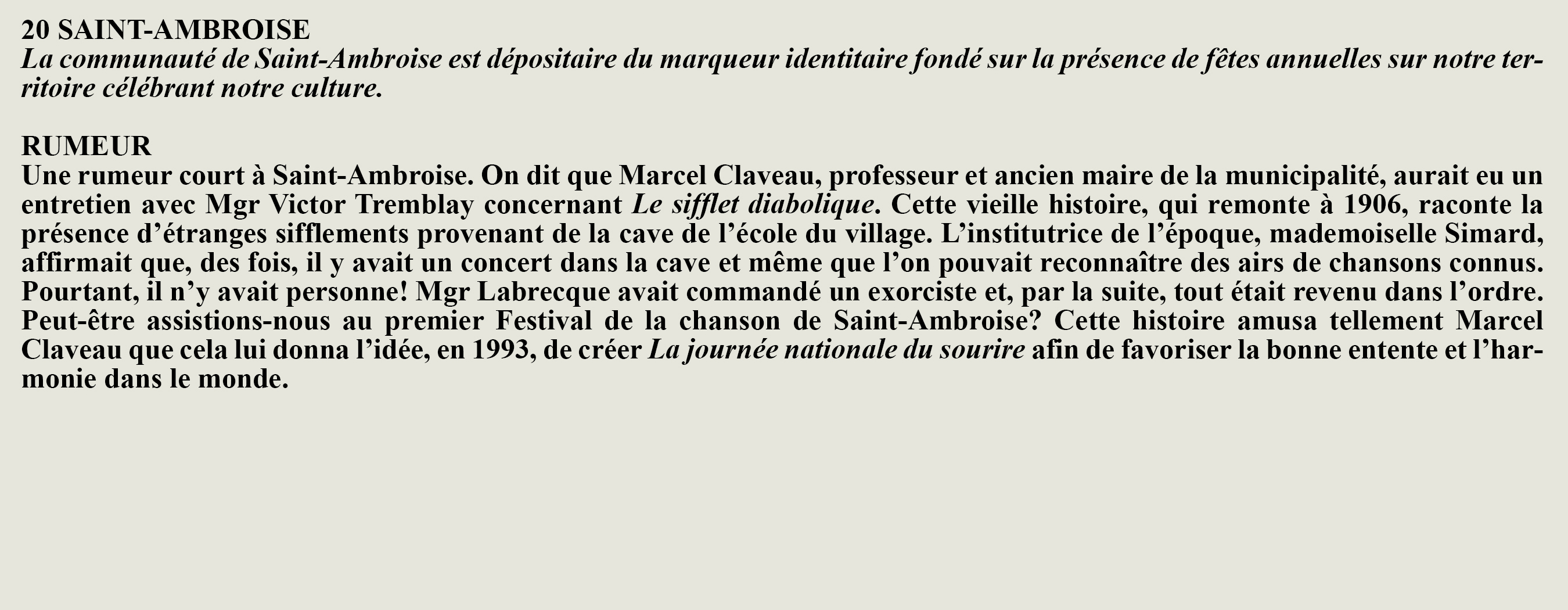

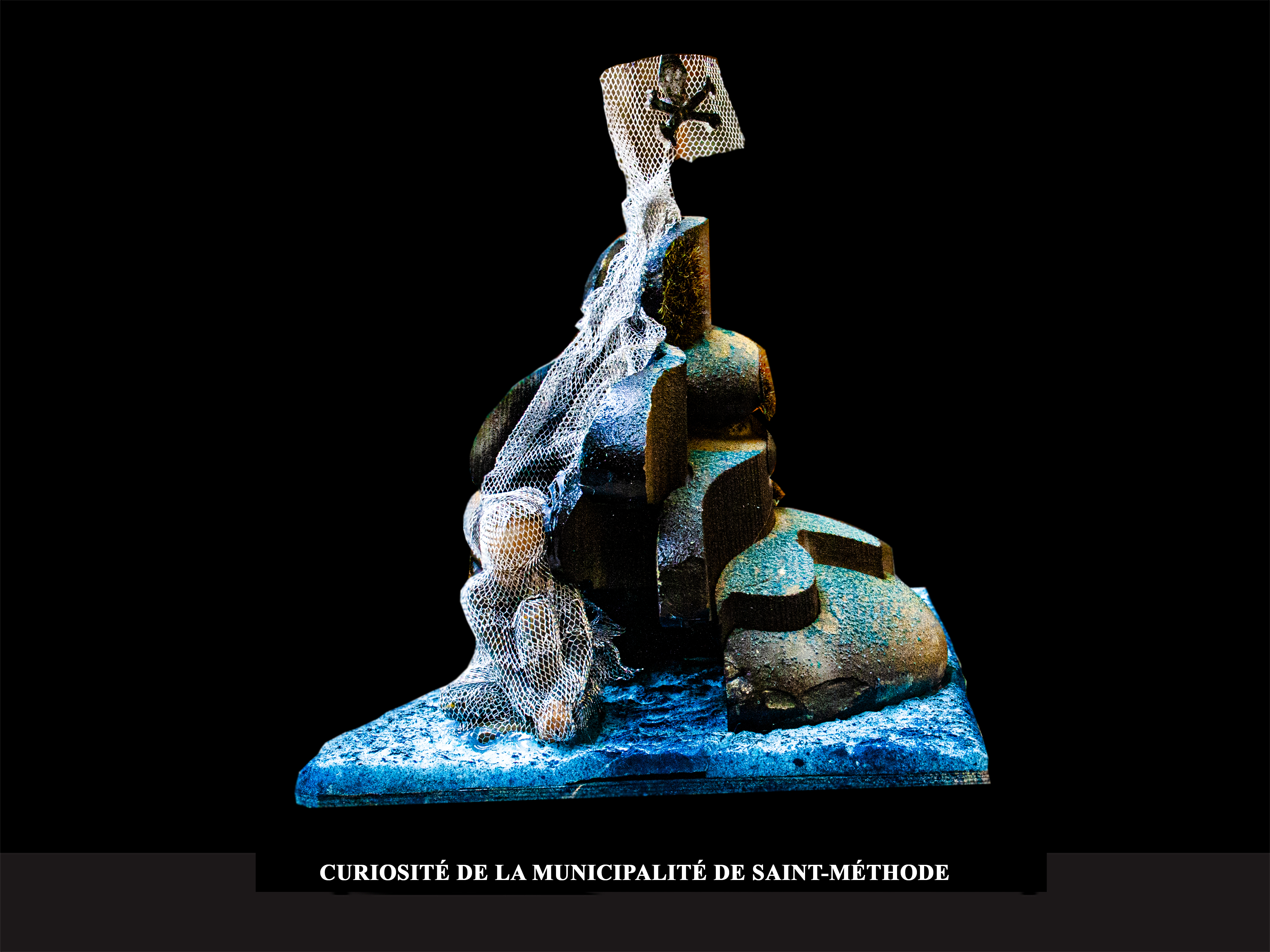
Curiosité de la communauté de Saint-Méthode

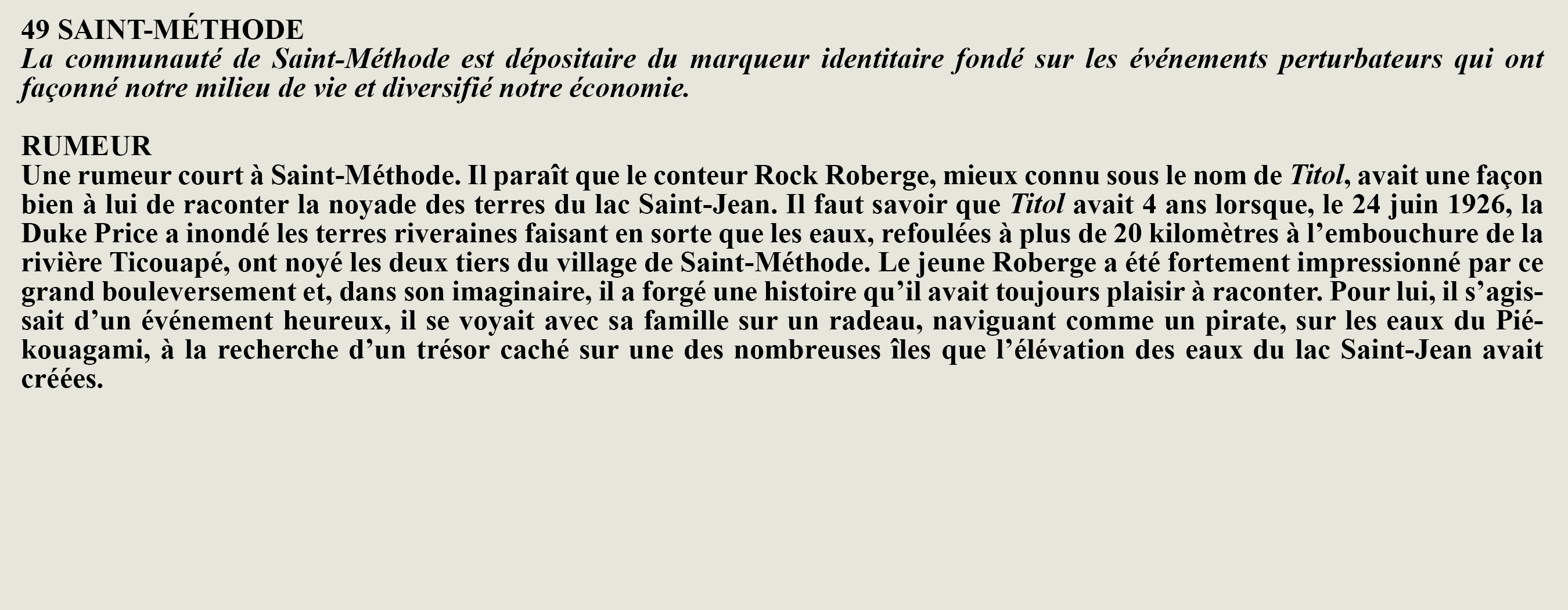

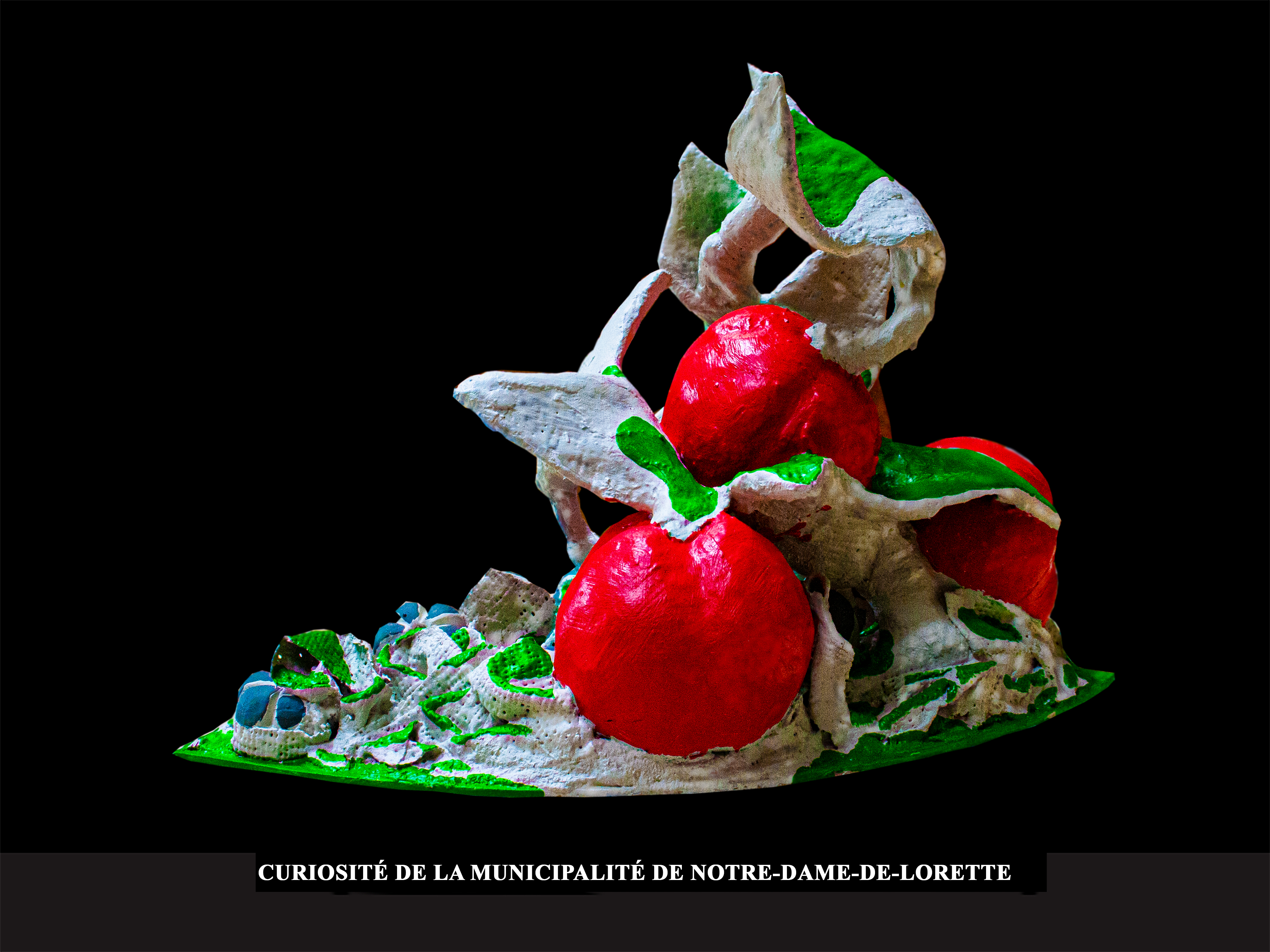
Curiosité de la communauté de Notre-Dame-de-Lorette

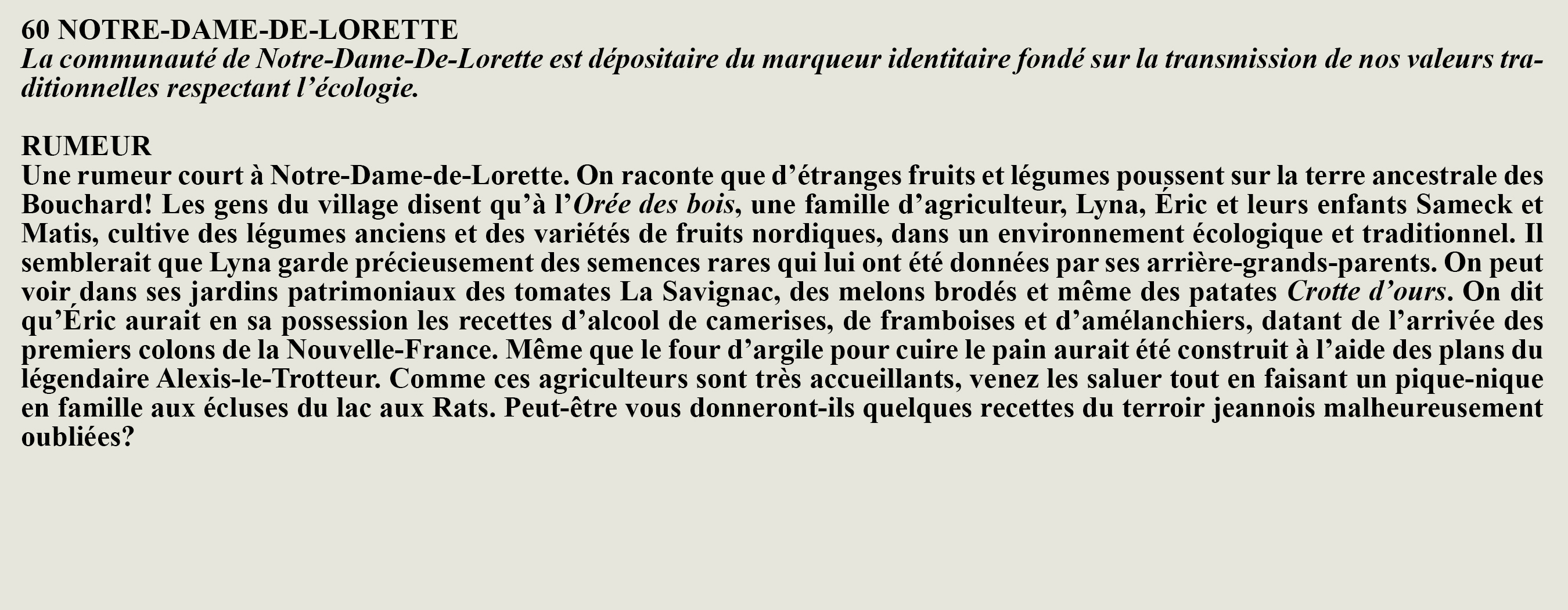

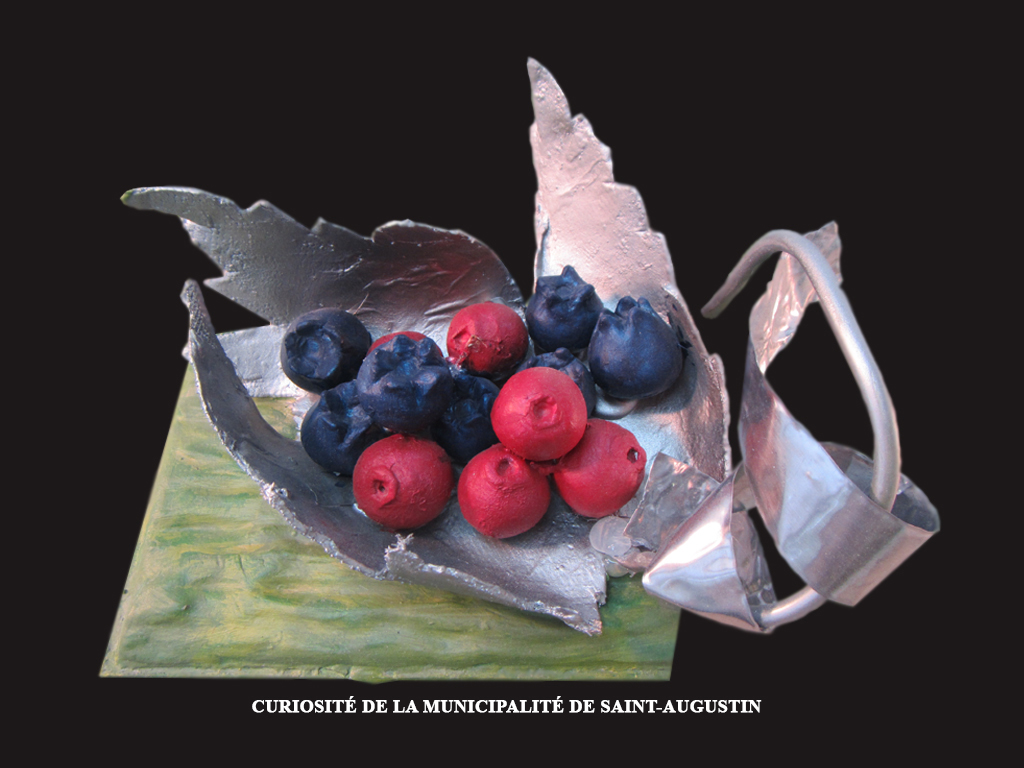
Curiosité de la communauté de Saint-Augustin

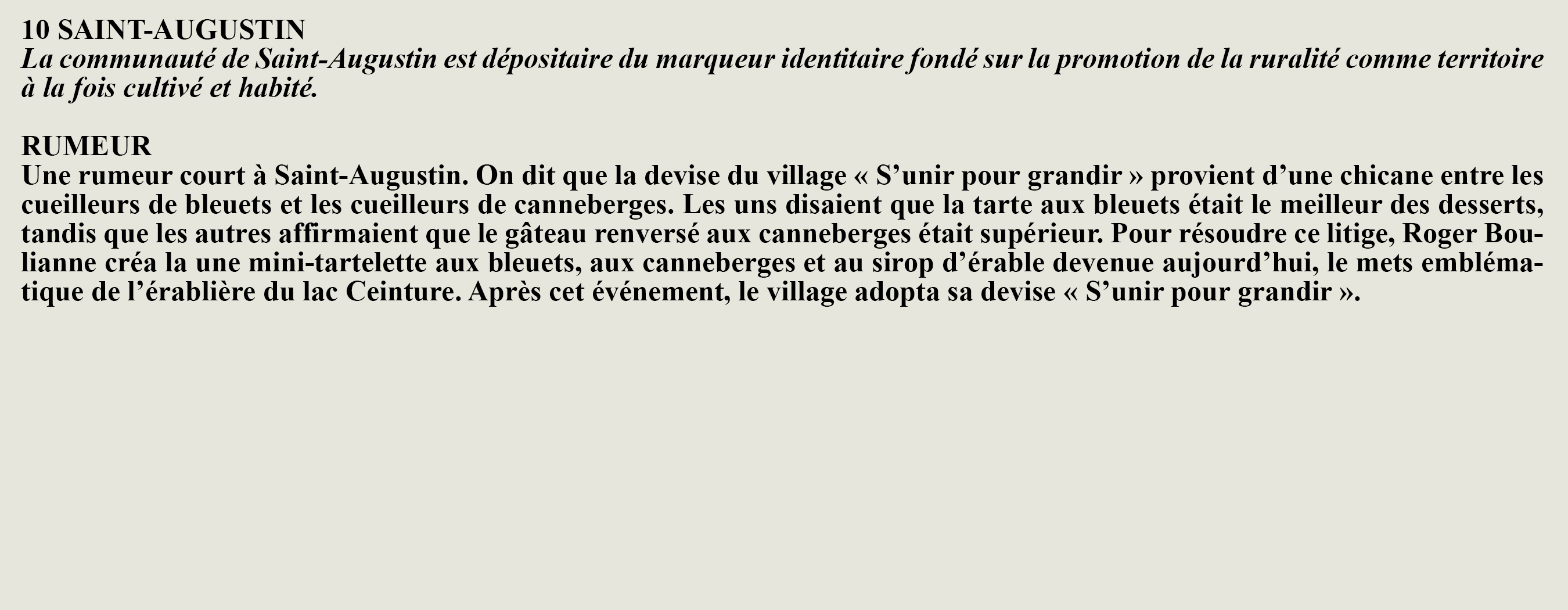

#### Partenaires
Comité organisateur du centenaire de la municipalité de Larouche, l'Auberge Île du Repos de Péribonka et le Conseil des Arts du Canada.
Localisation: 48° 44′ 38″ N, 71° 51′ 43″ O
105 chemin de l'Ile du Repos, Péribonka, Québec, Canada

### Tacon Site de l'Arbre

#### Thématique
En 2005, le Tacon Site de l’Arbre est implanté sur le terrain de la Cité Étudiante à Roberval. Il porte le numéro 02 sur la carte. Ce Tacon Site est un monument permanent dédié à l’arbre comme représentant d’une nature participant à la survie de l’humanité. Que l’on pense à la forêt comme poumon de notre planète, comme habitat de la flore et de la faune et comme matériaux pour notre propre habitat, l’arbre se doit d’être protégé et mis en valeur. Le participant a ce projet contribue à améliorer son environnement et rejoint la pensée des autochtones d'Amérique sur le plan symbolique: le prélèvement d’un élément de la nature exige son remplacement.

#### Action performative
Pierres Plantées, les élèves de l'École Benoît-Duhamel ont peint sur des cailloux un arbre ou une forêt. Chaque pierre peinte prend valeur de support à un échange sur le plan de l'imaginaire : une forêt de pierres pour une forêt boréale saine et durable. Les élèves ont apporté leur arbre de pierre à la Cité-Étudiante et l'ont échangé contre un arbre qu'ils ont planté dans leur milieu de vie. Tous les Arbres-Cailloux des participants sont enfouis au sein du Tacon Site de l'Arbre,.

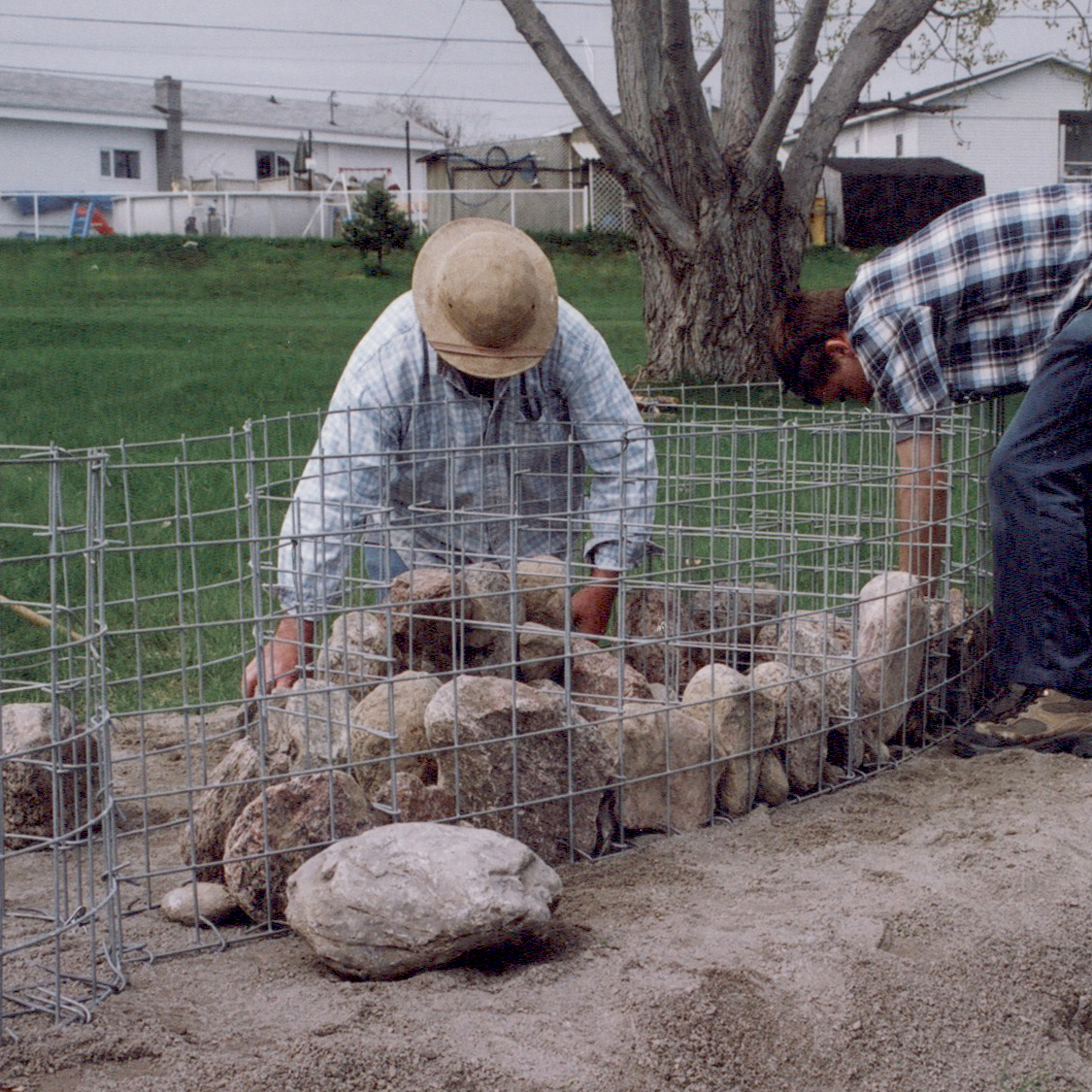
L'artiste Jocelyn Maltais enfouit dans le cœur du Tacon Site de l'Arbre des Arbres-Cailloux.
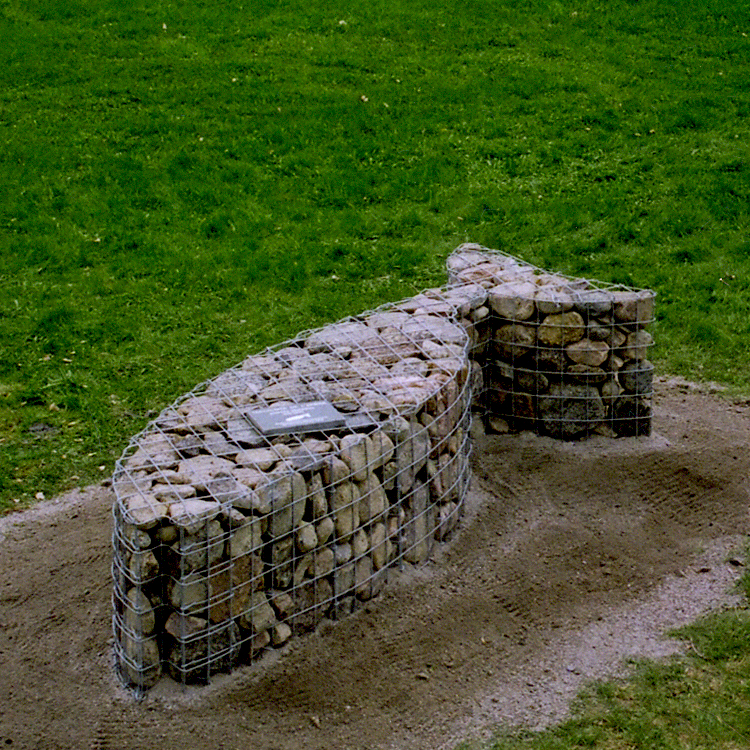
Des centaines d'Arbres-Cailloux se trouvent dans le Tacon Site de l'Arbre.
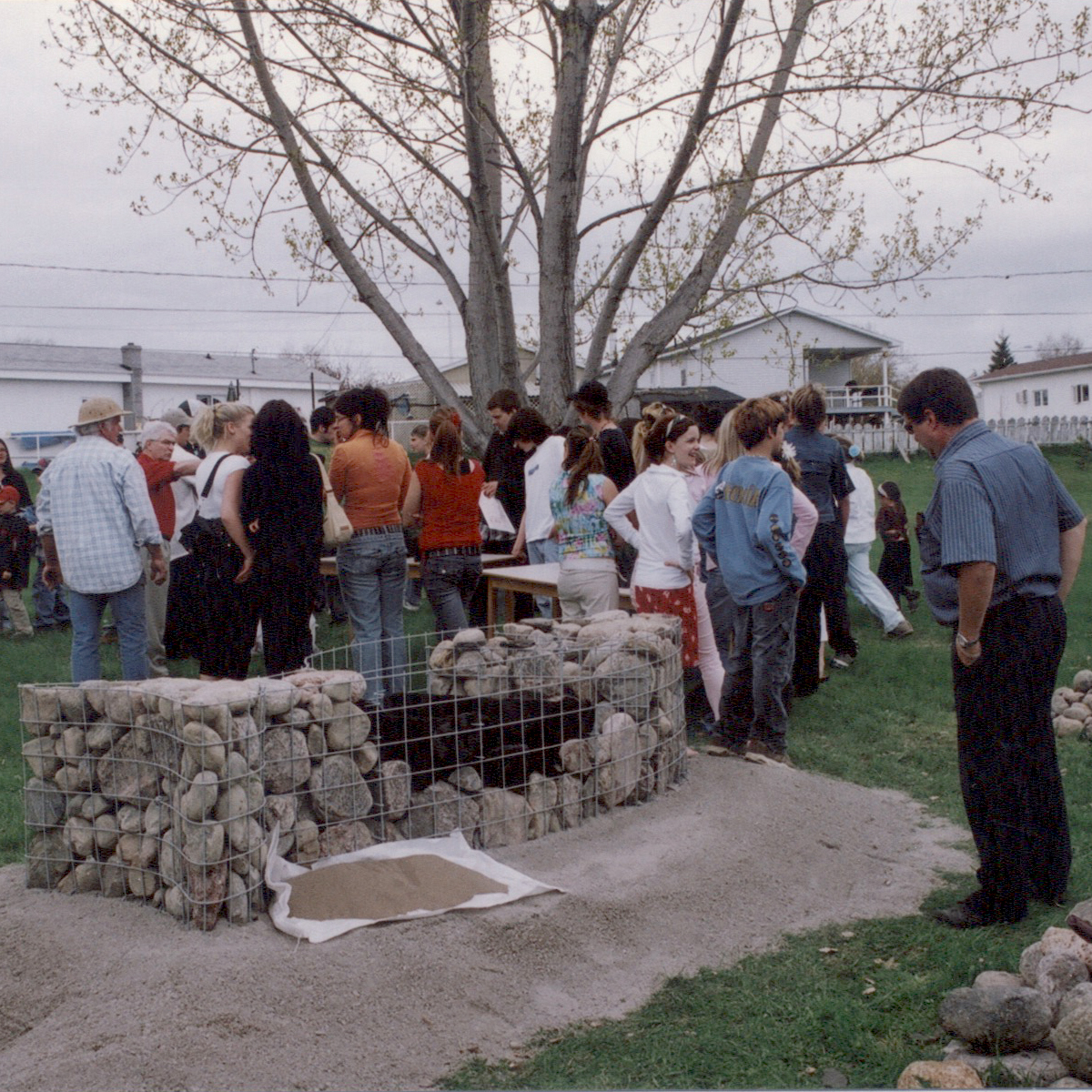
Pour un Arbre-Caillou, un arbre à planter.

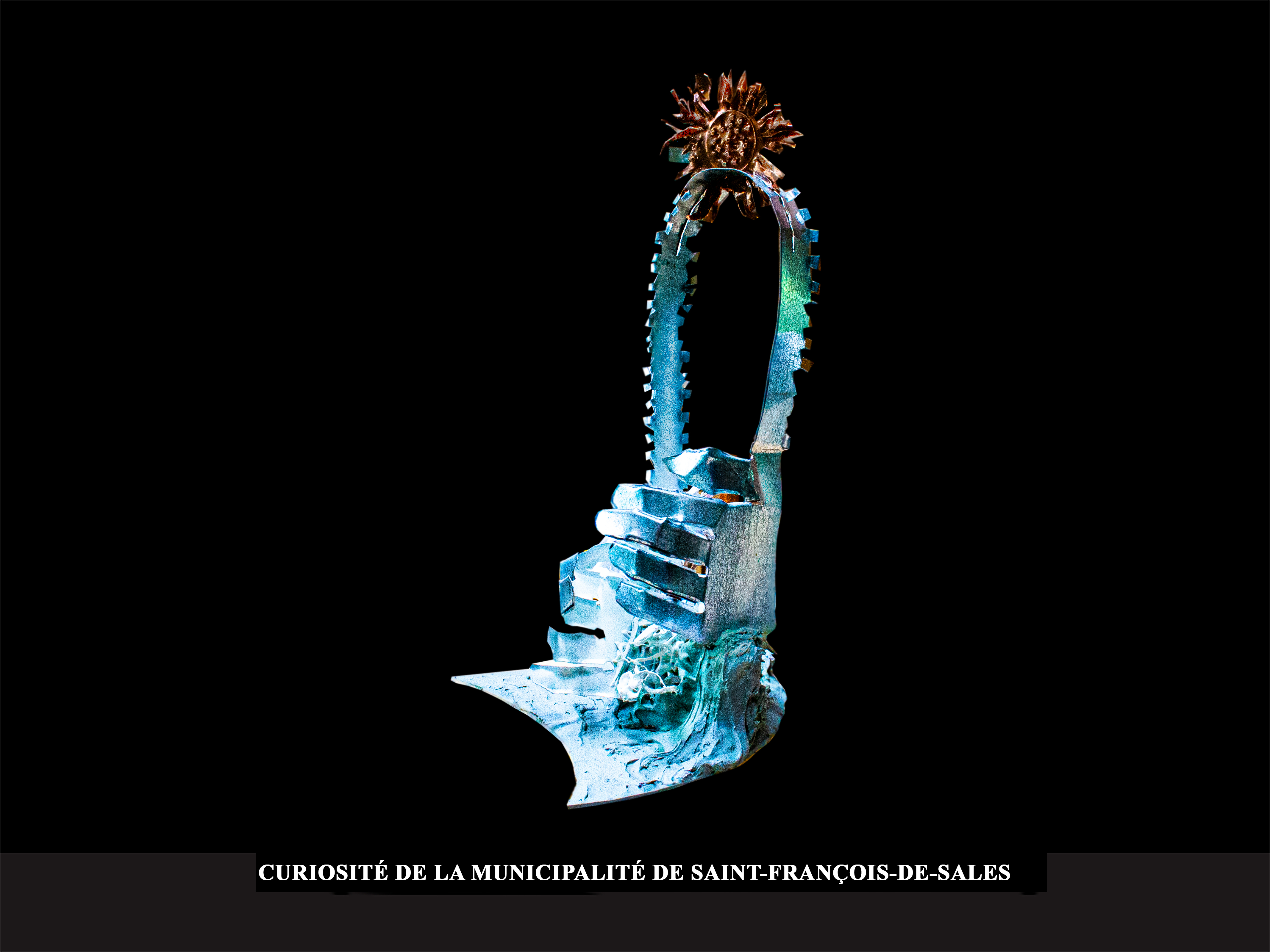
Curiosité de la communauté de Saint-François-de-Sales.

#### Chroniques du pays de la ouananiche
La rumeur et la curiosité de la communauté de Saint-François-De-Sales (Québec, Canada) sont créés par Interaction Qui afin de tisser un fil conducteur légendaire entre les différentes localités de la région Saguenay—Lac-Saint-Jean.

#### Partenaires
L'école Benoît-Duhamel, la Cité Étudiante situées à Roberval (Québec, Canada), l'Association forestière régionales du Québec (région Saguenay—Lac-Saint-Jean) et le Conseil des Arts du Canada.
Localisation: 48° 29′ 58″ N, 72° 13′ 53″ O
171 Boulevard de la jeunesse, Roberval, Québec, Canada

### Tacon Site des Semences

#### Thématique
Le Tacon Site des Semences est réalisé en août 2005 au Centre d'Interprétation de l'Agriculture et de la Ruralité (CIAR) situé dans la municipalité de Métabetchouan—Lac-à-la-Croix. Il porte le numéro 03 sur la carte. La thématique des semences est liée à la présence d'un patrimoine agricole de souche européenne et autochtone. L'histoire révèle que le curé Jules Lamy, curé de Sainte-Croix, grand collectionneur, entreprend d'acquérir en 1963 des objets et artefacts dans le but de contrer l'exode du patrimoine agricole et rural vers les milieux urbains. Il réunit une collection de près de 4 000 pièces qu'il lègue au CIAR qui en fera la valorisation à partir de 1997. En 2005, Interaction Qui suggère d'implanter un jardin des trois sœurs (courge, maïs, haricot) afin de marquer la présence ancestrale des Innus sur le territoire depuis plus de 4 000 ans. Comme l'épouvantail est un élément présent dans les jardins et qu'il fait l'objet d'un festival dans la communauté, il est convenu de créer un épouvantail qui devient la signature du CIAR et qu'on nomme le Vieux Grigou. Ce projet est réalisé dans le cadre de TraficArt, un événement artistique produit par la galerie Séquence (Chicoutimi, Québec, Canada) en 2005. Il fait partie des 5 Tacons Sites implantés par le duo d'artistes Interaction Qui sous le thème de l'Île à l'envers,,.

#### Action performative
Pierres Ensemencées, au printemps, au moment des semis, les agriculteurs apportent les pierres arrachées à leur champ afin d'encercler le Jardin des trois sœurs. Les Premières nations appellent la courge, le maïs et le haricot, les trois sœurs. Ils avaient remarqué que la courge, le maïs et le haricot s'entraidaient. Les grandes feuilles du maïs protégeaient les courges du vent et du soleil trop brûlant, de plus leurs tiges servaient de tuteur pour les haricots grimpants qui s'y enroulaient, ceux-ci fournissaient l'azote aux racines du maïs. Un épouvantail installé à l'entrée du jardin protège les semences des prédateurs. À l'automne, c'est le festin autour de la récolte. Un potage des trois sœurs est partagé avec les membres de la communauté rappelant une tradition autochtone: le potluck. Se rassembler autour du Tacon Site des Semences en partageant un repas est une valeur traditionnelle reconnue dans les communautés rurales et des Premières nations,.

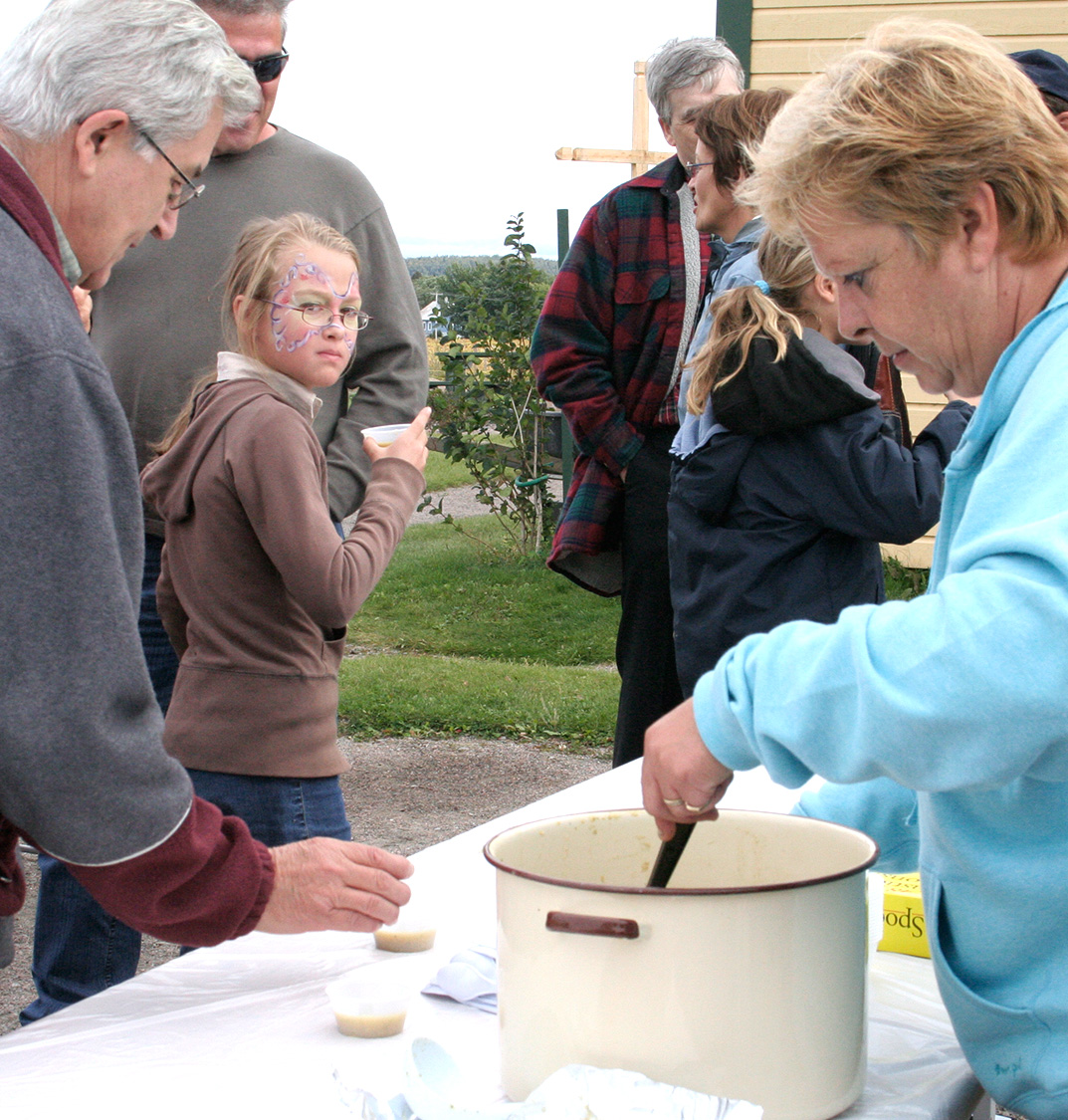
Préparation du potage des trois sœurs.
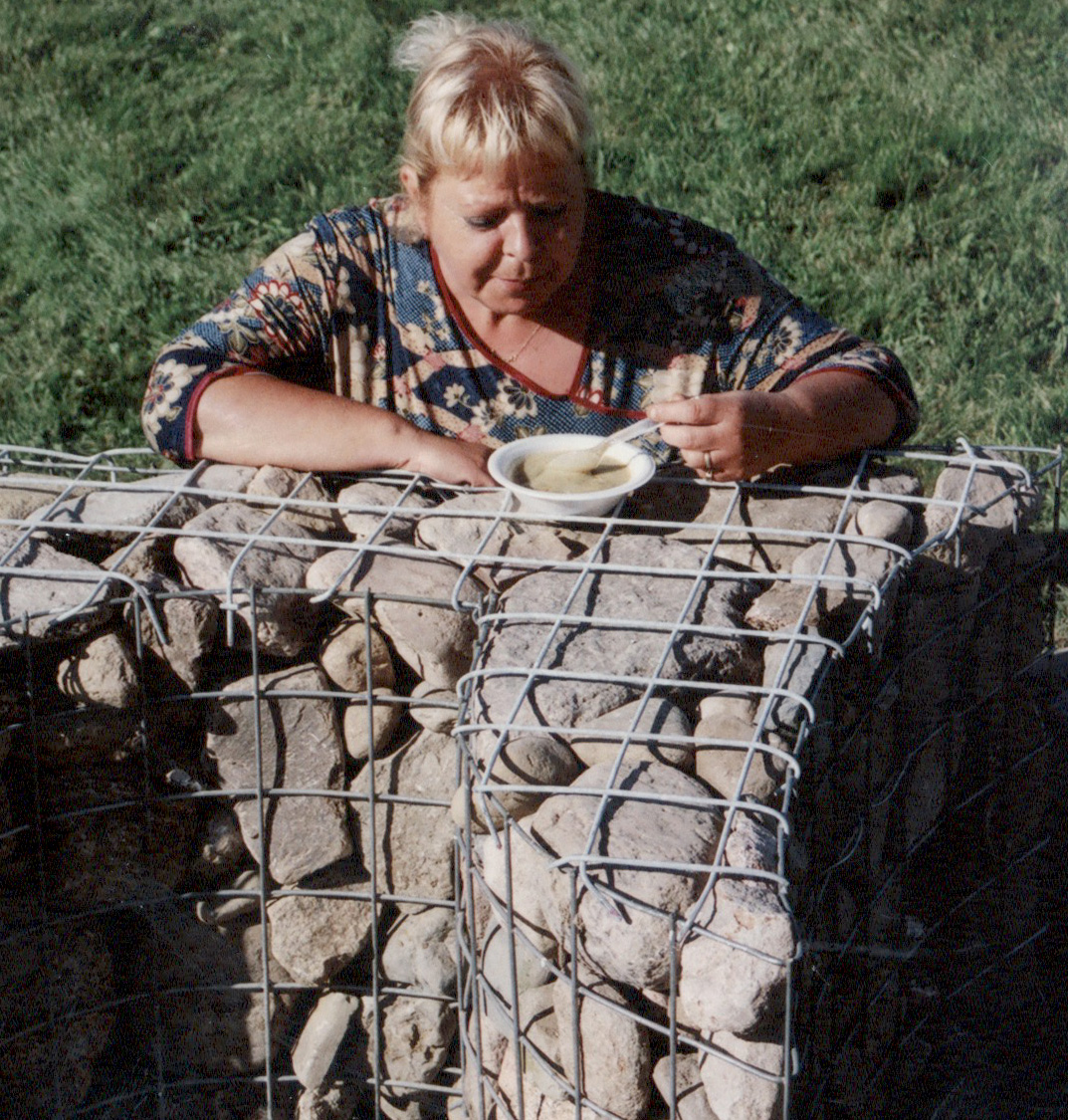
Dégustation du potage des trois sœurs sur le Tacon Site des Semences.
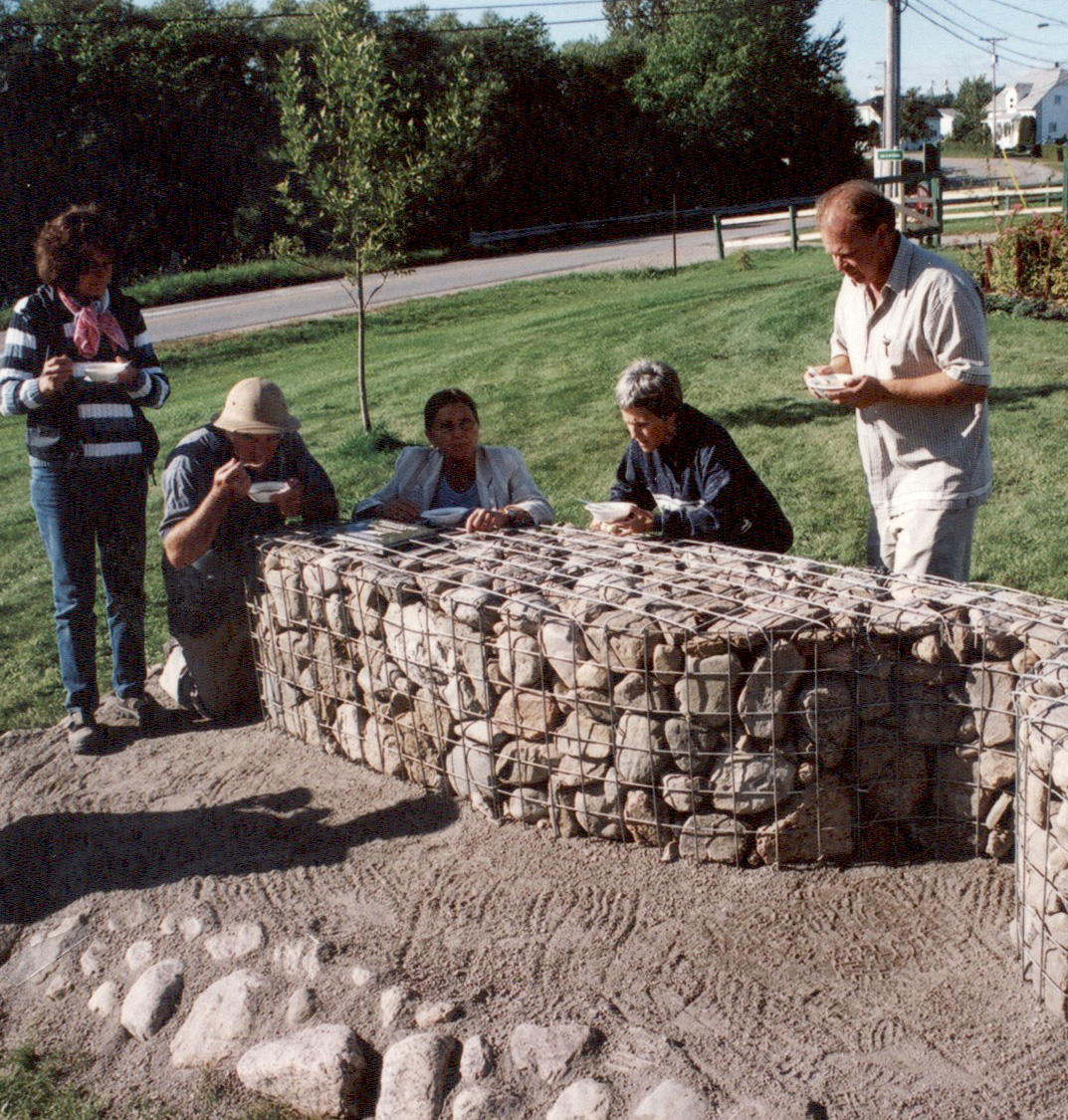
Groupe de participants partageant le potage des trois sœurs.

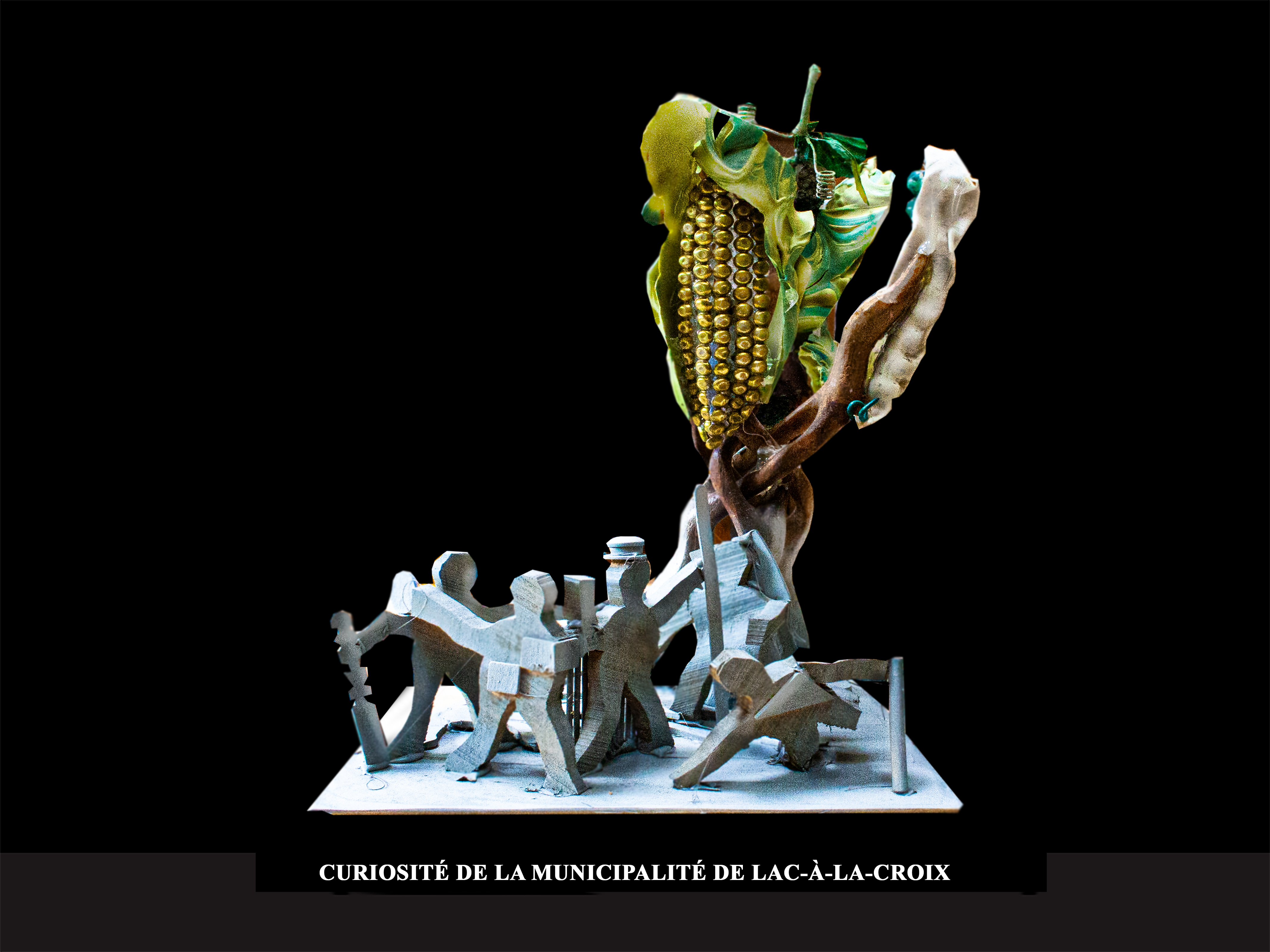
Curiosité de la communauté de Lac-à-la-Croix.

#### Chroniques du pays de la ouananiche
La rumeur et la curiosité de la communauté de Lac-à-la-Croix (Québec, Canada) sont créés par Interaction Qui afin de tisser un fil conducteur légendaire entre les différentes localités de la région Saguenay—Lac-Saint-Jean.

#### Partenaires
Le Centre d'Interprétation de l'Agriculture et de la Ruralité, la municipalité de Métabetchouan—Lac-À-La-Croix et la galerie  Séquence.
Localisation: 48° 24′ 19″ N, 71° 46′ 44″ O
281 rue Saint-Louis, Métabetchouan—Lac-à-la-Croix, Québec, Canada

### Tacon Site du Génome Humain

#### Thématique
Le Tacon Site du Génome Humain porte le numéro 04 sur la carte. La région Saguenay—Lac-Saint-Jean est touchée par certaines maladies héréditaires qui sont plus fréquentes dans sa population qu'ailleurs dans le monde. Cette problématique est liée au triple effet fondateur. Ce phénomène historique et démographique fait partie intégrante de l'identité des jeannois et des saguenéens comme individu et comme société. Ce projet s'associe aux travaux de recherche historique, démographique et sociologique de l’Institut interuniversitaire de recherche sur les populations (IREP) et l'organisme CORAMH. Le Tacon Site du Génome Humain  marque par sa présence cette particularité régionale. Une activité pédagogique est organisée pour une classe de sixième année de l'école Saint-Jean-Baptiste de Jonquière afin de les sensibiliser à cette réalité. Ce projet est réalisé dans le cadre de TraficArt, un événement artistique produit par la galerie Séquence (Chicoutimi, Québec, Canada) en 2005. Il fait partie des 5 Tacons Sites implantés par le duo d'artistes Interaction Qui sous le thème de l'Île à l'envers,,.

#### Action performative
Pierres Codées, le Tacon Site situé au Centre national d'exposition de Jonquière concerne la problématique de l'effet fondateur. La thématique du génome humain s'impose comme composante identitaire de la région du Saguenay—Lac-Saint-Jean. L'action performative concerne la mise en commun de notre patrimoine génétique régional lors de la colonisation. Les participants ont à leur disposition quatre pierres différentes dans leur forme et leur couleur symbolisant les quatre bases du gène humain (A C G T). Les élèves ont assemblé au sol des personnages avec ces pierres et ainsi créer un village imaginaire composé d'hommes, de femmes et d'enfants tous différents et ayant leur propre identité. À la fin de l'activité, dans un geste symbolique, les personnages sont déposés dans le Tacon Site du Génome Humain.

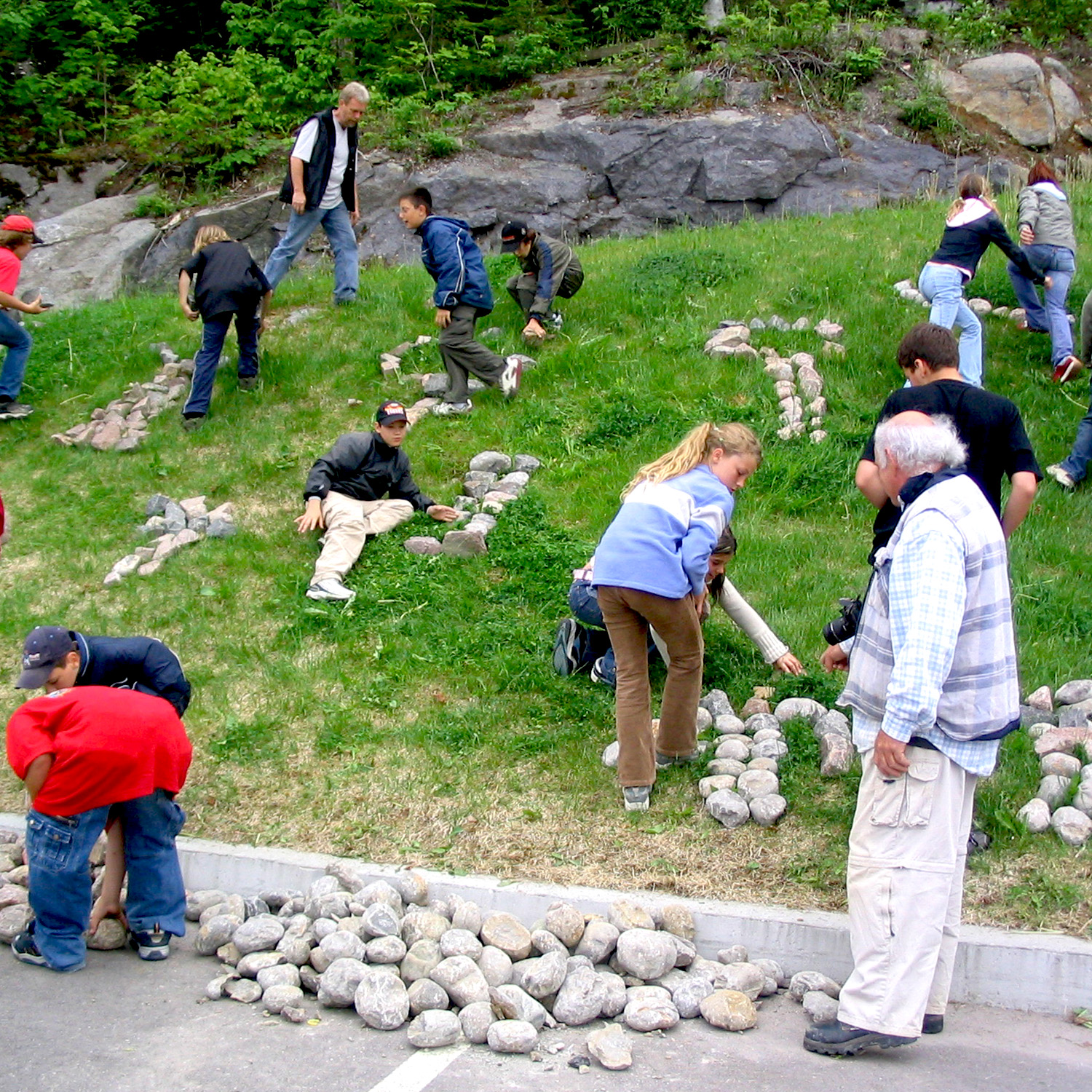
Les élèves choisissent différentes pierres.
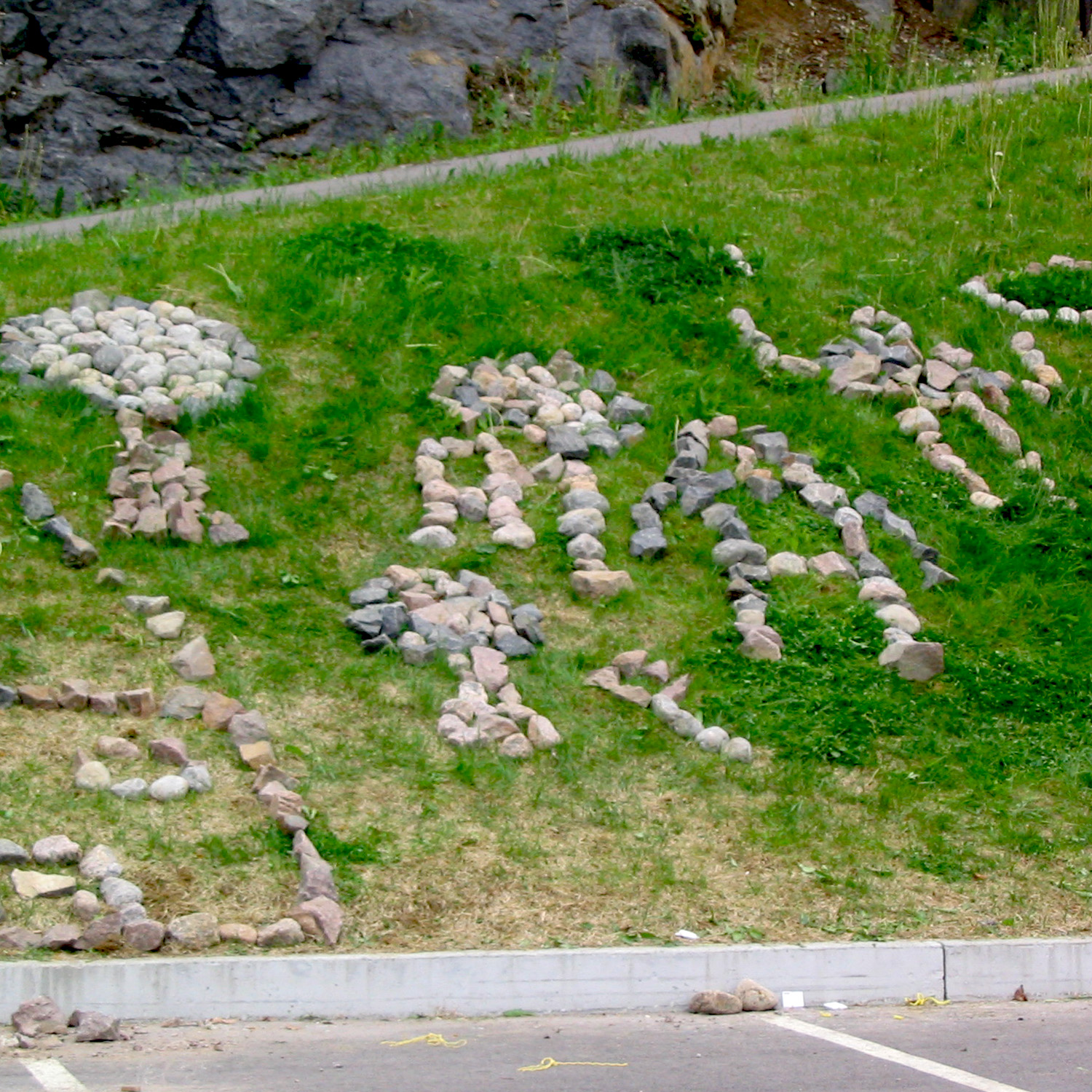
Les pierres sont disposées de façon à créer des personnages.
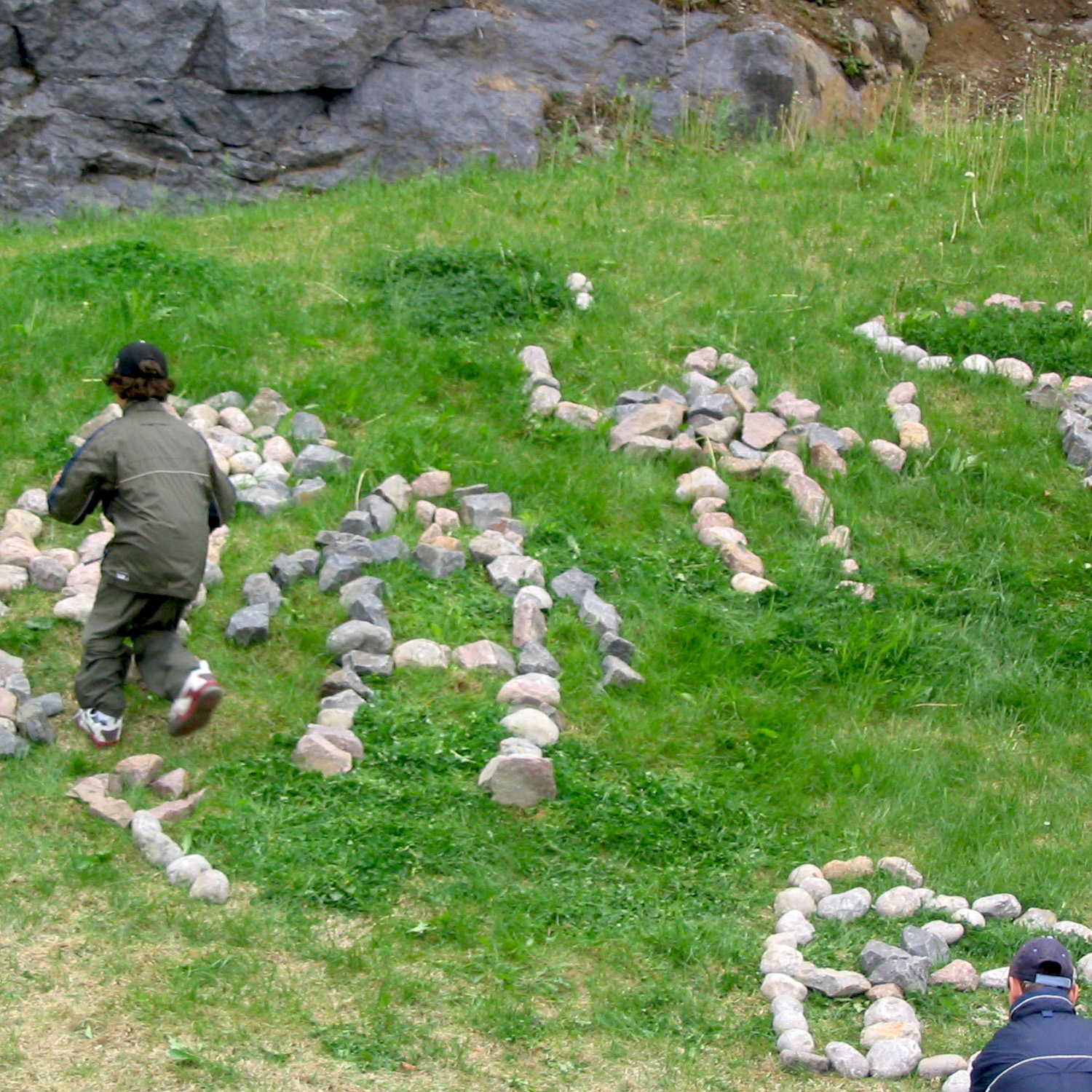
Tous ces personnages de pierres forment une communauté.

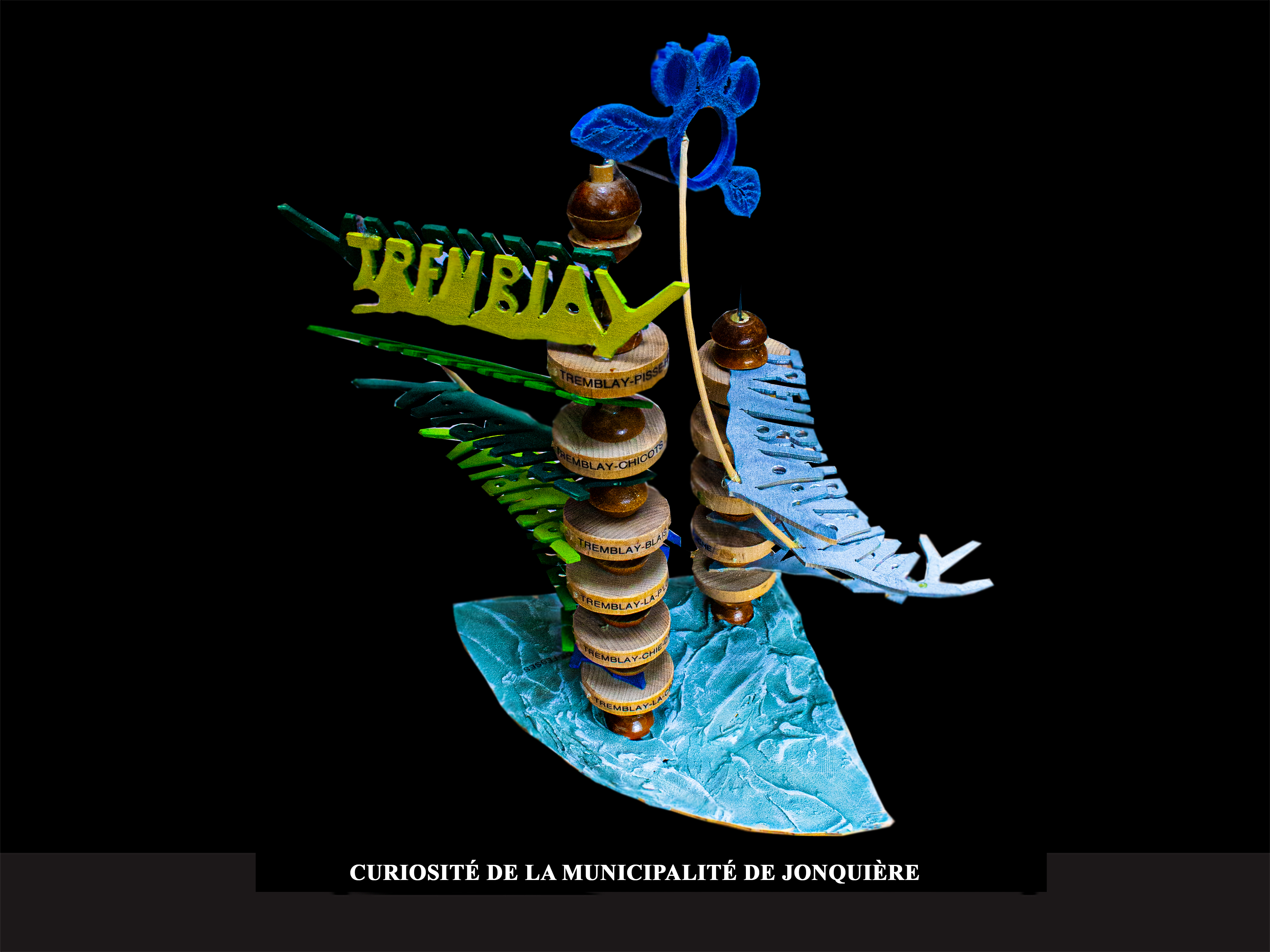
Curiosité de la communauté de Jonquière.

#### Chroniques du pays de la ouananiche
La rumeur et la curiosité de la communauté  de Jonquière (Québec, Canada) sont créés par Interaction Qui afin de tisser un fil conducteur légendaire entre les différentes localités de la région Saguenay—Lac-Saint-Jean.

#### Partenaires
L'école Saint-Jean-Baptiste, le Centre national d'exposition de Jonquière, CORAMH et la galerie Séquence.
Localisation: 48° 24′ 38″ N, 71° 16′ 07″ O
4160 rue du Vieux Pont, Jonquière, Saguenay, Québec, Canada

### Tacon Site de la Francophonie

#### Thématique
Le Tacon Site de la Francophonie est porteur de l'affirmation de la langue française sur le territoire du Saguenay—Lac-Saint-Jean. Il porte le numéro 05 sur la carte. Afin de marquer ce trait identitaire, les participants déposent les pierres lettrées utilisées lors de l'action performative à l'intérieur du gabion métallique en forme de ouananiche, l'emblème animalier du Saguenay—Lac-Saint-Jean. Le Tacon Site porte en lui tous les mots de la langue française. Ce projet est réalisé dans le cadre de TraficArt, un événement artistique produit par la galerie Séquence (Chicoutimi, Québec, Canada) en 2005. Il fait partie des 5 Tacons Sites implantés par le duo d'artistes Interaction Qui sous le thème de l'Île à l'envers,,.

#### Action performative
Pierres Lettrées, cette action performative prend la forme d'une véritable fête populaire. Au centre des festivités, le Tintamarre des mots où la communauté se prête au jeu des gens de lettres. Il s'agit d'assembler les pierres lettrées déposées au sol pour former des mots sur un immense jeu de Scrabble Duplicate. L'enjeu de cette partie met en situation le rapport de la culture au territoire d'appartenance. Le fait français est une des caractéristiques de la région du Saguenay—Lac-Saint-Jean. Le cadre choisi pour l'exécution de cette œuvre est la Fête nationale du Québec, le 24 juin 2005 à Hébertville.

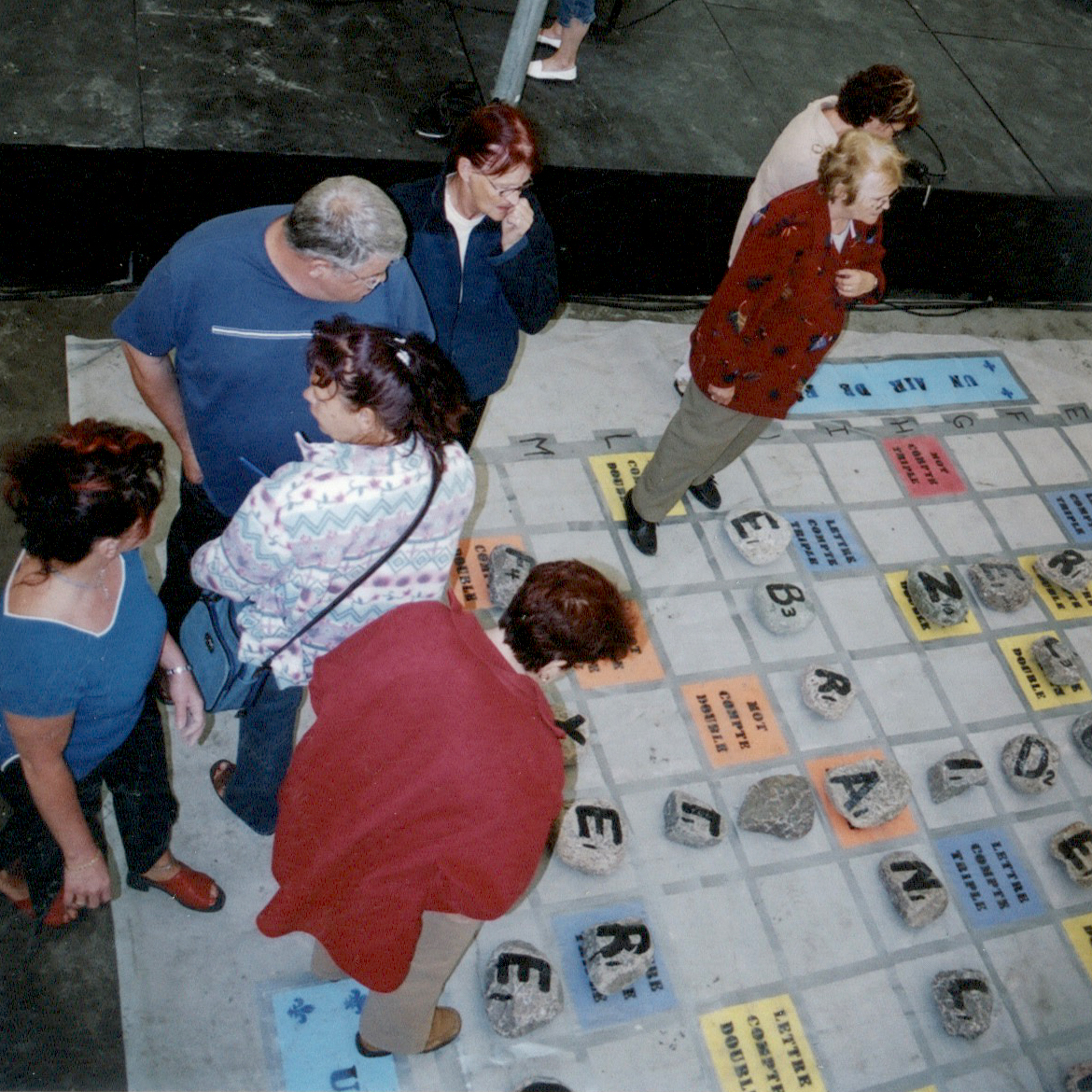
Les participants sont prêts à jouer au jeu de scrabble.
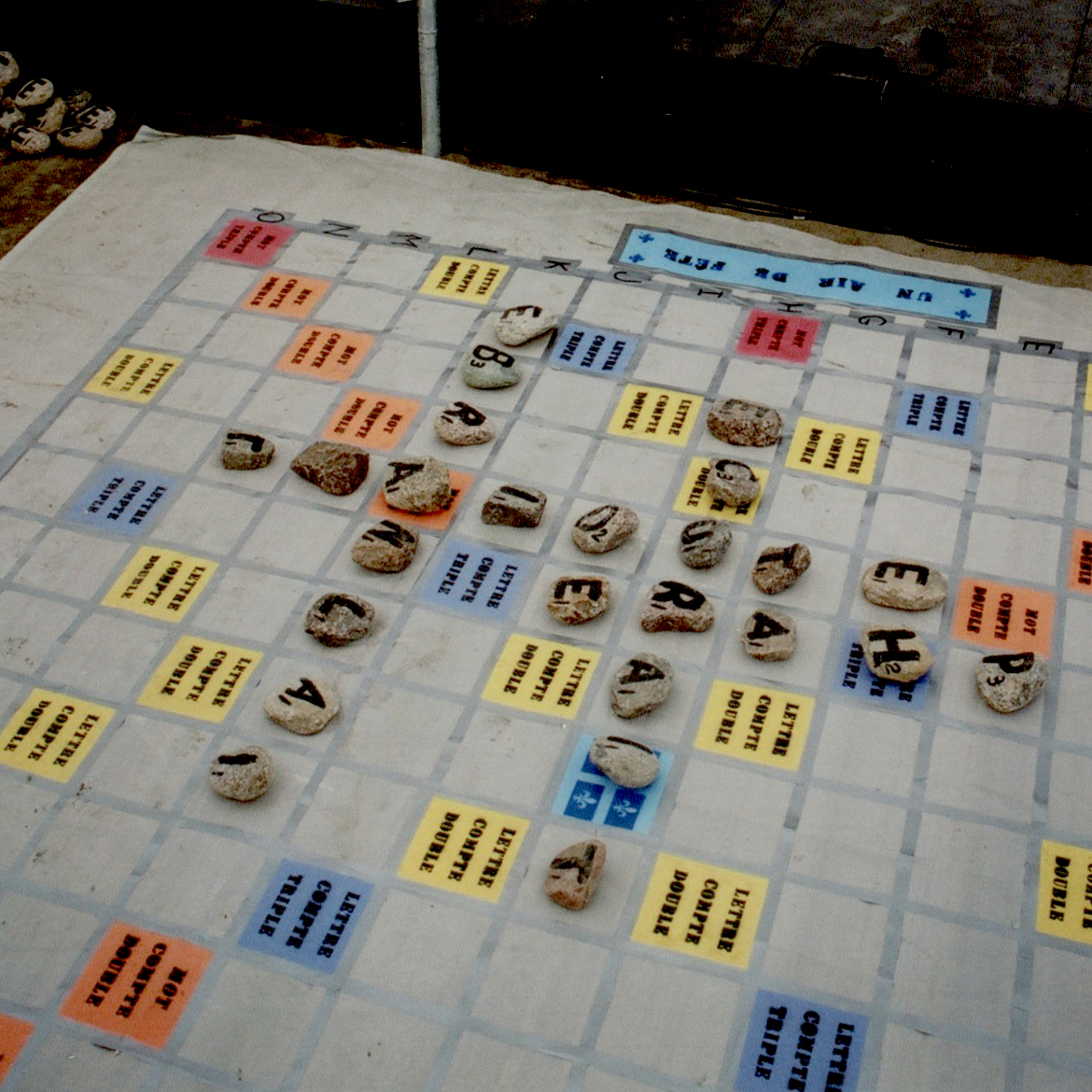
Les pierres lettrées forment des mots sur le jeu de scrabble.
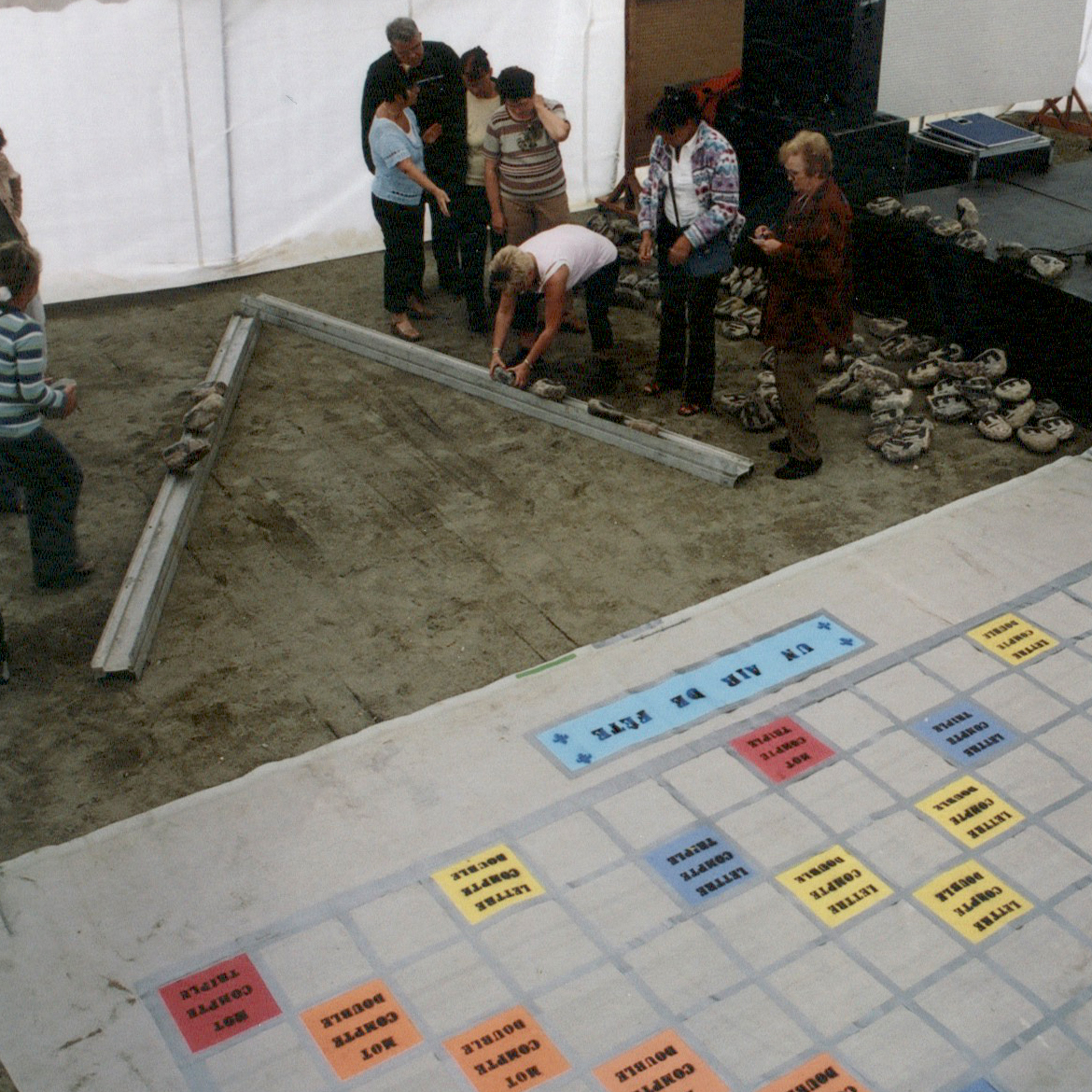
Les participants installent les pierres lettrées.

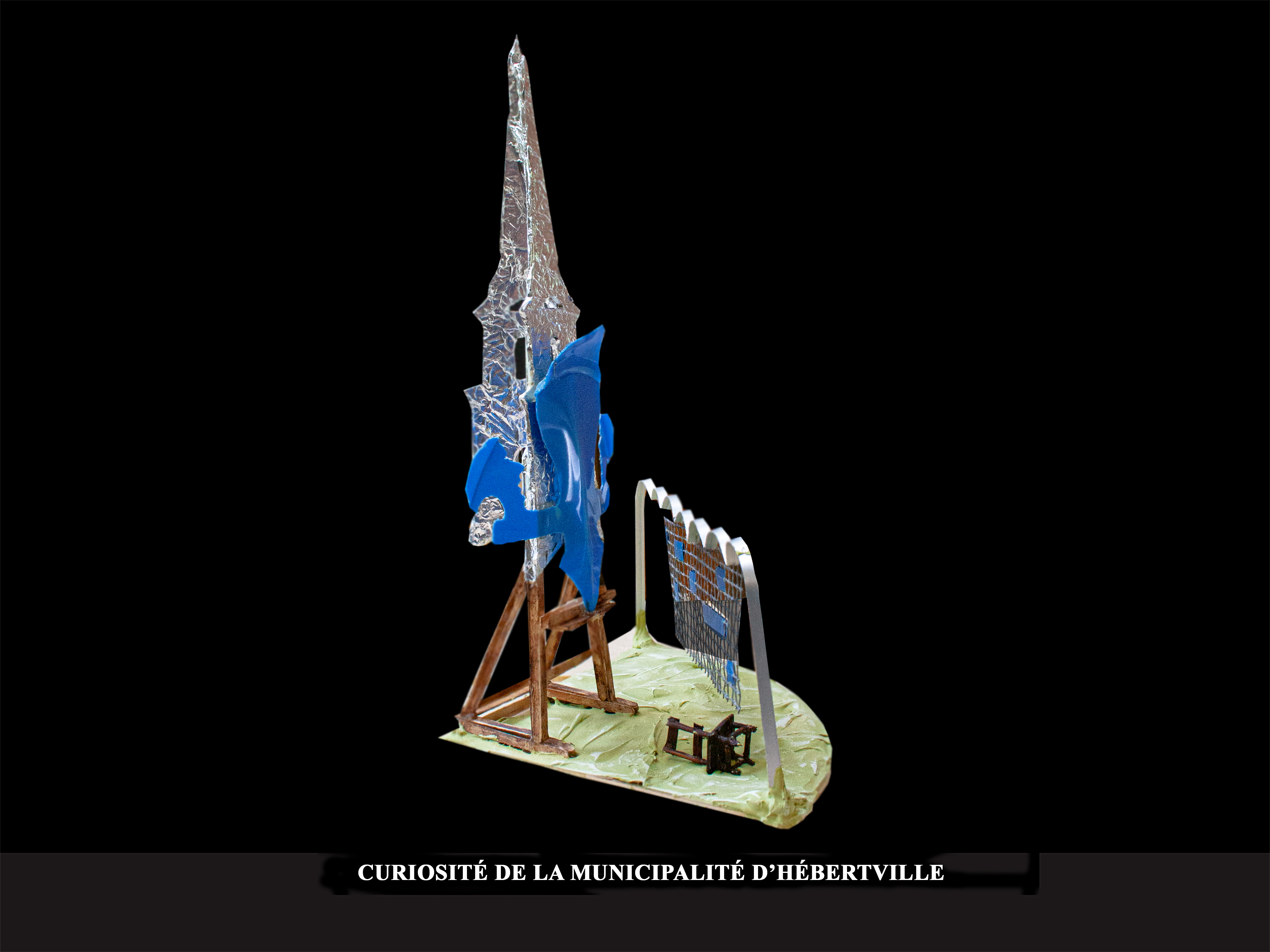
Curiosité de la communauté d'Hébertville.

#### Chroniques du pays de la ouananiche
La rumeur et la curiosité de la communauté d'Hébertville (Québec, Canada) sont créés par Interaction Qui afin de tisser un fil conducteur légendaire entre les différentes localités de la région Saguenay—Lac-Saint-Jean.

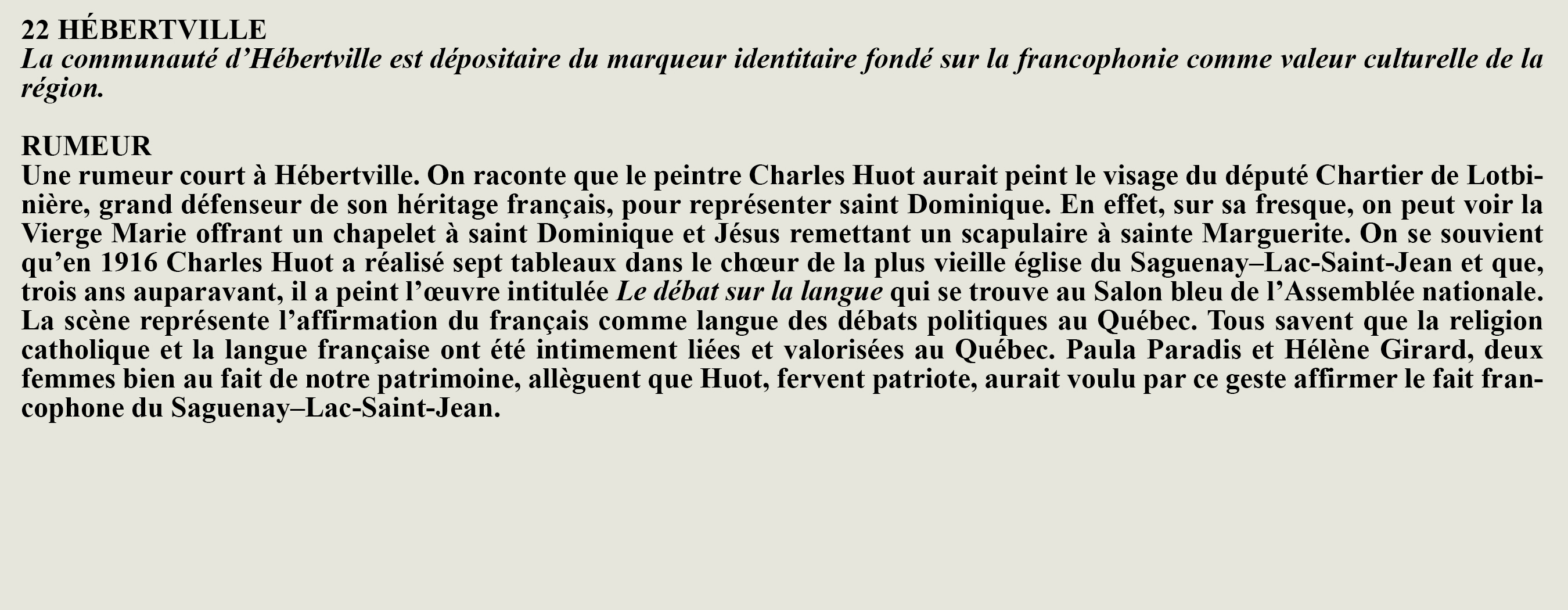

#### Partenaires
La municipalité d'Hébertville, le comité des loisirs d'Hébertville et la galerie Séquence.
Localisation: 48° 23′ 04″ N, 71° 41′ 10″ O
Route d'Hébertville, Hébertville, 32-112 QC-169, Québec, Canada

### Tacon Site du Mythe

#### Thématique
À l'arrivée des Européens, le territoire actuel de la région du Lac-Saint-jean était occupé par les Innus depuis 4 000 ans. Avant tout nomades, de tradition orale, ils ont inventé un type de société dont l'équilibre avec la nature constitue le principal fondement de leur culture. Ils ont mis sur pied un réseau important de circulation et d'échanges avec d'autres nations autochtones. Les traiteurs français et anglais en tireront d'ailleurs profit. Le cycle des saisons détermine les activités. Le Tacon Site du Mythe est réalisé dans le cadre de TraficArt, un événement artistique produit par la galerie Séquence (Chicoutimi, Québec, Canada) en 2005. Il porte le numéro 06 sur la carte. Il fait partie des 5 Tacons Sites implantés par le duo d'artistes Interaction Qui sous le thème de l'Île à l'envers,,.

#### Action performative
Pierres Brûlées, les pierres sont assemblées pour former un cercle de feu. Cette figure symbolique pour les Autochtones, devient ici le lieu d'un rituel qui se vit comme une archéologie à l'envers. Pendant 3 jours, le feu transforme les objets usuels jetés par les passants. Une nouvelle vie, du sens jaillit des artefacts redécouverts grâce à l'imagination et à la créativité des participants, inventant ainsi un récit fabuleux. Voilà comment le mythe prend place dans la construction de l'histoire d'une civilisation. Les objets mythiques recueillis sont déposés au centre du Tacon Site afin qu'ils subissent, après l'épreuve du feu, l'épreuve du temps,.
Action performative « Pierres Brûlées »

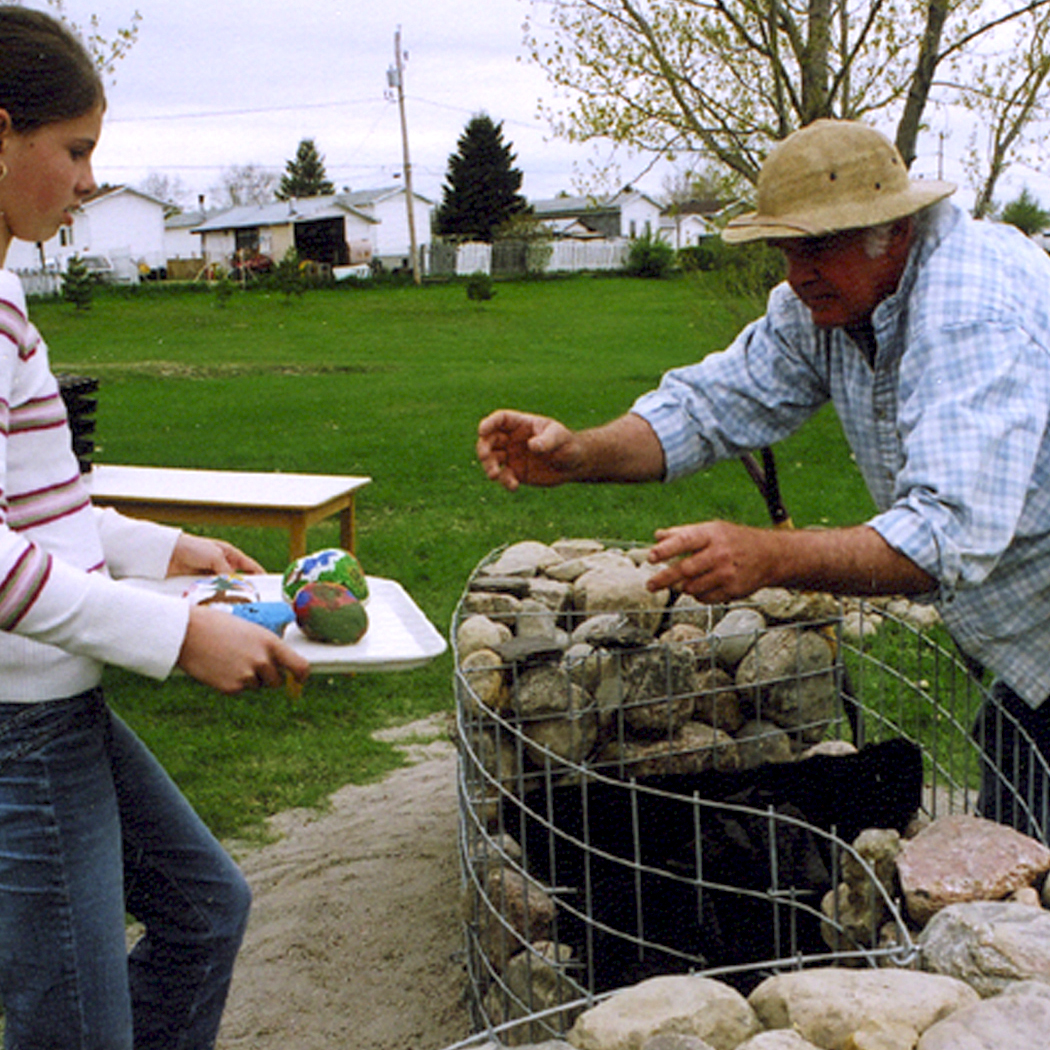
L'artiste Jocelyn Maltais enfouit dans le cœur du Tacon Site de l'Arbre des Arbres-Cailloux.
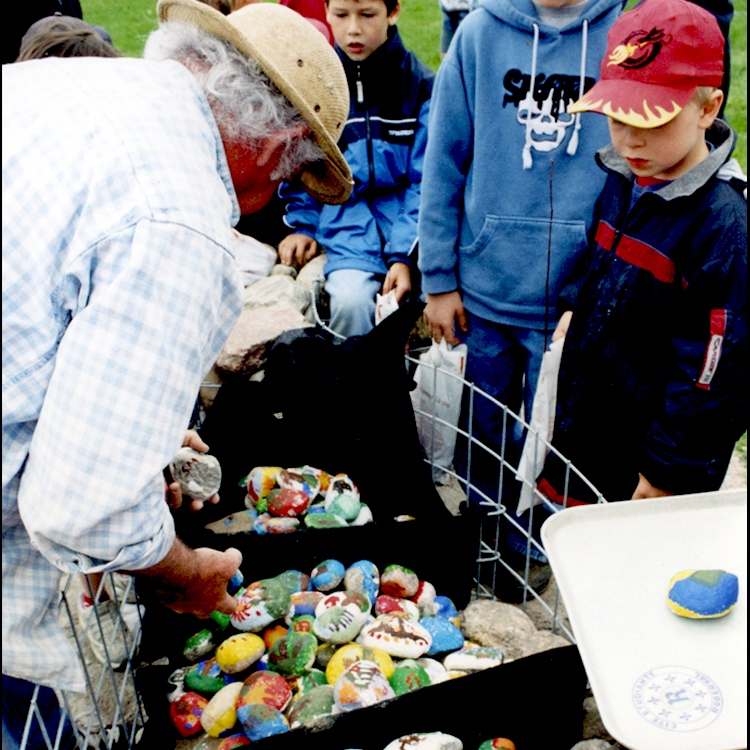
Des centaines d'Arbres-Cailloux se trouvent dans le Tacon Site de l'Arbre.
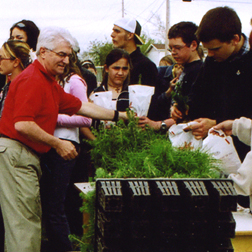
Pour un Arbre-Caillou, un arbre à planter.

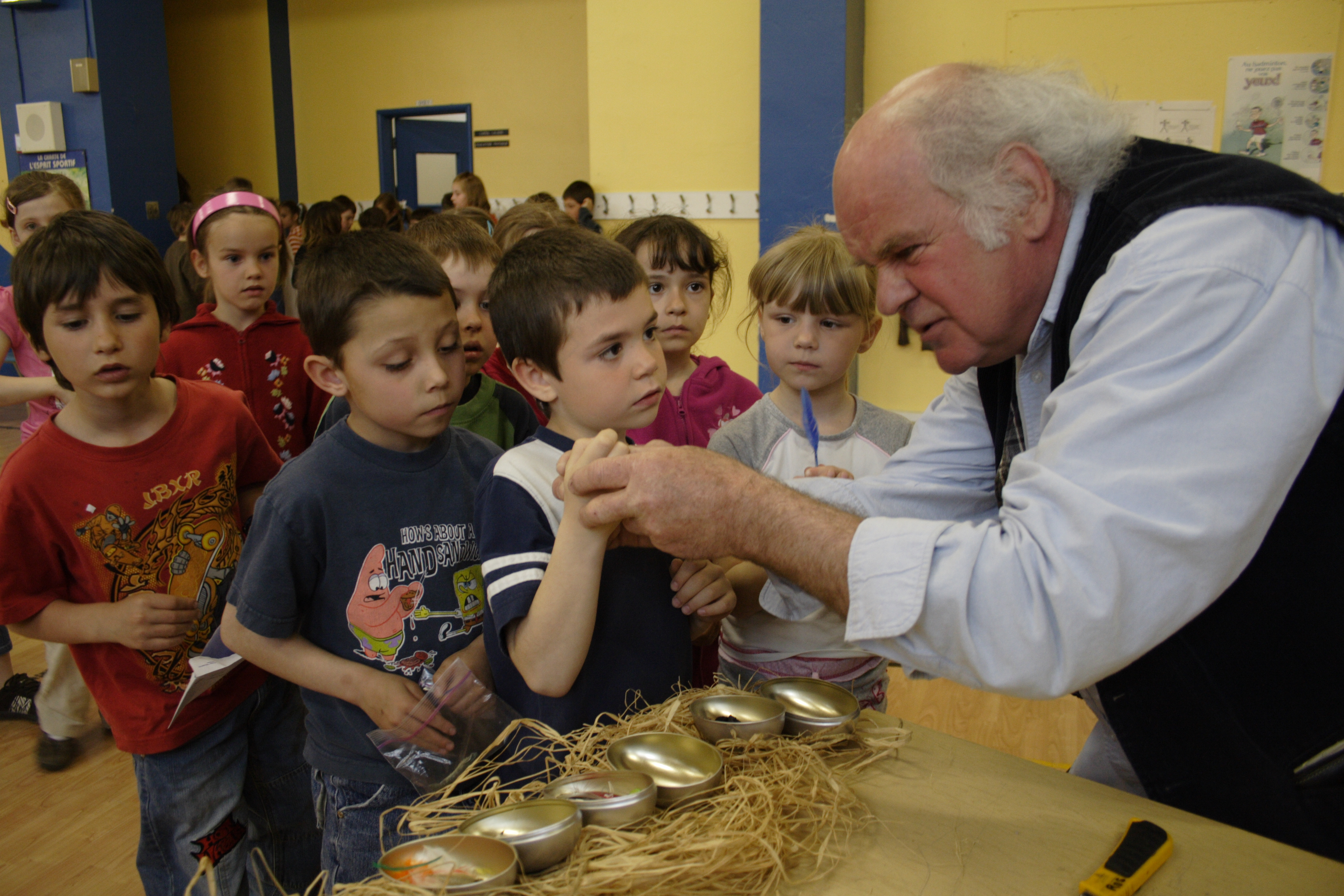
L'artiste Jocelyn Maltais examine les éléments apportés par les élèves pour les déposer dans les œufs d'or.
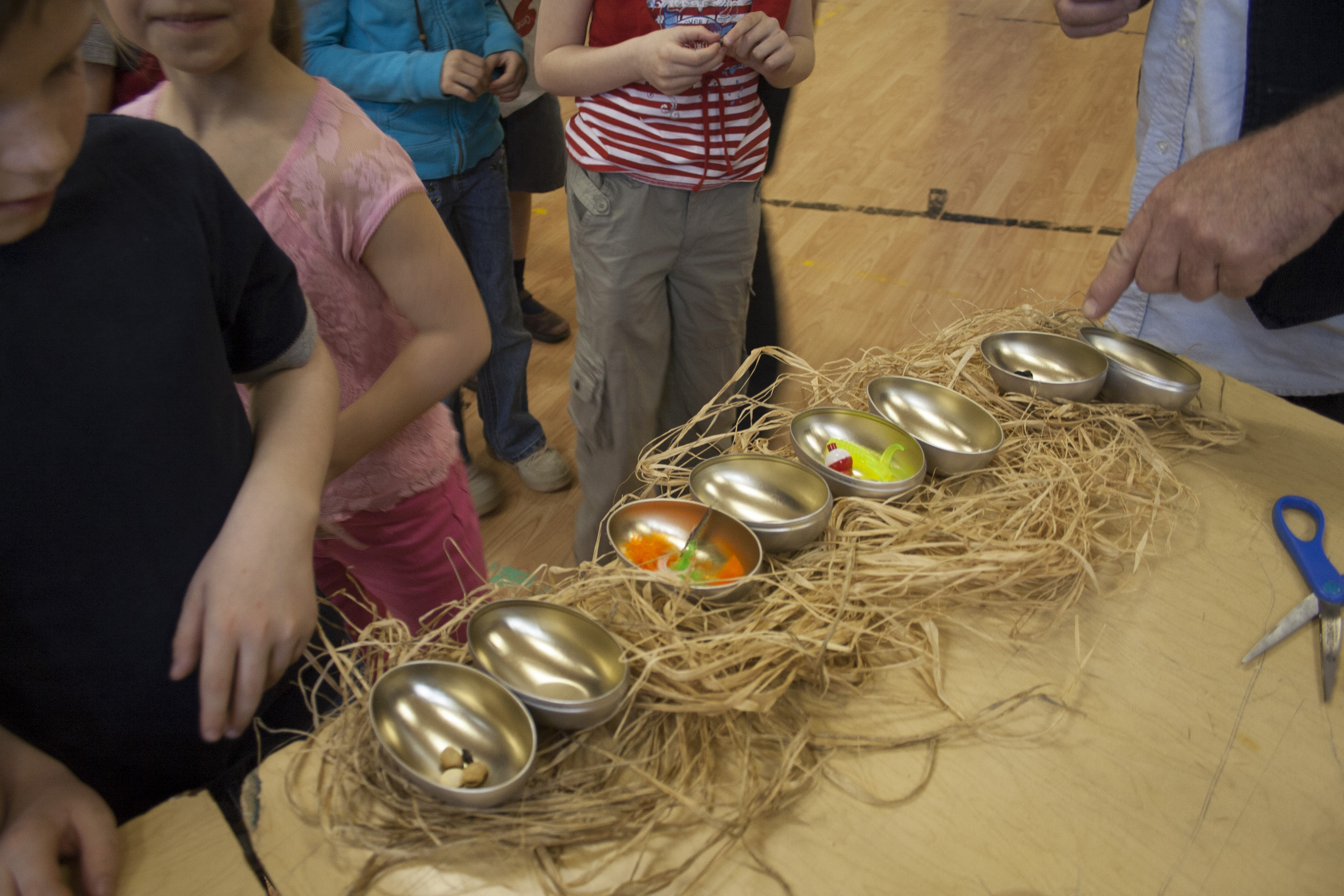
Les œufs d'or sont placées dans un coffre qui sera déposé dans le Tacon Site de la Vallée Glaciaire.
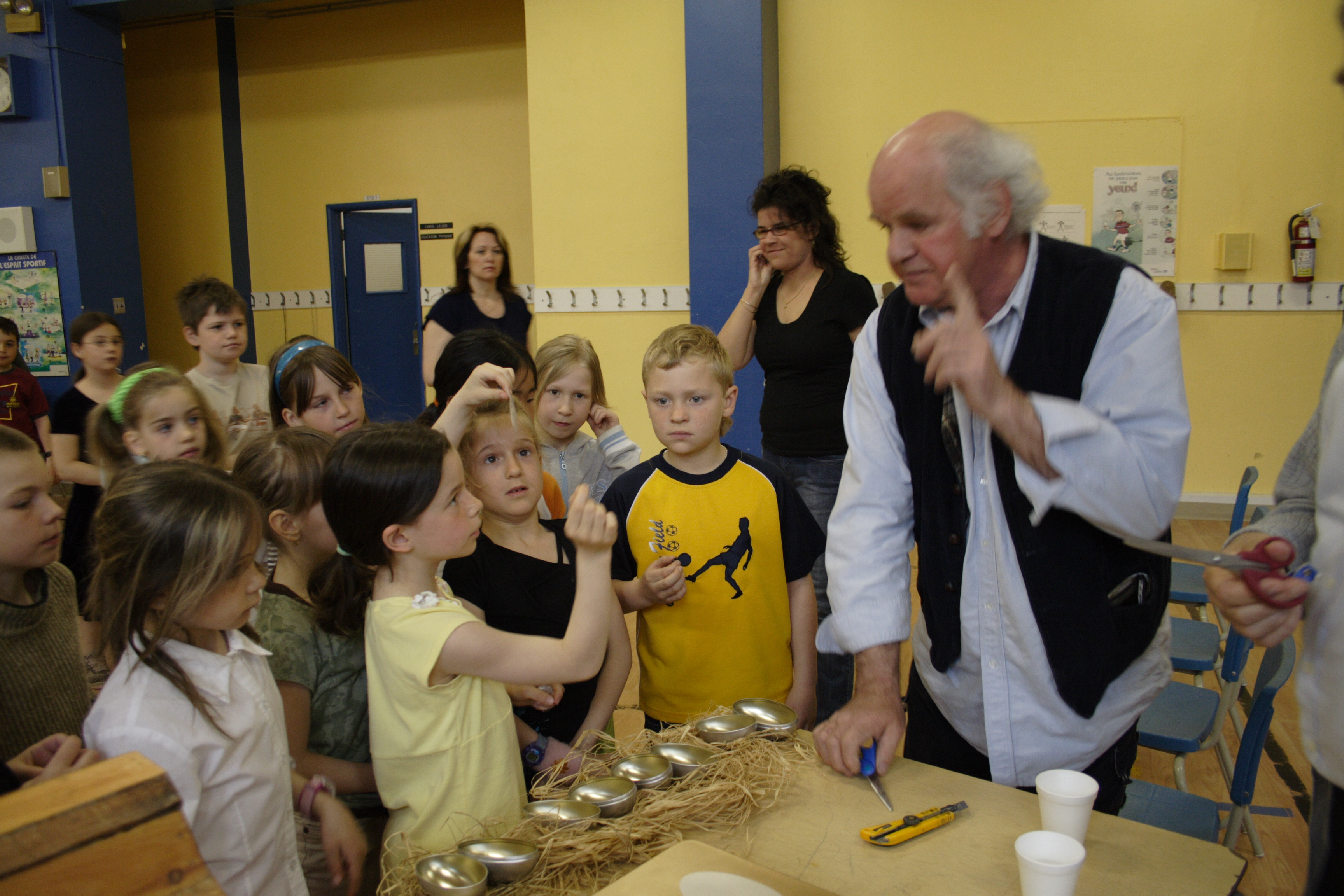
L'artiste Jocelyn Maltais fait ses recommandations aux élèves lors du dépôt des éléments magiques.

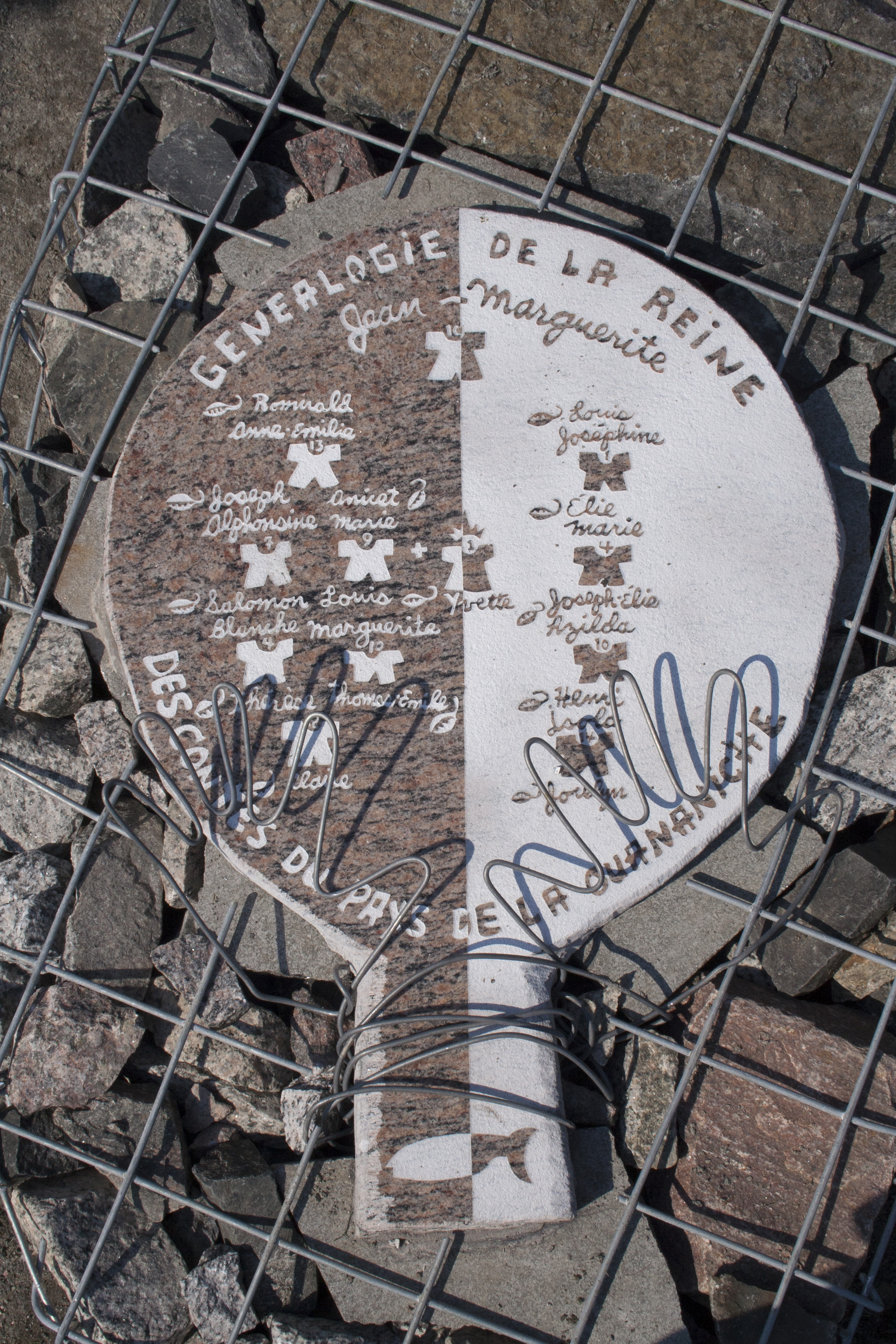
Arbre généalogique de la famille Maltais. Il se trouve sur le Tacon Site de la Famille.
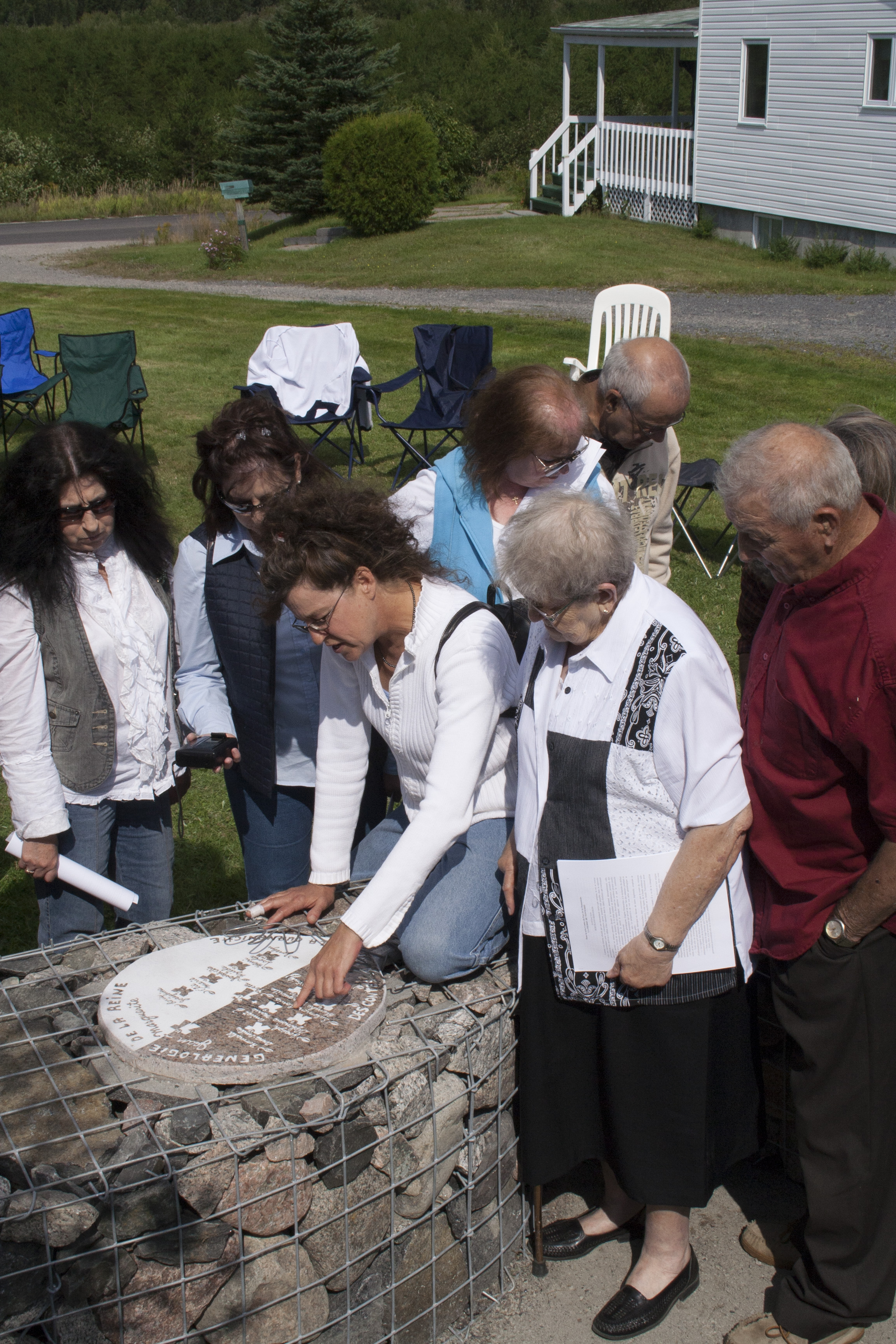
L'artiste Claire Maltais conceptrice de l'arbre généalogique de la famille Maltais.
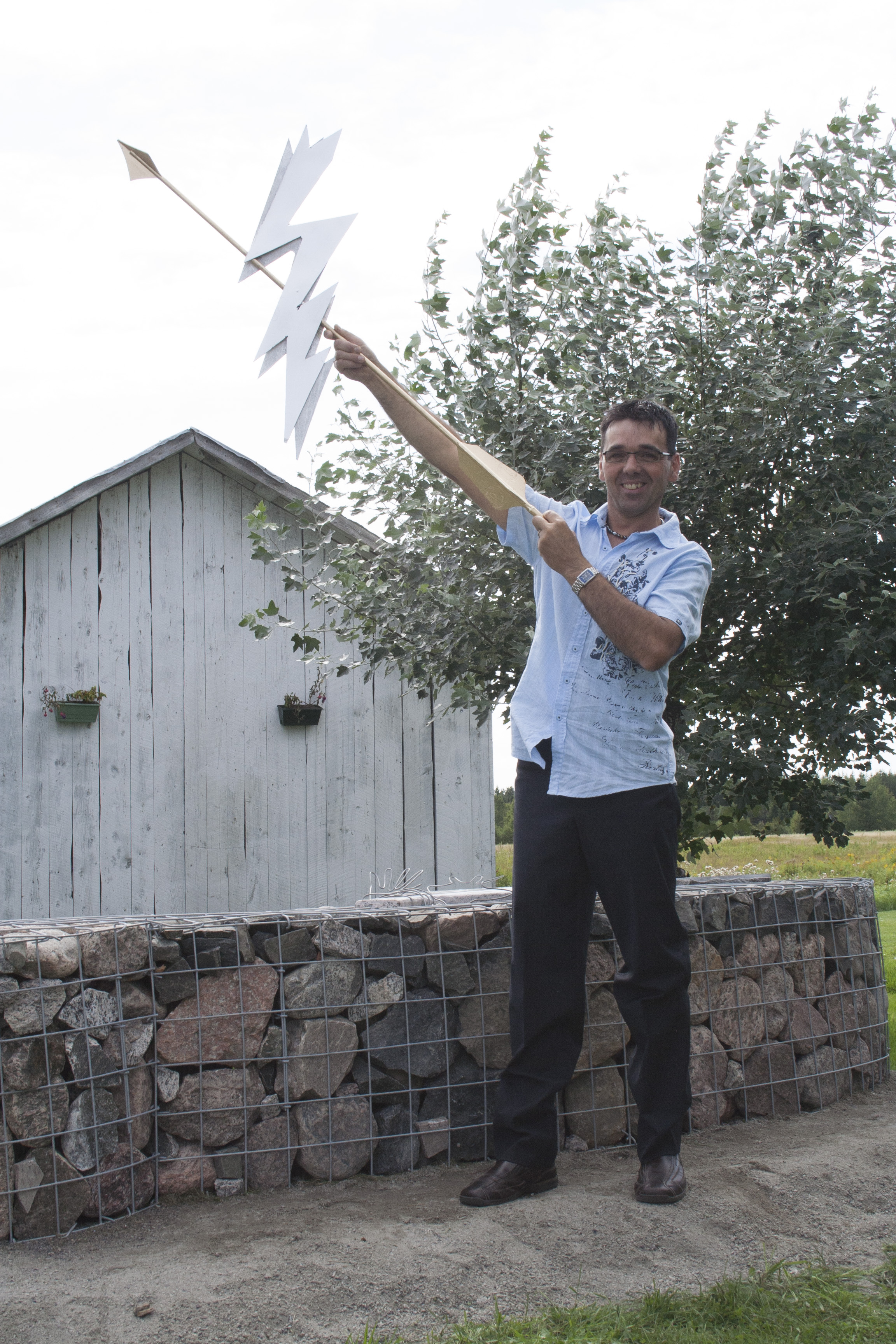
Curiosité faisant partie de l'action performative « Pierres d'Assises ».

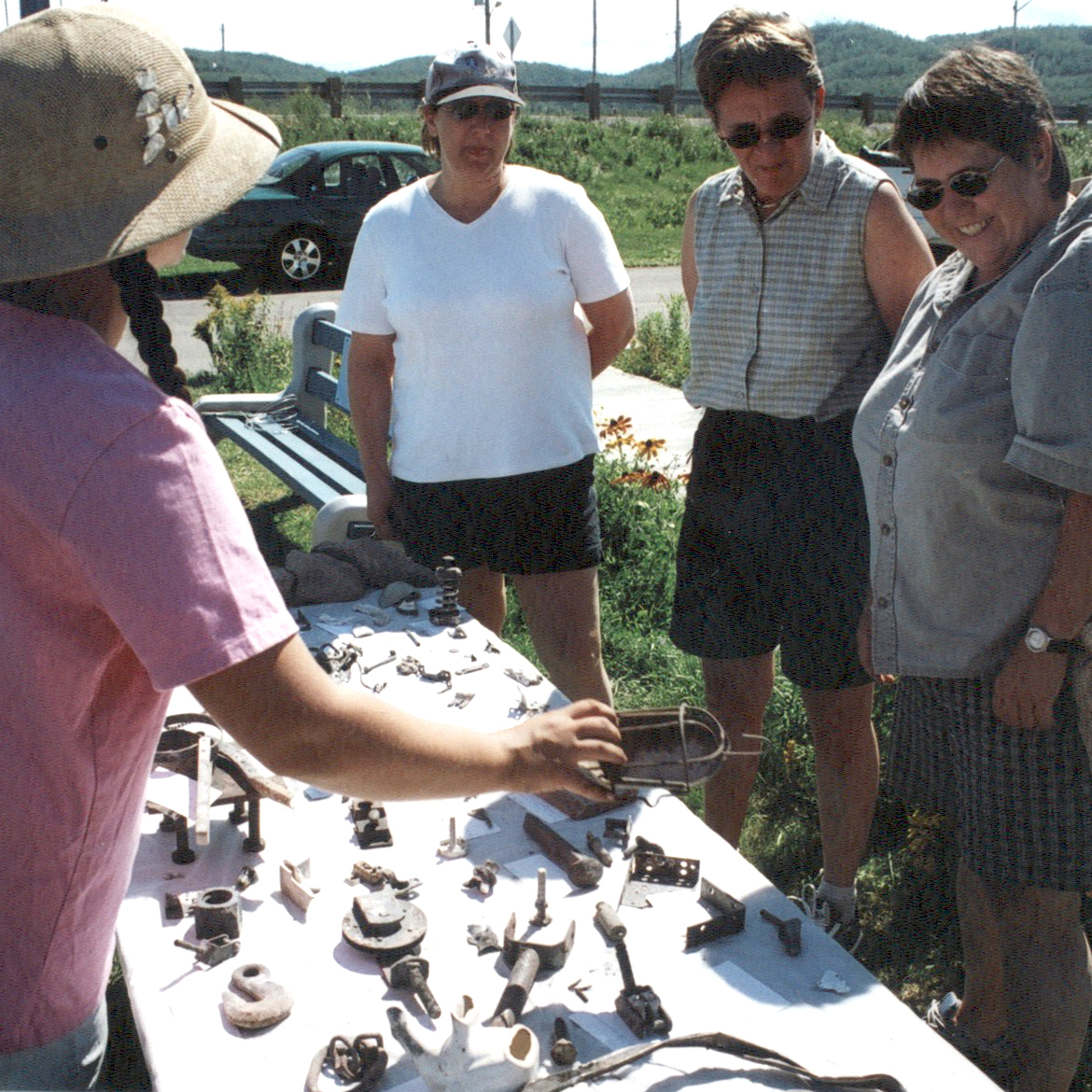
Une interprète fait la présentation des artéfacts trouvés dans le cercle de feu.
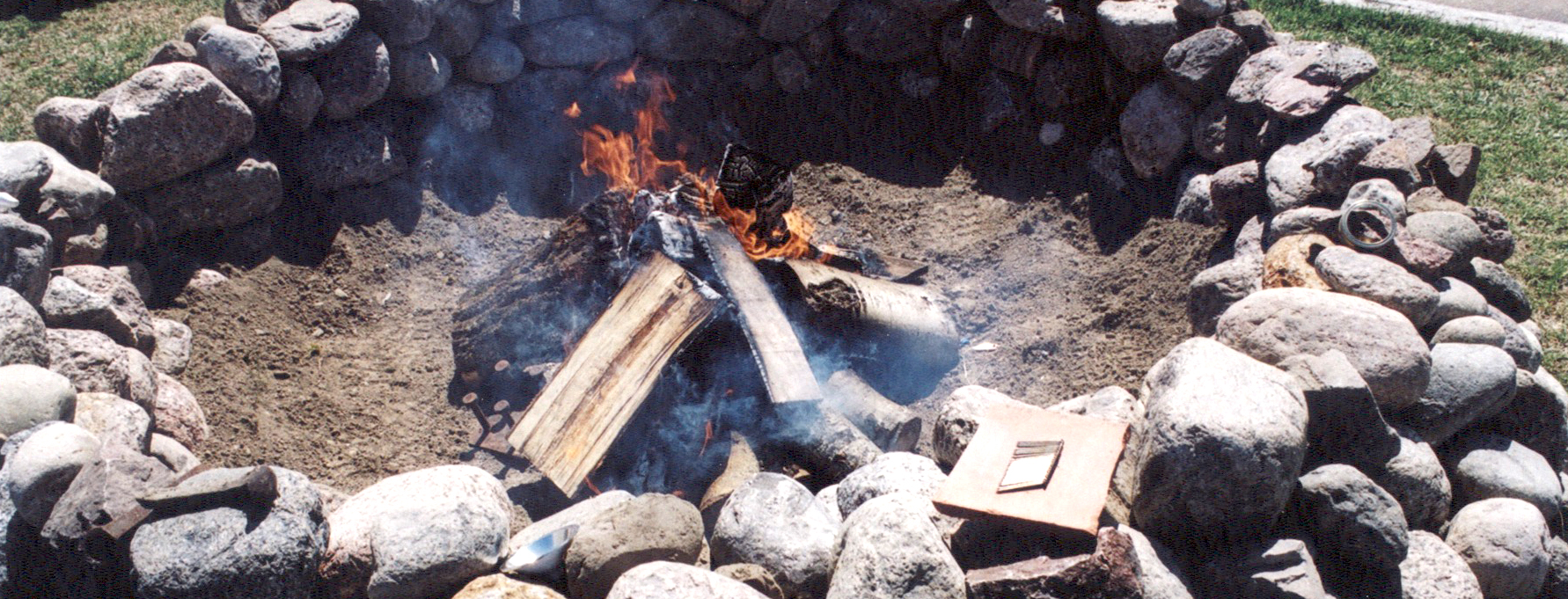
Le cercle de feu où l'on trouve divers éléments à interpréter.
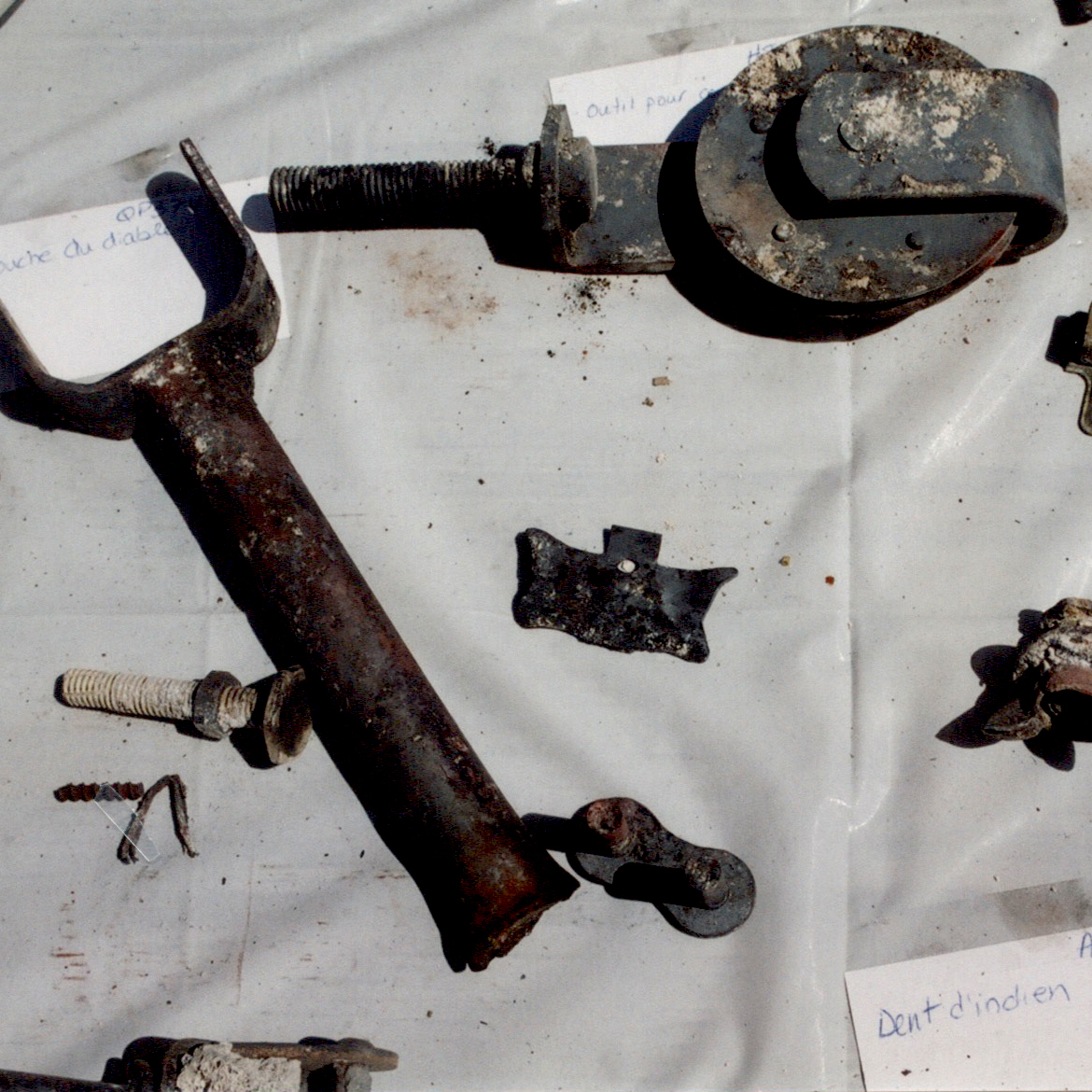
Artéfacts jetés dans le cercle de feu pendant les trois journées.

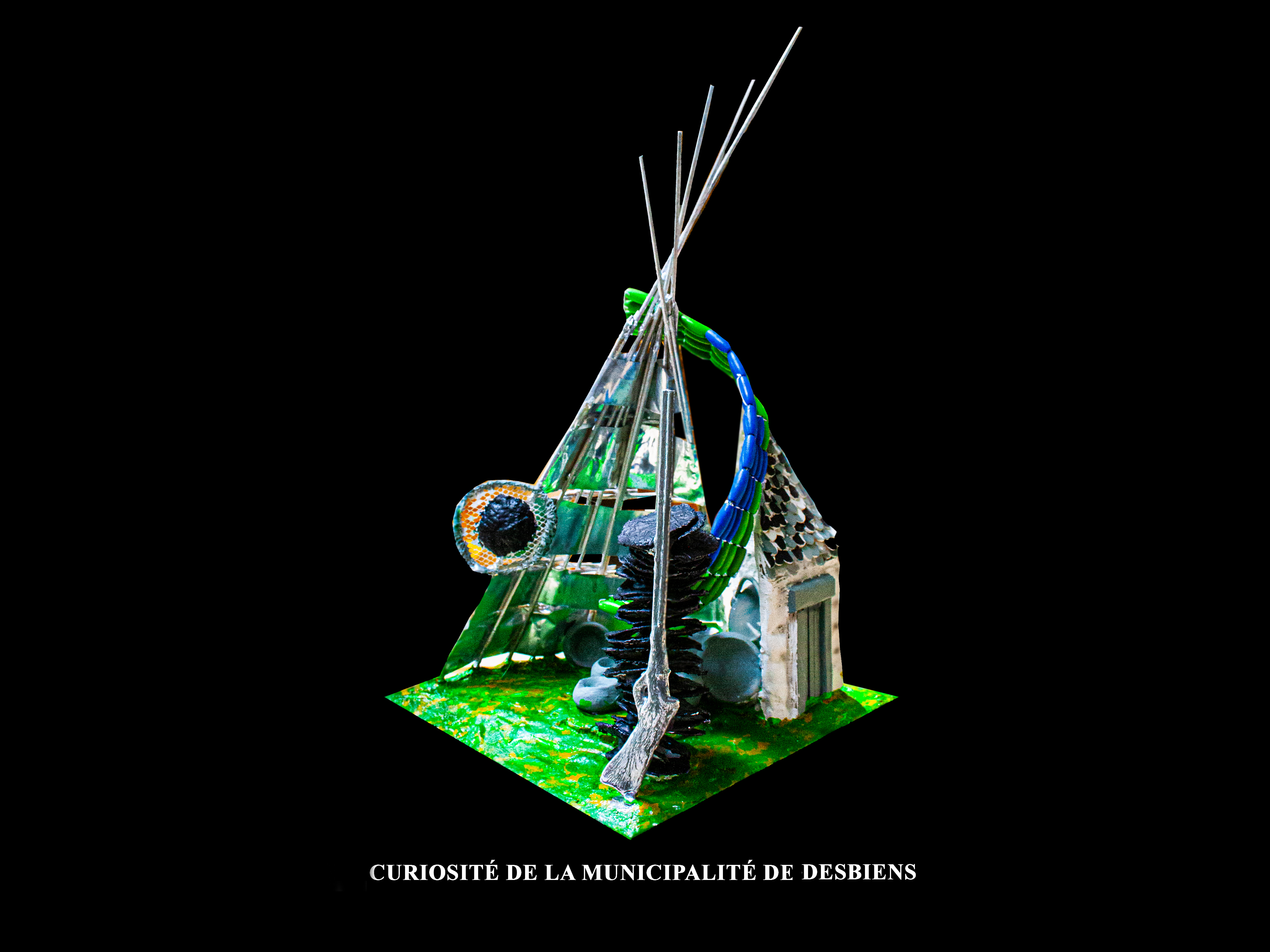
Curiosité de la communauté de Desbiens.

#### Chroniques du pays de la ouananiche
La rumeur et la curiosité de la communauté de Desbiens (Québec) (Québec, Canada) sont créés par Interaction Qui afin de tisser un fil conducteur légendaire entre les différentes localités de la région Saguenay—Lac-Saint-Jean.

#### Partenaires
Le Centre d'Histoire et d'Archéologie de la Métabetchouane et la galerie Séquence.
Localisation: 48° 25′ 11″ N, 71° 57′ 46″ O
Route 169, Desbiens, Québec, Canada

### Tacon Site des Routes d'Eau

#### Thématique
Le Tacon Site des Routes d'eau est installé sur un radeau de pierres placé tout près du lac Vert, une route d'eau qui a porté le radeau des premiers arrivants à Hébertville. Il porte le numéro 07 sur la carte. Ce Tacon Site est dédié aux chemins d'eau, routes patrimoniales reliant les autres régions du Québec au Lac-Saint-Jean. L'action performative propose aux artistes et aux visiteurs présents à la Maison des Bâtisseurs de peindre sur 60 poches de jute les vivres, les animaux et les matériaux que les pionniers doivent apporter lors d'une expédition de colonisation d'un territoire. Ce projet est réalisé dans le cadre de TraficArt, un événement artistique produit par la galerie Séquence (Chicoutimi, Québec, Canada) en 2005. Il fait partie des 5 Tacons Sites implantés par le duo d'artistes Interaction Qui sous le thème de l'Île à l'envers,.

#### Action performative
Pierres Portées, les toiles sont devenues voiles lors de l'installation qui a pris place dans une des salles d'exposition de la Maison des Bâtisseurs. Cette installation est une représentation symbolique de l’épopée héroïque du Curé Nicolas Tolentin Hébert arrivant à l’automne 1850 avec ses 44 hommes sur un radeau propulsé par 60 voiles. La structure rappelle par l’économie des moyens, les difficultés vécues par les pionniers lors de l’établissement du premier village du Lac-Saint-Jean. Ces voiles montées sur des mâts évoquent par sa mise en espace un abri de survie et les difficultés vécus par les Bâtisseurs du Lac-Saint-Jean,.

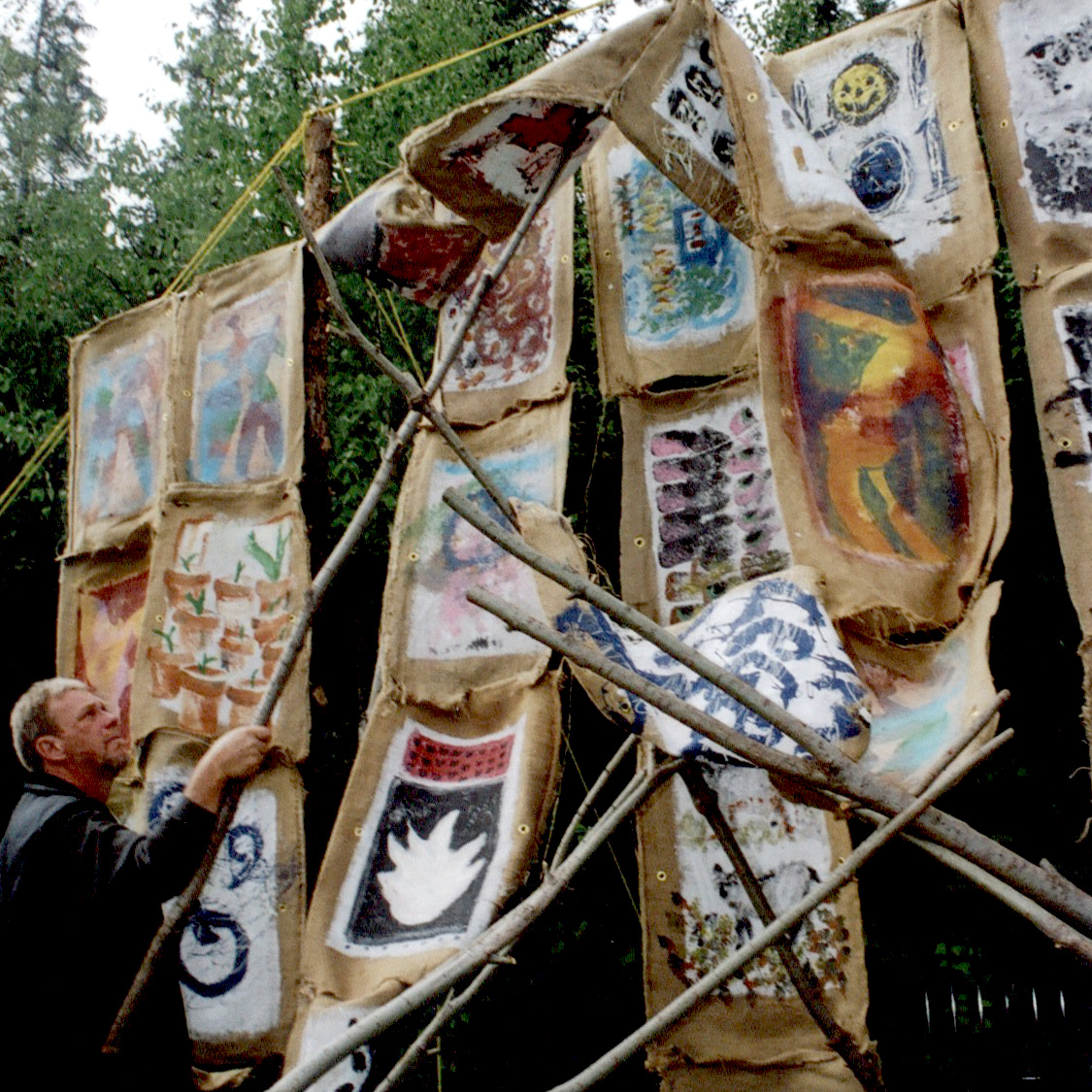
Les toiles de jute peintes par les participants sont attachées à des mâts par l'artiste Alain Laroche.
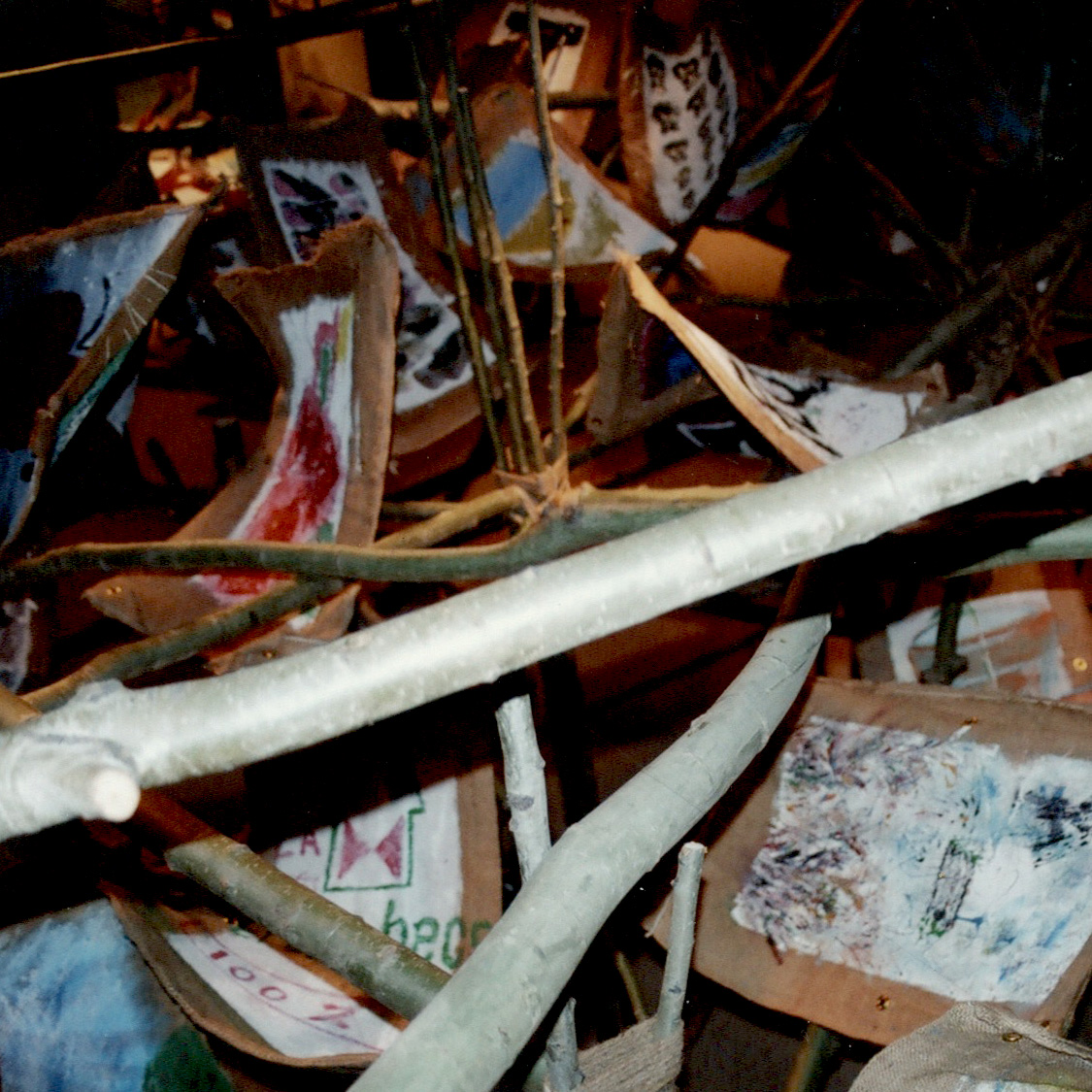
Installation « Toile-Voile » dans une salle d'exposition de la Maison des Bâtisseurs.
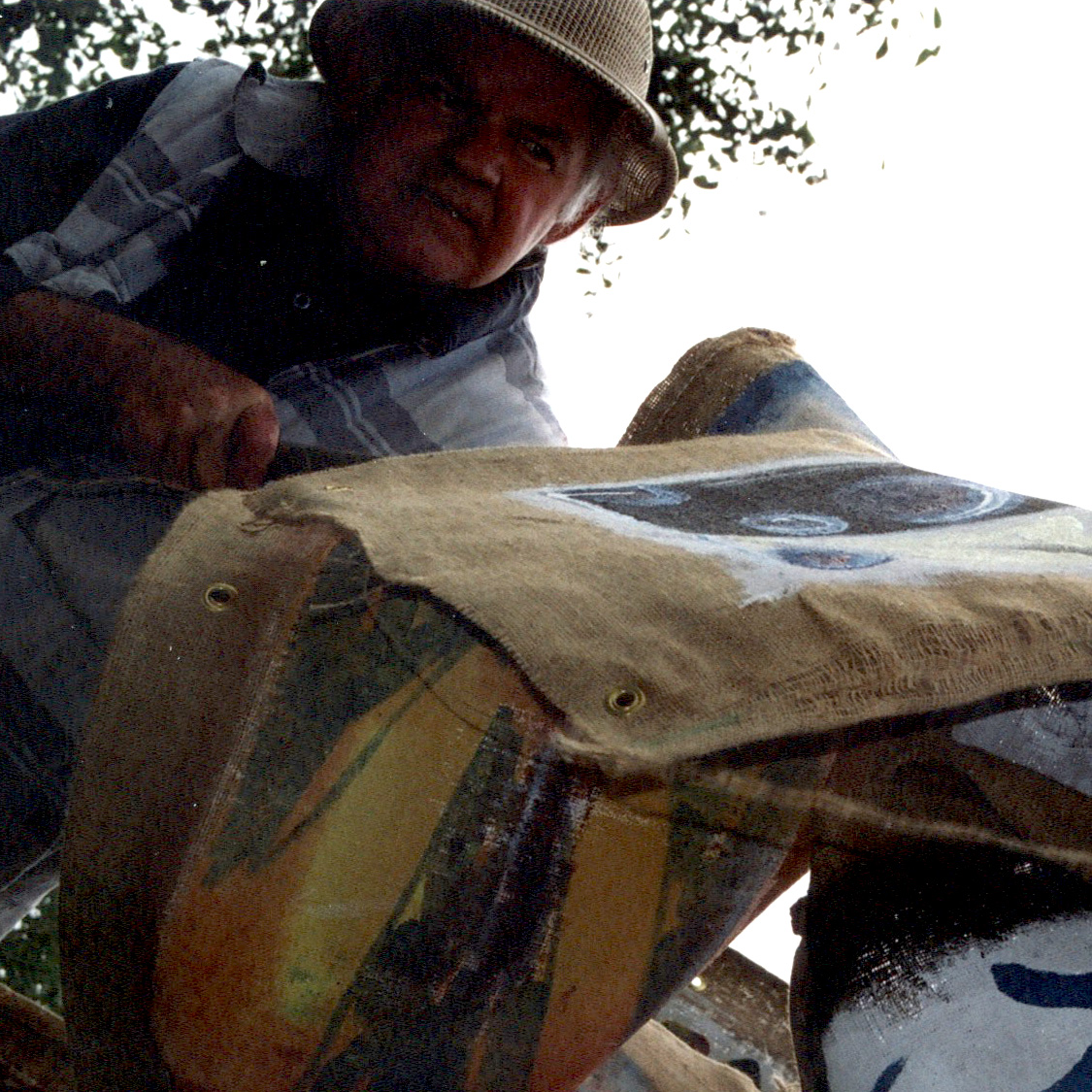
L'artiste Jocelyn Maltais attachant une toile de jute peinte à un des mâts.

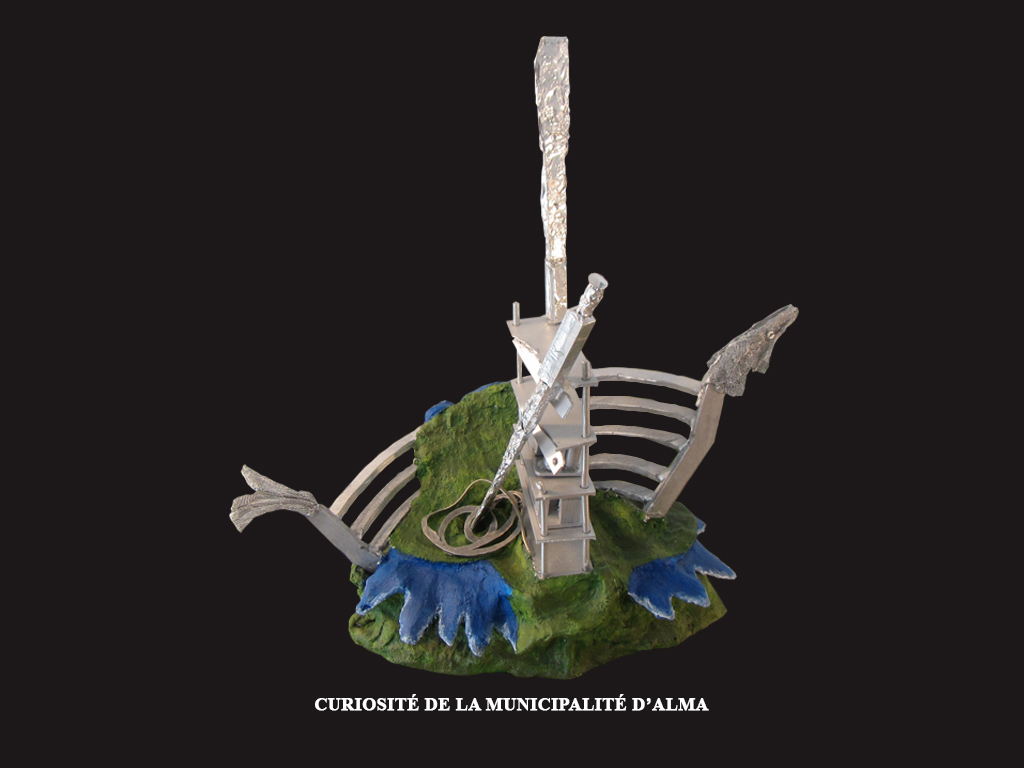
Curiosité de la communauté d'Alma.

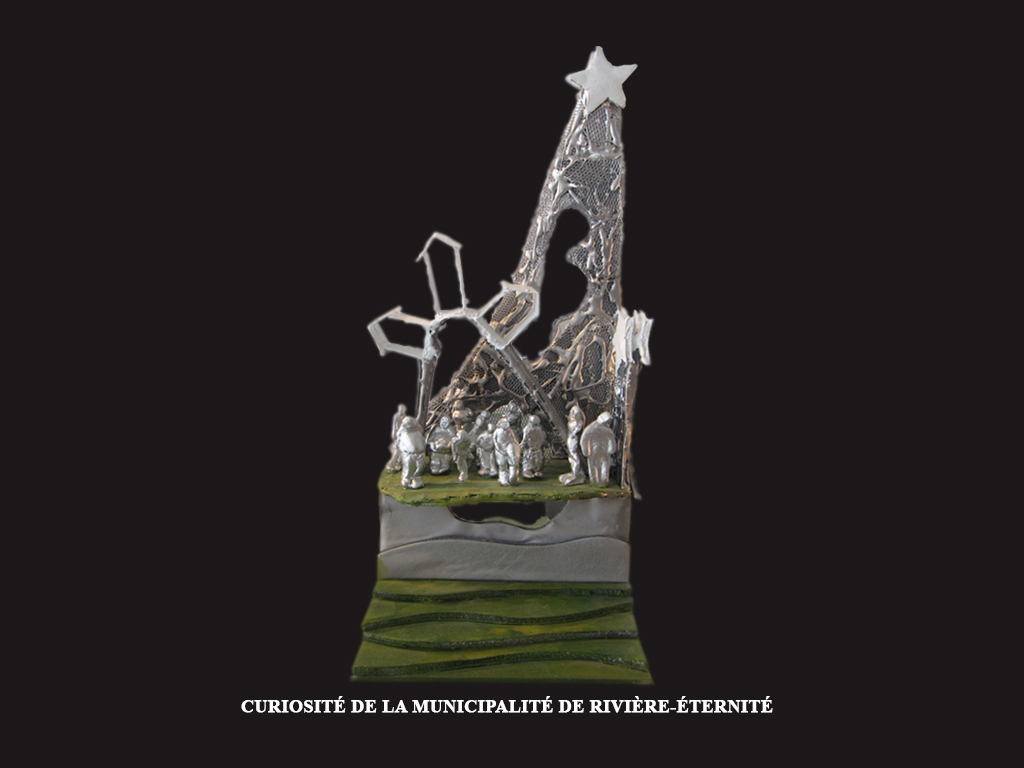
Curiosité de la communauté de Rivière-Éternité.

#### Chroniques du pays de la ouananiche
La rumeur et la curiosité de la communauté d'Alma (Québec, Canada) sont créés par Interaction Qui afin de tisser un fil conducteur légendaire entre les différentes localités de la région Saguenay—Lac-Saint-Jean.

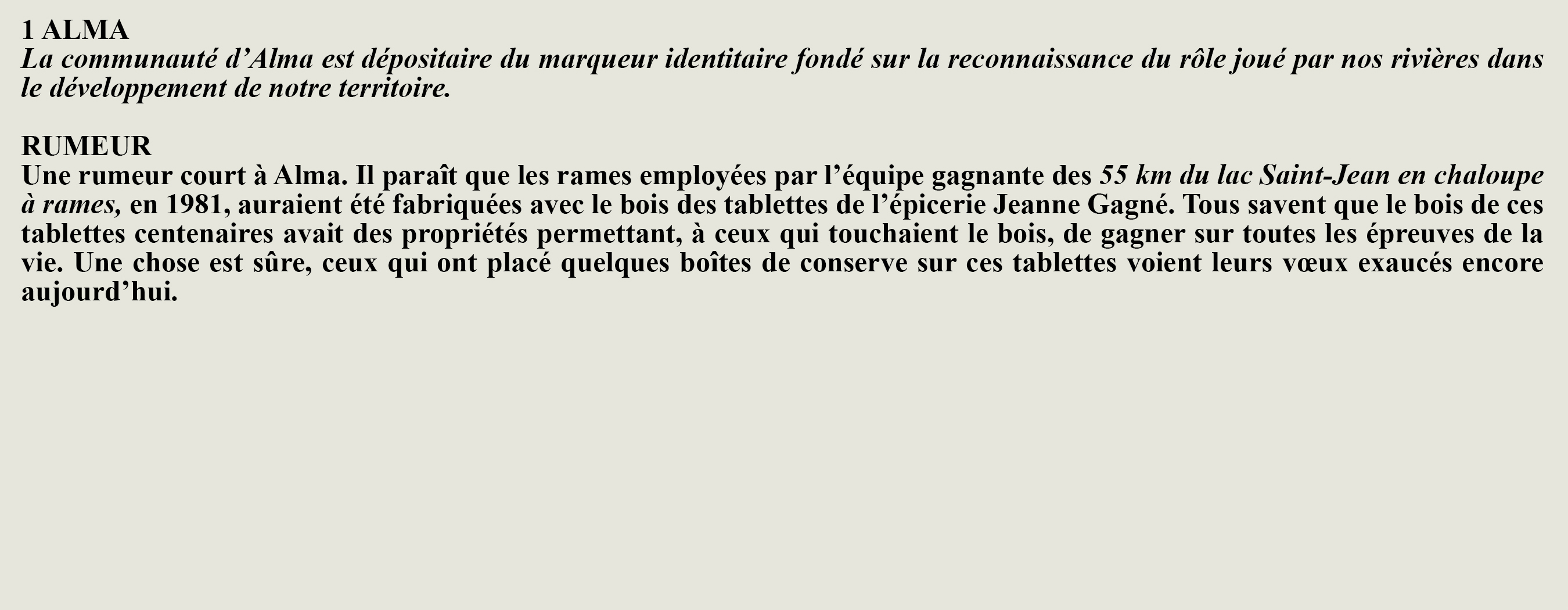

#### Partenaires
La Société d'histoire du Lac-Saint-Jean et la galerie Séquence.
Localisation: 48° 22′ 31″ N, 71° 38′ 59″ O
376 rang Saint-Isidore, Hébertville, Québec, Canada

### Tacon Site de l'Écriture

#### Thématique
Le Tacon Site de l'Écriture est créé en hommage à l'écrivain breton Louis Hémon en 2006. Il porte le numéro 08 sur la carte. Reconnu au Québec (Canada) pour son roman Maria Chapdelaine, il a marqué l'histoire de la municipalité de Péribonka en décrivant de façon romanesque la vie de ces habitants au début du vingtième siècle. L'histoire relate qu'il est hébergé par Samuel Bédard pendant 2 mois. Il l'engage comme homme de ferme. Fin observateur, il prend des notes sur les us et coutumes de la population. C'est en 1914 que le roman Maria Chapdelaine est publié pour la première fois. Son roman est considéré comme le premier roman agriculturiste du Québec. Pour toutes ces raisons, en 1982, la Société des amis de Louis Hémon voit le jour, puis le 5 juin 1985, on inaugure le Musée Louis Hémon à Péribonka. Sa mission est de préserver et transmettre aux générations futures la quête de Louis Hémon, valoriser le territoire du Pays de Maria Chapdelaine et offrir un lieu de création et d'échange privilégiant l'oralité, la lecture et l'écriture d'expression française. À l'occasion de l'implantation du Tacon Site de l'Écriture, Monsieur Bertrand Bergeron, ethnologue spécialiste des contes et légendes du Saguenay—Lac-Saint-Jean a créé un conte dédié à Louis Hémon titré: Le jour que Ti-Jean marqua d'une Pierre Blanche,. Le collectif d'artiste Interaction Qui a créé et installé une curiosité appelée Pierre Blanche devant la maison de Samuel Bédard à Péribonka.

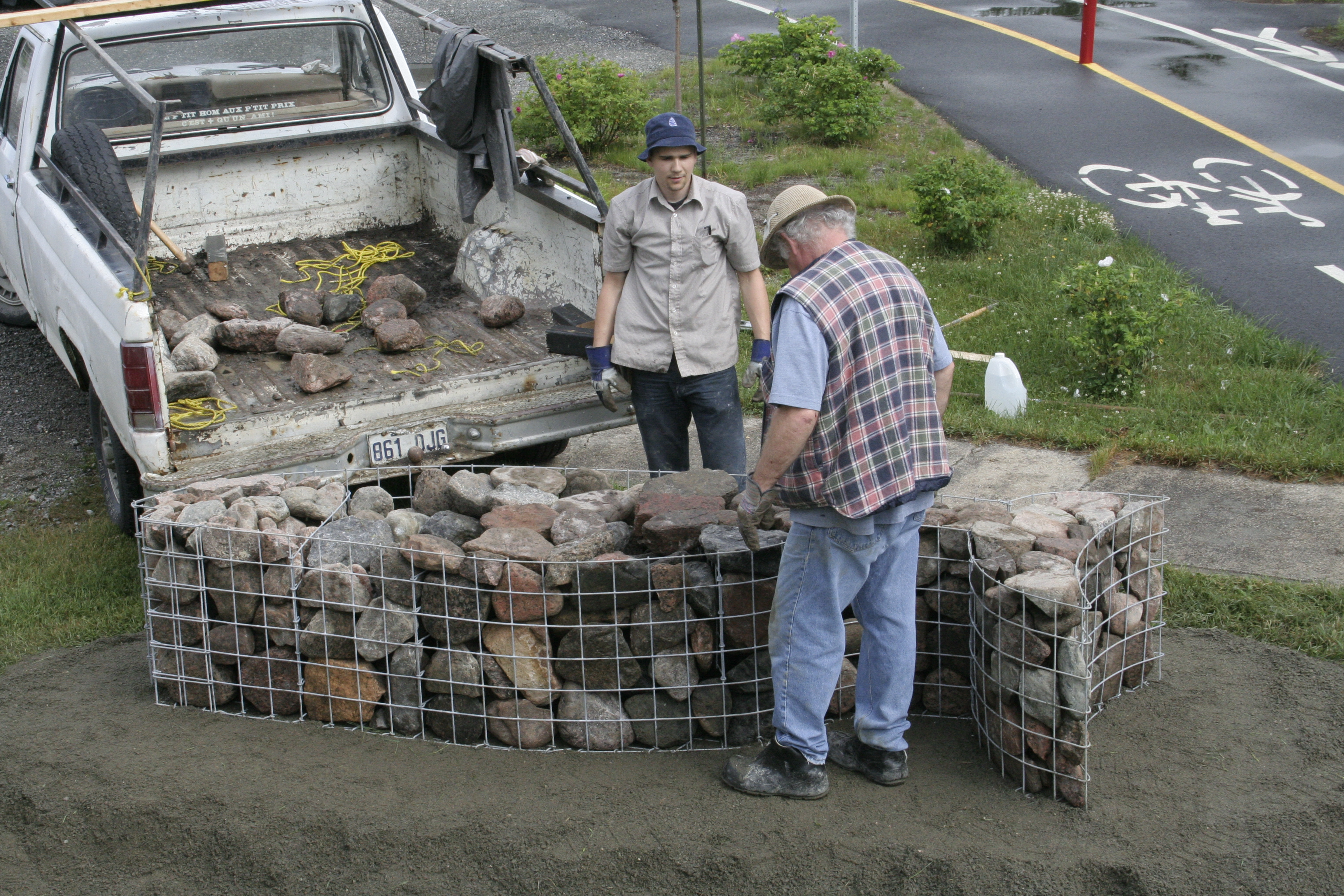
Installation du Tacon Site de l'Écriture au Musée Louis-Hémon.
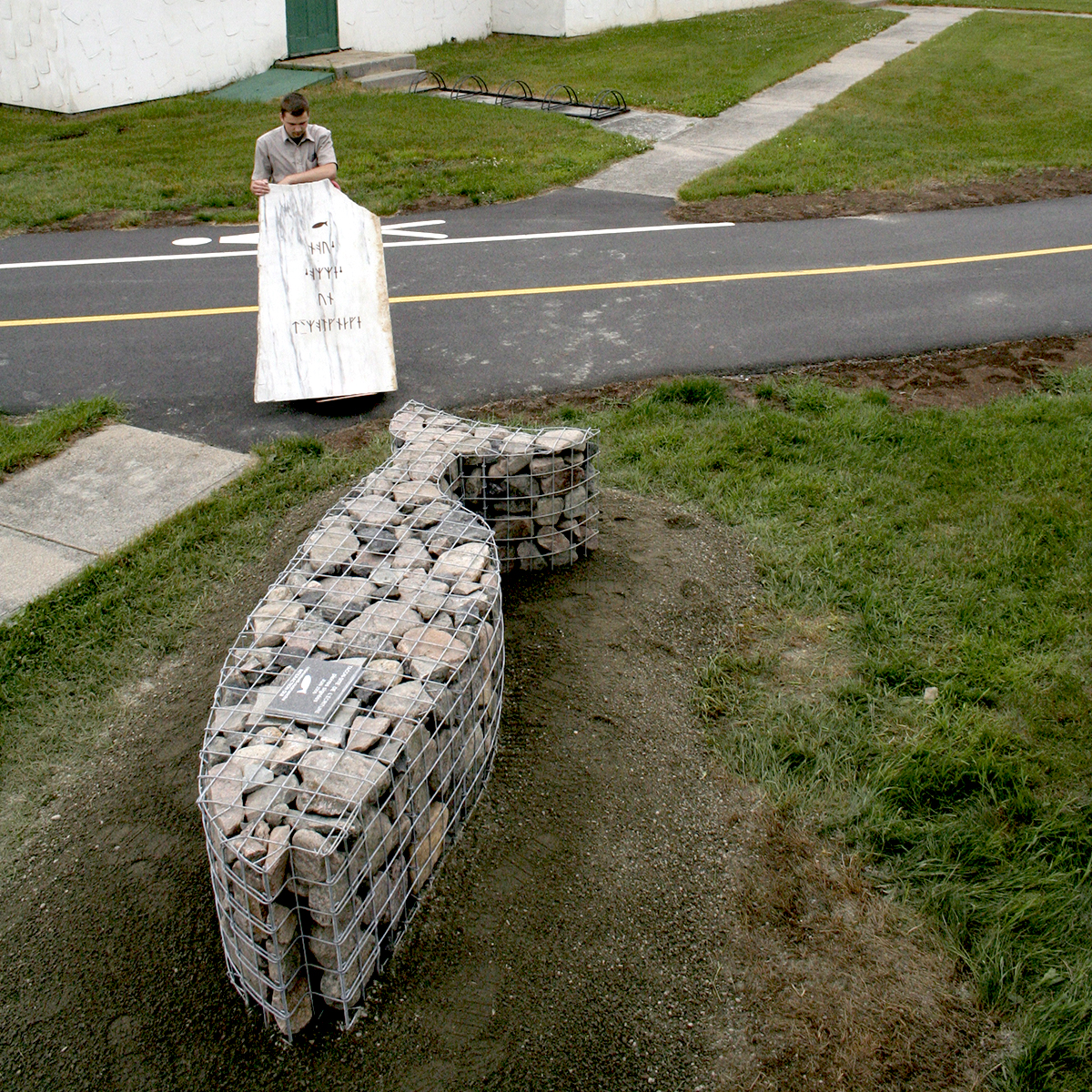
Tacon Site de l'Écriture
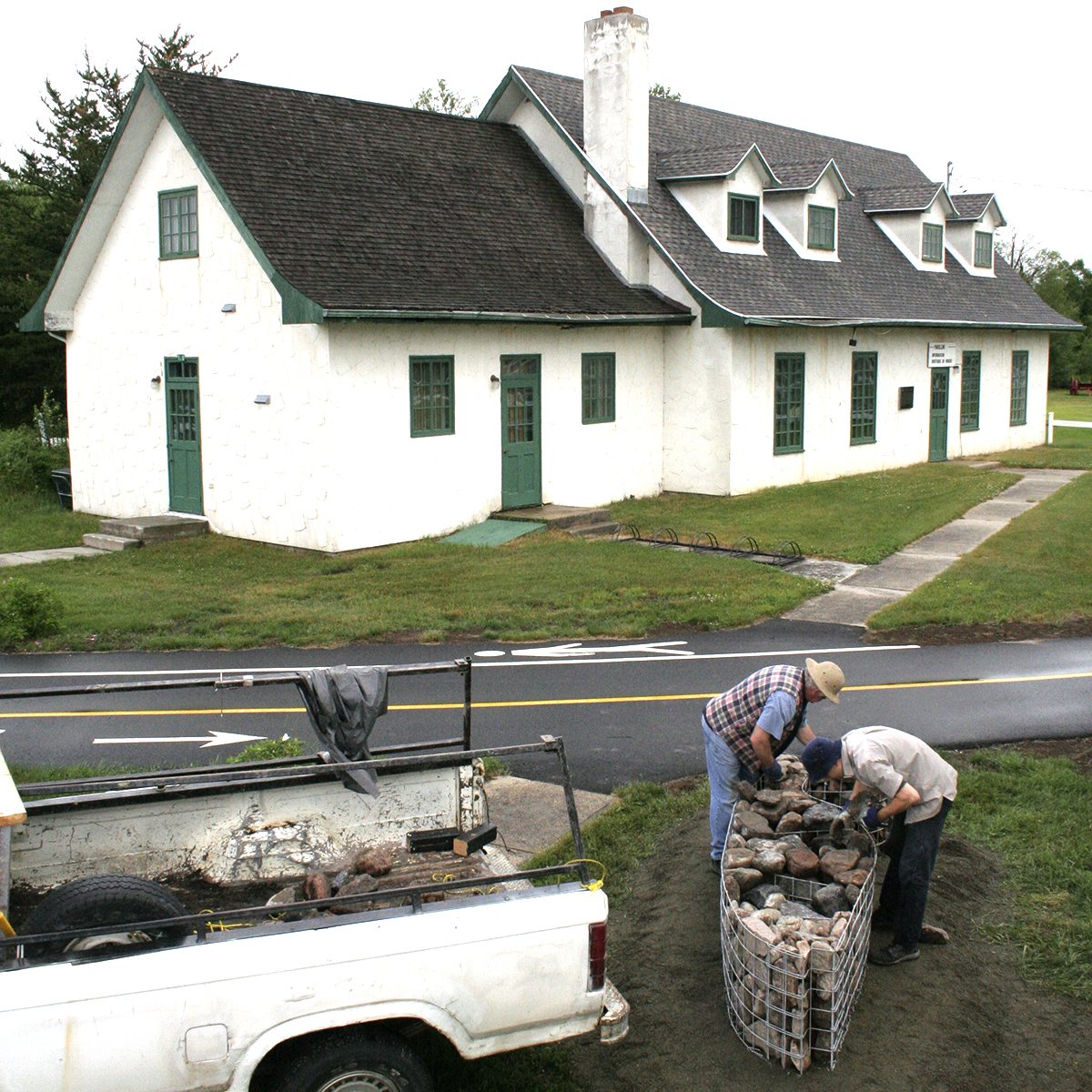
Le Tacon Site de l'Écriture est sur la Véloroute des Bleuets à Péribonka.

#### Action performative
Pierres Signées, une pierre blanche portant d’étranges inscriptions installée devant la maison de Samuel Bédard nous livrera t-elle ses secrets ?

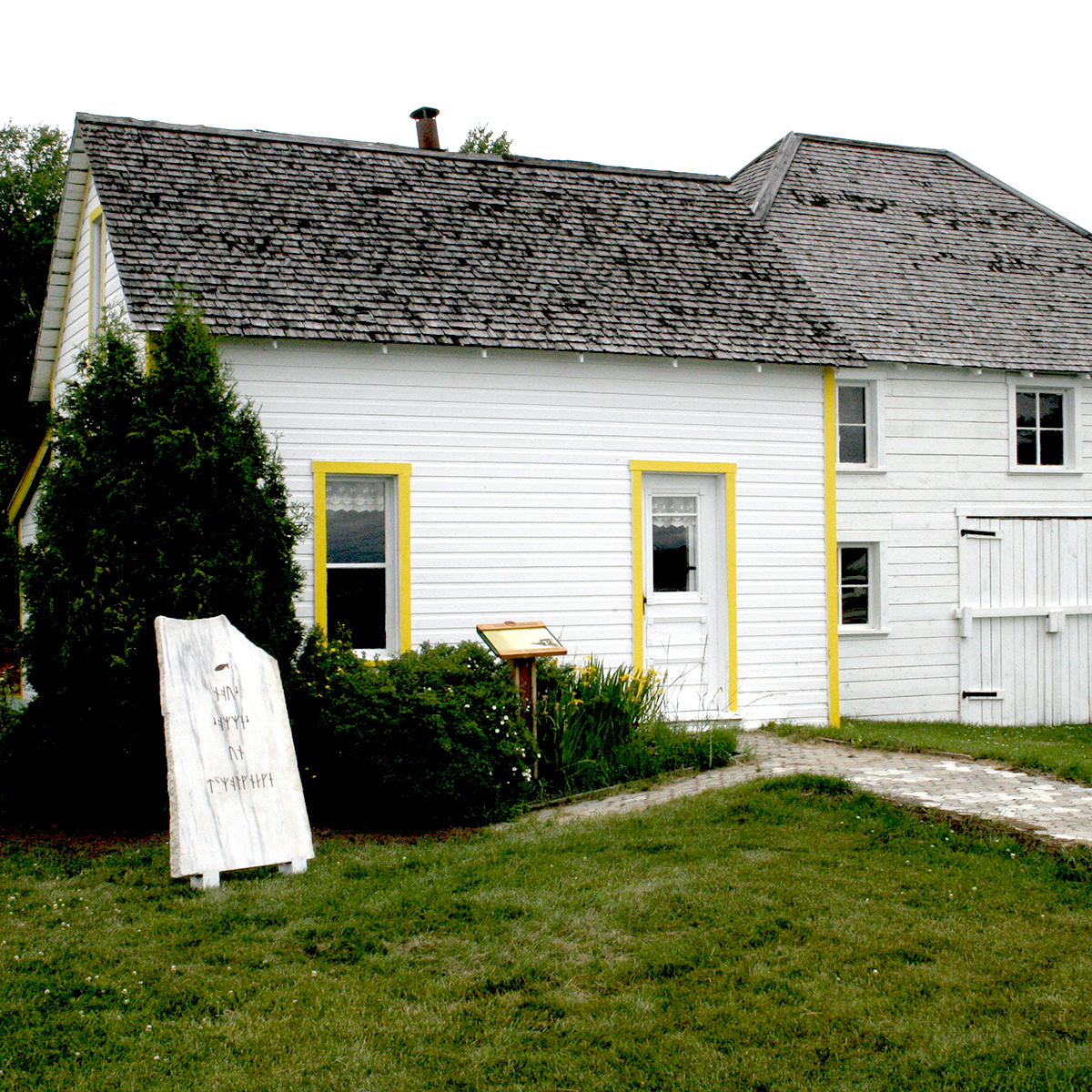
La Pierre Blanche est installée devant la maison de Samuel Bédard.
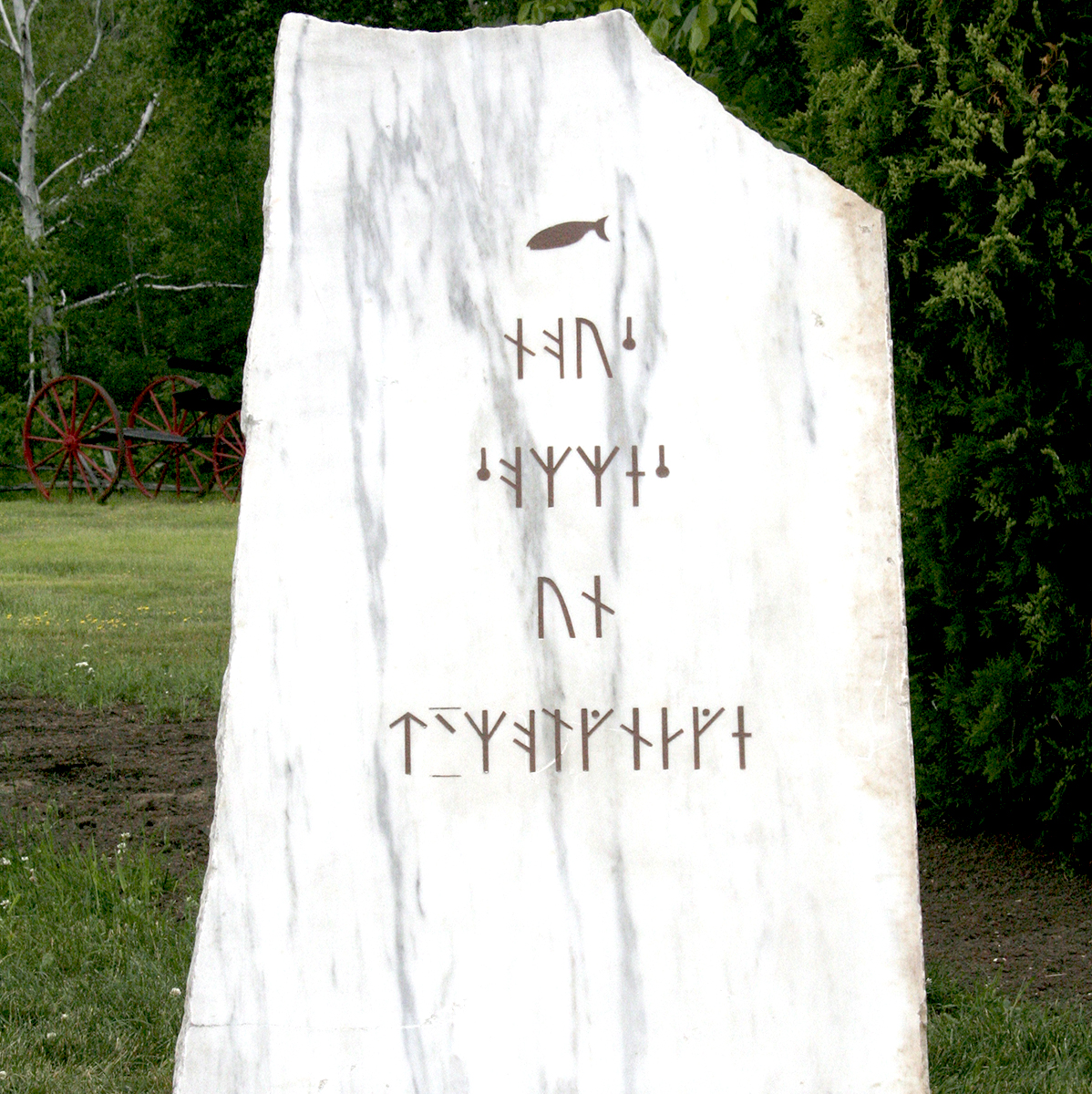
Des runes sont tracées sur la Pierre Blanche.
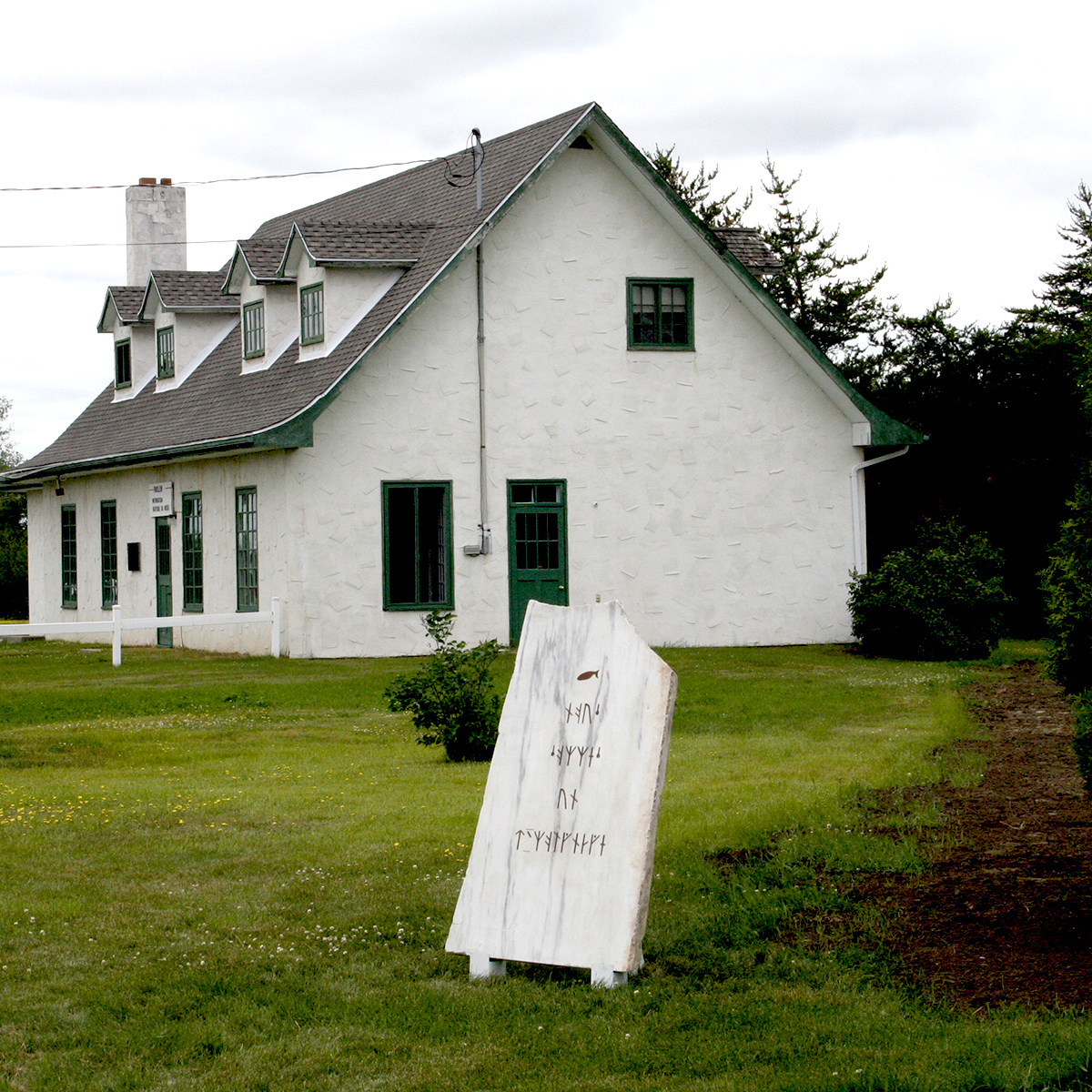
La Pierre Blanche est une curiosité créée à partir du Conte « Le jour que Ti-Jean marqua d'une pierre Blanche ».

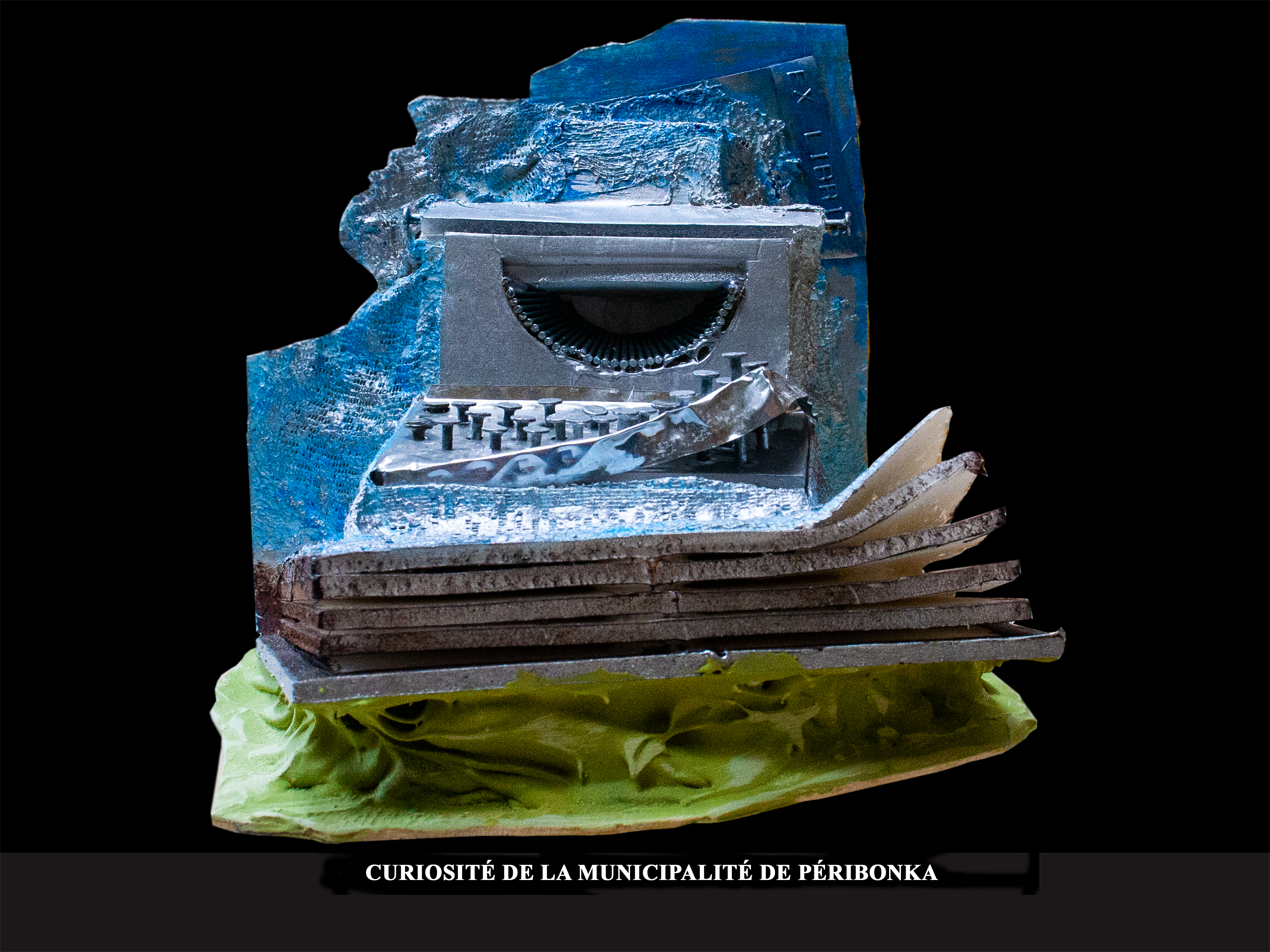
Curiosité de la communauté de Péribonka.

#### Chroniques du pays de la ouananiche
La rumeur et la curiosité de la communauté de Péribonka (Québec, Canada) sont créés par Interaction Qui afin de tisser un fil conducteur légendaire entre les différentes localités de la région Saguenay—Lac-Saint-Jean.

#### Partenaires
Le Musée Louis-Hémon de Péribonka (Québec, Canada) et le Conseil des Arts du Canada.
Localisation: 48° 44′ 28″ N, 71° 59′ 12″ O
700 route Maria-Chapdelaine, Péribonka, Québec, Canada

### Tacon Site des Tourbières

#### Thématique
Le Tacon Site des Tourbières est installé au Jardin Scullion de la municipalité de l'Ascension-de-Notre-Seigneur au Lac-Saint-Jean, province de Québec, Canada. Il porte le numéro 09 sur la carte. Il est le neuvième monument à l'effigie de l'emblème animalier à être implanté sur le territoire par le collectif d'artistes Interaction Qui. Il est inauguré le 10 juillet 2006 sous le thème des tourbières fondement de l'équilibre écologique. Cette approche est en harmonie avec le lieu et les valeurs véhiculés par le fondateur de ce jardin. Les tourbières font partie des paysages caractéristiques de cette région; ce sont des milieux très fragiles qui abritent des espèces animales et végétales peu communes dans des habitats spécifiques. À l'occasion de l'implantation du Tacon Site des Tourbières, Monsieur Bertrand Bergeron, spécialiste des contes et légendes du Saguenay—Lac-Saint-Jean a créé un conte dédié pour cette occasion: L'Orignal albinos au panache et aux sabots d'or. Le collectif d'artiste Interaction Qui a créé une curiosité appelée Le panache d'or de l'Orignal albinos. Il est accroché dans un des pavillons du Jardin Scullion.

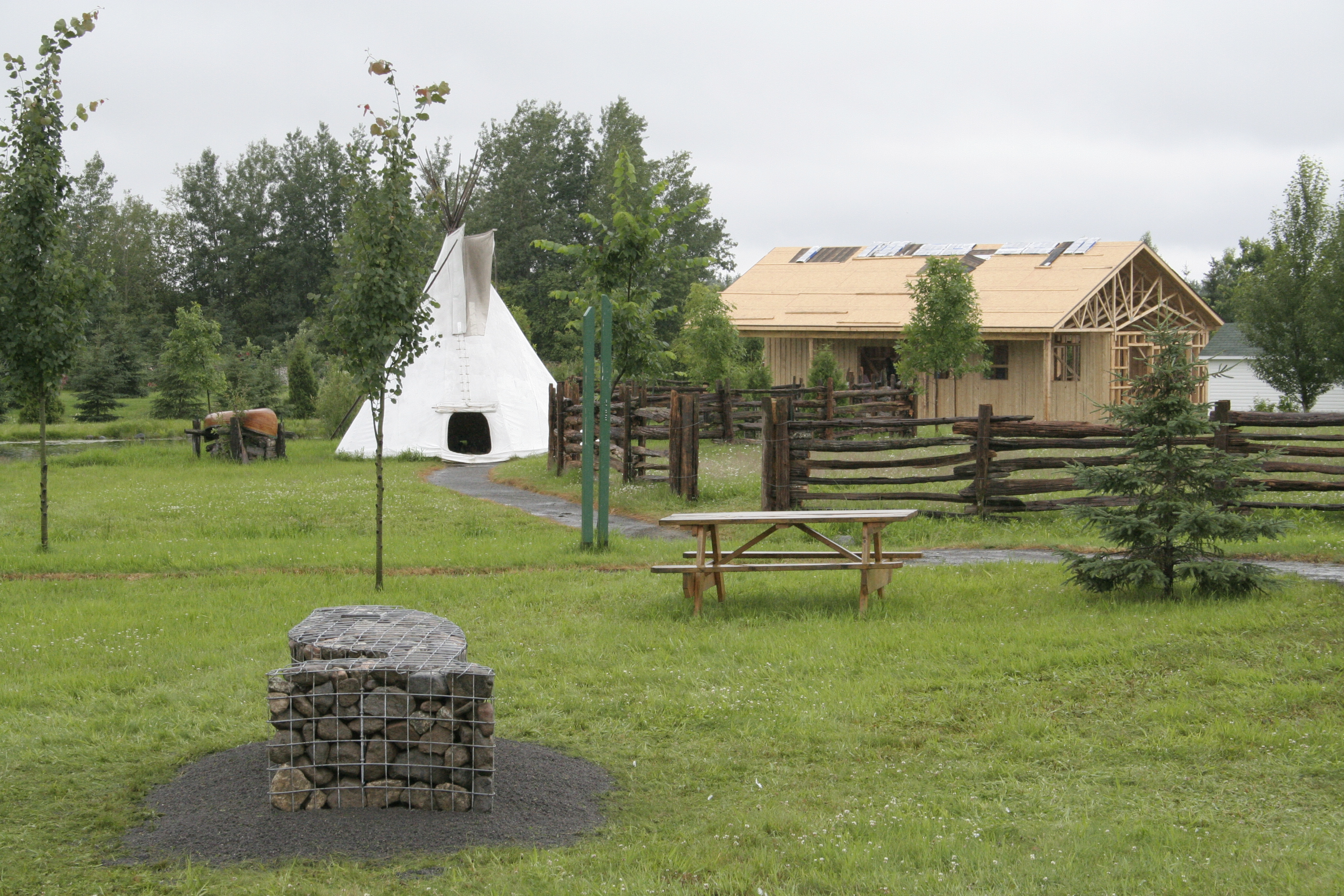
Tacon Site des Tourbières au Jardin Scullion.
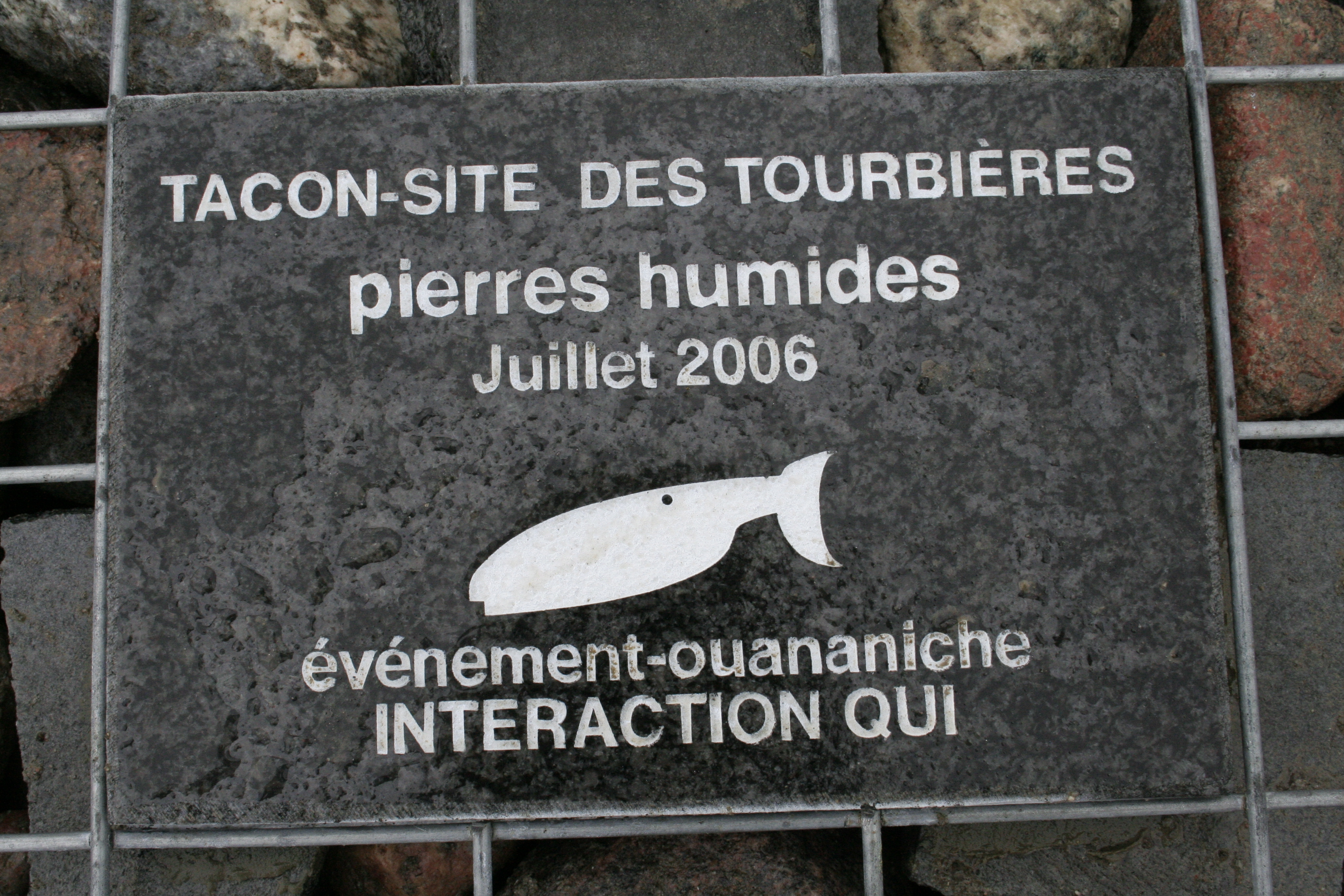
Pierre signalétique installée sur le Tacon Site des Tourbière.
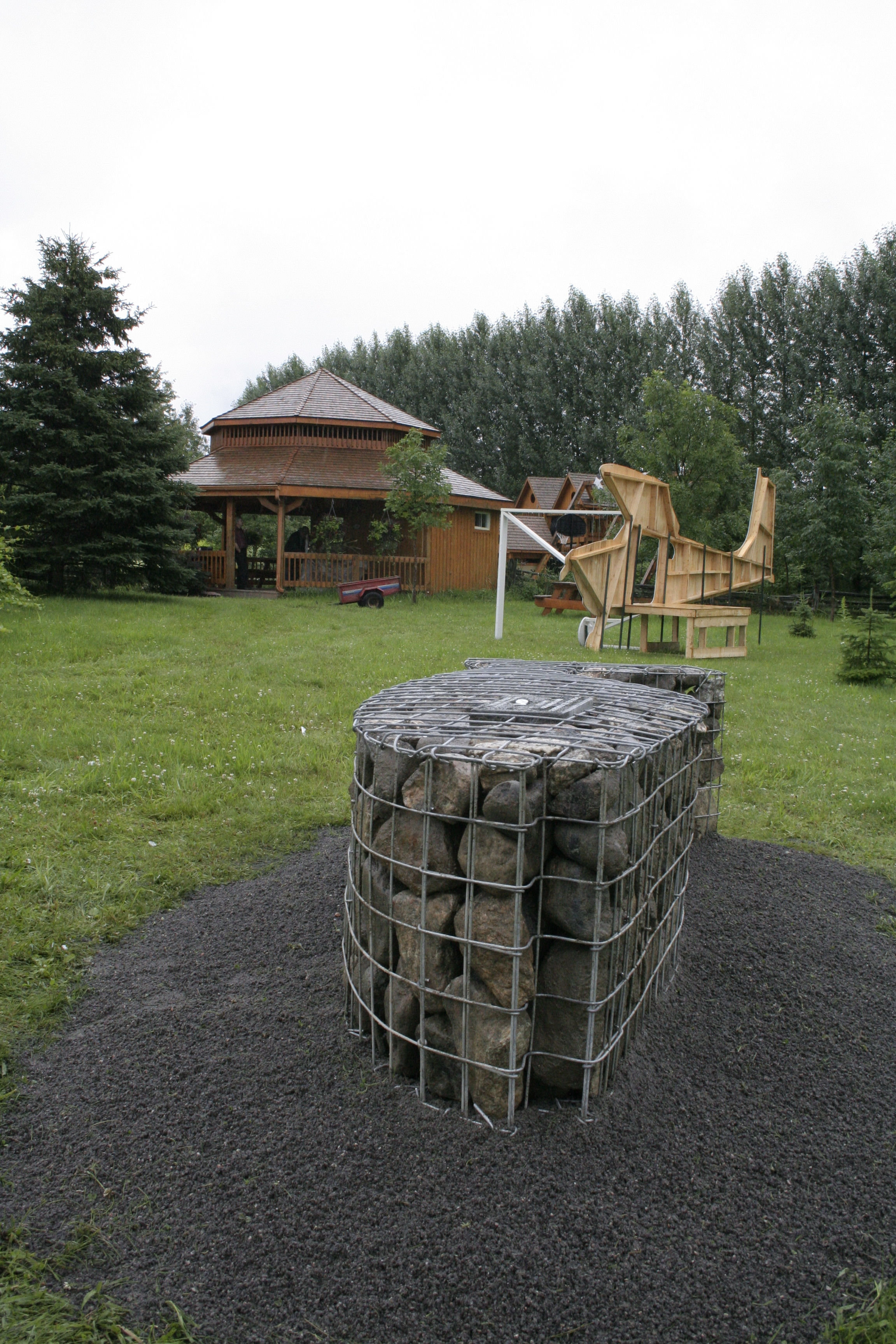

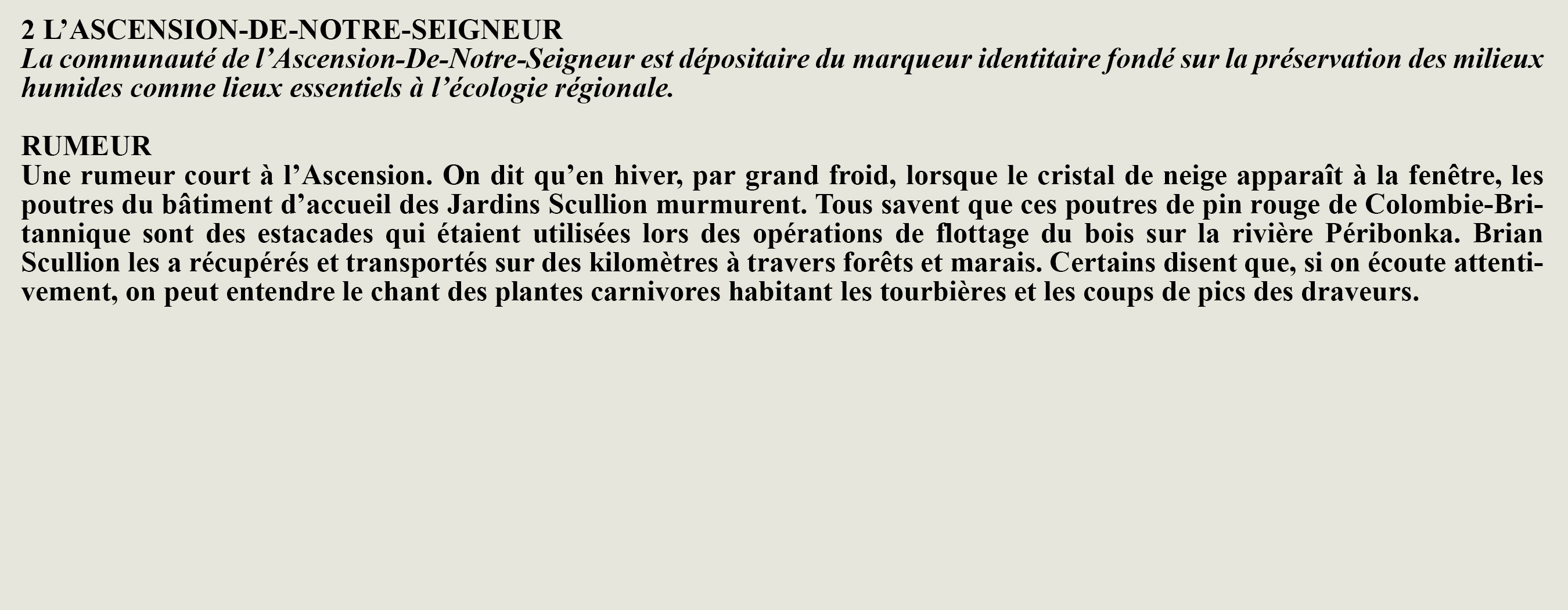

#### Action performative
Pierres Humides, à quel endroit le Loup Blanc a t-il enfoui le panache d’or de l’Orignal albinos ?
Action performative « Pierres Humides »

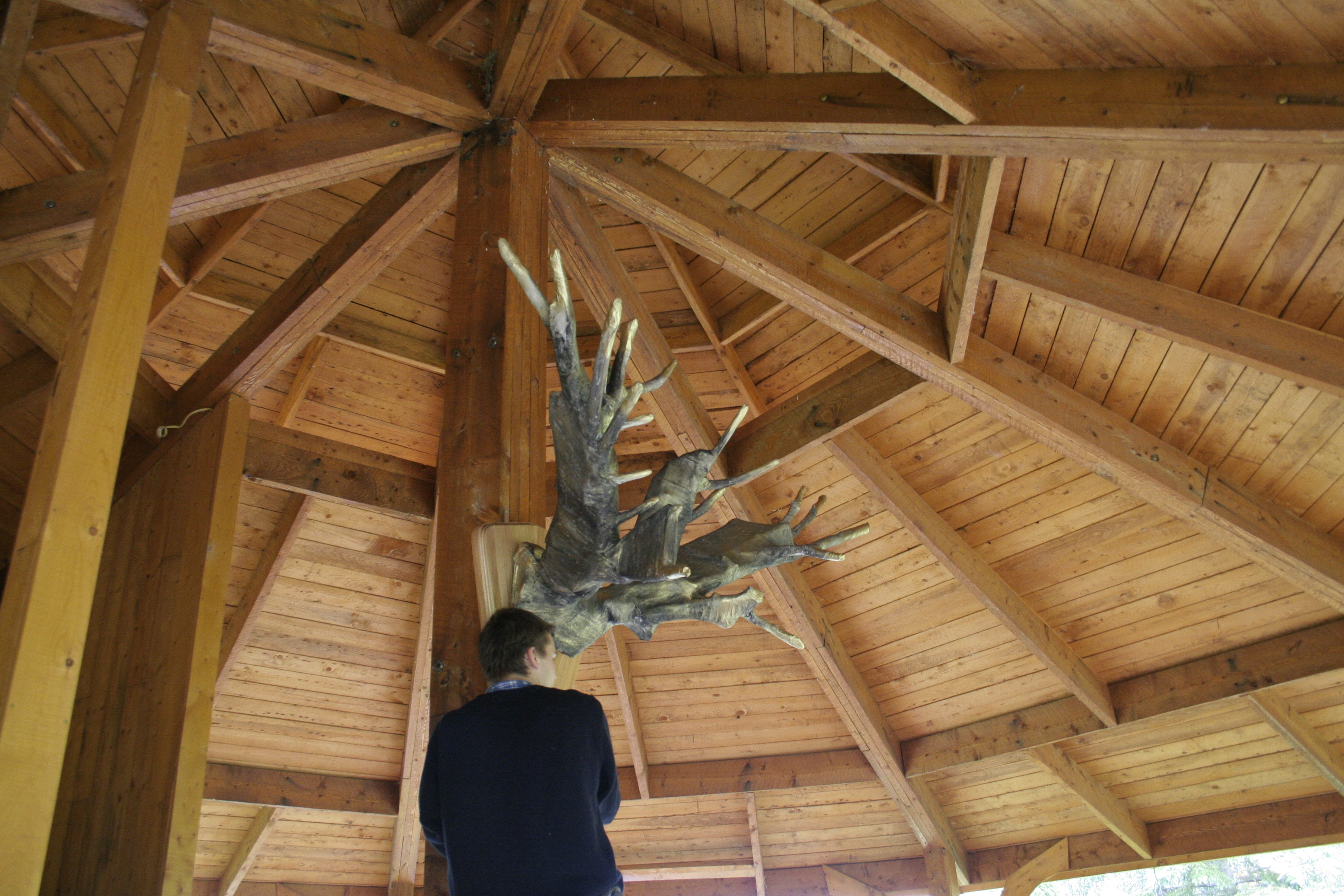
Le panache d'or de l'Orignal albinos, une curiosité du Jardin Scullion.
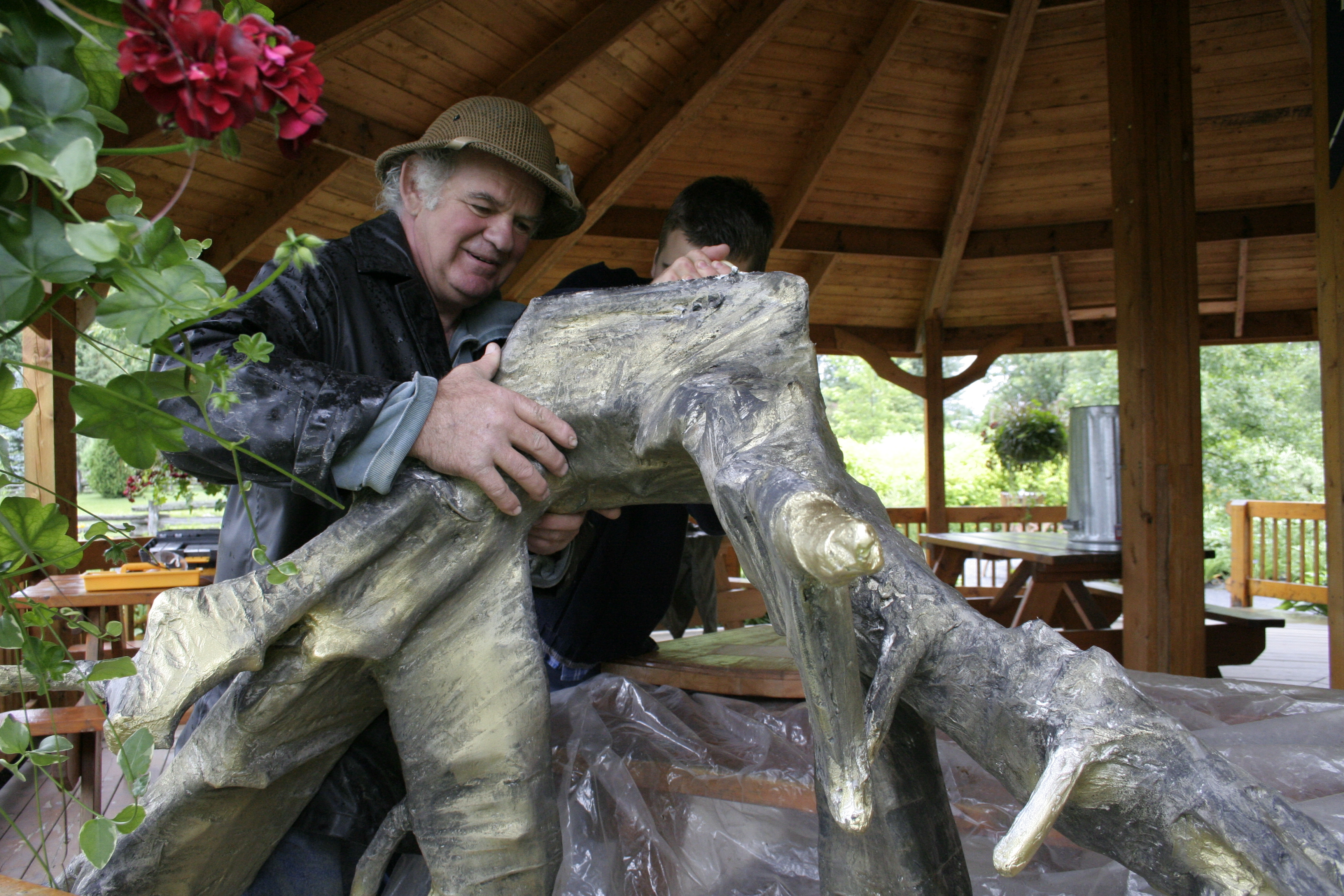
L'artiste Jocelyn Maltais accrochant le panache d'or de l'Orignal albinos.
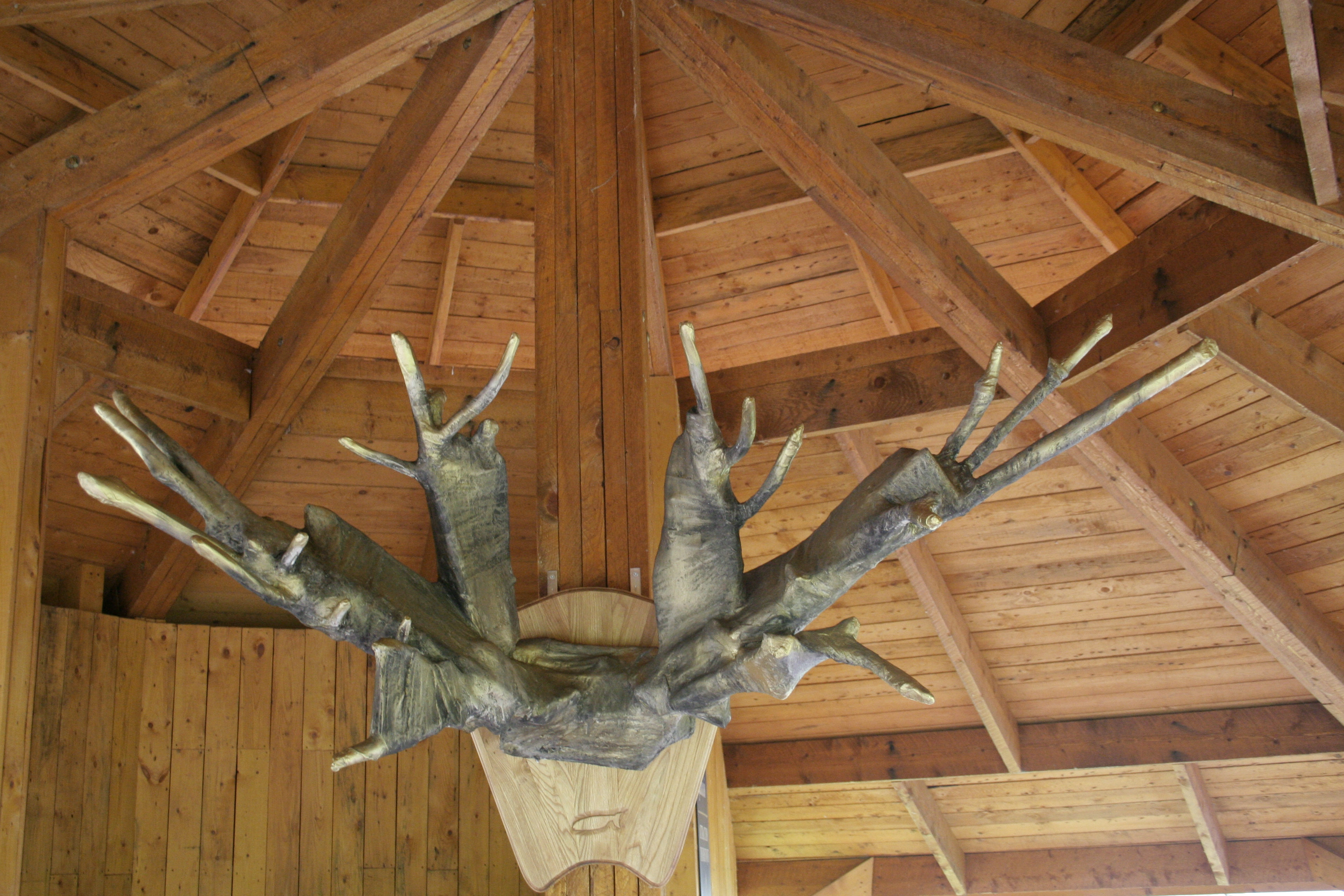
Le panache d'or de l'Orignal albinos dans un pavillon du Jardin Scullion.

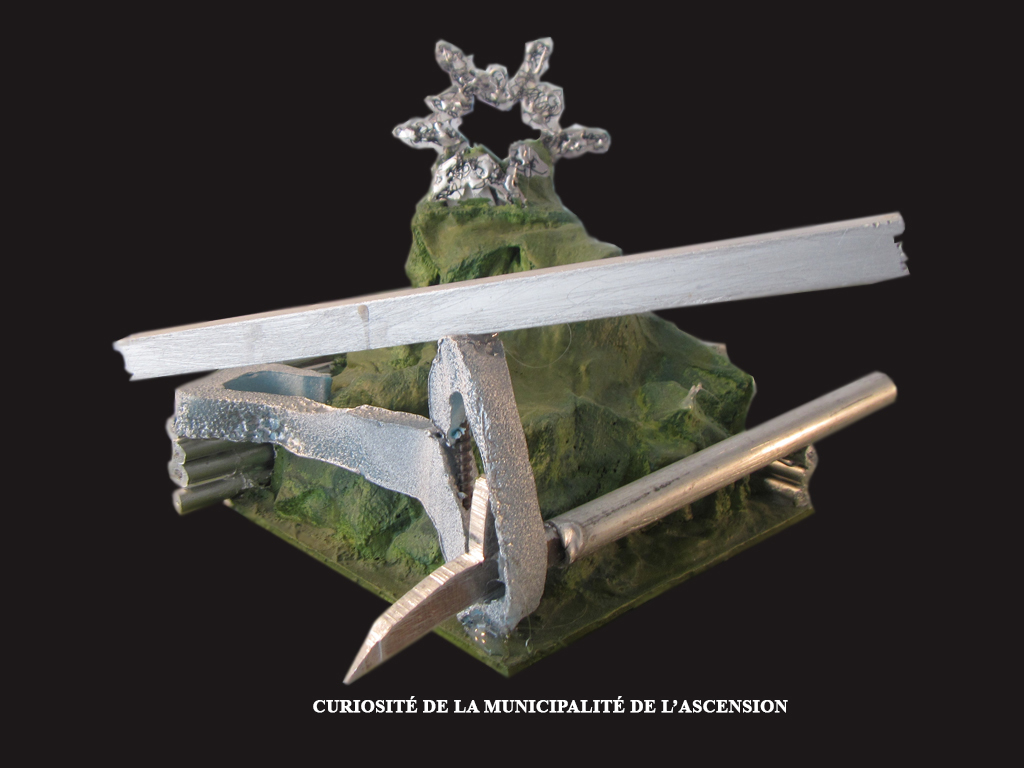
Curiosité de la communauté de l'Ascension-de-Notre-Seigneur.

#### Chroniques du pays de la ouananiche
La rumeur et la curiosité de la communauté de L'Ascension-de-Notre-Seigneur (Québec, Canada) sont créés par Interaction Qui afin de tisser un fil conducteur légendaire entre les différentes localités de la région Saguenay—Lac-Saint-Jean.

#### Partenaires
Le Jardin Scullion de l'Ascension-de-Notre-Seigneur (Québec, Canada) et le Conseil des Arts du Canada.
Localisation: 48° 41′ 28,7″ N, 71° 41′ 32,9″ O

1985 7e Rang O, L'Ascension-de-Notre-Seigneur, Québec, Canada

### Tacon Site des Jardins

#### Thématique
Le Tacon Site des Jardins, est installé aux Grands jardins de Normandin. Il porte le numéro 10 sur la carte. Il est le dixième monument à l'effigie de l'emblème animalier à être implanté sur le territoire par le collectif d'artistes Interaction Qui. Il est inauguré le 15 août 2006 sous le thème des jardins, espaces où la nature se donne à voir. Dans ce jardin, de plus de 17 hectares règne l'atmosphère des jardins européens. Les Grands Jardins de Normandin est reconnu pour ses variétés d’hémérocalles. Dans sa collection, on retrouve 1 800 cultivars différents d’hémérocalles plantés en compagnonnage avec 650 lys de 35 variétés. Autour de cette collection, près de 65 000 plantes annuelles dessinent les fresques d'un décor évocateur d'histoire. Normandin se caractérise par une importante activité agricole et forestière. Elle est une des seules municipalités urbaines du Québec, à compter une station de recherche agricole fédérale qui couvre en 2006,1,5 km2; on y effectue des recherches depuis 1905 sous la responsabilité du ministère fédéral de l’agriculture.
Depuis la fermeture des Grands jardins de Normandin en 2010, la municipalité a tenté à maintes reprises de relancer les activités sur le site. Avec l'abandon du projet de parc de divertissement familial, les citoyens se sont réappropriés l'endroit pour y aménager un jardin communautaire. Les Grands jardins de Normandin sont plus vivants que jamais depuis que le site a été transformé en jardin communautaire en 2018. Les participants le disent « Les jardins, on dirait qu'ils ont une âme, il se dégage quelque chose de particulier, une paix, une sérénité ».

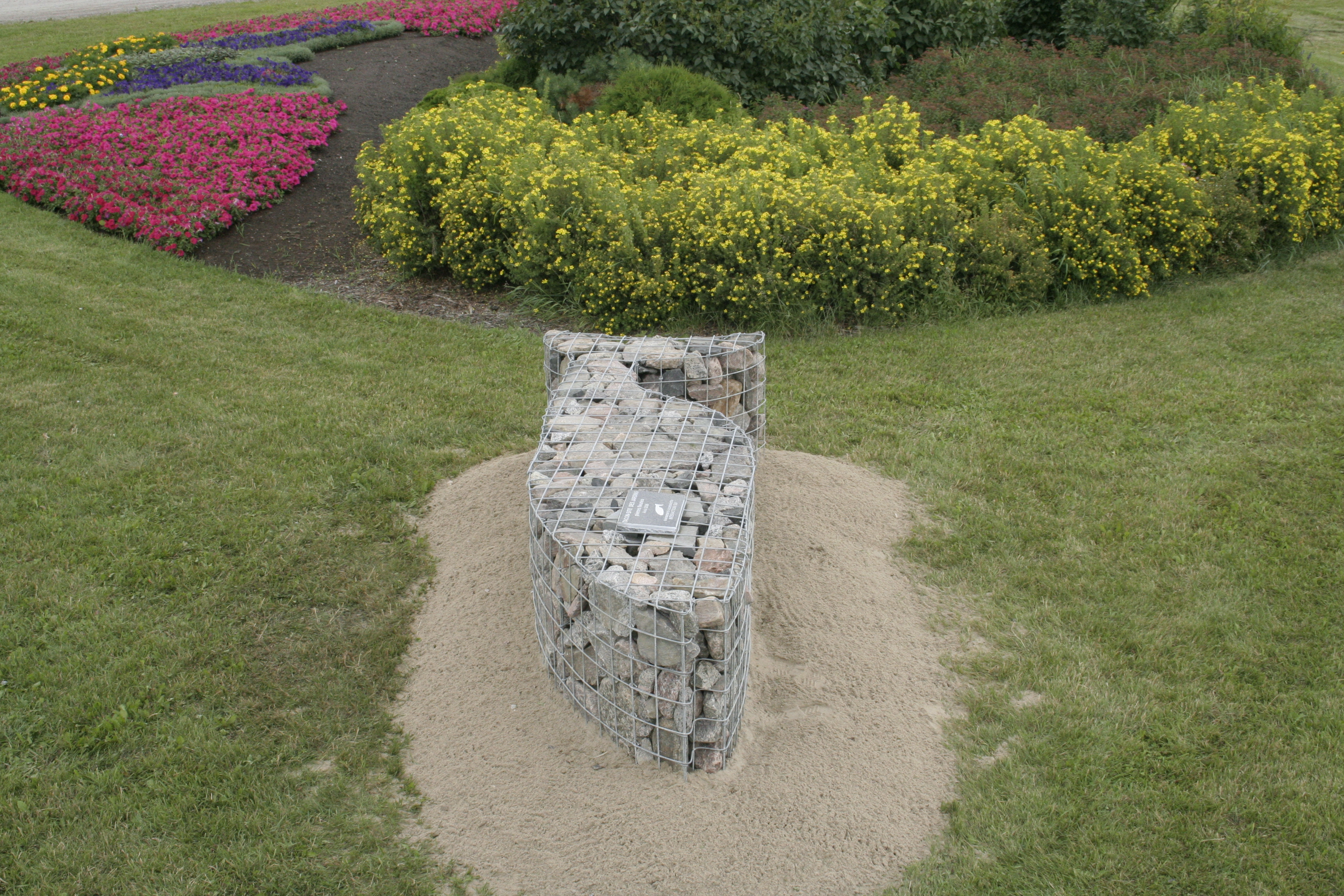
Tacon Site des Jardins situé à l'entrée des Grands jardins de Normandin.
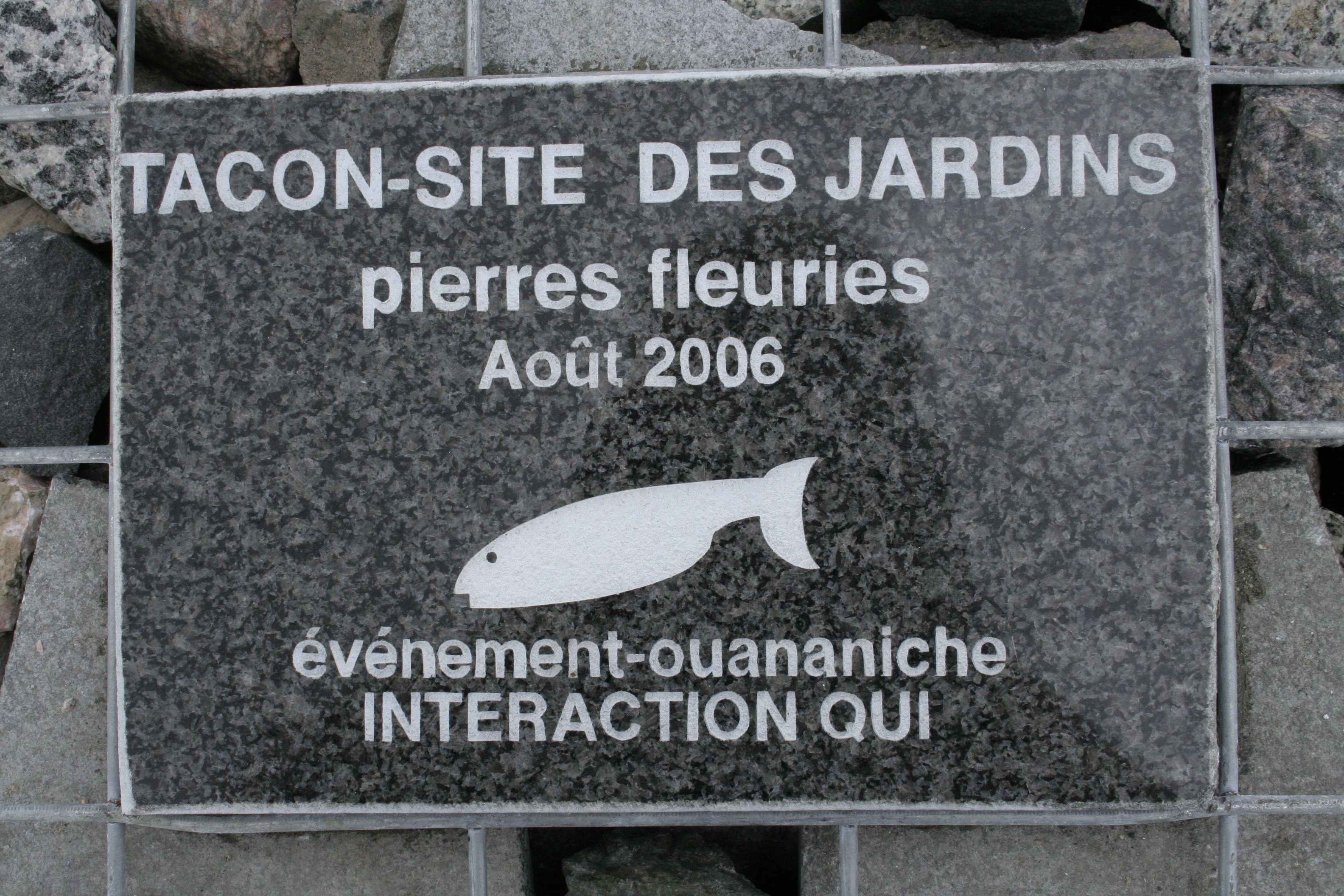
Plaque d'identification du Tacon Site des Jardins
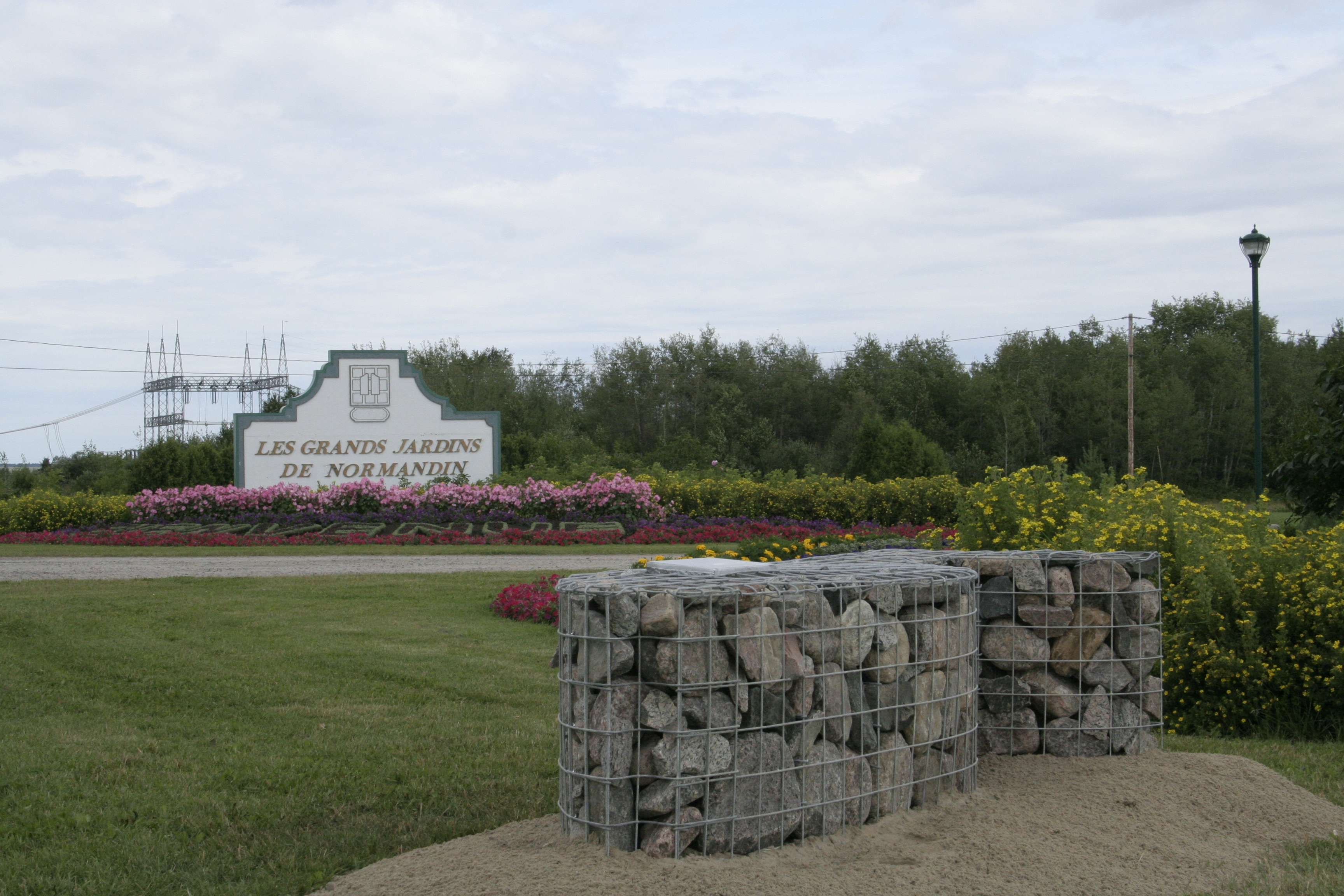
Tacon Site des Jardins

#### Action performative
Pierres Fleuries, 125 employés de Béton Préfabriqué Du Lac se sont accordé un moment de poésie durant une journée de travail pour cueillir une pensée personnelle qu'ils ont offert en toute simplicité. Les artistes ont réalisé 125 fleurs de béton et inscrit sur chacune de ces fleurs les phrases que chacun des employés leur avaient confiées. Ce jardin de fleurs de béton est installé aux Grands Jardins de Normandin.

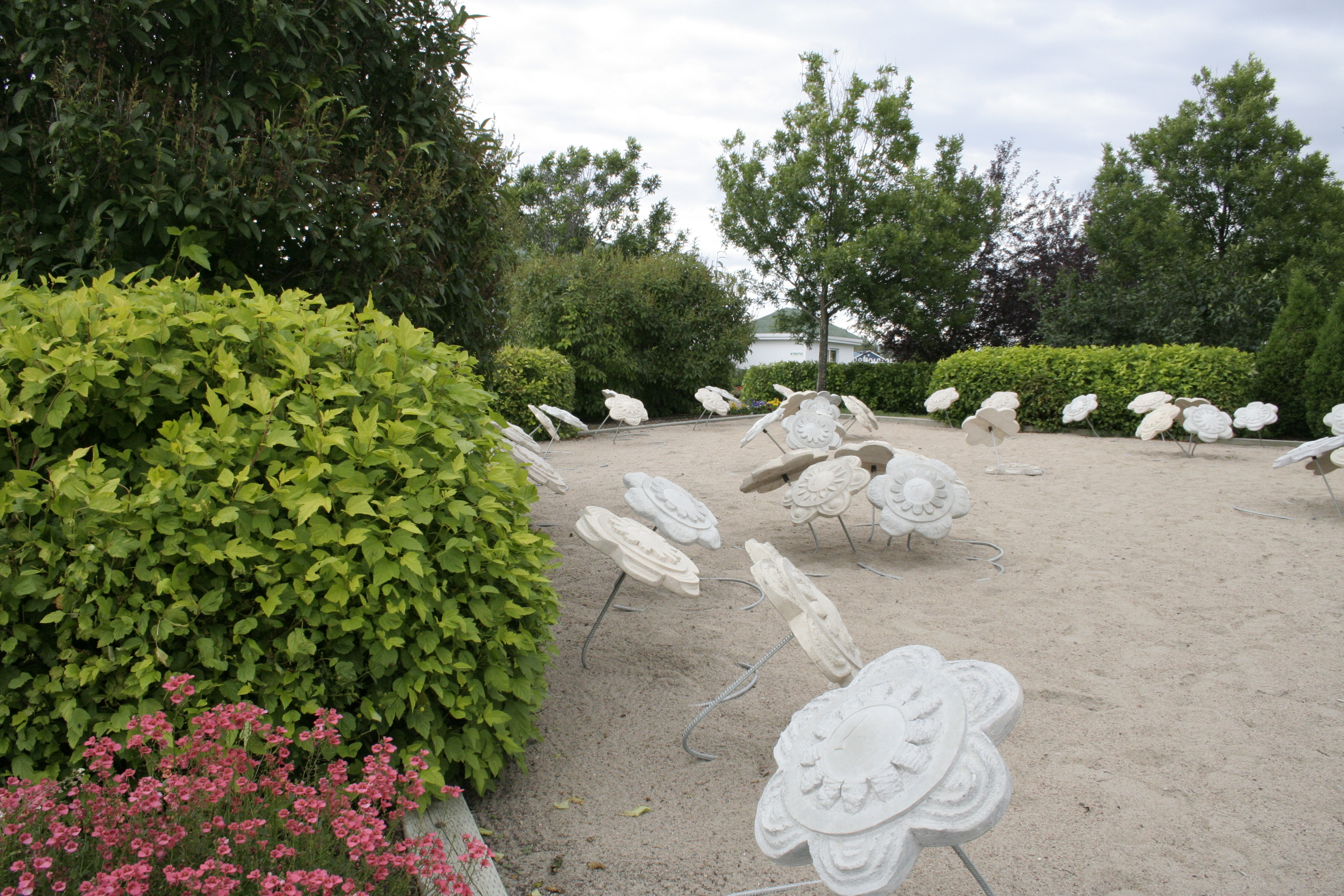
125 fleurs de béton où sont inscrites les pensées des employés de BPDL.
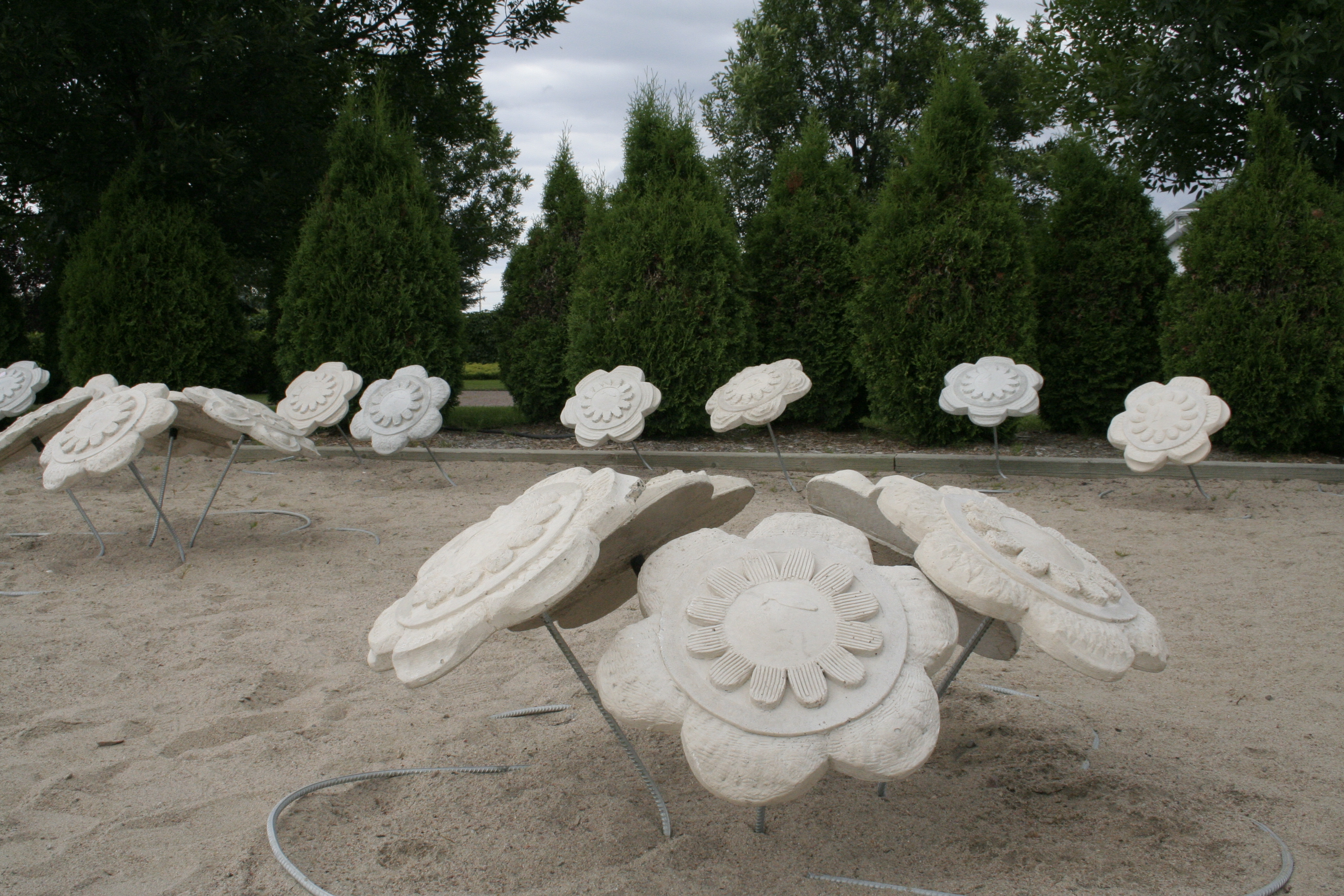
Il faut arroser les 125 fleurs de béton pour lire les pensées.
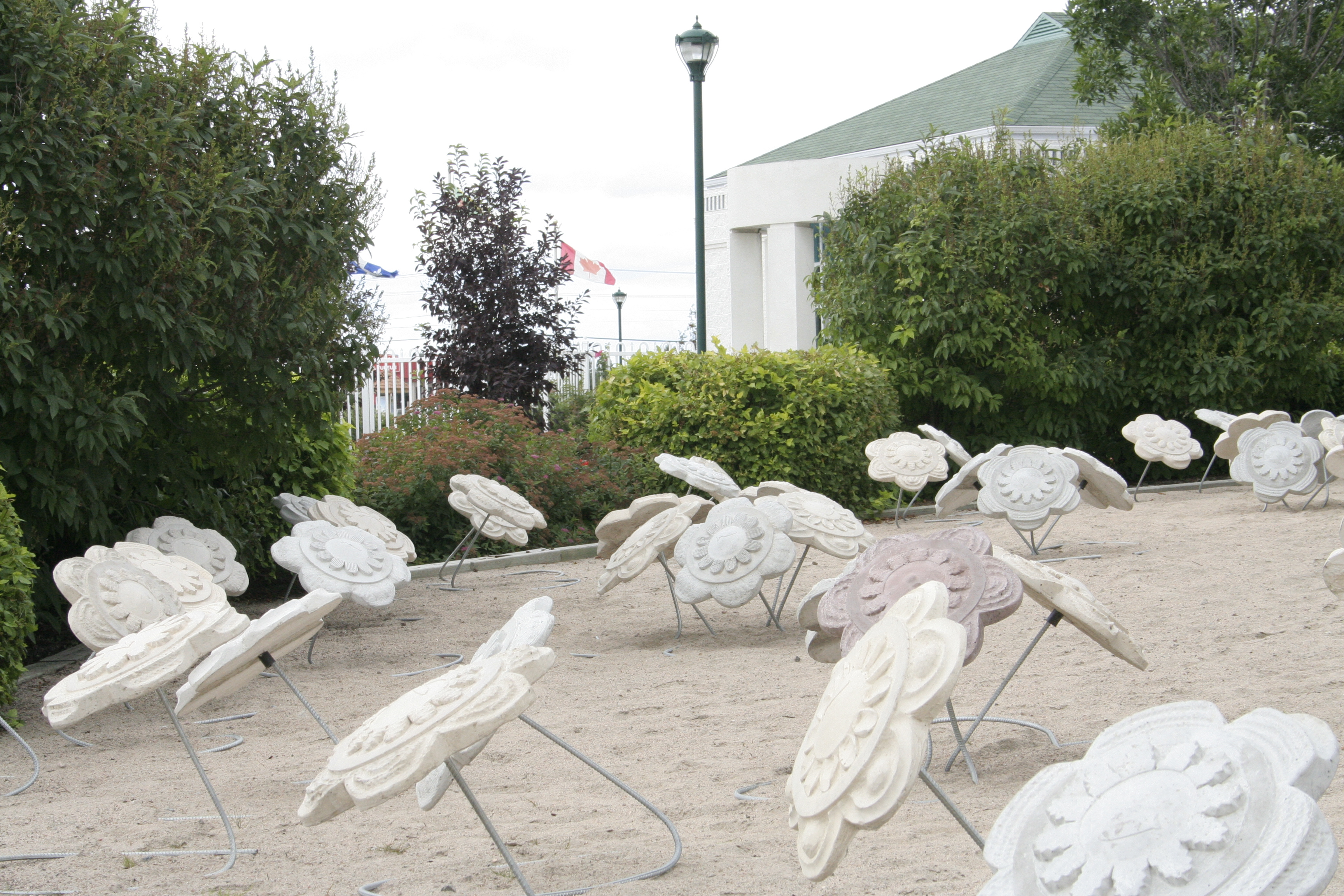
125 fleurs pétrifiées installées aux Grands Jardins de Normandin en 2006.

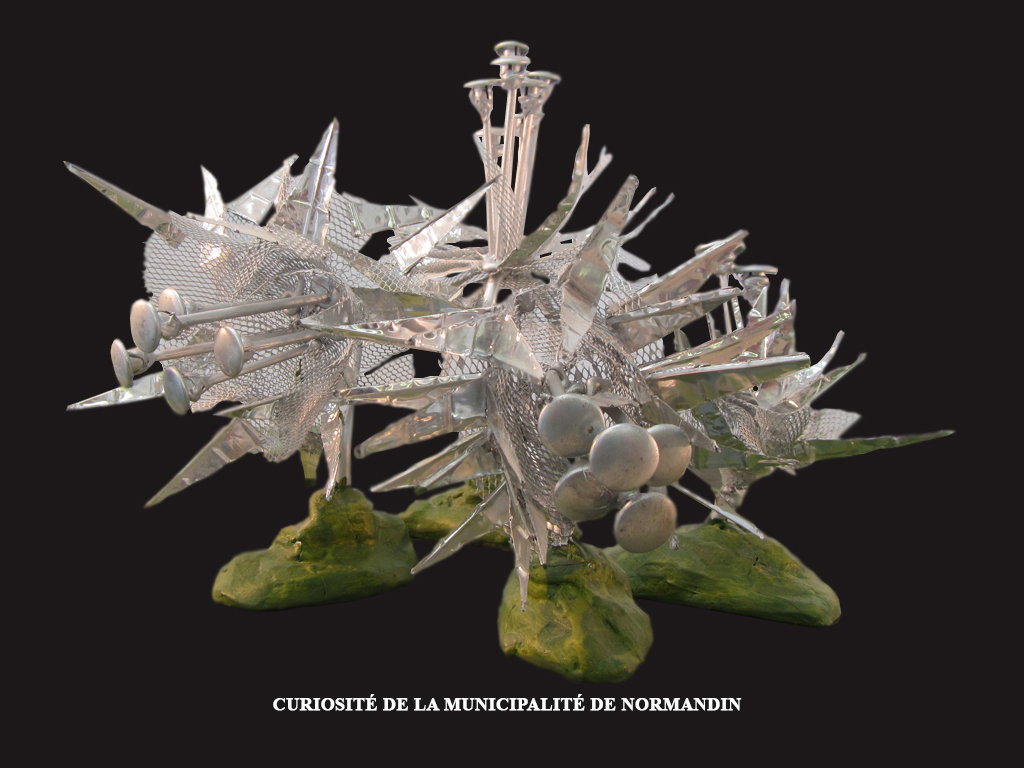
Curiosité de la communauté de Normandin.

#### Chroniques du pays de la ouananiche
La rumeur et la curiosité de la communauté de Normandin (Québec, Canada) sont créés par Interaction Qui afin de tisser un fil conducteur légendaire entre les différentes localités de la région Saguenay—Lac-Saint-Jean.

#### Partenaires
Les Grands Jardins de Normandins (Québec, Canada), Béton Préfabriqué Du Lac et le Conseil des Arts du Canada.
Localisation: 48° 50′ 34,7″ N, 72° 30′ 57,9″ O
1515 Av. du Rocher, Normandin, QC G8M 3Y2
Normandin, Québec, Canada

### Tacon Site des Patenteux

#### Thématique
Le Tacon Site des Patenteux, est installé au Parc du millénaire de Bégin. Il porte le numéro 11 sur la carte. Il est le onzième monument à l'effigie de l'emblème animalier à être implanté sur le territoire par le collectif d'artistes Interaction Qui. Il est inauguré le 18 octobre 2006 sous le thème des patenteux, terme désignant au Québec un bricoleur ingénieux qui se débrouille avec des moyens de fortune. Quatre-vingts élèves de l'école primaire St-Jean de la municipalité de Bégin ont déposé́ au cœur du Tacon Site des Patenteux des capsules d'espoir. La manœuvre consiste à écrire un message personnel sur leur avenir. Ces capsules temporelles sont ensuite déposées dans une boite scellée par une pierre en forme de pigeon voyageur. Ce pigeon est porteur de la vision d'avenir de tous les jeunes de Bégin. Le dévoilement de tous les messages est prévu pour le centenaire de la municipalité en 2023.

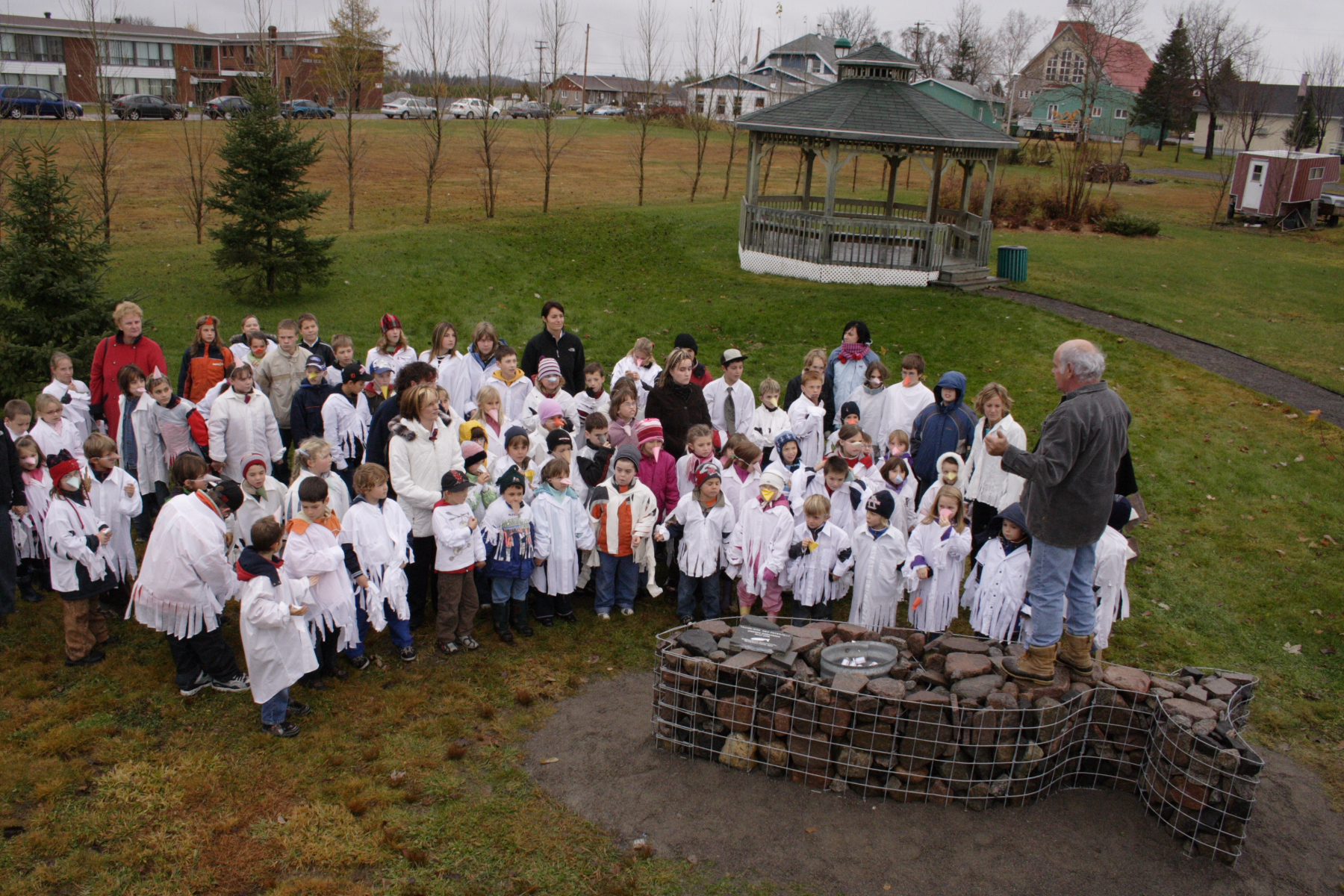
Les élèves de l'école déguisés en pigeon observant Jocelyn Maltais sur le Tacon Site des Patenteux.
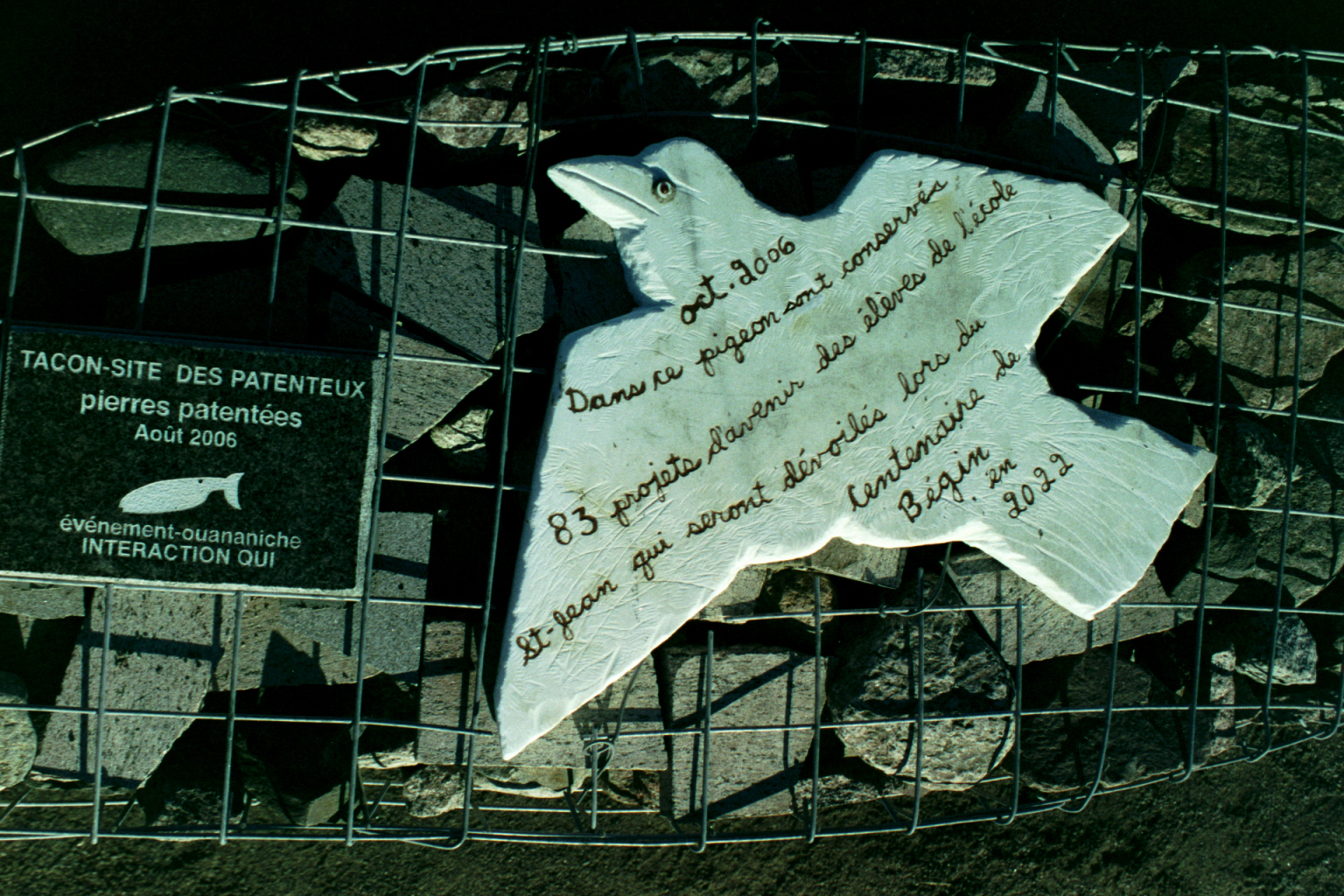
Pigeon de pierre scellant la boite contenant les messages des élèves.
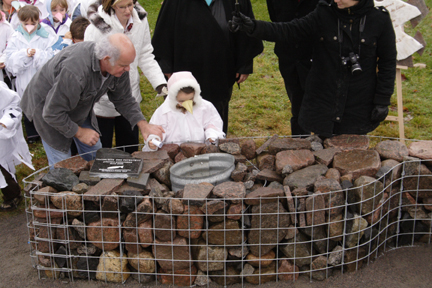
Jocelyn Maltais accompagnant un élève qui dépose sa capsule temporelle dans le Tacon site des Patenteux.

#### Action performative
Pierres Patentées, il s’agit de célébrer l’ingéniosité et la créativité des artistes autodidactes œuvrant en art brut. Un sentier pédestre réalisé par les béginois rassemble les œuvres d’artistes du milieu. Monsieur Bertrand Bergeron, auteur et expert en contes et légendes de la région Saguenay—Lac-Saint-Jean, a créé le conte « La reine malade » donnant une explication à l’Arbre Hache se trouvant dans le sentier pédestre.

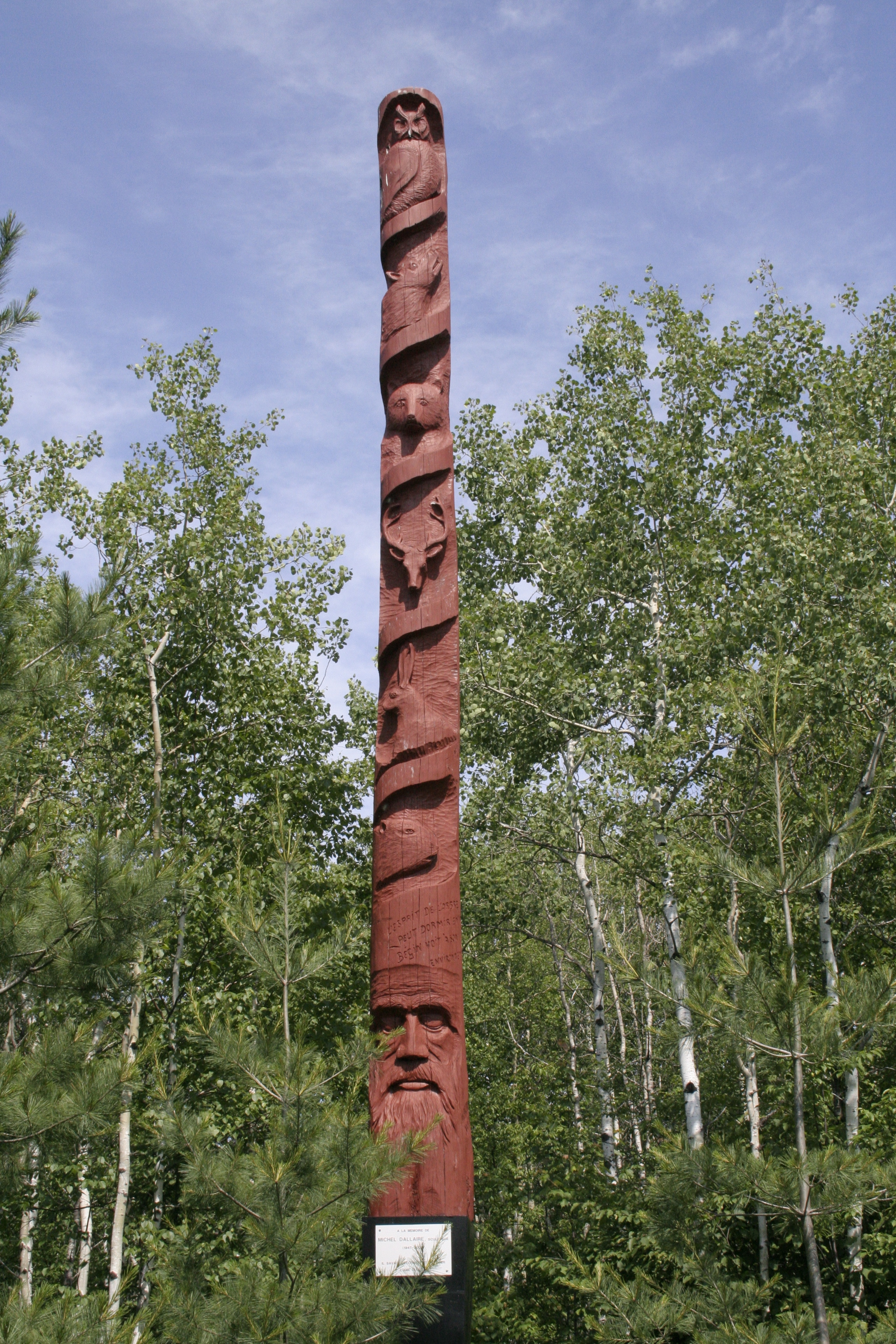
Totem, sentier pédestre de la municipalité de Bégin.
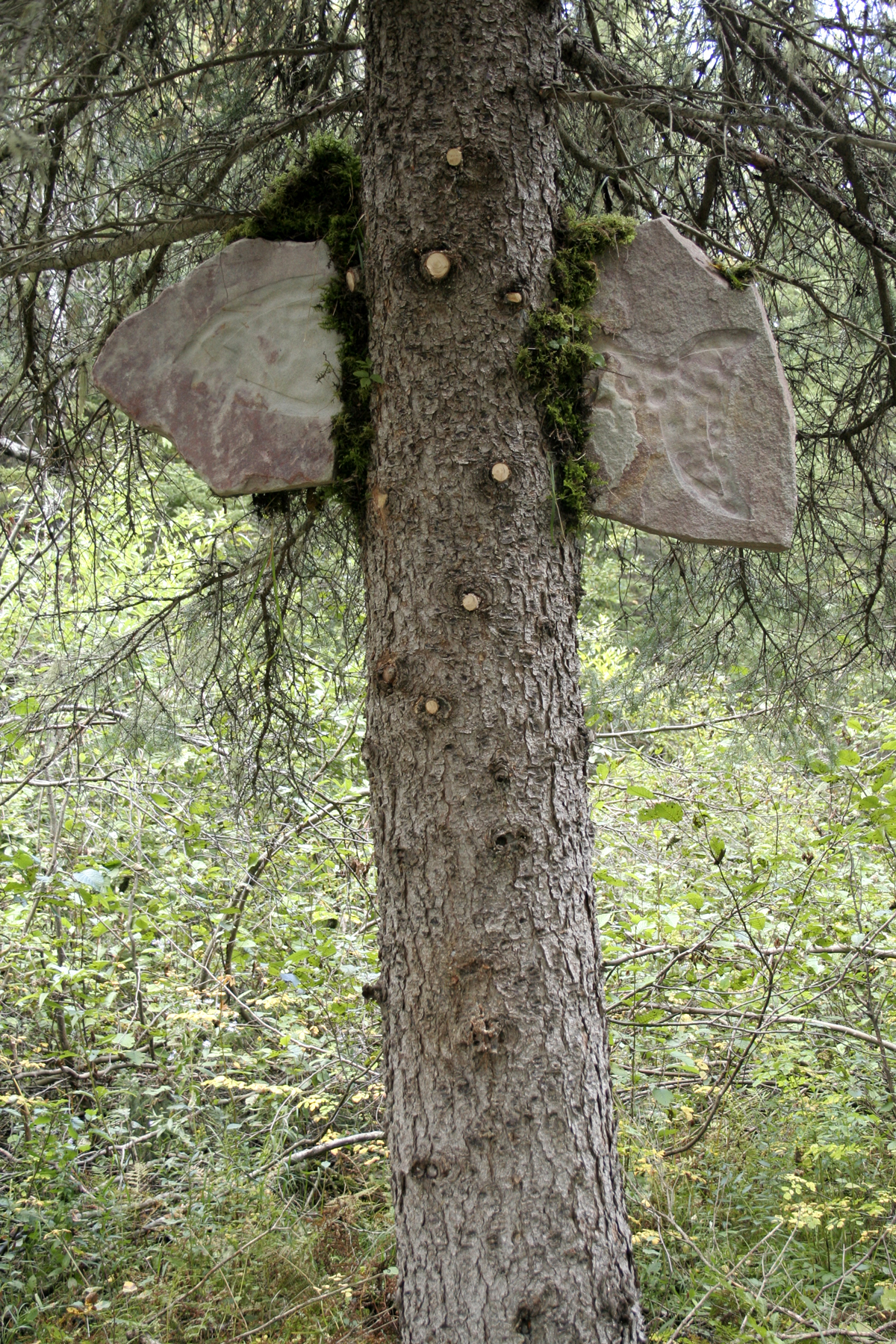
L'Arbre Hache, curiosité située dans le sentier pédestre de la municipalité de Bégin.
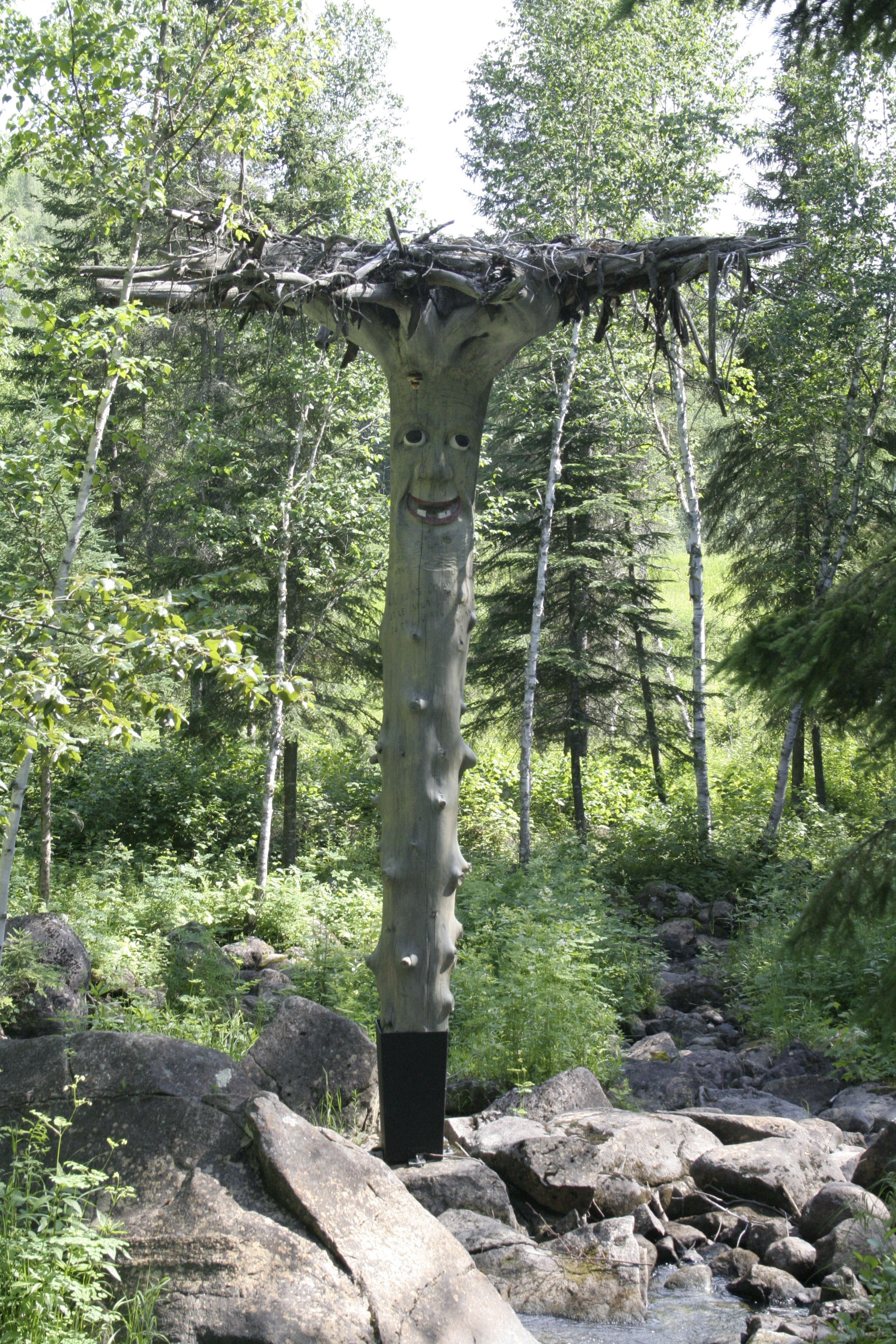
Personnage, sentier pédestre de la municipalité de Bégin.

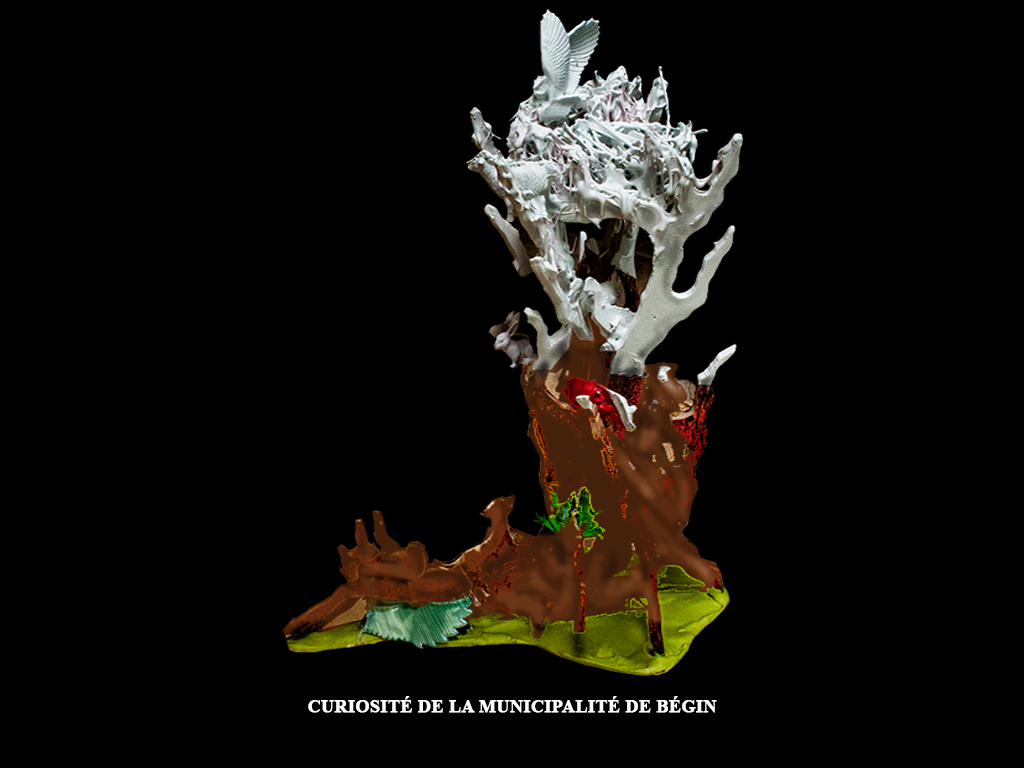
Curiosité de la communauté de Bégin.

#### Chroniques du pays de la ouananiche
La rumeur et la curiosité de la communauté de Bégin (Québec, Canada) sont créés par Interaction Qui afin de tisser un fil conducteur légendaire entre les différentes localités de la région Saguenay—Lac-Saint-Jean.

#### Partenaires
Le personnel de l'école St-Jean de Bégin, la municipalité de Bégin et le Conseil des Arts du Canada.
Localisation:48° 40′ 26″ N, 71° 21′ 37″ O
127 Rue Parent S, Le Fjord-du-Saguenay, QC G0V 1B0
Bégin, Québec, Canada

### Tacon Site des Forêts

#### Thématique
Le Tacon Site des Forêts est implanté au camping Camp d’Accueil situé dans la municipalité de Ferland-et-Boilleau. Il porte le numéro 12 sur la carte. Il est le douzième à être installé sur la trajectoire formant une immense ouananiche, l’emblème animalier du Saguenay—Lac-Saint-Jean. La thématique abordée concerne la forêt qui est une ressource à exploiter et à protéger mais aussi un milieu de vie pour les populations avoisinantes. Il est inauguré le 1er juin 2007 par le collectif d’artistes Interaction Qui et les élèves de l’école Saint-Gabriel de Ferland-et-Boilleau. Pour cette occasion, Monsieur Bertrand Bergeron, auteur et expert en contes et légendes de la région Saguenay—Lac-Saint-Jean, a créé un nouveau Conte du Pays de la Ouananiche, il s’agit de « La forêt des Arbres Flûtes ».

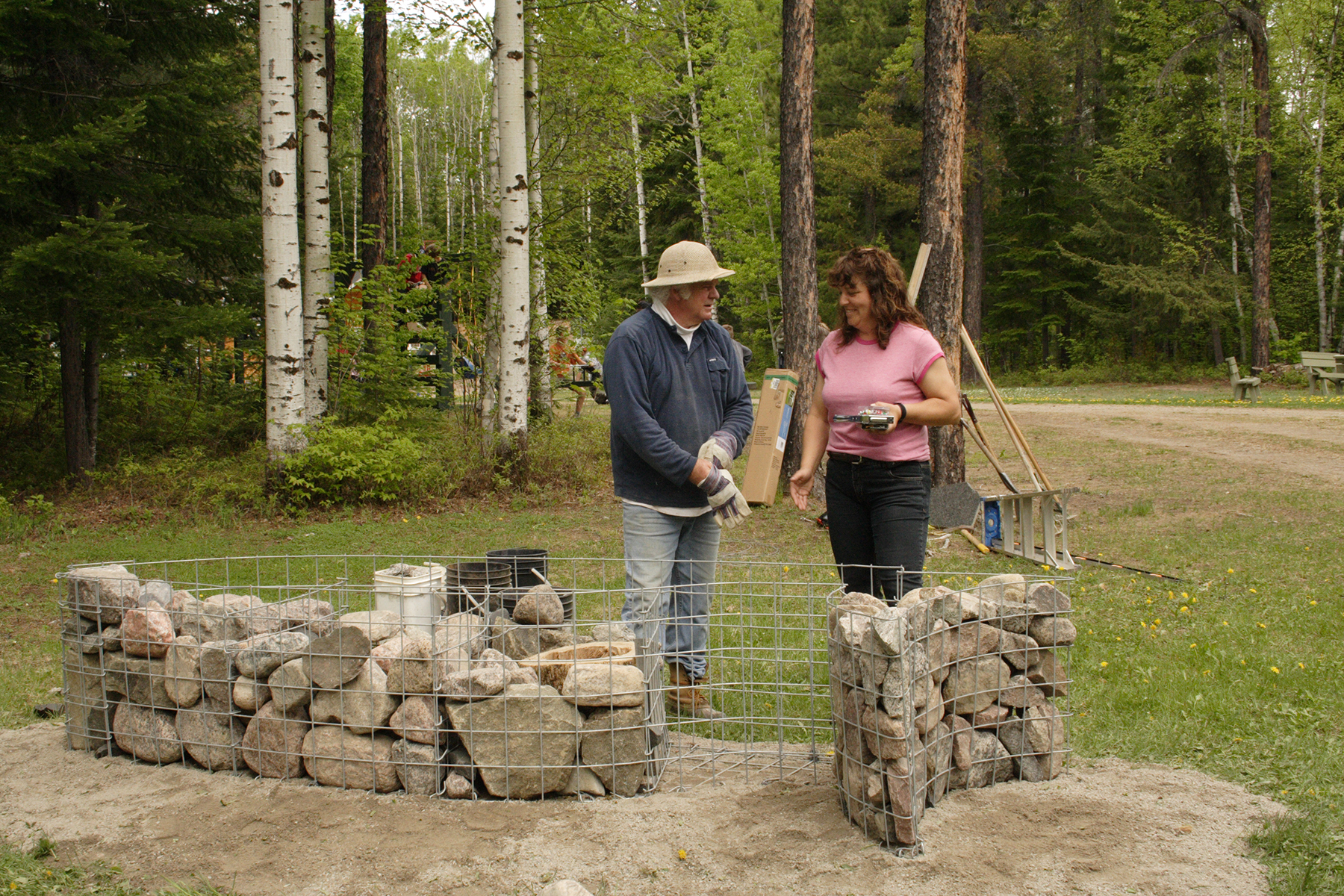
Jocelyn Maltais, artiste du collectif Interaction Qui discutant avec une participante au projet d'implantation du Tacon Site des Forêts.
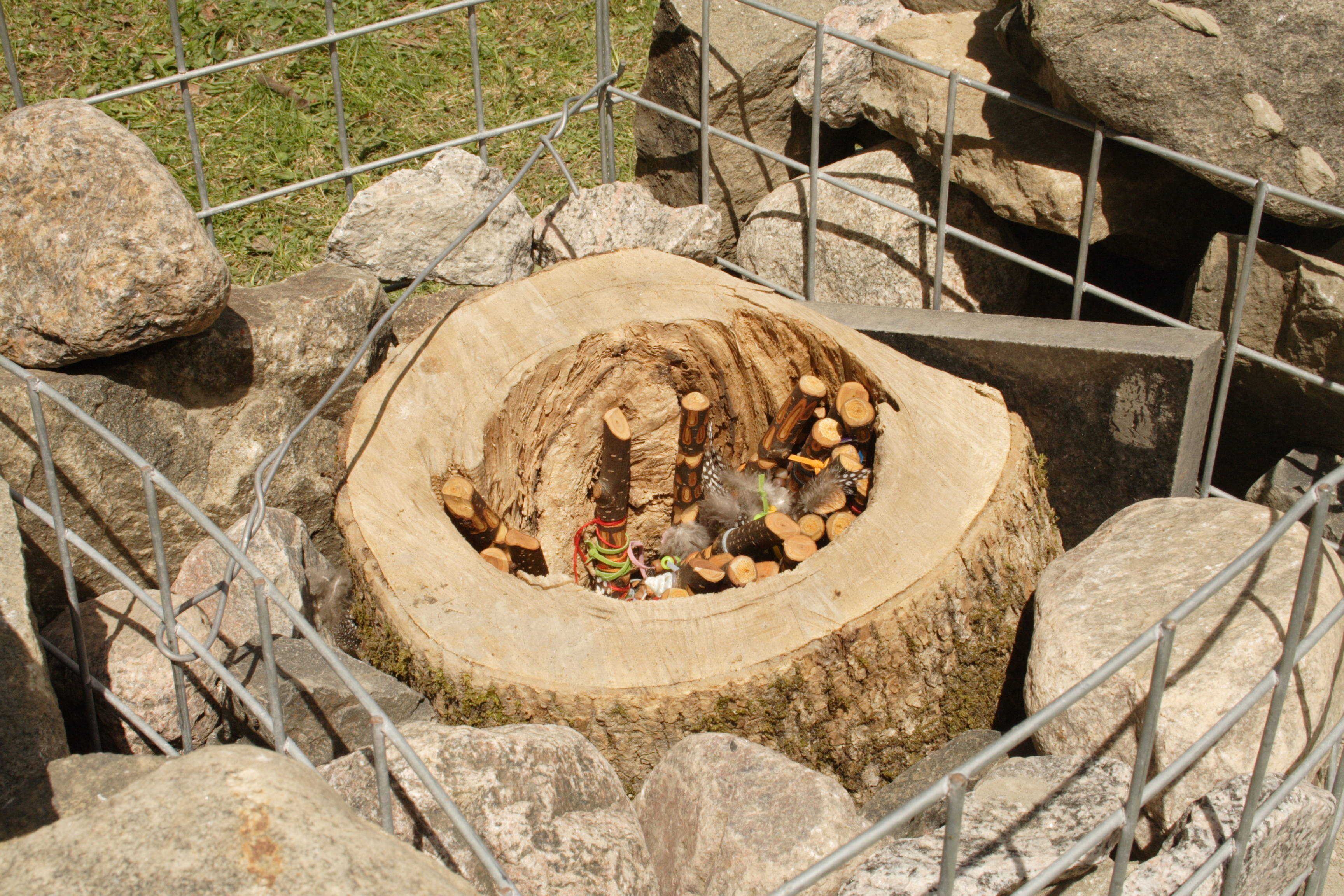
Les flûtes réalisées par les élèves de Ferland et Boilleau sont enfouies dans le Tacon Site des Forêts.
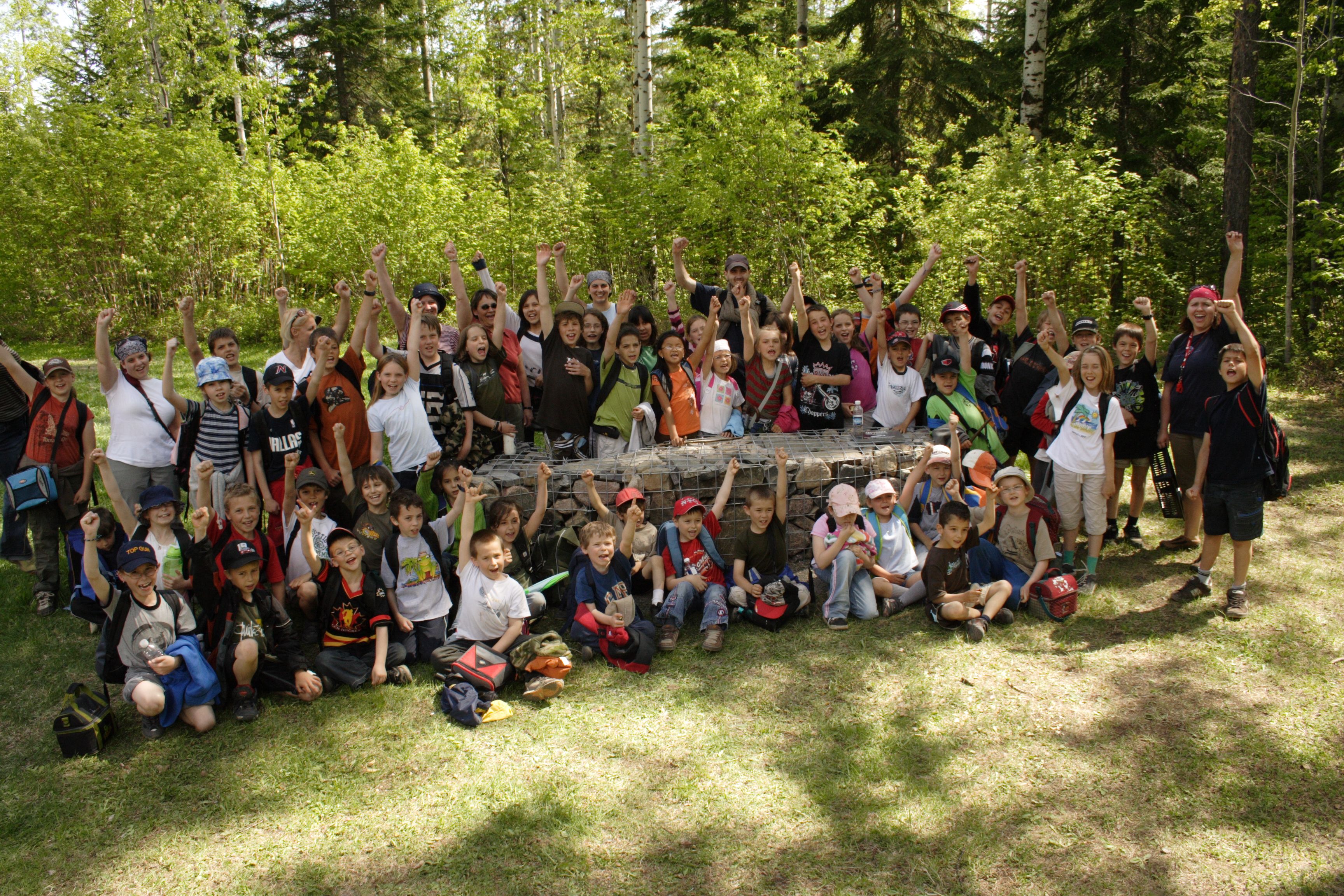
Les enfants de Ferland-et-Boilleau devant le Tacon Site des Forêts. Il appartient à la communauté de Saint-Ludger-De-Milot, Québec, Canada.

#### Action performative
Pierres Bûchées, les élèves de l’école Saint-Gabriel de Ferland et Boilleau ont reçu une branche d’aulne du collectif d’artistes afin de créer un Arbre Flûte. Chacun doit faire la décoration de leur Arbre Flûte. Il s’agit de réaliser des nœuds, d’insérer des perles ou de tresser des fils de couleur afin de le personnaliser. Dans un deuxième temps, lors de l’implantation du Tacon Site des Forêts, ils participent à un défilé les conduisant à l’emplacement du Tacon Site. En échange de leur Arbre Flûte, qu’ils déposent dans le tronc d’un arbre creux enfoui dans le Tacon Site, ils reçoivent un sifflet traditionnel fabriqué en bois d’aulne.

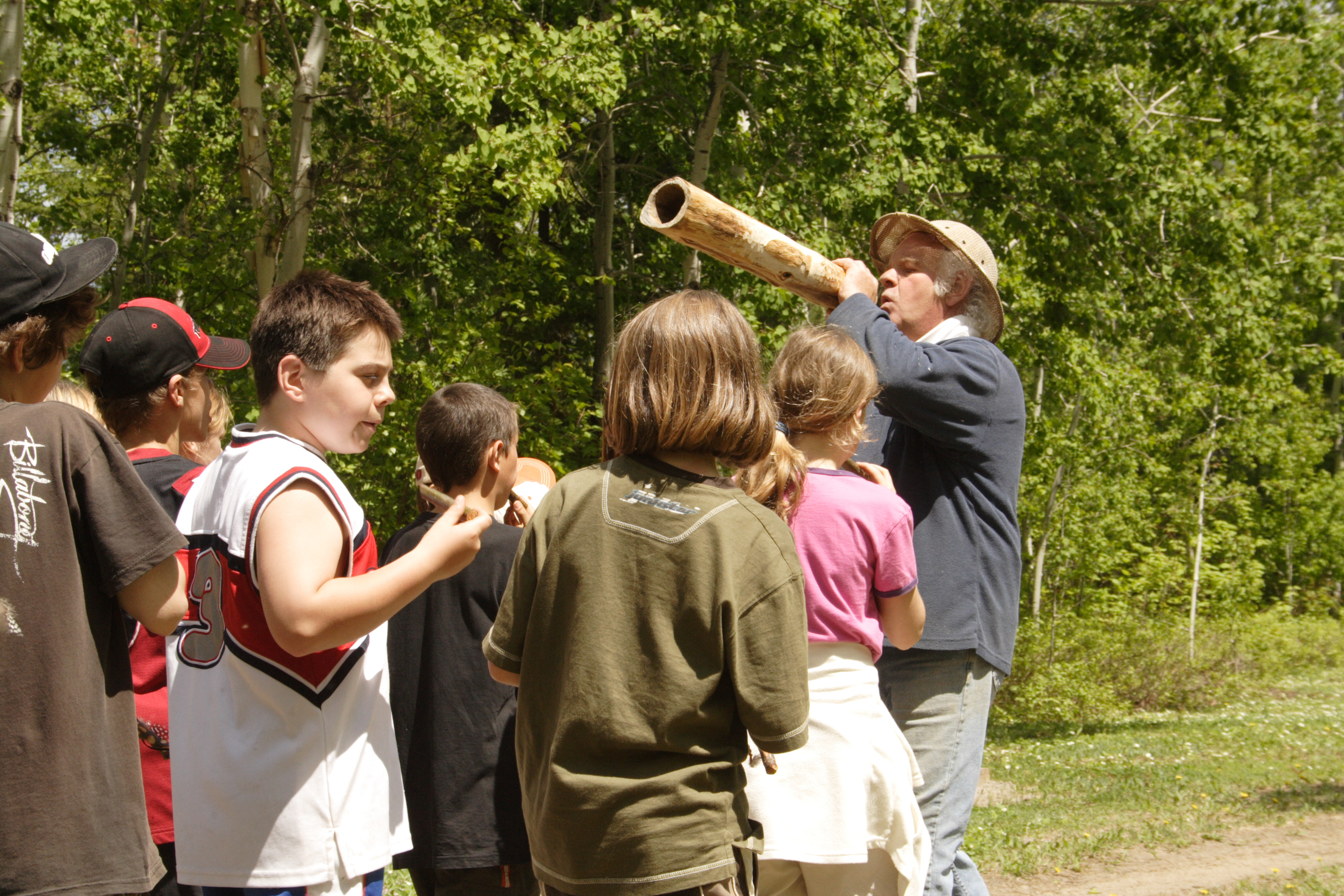
Action performative Pierres Bûchées réalisée par le collectif d'artistes Interaction Qui dans le cadre de l'implantation du Tacon Site des Forêts.
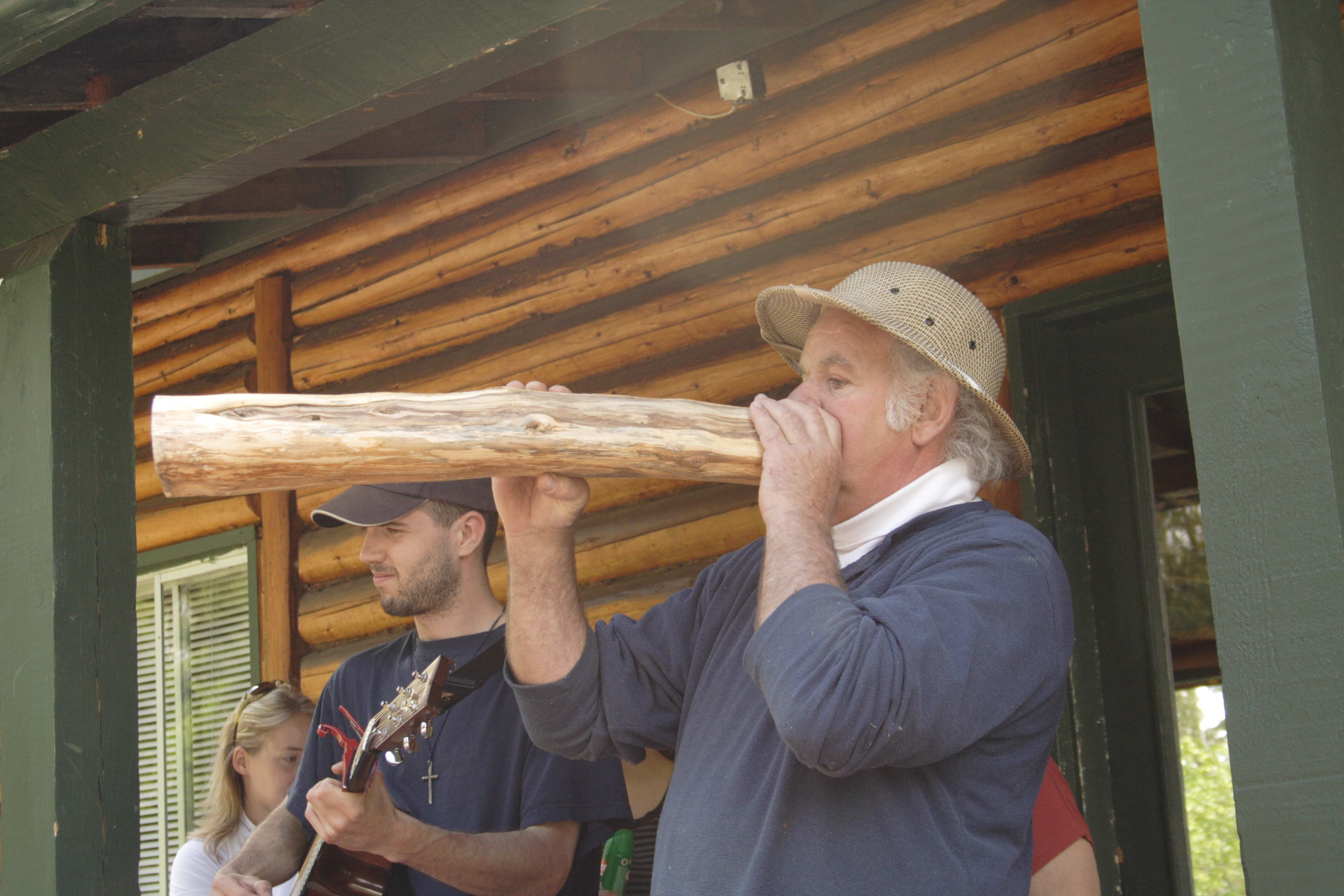
L'artiste Jocelyn Maltais du collectif Interaction Qui soufflant dans l'Arbre Flûte lors de l'exécution de l'action performative Pierres Bûchées.
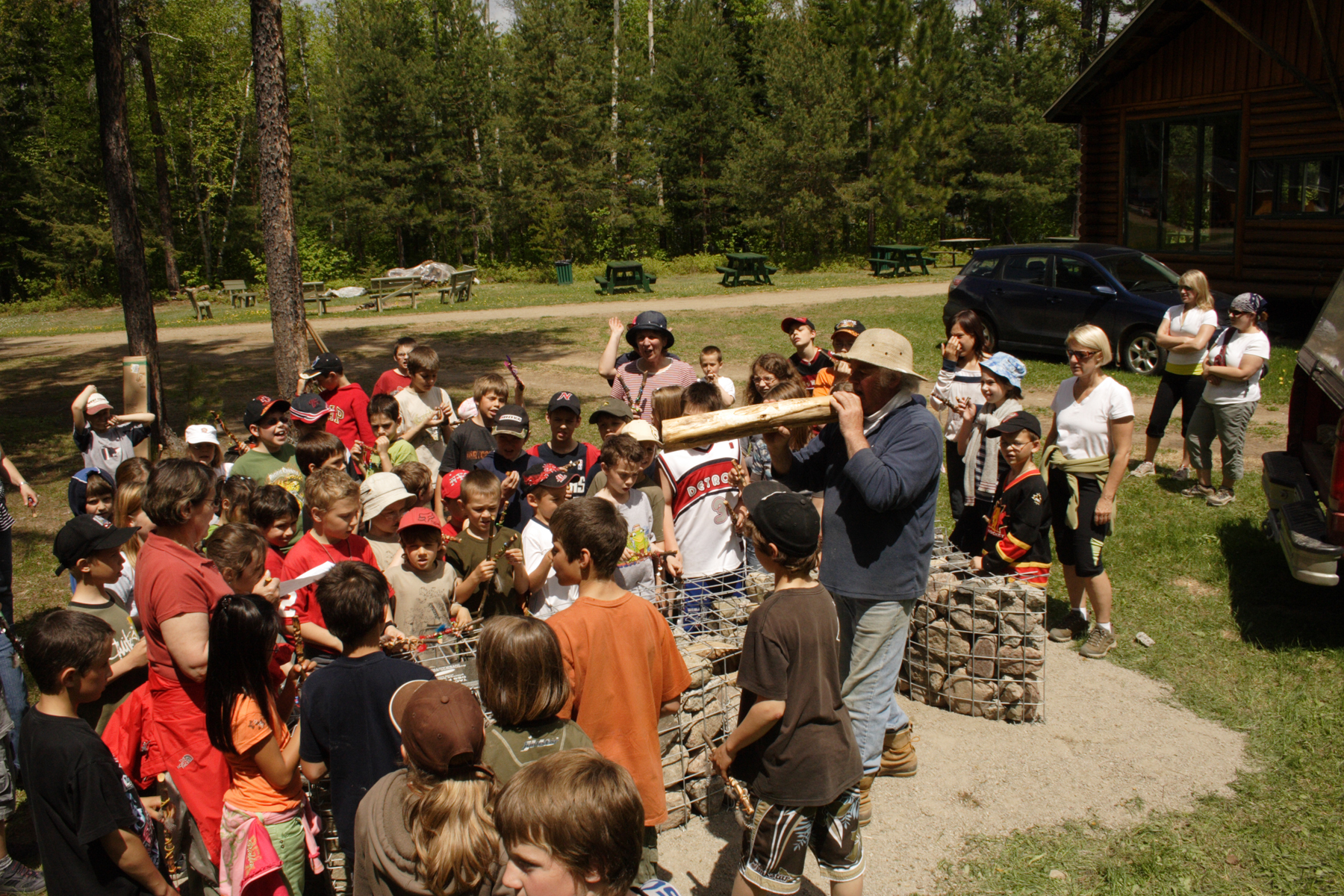
Jocelyn Maltais accompagnant les élèves qui déposent leurs Arbres Flûtes dans le Tacon Site des Forêts.

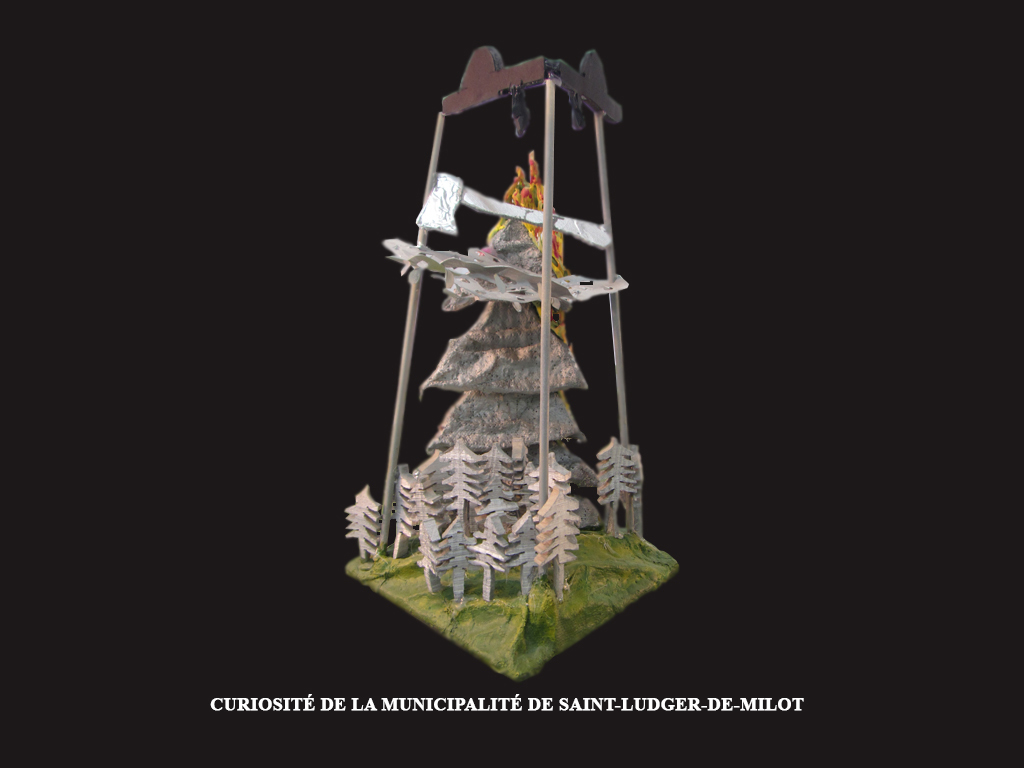
Curiosité de la communauté de Saint-Ludger-de-Milot.

#### Chroniques du pays de la ouananiche
La rumeur et la curiosité de la communauté de Saint-Ludger-de-Milot (Québec, Canada) sont créés par Interaction Qui afin de tisser un fil conducteur légendaire entre les différentes localités de la région Saguenay—Lac-Saint-Jean.

#### Partenaires
Le personnel de l'école St-Gabriel de Ferland-et-Boilleau, et le Conseil des Arts du Canada.
Localisation:48° 03′ 53″ N, 70° 50′ 37″ O
225 Chem. du Camp d'Accueil, Ferland-et-Boilleau, G0V 1H0, Québec, Canada

### Tacon Site de la Vallée Glaciaire

#### Thématique
Le Tacon Site de la Vallée Glaciaire est le treizième Tacon Site à être implanté sur le territoire du Saguenay—Lac-Saint-Jean. Il porte le numéro 13 sur la carte. Il est accueilli par le Musée du Fjord le 11 juin 2007 sous une thématique abordant le paysage exceptionnel que nous offre le fjord du Saguenay, un phénomène naturel qui ouvre une voie sur le monde. Les élèves de l’école Saint-Joseph de La Baie ont collaboré à l’installation du Tacon Site ainsi qu’à l’action performative. Le Tacon Site de la Vallée Glaciaire a une particularité, il est traversé par une flèche littorale qui est un rappel de la flèche littorale du Saguenay se situant en face de la municipalité de Saint-Fulgence. Ce phénomène naturel marque la fin du fjord et le début de la rivière Saguenay. Les élèves ont déposé la cassette d’or contenant les 4 œufs magiques au cœur du Tacon Site.

#### Action performative
Pierres Escarpées, est l'action performative qui origine du conte « Le baiser de la sirène » imaginé par l’auteur Bertrand Bergeron. Les élèves de l’écoles Saint-Joseph participent à la création de 4 œufs magiques qui seront déposés dans une cassette d’or. Chaque œuf contient un objet rappelant les 4 éléments décrivant le monde selon les philosophes grecs de l’antiquité soit : une plume pour l’air, un morceau de charbon pour le feu, un grain de semence pour la terre et un engin de pêche pour l’eau. À la fin de l’activité, les élèves doivent échanger leur élément contre une pierre magique servant à appeler le roi des ouananiches ou le roi des saumons.

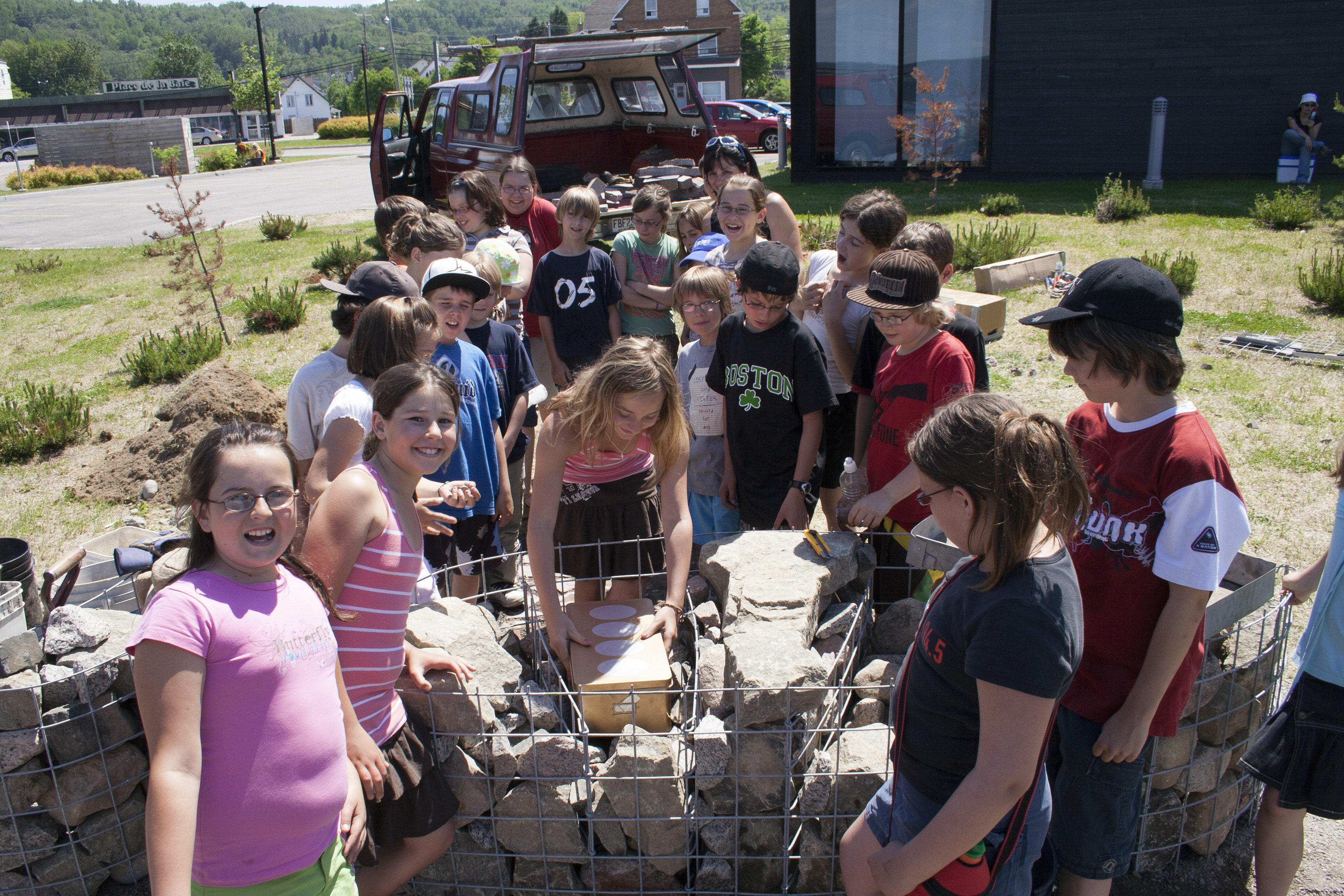
L'artiste Jocelyn Maltais examine les éléments apportés par les élèves pour les déposer dans les œufs d'or.
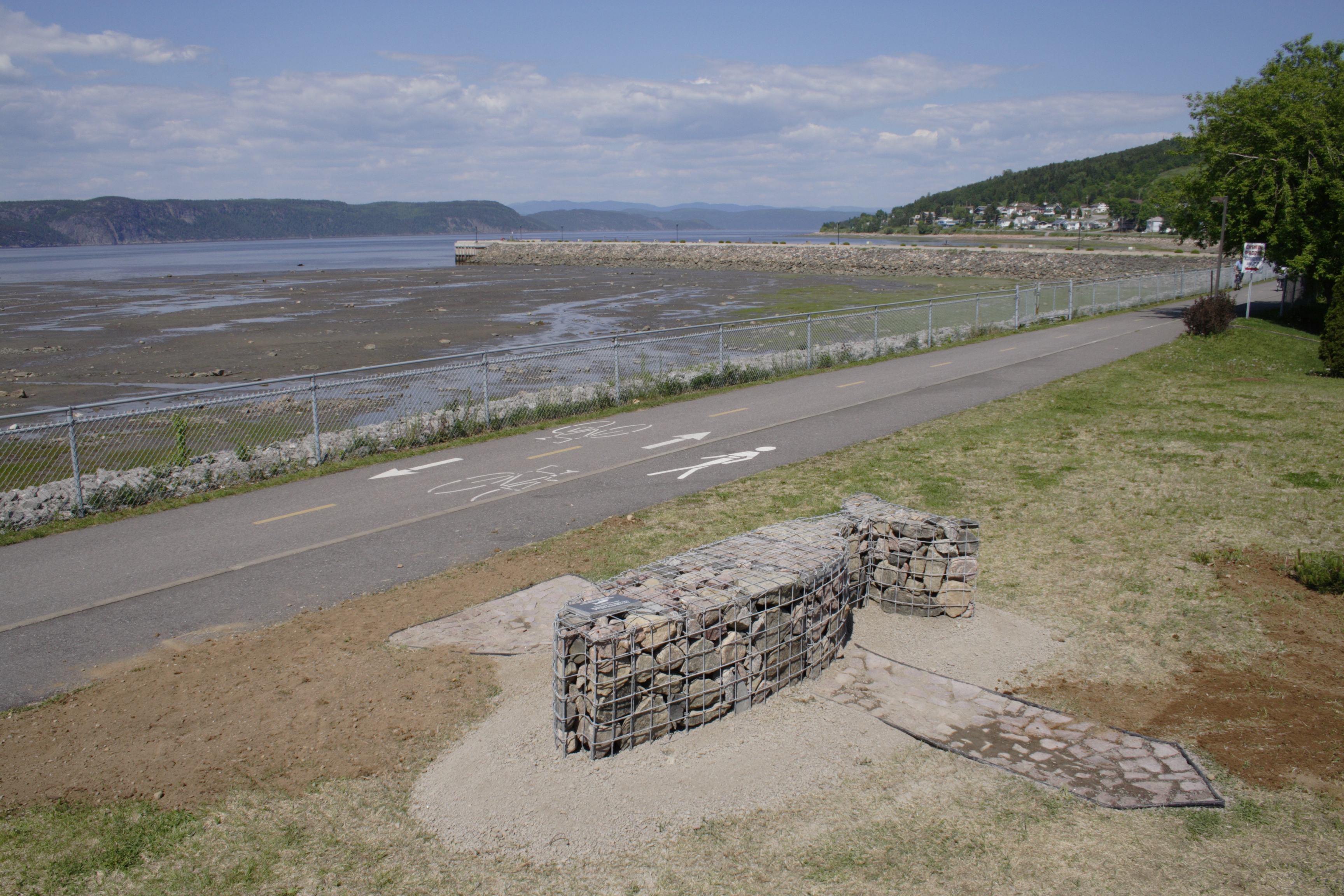
Les œufs d'or sont placées dans un coffre qui sera déposé dans le Tacon Site de la Vallée Glaciaire.
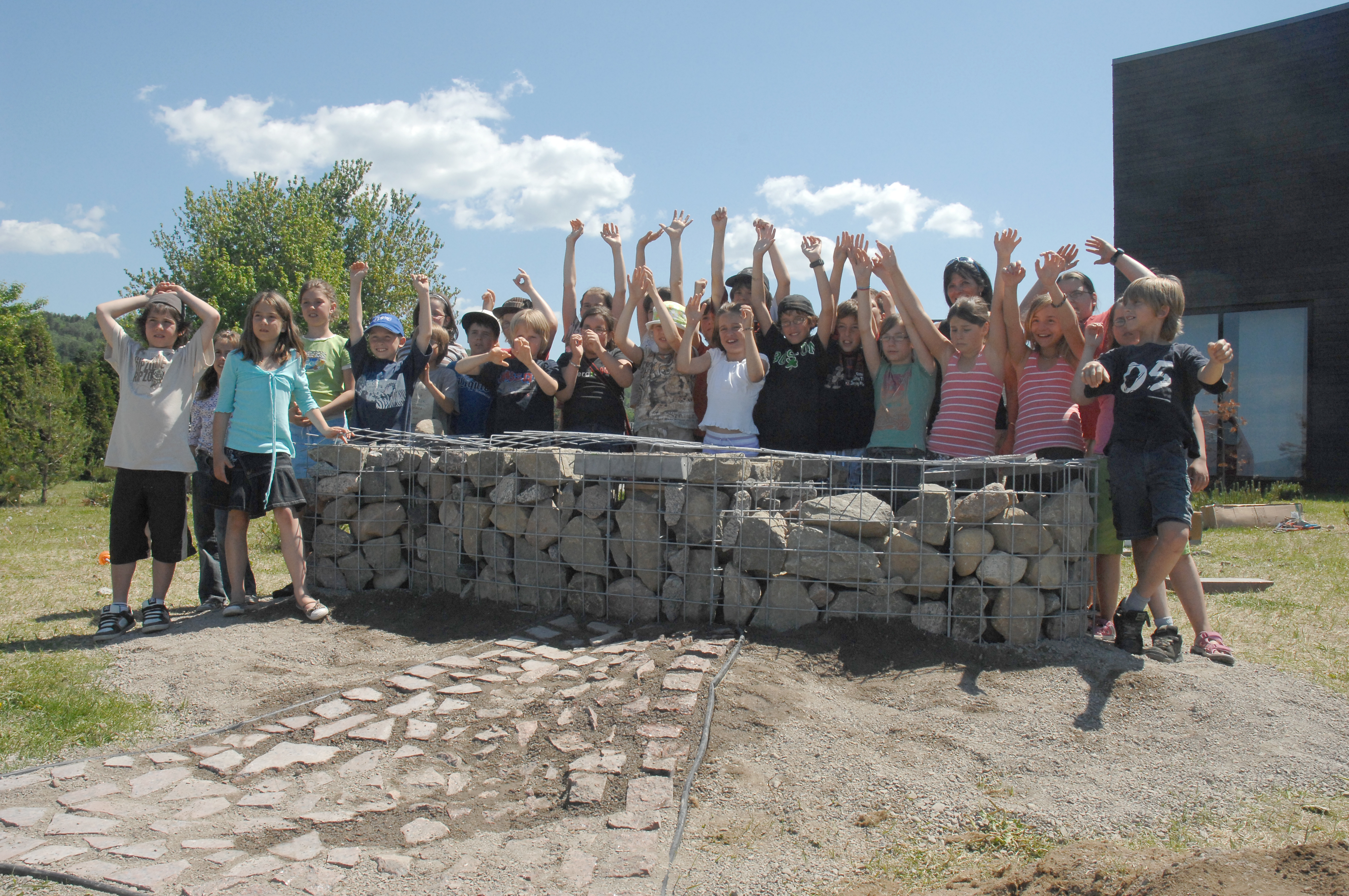
L'artiste Jocelyn Maltais fait ses recommandations aux élèves lors du dépôt des éléments magiques.

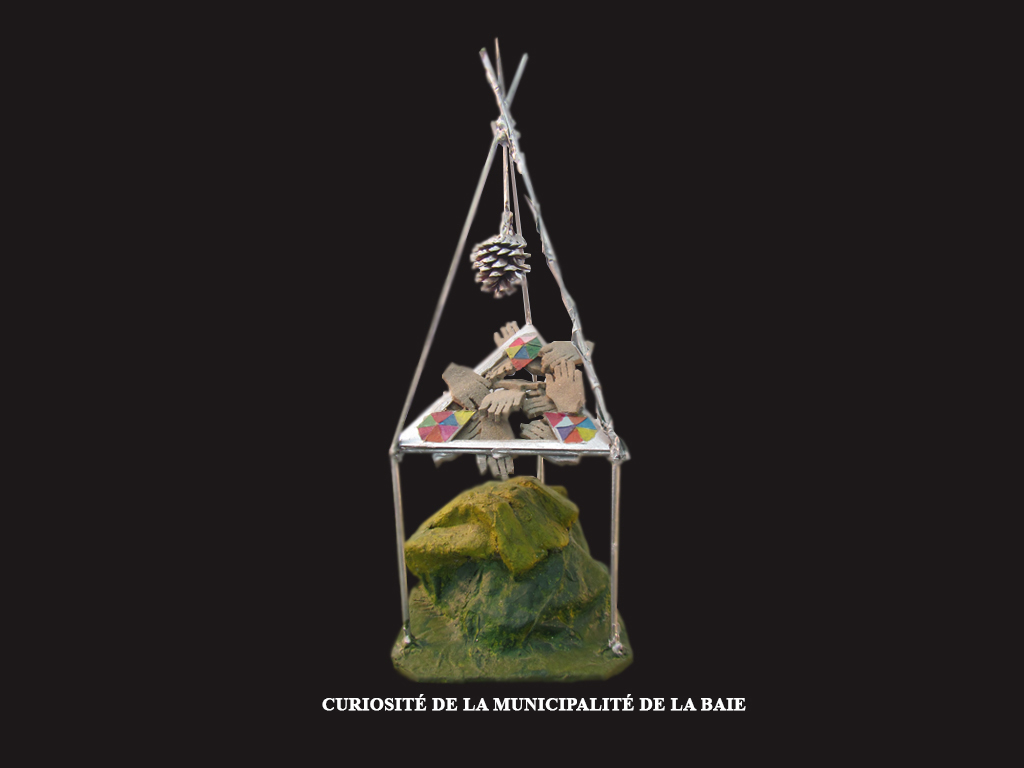
Curiosité de la communauté de La Baie.

#### Chroniques du pays de la ouananiche
La rumeur et la curiosité de la communauté de La Baie (Québec, Canada) sont créés par Interaction Qui afin de tisser un fil conducteur légendaire entre les différentes localités de la région Saguenay—Lac-Saint-Jean.

#### Partenaires
Le Musée du Fjord de La Baie à Saguenay (Québec, Canada), le personnel de l'école St-Joseph de La Baie et le Conseil des Arts du Canada.
Localisation:48° 19′ 03″ N, 70° 51′ 14″ O

3346 Boulevard de la Grande-Baie-Sud, La Baie, Québec, Canada, G7B 1G2

### Tacon Site du Savoir-Faire

#### Thématique
Tacon Site du Savoir-Faire est le quatorzième Tacon Site installé sur le territoire du Saguenay—Lac-Saint-Jean. Il porte le numéro 14 sur la carte. Il est inauguré le samedi 14 juillet 2007 sur le terrain de la boutique Au Courant d’Art dans le secteur du Bassin de Chicoutimi. L’activité se déroule sous le thème du savoir-faire, voulant ainsi souligner la contribution importante des artisans-créateurs à la vie culturelle du Saguenay—Lac-Saint-Jean. Ce monument dédié à la création a comme particularité de présenter sur l’une de ses faces un reliquaire montrant des œuvres miniatures réalisées par les artisans-créateurs.

#### Action performative
Pierres Façonnées, est l'action performative à laquelle 16 artisans-créateurs participent en créant chacun un objet miniature s’inspirant du récit « Le conte de fées de la reine » de l'auteur Bertrand Bergeron. Ces œuvres placées dans un reliquaire font partie intégrante du Tacon Site du Savoir-Faire. Le duo d’artistes Alain Laroche et Jocelyn Maltais a dévoilé la curiosité « La baguette magique de la fée Ostera » installée devant la boutique au Courant d’Art. Il s’agit d’un carrousel d’objets d’art tournant au gré des vents comme une girouette et une baguette étoilée pointant vers le reliquaire placé dans la queue du Tacon Site du Savoir-Faire.

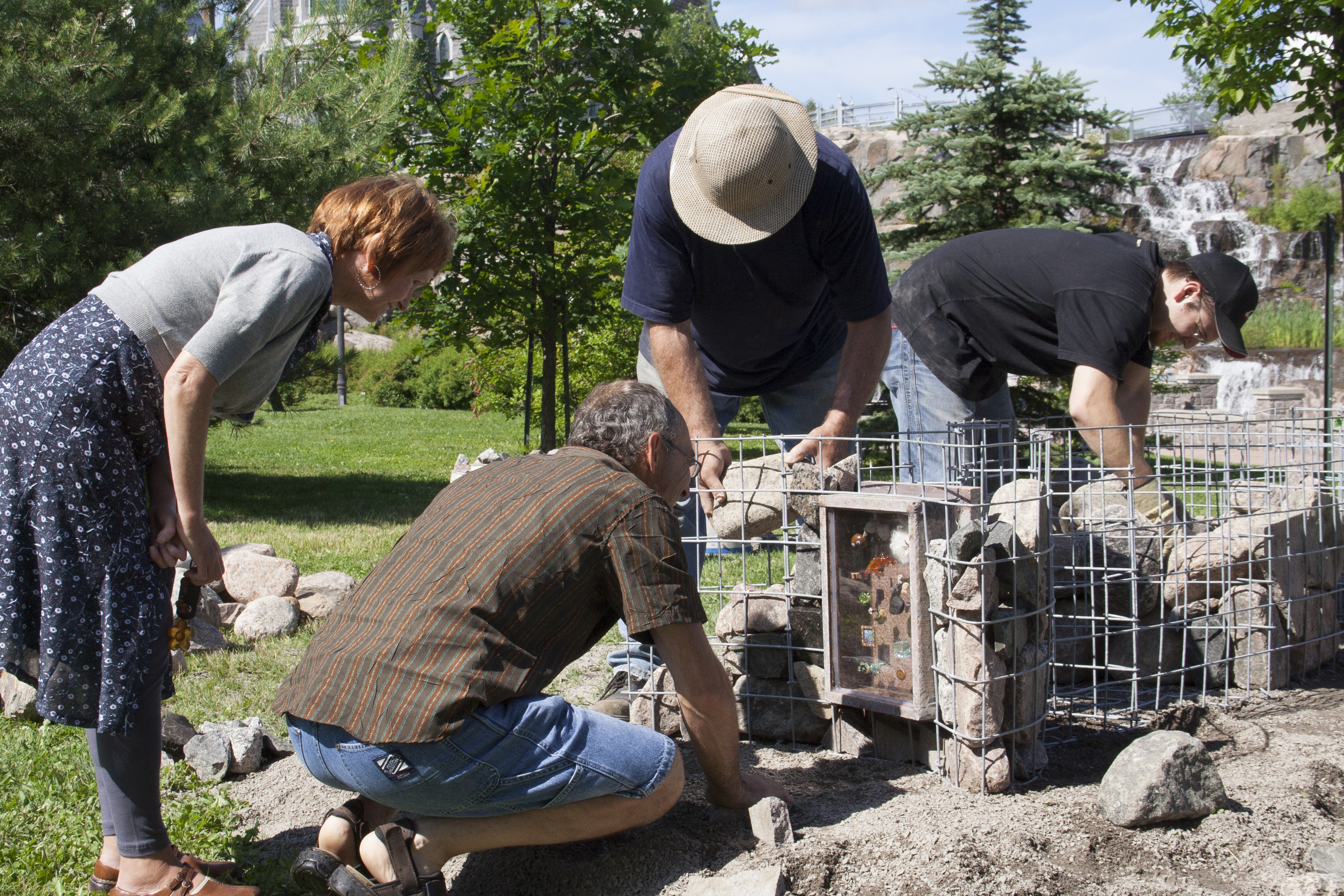
L'artiste Jocelyn Maltais installe le reliquaire contenant les objets fabriqués par les artisans.

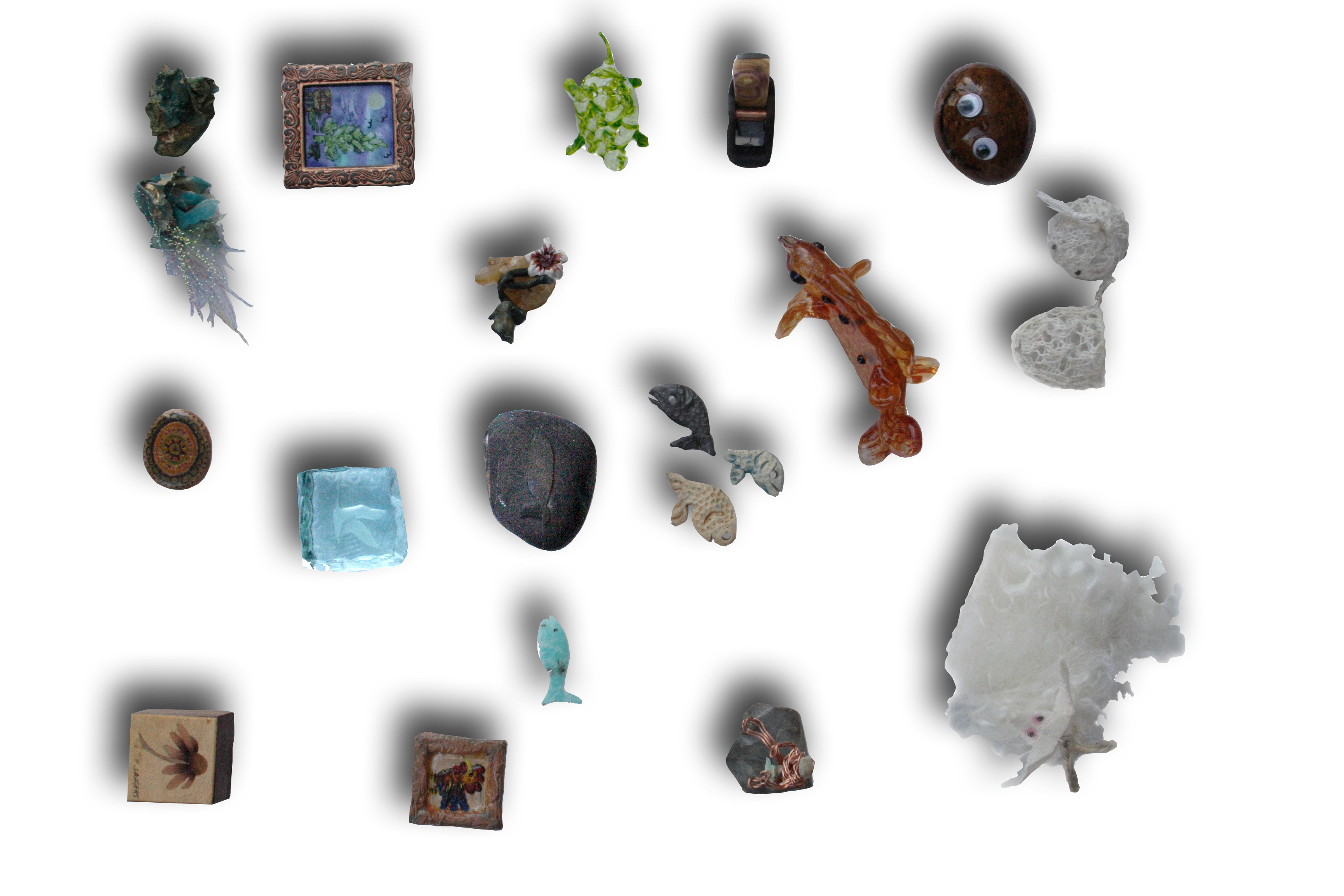
Il s'agit d'objets réalisés par des artisans du Saguenay—Lac-Saint-Jean. Ils sont placés dans un reliquaire installé dans la queue du Tacon Site du Savoir-Faire.
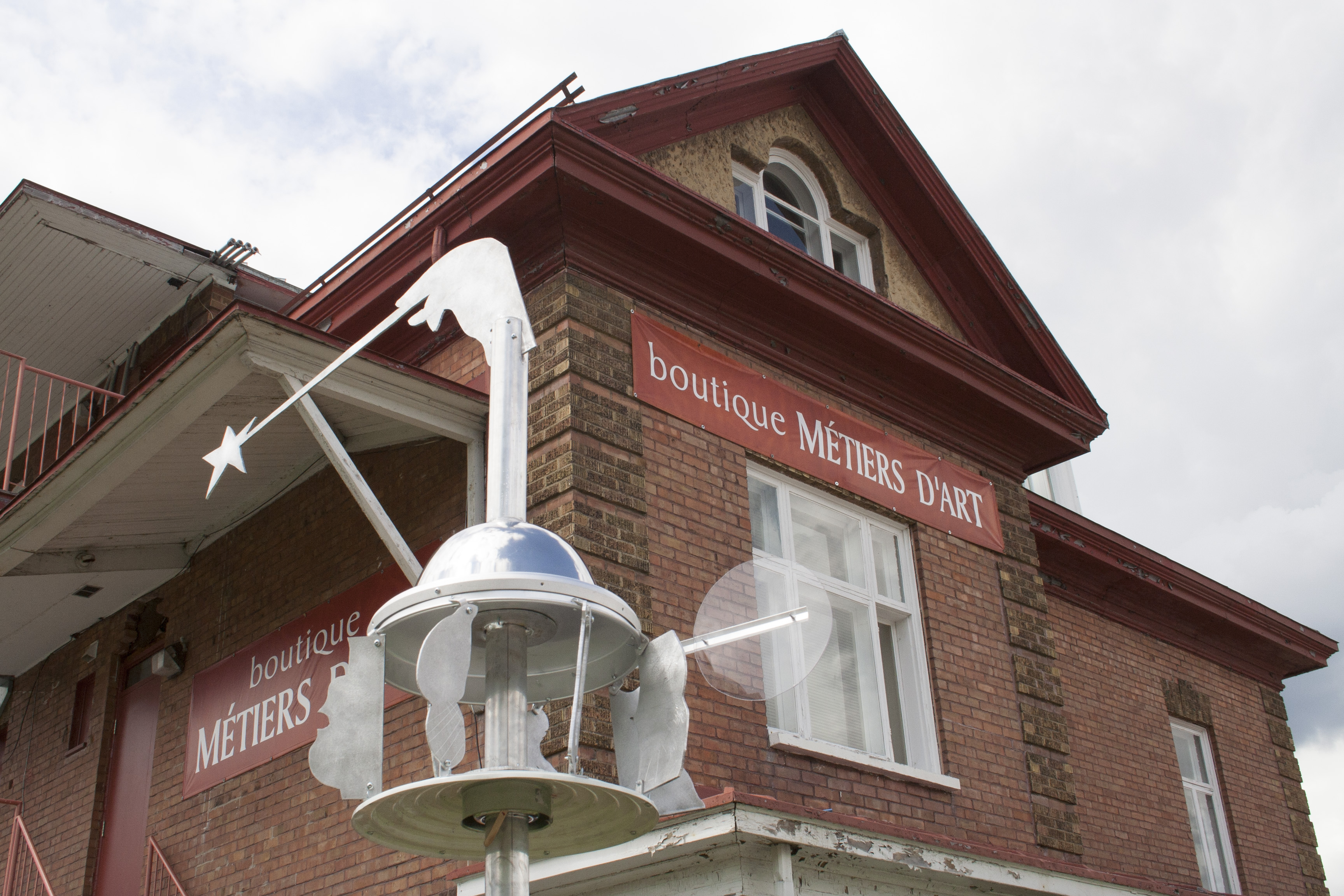
Cette girouette est une curiosité érigée près du Tacon Site du Savoir-Faire. Elle présente différents éléments représentatifs des métiers d'art.
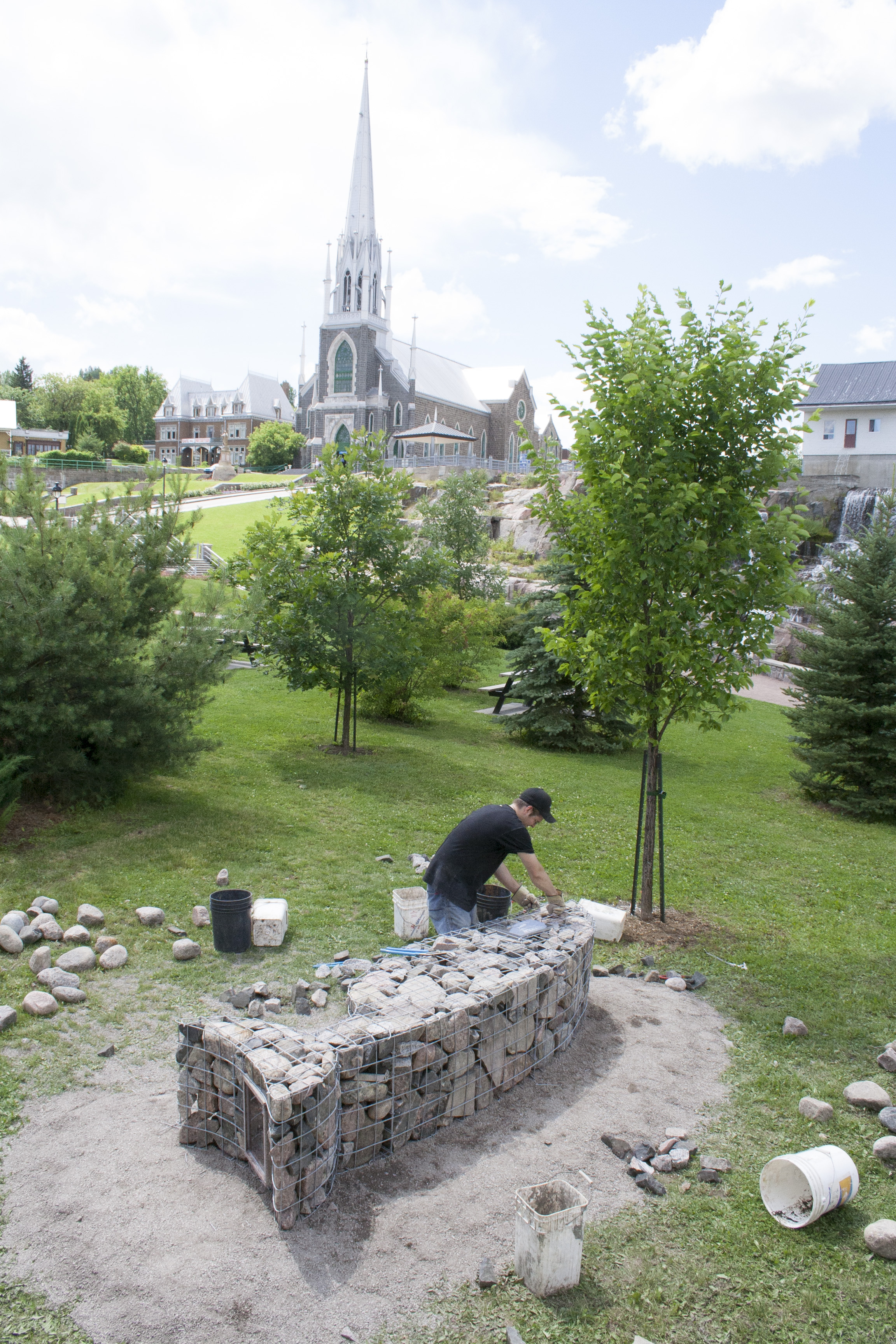
Il s'agit d'objets réalisés par des artisans du Saguenay—Lac-Saint-Jean. Ils sont placés dans un reliquaire installé dans la queue du Tacon Site du Savoir-Faire.
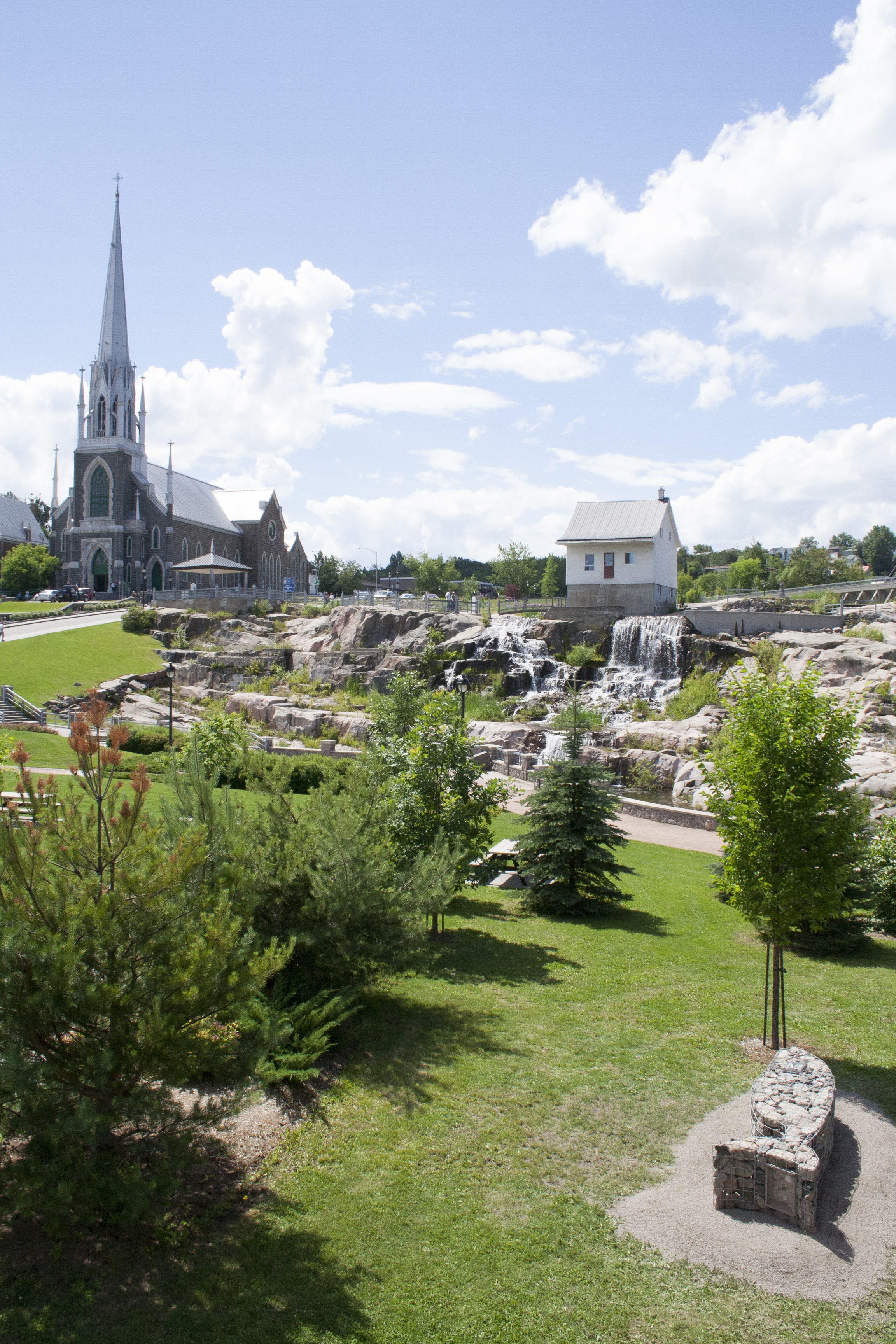
Le Tacon Site du Savoir-Faire est situé dans le parc du Bassin à Chicoutimi, près de la Petite Maison Blanche.
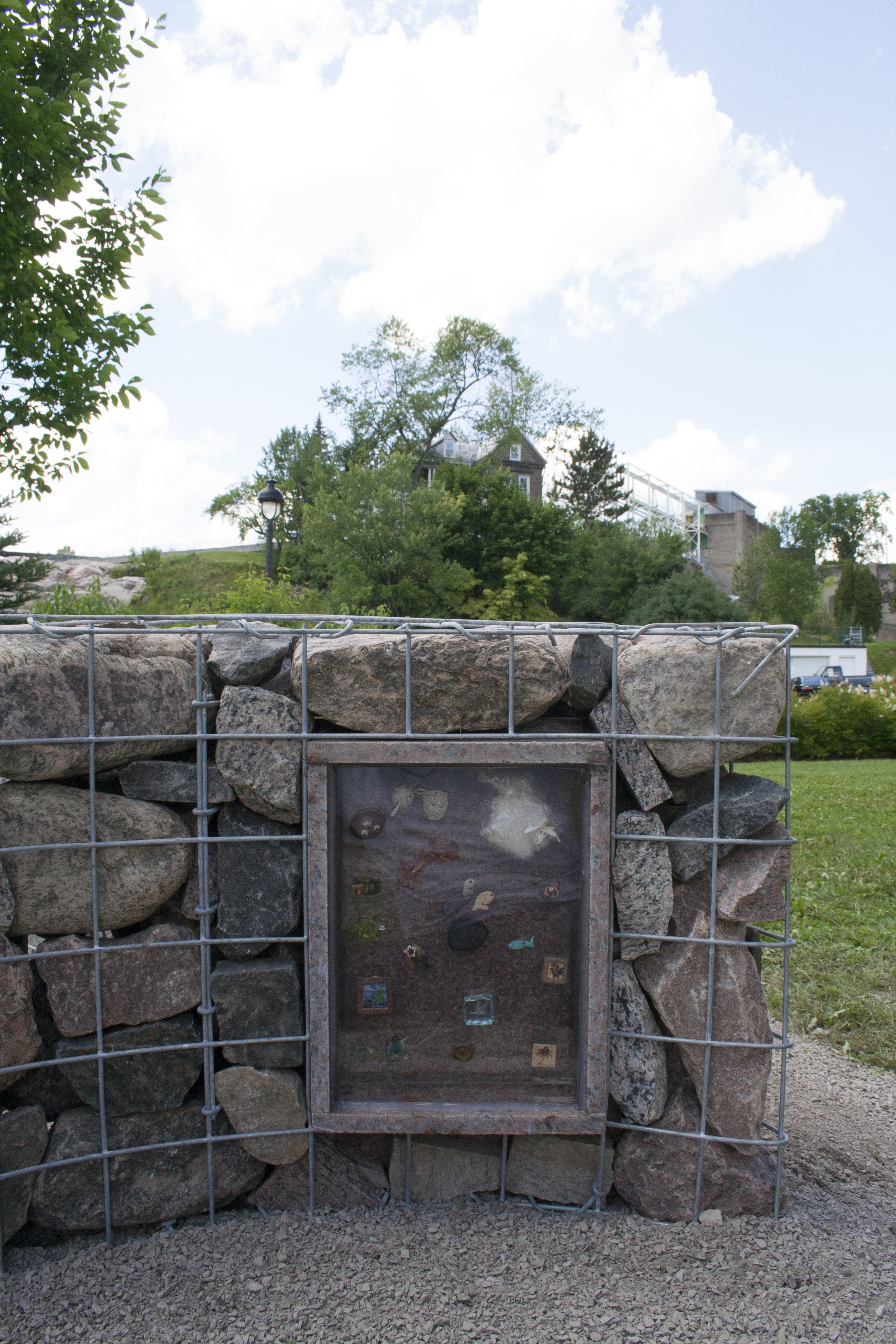
Il s'agit de la queue du Tacon Site du Savoir-Faire où l'on voit un reliquaire d'objets fabriqués par des artisans du Saguenay—Lac-Saint-Jean.

- Cette girouette est une curiosité érigée près du Tacon Site du Savoir-Faire. Elle présente différents éléments représentatifs des métiers d'art.

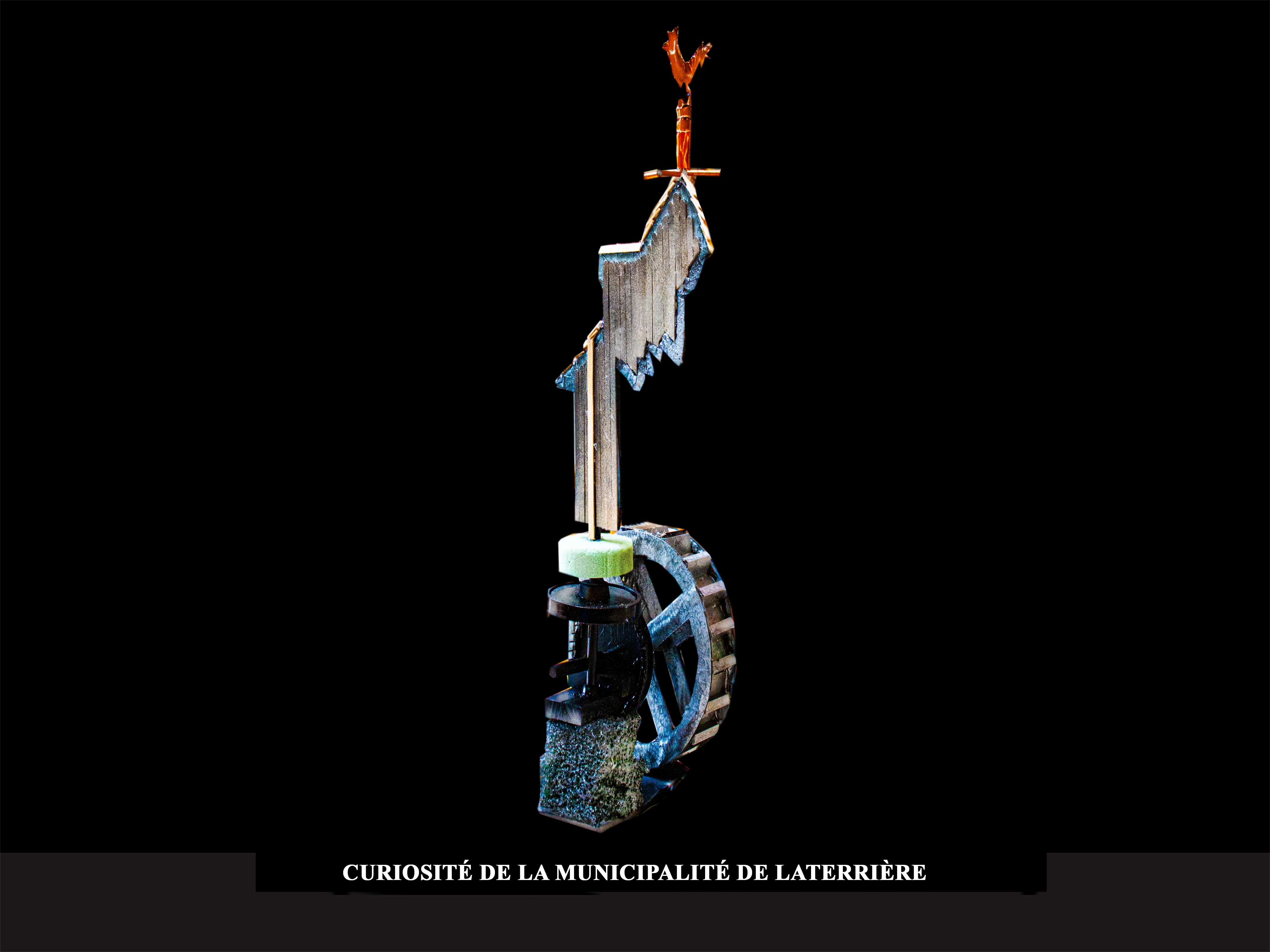
Curiosité de la communauté de Laterrière.

#### Chroniques du pays de la ouananiche
La rumeur et la curiosité de la communauté de Laterrière (Québec, Canada) sont créés par Interaction Qui afin de tisser un fil conducteur légendaire entre les différentes localités de la région Saguenay—Lac-Saint-Jean.

#### Partenaires
La Corporation des Métiers d'art du Saguenay—Lac-Saint-Jean (Québec, Canada), 16 artisans-créateurs du Saguenay—Lac-Saint-Jean, le Conseil des Arts du Canada.
Localisation:48° 25′ 31″ N, 71° 04′ 29″ O

194 Rue Price O, Chicoutimi, Saguenay, Québec, Canada, G7J 1H1

### Tacon Site des Caps

#### Thématique
Le Tacon Site des Caps est le quinzième Tacon Site réalisé par Interaction Qui sur le territoire du Saguenay—Lac-Saint-Jean. Il porte le numéro 15 sur la carte. Il est situé au Parc Aventures du Cap-Jaseux sur les rives du Fjord du Saguenay où l'on aperçoit de nombreux caps bordant le cours d'eau. Ce phénomène géomorphologique fait partie des paysages de cette région marquant son identité territoriale.

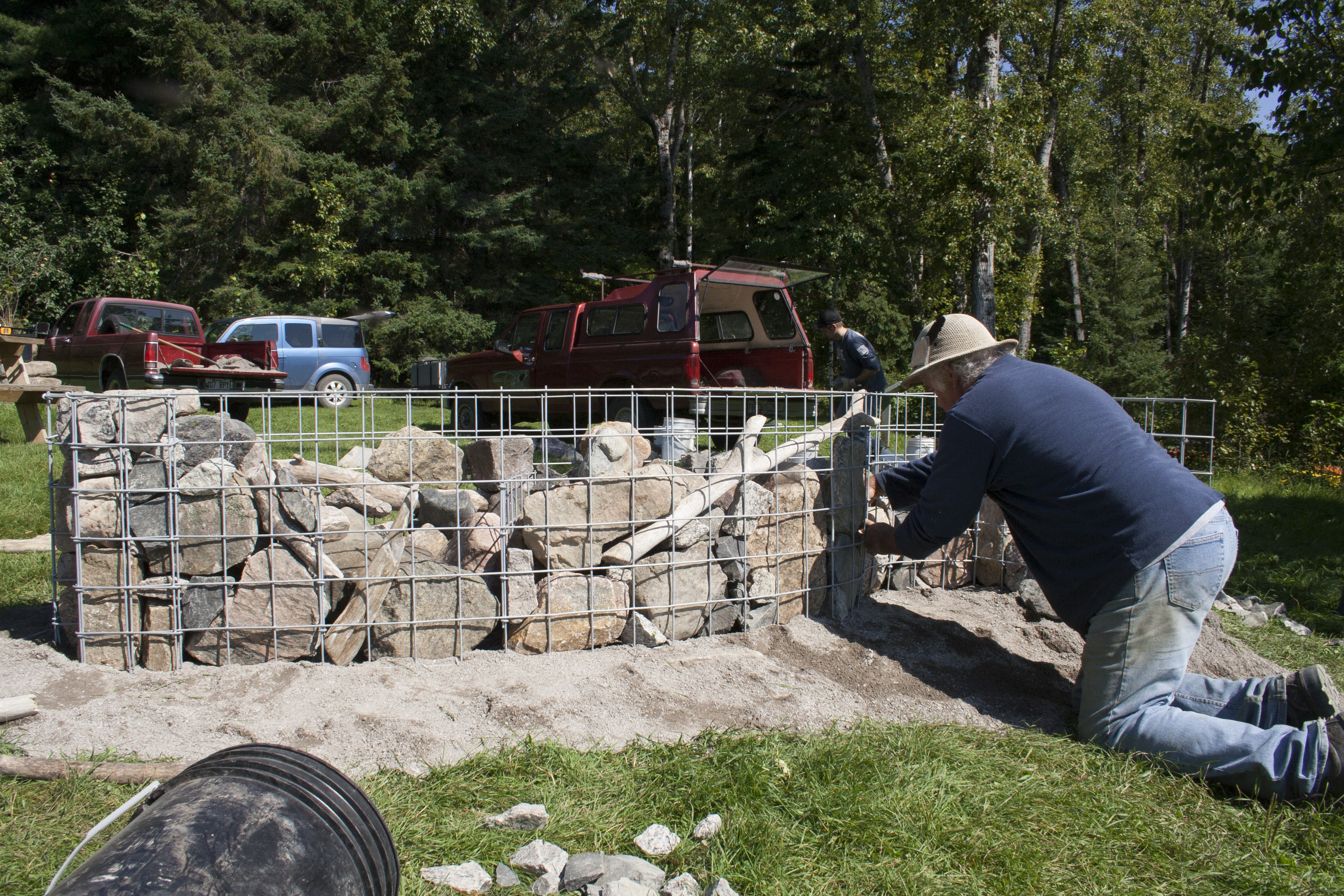
L'artiste Jocelyn Maltais plaçant quelques roches dans le Tacon Site des Caps.
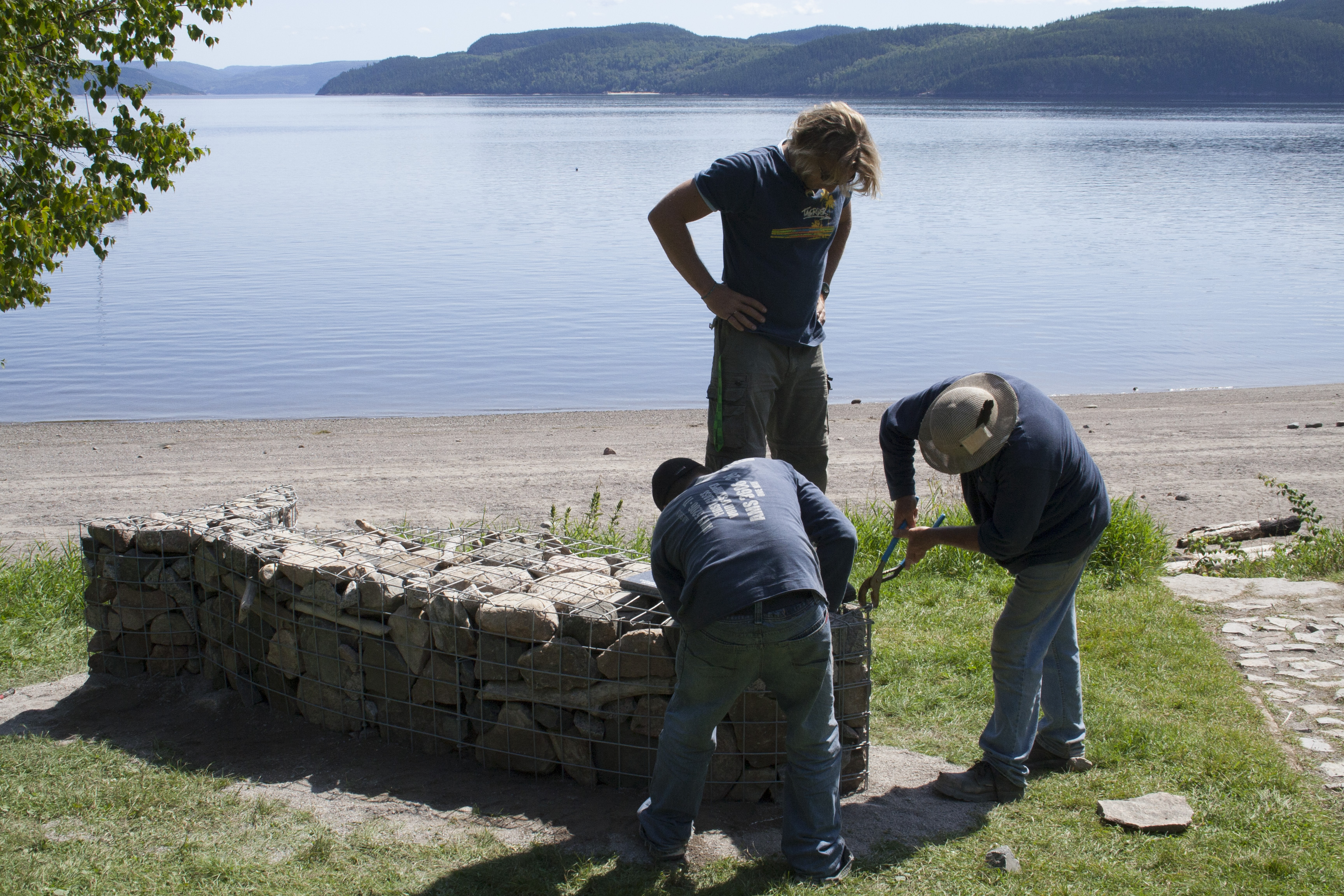
Le Tacon Site des Caps appartient à la municipalité de Rivière-Éternité. Il est situé au Parc Aventure du Cap-Jaseux de Saint-Fulgence, Québec, Canada.
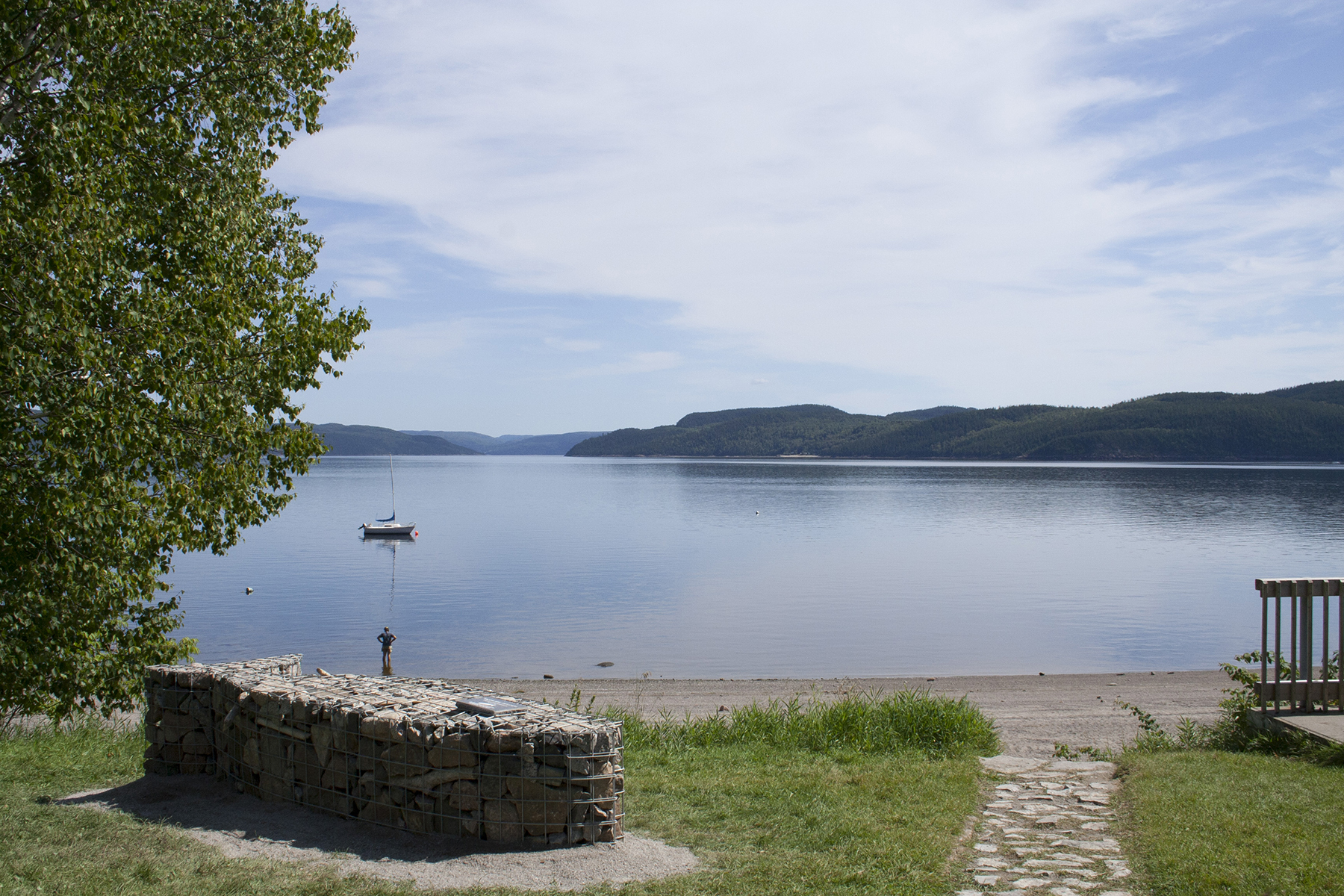
Le Tacon Site des Caps se situe devant le fjord de Saguenay en face du Cap-À-l'Ouest de La Baie, Québec, Canada.

#### Action performative
Pierres Panoramiques, est l'action performative créée à partir du conte « La grande marée grise » de l'auteur Bertrand Bergeron. Les artistes d'Interaction Qui ont décrit aux participants les personnages du récit appelés Ouananichois comme étant de petits personnages qui se cachent dans les arbres. Pour ne pas être remarqué, ils se camouflent en portant des vêtements faits d’écorces, de feuilles, de cocottes et de petites branches d’arbre. Pour fabriquer les Ouananichois, les élèves de l'école Mont-Valin ont fait une cueillette de matériaux naturels qu’ils ont trouvés sur le littoral de la rivière Saguenay et en forêt. Par la suite, ils ont assemblé cocottes, branches, pierres et brindilles pour créer des petits Ouananichois qu’ils ont ensuite perchés dans les arbres.

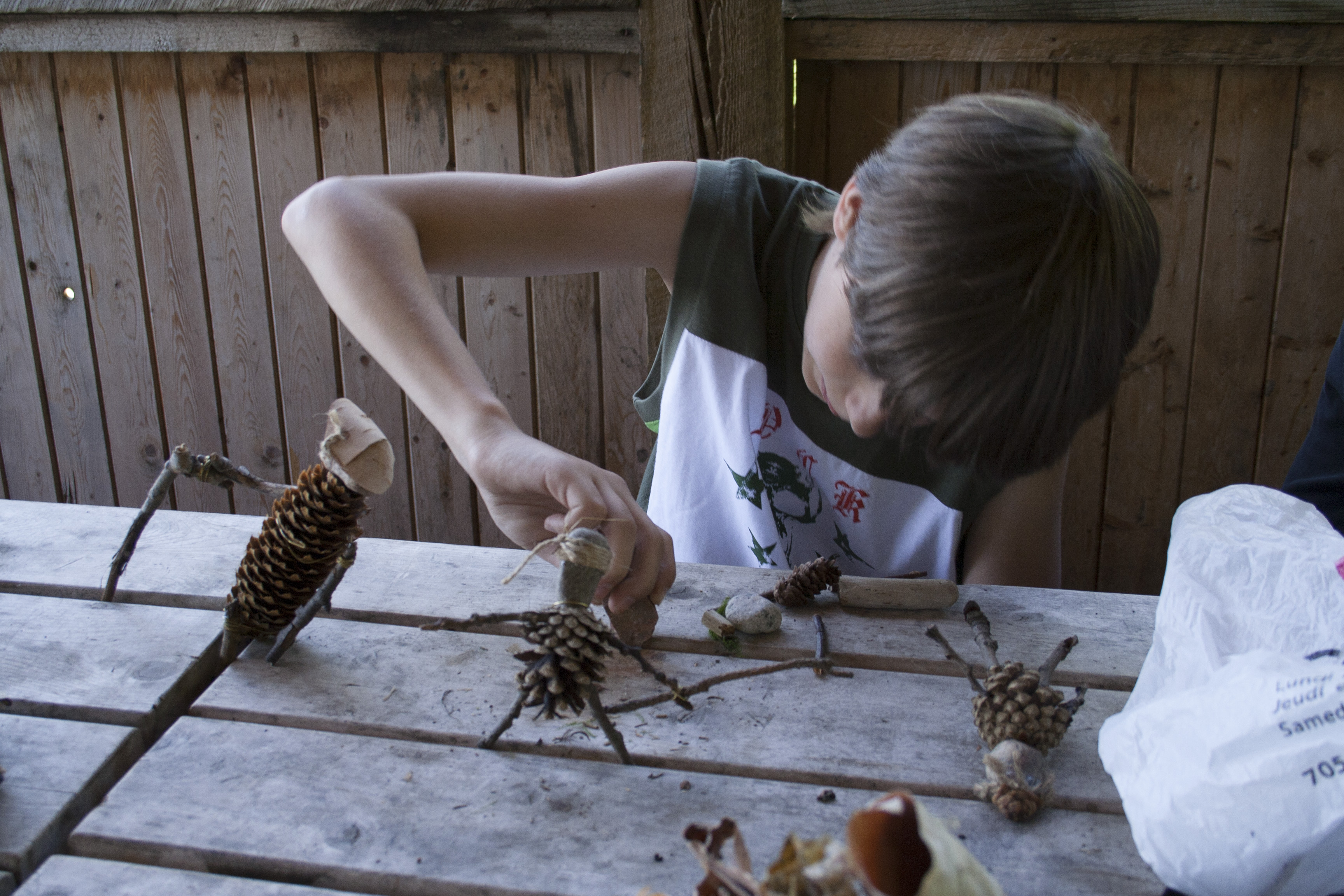
Lors de l'action performative, les participants ont réalisé des « Ouananichois » à partir d'éléments naturels trouvés sur la plage et dans les bois.
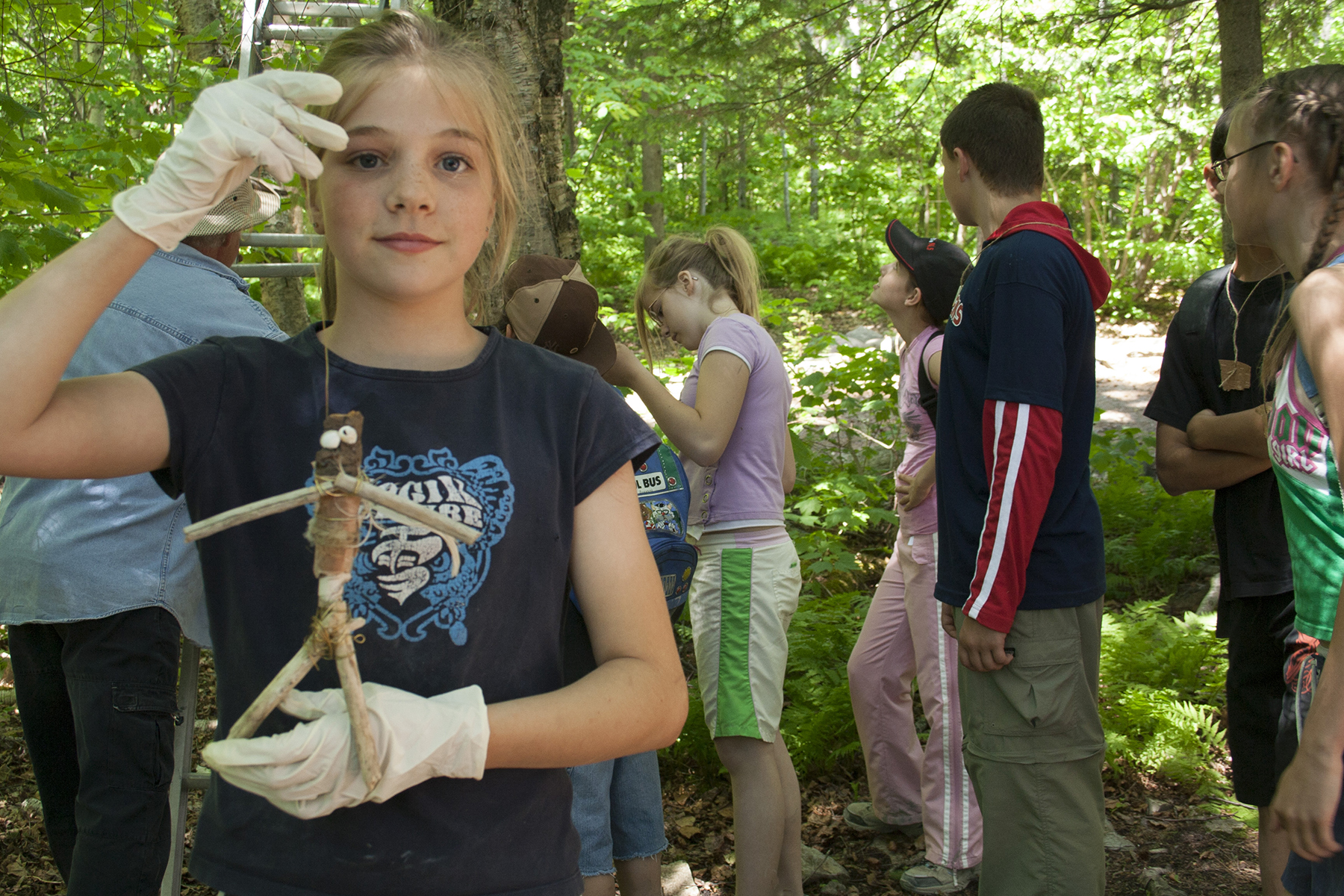
Une participante à l'action performative « Pierres Panoramiques » montre son Ouananichois.<

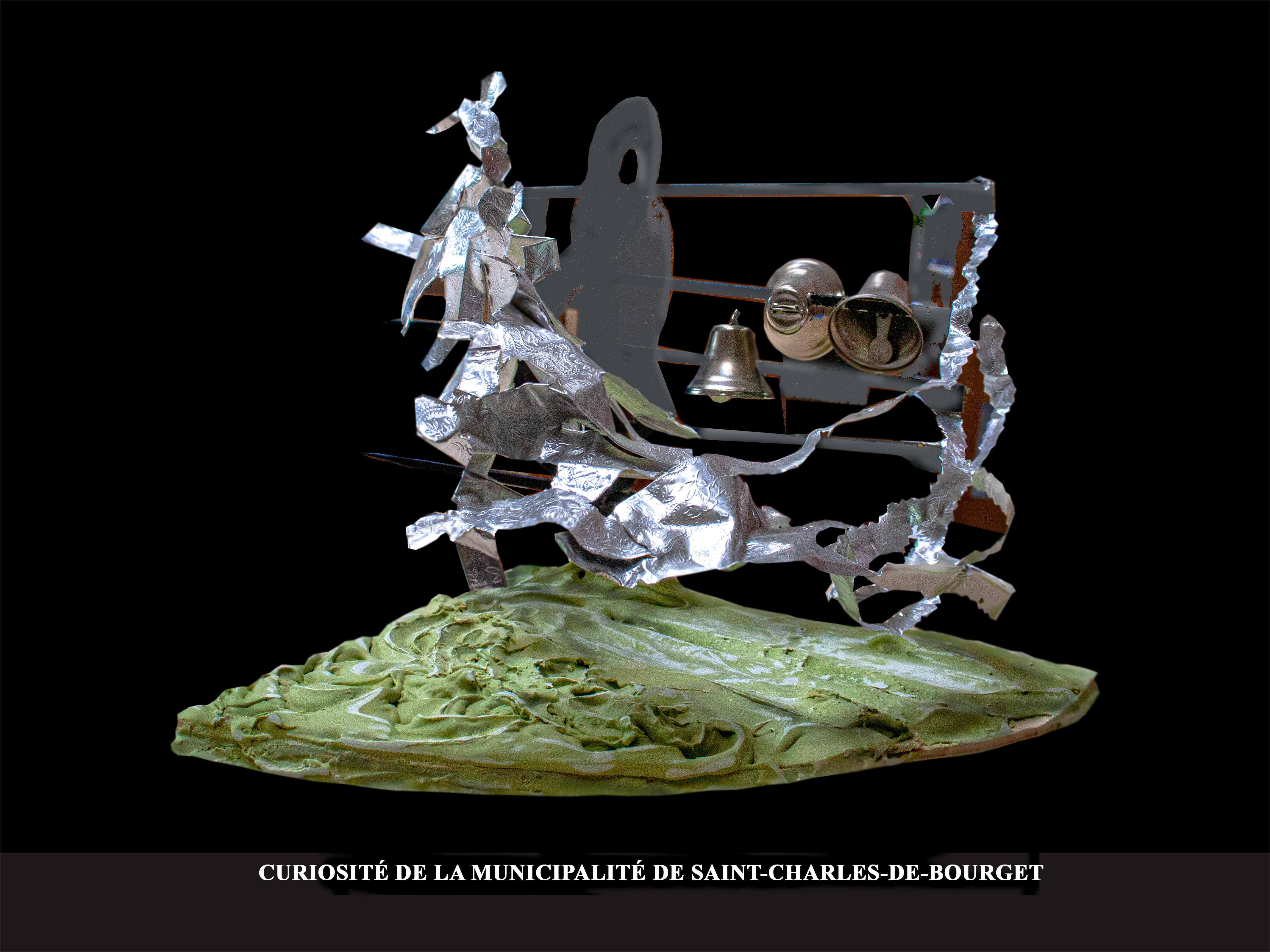
Curiosité de la communauté de Saint-Charles-de-Bourget.

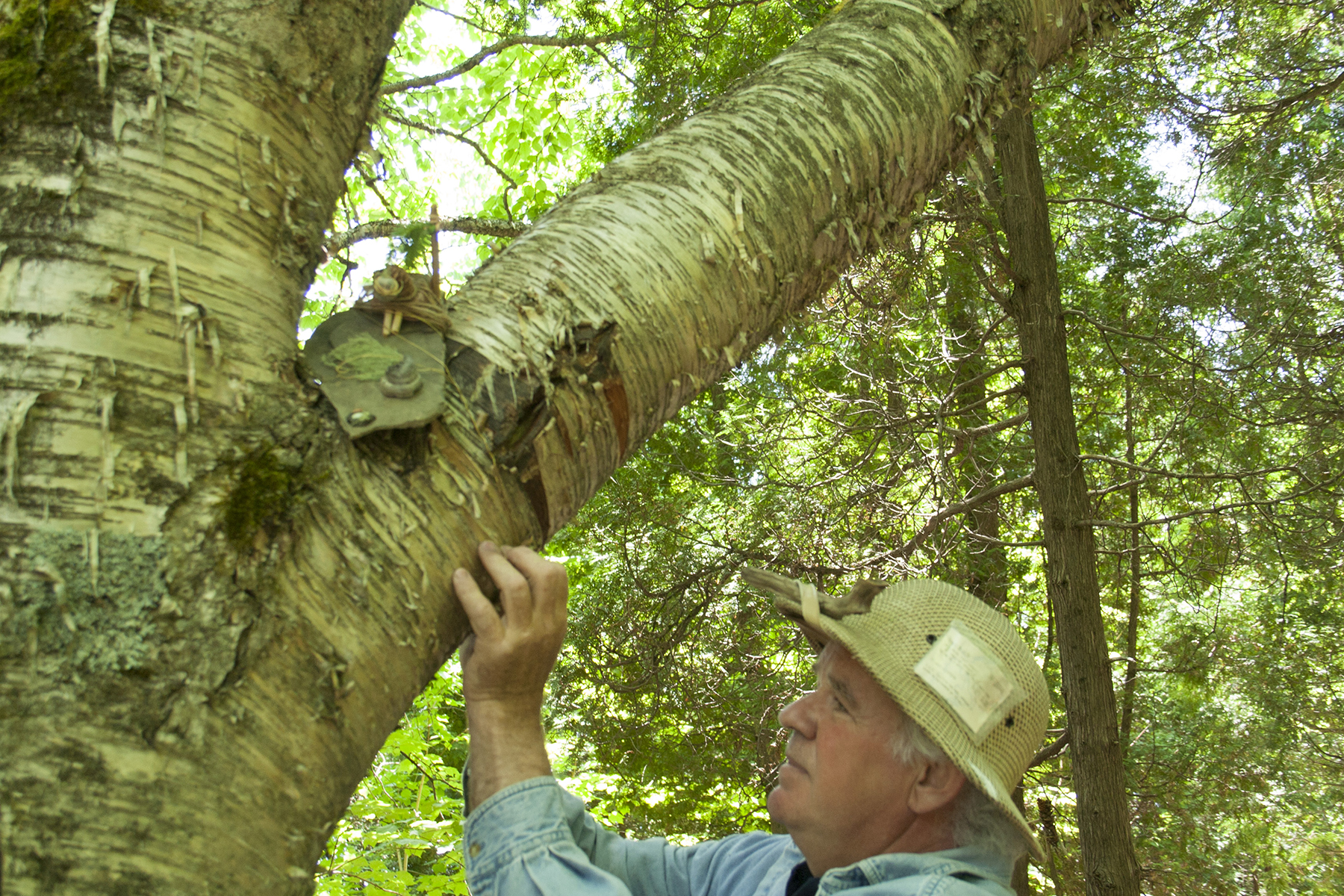
L'artiste Jocelyn Maltais accrochant des Ouananichois aux arbres bordant le sentier du Cap-Jaseux.

#### Chroniques du pays de la ouananiche
La rumeur et la curiosité de la communauté de Rivière-Éternité (Québec, Canada) sont créés par Interaction Qui afin de tisser un fil conducteur légendaire entre les différentes localités de la région Saguenay—Lac-Saint-Jean.

#### Partenaires
Le Parc Aventures du Cap-Jaseux, Saint-Fulgence, (Québec, Canada), l'école Mont-Valin de Saint-Fulgence, le Conseil des Arts du Canada.
Localisation:48° 25′ 30″ N, 70° 48′ 35″ O

250 Chemin de la Pointe aux Pins, Saint-Fulgence, Saguenay, Québec, Canada, QC G0V 1S0

### Tacon Site de la Famille

#### Thématique
Le Tacon Site de la Famille est le seizième Tacon Site réalisé par Interaction Qui sur le territoire du Saguenay—Lac-Saint-Jean. Il porte le numéro 16 sur la carte. Il s’agit d’honorer la première cellule d’une communauté qui de tous temps est l’organisation qui a assuré la survie de toutes sociétés organisées. L'implantation de ce monument est l’occasion de rendre hommage à toutes les familles qui ont bâti la région Saguenay—Lac-Saint-Jean.

#### Action performative
Pierres d'Assises, est l'action performative créée à partir du conte « La pierre de tonnerre » de l'auteur Bertrand Bergeron. Il s'agit des tribulations de Marguerite Belley fondatrice de la municipalité de Jonquière (Québec, Canada), ancêtre des familles Maltais dans la région Saguenay—Lac-Saint-Jean.
Action performative « Pierres d'Assises »

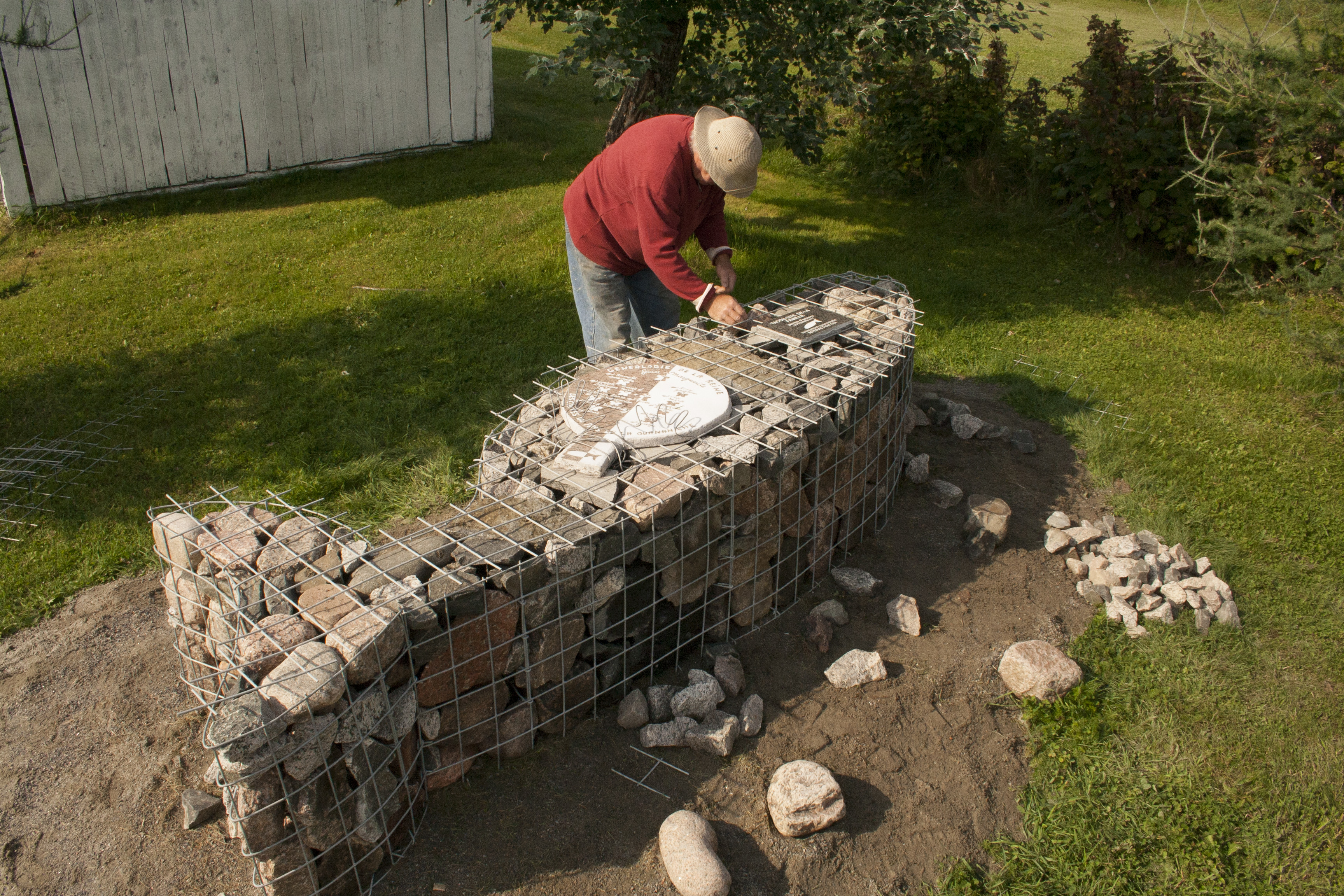
Arbre généalogique de la famille Maltais. Il se trouve sur le Tacon Site de la Famille.
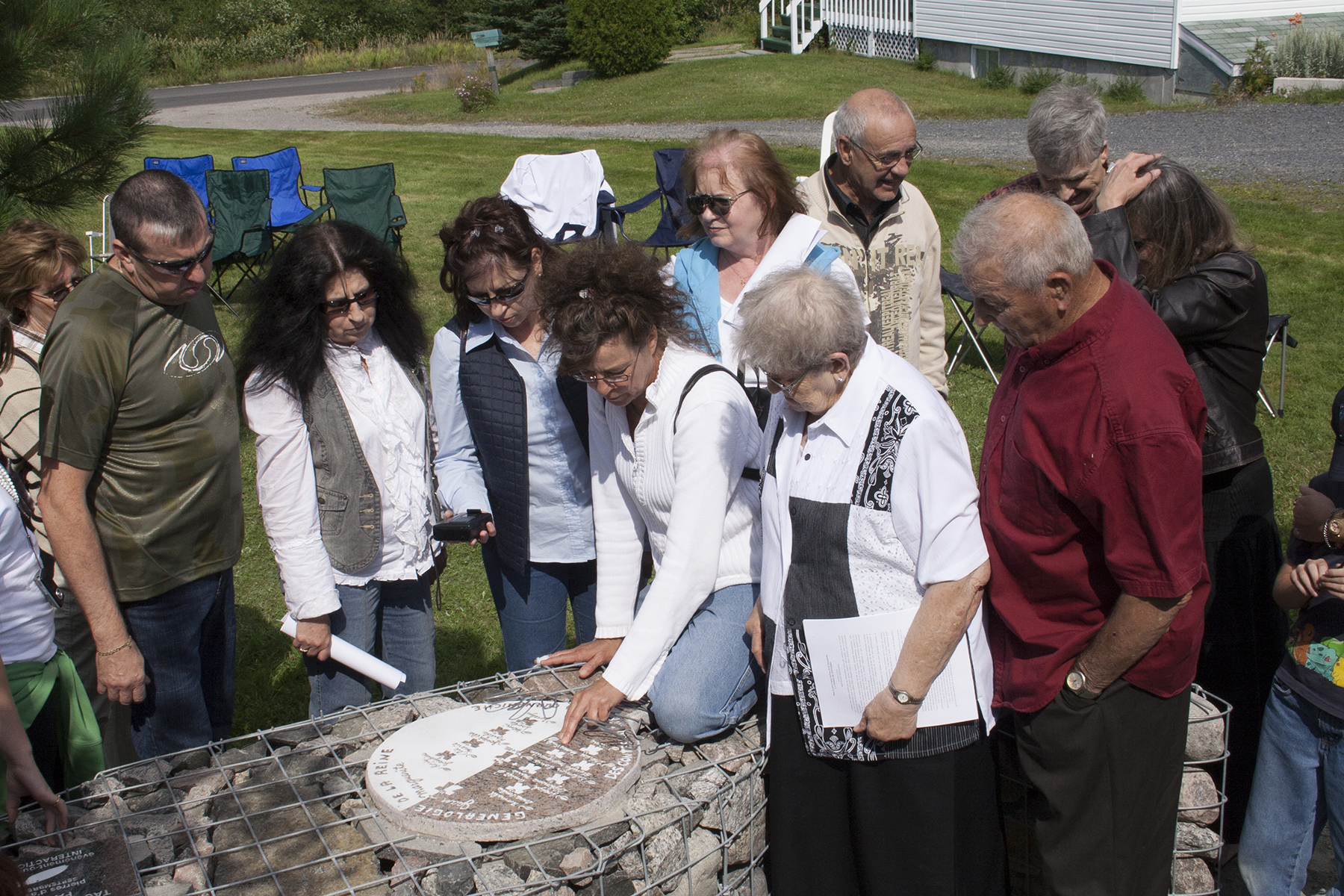
L'artiste Claire Maltais conceptrice de l'arbre généalogique de la famille Maltais.
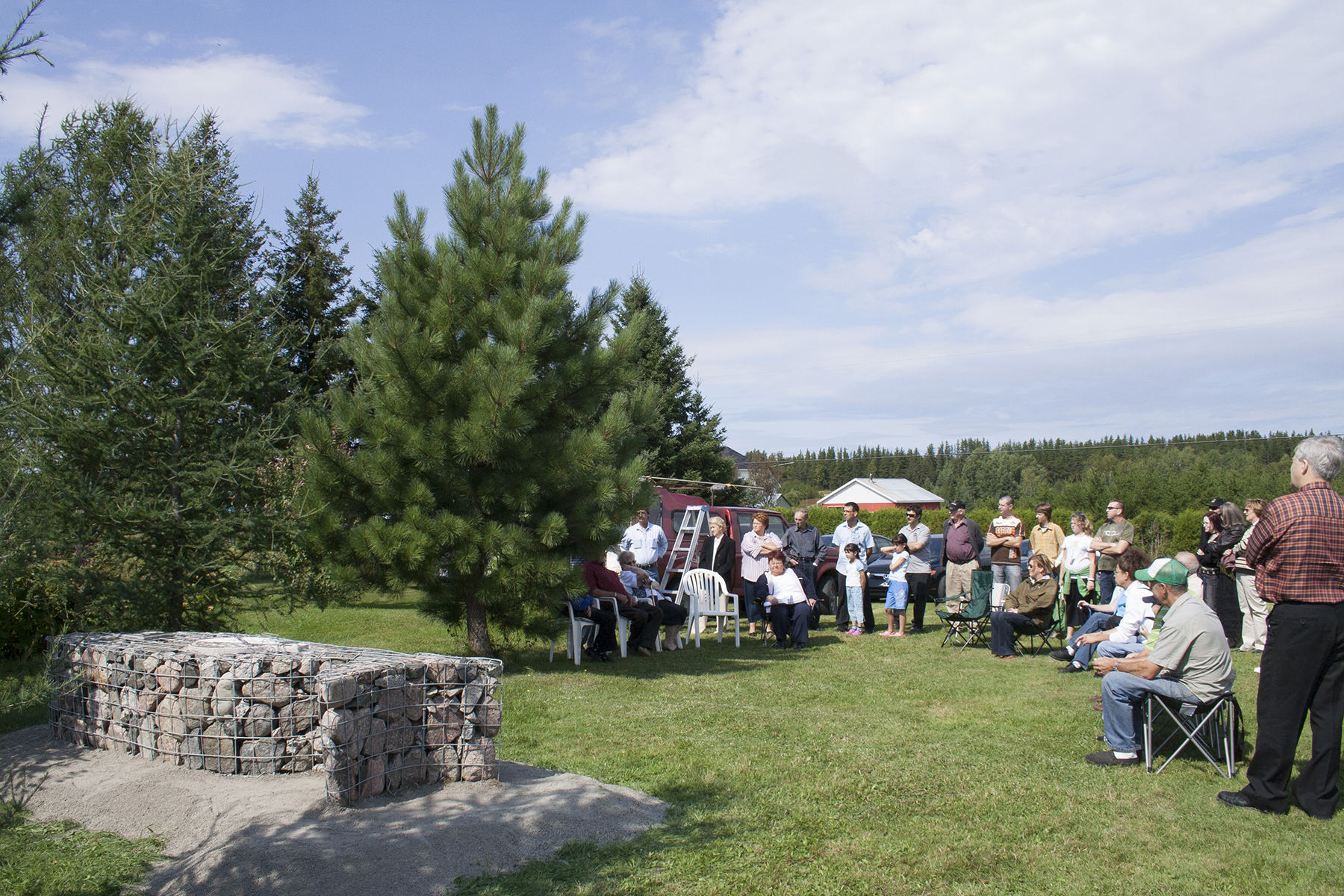
Curiosité faisant partie de l'action performative « Pierres d'Assises ».

#### Chroniques du pays de la ouananiche
La rumeur et la curiosité de la communauté de Saint-Charles-de-Bourget (Québec, Canada) sont créés par Interaction Qui afin de tisser un fil conducteur légendaire entre les différentes localités de la région Saguenay—Lac-Saint-Jean.

#### Partenaires
La famille de Thomas et Thérèse Maltais, Labrecque, (Québec, Canada), la Résidence des aînées de Labrecque, le Conseil des Arts du Canada.
Localisation:48° 40′ 07″ N, 71° 34′ 05″ O
4700 9e Rang O, Labrecque, QC G0W 2S0

### Tacon Site des Lacs

#### Thématique
Le Tacon Site des Lacs est le dix-septième Tacon Site réalisé par Interaction Qui sur le territoire du Saguenay—Lac-Saint-Jean. Les lacs constituent une importante réserve d'eau douce pour l'irrigation des cultures, comme source d'eau potable et pour produire de l'électricité au Saguenay—Lac-Saint-Jean. Il porte le numéro 17 sur la carte.

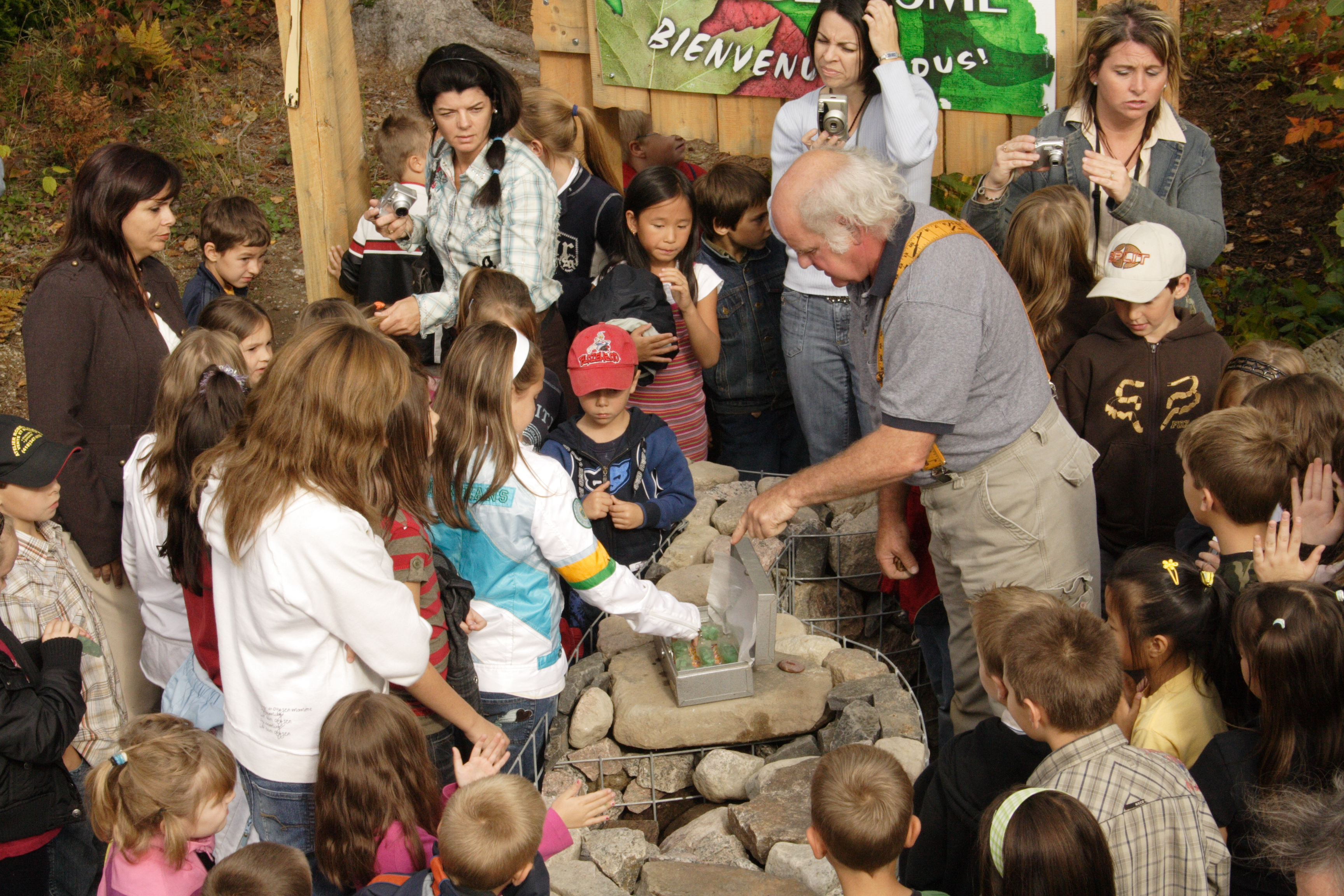
Dépôt de savons artisanaux dans le cœur du le Tacon Site des Lacs
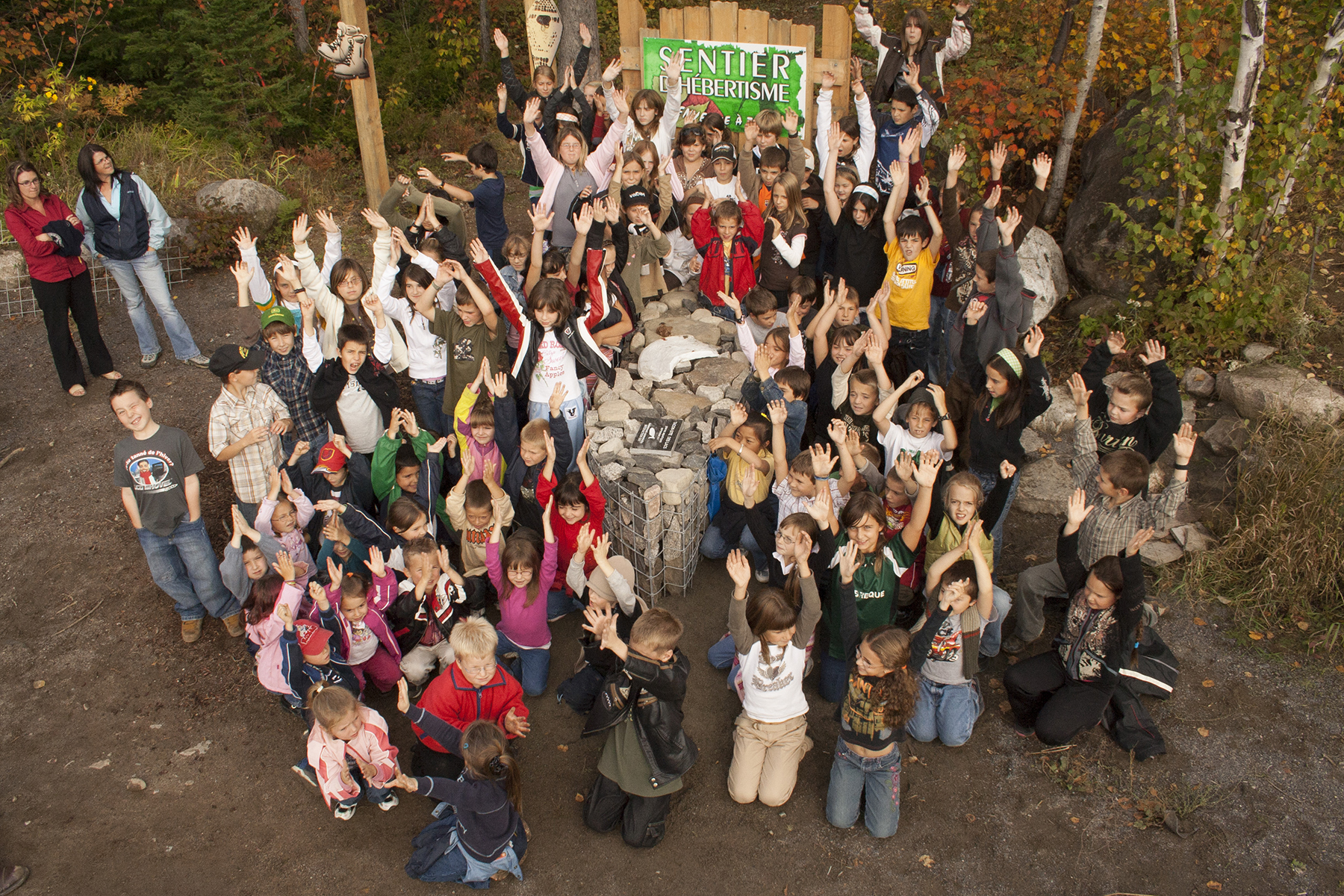
Les élèves de l'école Saint-Léon participent à la réalisation du Tacon Site des Lacs
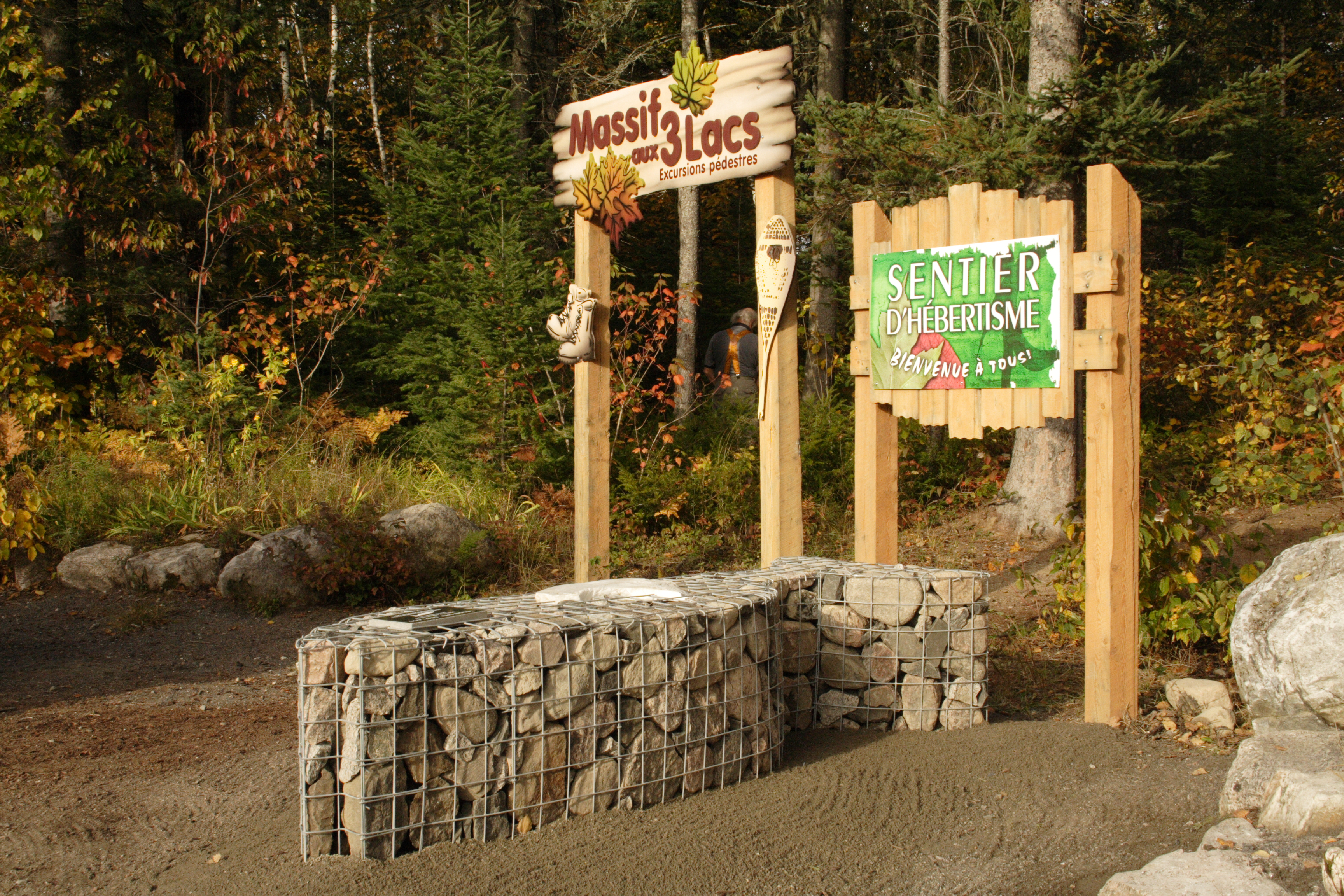
Tacon Site des Lacs à l'entrée des sentiers du Massif des lacs de Labrecque.

#### Action performative
Pierres Aquatiques, est l'action performative organisée par le collectif d'artistes Interaction Qui avec la participation des élèves de l'école Saint-Léon de Labrecque. Pour cette occasion, la savonnerie Rosy, entreprise gérée par les élèves, a fait le lancement de son tout dernier savon, le «Savon de dragon» et les participants ont réalisé un ensemencement de Bulles-Tacons. Avant de fermer définitivement le Tacon Site, les élèves ont déposé 8 savons de dragon dans un coffre de métal. Ce don doit éloigner à tout jamais les dragons de Labrecque.

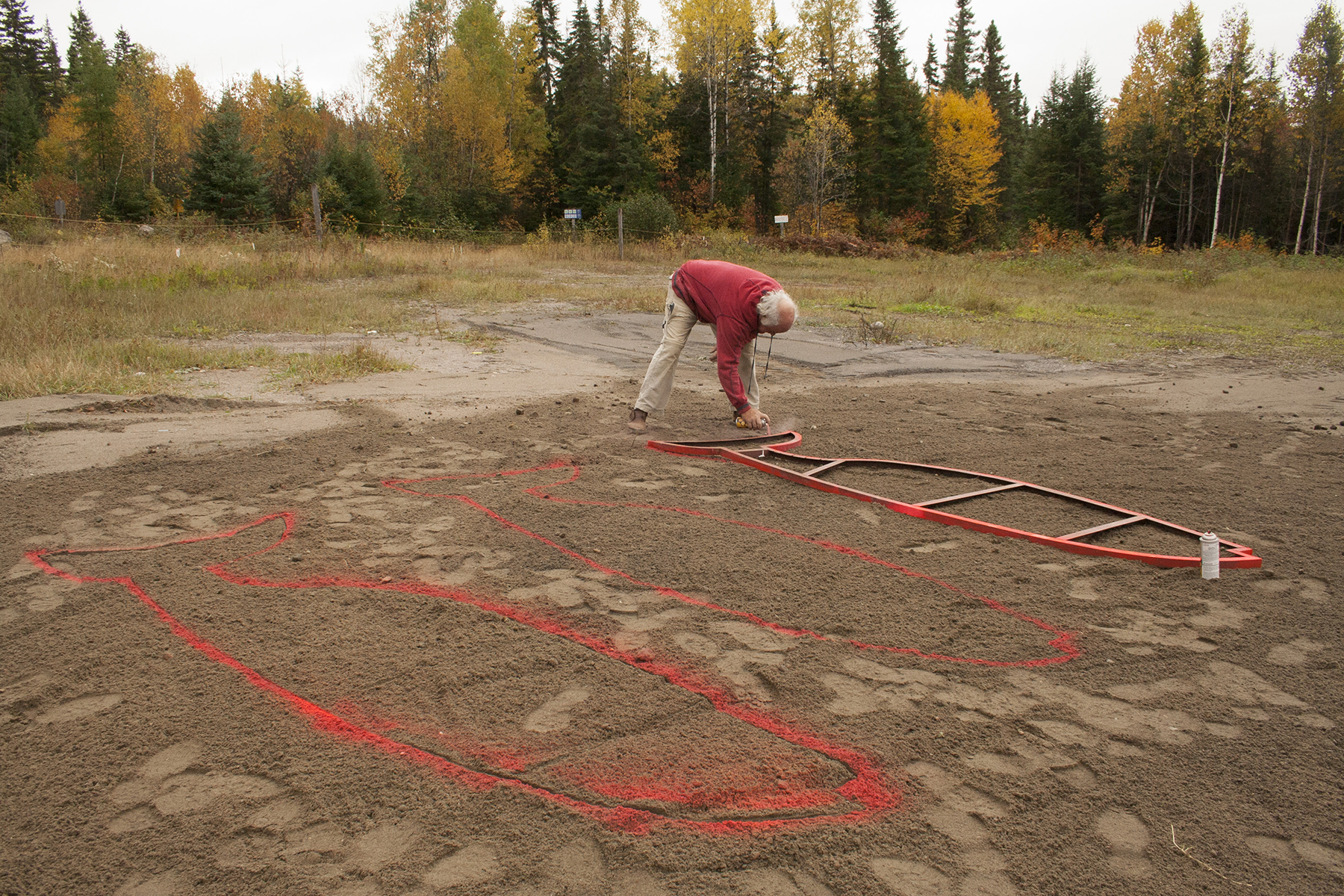
Préparation du terrain pour l'action performative « Pierres Aquatiques ».
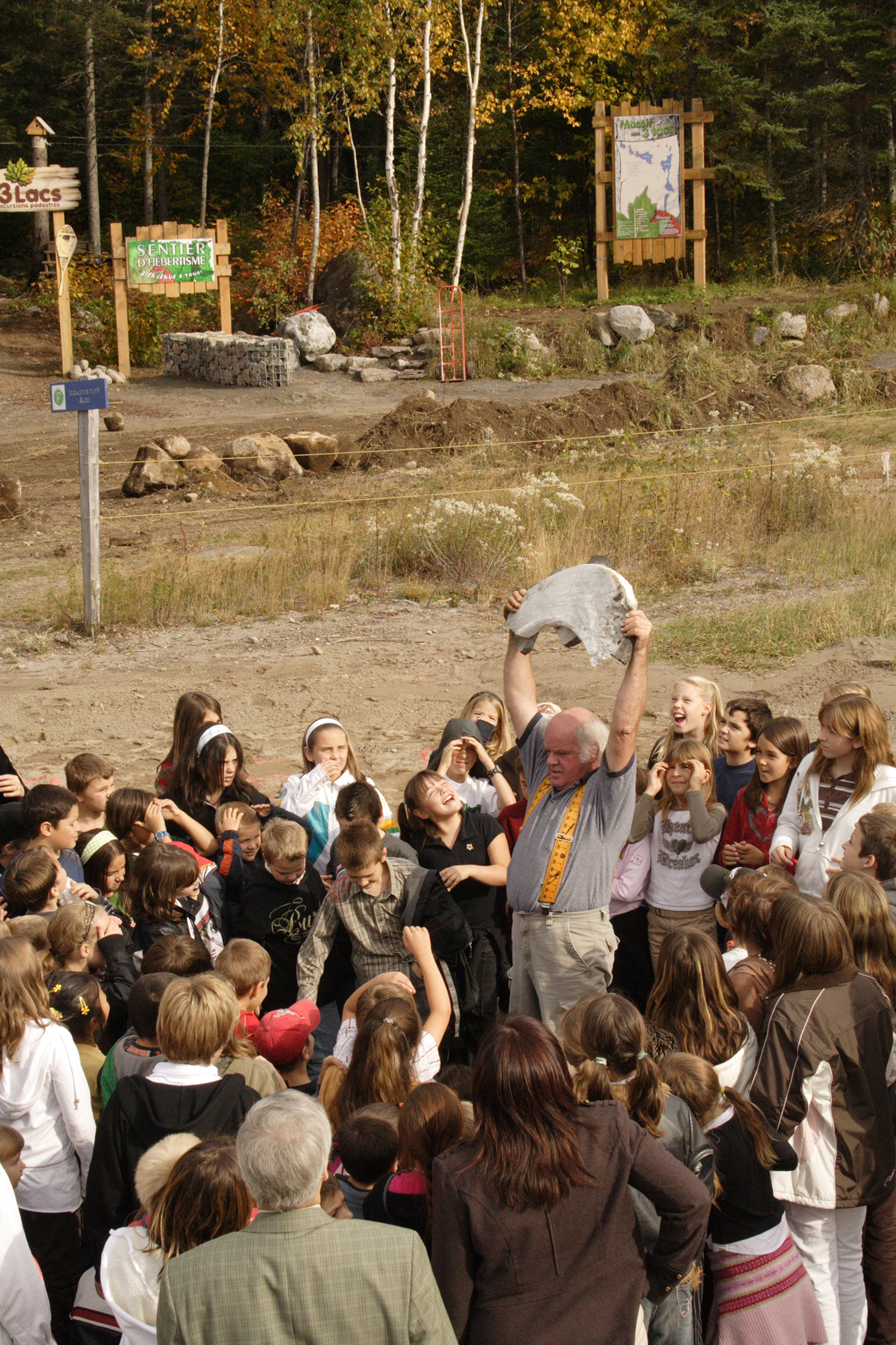
La dent du dragon du lac Labrecque.
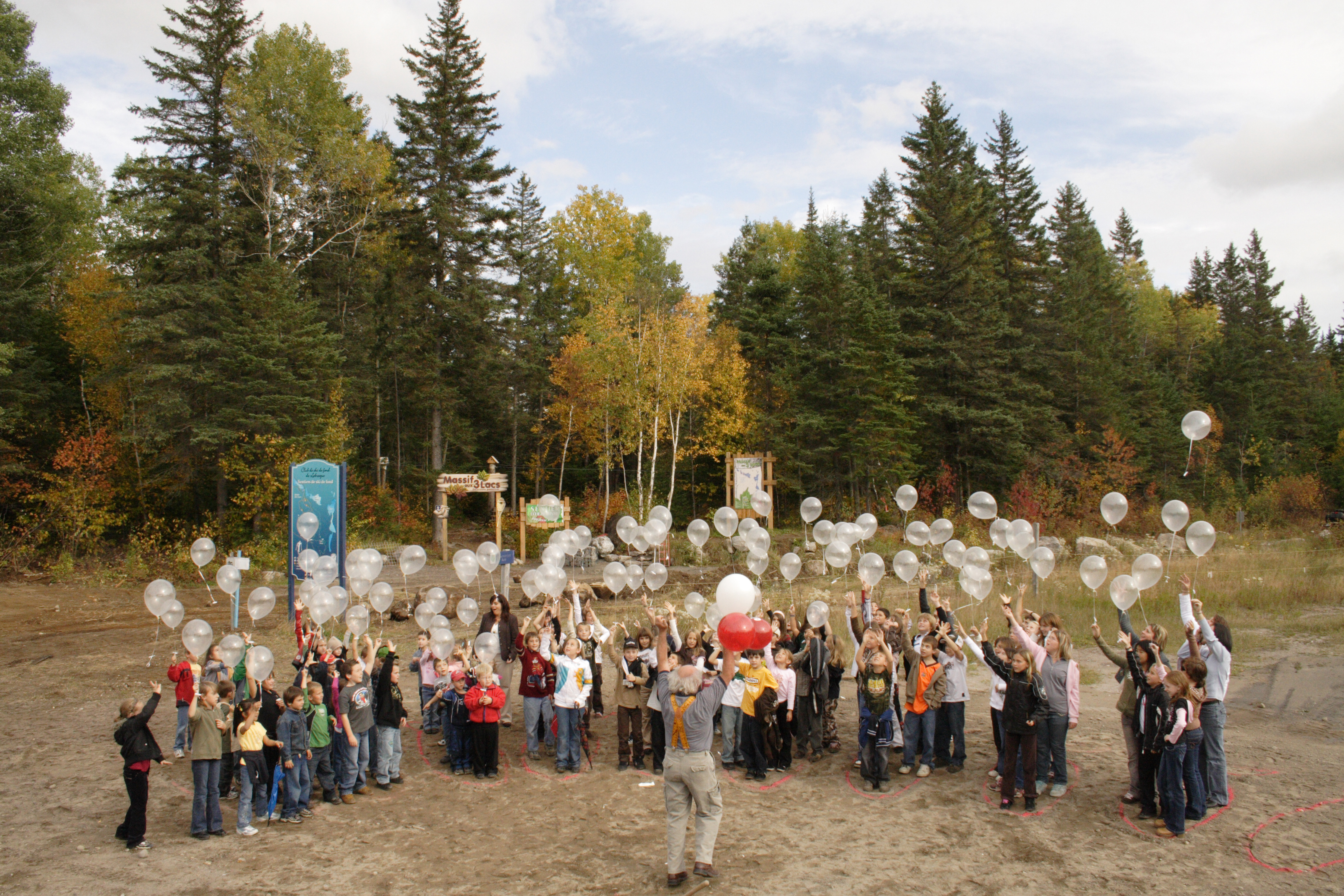
Le lancer de ballons par les élèves de l'école Saint-Léon.

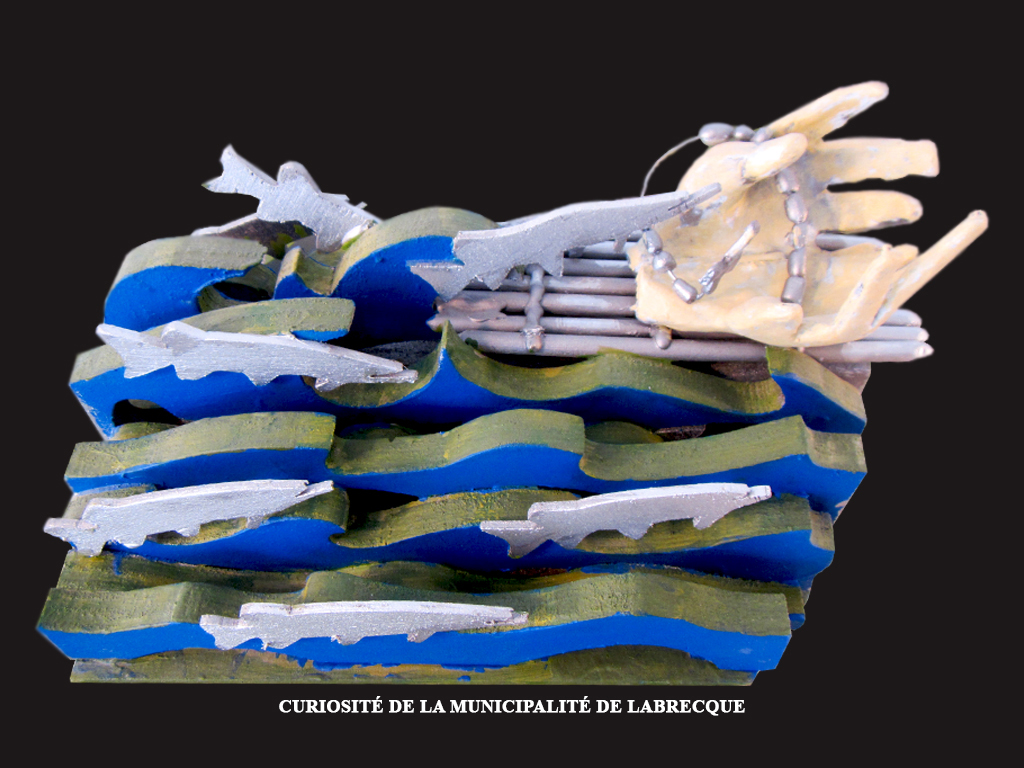
Curiosité de la communauté de Labrecque.

#### Chroniques du pays de la ouananiche
La rumeur et la curiosité de la communauté de Labrecque (Québec, Canada) sont créés par Interaction Qui afin de tisser un fil conducteur légendaire entre les différentes localités de la région Saguenay—Lac-Saint-Jean.

#### Partenaires
La municipalité de Labrecque, (Québec, Canada), l'école Saint-Léon de Labrecque, le Conseil des Arts du Canada.
Localisation:48° 40′ 15″ N, 71° 27′ 44″ O
4700 9e Rang O, Labrecque, Lac-Saint-Jean, Québec, Canada, G0W 2S0

### Tacon Site des Conteurs

#### Thématique
Le Tacon Site des Conteurs est le dix-huitième Tacon Site réalisé par Interaction Qui et il porte le numéro 41 sur la carte. Le caractère oral de la transmission des contes a pour conséquence qu'un conte diffère selon les époques et les pays. Les conteurs de la région Saguenay—Lac-Saint-Jean ont façonné par leur imaginaire l’identité de leur territoire. Interaction Qui s’est associé à l’école Félix-Antoine-Savard de Chicoutimi afin de  créer un projet artistique et pédagogique autour d’un objet, « La pierre à mots ». Ce programme d’activités a permis aux élèves d’acquérir du vocabulaire par des stratégies d’enseignement et d’apprentissage ouvertes à la dérive et au vagabondage.

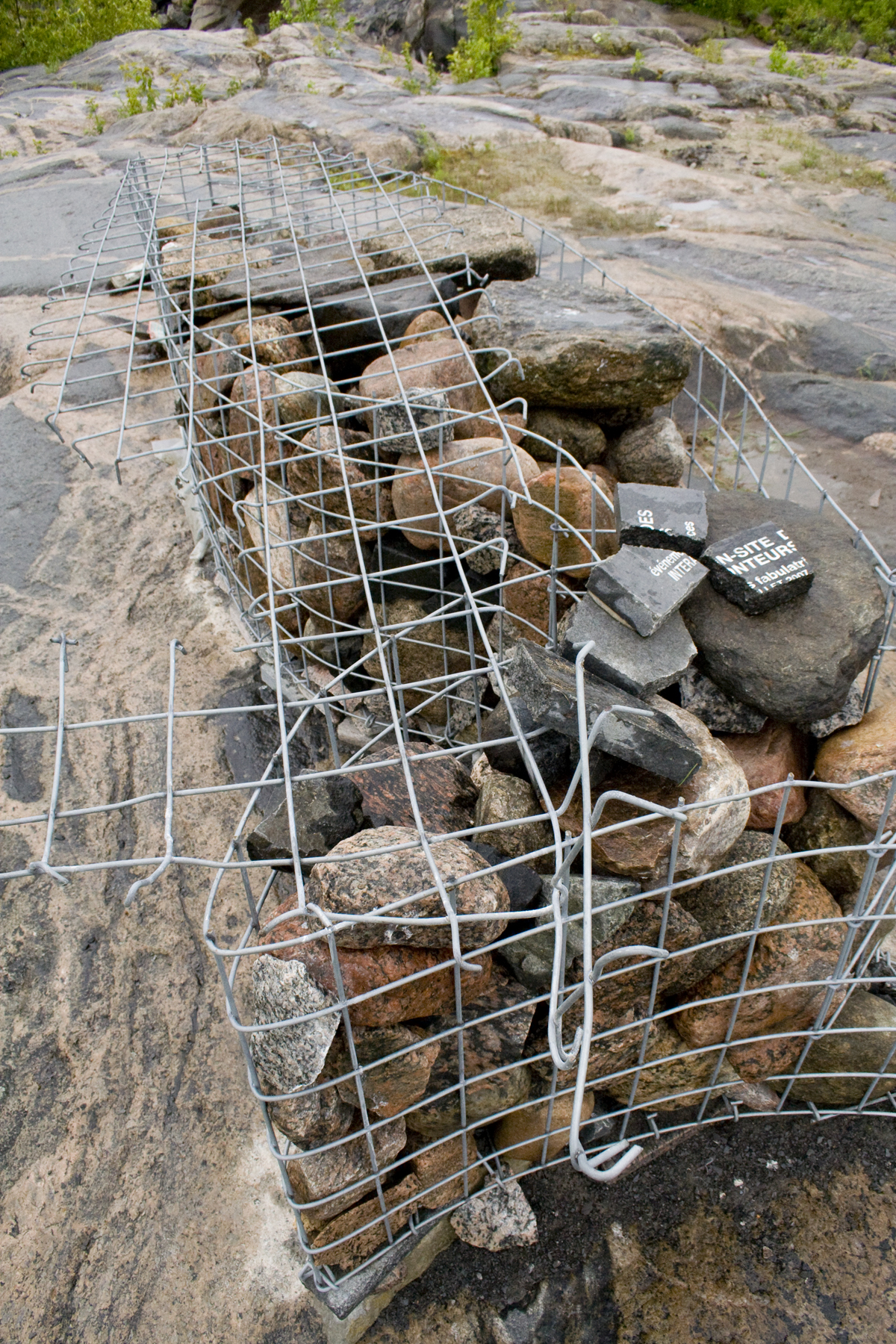
Le Tacon Site des Conteurs vandalisé en 2007.
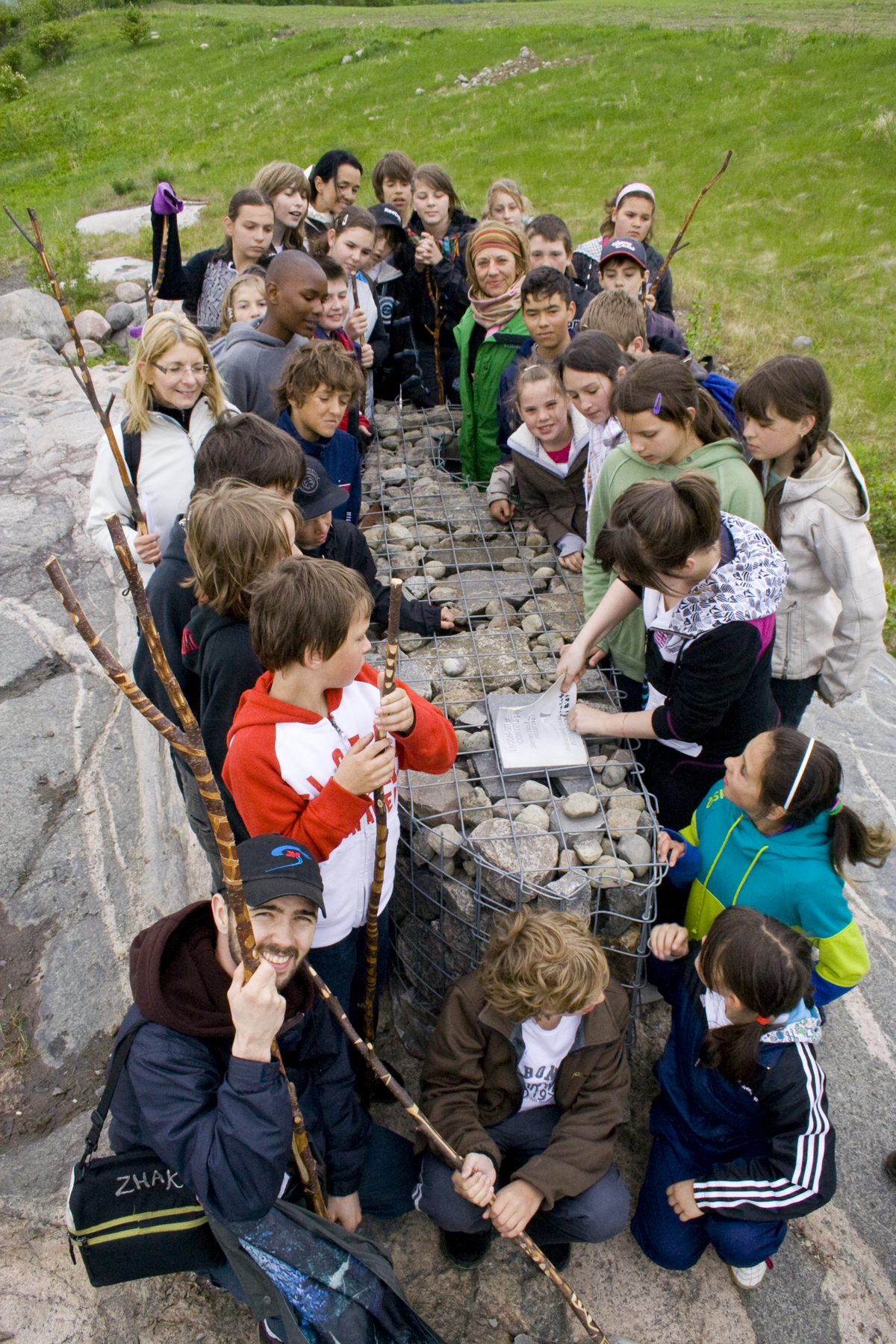
Les élèves de l'école Félix-Antoine-Savard participent à la restauration du Tacon Site des Conteurs
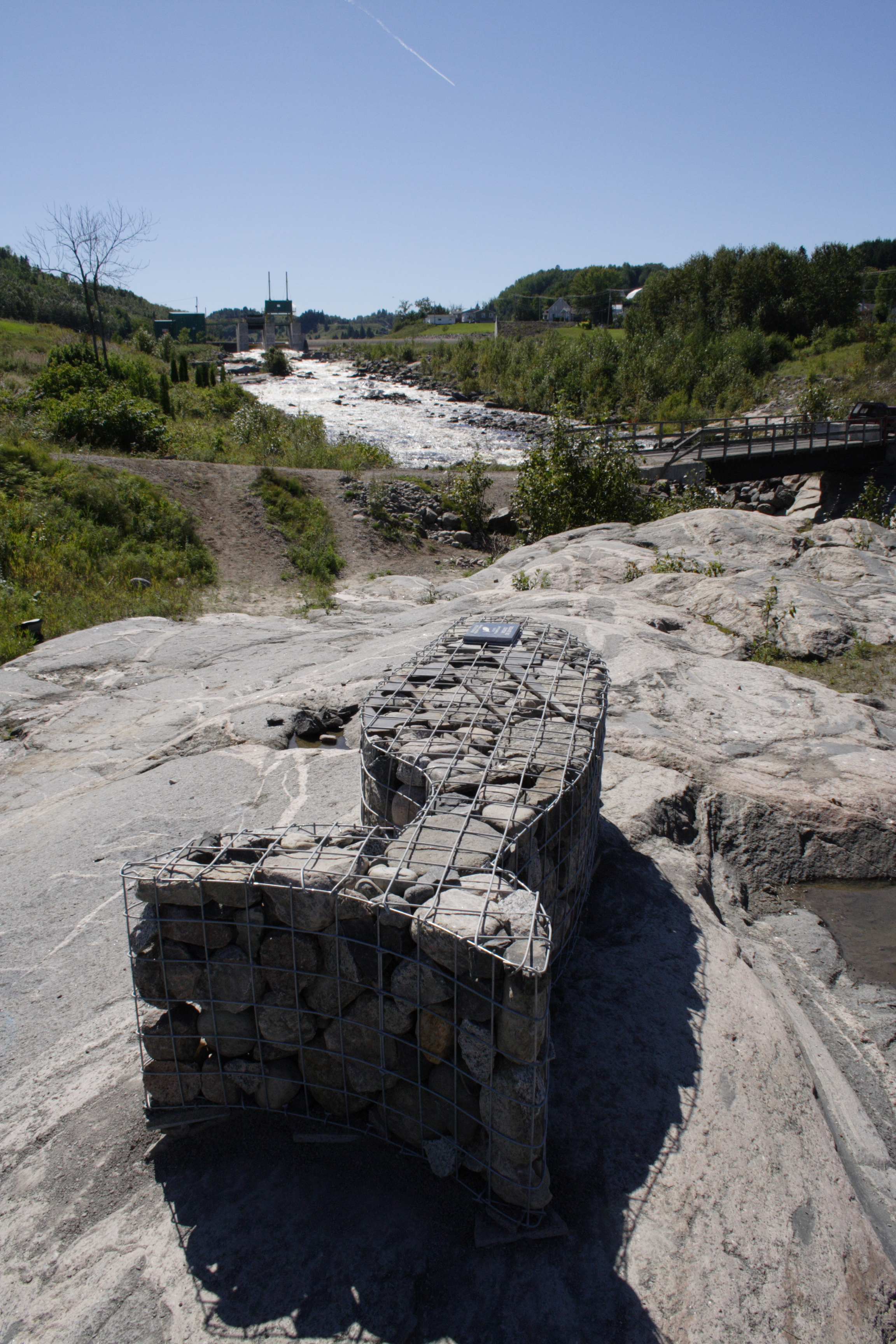
Le Tacon Site des Conteurs restauré en 2009 est de nouveau vandalisé en 2010

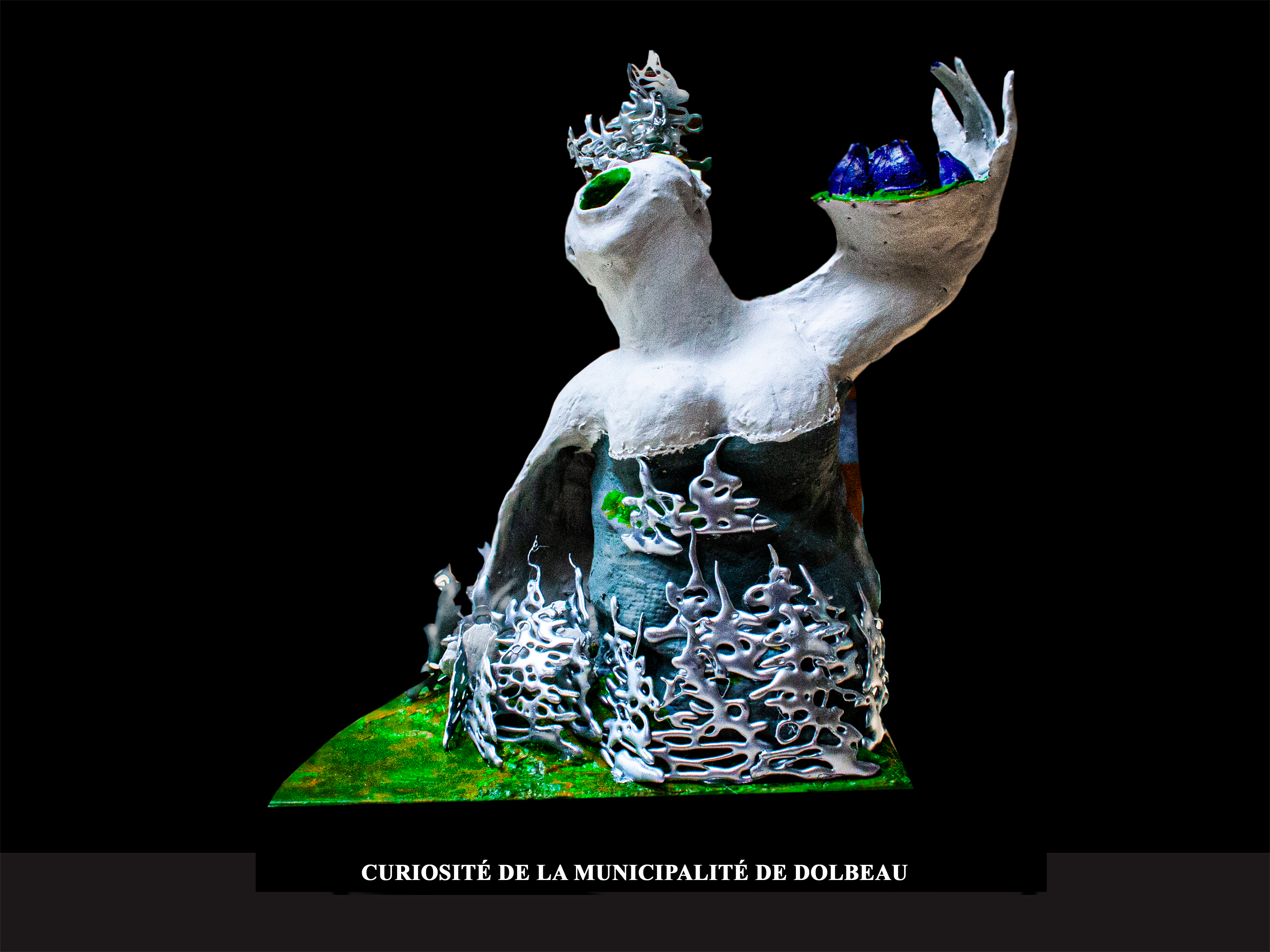
Curiosité de la communauté de Dolbeau.

#### Action performative
Pierres Fabulatrices, est l'action performative organisée par le collectif d'artistes Interaction Qui avec la participation des élèves de l'école Félix-Antoine-Savard de Chicoutimi. Dans une excursion, les élèves ont réalisé une cueillette de pierres à mots à travers champs et forêt. Cette marche les ont conduit jusqu’au Tacon Site des Conteurs qui a été vandalisé quelques jours auparavant. Ils ont posé une action citoyenne en participant à sa restauration. Les pierres à mots ont par la suite été installées dans le hall de l’entrée de l’école.

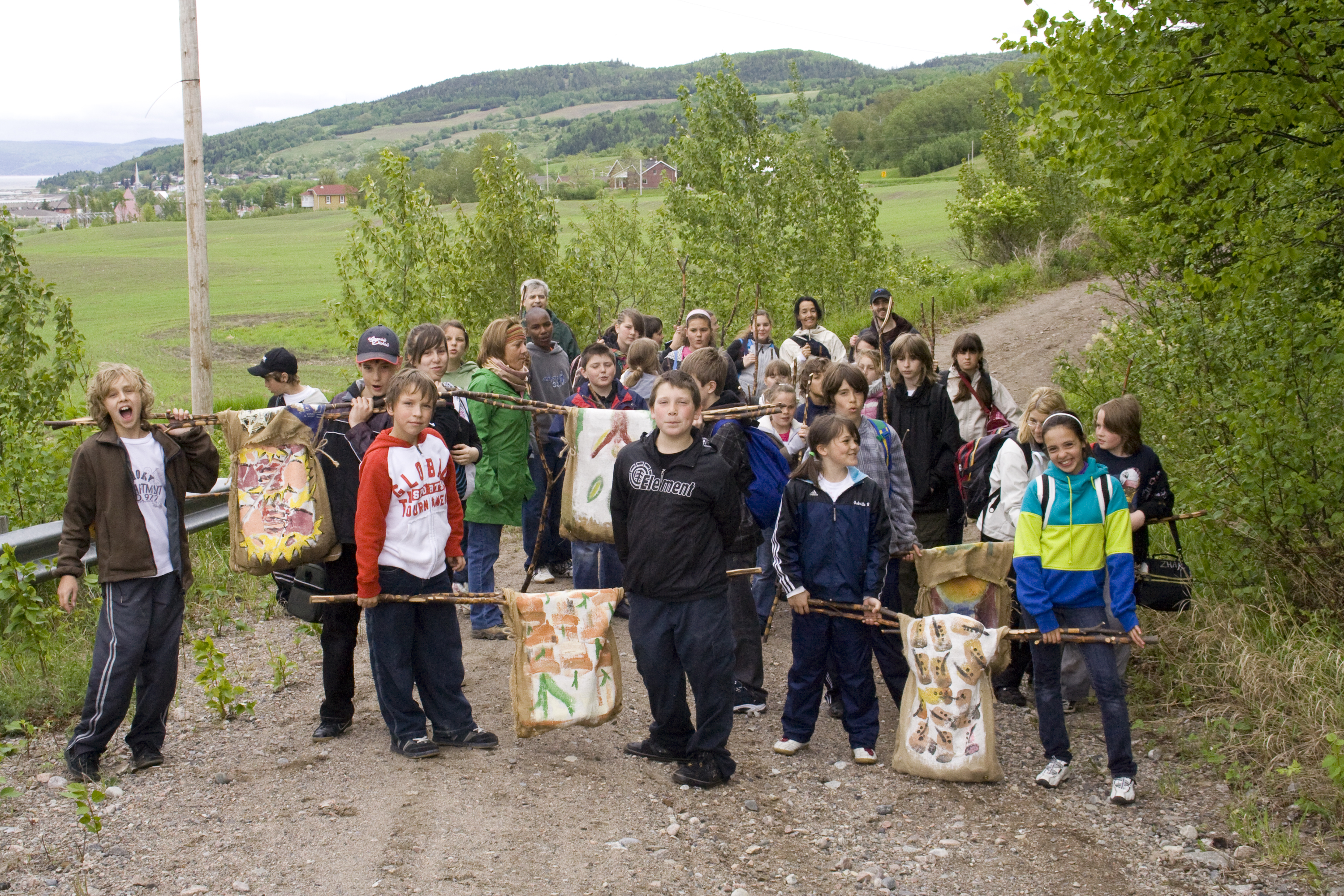
Les élèves de l'école Félix-Antoine-Savard en excursion pour trouver les pierres à mots.
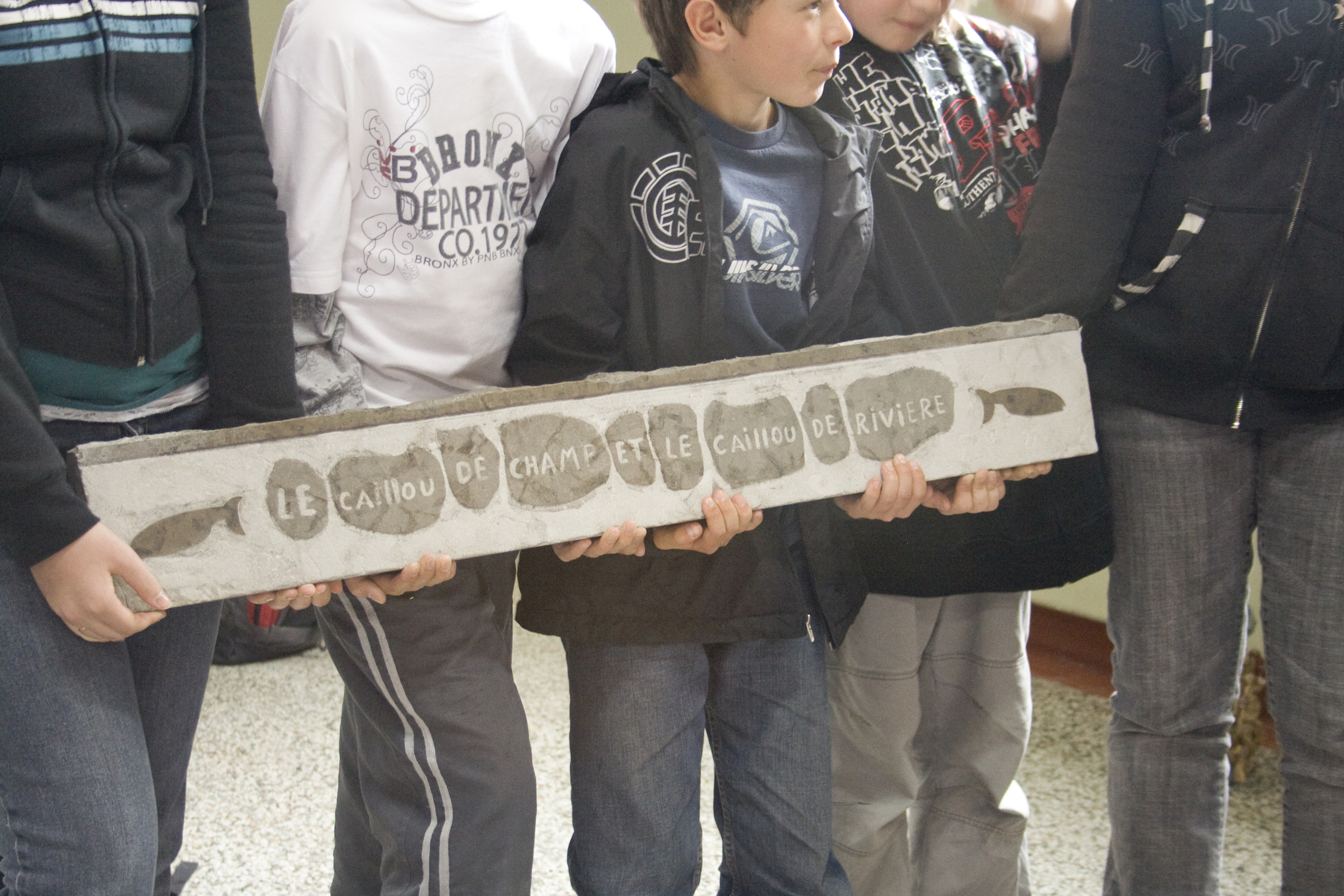
La fable du conteur « Le caillou de champ et le caillou de rivière ».
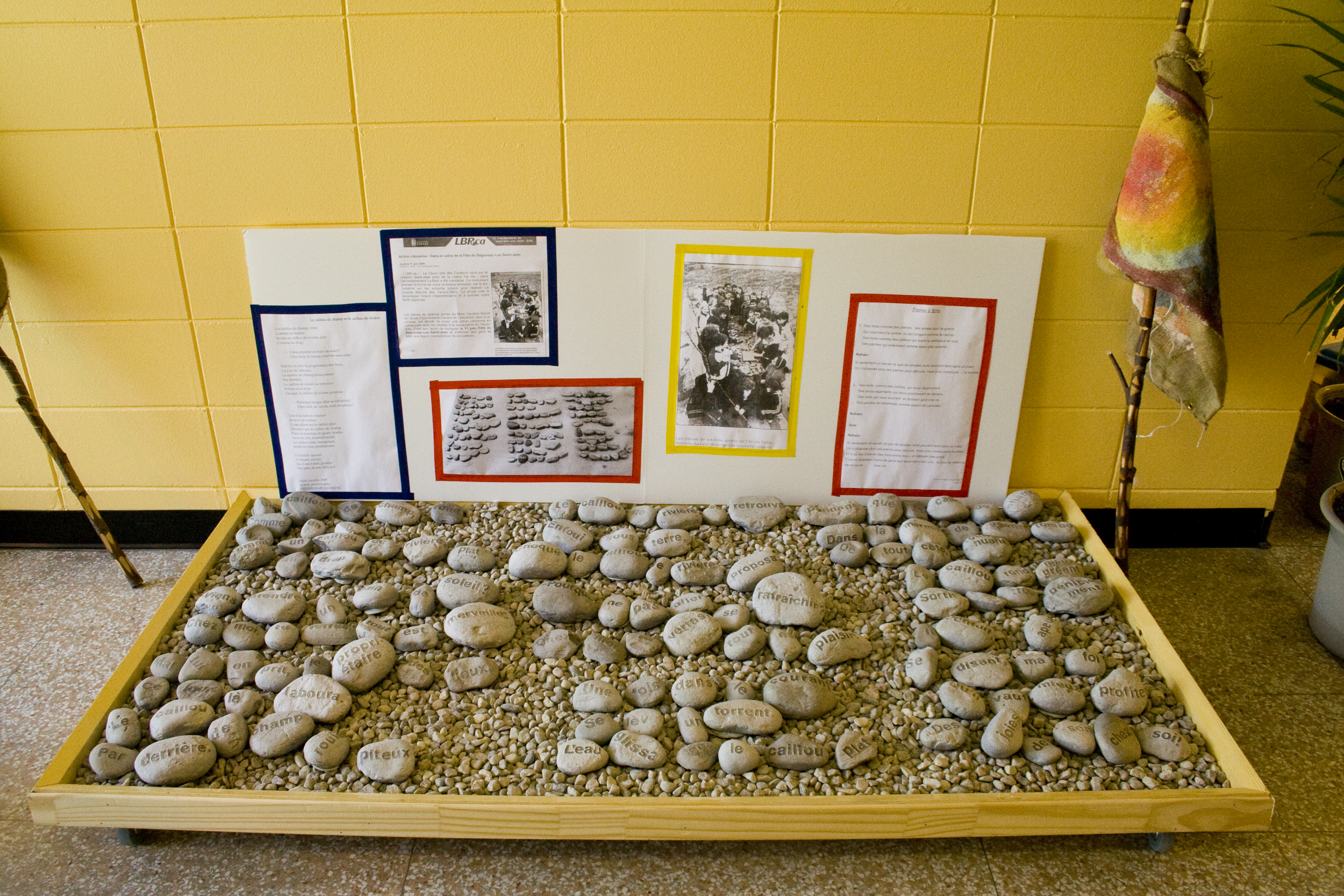
Le jardin de mots installé à l'école Félix-Antoine-Savard en 2007.

#### Chroniques du pays de la ouananiche
La rumeur et la curiosité de la communauté de Dolbeau (Québec, Canada) sont créés par Interaction Qui afin de tisser un fil conducteur légendaire entre les différentes localités de la région Saguenay—Lac-Saint-Jean.

#### Partenaires
Auberge des Battures de La Baie (Québec, Canada), l'école Félix-Antoine-Savard, le Conseil des Arts du Canada.
Localisation:48° 52′ 37,8″ N, 72° 13′ 33,6″ O
Bibliothèque de Dolbeau Mistassini,175 4e Av, Dolbeau-Mistassini, QC G8L 2W6
Note: Le Tacon Site des Conteurs qui est implanté au numéro 18 doit être déplacé au numéro 41 sur la carte.

### Tacon Site de la Gastronomie

#### Thématique
Le Tacon Site de la Gastronomie, est le dix-neuvième Tacon Site réalisé par Interaction Qui et il porte le numéro 19 sur la carte. La gastronomie est la connaissance raisonnée de tout ce qui a rapport à l’homme en tant qu’il se nourrit. Son but est de veiller à la conservation des hommes, au moyen de la meilleure nourriture possible. La région Saguenay—Lac-Saint-Jean est renommée pour la qualité de son terroir et des chefs qui savent le mettre en valeur.

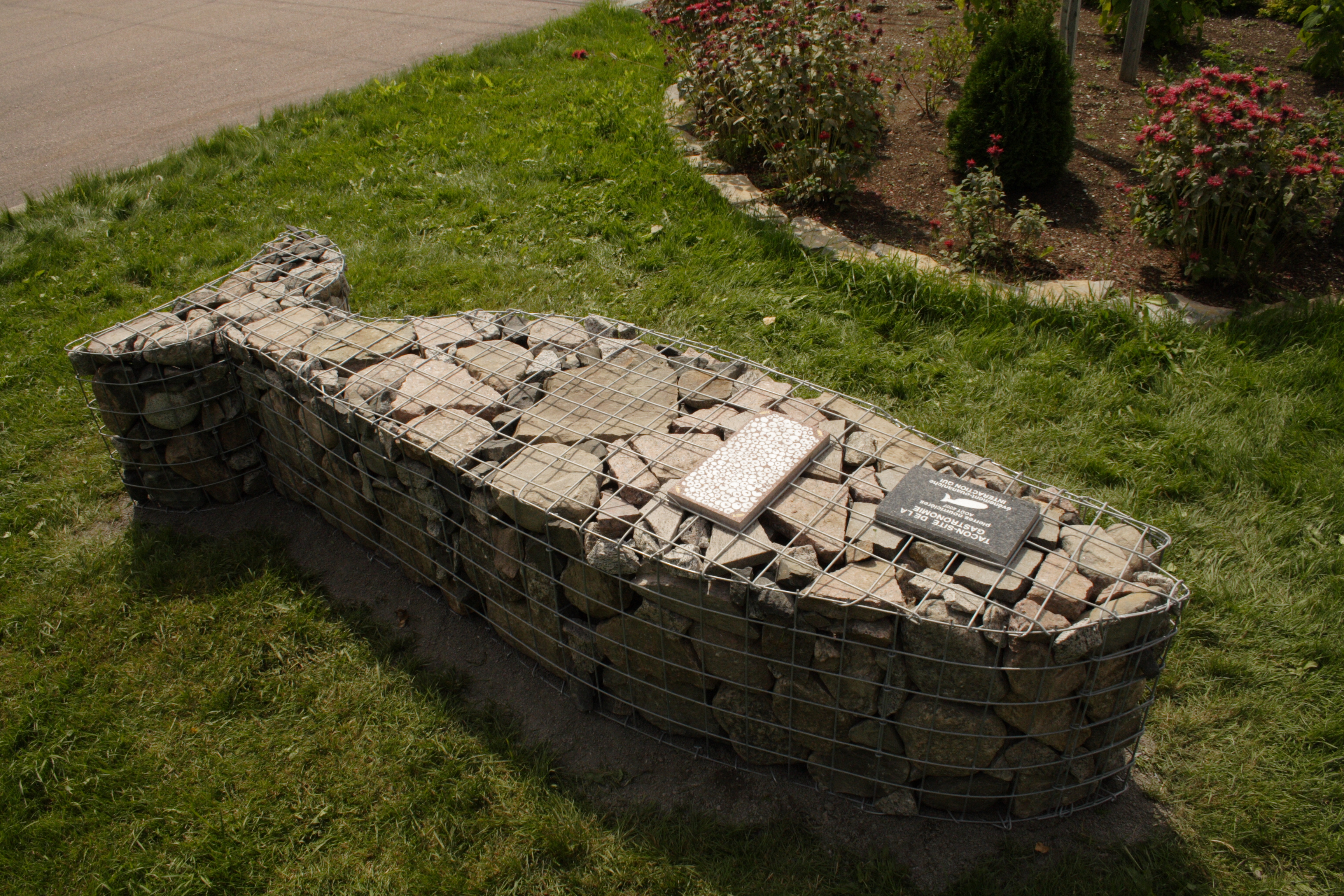
Le Tacon Site de la Gastronomie.
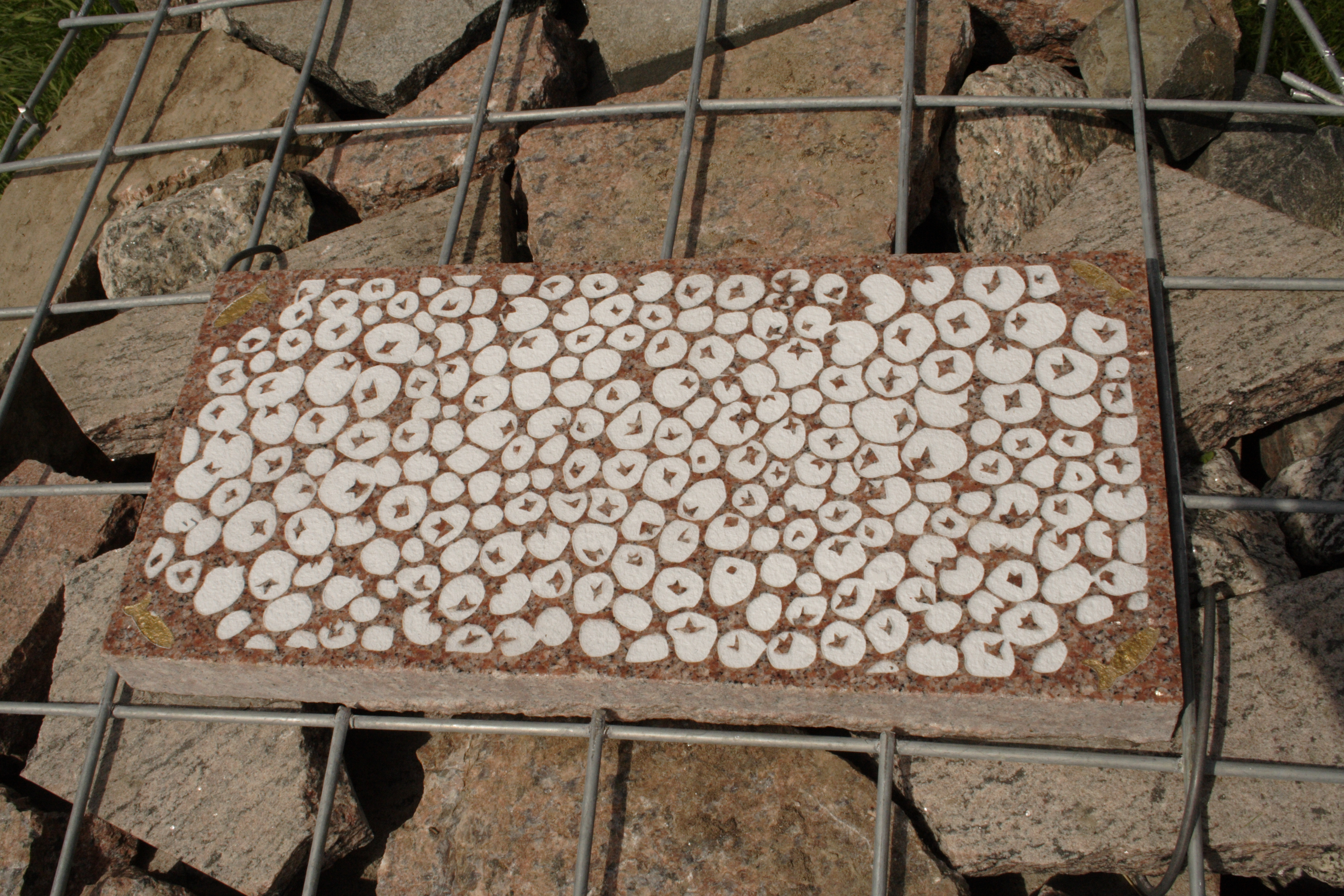
Plaque de granite représentant des bleuets.
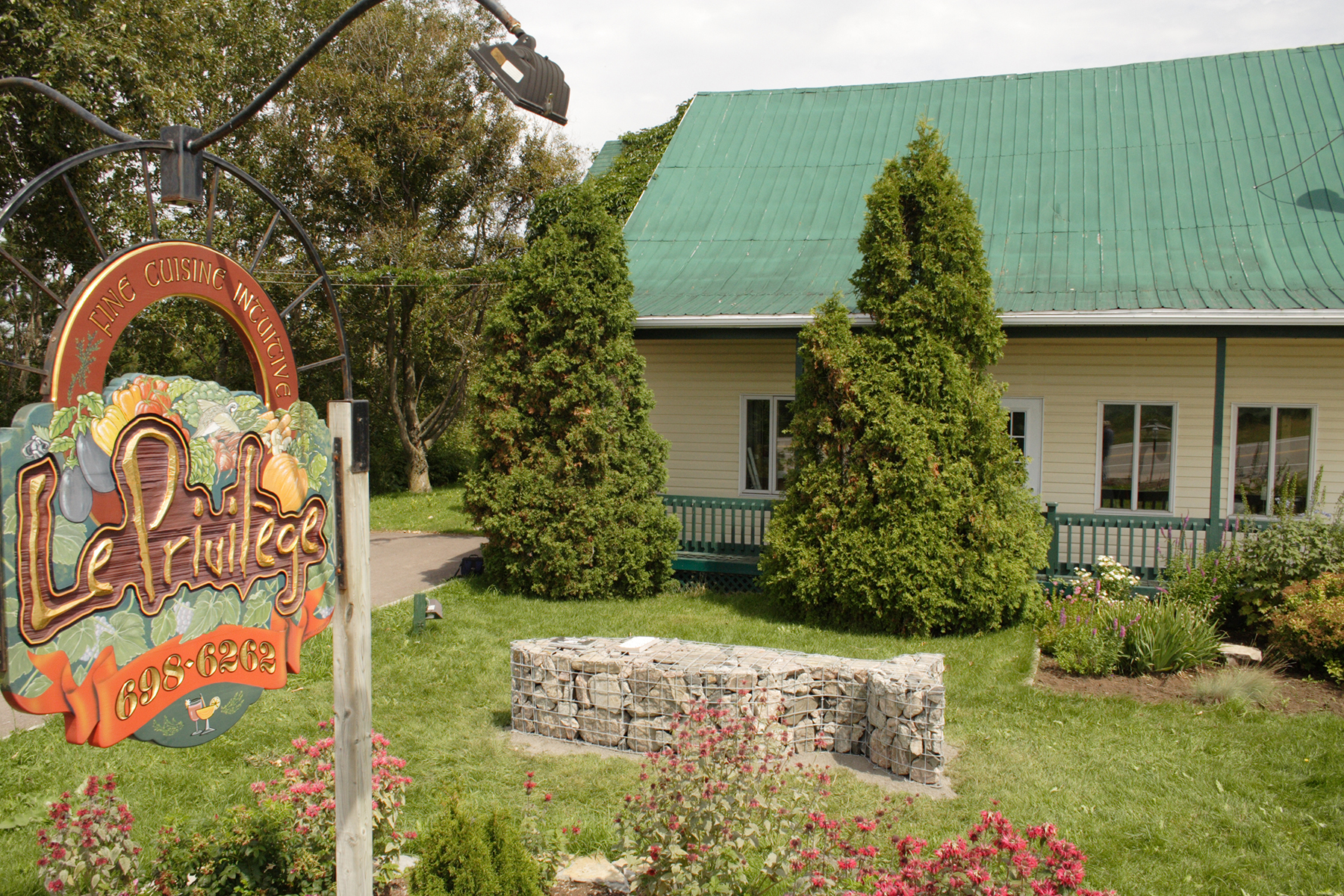
Le Tacon Site de la Gastronomie installé au restaurant gastronomique Le privilège à Chicoutimi.

#### Action performative
Pierres Nourricières est l'action performative à créer..

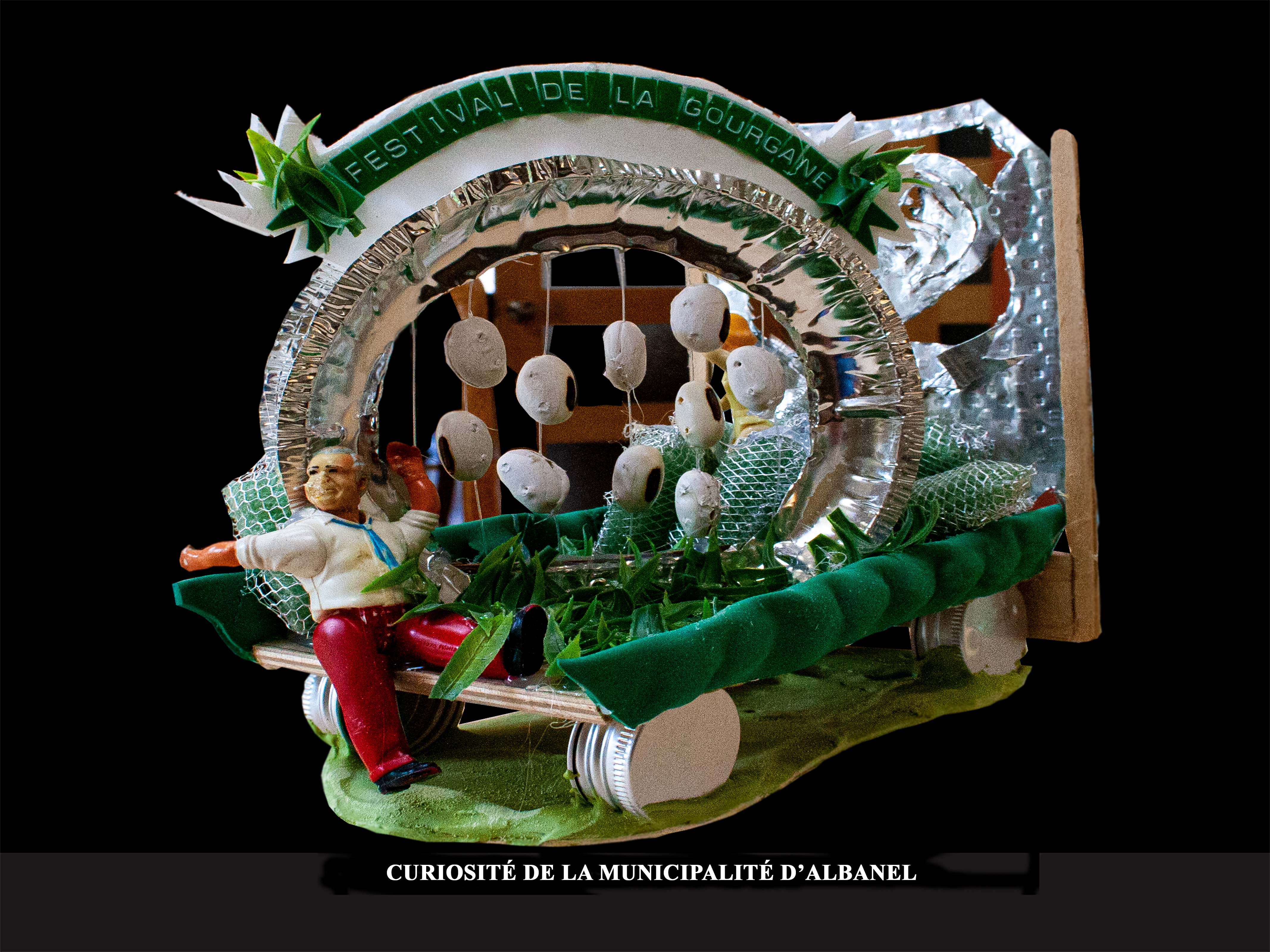
Curiosité de la communauté d'Albanel.

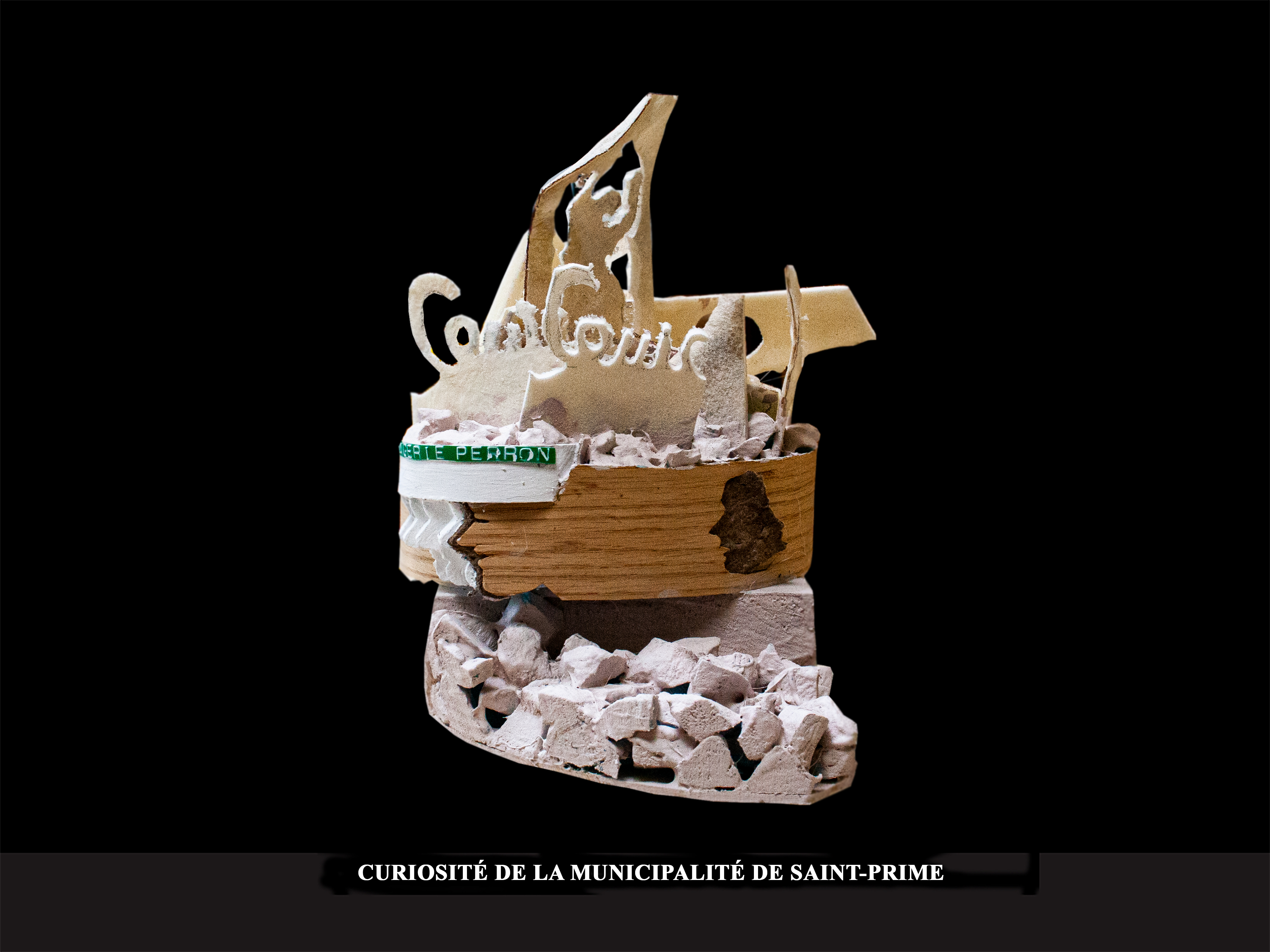
Curiosité de la communauté de Saint-Prime.

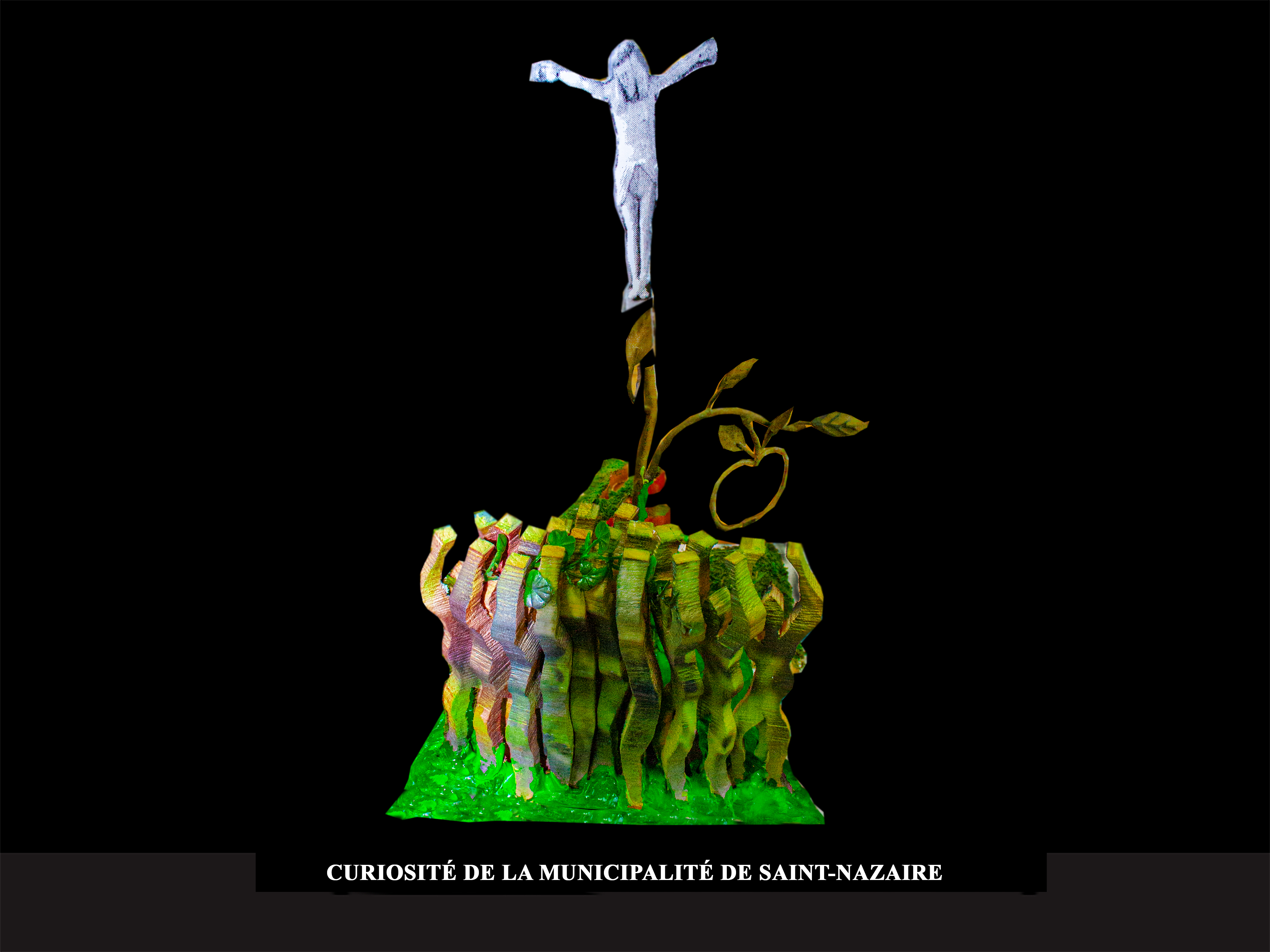
Curiosité de la communauté de Saint-Nazaire

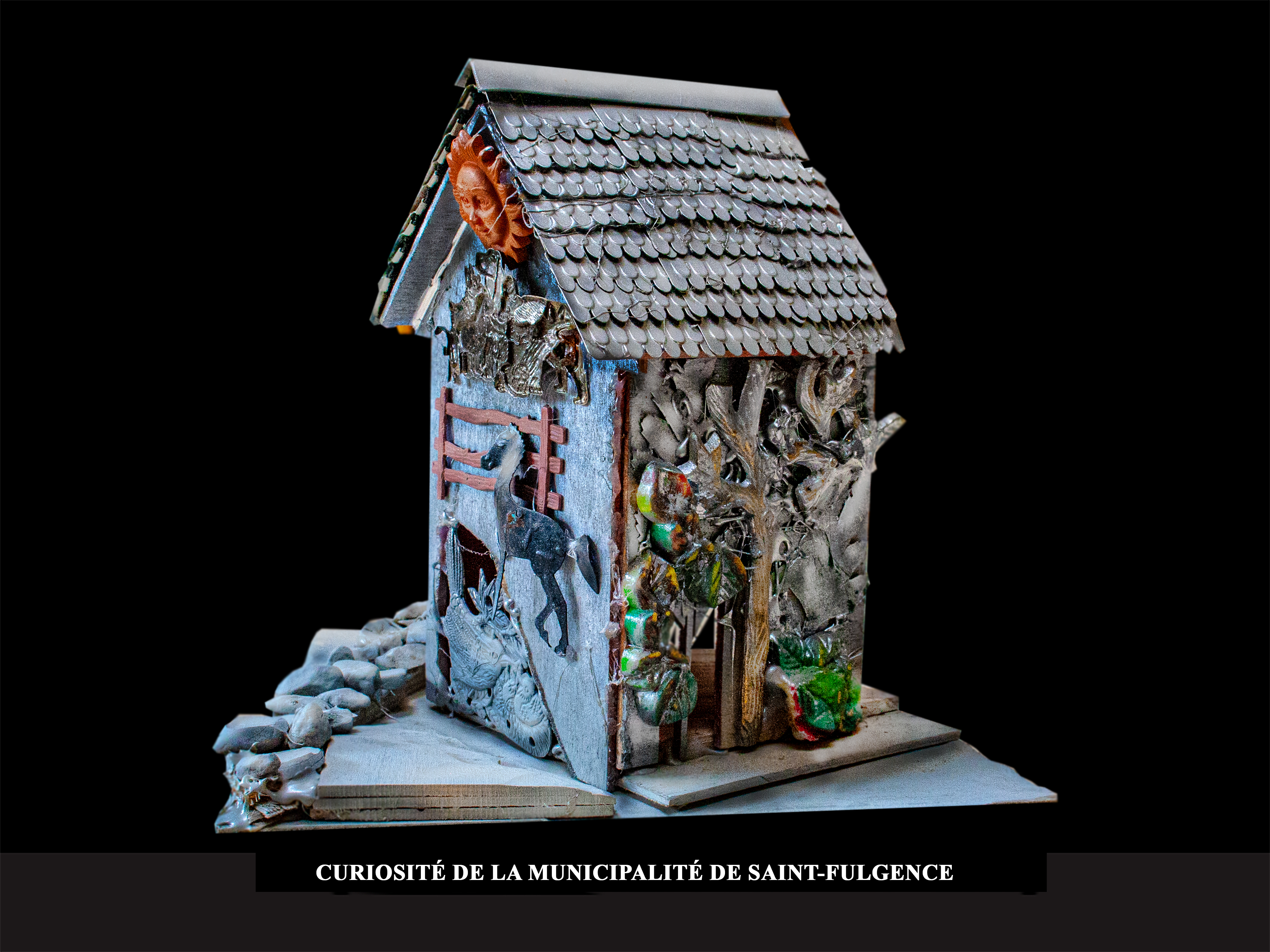
Curiosité de la communauté de Saint-Fulgence

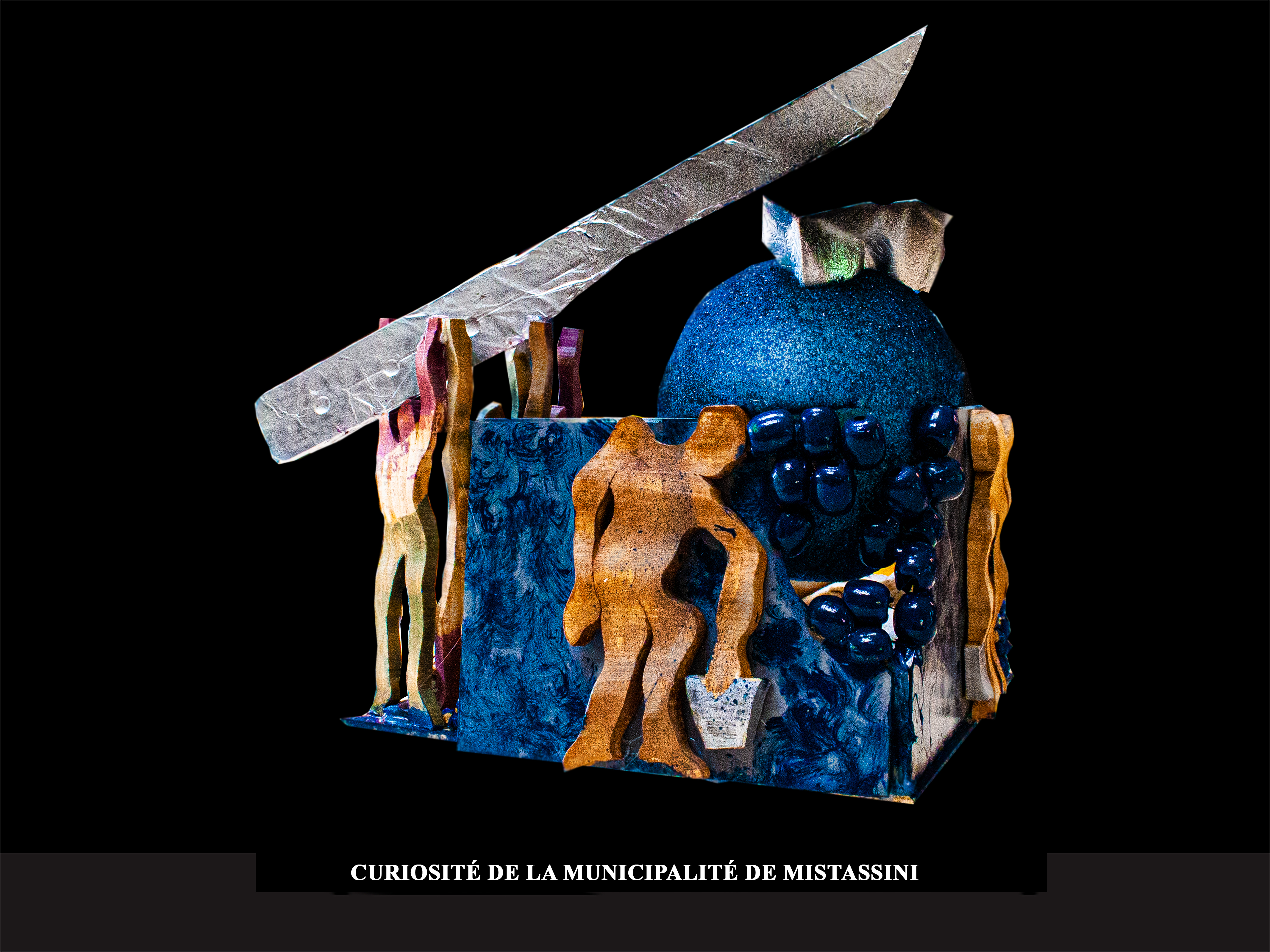
Curiosité de la communauté de Mistassini

#### Chroniques du pays de la ouananiche
La rumeur et la curiosité de la communauté d'Albanel (Québec, Canada) sont créés par Interaction Qui afin de tisser un fil conducteur légendaire entre les différentes localités de la région Saguenay—Lac-Saint-Jean.

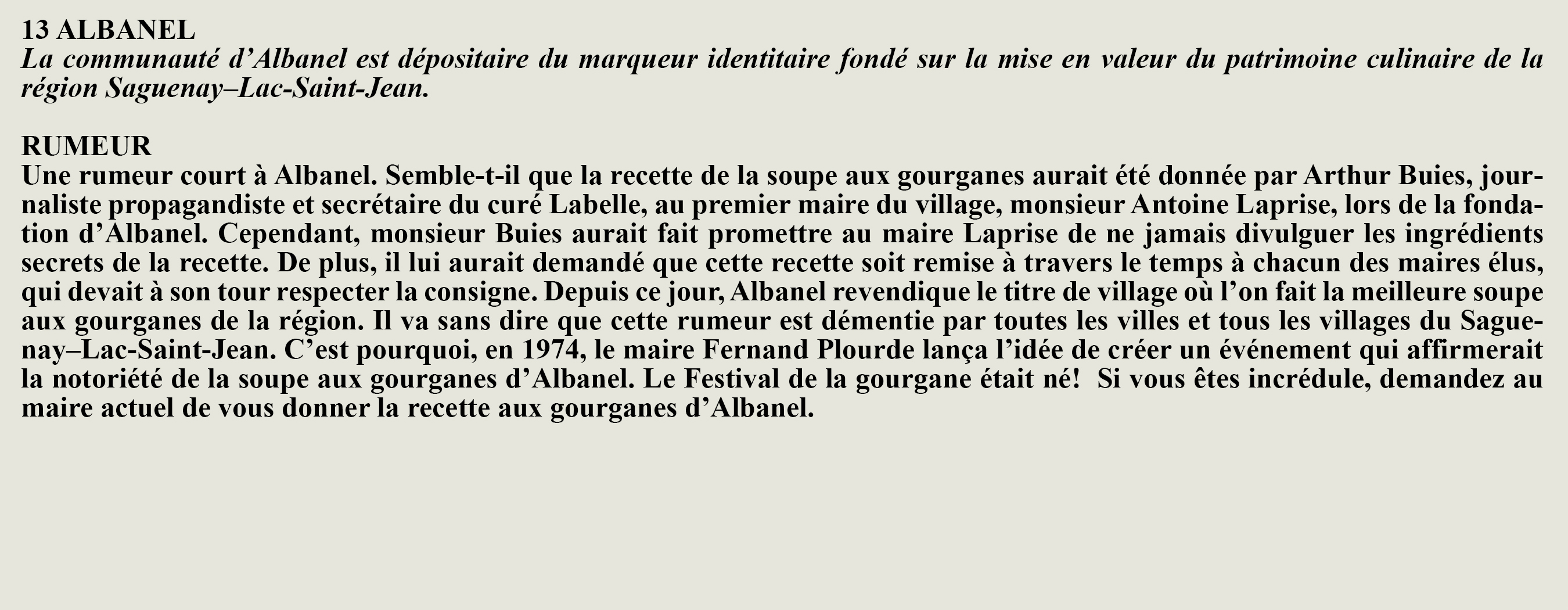

#### Partenaires
Restaurant Le privilège, Chicoutimi, Saguenay (Québec, Canada), le Conseil des Arts du Canada.
Localisation:48° 24′ 35″ N, 71° 01′ 14″ O
1623 Boul. Saint-Jean-Baptiste, Chicoutimi, Québec G7H 7T9

### Tacon Site du Fromage

#### Thématique
Le Tacon Site du Fromage, est le vingtième Tacon Site réalisé par Interaction Qui et il porte le numéro 20 sur la carte. Le Tacon Site du Fromage est installé sur les terrains de la plus ancienne ferme familiale du Saguenay—Lac-Saint-Jean. Chantale Lalancette et Stéphane Tremblay, propriétaire de la fromagerie l’Autre Versant, représentent bien cette nouvelle génération d’agriculteurs qui ont la passion de leur métier.  Sur la route des fromages jeannois, ce Tacon Site marque le savoir-faire du Saguenay—Lac-Saint-Jean dans le domaine de la transformation des produits laitiers.

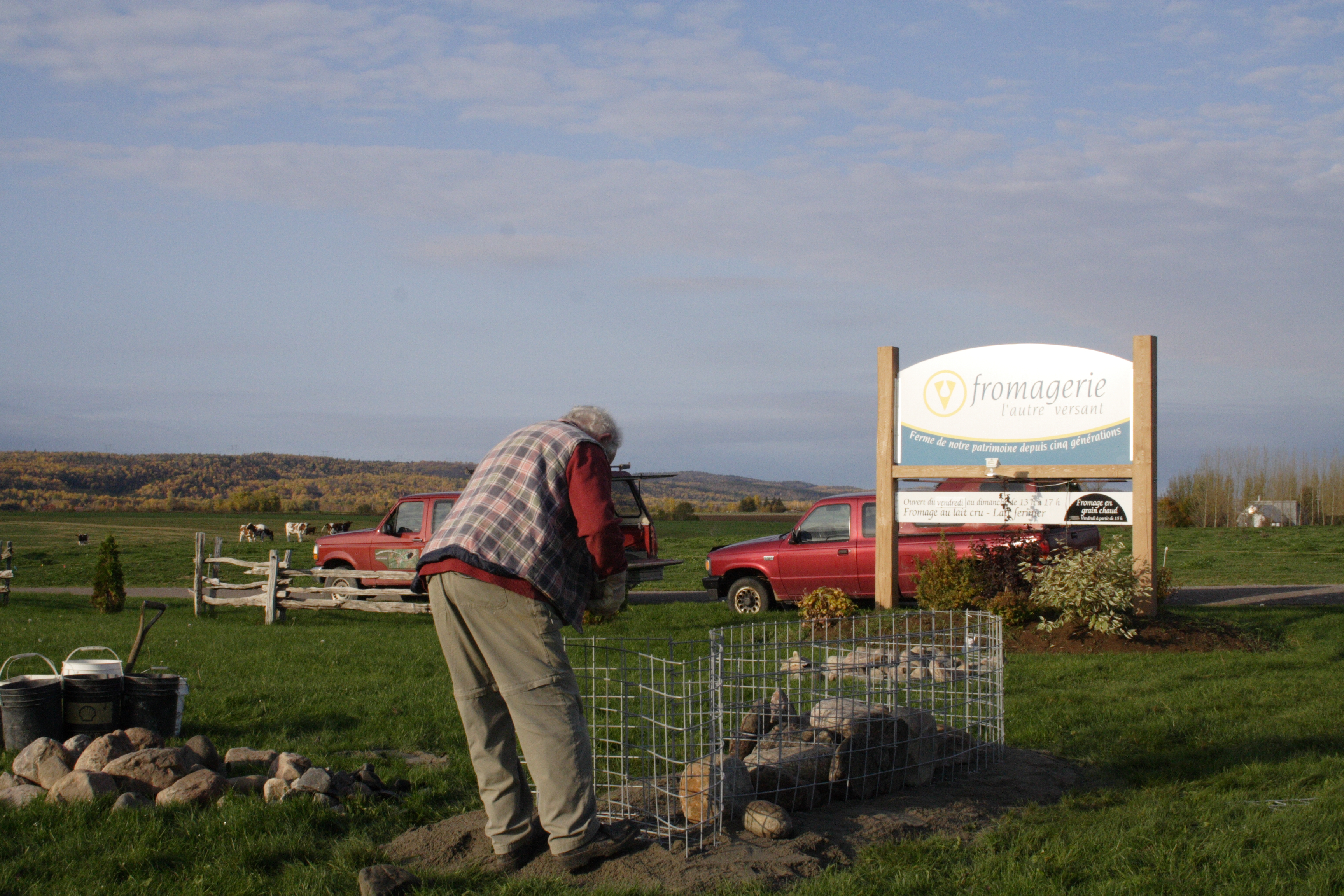
Réalisation du Tacon Site du Fromage par le collectif d'artistes Interaction Qui, 2007
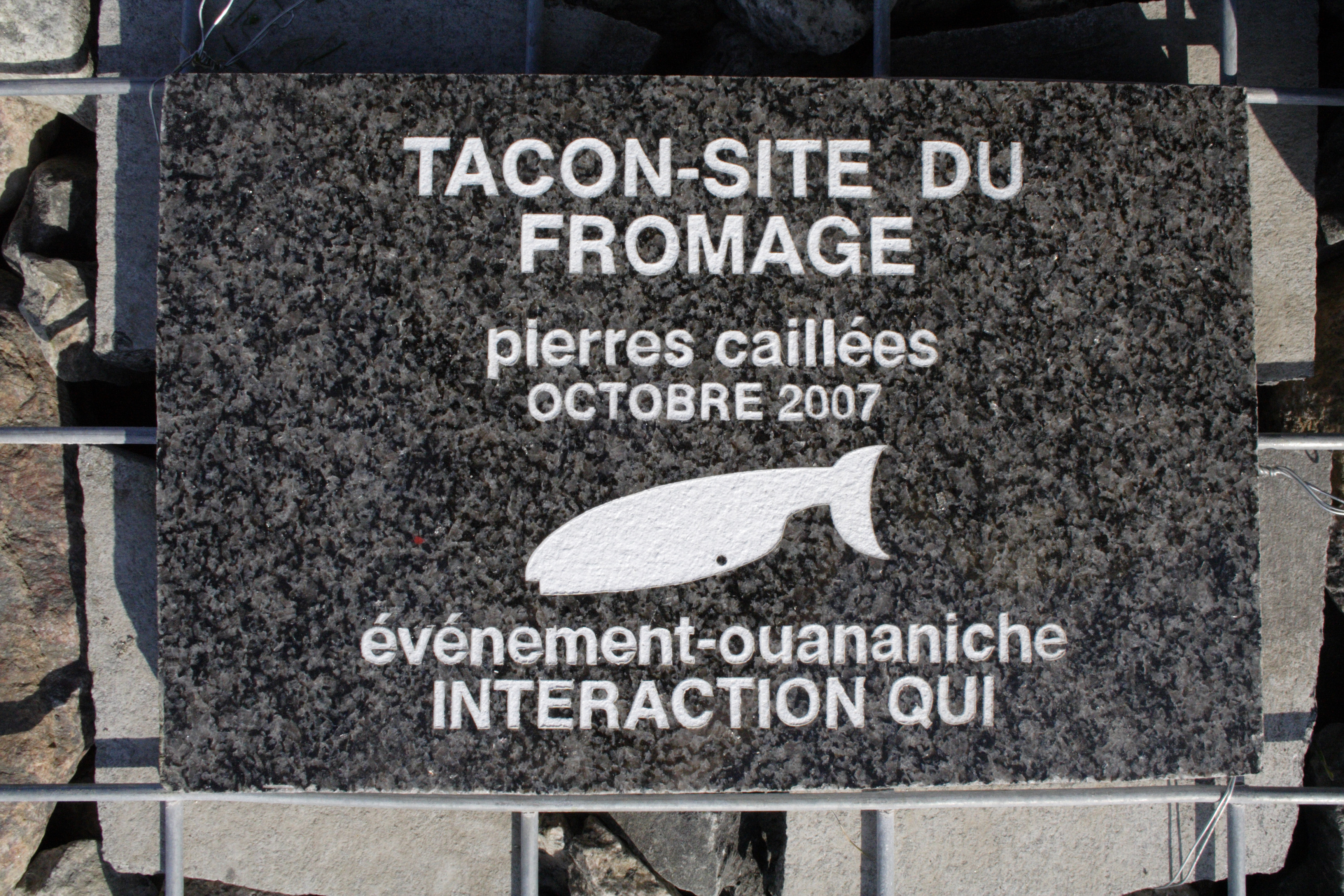
Plaque de granit décrivant la thématique du Tacon Site du Fromage.
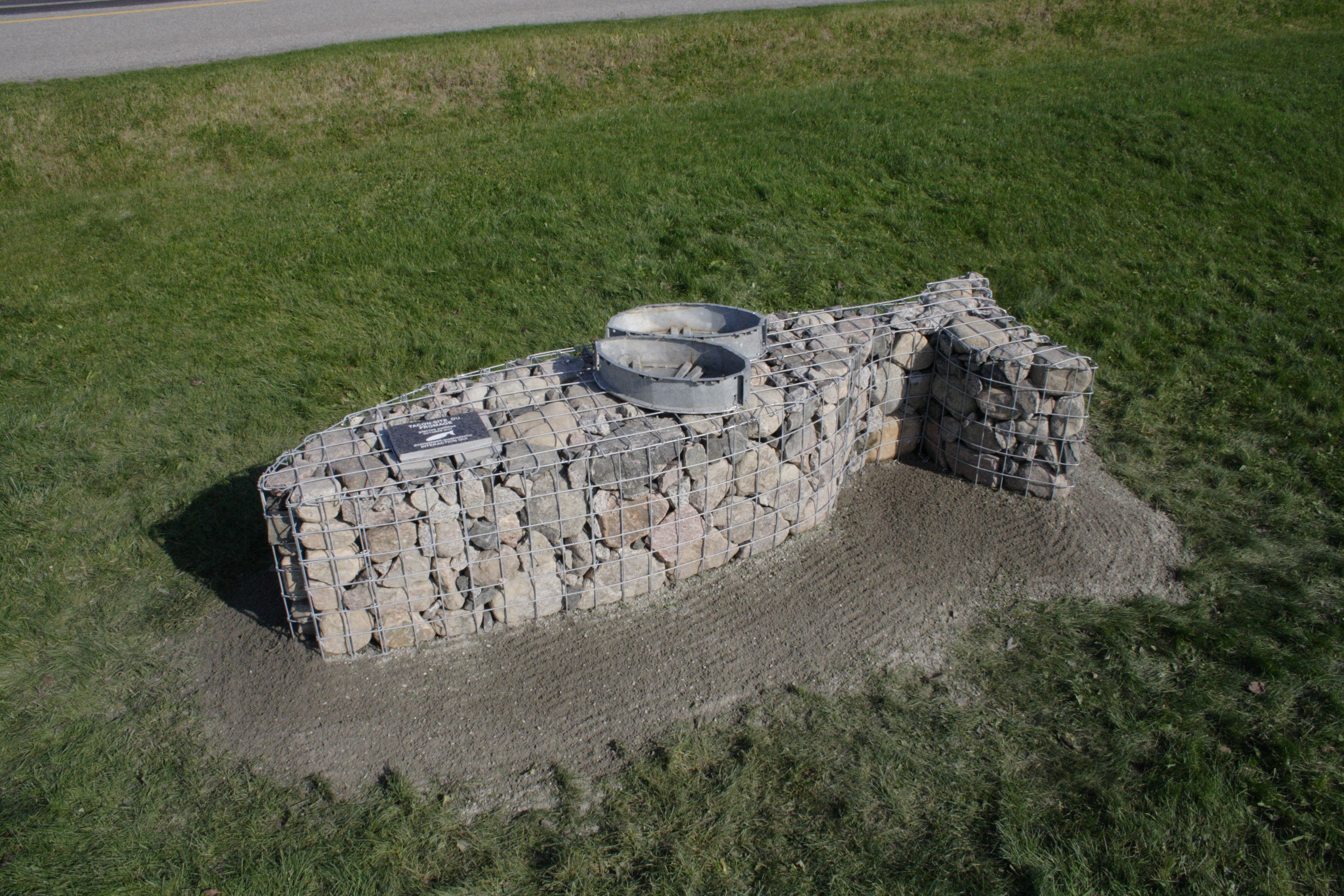
Le Tacon Site du Fromage est installé à la fromagerie l'Autre Versant, Hébertville (québec, Canada) 2007

#### Action performative
Pierres Caillées est l'action performative à créer..

#### Chroniques du pays de la ouananiche
La rumeur et la curiosité de la communauté de Saint-Prime (Québec, Canada) sont créés par Interaction Qui afin de tisser un fil conducteur légendaire entre les différentes localités de la région Saguenay—Lac-Saint-Jean.

#### Partenaires
La fromagerie l'Autre Versant et le Conseil des Arts du Canada.
Localisation:48° 22′ 53″ N, 71° 45′ 19″ O
Fromagerie l'Autre Versant, 901 Rang 3, Hébertville, Lac-Saint-Jean, Québec, Canada, G8N 1M6

### Tacon Site du Sacré

#### Thématique
Le Tacon Site du Sacré est le vingt-et-unième Tacon Site réalisé par Interaction Qui et il porte le numéro 21 sur la carte. Les élèves de l’école Bon-Pasteur de Sainte-Monique déposent leurs Pierres d’âme dans une cloche qui est scellée dans le Tacon Site. Ce geste est accompli sous une volée de cloches provenant de l’église paroissiale. Le thème du sacré est vu comme une force vive faisant en sorte qu’une simple pierre finit par désigner quelque chose de « tout autre » qu’elle-même. Et ce « tout autre », c’est une émotion, c’est le sens qui se dégage d’un signe, c’est quelque chose qui nous porte et nous transforme.

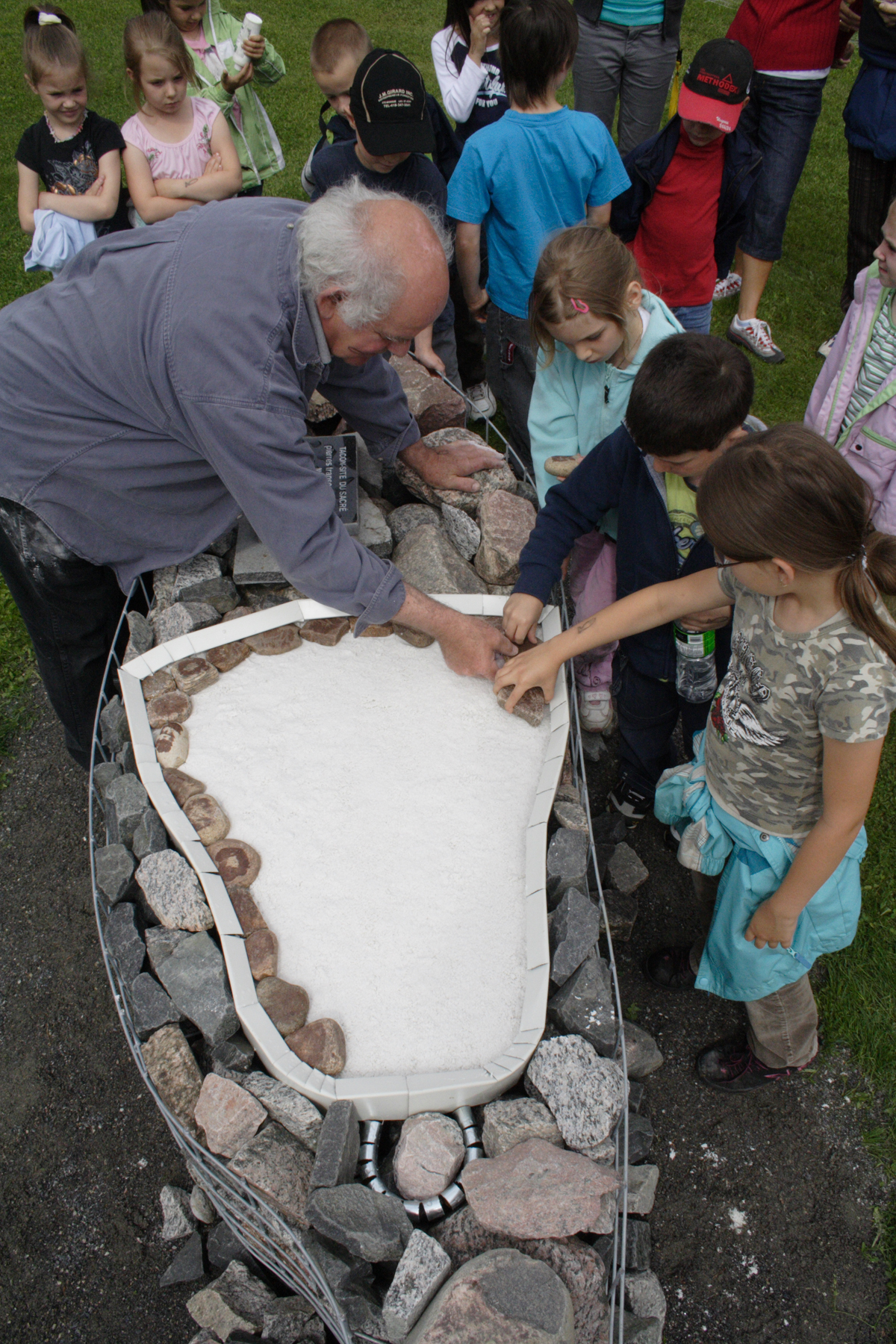
Dépôt des Pierres d'âme dans le Tacon Site du Sacré.
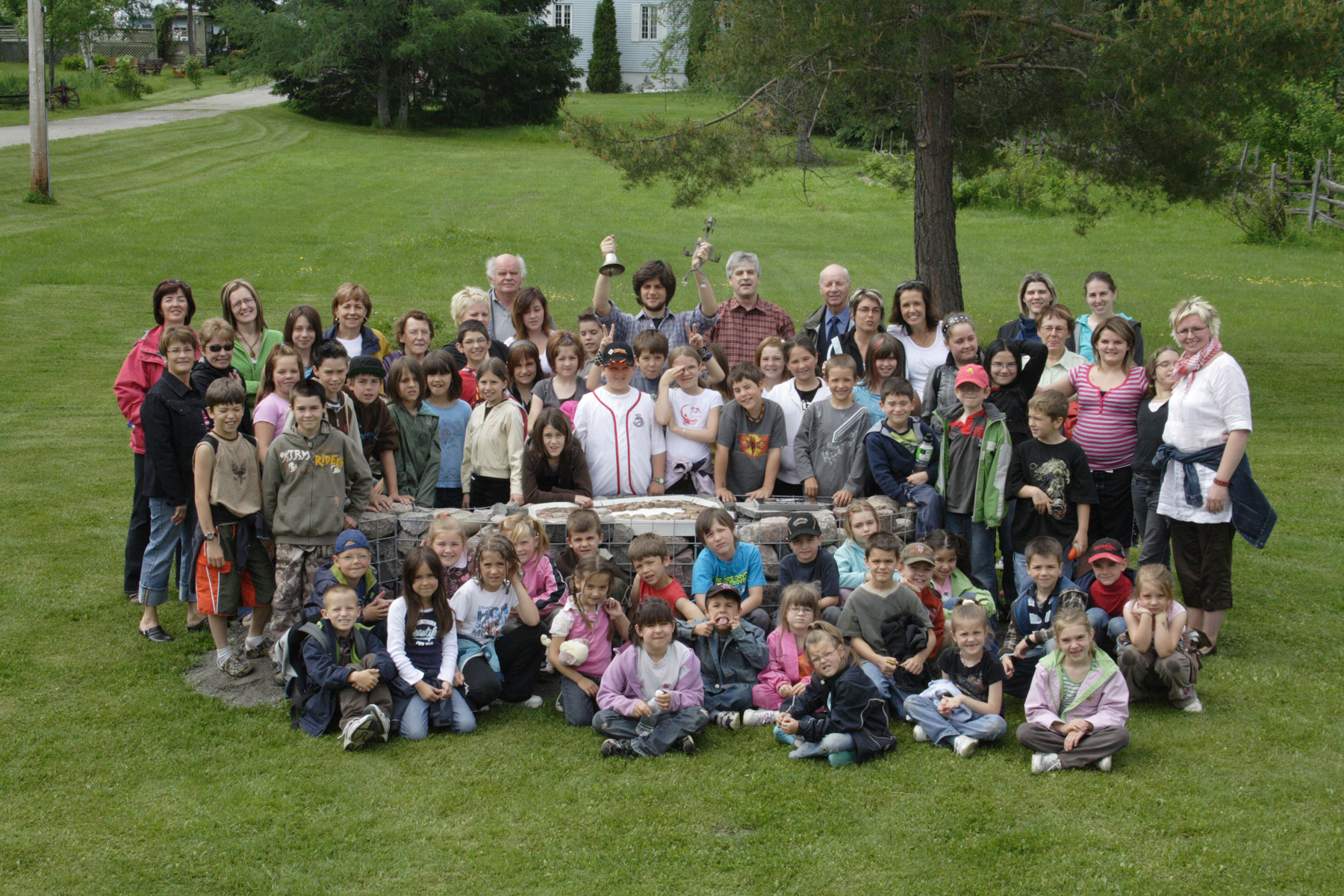
78 élèves de l’école Bon-Pasteur de Sainte-Monique participent à la réalisation du Tacon Site du Sacré.
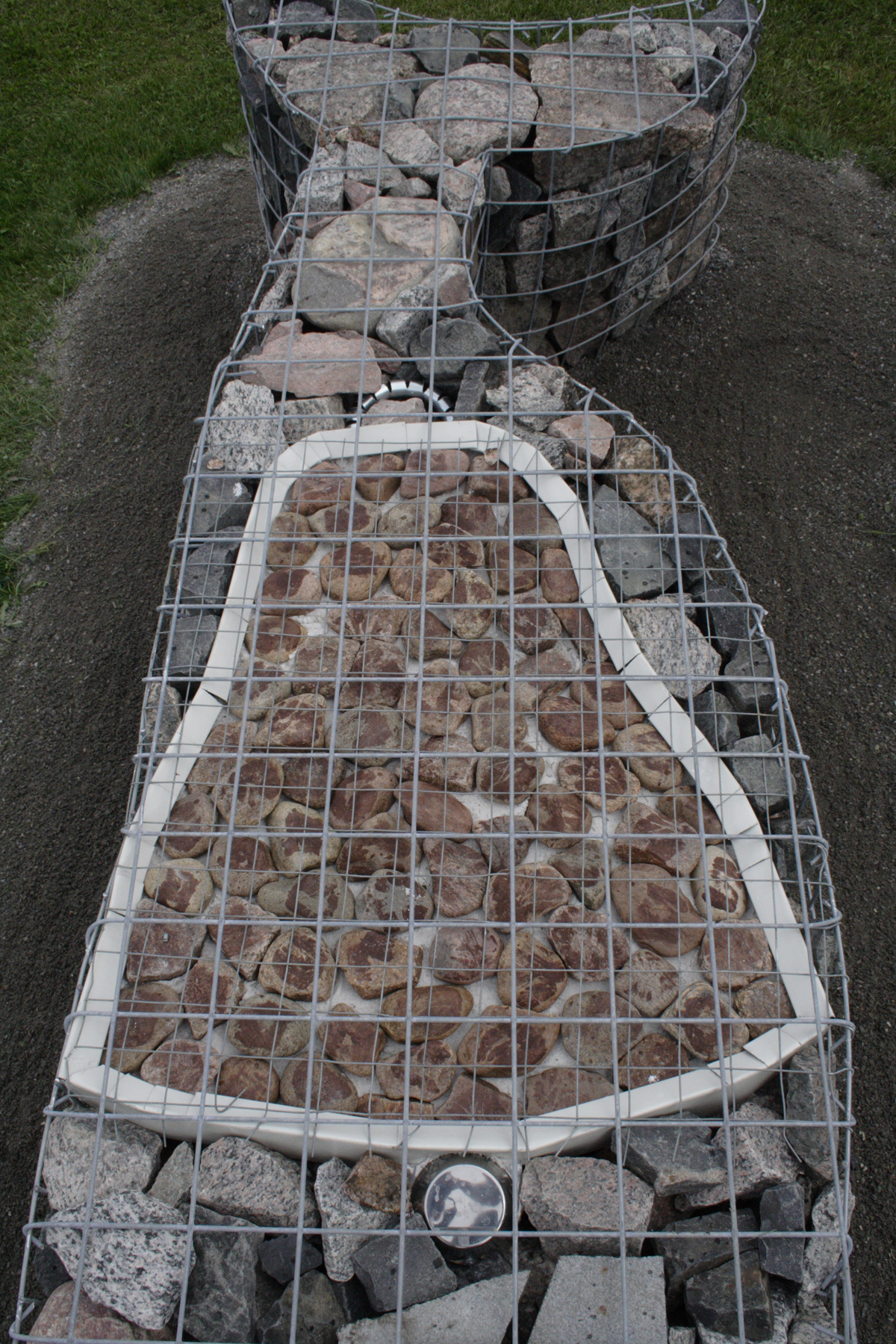
La cloche du Tacon Site du Sacré.

#### Action performative
Pierres Transcendantes, est l'action performative organisée par le collectif d'artistes Interaction Qui avec la participation des élèves de l'école Bon-Pasteur. Dans un premier temps, les élèves réalisent chacun leur Pierre d’âme. Il s’agit d’imprimer à l’aide d’une peinture à l’eau, une empreinte de la paume de leur main sur une pierre plate. Ils doivent réaliser 2 Pierres d’âme. L’une sert lors de l’action performative « La Grande Marelle Cosmique » et l’autre est déposée dans la cloche du Tacon Site du Sacré. Les élèves, par groupe de 4, dessinent les 8 éléments du jeu de marelle. Chaque élève dessine 2 éléments du jeu dans 2 cases distinctes. La Pierre d’âme et la Fourche du diable sont les 2 éléments pour jouer à la marelle. La marelle est à l’origine une métaphore du monde que l’on parcourt comme un chemin initiatique. Le joueur progresse à cloche-pied en poussant une pierre qui représente l’âme. S’il boite, c’est que son âme est faible et qu’il doit s’astreindre à des efforts purificatoires pour gagner son ciel. Après avoir évité l’enfer et remporté différents mérites, il atteint le paradis, récupère la pierre (son âme) et la place sous son bras, faisant réintégrer l’âme au corps. Le jeu de marelle consiste à ne pas poser le pied sur les lignes qui divisent les cases. Cette règle correspond symboliquement au besoin de se mettre à l’abri de l’incertitude. Jeu initiatique, il révèle l’individu à lui-même en développant certaines de ses capacités.

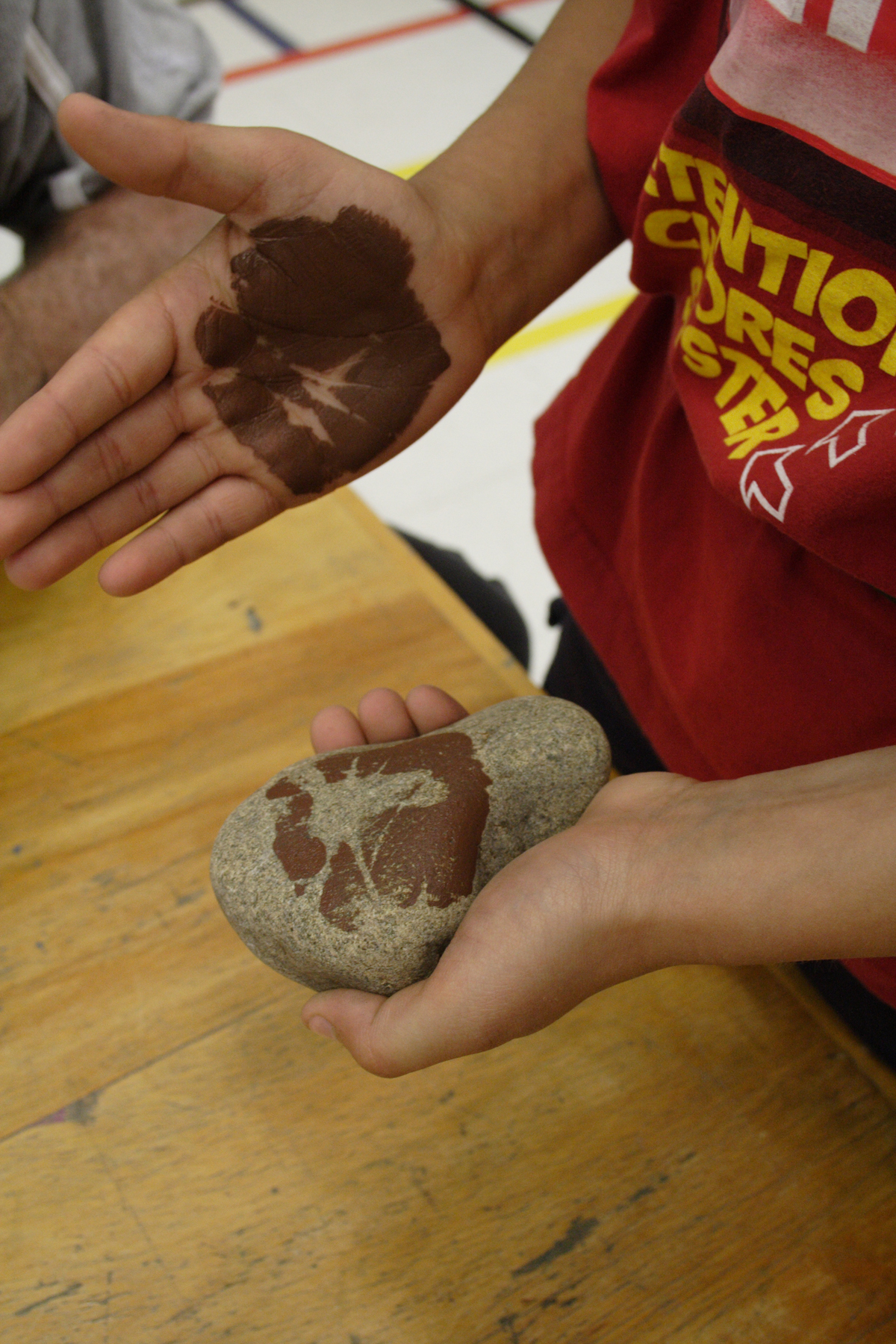
Un participant imprime sa Pierre d'âme dans la paume de sa main.
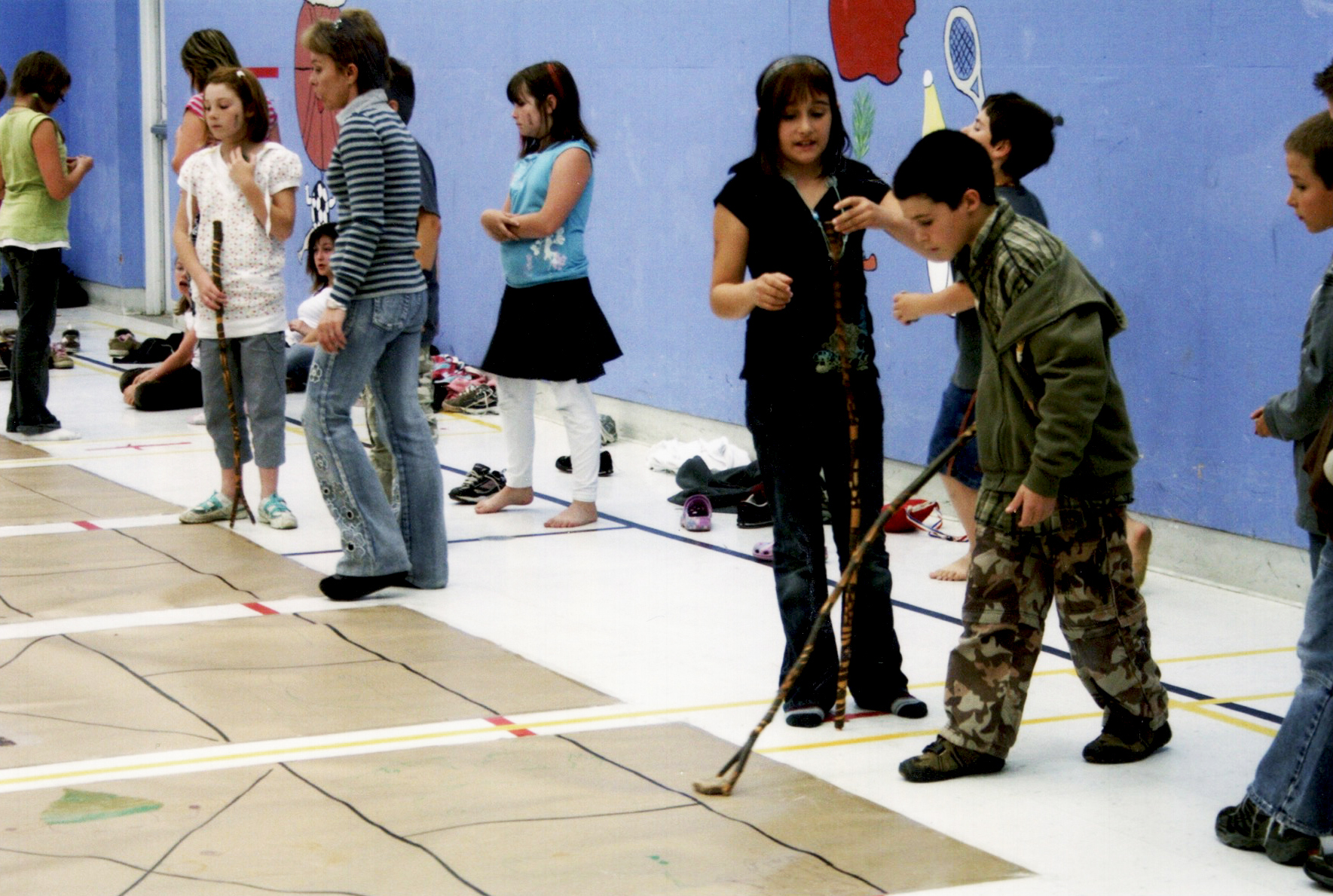
Les élèves de l'école Bon-Pasteur de Sainte-Monique jouent au jeu de la marelle lors de l'action performative « Pierres Transcendantes ».
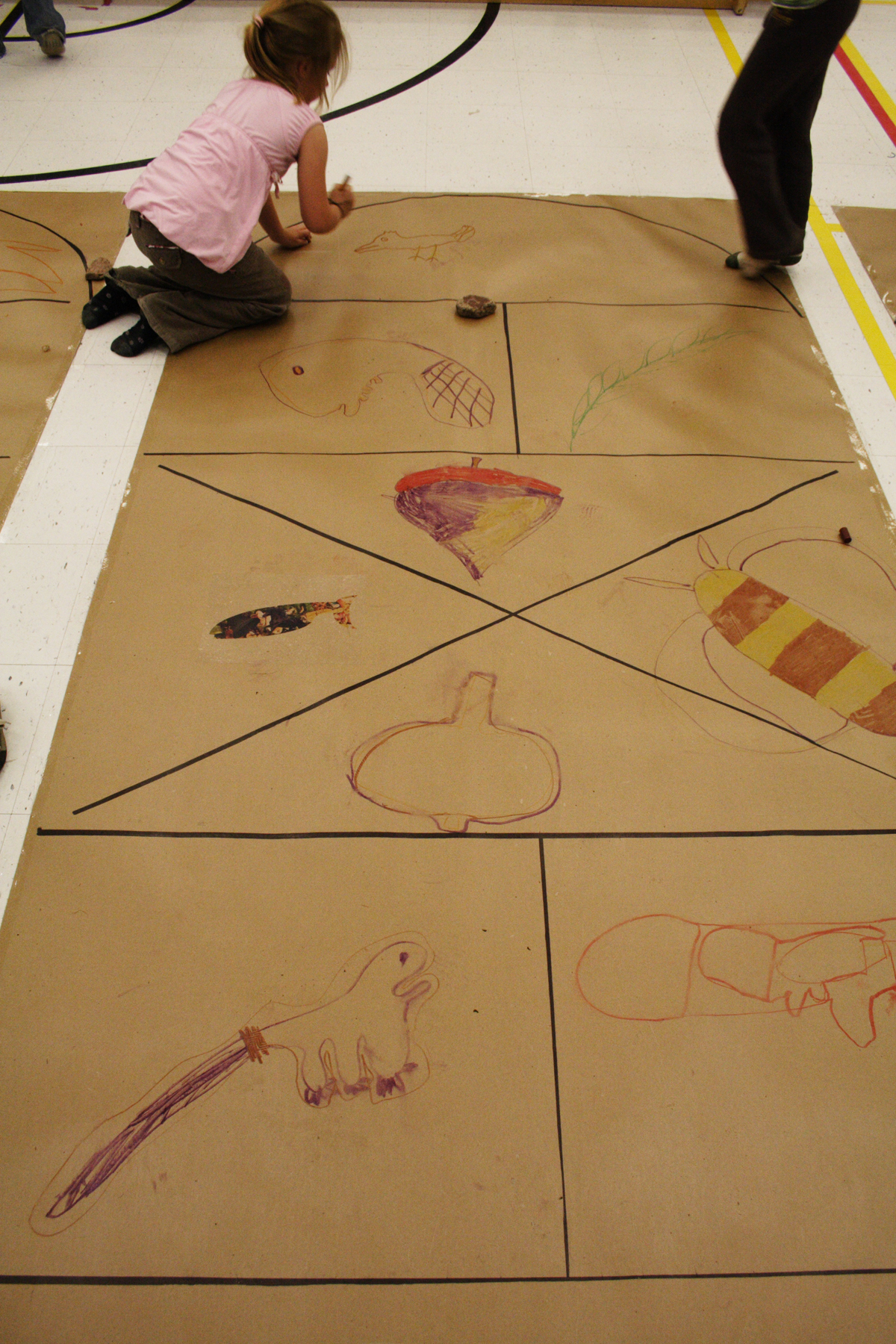
Les participants dessine le jeu de marelle.

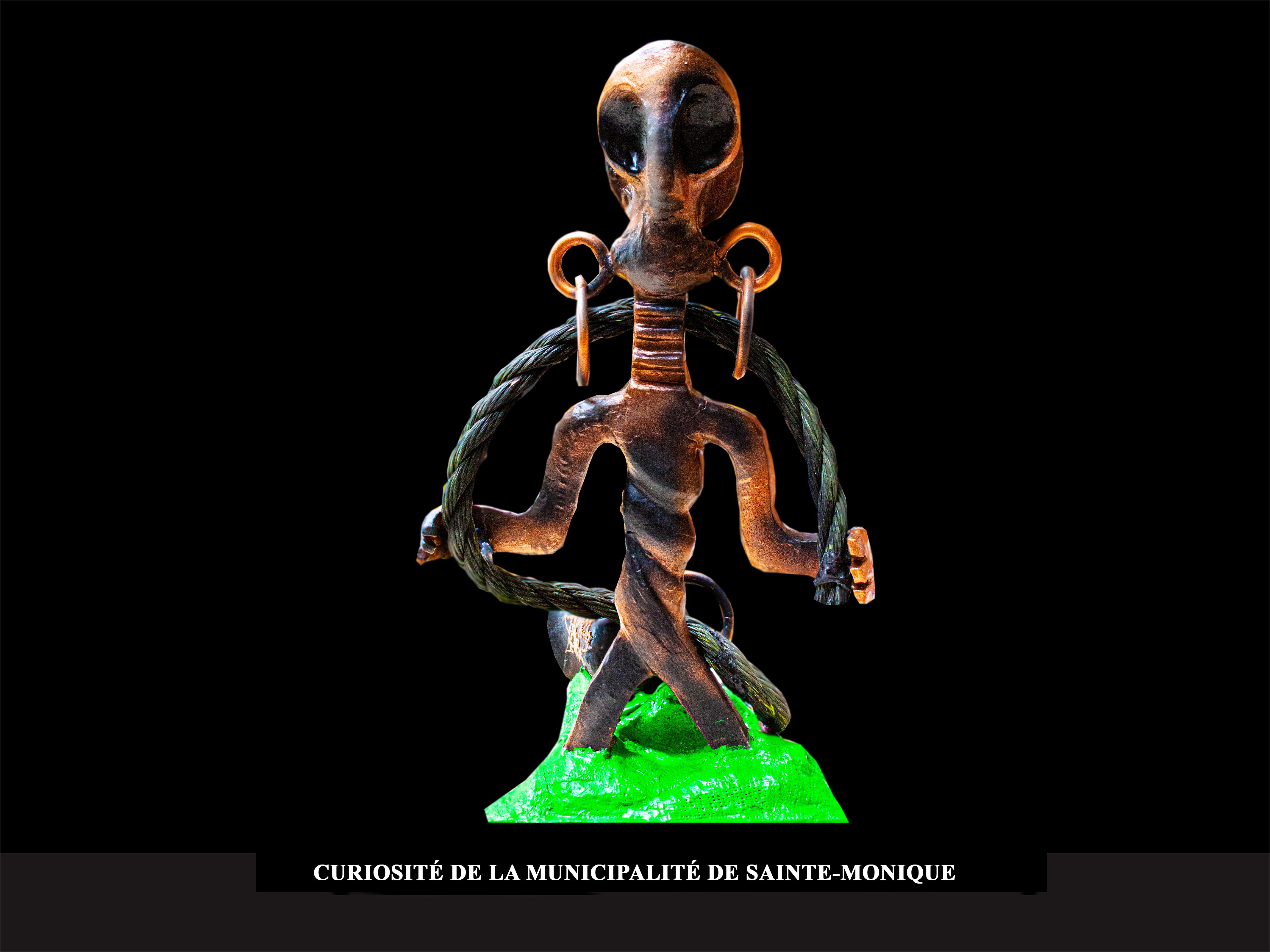
Curiosité de la communauté de Sainte-Monique.

#### Chroniques du pays de la ouananiche
La rumeur et la curiosité de la communauté de Sainte-Monique (Québec, Canada) sont créés par Interaction Qui afin de tisser un fil conducteur légendaire entre les différentes localités de la région Saguenay—Lac-Saint-Jean.

#### Partenaires
École Bon-Pasteur de Sainte-Monique-de-Honfleur et le Conseil des Arts du Canada.
Localisation:48° 44′ 12″ N, 71° 48′ 56″ O
203, Rang 7 Sainte-Monique-de-Honfleur, Lac-Saint-Jean, Québec, Canada, G0W 2T0

### Tacon Site du Dépassement

#### Thématique
Le Tacon Site du DépassementT,est le vingt-deuxième Tacon Site réalisé par Interaction Qui et il porte le numéro 22 sur la carte. Chambord a une histoire sportive importante touchant le cyclisme. Au début des années 1960, l’activité vélo s’est développée considérablement au Saguenay—Lac-Saint-Jean et plus particulièrement à Chambord qui est devenu « Capitale du cyclisme », au début des années 1970. Dans ces années, Chambord est un pôle important pour les élites canadiennes et américaines. La thématique choisie pour le Tacon Site du Dépassement tourne autour de l’idée de l’excellence dans l’action. La notion de dépassement est vue ici comme un concept, non comme allant au bout de soi, mais comme allant au-delà de soi, c’est-à-dire vers l’autre. La créativité, l’échange convivial, les collaborations et le partage sont les vecteurs contribuant à la réalisation de cette œuvre collective.

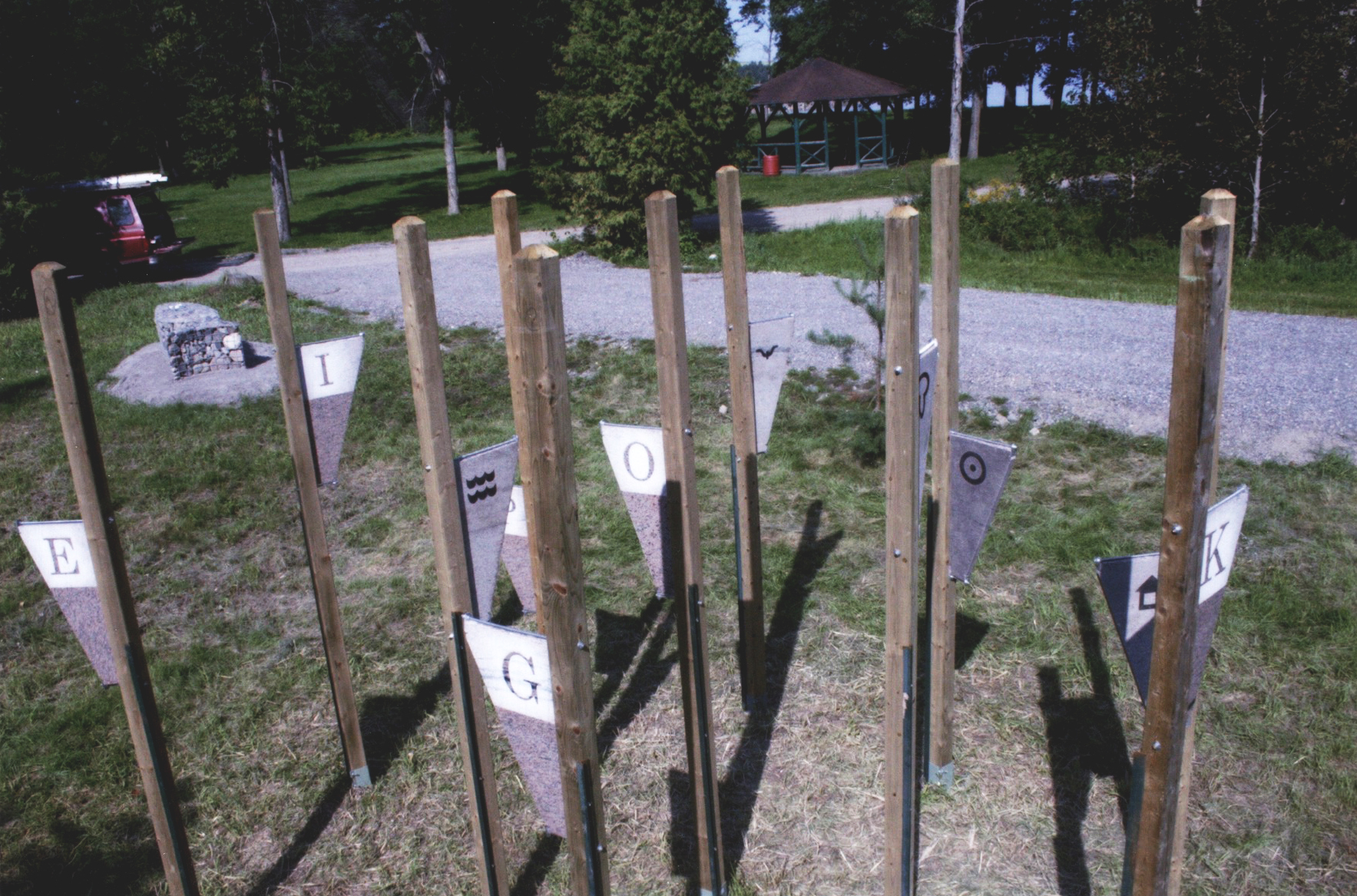
La curiosité « Les Grandes échasses » où l'on peut lire le mot PIEKOUAGAMI.
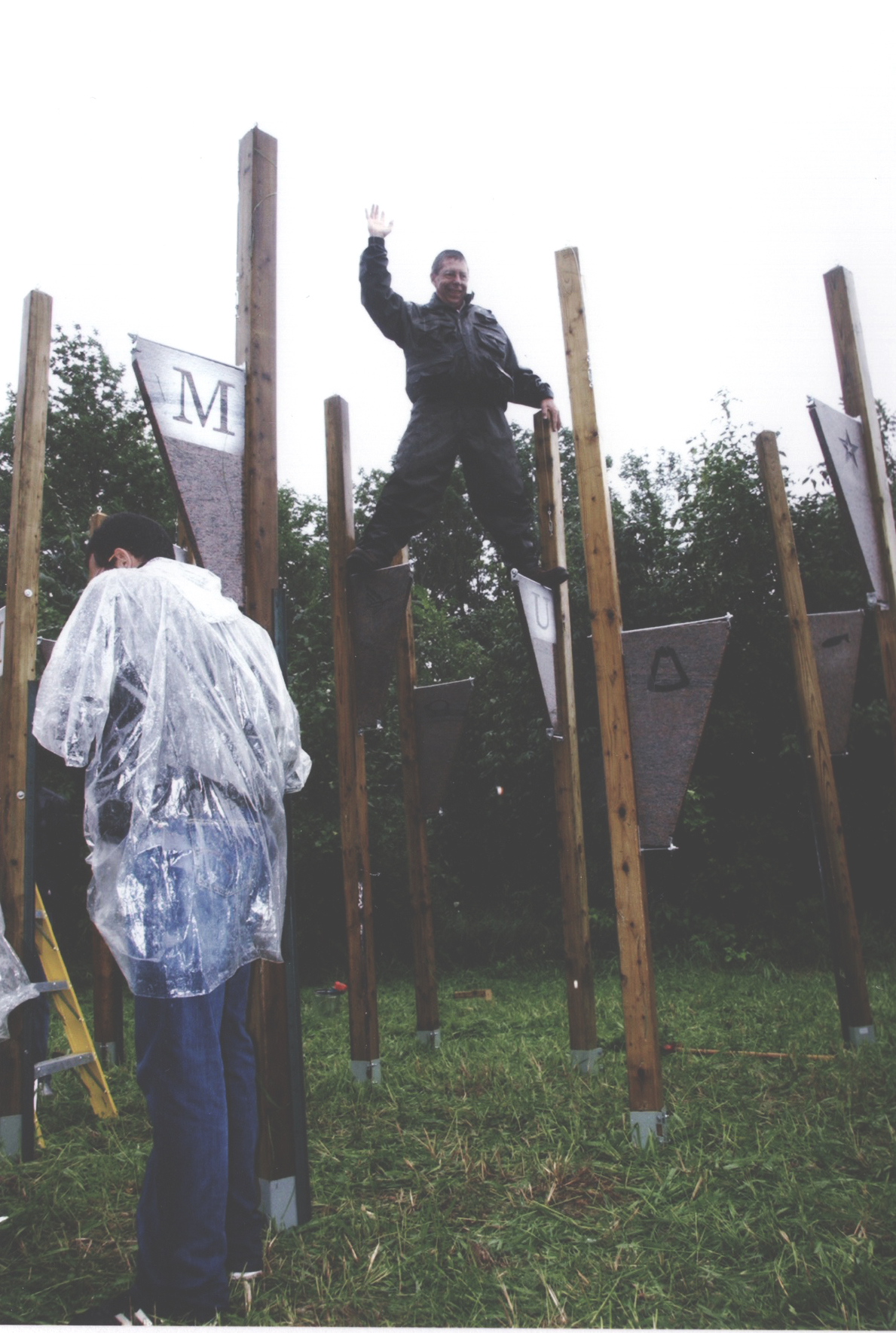
Le maire de Chambord Bruno Laroche debout sur les échasses.
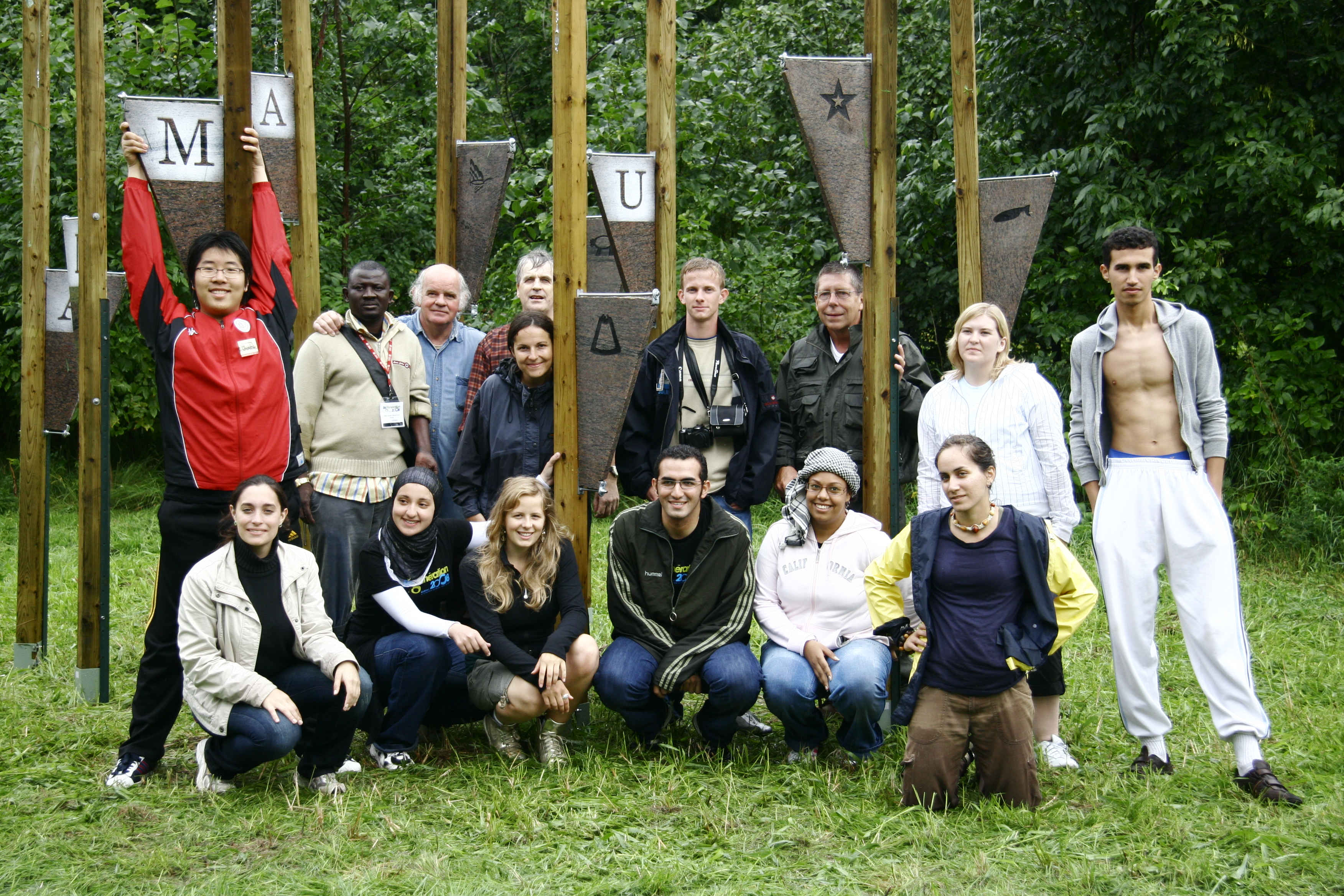
Les participants venant de différents pays du monde devant les Grandes échasses.

#### Action performative
Pierres Fabuleuses, est l'action performative organisée par le collectif d'artistes Interaction Qui. Les 15 congressistes venant des quatre coins du monde et leurs accompagnateurs transportent, à l’aide d'harnais, les 11 pierres de granite disséminées sur les différents sites historiques qui sont visités à Chambord. Désigné comme Portageurs à vélo, ils parcourent les sites patrimoniaux de la municipalité. Ils doivent faire preuve d’endurance et de ténacité dans l’effort mais aussi de collaboration afin de répartir équitablement l’énergie à déployer pour réussir cette performance. Par la suite, les participants implantent une curiosité les « Grandes échasses » sur les rives du lac Saint-Jean. Il s’agit de 11 poteaux de 3 mètres soutenant les 11 pierres de granite triangulaires placées à différentes hauteurs. Formellement, nous sommes en présence de 11 échasses réparties sur une surface de 60 mètres carrés présentant quelquefois une lettre ou un pictogramme. Pour comprendre le sens des symboles, il faut que l’observateur se déplace autour des échasses, mémorise les lettres et les assemble pour faire le mot P I E K O U A G A M I.

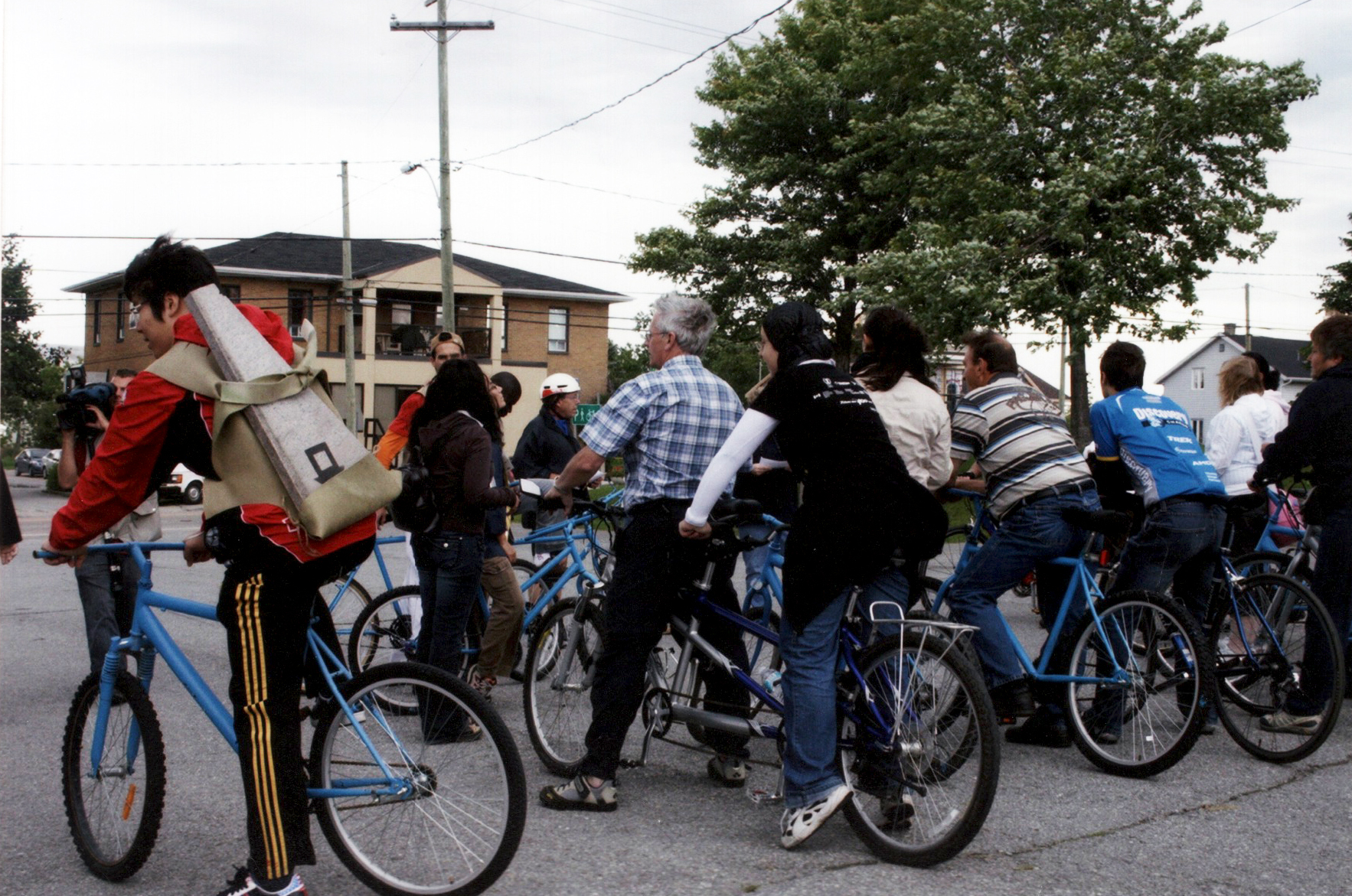
Les Potageurs à vélo se préparent pour leur performance.
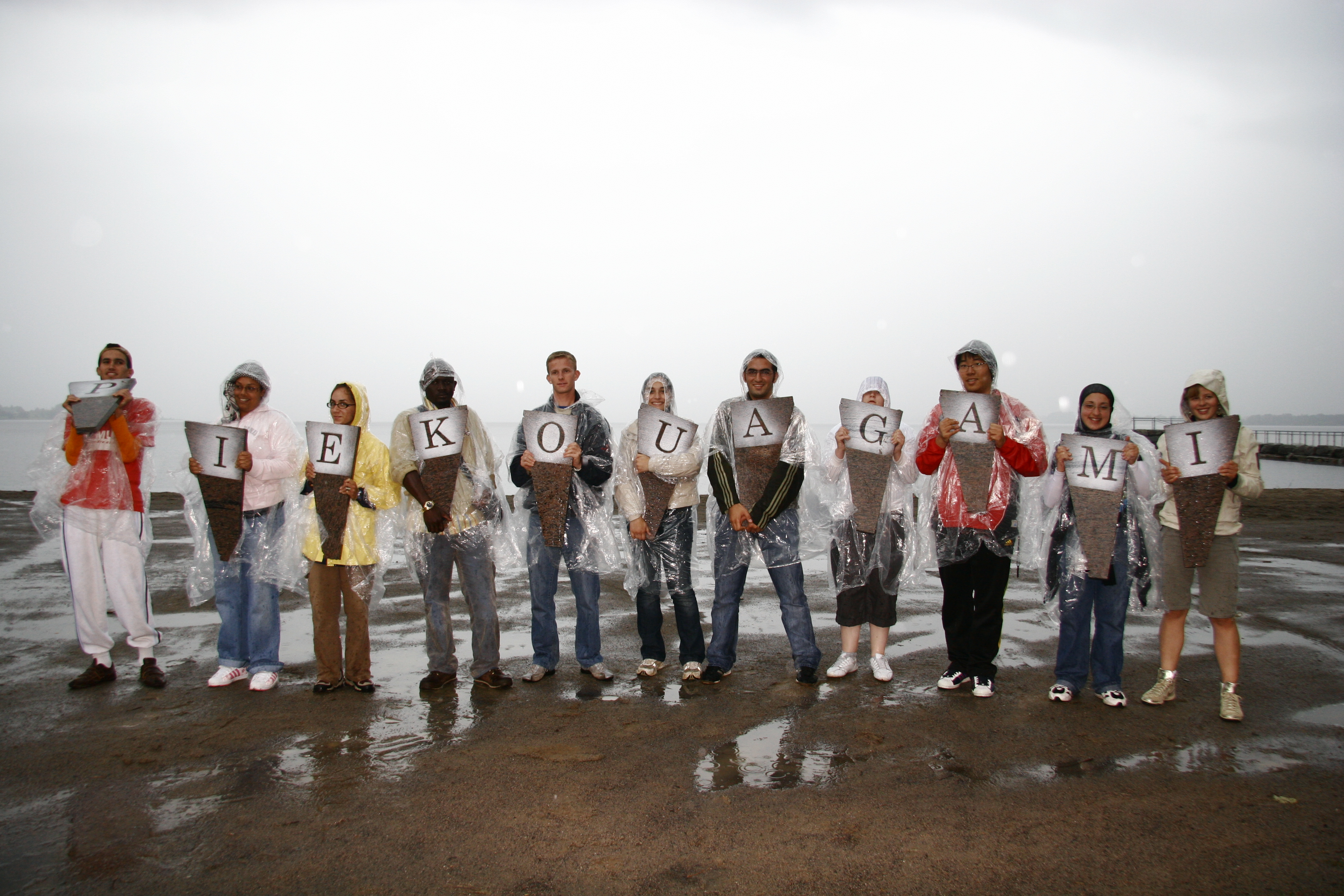
Les participants internationaux tenant leur pierre de granite devant le PIEKOUAGAMI.
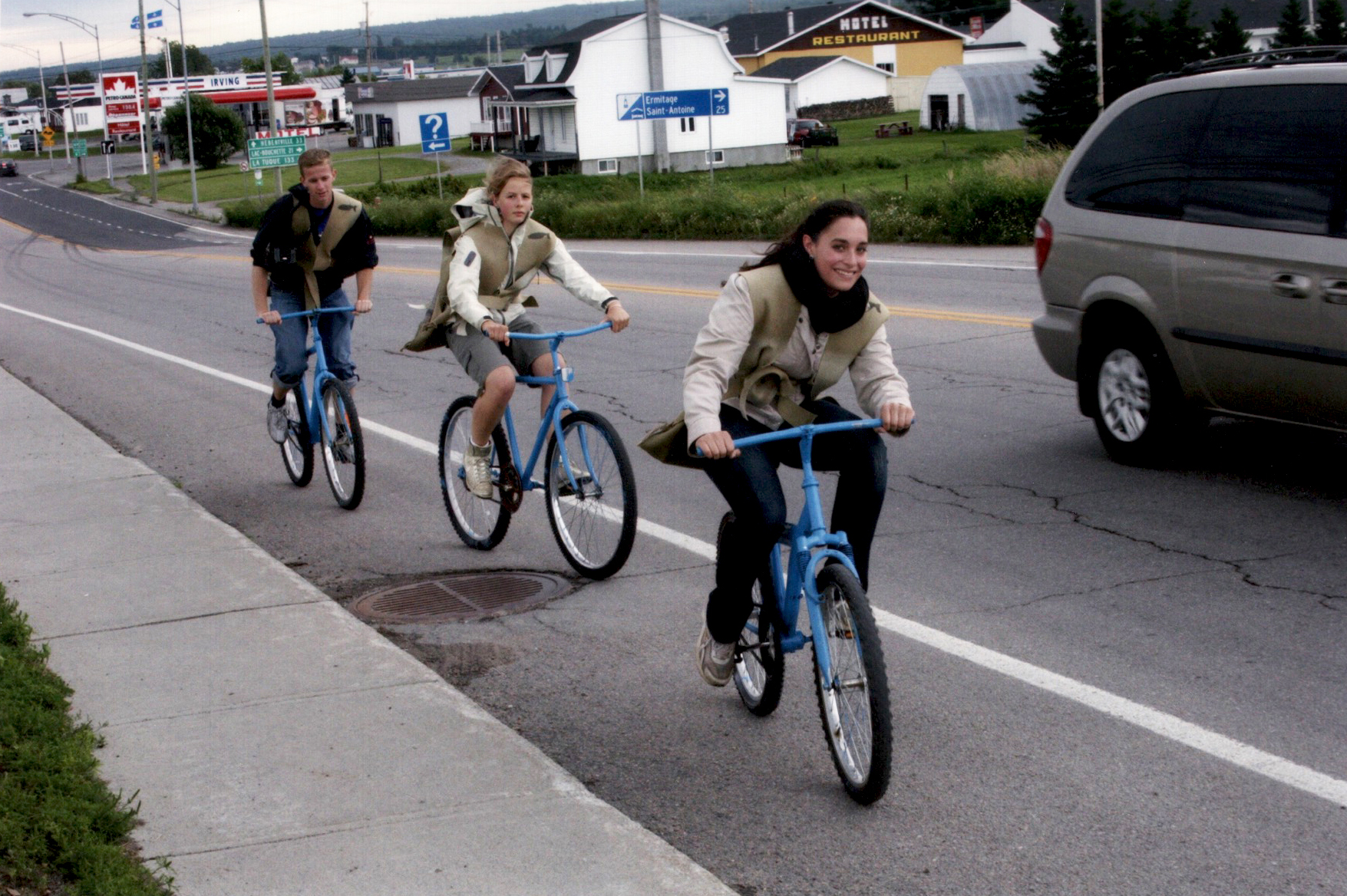
Les Portageurs à vélo transportant leur pierre de granite dans les rues de Chambord.

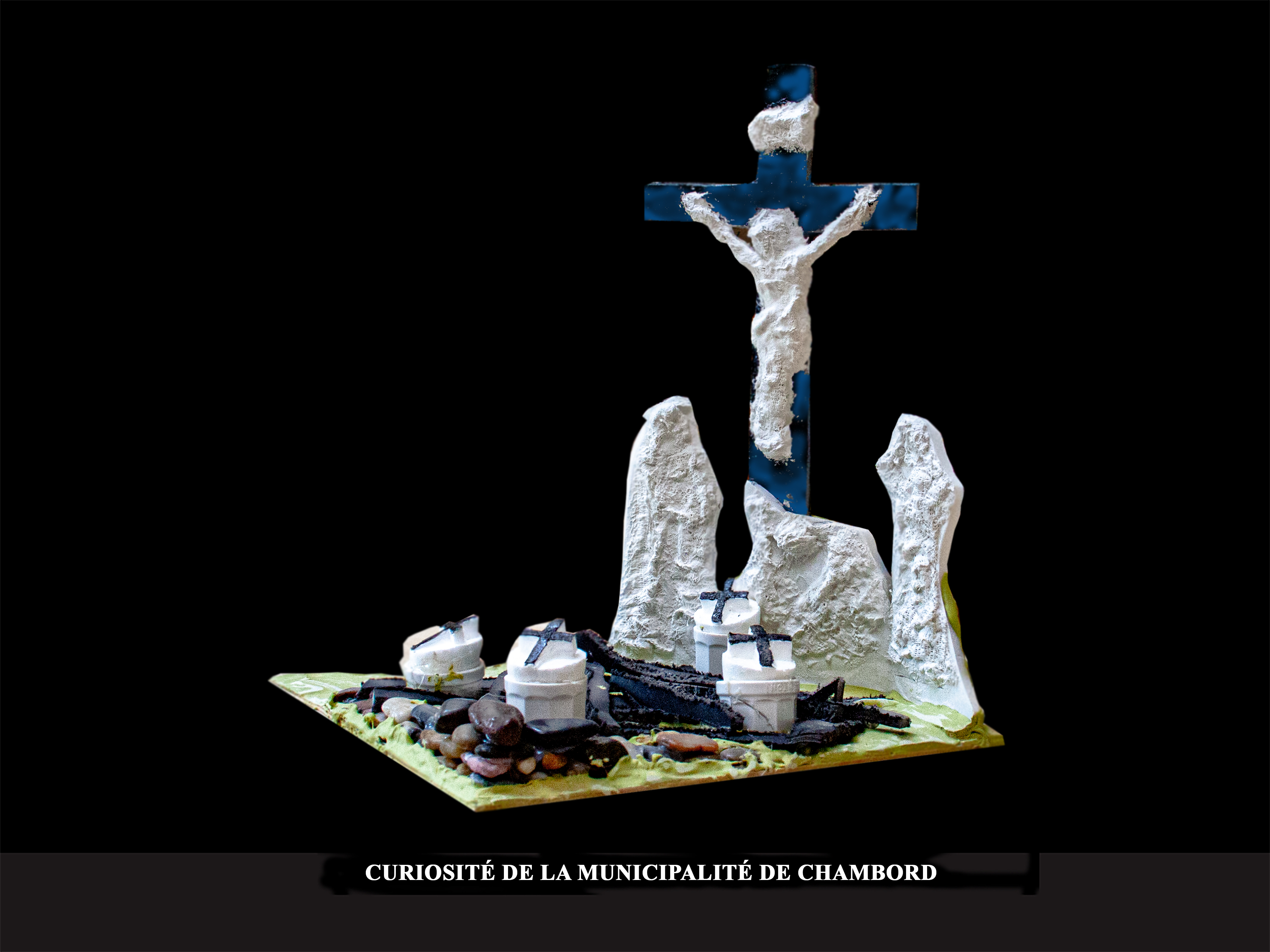
Curiosité de la communauté de Chambord.

#### Chroniques du pays de la ouananiche
La rumeur et la curiosité de la communauté de Chambord (Québec, Canada) sont créés par Interaction Qui afin de tisser un fil conducteur légendaire entre les différentes localités de la région Saguenay—Lac-Saint-Jean.

#### Partenaires
La municipalité de Chambord (Québec, Canada), le Regroupement action jeunesse, le Projet Katimavik au Saguenay—Lac-Saint-Jean et le Conseil des Arts du Canada.
Localisation:48° 26′ 32″ N, 72° 07′ 12″ O
109 Chemin du Parc-Municipal, Chambord, Québec, Canada, G0W 1G0

### Tacon Site du Papier

#### Thématique
Le Tacon Site du Papier, est le vingt-troisième Tacon Site réalisé par Interaction Qui et il porte le numéro 23 sur la carte. La thématique choisie pour le Tacon Site du Papier souligne l’importance de l’industrie des pâtes et papiers dans la région Saguenay—Lac-Saint-Jean. Au dix-neuvième siècle, la disponibilité de la matière ligneuse contribue au développement de la transformation de cette ressource naturelle. En 1896, Julien-Édouard-Alfred Dubuc devient directeur-gérant de la Compagnie de pulpe de Chicoutimi et fait de cette ville « La capitale mondiale de la pulpe ». De plus, avec Joseph Dominique Guay, il est propriétaire du premier journal régional « Le Progrès du Saguenay ». Les valeurs entrepreneuriales de ce visionnaire sont encore bien présentes au Saguenay—Lac-Saint-Jean. Le Tacon Site du Papier affirme la créativité, l’autonomie, le sens des responsabilités, le leadership et la solidarité : des valeurs que possèdent les grands fondateurs de cette région.

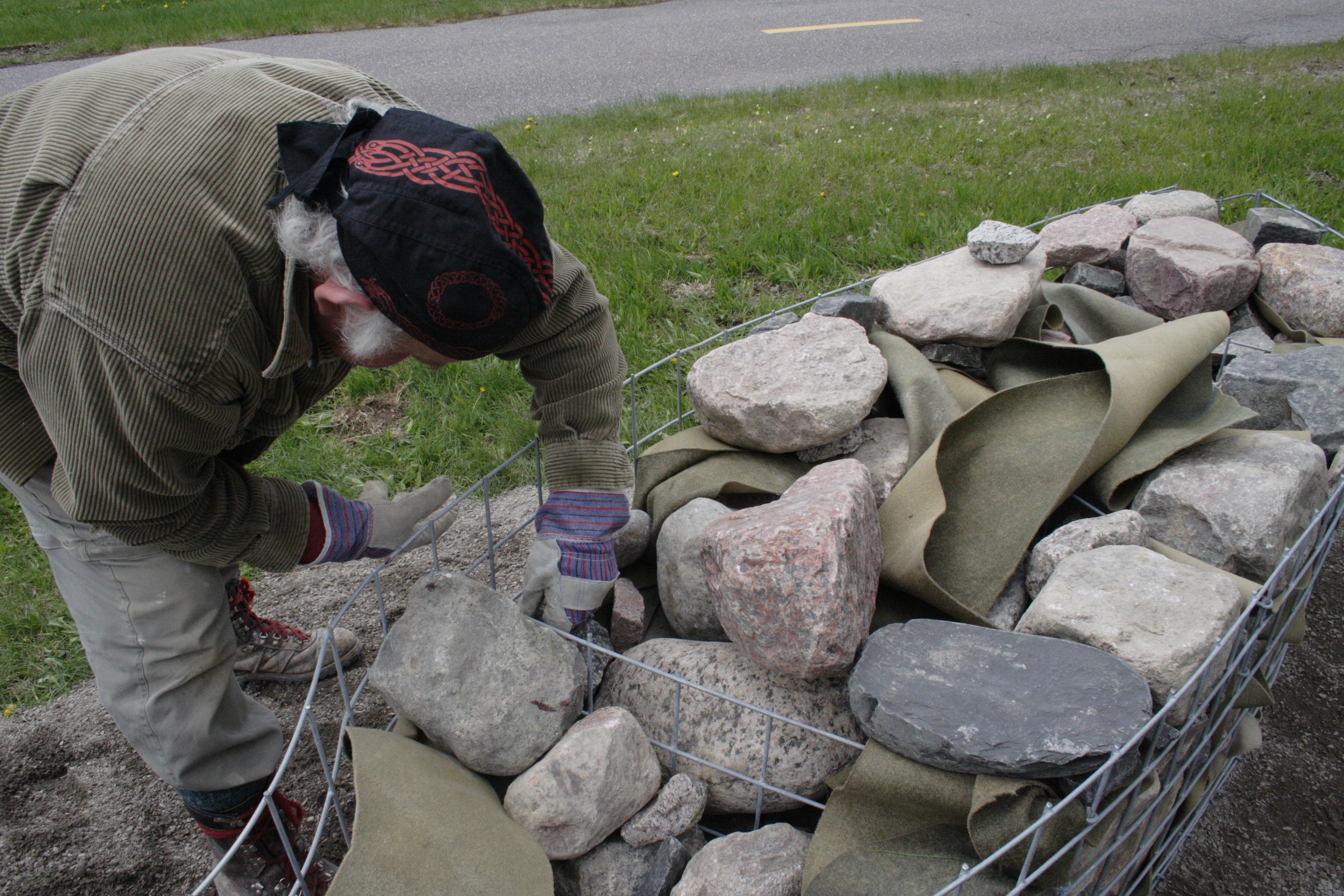
L'artiste Jocelyn Maltais travaillant sur le Tacon Site du Papier.
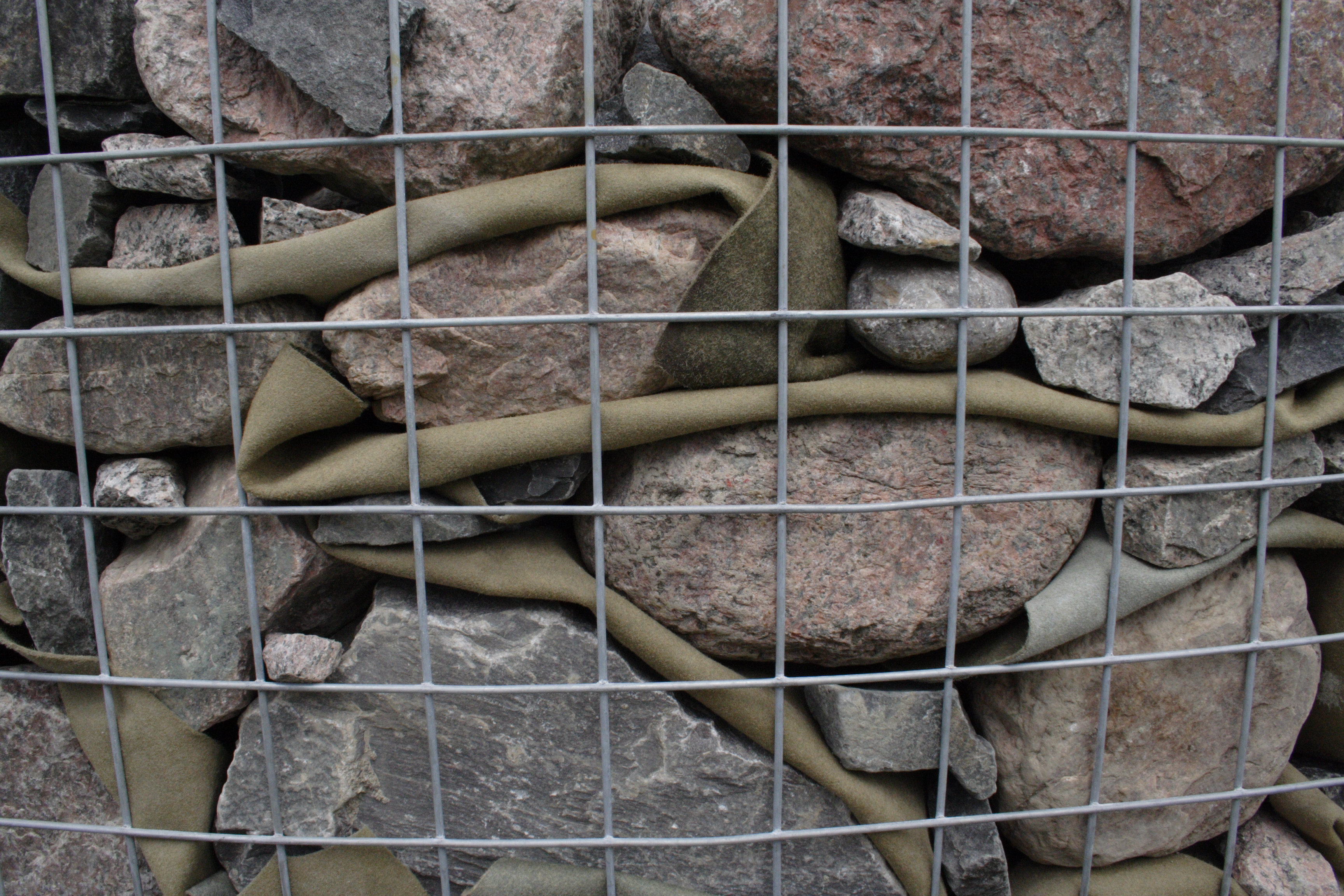
Le Tacon Site du Papier renferme de la pulpe pour égoutter la pâte de papier.
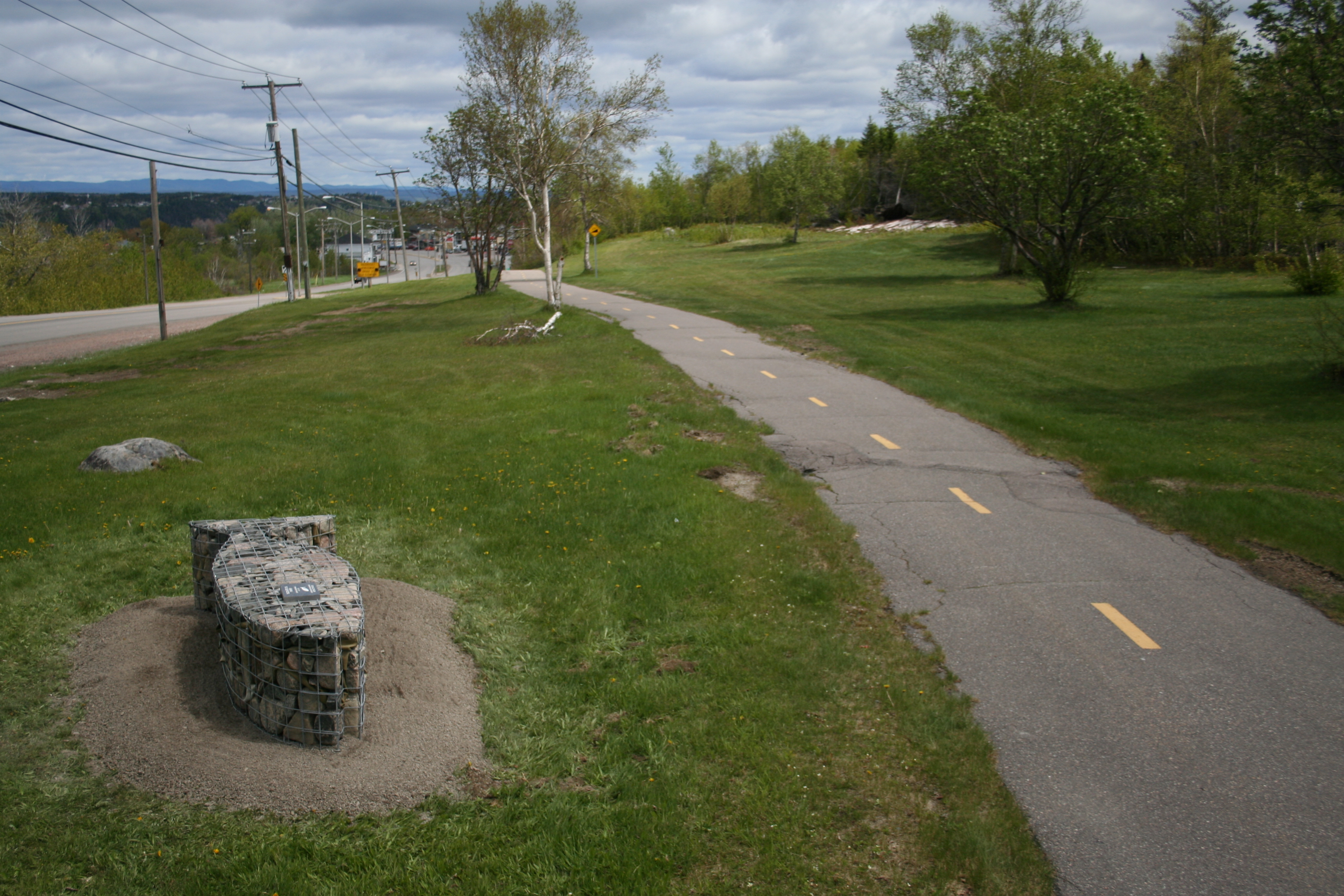
Le Tacon Site du Papier est installé près de la piste cyclable de Chicoutimi.

#### Action performative
Pierres Imprimées, est l'action performative organisée par le collectif d'artistes Interaction Qui. L’action se déroule sur une immense feuille du journal « La voix du pays de la ouananiche ». Il s’agit d’un feutre servant à égoutter la pulpe de bois pour fabriquer le papier journal. Des pierres sont disponibles aux participants désirant produire un article. Les journalistes d'un jour doivent, pour écrire leur texte, peindre les lettres sur chacune des pierres afin de former les mots composant leur phrase. Les pierres lettrées sont disposées sur le feutre à la façon d’un montage typographique d’un journal. La photo accompagnant le texte est prise perpendiculairement à la feuille du journal étendue au sol. Les personnes posent dans le cadre prévu en simulant la proposition textuelle.

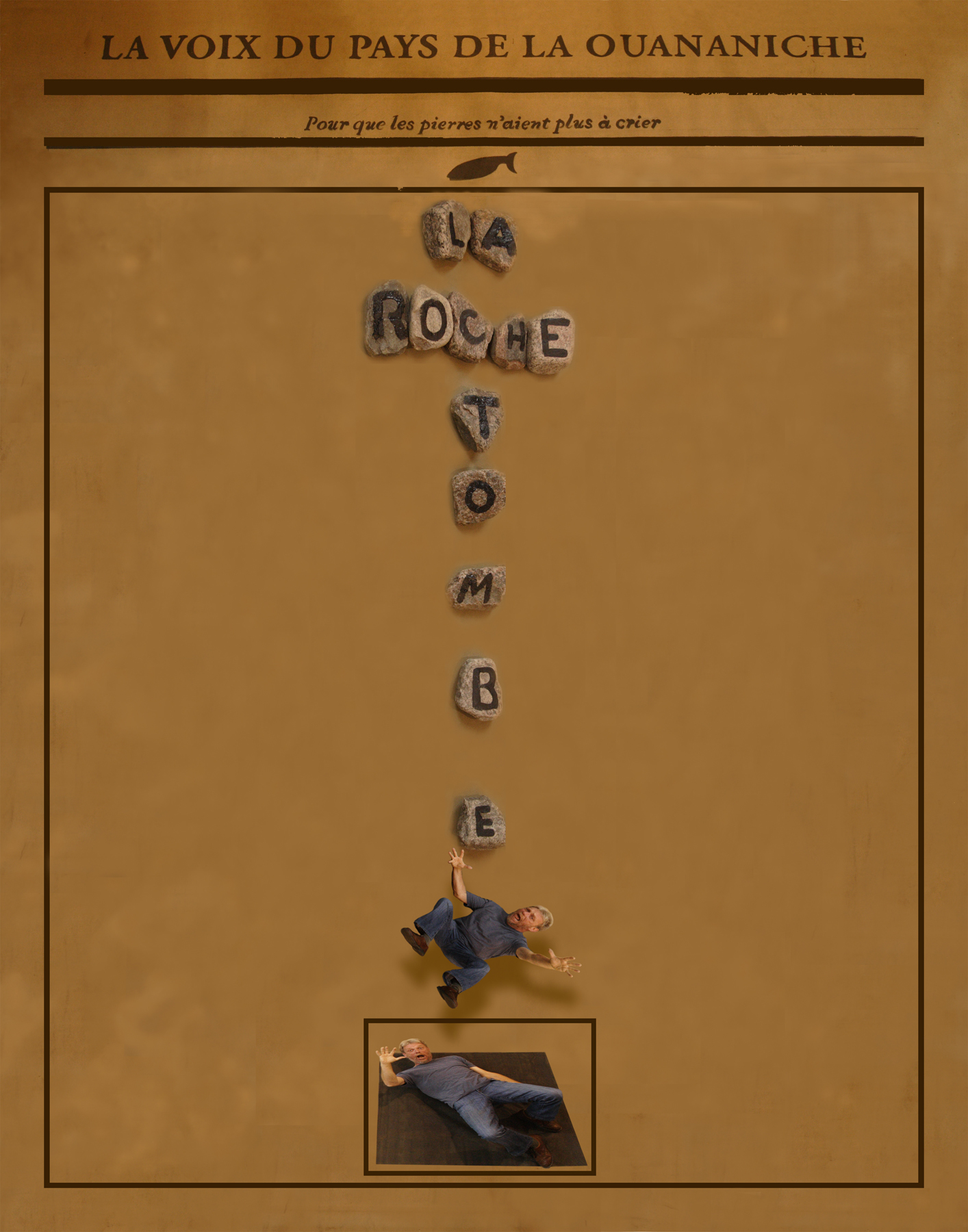
La roche tombe
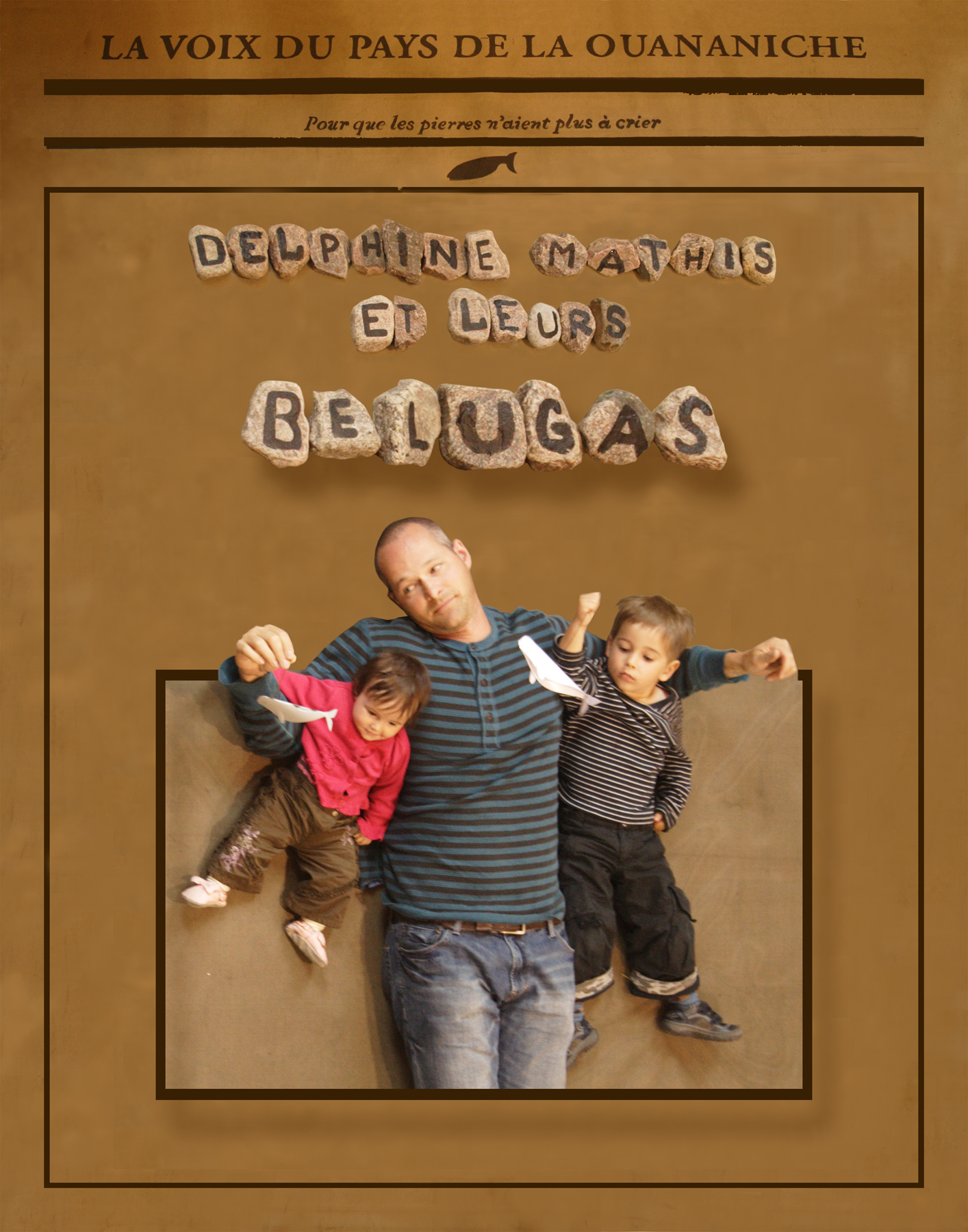
Delphine et Mathis et leurs Bélugas.
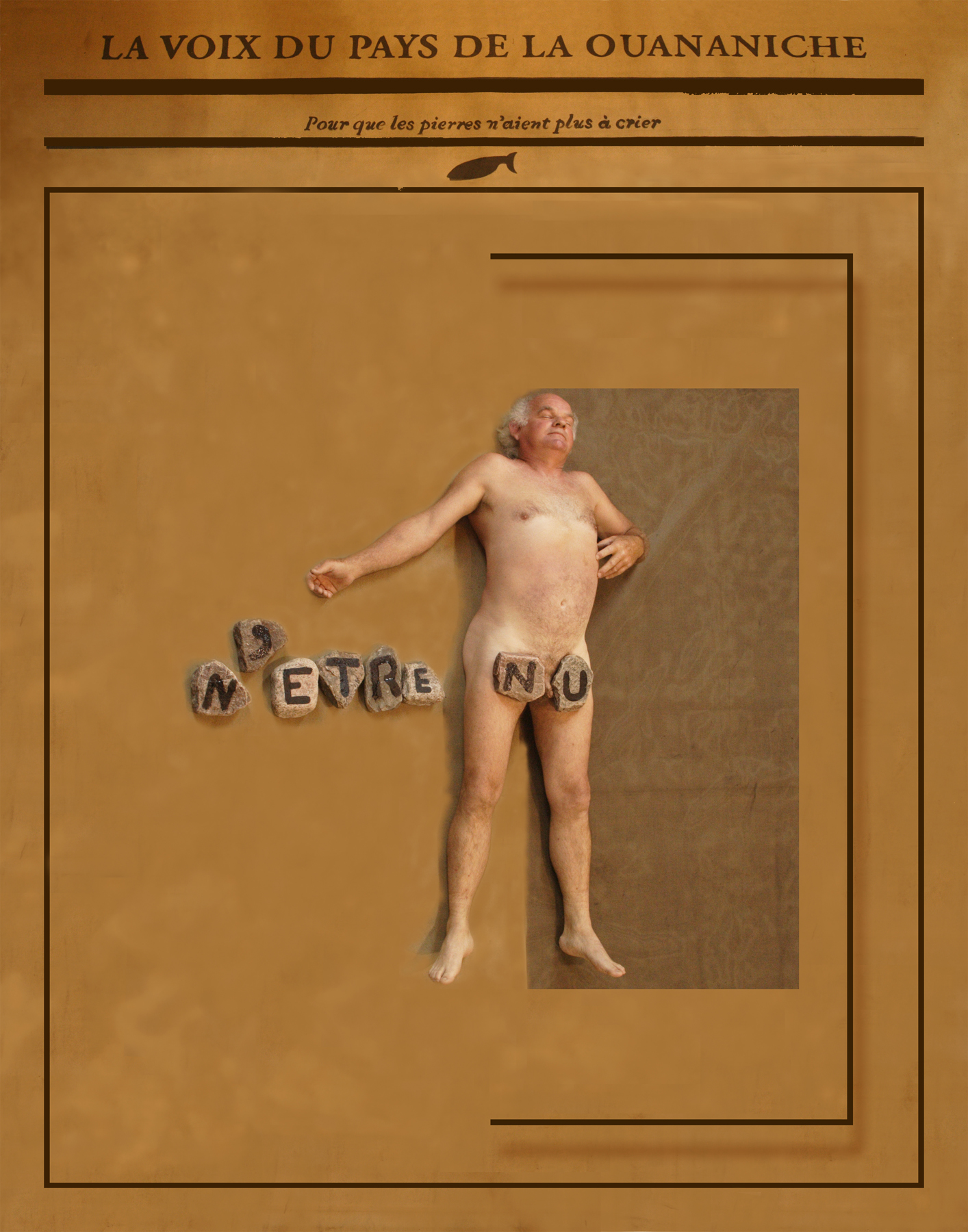
N'être nu.

#### Chroniques du pays de la ouananiche
La rumeur et la curiosité de la communauté de Chicoutimi (Québec, Canada) sont créés par Interaction Qui afin de tisser un fil conducteur légendaire entre les différentes localités de la région Saguenay—Lac-Saint-Jean.

#### Partenaires
La municipalité de Chicoutimi (Québec, Canada) et le Conseil des Arts du Canada.
Localisation:48° 26′ 06″ N, 71° 08′ 50″ O
Jonquière, Saguenay, Québec

### Tacon Site des Rites

#### Thématique
Le Tacon Site des Rites, est le vingt-quatrième Tacon Site réalisé par Interaction Qui et il porte le numéro 24 sur la carte. Le rite fait intervenir des rapports entre l’homme et le surnaturel. Depuis la nuit des temps, l’homme a élaboré des rites afin de solidariser leur famille, leur clan, leur communauté et leur nation. Le rite est en soi un instrument identitaire de consolidation culturelle. Sur le territoire du Saguenay—Lac-Saint-Jean, les Innus ont créé, dans un but de survie, des rituels de chasse. À l'arrivée des européens, la religion catholique a introduit dans ces rites, des gestes renforçant les liens entre le profane et le sacré. La réalisation du Tacon Site des Rites met en relief cet aspect de l'identité régionale, soit la présence sur un même territoire de rituels appartenant à deux nations distinctes : les Innus et les Québécois.

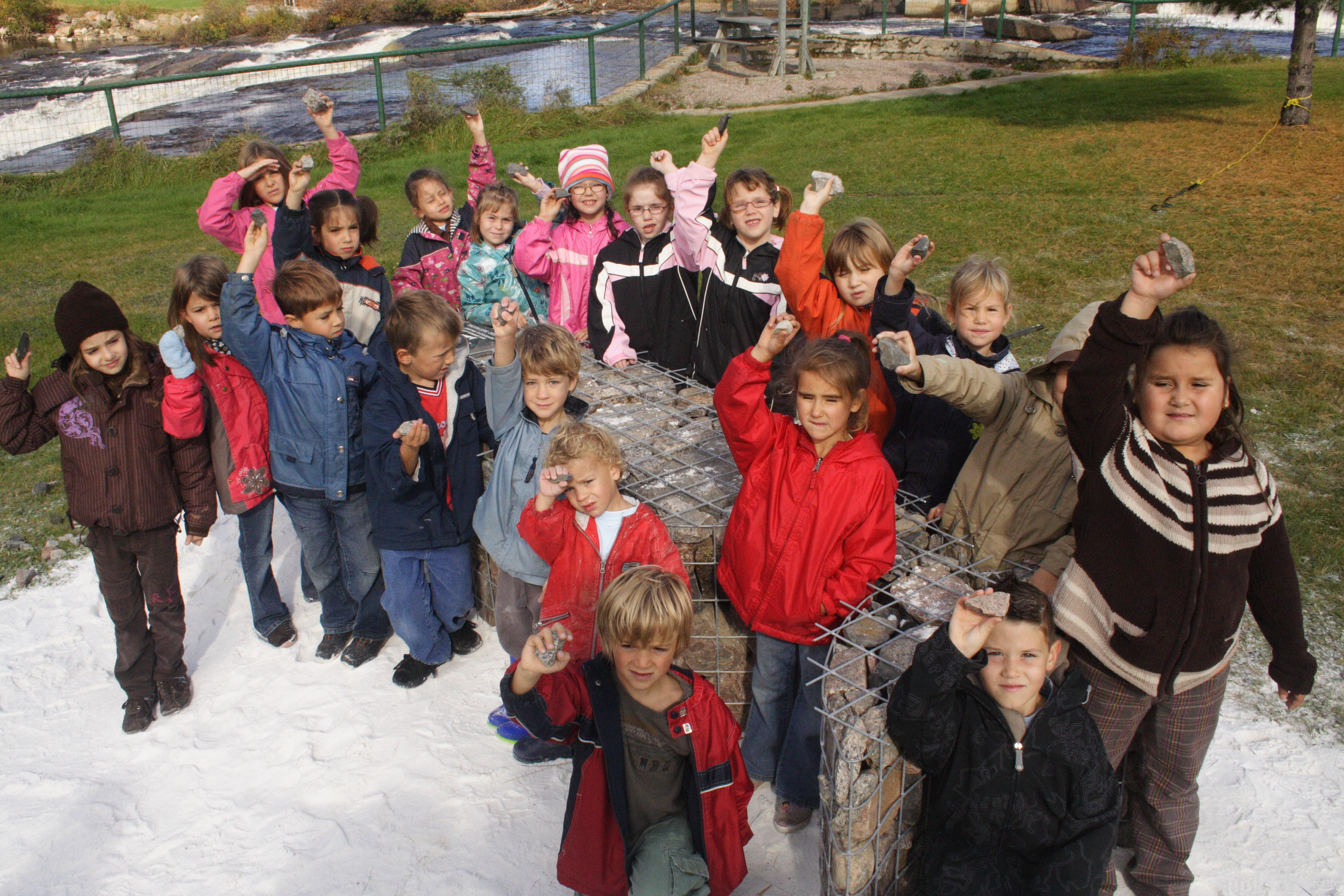
Participants de l’école Bon-Pasteur de Sainte-Jeanne-d’Arc près du Tacon Site des Rites.
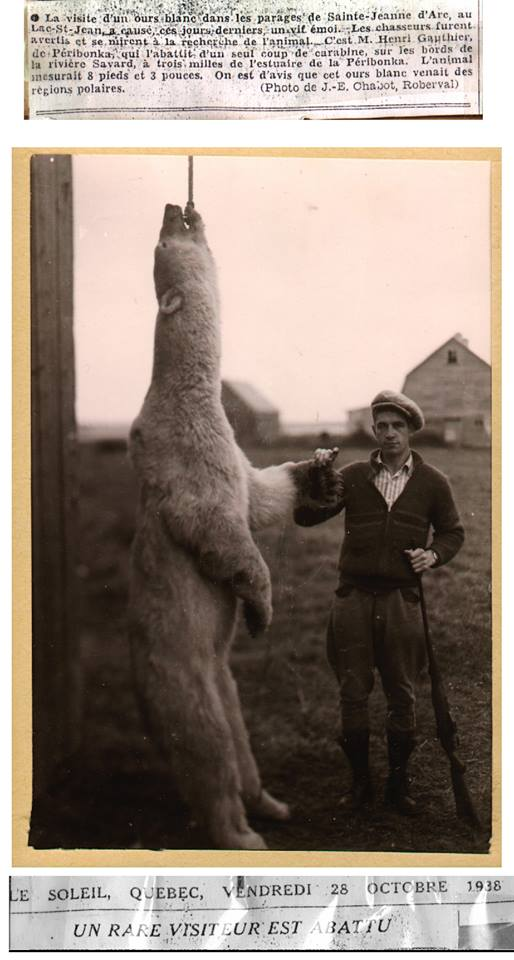
Ours blanc abattu près de la rivière Péribonka en 1938.
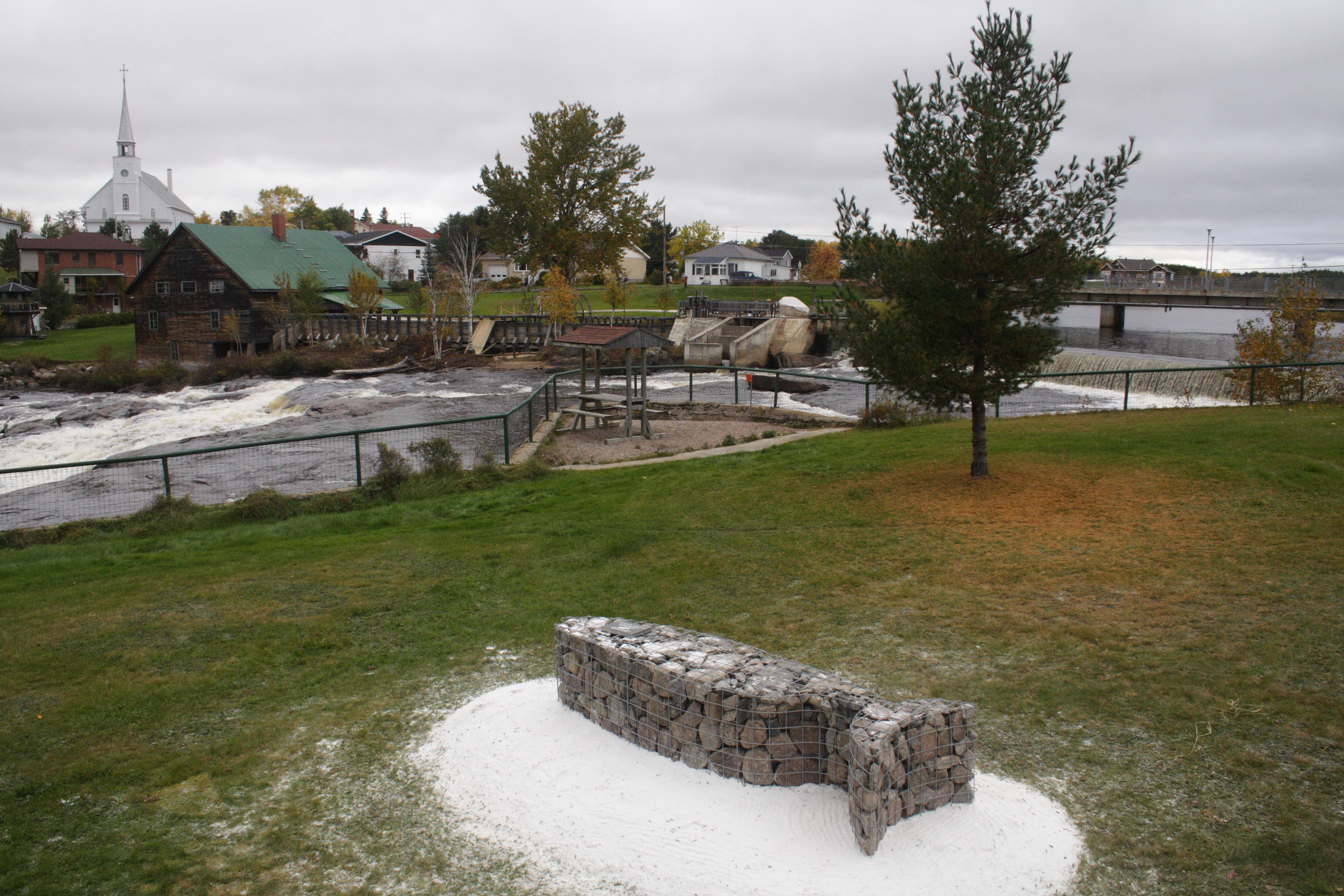
Le Tacon Site des Rites dans le Parc du Cinquantième de Sainte-Jeanne-d'Arc.

#### Action performative
Pierres Initiatiques, est l'action performative organisée par le collectif d'artistes Interaction Qui. Le choix de la thématique de la chasse à l’ours fait référence a un fait inusité qui s’est produit en 1938 à Sainte-Jeanne-d’Arc. Un ours blanc fut abattu par des chasseurs de la municipalité à cinq kilomètres de l’estuaire de la rivière Péribonka. Pour les Innus, les rites de chasse, et plus spécifiquement celui de la chasse à l’ours, est au centre de la vie spirituelle de cette communauté. La spiritualité des Innus et des Québécois, deux réalités métissées dans l’action performative que les élèves réalisent dans le rite de la chasse à l'ours. Ce rite se divise en 5 étapes : La rumeur, la peau de l’ours, la chasse de l’ours, la marche de l’ours et l’omoplate magique.

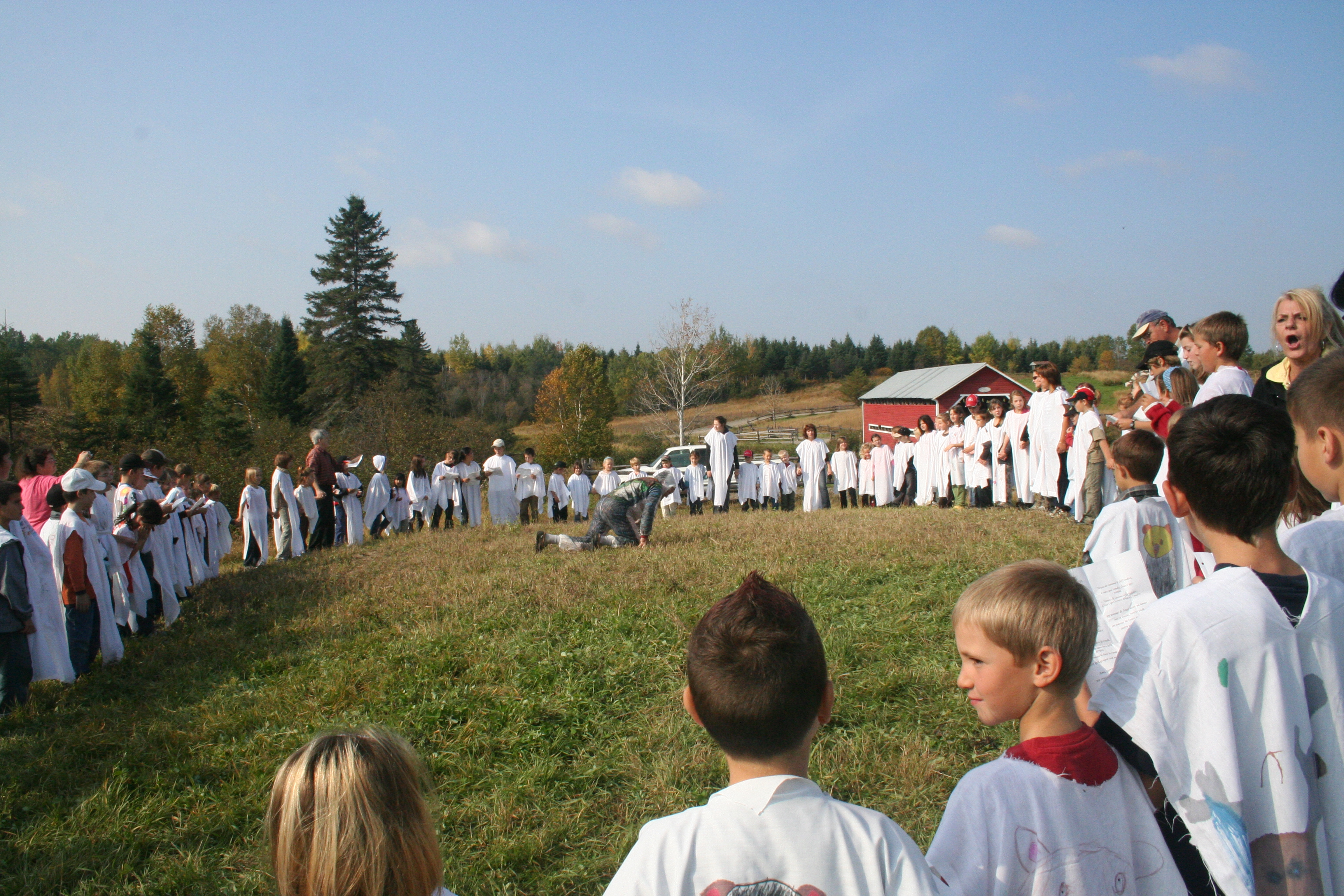
Les participants ont créé un vêtement cérémonial qui leur permet d’entrer en relation avec l’ours.
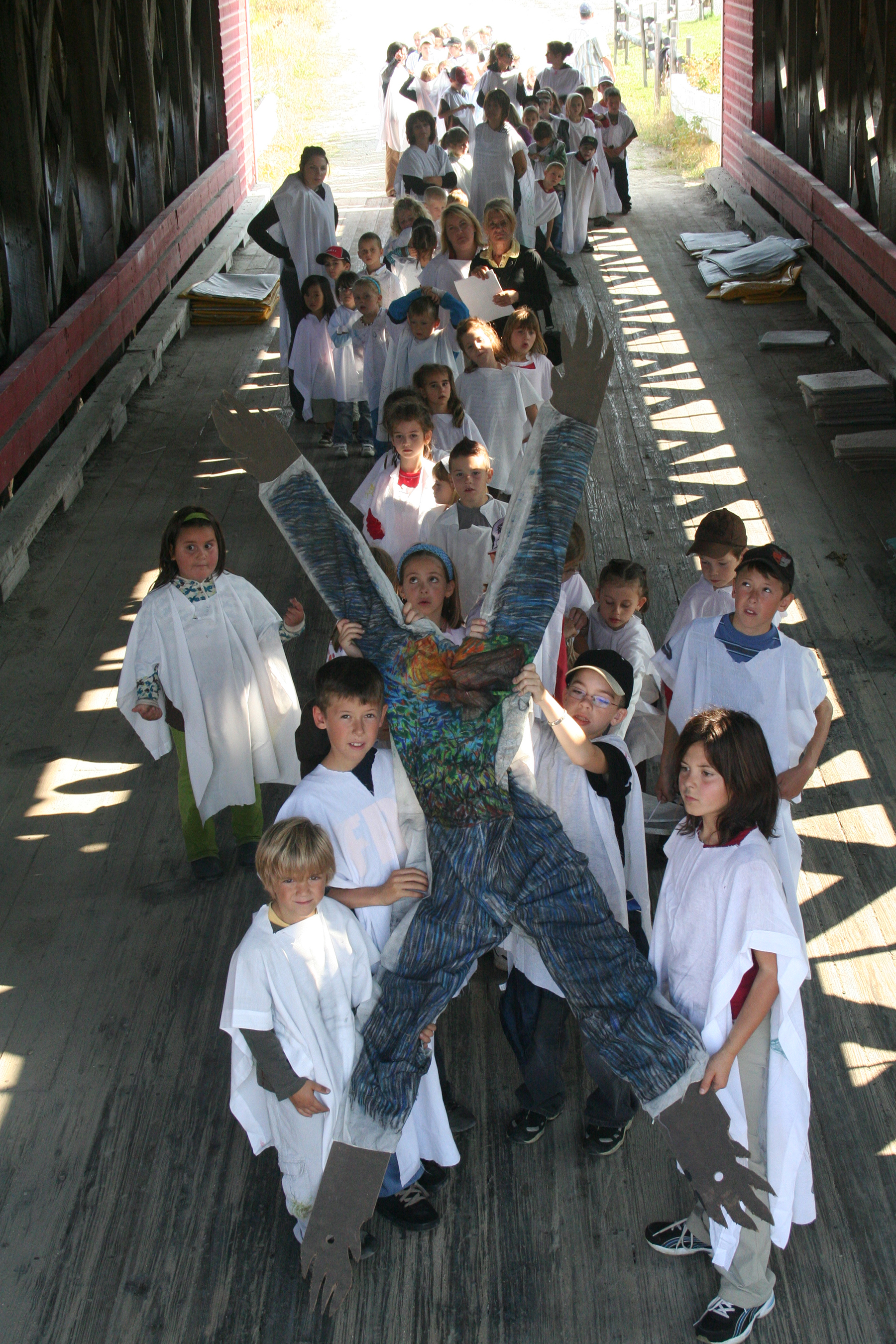
Le défilé se dirige vers le pont couvert afin d’y suspendre la peau de l’ours.
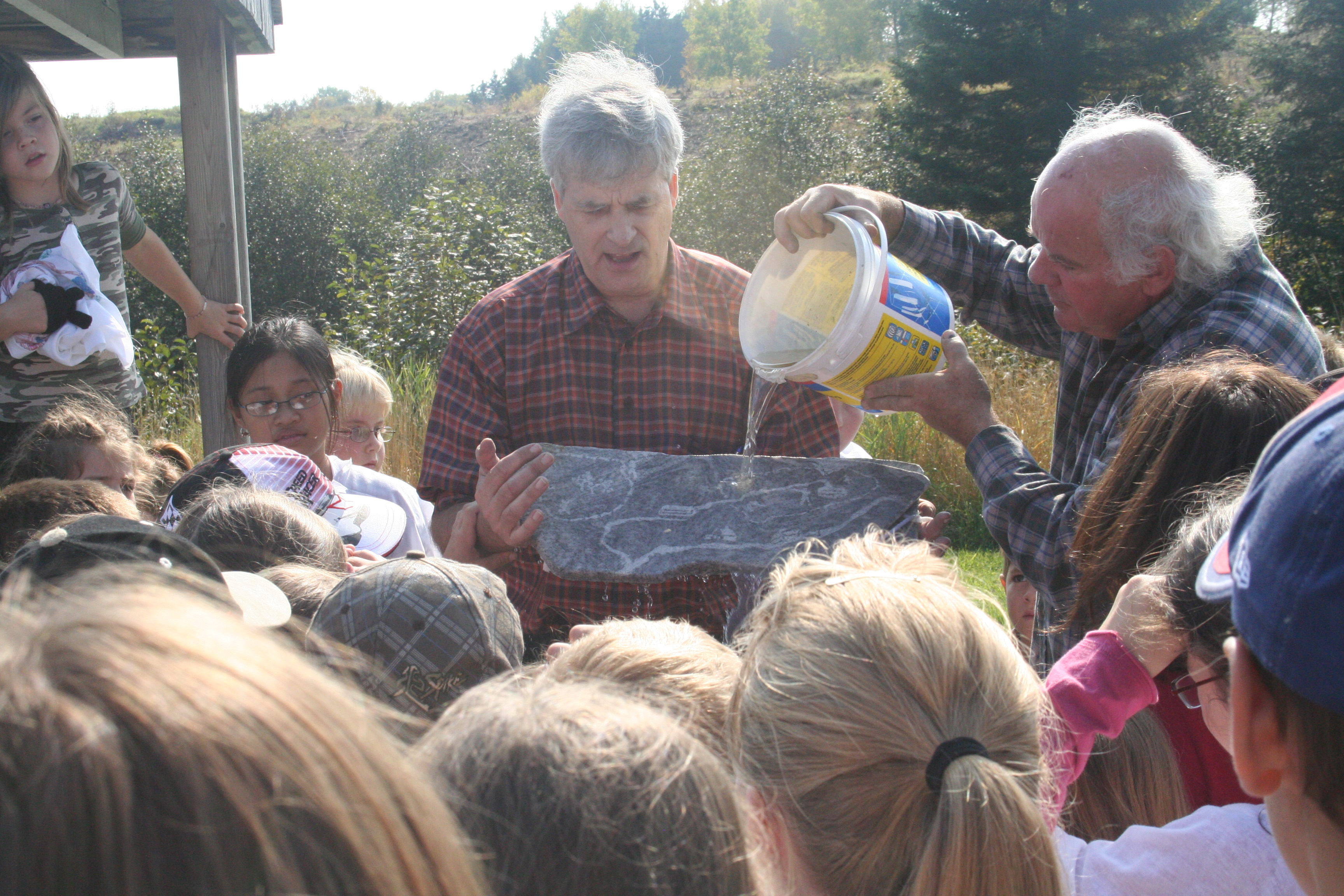
Le chamane prend l’omoplate de l’ours et la présente aux chasseurs.

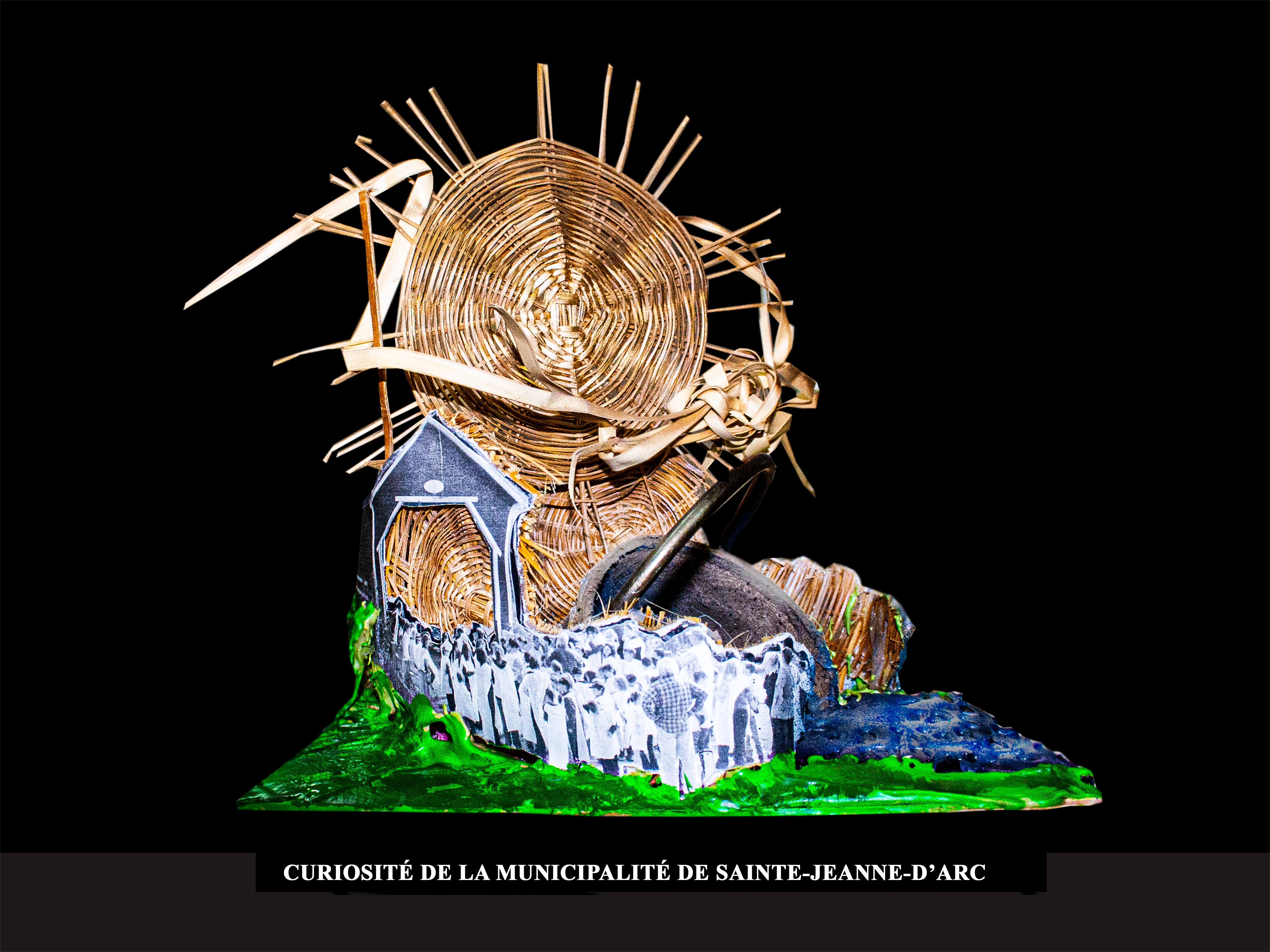
Curiosité de la communauté de Sainte-Jeanne-d'Arc

#### Chroniques du pays de la ouananiche
La rumeur et la curiosité de la communauté de Sainte-Jeanne-d'Arc (Québec, Canada) sont créés par Interaction Qui afin de tisser un fil conducteur légendaire entre les différentes localités de la région Saguenay—Lac-Saint-Jean.

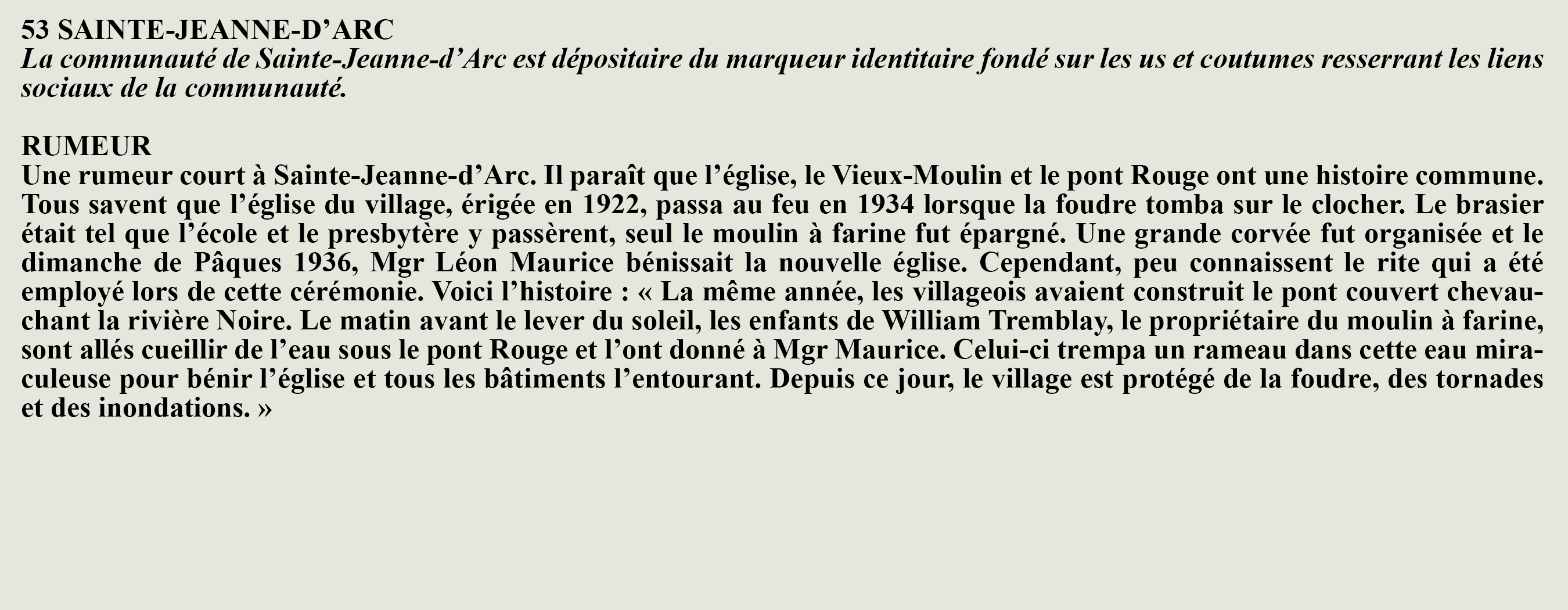

#### Partenaires
La municipalité de Sainte-Jeanne-d'Arc, l'école Bon-Pasteur de Sainte-Jean-d'Arc et le Conseil des Arts du Canada.
Localisation:48° 51′ 52″ N, 72° 04′ 52″ O
509 Chemin de la Chute Blanche, Sainte-Jeanne-d'Arc, Lac-Saint-Jean, Québec, Canada, G8L 8A2

### Tacon Site du Partage

#### Thématique
Tacon Site du Partage, est le vingt-cinquième Tacon Site réalisé par Interaction Qui et il porte le numéro 25 sur la carte. Il est situé  à Chute-aux-Galets, dans la municipalité de St-David-de-Farlardeau. Le thème du partage est abordé pour rendre hommage à Jacqueline Lessard, une lamarchoise dévouée qui s'est donnée comme mission de soulager la misère d'enfants orphelins d'Haïti. Le duo d'artistes Alain Laroche et Jocelyn Maltais, le personnel et les élèves de l'école Notre-Dame-du-Rosaire de Lamarche ont créé pour cette occasion une « Grande Tablée ». Il s'agit de figer dans le temps et l’espace une trace du repas communautaire à partager.  Une dalle de béton, faisant office de table, reçoit 9 assiettes préparées par les groupes-classes de l’école, le personnel ainsi que le collectif d'artistes « Les précambriens ». Les aliments-cailloux sont enchâssés dans un coulis de ciment frais.  Cette grande tablée est installée de façon permanente devant l’école Notre-Dame-du-Rosaire, marquant ainsi le passage du projet « Les Roches Nomades » de Wanda Campbell et Lise Létourneau dans la municipalité de Lamarche.

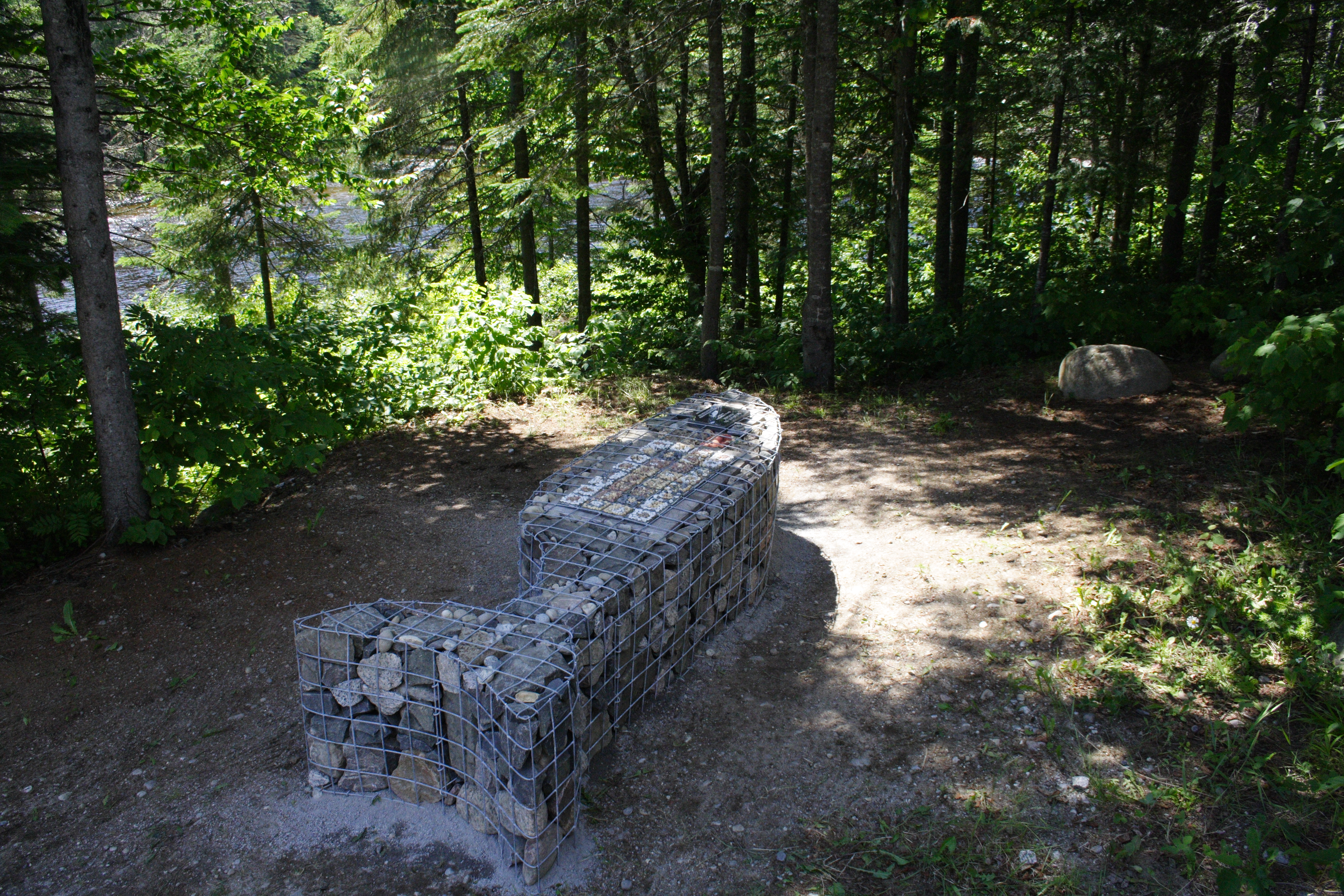
Le Tacon Site du Partage porte en son cœur les roches que les artistes Lise Létourneau et Wanda Campbell ont rapportées des quatre coins du pays.
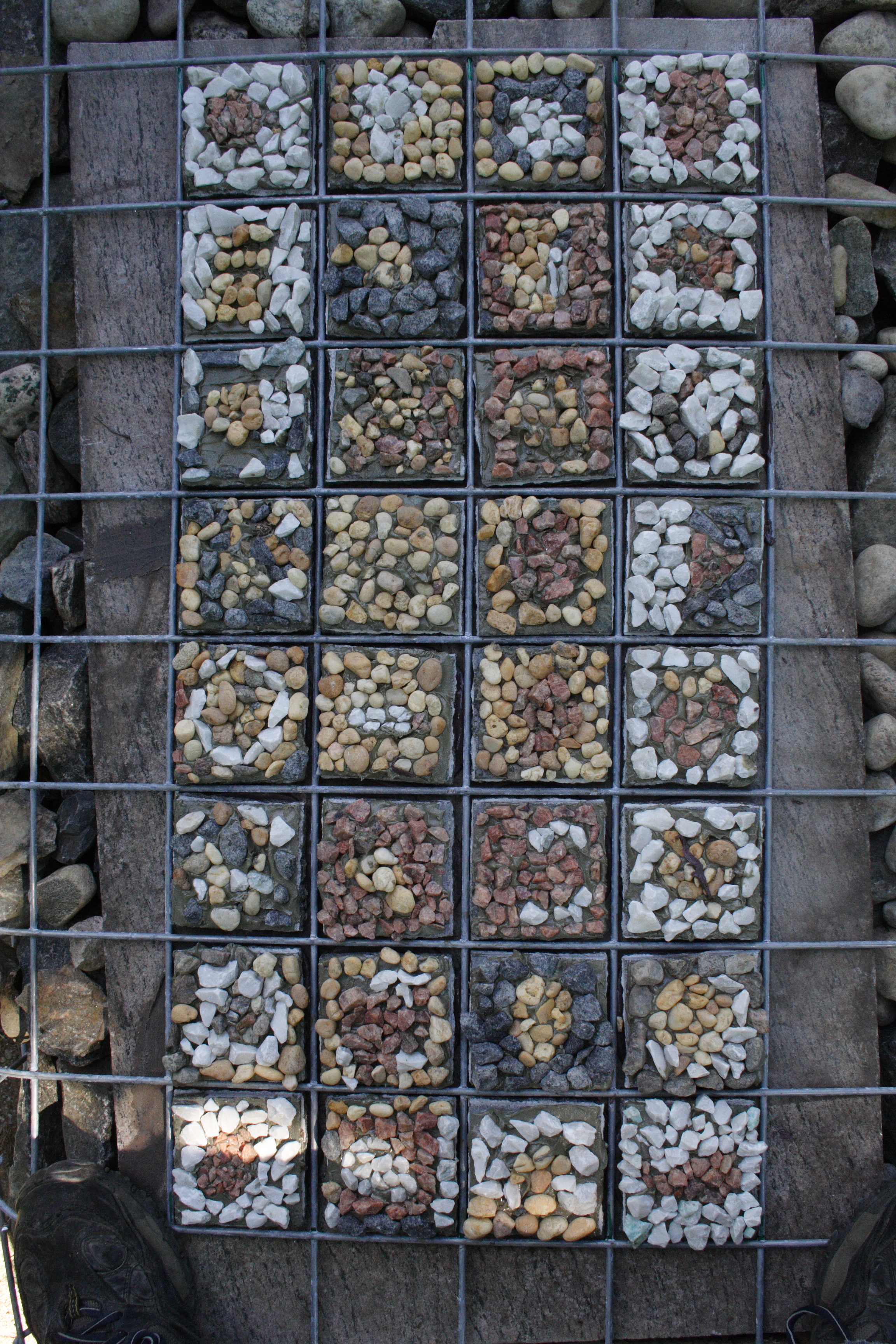
Les élèves ont contribué à la personnalisation du Tacon Site du Partage par la réalisation de plaquettes de pierres.
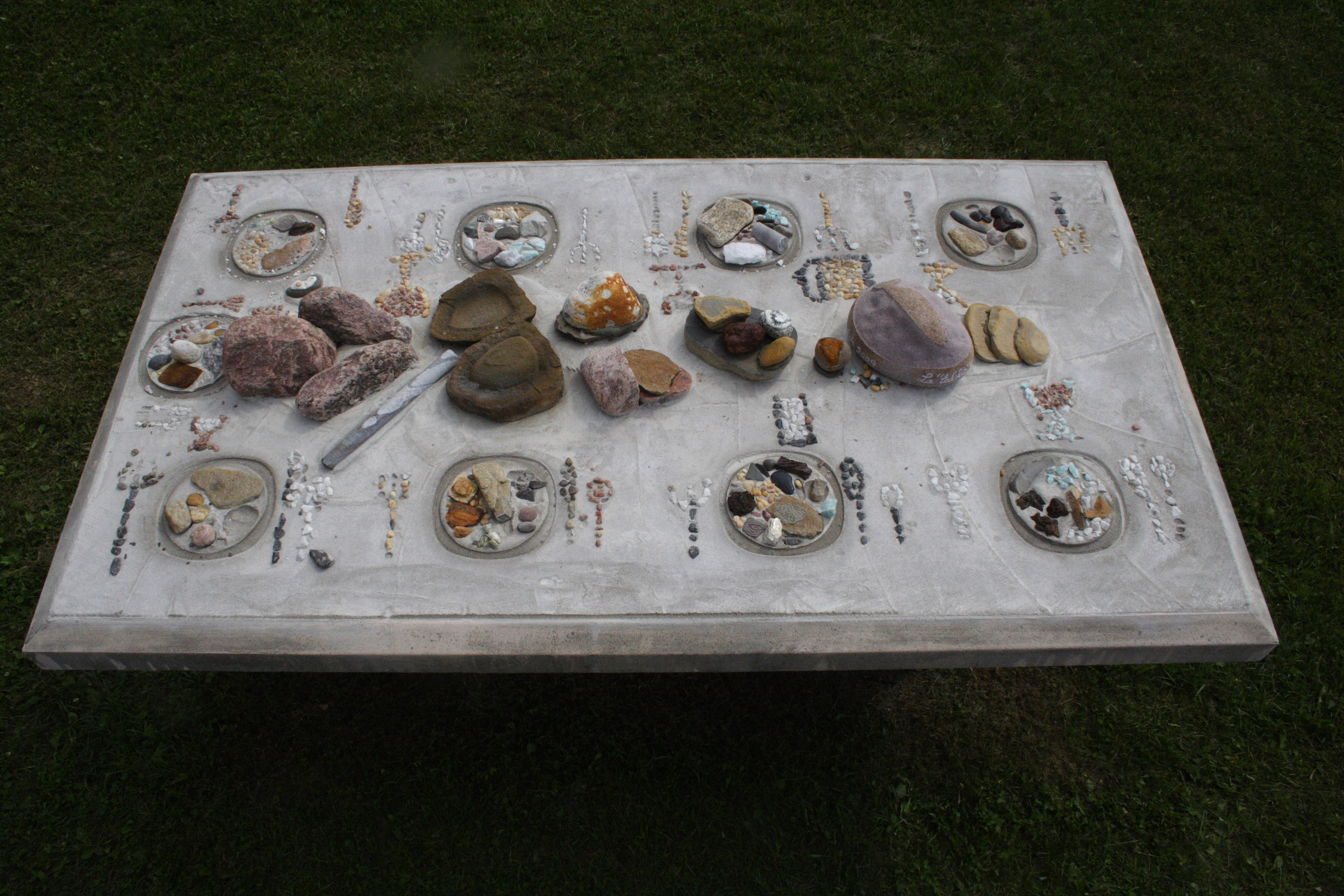
Une dalle de béton, faisant office de table, a reçu 9 assiettes préparées par les groupes-classes de l’école, le personnel ainsi que le collectif « Les précambriens ».

#### Action performative
Pierres Échangées, est l'action performative organisée par le collectif d'artistes Interaction Qui en collaboration avec le collectif d'artistes « Les Précambriens ». Toute la communauté de Lamarche est impliquée dans ce projet. Pour cette occasion les artistes Lise Létourneau et de Wanda Campbell ont convenues de présenter leur projet « Les Roches Nomades ».  Il s’agit d’un marché public où les élèves de l'école Notre-Dame-du-Rosaire et la communauté de Lamarche sont invités à réunir les ingrédients (les roches-aliments) nécessaires pour confectionner des assiettes pour un pique-nique communautaire. Certains sont mobilisés pour faire des gâteaux, d’autres des bonbons bref tous les gens qui le désirent, peuvent contribuer à l’élaboration du repas communautaire.  Tout est en place pour la négociation, le troc et l’échange.

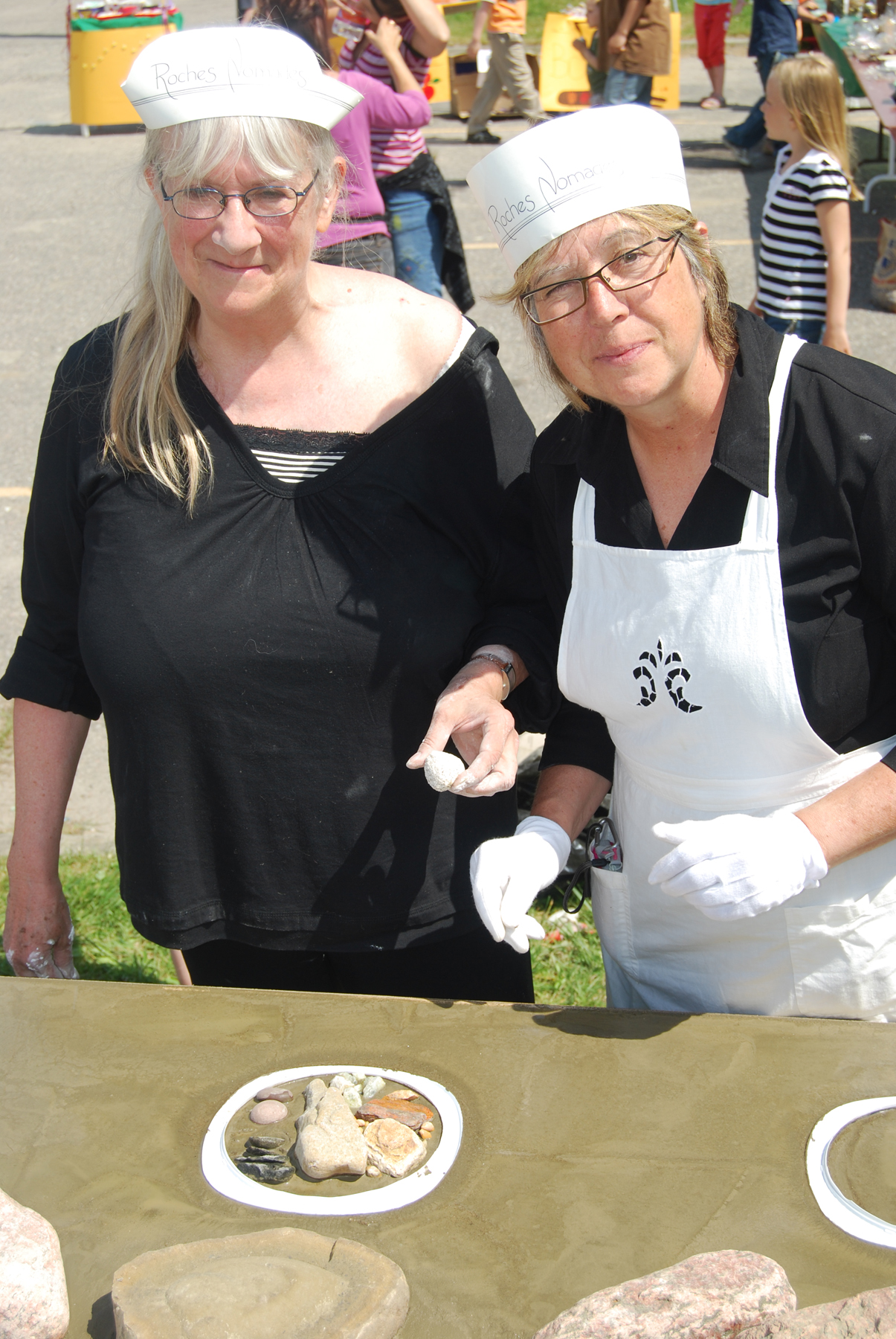
Le collectif d’artistes « Les précambriens » composé de Lise Létourneau et de Wanda Campbell a convenu de présenter son projet « Les Roches Nomades ».
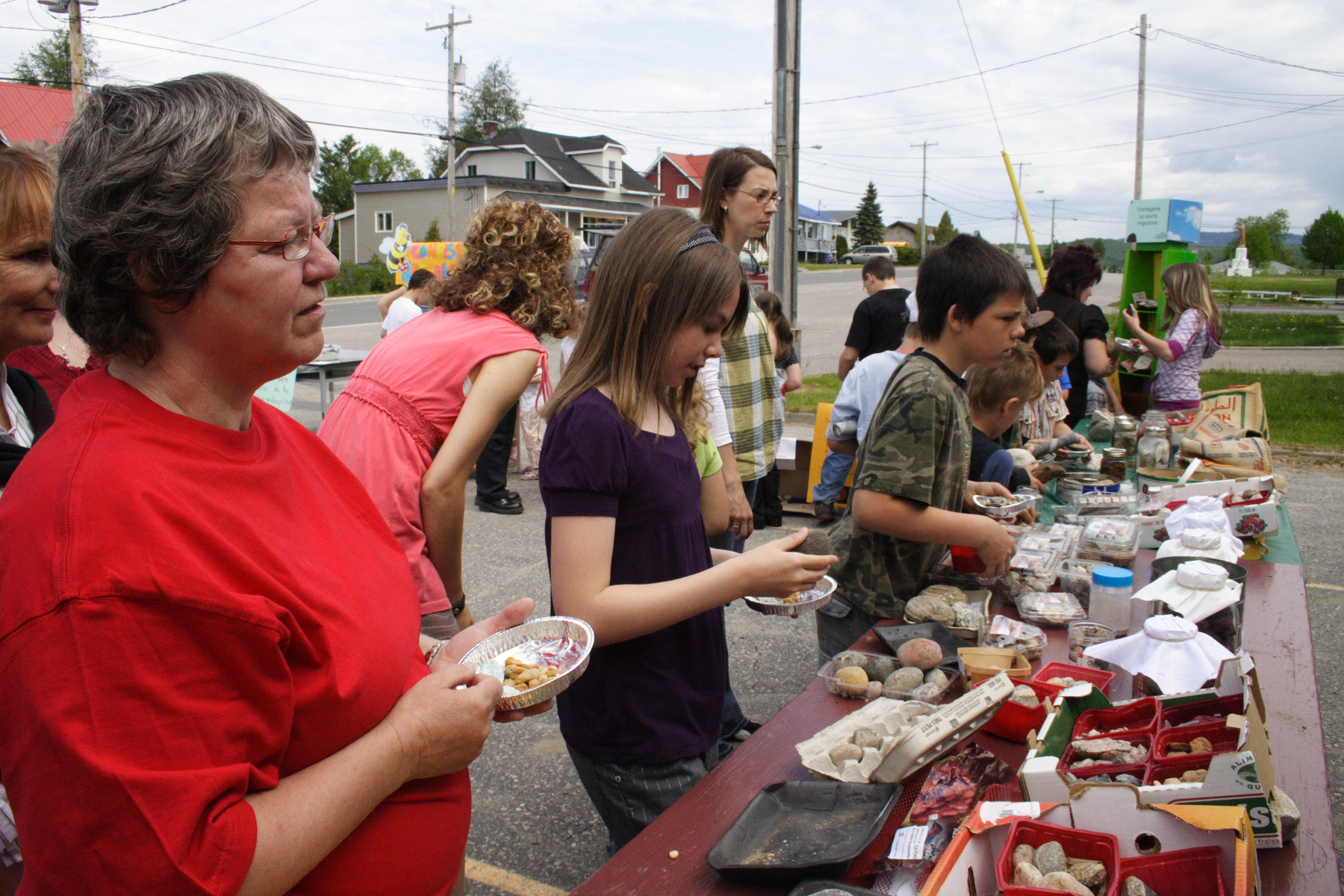
Un marché public où les élèves et la communauté de Lamarche sont invités à réunir les ingrédients (les roches-aliments) qu’ils ont besoin pour confectionner leur assiette pour un pique-nique communautaire.
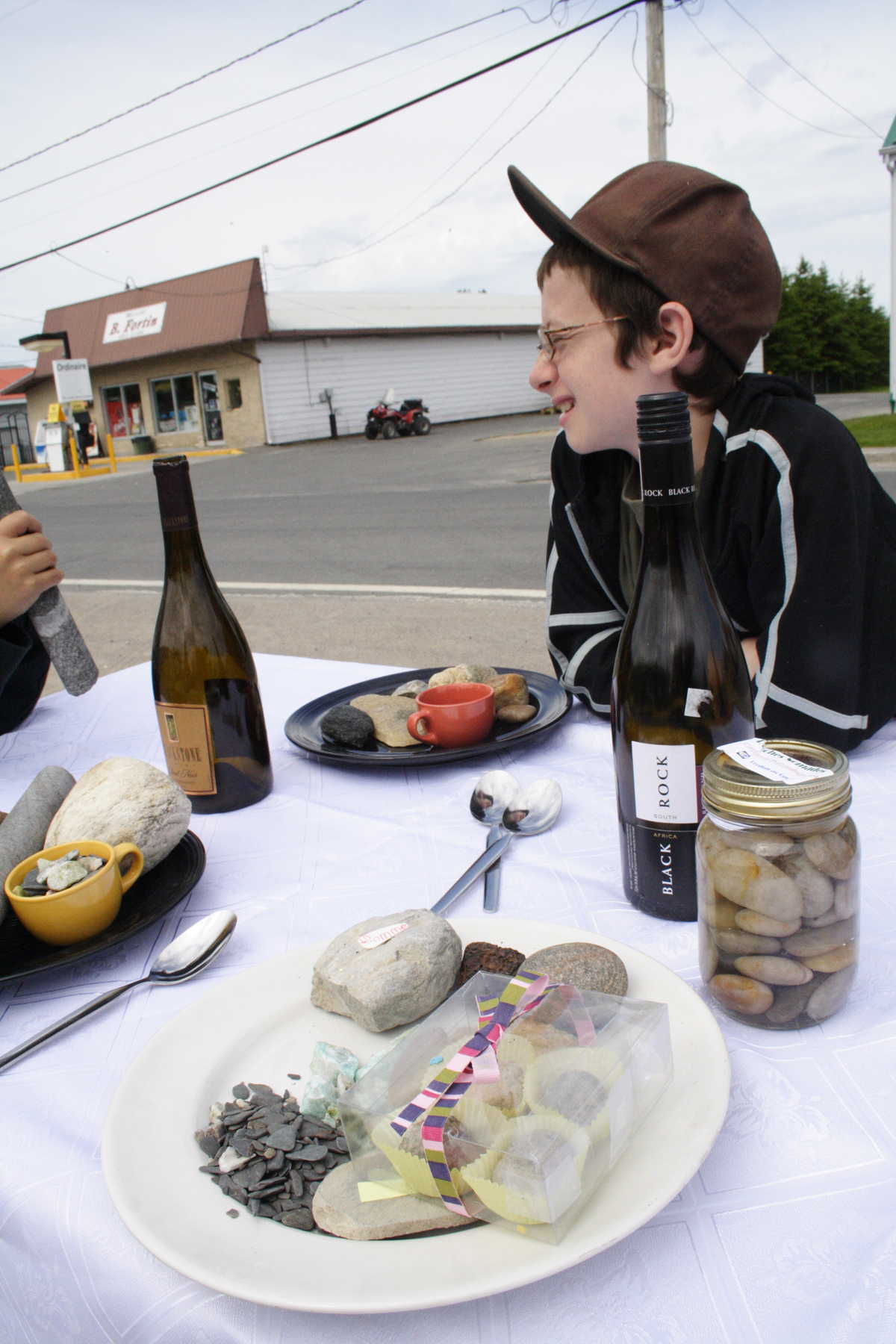
La table est mise autour des jeux de mots, les calembours et les expressions festives. L’atmosphère est à la bonne humeur et à la dégustation des mots d’esprit.

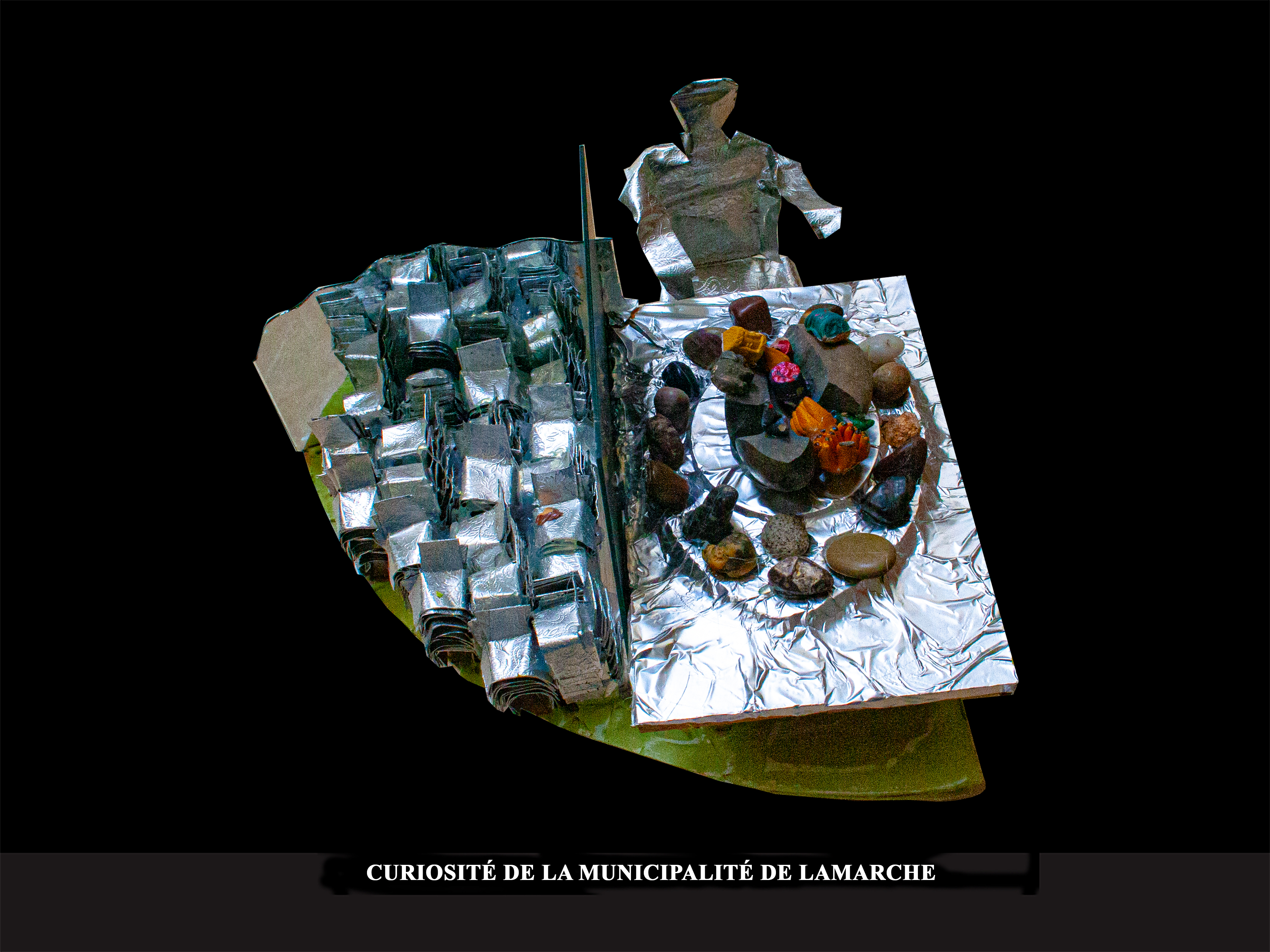
Curiosité de la communauté de Lamarche

#### Chroniques du pays de la ouananiche
La rumeur et la curiosité de la communauté de Lamarche (Québec, Canada) sont créés par Interaction Qui afin de tisser un fil conducteur légendaire entre les différentes localités de la région Saguenay—Lac-Saint-Jean.

#### Partenaires
La municipalité de Lamarche, l'école Notre-Dame-du-Rosaire  et le Conseil des Arts du Canada.
Localisation:48° 38′ 46″ N, 71° 12′ 01″ O
Chemin du Lac-Robin, Saint-David-de-Falardeau, Québec, Canada
JQWX+FV8 Chute-aux-Galets, Québec

### Tacon Site de la Musique

#### Thématique
Tacon Site de la Musique, est le vingt-sixième Tacon Site réalisé par Interaction Qui et il porte le numéro 26 sur la carte. La musique est un trait culturel important au Saguenay—Lac-Saint-Jean. Il est un élément identitaire bien présent dès le début de la colonisation de cette région. Il accompagne le développement culturel au point qu’en 1984, les quatre écoles de musique de cette région accueillent à elles seules 50% des élèves inscrits au Québec dans les écoles subventionnées par le Ministère de la culture du Québec.  Le Camp musical du Saguenay—Lac-Saint-Jean situé dans la municipalité de Métabetchouan—Lac-à-la-Croix est l’icône de cette réalité.

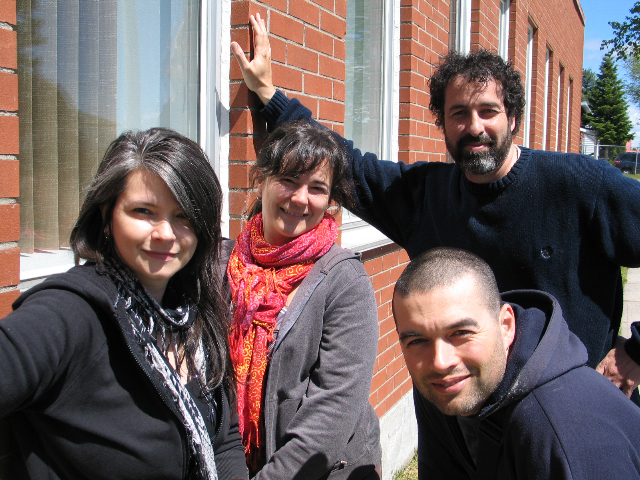
Le collectif d’artistes « La Corvée », composé de Pascal Bouchard, Geneviève Boucher, Bianka Robitaille et Rémy Laprise.
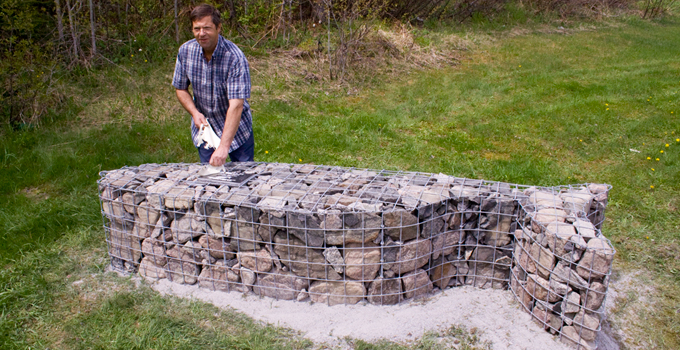
Le vingt-sixième Tacon Site à l’effigie de la ouananiche sur le terrain de Monsieur Alain Lavoie situé dans l’arrondissement Jonquière de Ville de Saguenay.
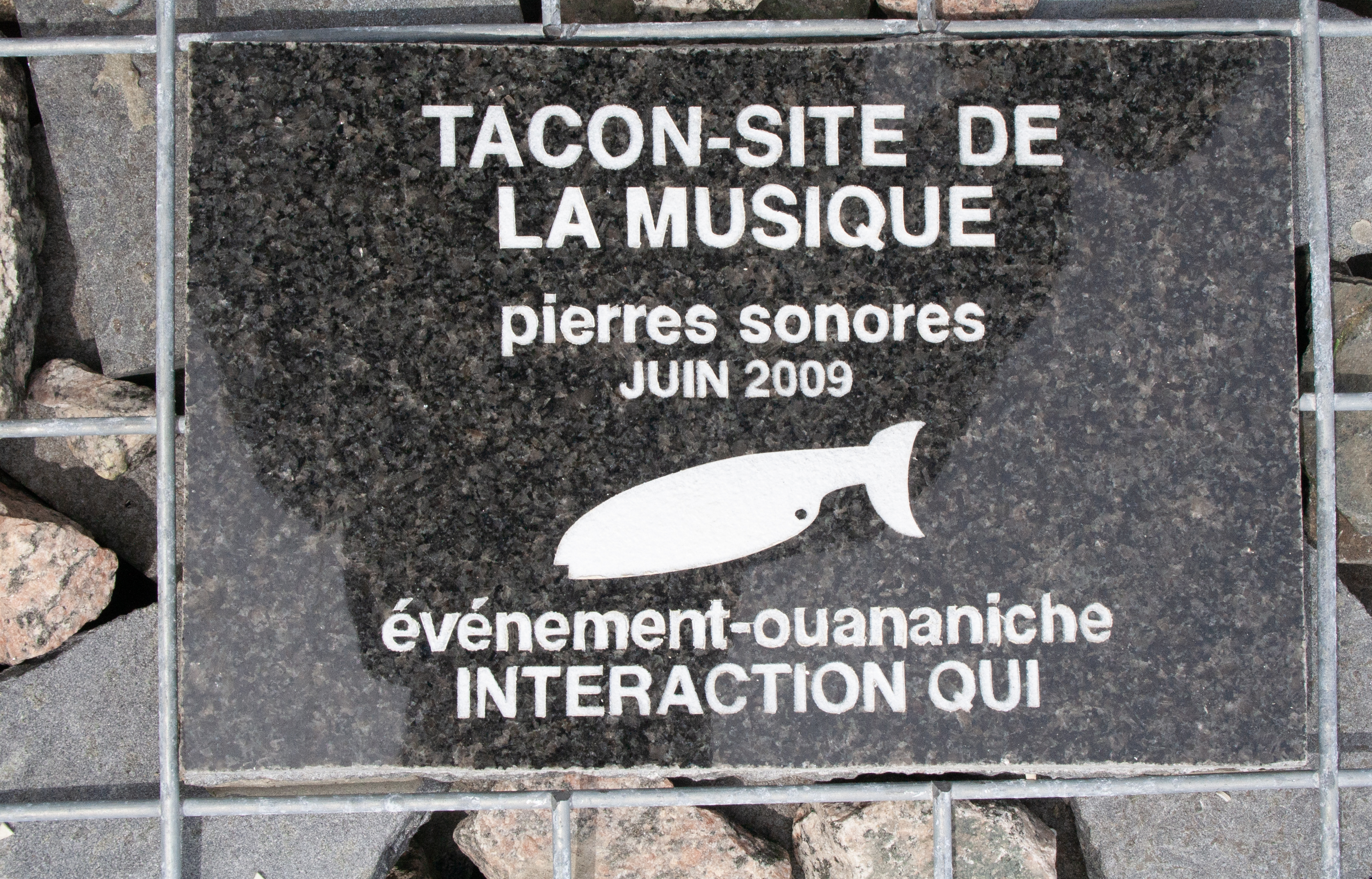
Plaque du Tacon Site de la Musique.

#### Action performative
Pierres Sonores, est l'action performative créée par  le collectif d’artistes La Corvée, composé de Pascal Bouchard, Geneviève Boucher, Bianka Robitaille et Rémy Laprise avec les élèves du Camp musical du Saguenay—Lac-saint-Jean sous le thème de  l'Orchestre suspendu. Ce projet de création se situe entre l’installation, la performance et l’œuvre sonore. Tout débute par la création d’instruments de musique inusités par les jeunes musiciens.  Les instruments sont fabriqués à partir d’objets du quotidien et de matériaux divers. Par la suite, les élèves du Camp musical participent au jeu de la musique de création. Les instruments suspendus dans les arbres sont de véritables sculptures sonores pouvant être activées sous la direction de chefs d'orchestre créatifs.
Action performative « Pierres Sonores »

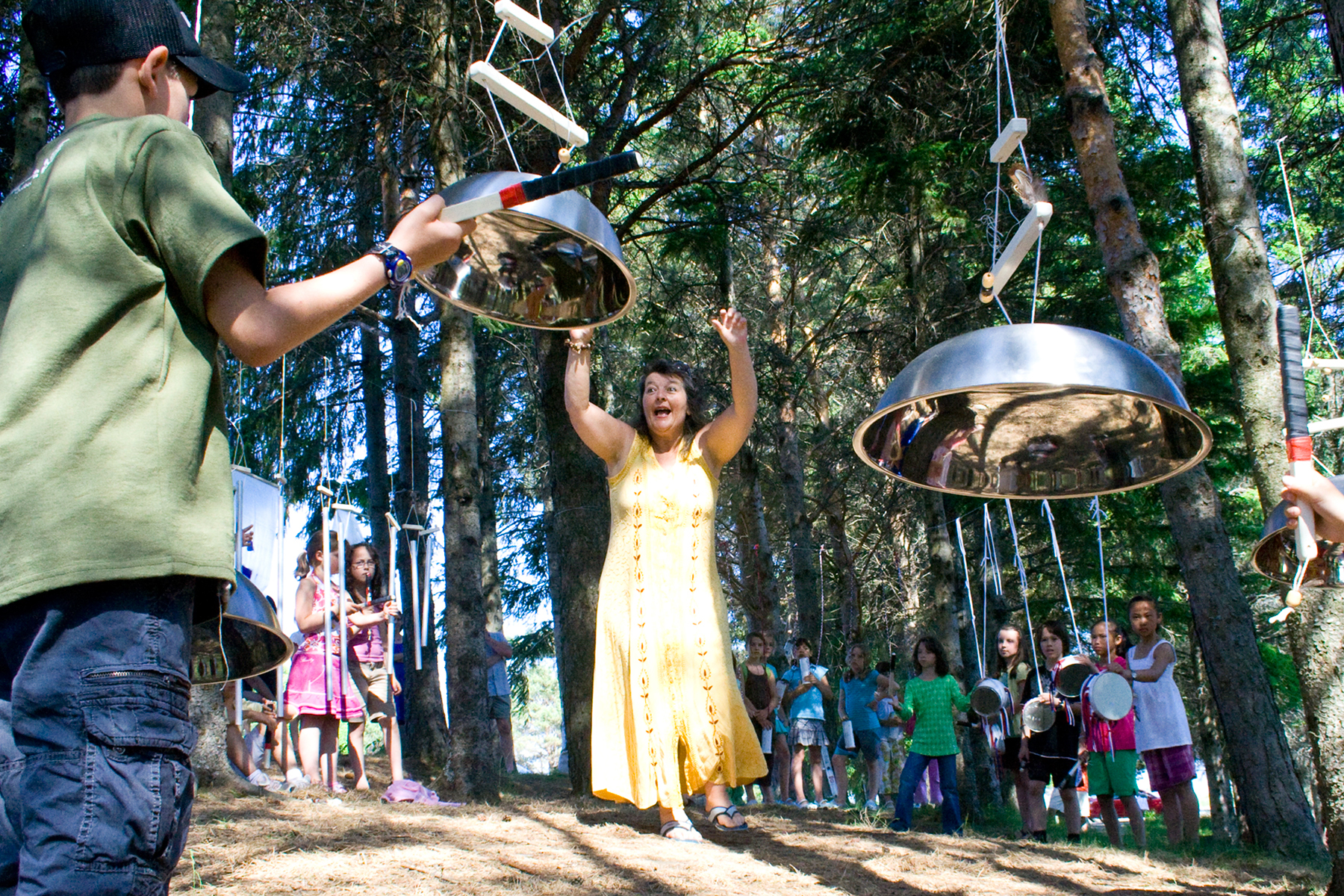
Denise Boileau, professeur au Camp musical du Saguenay—Lac-Saint-Jean dirigeant l'Orchestre suspendu qui est exécuté par ses élèves.
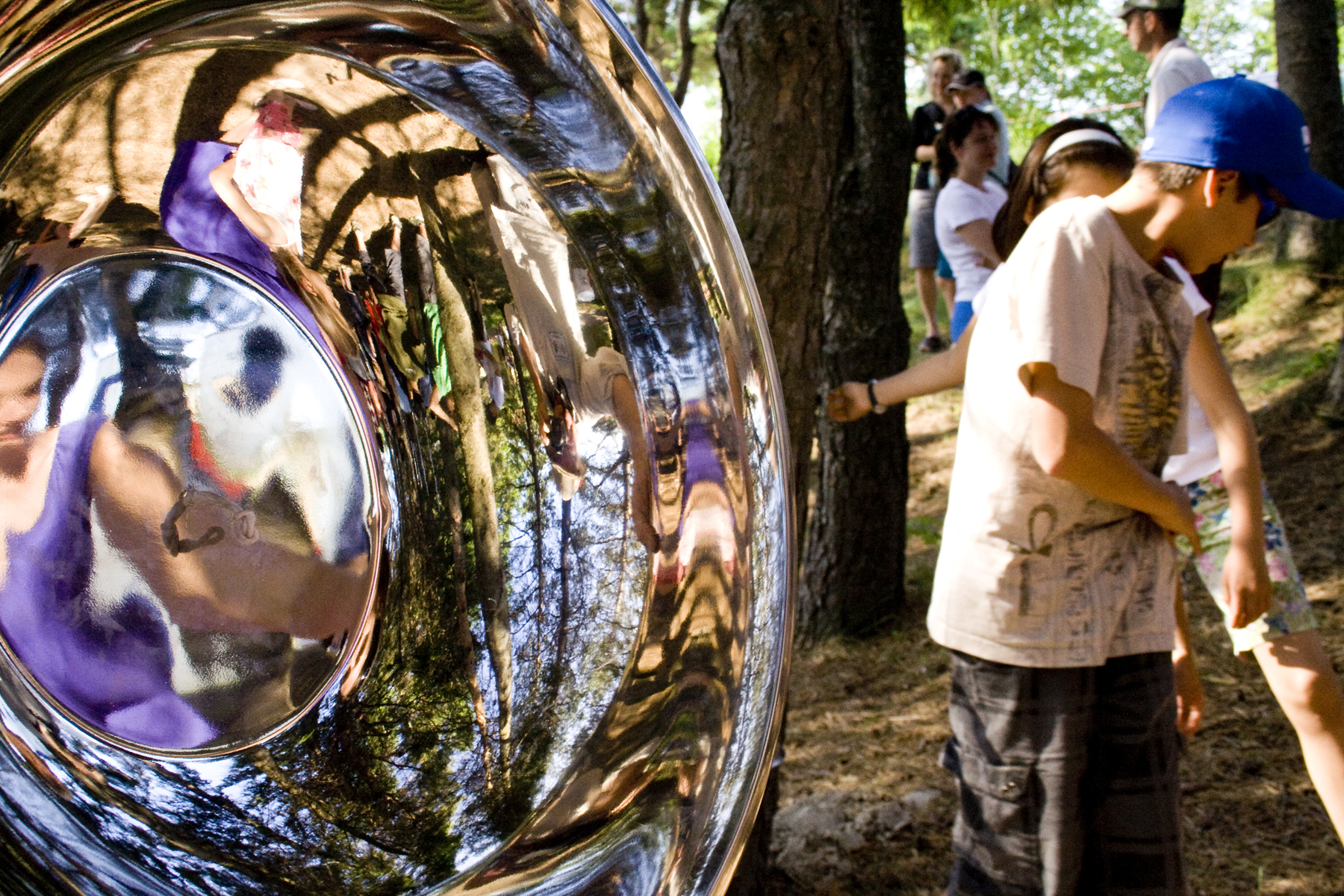
Action performative et installation sonore interactive par le collectif d'artistes La Corvée, Orchestre suspendu, Camp musical du Saguenay—Lac-Jean.
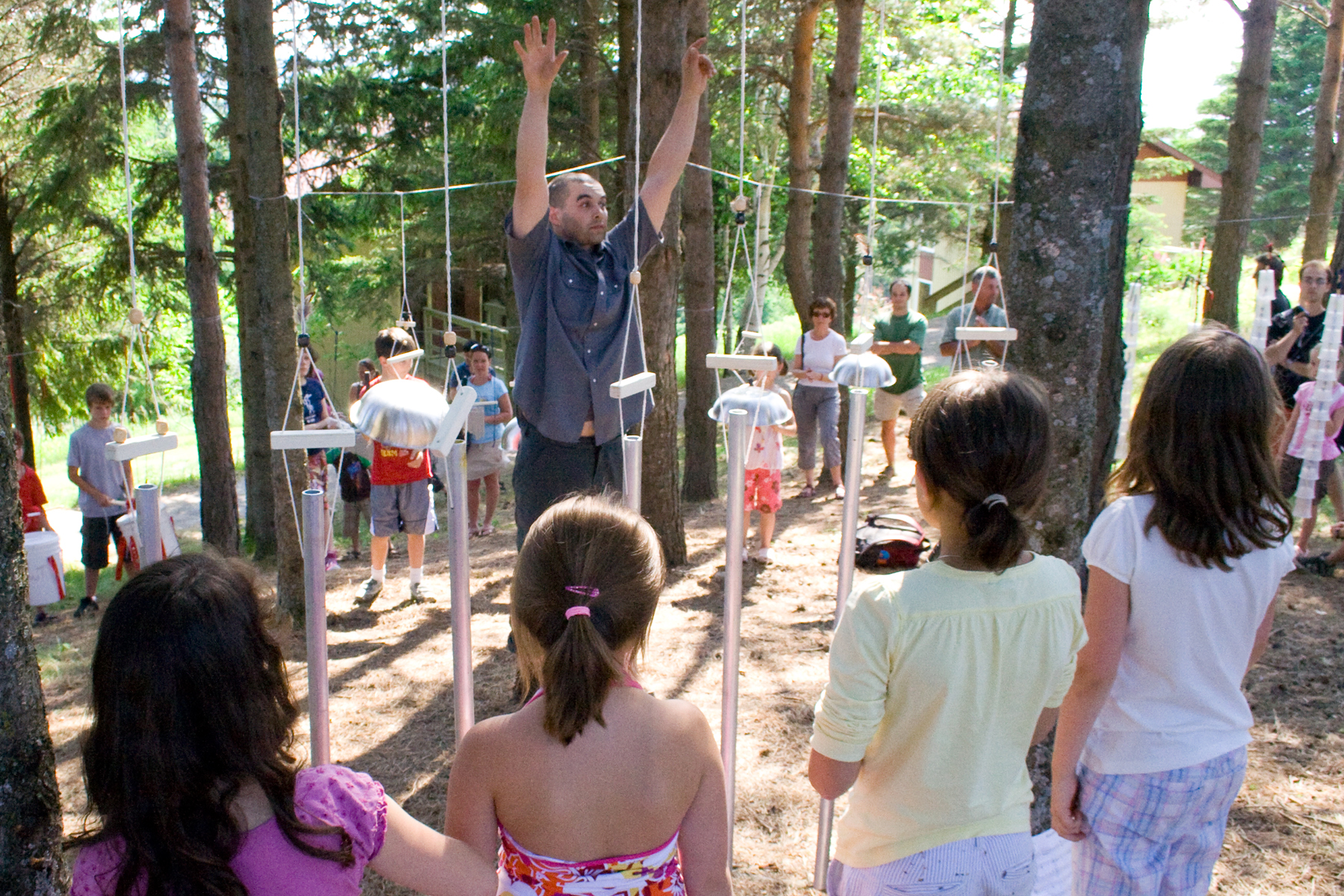
Pascal Bouchard du collectif d'artistes La Corvée dirigeant l'Orchestre suspendu exécuté par les élèves du Camp musical du Saguenay—Lac-Saint-Jean.

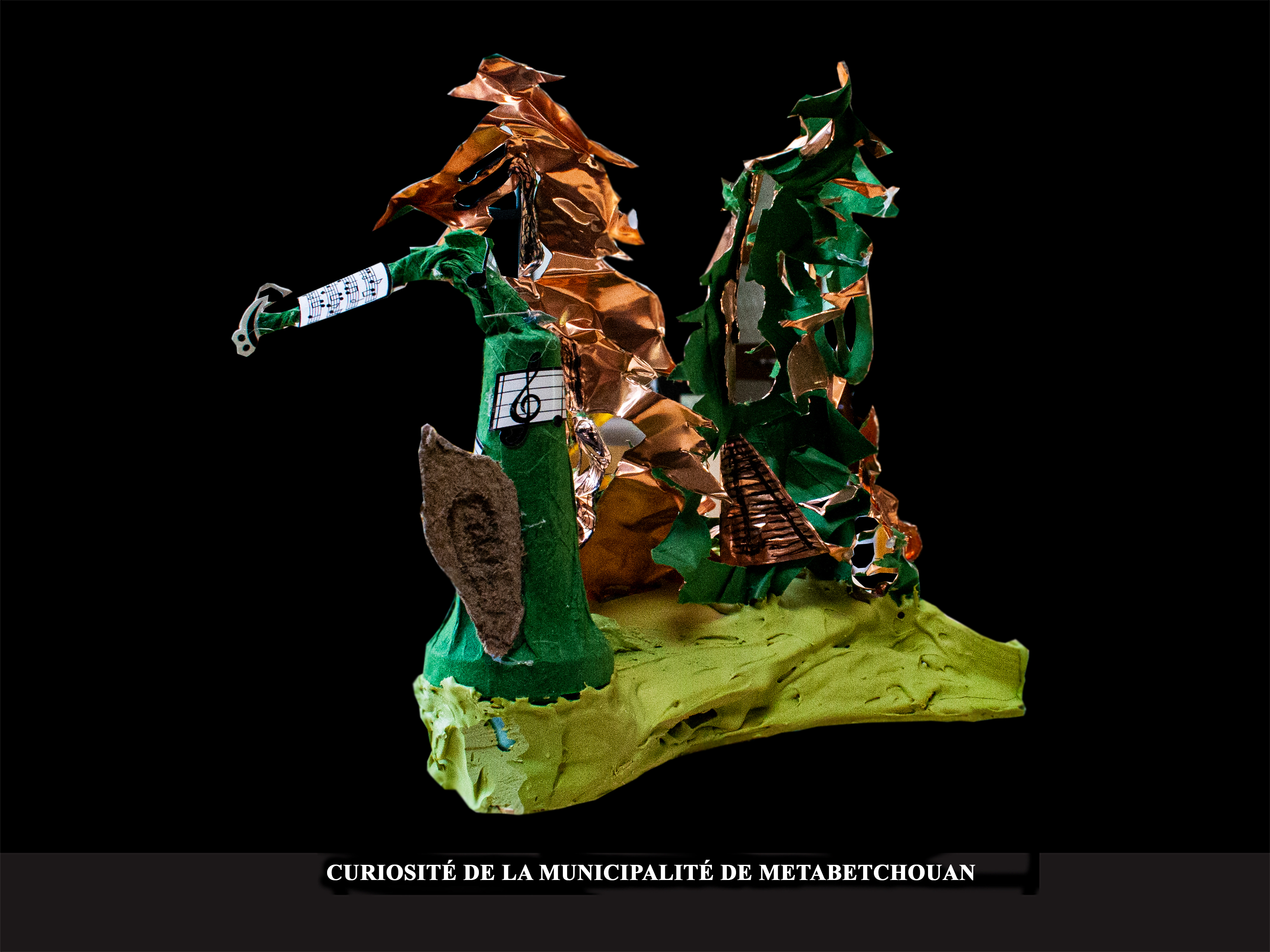
Curiosité de la communauté de Métabetchouan

#### Chroniques du pays de la ouananiche
La rumeur et la curiosité de la communauté de Métabetchouan (Québec, Canada) sont créés par Interaction Qui afin de tisser un fil conducteur légendaire entre les différentes localités de la région Saguenay—Lac-Saint-Jean.

#### Partenaires
Le Camp musical du Saguenay—Lac-Saint-Jean, le collectif d'artistes La Corvée et le Conseil des Arts du Canada.
Localisation:48° 25′ 12″ N, 71° 19′ 29″ O
4949 Boulevard du Royaume, Jonquière, Saguenay, Québec, Canada, G7X 7V5

### Tacon Site de l'Eau

#### Thématique
Tacon Site de l'Eau, est le vingt-septième Tacon Site réalisé par Interaction Qui et il porte le numéro 27 sur la carte. L’eau fait partie de l’histoire et de la géographie de Saint-Gédéon-de-Grandmont.  Qu’il s’agisse de la petite rivière Grandmont (Joseph Grandmont) qui est à l’origine du nom du village ou de la présence au cœur de la municipalité du Petit marais et de sa position riveraine du lac Saint-Jean, Saint-Gédéon-de-Grandmont est un village où l'eau est omniprésente. Pour toutes ces raisons, Saint-Gédéon-de-Grandmont  peut revendiquer le titre de municipalité de l’eau au Saguenay—Lac-Saint-Jean et assumer la responsabilité de l’implantation du Tacon Site de l’Eau.

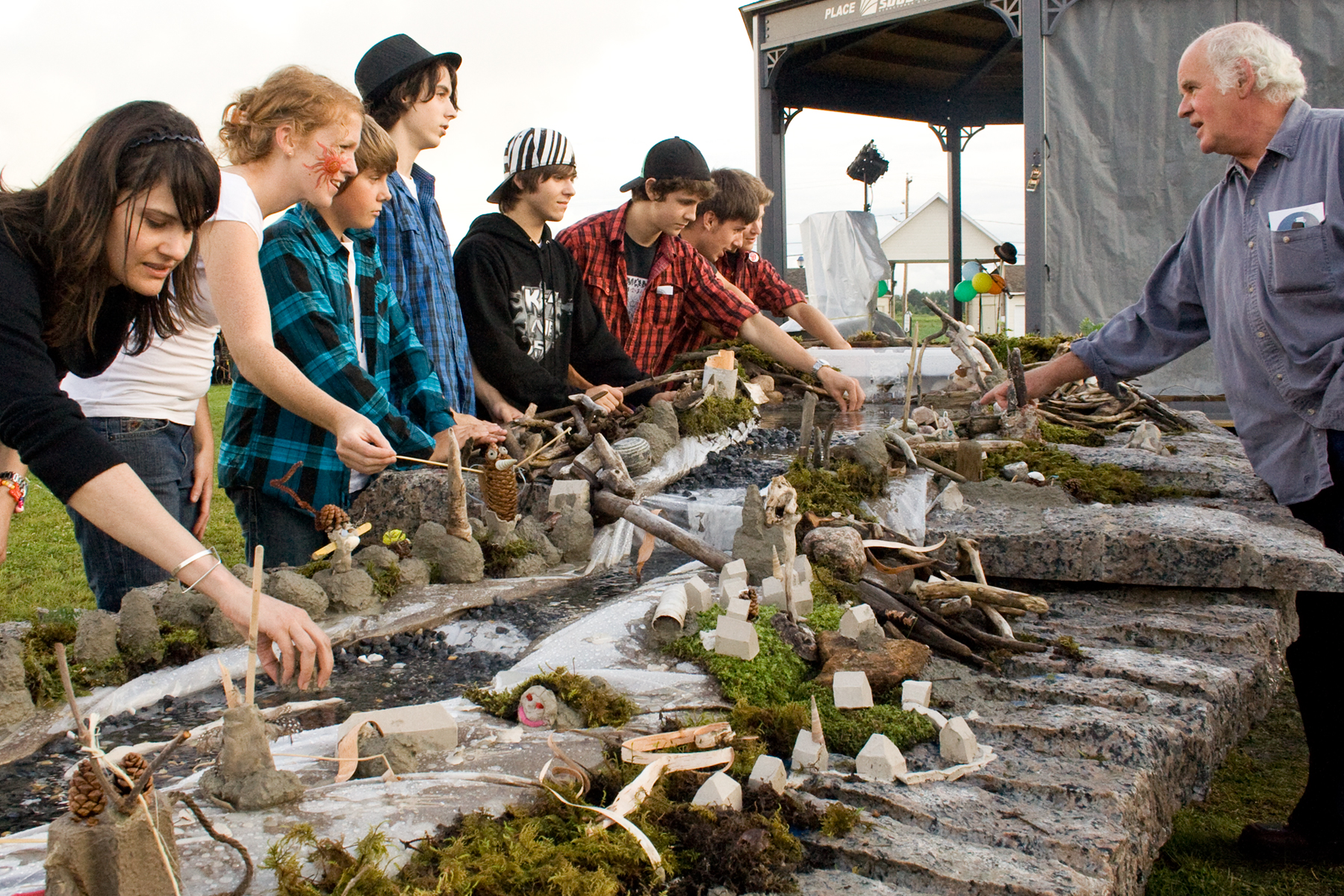
Création d’un village d’argile où d’étranges créatures aquatiques ont à survivre à un déluge. Cette action performative permet de visualiser toute la richesse du patrimoine aquatique.
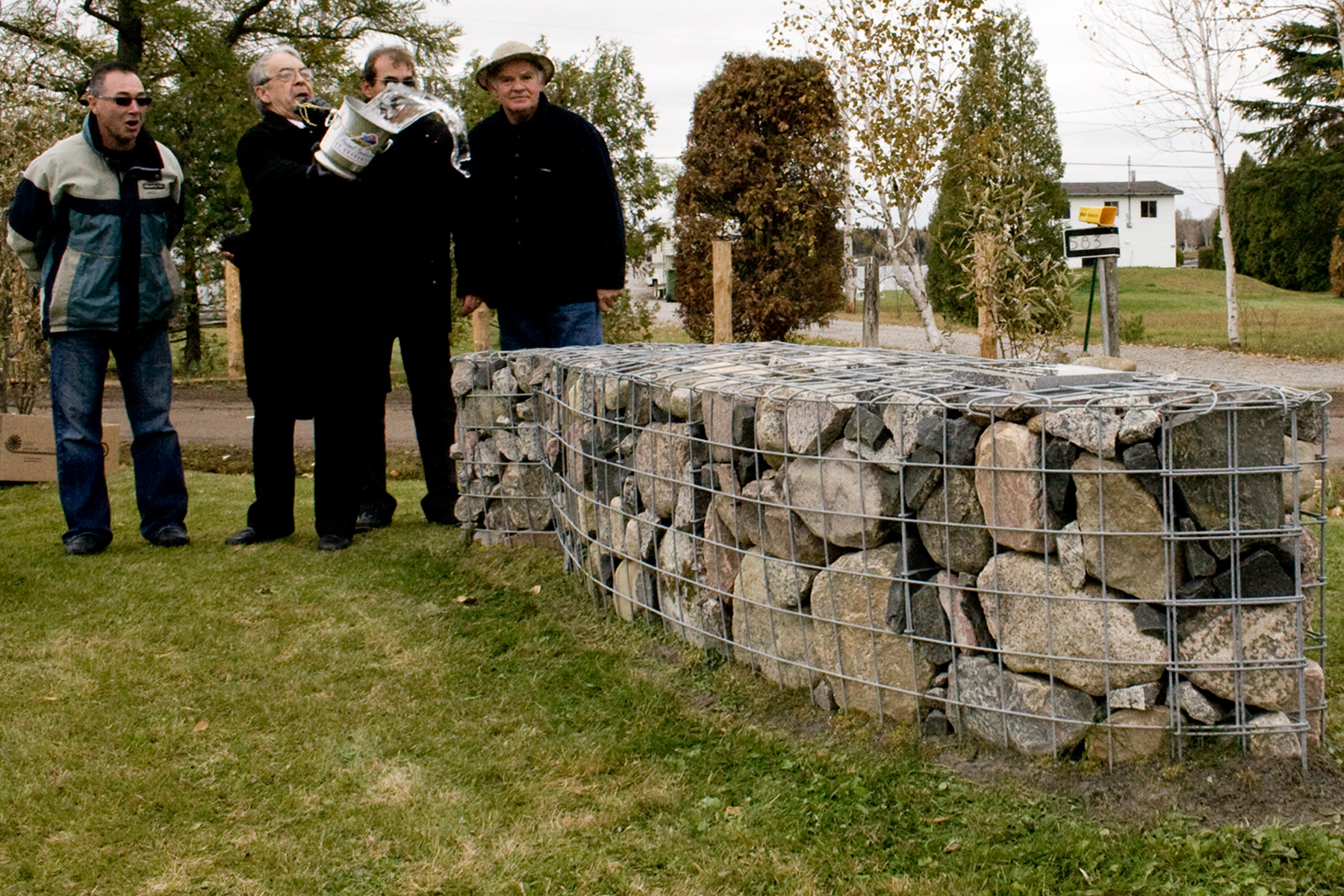
Le vingt-septième Tacon Site à l’effigie de la ouananiche sur le terrain de Monsieur Rénald Bezeau situé dans le secteur du lac Kénogamie de la municipalité de Larouche.
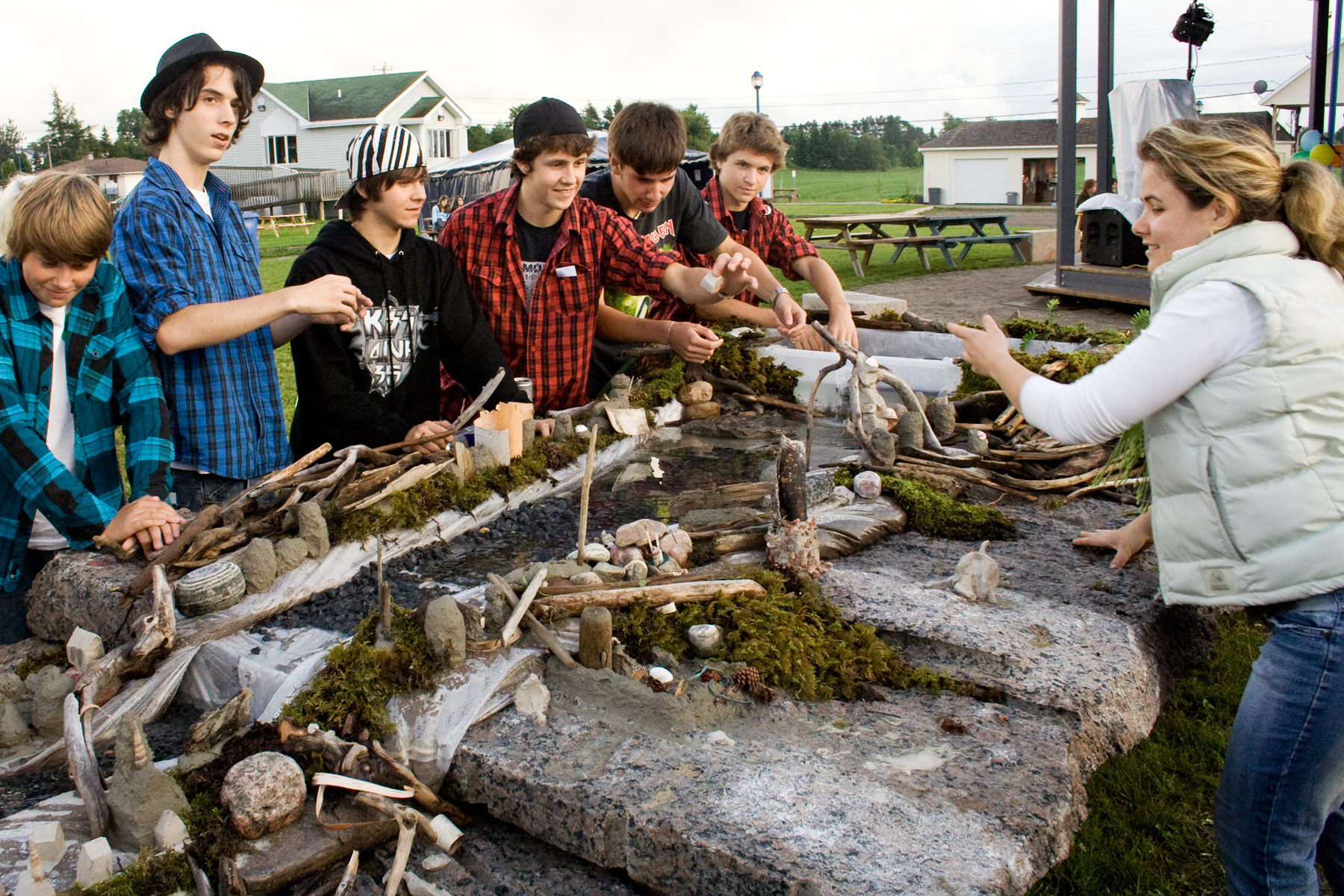
Le village d'argile est un clin d’œil à la géomorphologie de notre territoire et à l’inondation catastrophique de 1996.

#### Action performative
Pierres Vives, est l'action performative créée par les participants mettant en valeur l'eau comme élément identitaire de la municipalité de Saint-Gédéon-de-Grandmont. Tous les aspects sont abordés soit l'eau comme :
- activités éducatives d’ordre écologique et scientifique;
- créations artistiques novatrices où l’eau joue le rôle de matériau poétique;
- la mise en place de compétitions aquatiques amateures et professionnelles;
- la création de festivals récréatifs sur le thème de l’eau impliquant la participation de toute la communauté.

Le collectif d'artistes Interaction Qui a créé un événement de crémation du dernier homme volant d'Amérique. Dans le cadre de cet événement l'artiste Jocelyn Maltais a réalisé une action performative liant sa trajectoire de vie à sa relation avec l'emblème animalier du Saguenay—Lac-Saint-Jean: la ouananiche.

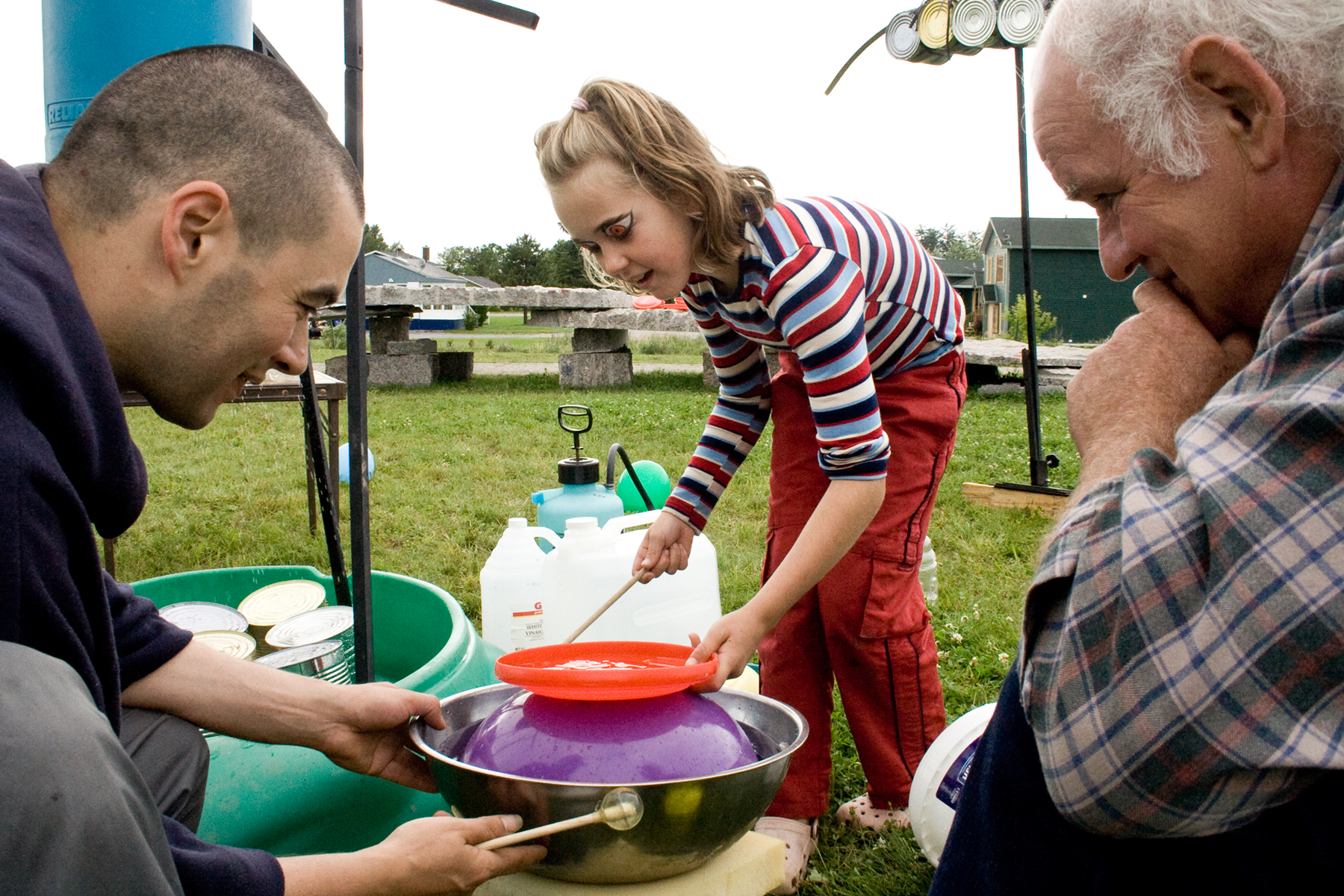
L’artiste multidisciplinaire Pascal Bouchard initie les participants à la fabrication d’instruments d’eau avec lesquels ils ont à jouer lors du jam aquatique.
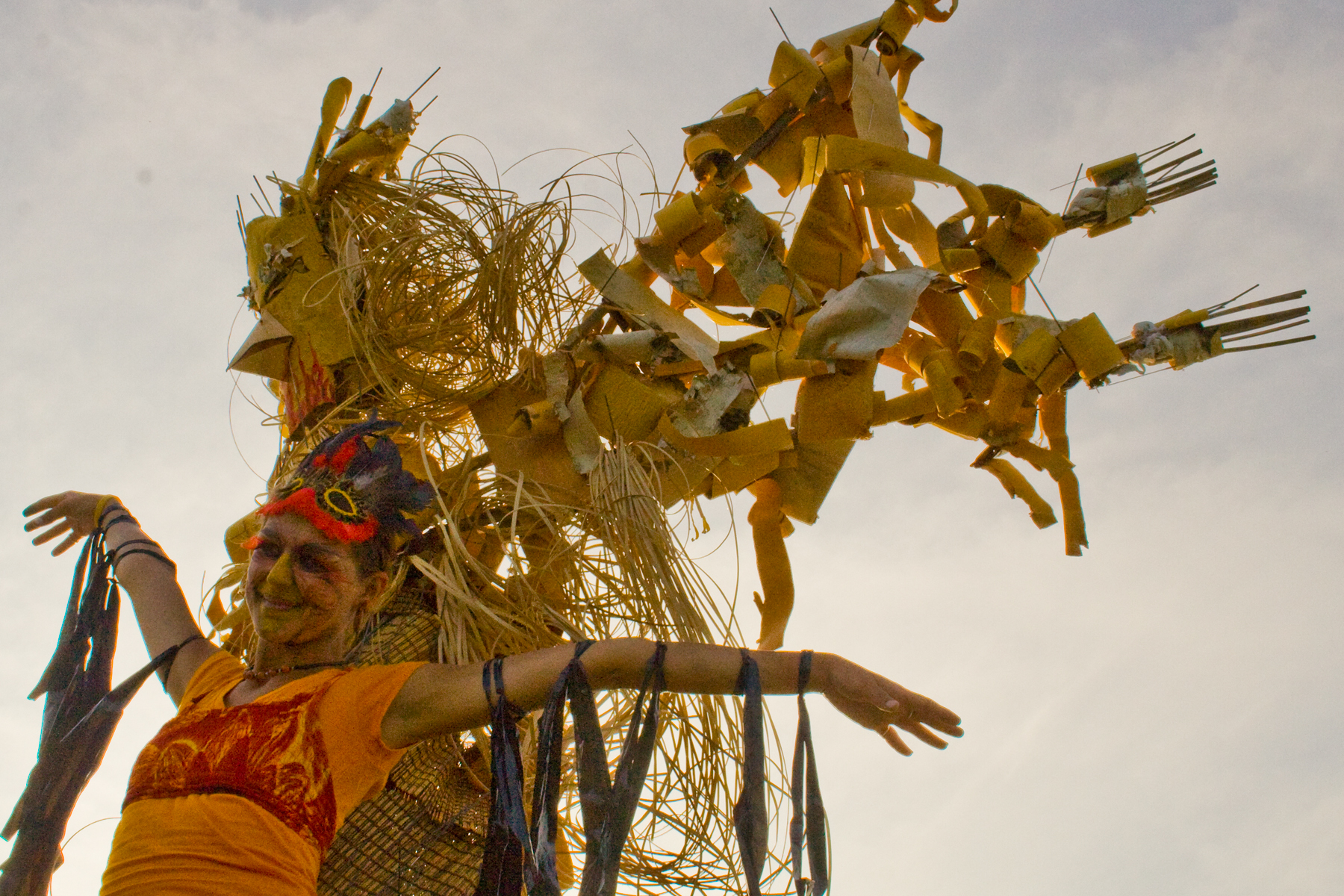
L’artiste indisciplinée Catherine Brideau devient l'instant de l'action performative un « Homme volant ».
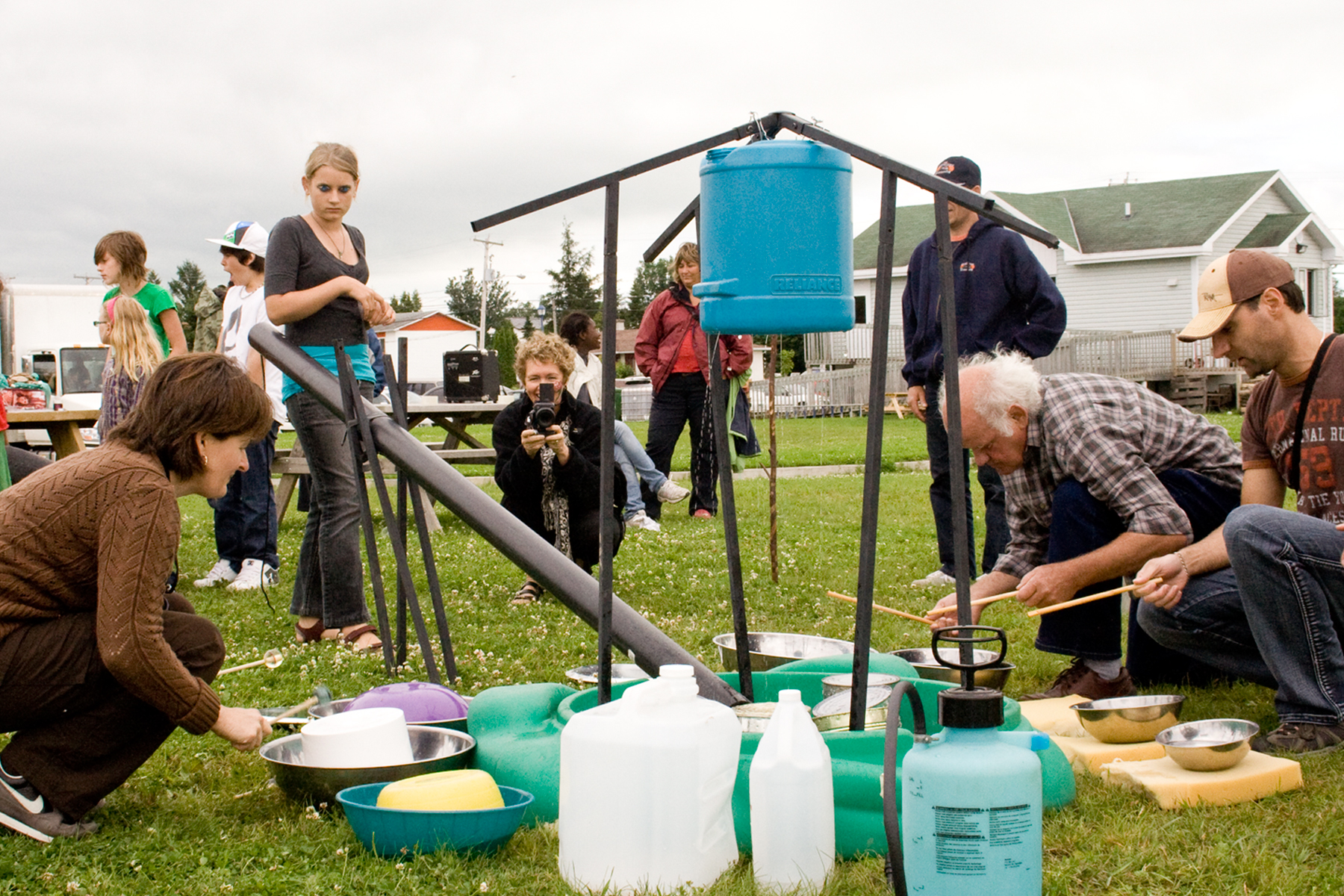
Véritable fête du son, les musiciens d’un jour font la découverte de sonorités tirées de l’eau par différentes stratégies d’intervention.

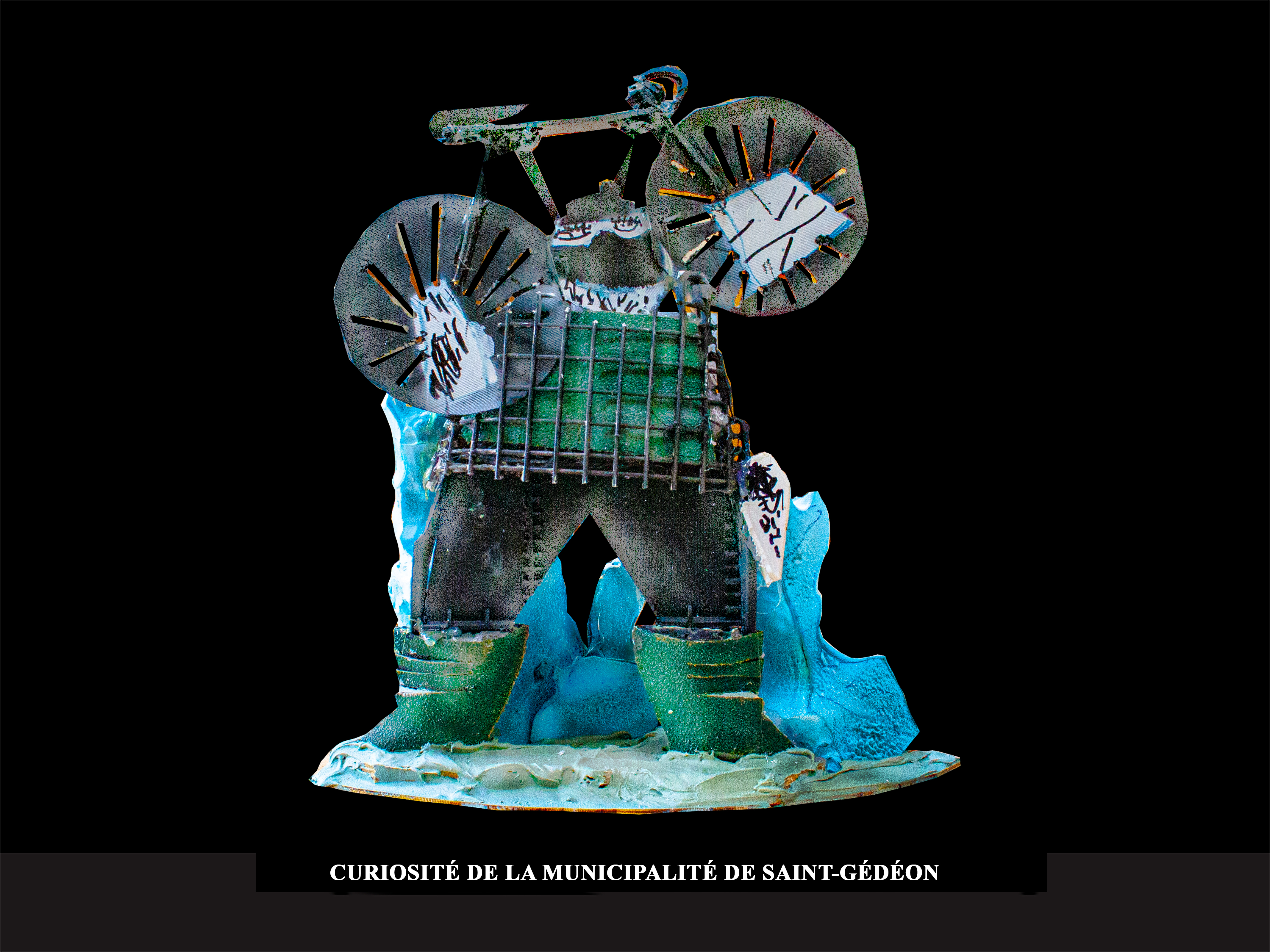
Curiosité de la communauté de Saint-Gédéon

#### Chroniques du pays de la ouananiche
La rumeur et la curiosité de la communauté de Saint-Gédéon-de-Grandmont (Québec, Canada) sont créés par Interaction Qui afin de tisser un fil conducteur légendaire entre les différentes localités de la région Saguenay—Lac-Saint-Jean.

#### Partenaires
La municipalité de Saint-Gédéon et le Conseil des Arts du Canada.
Localisation:48° 23′ 38″ N, 71° 32′ 09″ O
583 Rue des Noyers, Larouche, Saguenay, Québec, Canada, G0W 1Z0

### Tacon Site du Patrimoine

#### Thématique
Tacon Site du Patrimoine, est le vingt-huitième Tacon Site réalisé par Interaction Qui et il porte le numéro 28 sur la carte.

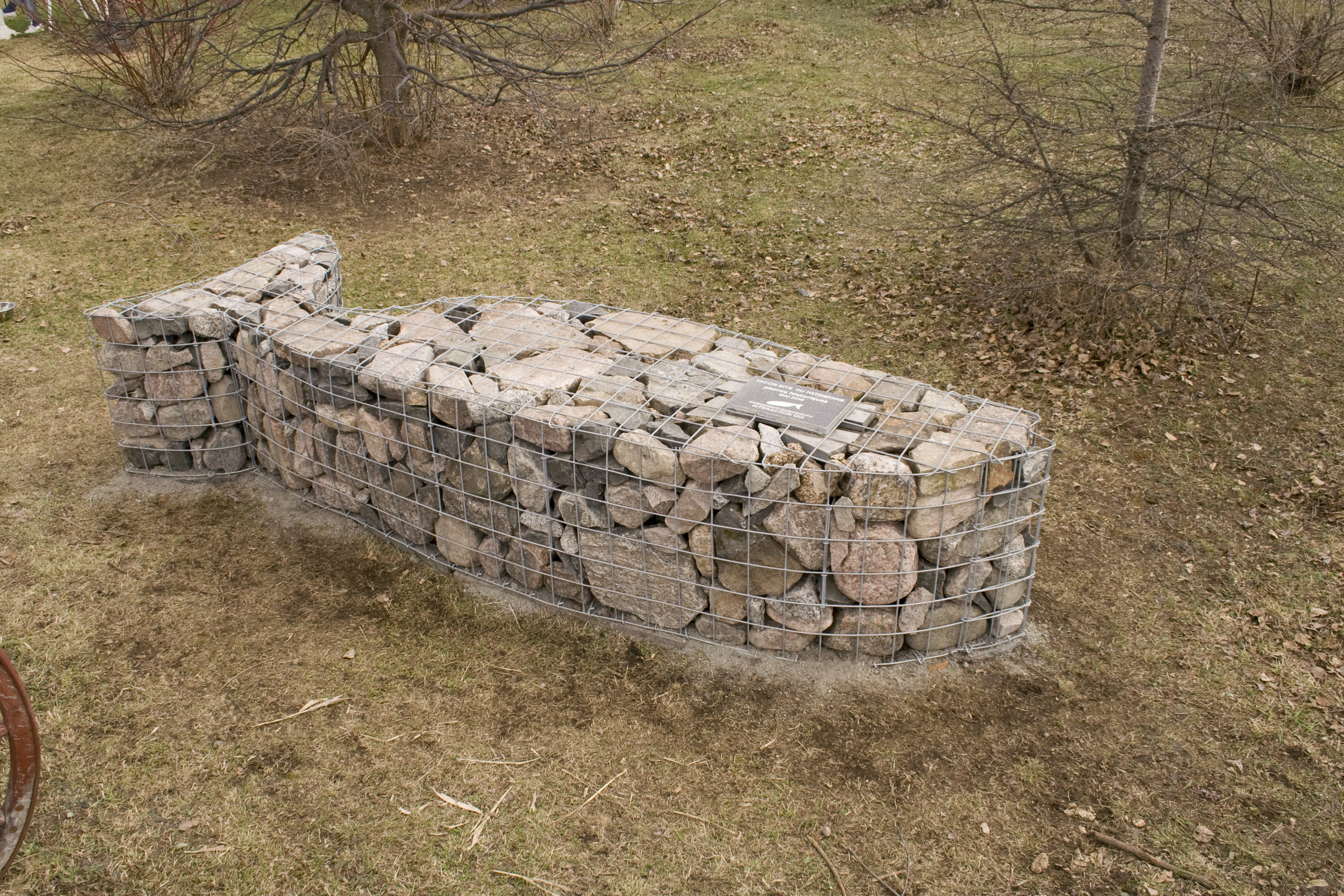
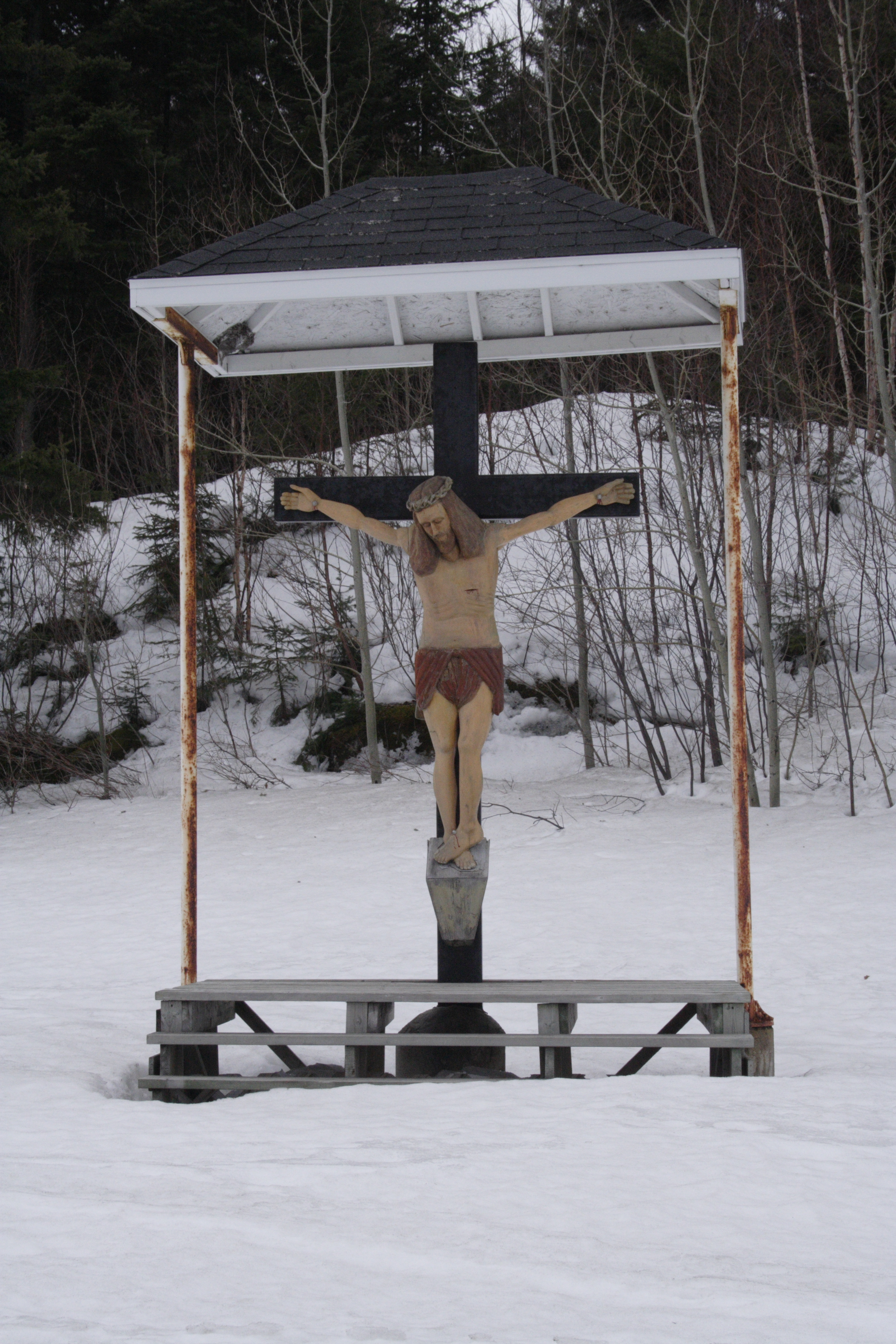
Calvaire de Saint-Nazaire, Québec, Canada
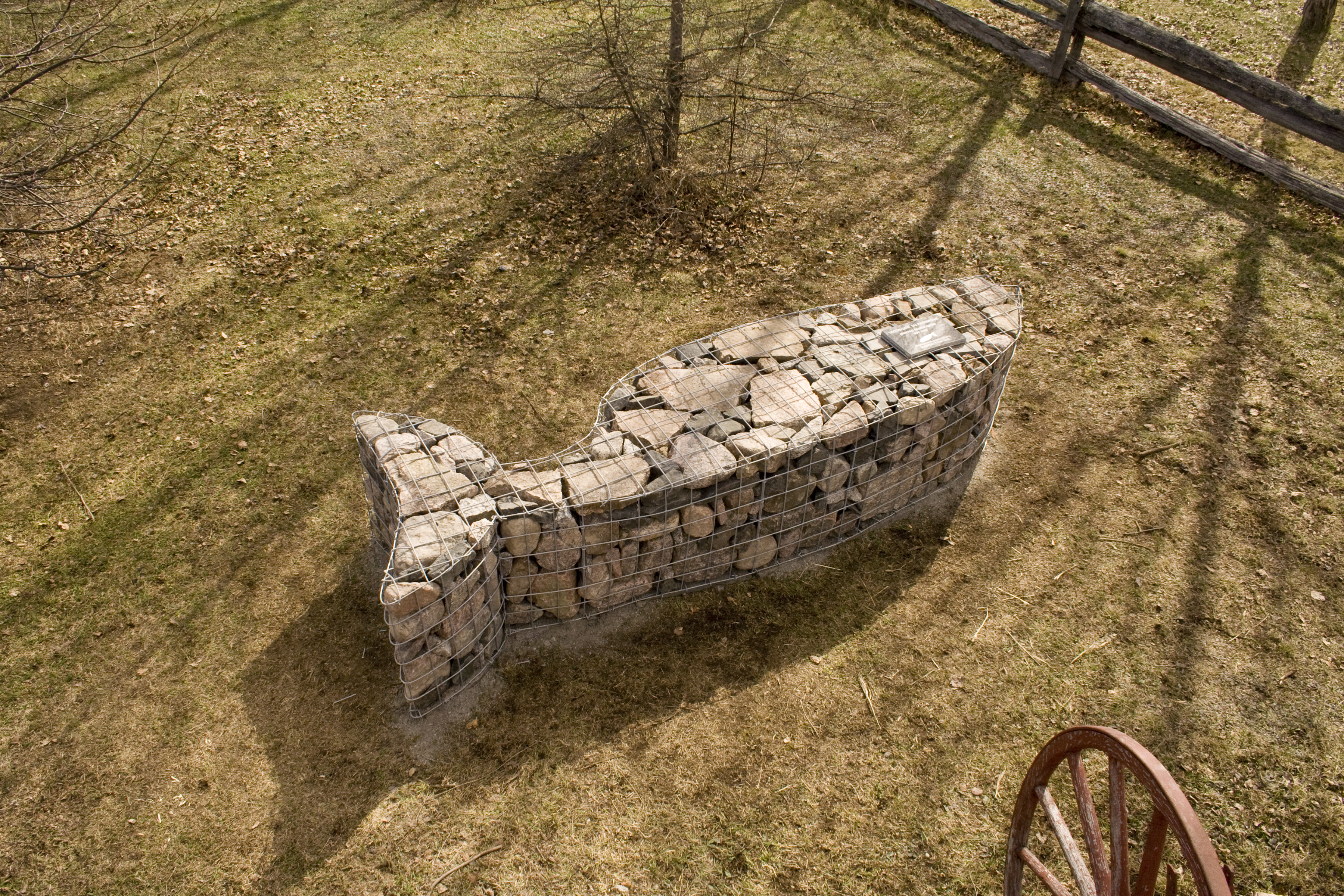

#### Action performative
Pierres Historiques, est l'action performative à créer.

#### Chroniques du pays de la ouananiche
La rumeur et la curiosité de la communauté de Saint-Nazaire (Québec, Canada) sont créés par Interaction Qui afin de tisser un fil conducteur légendaire entre les différentes localités de la région Saguenay—Lac-Saint-Jean.

#### Partenaires
Le Conseil des Arts du Canada.
Localisation:48° 43′ 56″ N, 71° 43′ 30″ O
5780 5e Rang O, L'Ascension-de-Notre-Seigneur, Lac-Saint-Jean, Québec, Canada, G0W 1Y0

### Tacon Site du Pèlerinage

#### Thématique
Tacon Site du Pèlerinage, est le vingt-neuvième Tacon Site réalisé par Interaction Qui et il porte le numéro 29 sur la carte. Le site du patrimoine de la Chapelle-Saint-Cyriac, constitué en 2006, est un lieu de culte de tradition catholique et un lieu de culture. La chapelle Saint-Cyriac, construite en bois entre 1902 et 1905 représente le legs du village de Saint-Cyriac du Saguenay—Lac-Saint-jean. L'épopée de l'exhaussement des eaux du lac Kénogami pour les besoins industriels voit le village Saint-Cyriac disparaître sous les eaux du lac Kénogami en 1925. La chapelle est vendue à l'encan; un groupe de citoyens s'en porte acquéreur. En 1948, elle est concédée gratuitement à la Corporation épiscopale catholique romaine de Chicoutimi par le groupe de citoyens propriétaires. En 1985, le conseil municipal de Lac-Kénogami reprend ses fonctions et en1988, à la suite de l'implication de résidents du secteur, le conseil de fabrique de Saint-Cyriac administre la Chapelle-Saint-Cyriac. Afin de rendre hommage aux habitants du village de Saint-Cyriac et à la route des pionniers, Interaction Qui  implante à Lac-Kénogami le Tacon-Site du Pèlerinage en 2009.

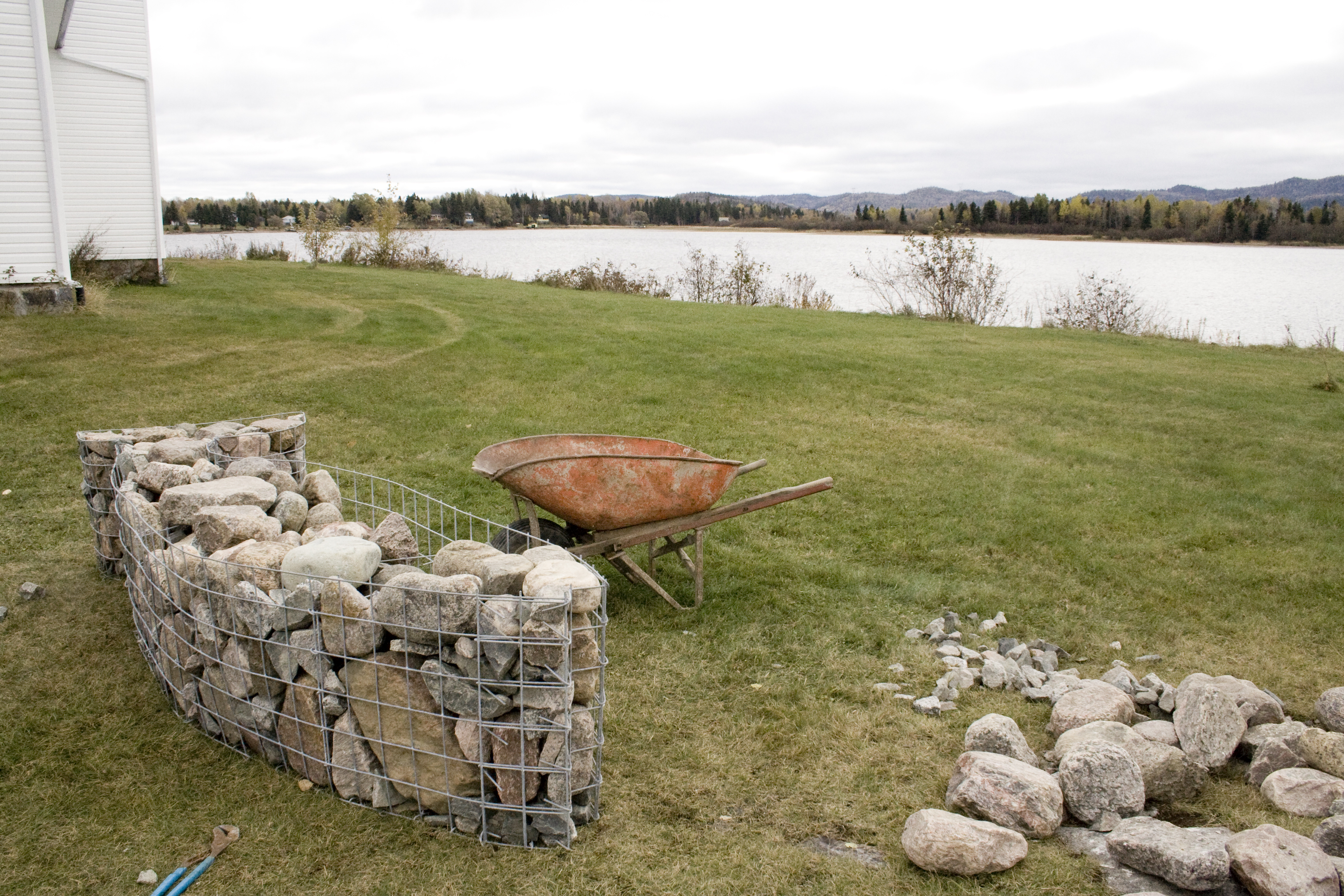
Le Tacon Site du Pèlerinage rend hommage aux habitants du village de Saint-Cyriac et à la route des pionniers.
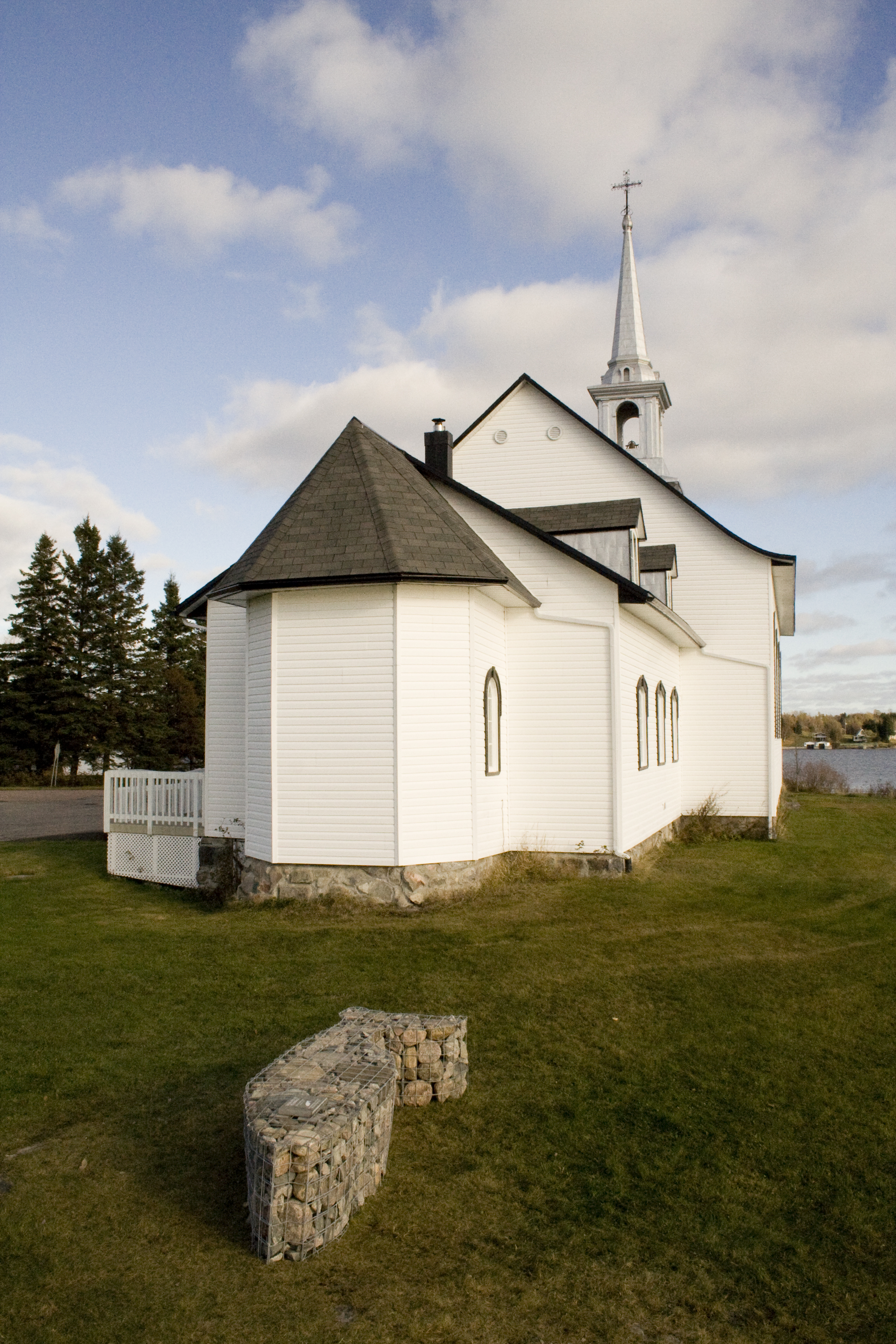
La chapelle Saint-Cyriac, construite en bois entre 1902 et 1905 représente le legs du village de Saint-Cyriac.
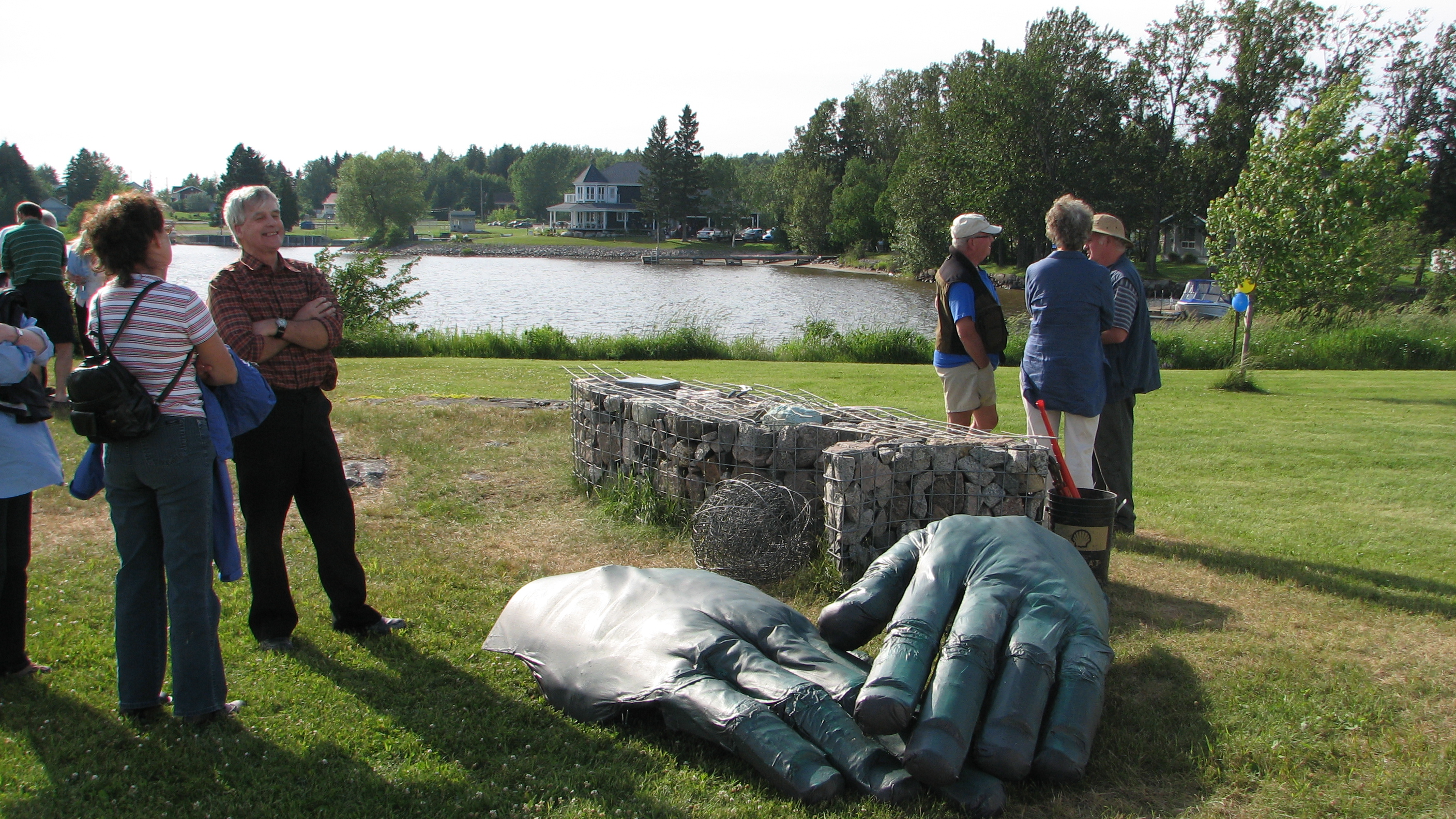
La Chapelle Saint-Cyriac en plus d’être un lieu de culte est aussi un lieu de culture. Le Tacon Site du Pèlerinage est un marqueur identitaire pour Lac-Kénogami.

#### Action performative
Pierres Nomades, est l'action performative du Tacon Site du Pèlerinage. Pierres Nomades mobilisent plus d’une centaine de participants.  Tout débute par une cérémonie religieuse dans la chapelle Saint-Cyriac. Entouré par les quatre marionnettes géantes, le célébrant reçoit les présents et les offrandes en hommages aux pèlerins.  Partant de l’angle formé par la Route des Bâtisseurs et le Chemin de la Chapelle, les marcheurs, bâton du pèlerin en main, marchent sur le Chemin de la Chapelle.  Ils prennent en route une centaine de nouveaux pèlerins que la Pierre Nomade, roulant de par devant, a conduit jusqu’à la Chapelle Saint-Cyriac. À l’arrivée, un protocole d’inauguration du Tacon Site du Pèlerinage a lieu.  Les autorités enfouient au sein du monument identitaire à l’effigie de la Ouananiche, la Pierre Nomade, symbole de foi et d’espérance pour un monde meilleur.

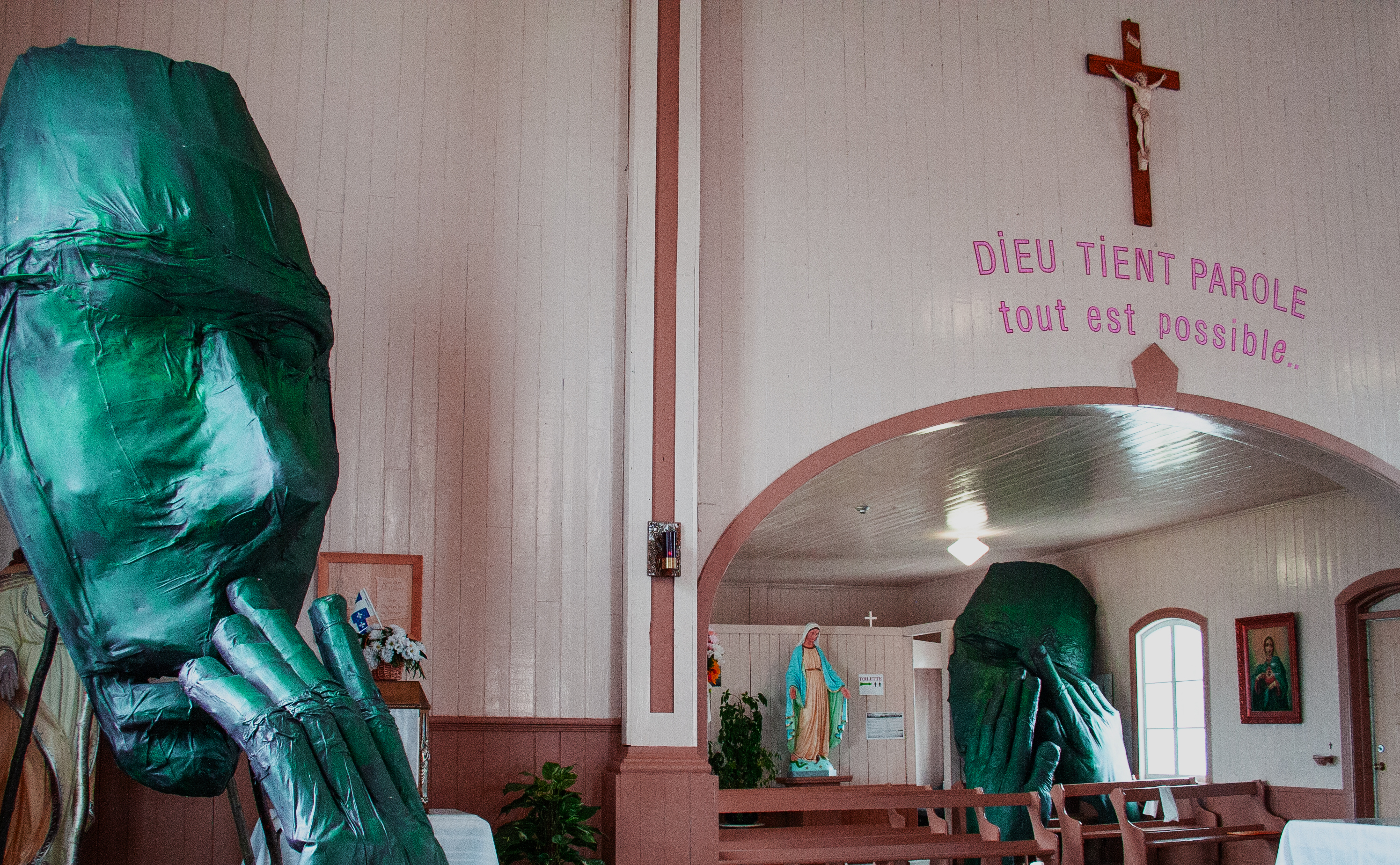
Pierres Nomades débuta par une cérémonie religieuse dans la chapelle Saint-Cyriac. Le célébrant a reçu les présents et les offrandes en hommages aux pèlerins.
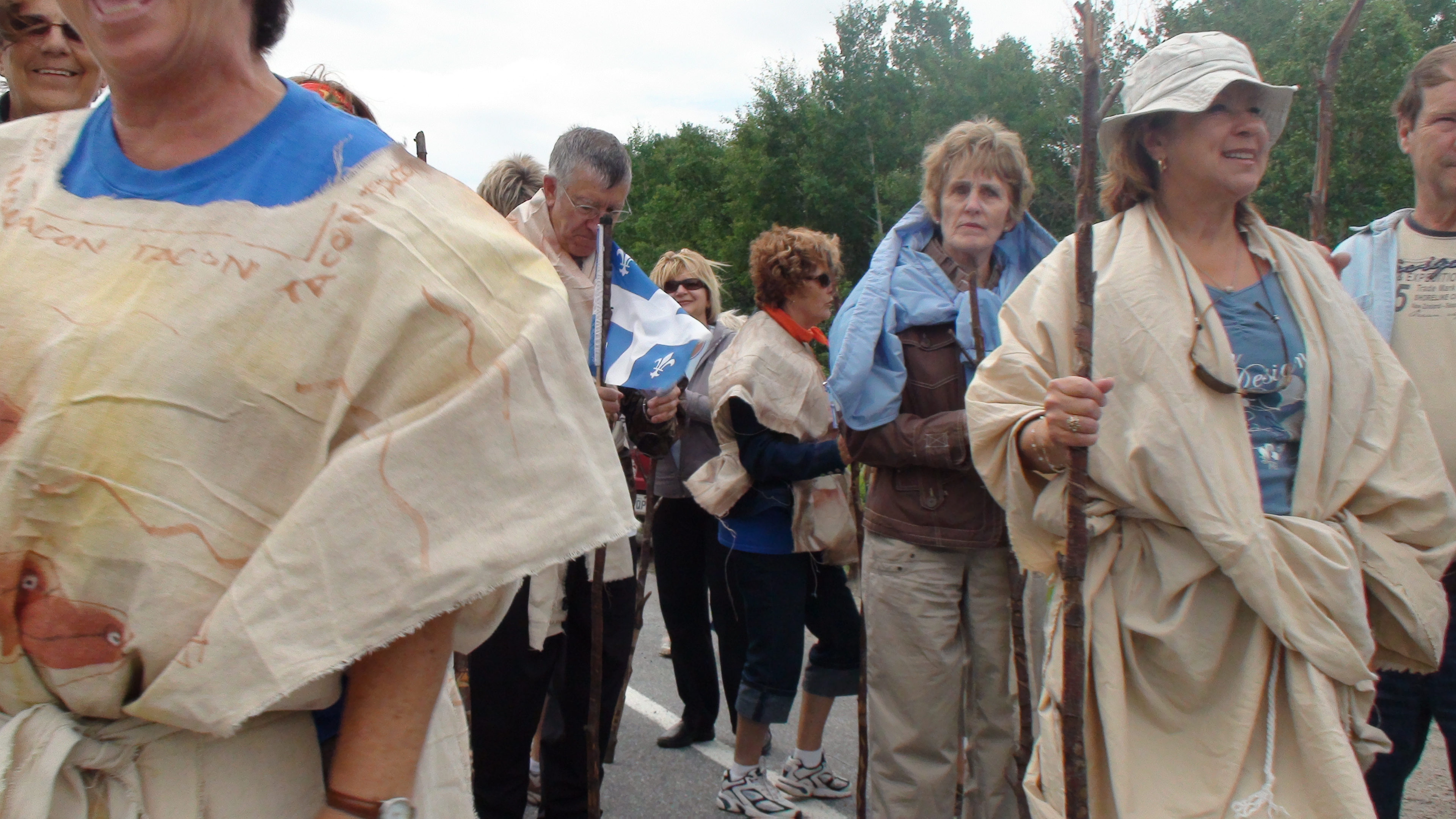
Partant de l’angle formé par la Route des Bâtisseurs et le Chemin de la Chapelle, les marcheurs, bâton du pèlerin en main, se mirent en branle et marchèrent sur le Chemin de la Chapelle.
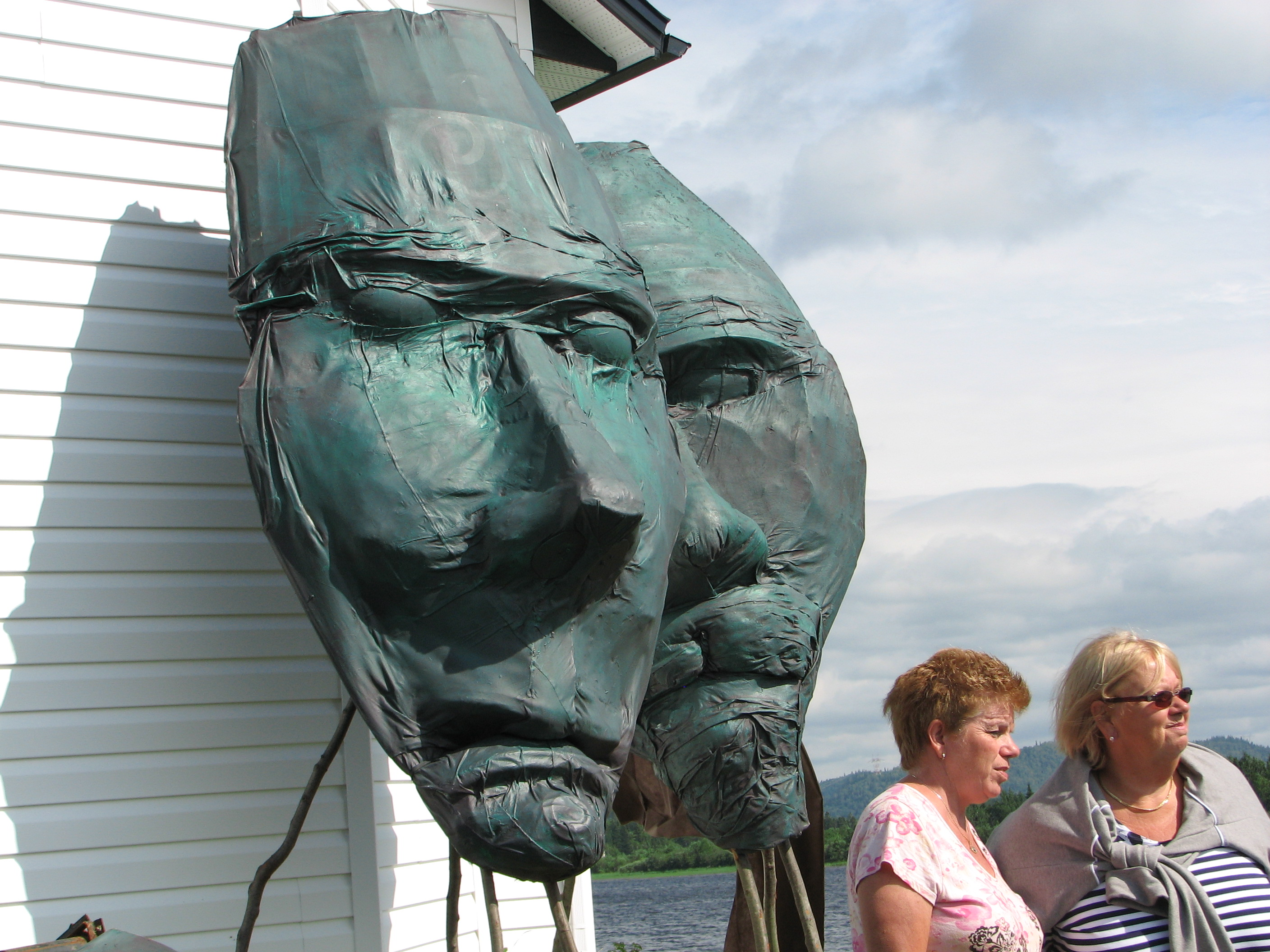
La Pierre Nomade, roulant de par devant, a conduit une centaine de pèlerins jusqu’à la Chapelle Saint-Cyriac.

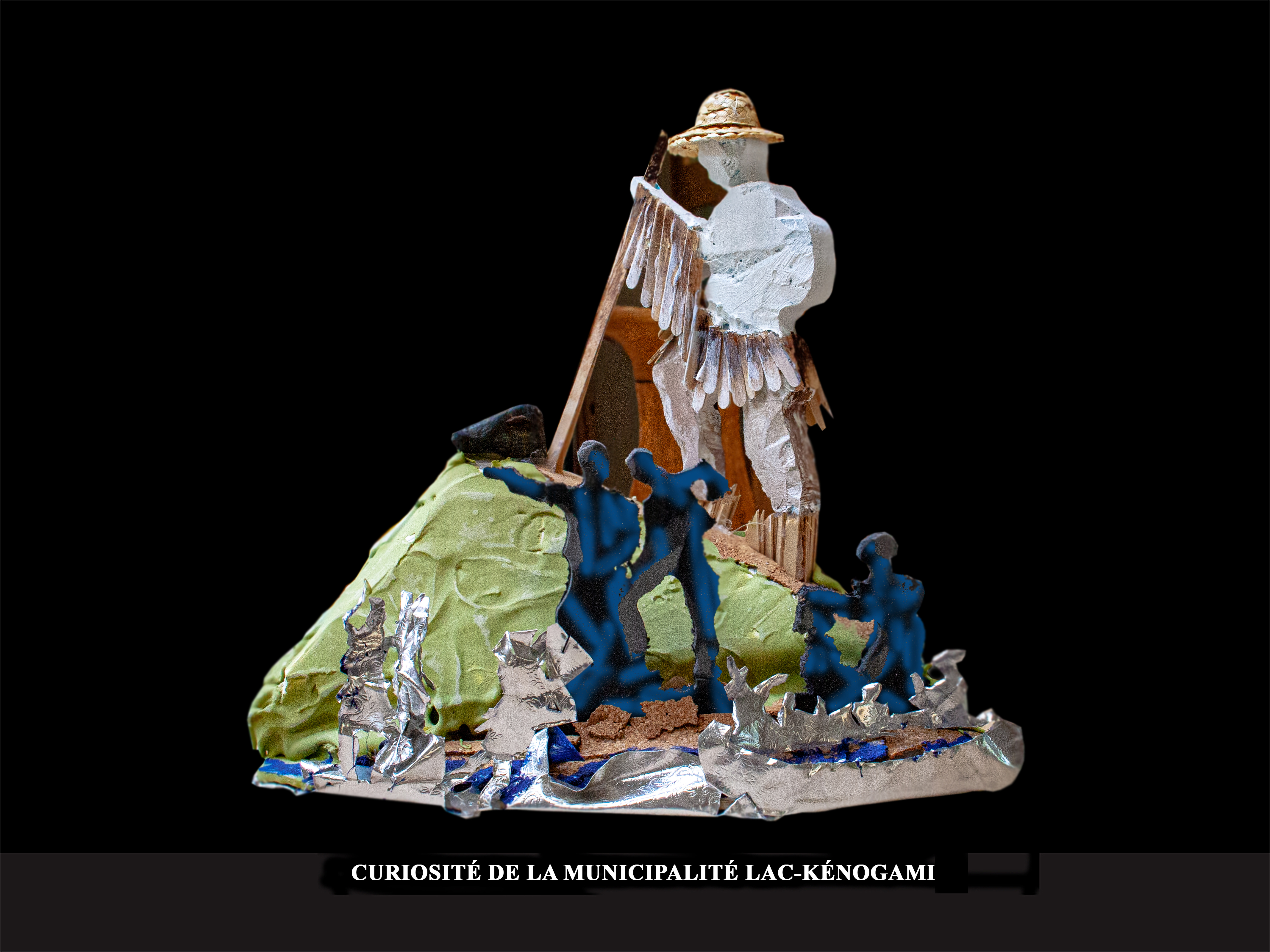
Curiosité de la communauté de Lac-Kénogami

#### Chroniques du pays de la ouananiche
La rumeur et la curiosité de la communauté de Lac-Kénogami (Québec, Canada) sont créés par Interaction Qui afin de tisser un fil conducteur légendaire entre les différentes localités de la région Saguenay—Lac-Saint-Jean.

#### Partenaires
Le comité culturel de la chapelle Saint-Cyriac et le Conseil des Arts du Canada.
Localisation:48° 20′ 24″ N, 71° 22′ 14″ O
5618 Rue de la Chapelle, Jonquière, Québec, Canada, G7X 0H9

### Tacon Site de la Fécondité

#### Thématique
Tacon Site de la Fécondité, est le trentième Tacon Site réalisé par Interaction Qui et il porte le numéro 30 sur la carte. C'est pendant les festivités de la Plantation du mai le 11 juin 2010que la municipalité d’Hébertville-Station s’est jointe à la Grande Marche des Tacons Sites comme partenaire en parrainant l’installation du Tacon Site de la Fécondité dans la municipalité de Saint-Honoré. La participation d'Interaction Qui a cet événement consiste à la présence de marionnettes géantes lors de la parade dans les rues du village et à l'installation d'un Mât de mai créé par le sculpteur Daniel Dutil. Ce monument identitaire souligne les 150 ans de naissance du fondateur d'Hébertville-Station: Louis-Nazaire Asselin. La Plantation du mai est une tradition patrimoniale pratiquée par les citoyens d'Hébertville-Station depuis 1971. Cet événement festif est un point d'ancrage dans le cycle de la nature, il est un  rite de fécondité dont les origines remontent aux Celtes.  Pour une municipalité rurale comme Hébertville-Station, ce rite du printemps est une tradition qui permet d’honorer une citoyenne ou un citoyen du village pour sa contribution exemplaire à la communauté.

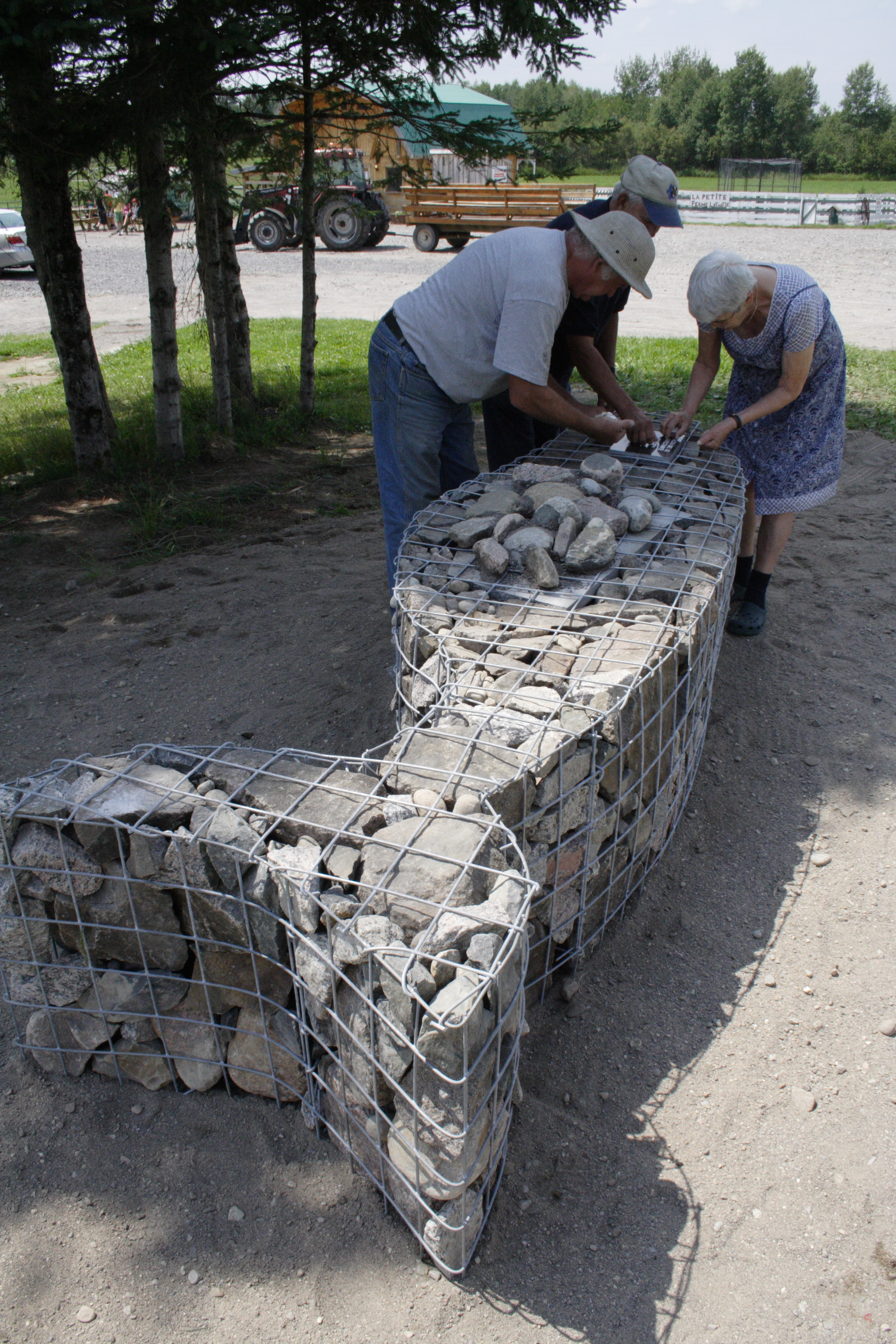
L'artiste Jocelyn Maltais accompagné des propriétaires de l'auberge La Martingale.
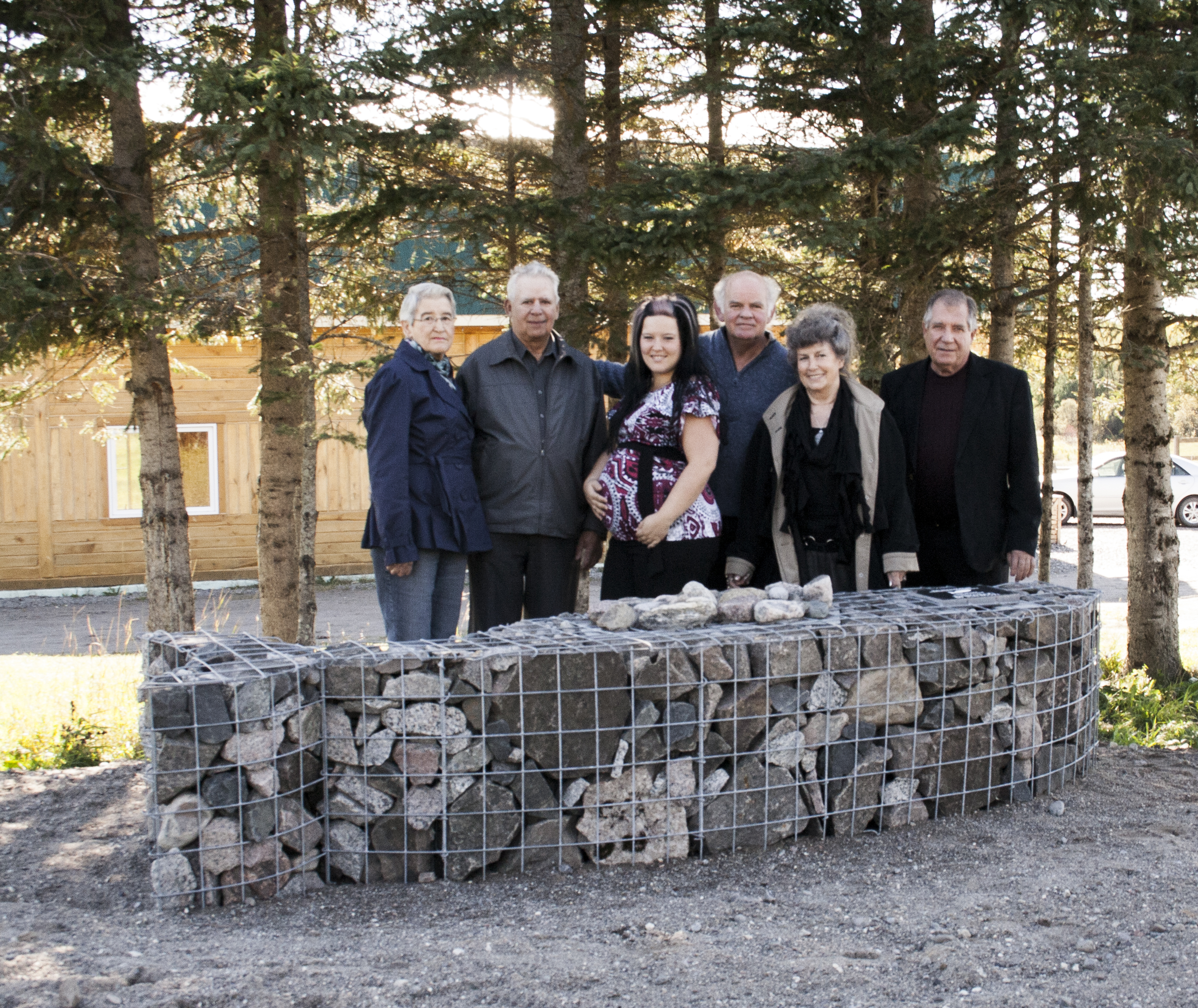
La municipalité d’Hébertville-Station a officialisé son adhésion au projet de La Grande Marche des Tacons Sites en inaugurant son monument qui se trouve à l’Auberge La Martingale à Saint-Honoré.
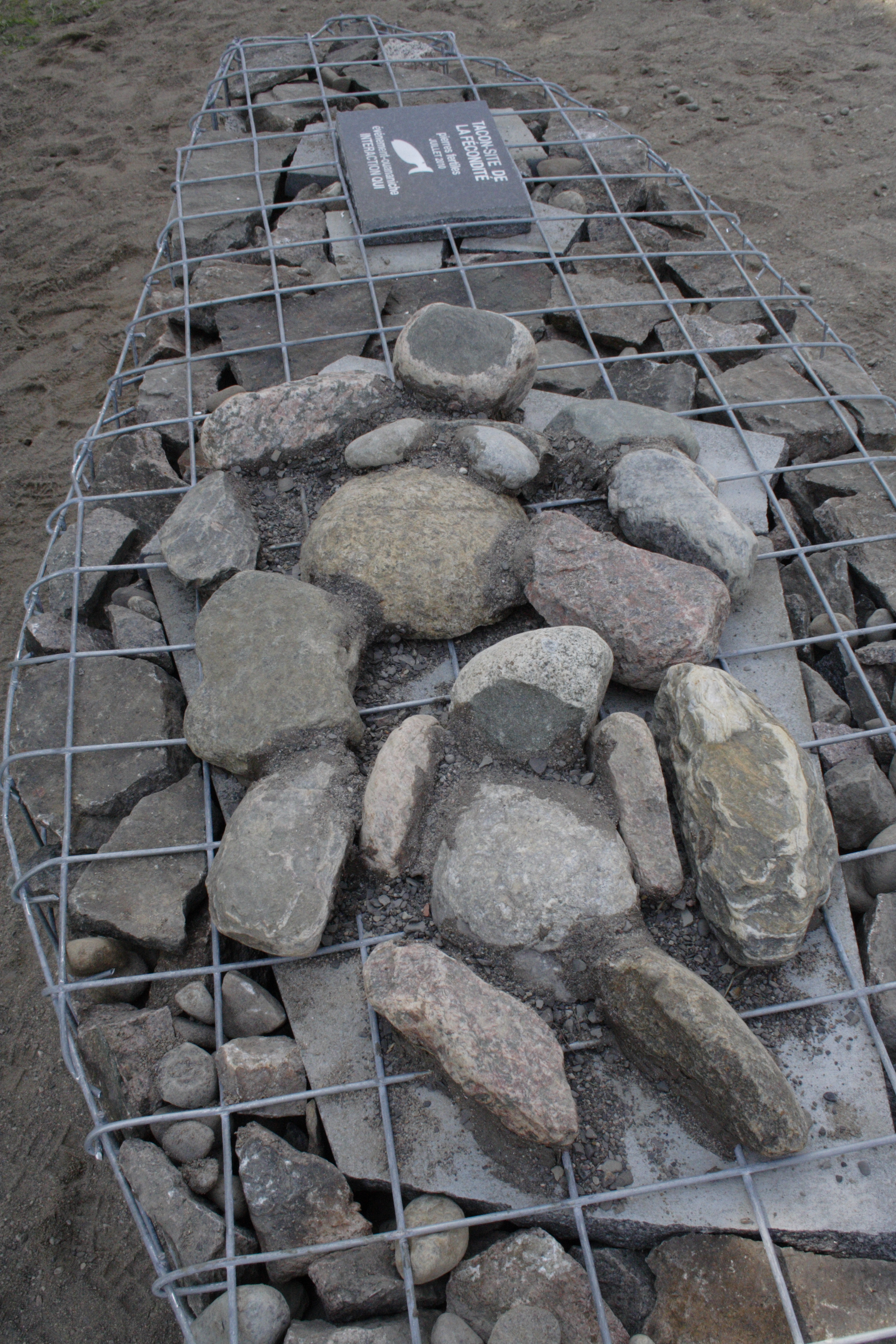
Sur le Tacon Site de la fécondité, une sculpture de pierres des champs représentant une femme enceinte.

#### Action performative
Pierres Fertiles, est l'action performative du Tacon Site de la Fécondité. Il s'agit  d'une parade allégorique mettant en relief l’histoire d'Hébertville-Station par la présentation de tableaux vivants. Le défilé débute par la présence d'un immense landau, soulignant la thématique de la fécondité, poussé par 4 marionnettes géantes manipulées par 12 personnes distribuant des câlins aux spectateurs en bordure de la rue.  Sous la direction des artistes Alain Laroche et Jocelyn Maltais, 14 élèves de l’école Bon-Conseil illustrent une anecdote historique du feu de 1930. Le Mât de mai installé sur la place publique est un marqueur identitaire et rassembleur comme le décrit le sculpteur Daniel Dutil « L’œuvre souligne le renouvellement de la communauté et son changement de perspectives. L’ensemble s’inspire d’un élément important du développement d’Héberville-Station, le chemin de fer. De plus, elle souligne le passage des flammes et la vocation agricole du milieu. Les formes cintrées en aluminium s’élevant vers le haut représentent le dynamisme des fondateurs et des générations suivantes ».

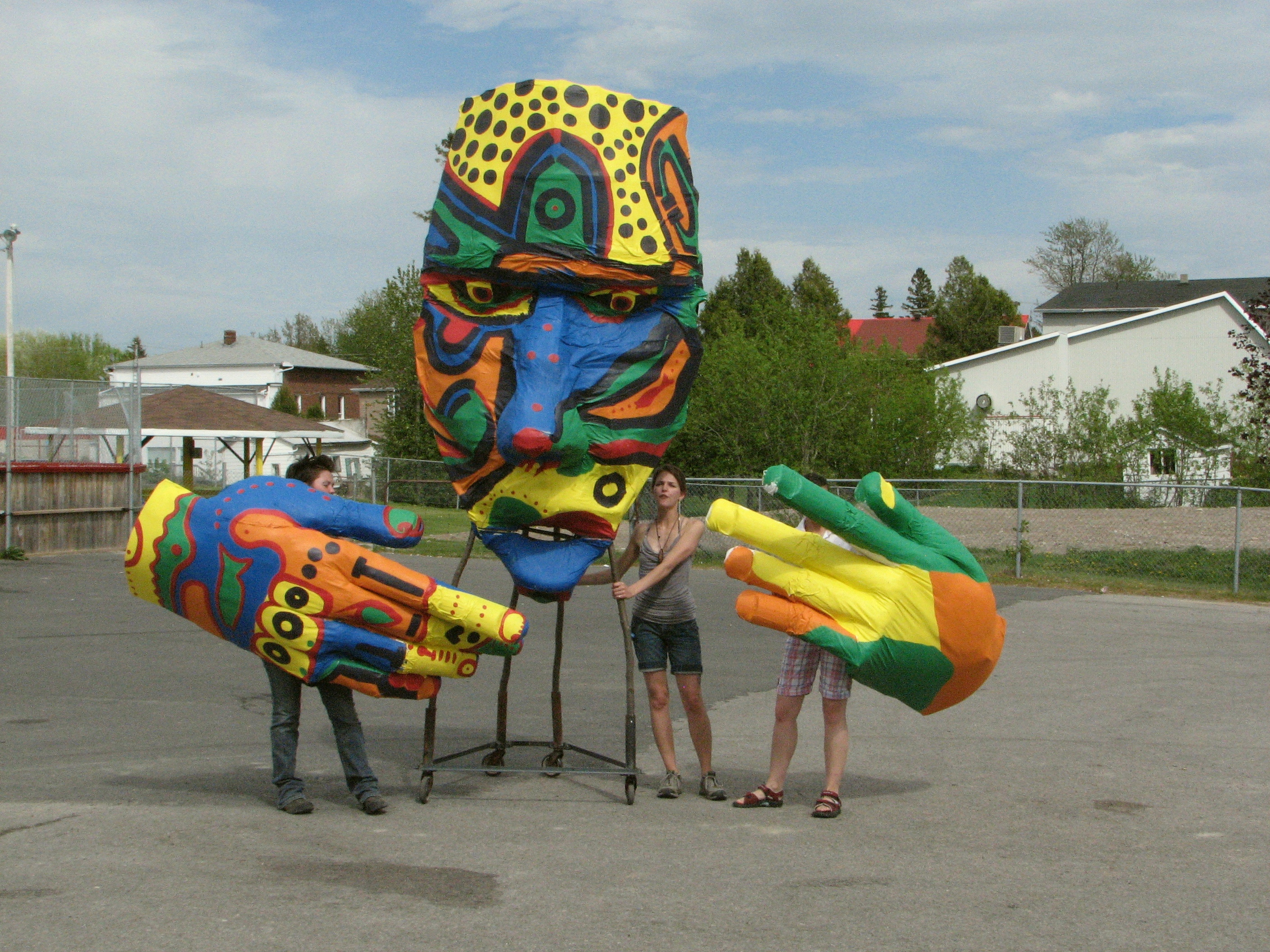
Manipulation par les artistes de rue des marionnettes géantes.
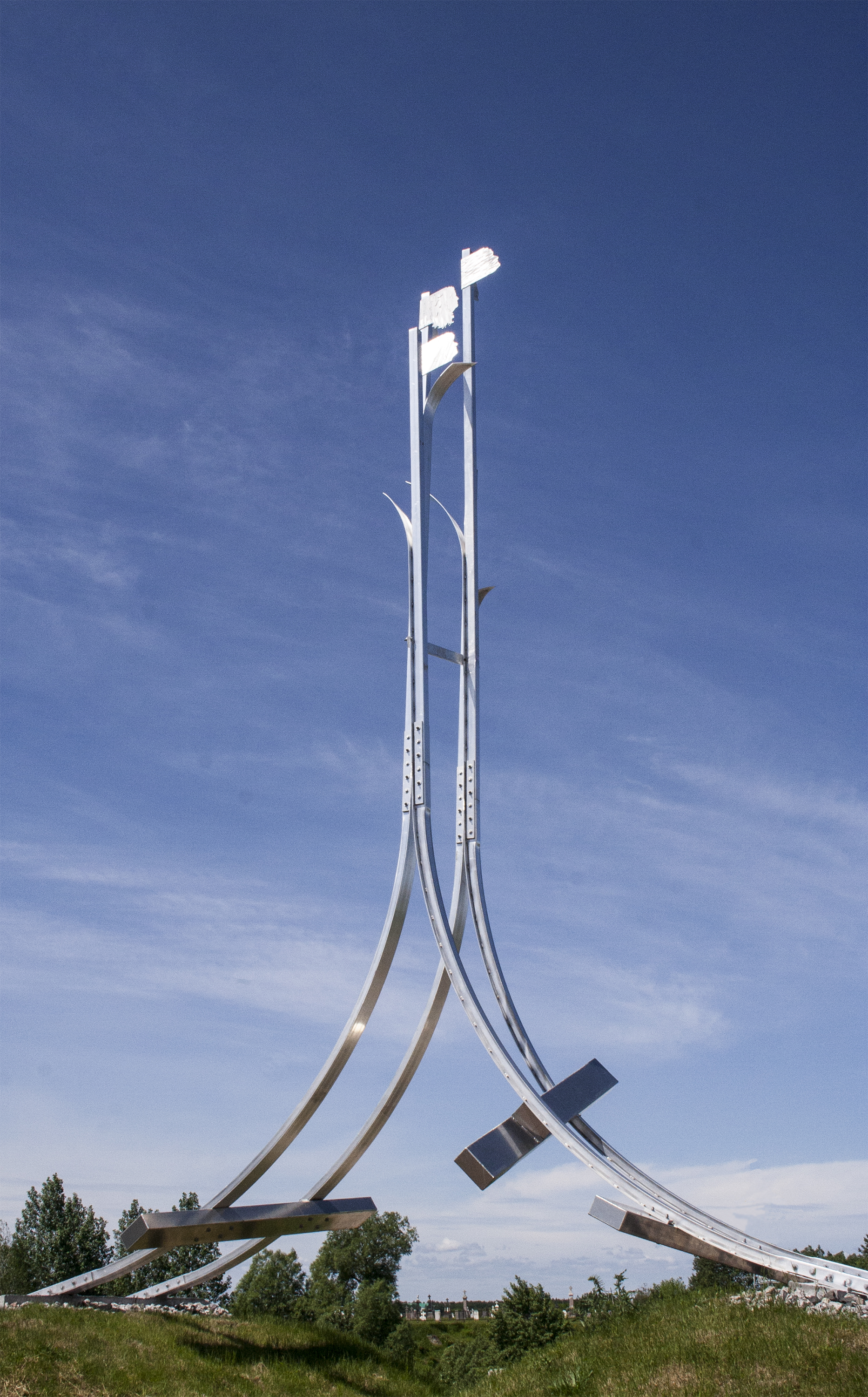
Le Mât de mai, sculpture participative conceptualisée et réalisée par le sculpteur Daniel Dutil. 2010
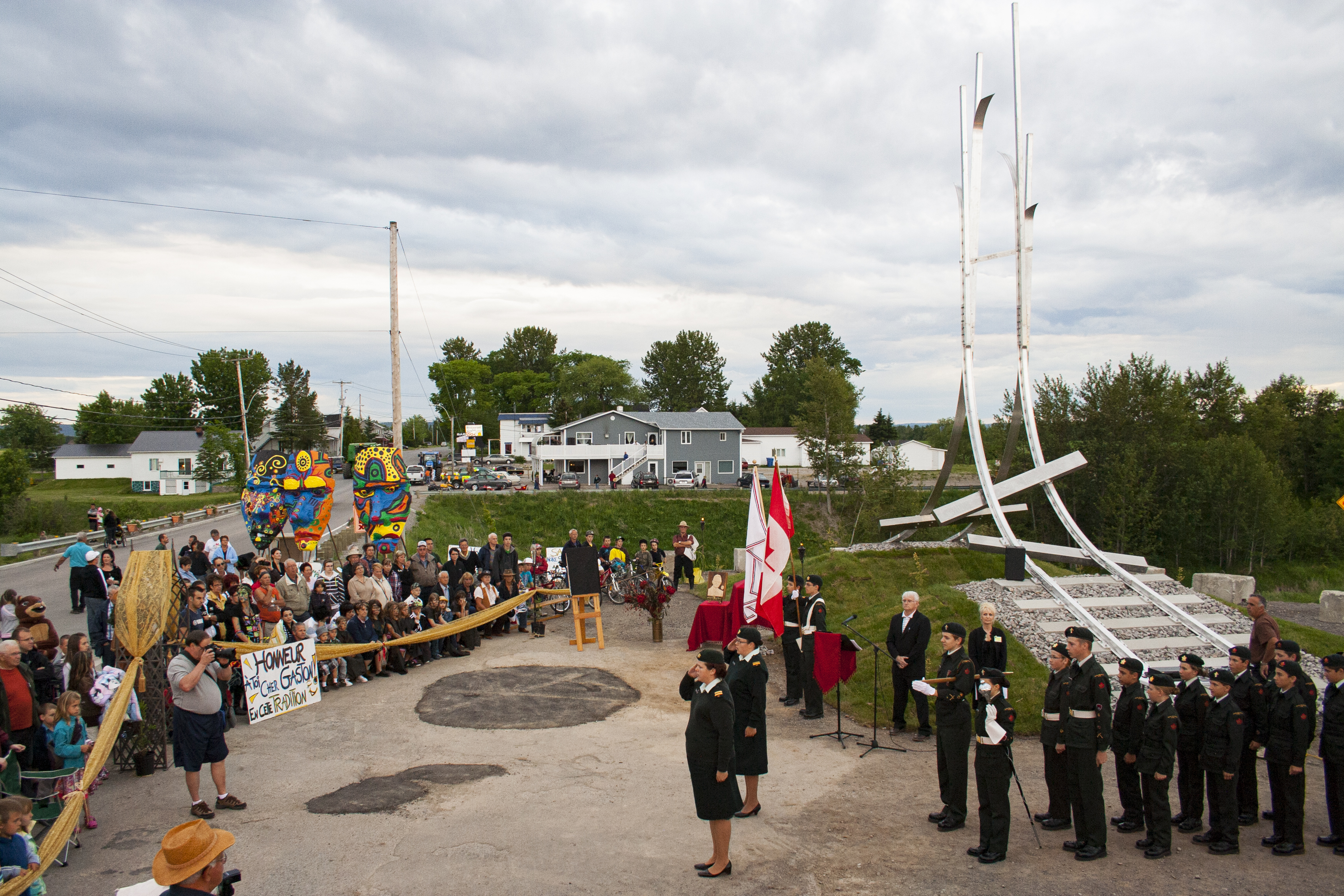
Célébration du Mât de mai et hommage à Gaston Simard et Rosa Tremblay comme citoyens engagés dans la communauté.

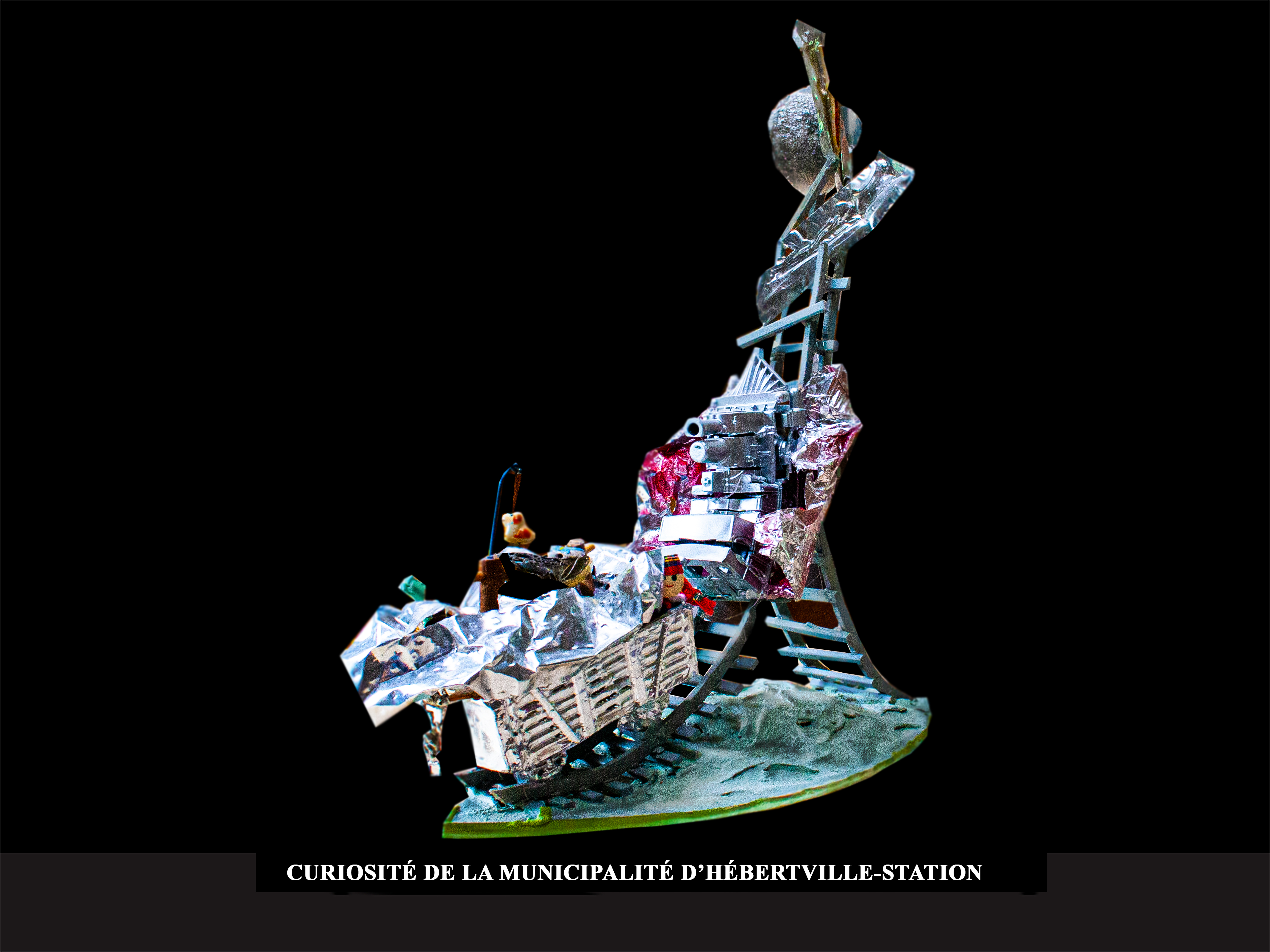
Curiosité de la communauté d'Hébertville-Station

#### Chroniques du pays de la ouananiche
La rumeur et la curiosité de la communauté d'Hébertville-Station (Québec, Canada) sont créés par Interaction Qui afin de tisser un fil conducteur légendaire entre les différentes localités de la région Saguenay—Lac-Saint-Jean.

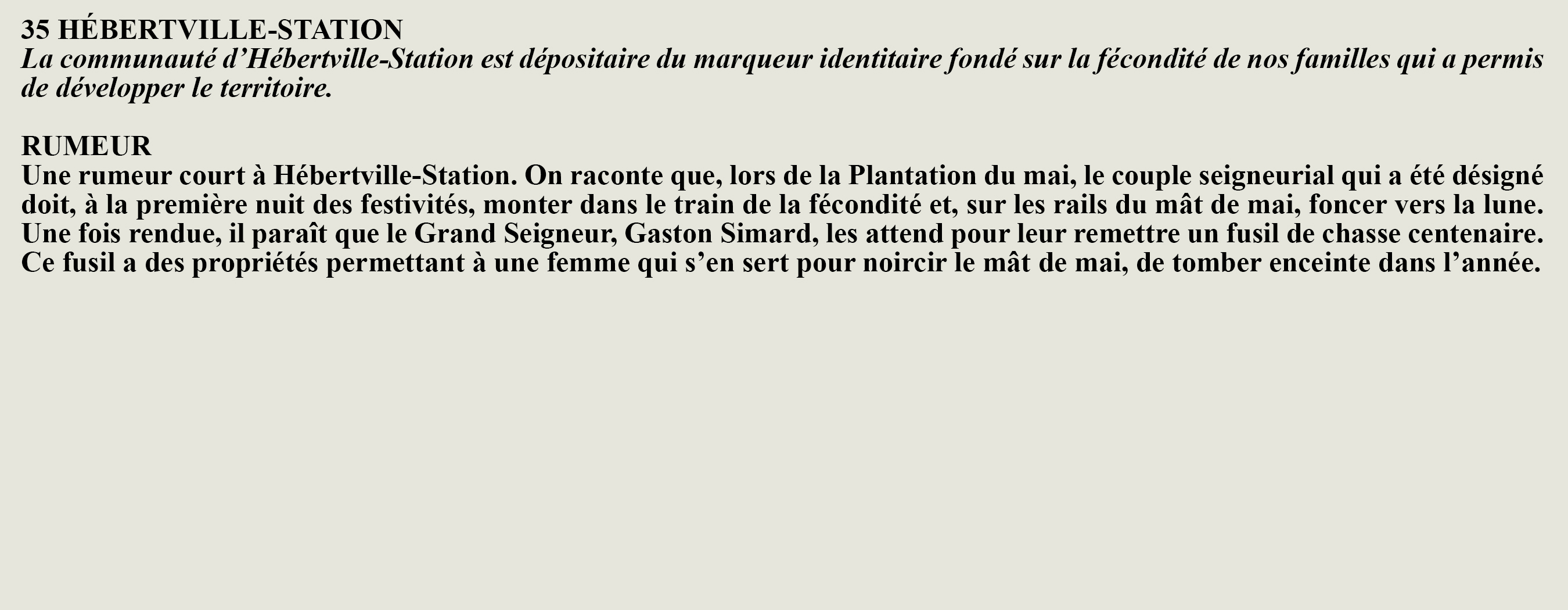

#### Partenaires
La municipalité d'Hertville-Station, Patrimoine Canadien et le Conseil des Arts du Canada.
Localisation:48° 34′ 15″ N, 71° 02′ 45″ O
2501 Chemin du Lac, Saint-Honoré, Québec, Canada, G0V 1L0

### Tacon Site des Fibres Naturelles

#### Thématique
Tacon Site des Fibres Naturelles, est le  trente-et-unième Tacon Site réalisé par Interaction Qui et il porte le numéro 31 sur la carte. Ce Tacon Site vient souligner l'importance historique et identitaire de la production de lainage au Saguenay—Lac-Saint-Jean. L’ancrage communautaire de ce Tacon Site est accompagné d’une résidence de création en milieu scolaire réalisé par l’artiste Stéfany Tremblay. Elle s'intéresse aux techniques du textile et des fibres naturelles et elle réalise des créations de masques et de costumes. Son projet implique les élèves de l'école Notre-Dame d'Alma dans la création d'une mascotte symbolisant la détermination et la volonté de réussite. Avec la collaboration du Cercle de fermières Sainte-Marie d'Isle-Maligne et des matières premières fournies par l'économusée du lainage Le Chevrier du Nord, l'artiste et ses élèves confectionnent une mascotte de lainage qui est identifiée comme le Bouc de Notre-Dame. Ce projet s'inscrit dans les Journées de la culture 2010.

#### Action performative
Pierres Tissées, est l'action performative du Tacon Site des Fibres Naturelles. L'action est ludique, intergénérationnelle  et se situe entre la tradition et l’innovation. Les élèves sont initiés par les collaboratrices du Cercle de fermières Sainte-Marie d'Isle-Maligne aux techniques du feutrage, du tissage et du tricot. Supervisés par Stéfany Tremblay, ils expérimentent les teintures naturelles et découvrent le cycle qui va de la chèvre à l’habit. L'artiste imagine une chorégraphie donnant vie à la mascotte et lors de la Journée de la culture 2010 à la Maison des Bâtisseurs d'Alma, un élève, devenu Bouc de Notre-Dame, danse devant public.

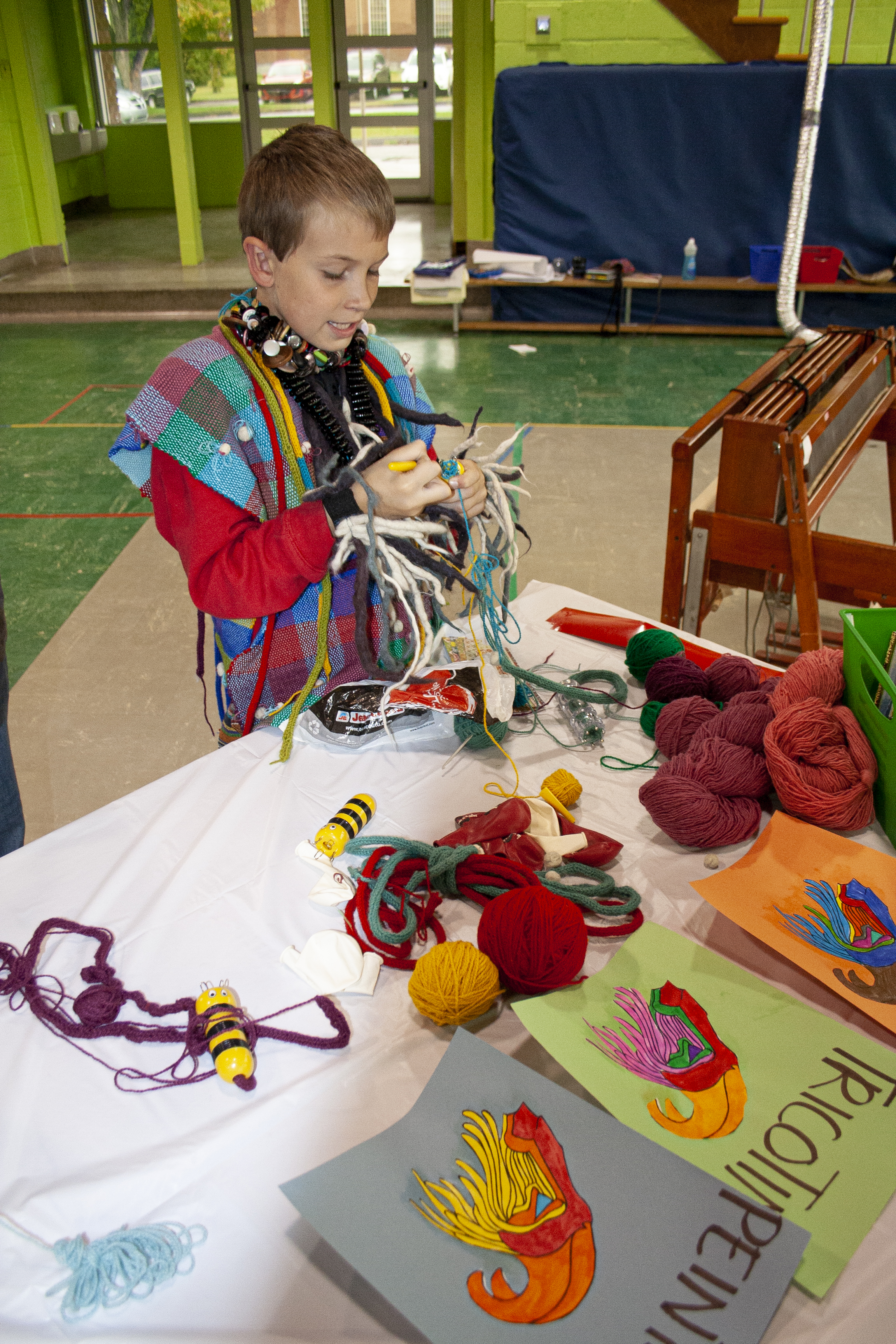
Élève devant un kiosque de lainage aux Journées de la culture.

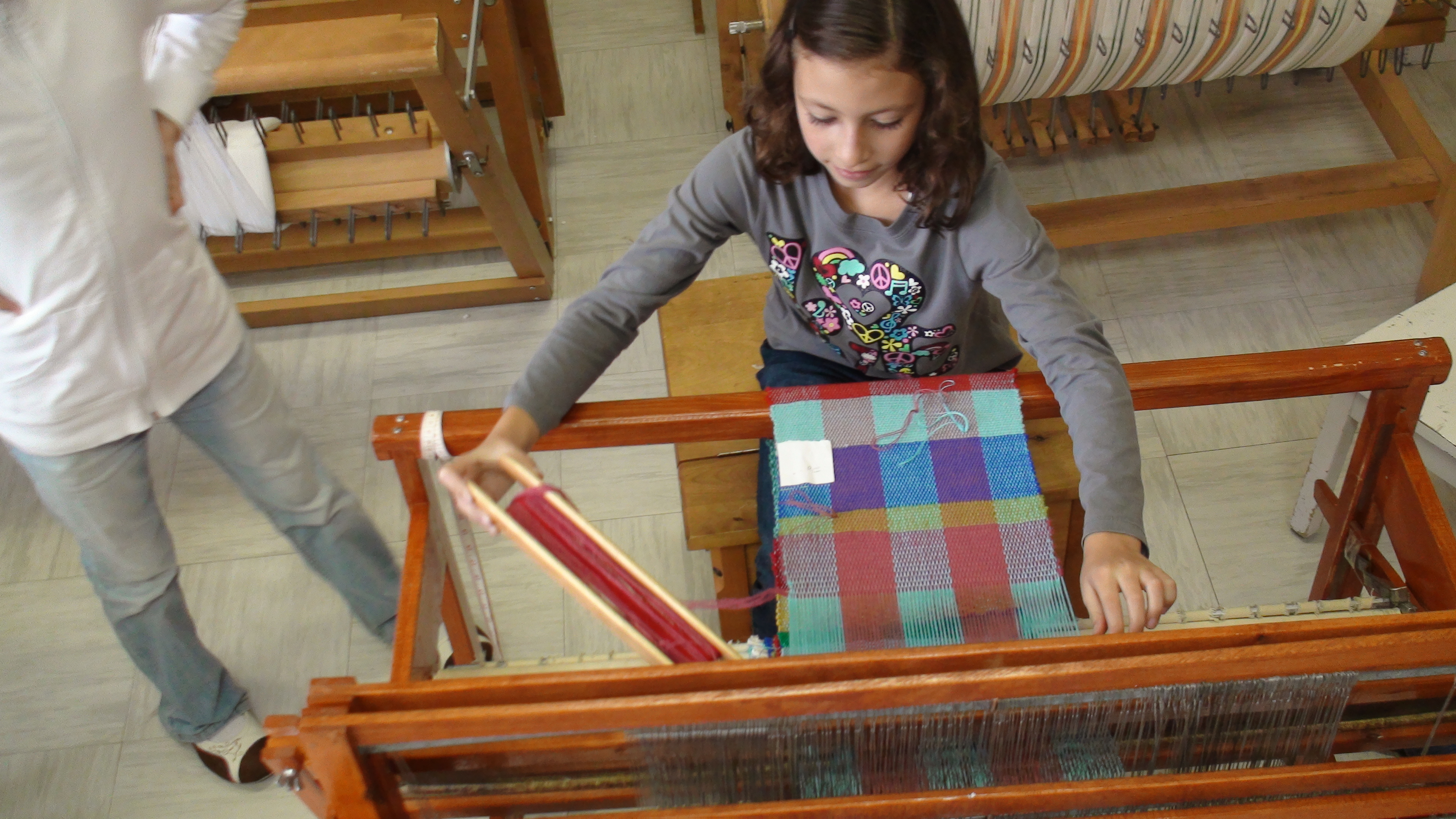
Élève de l'école Notre-Dame d'Alma tissant le costume du Bouc de Notre-Dame.
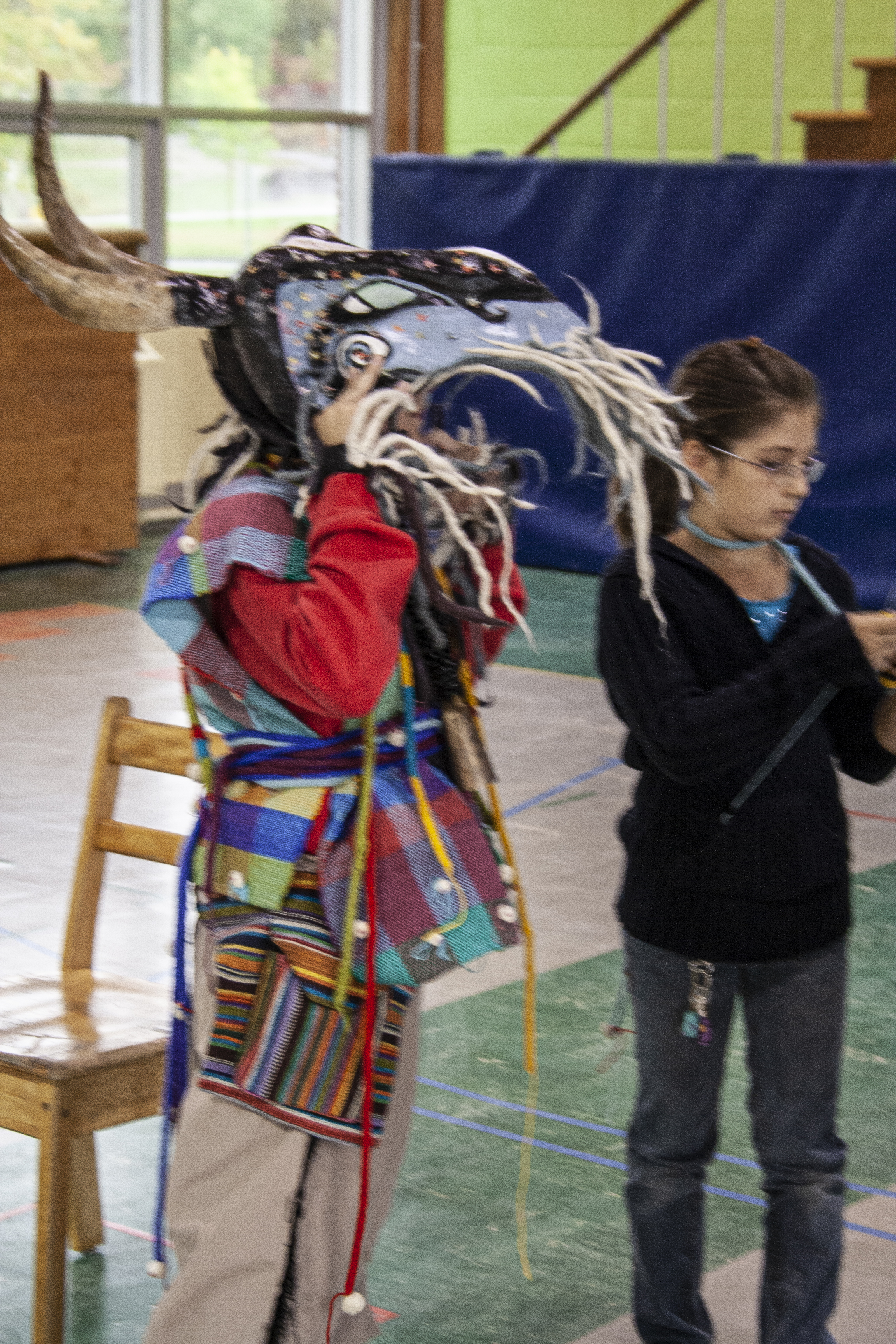
Élève portant le costume de la mascotte Bouc de Notre-Dame.
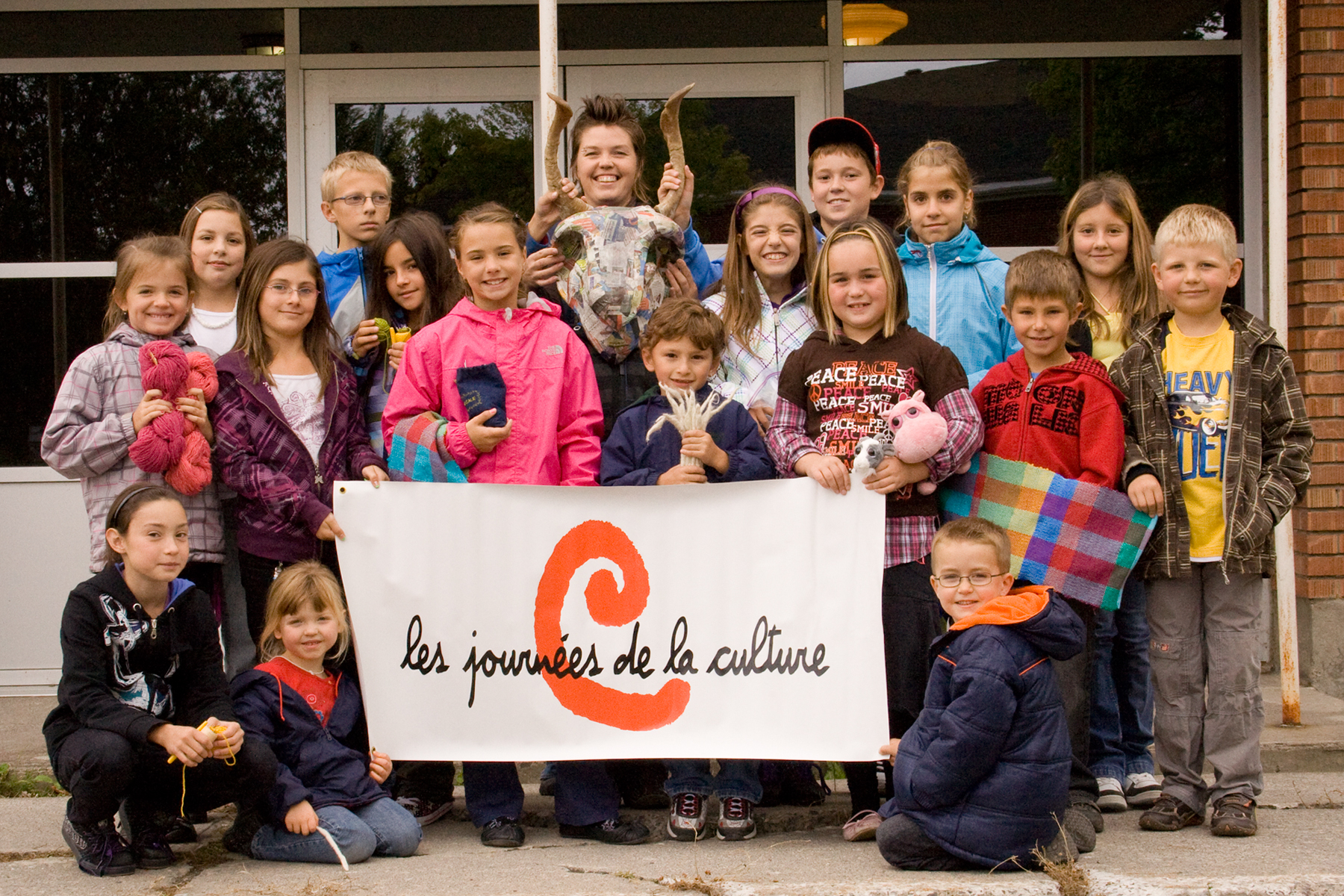
Élève de l'école Notre-Dame d'Alma tissant le costume du Bouc de Notre-Dame.
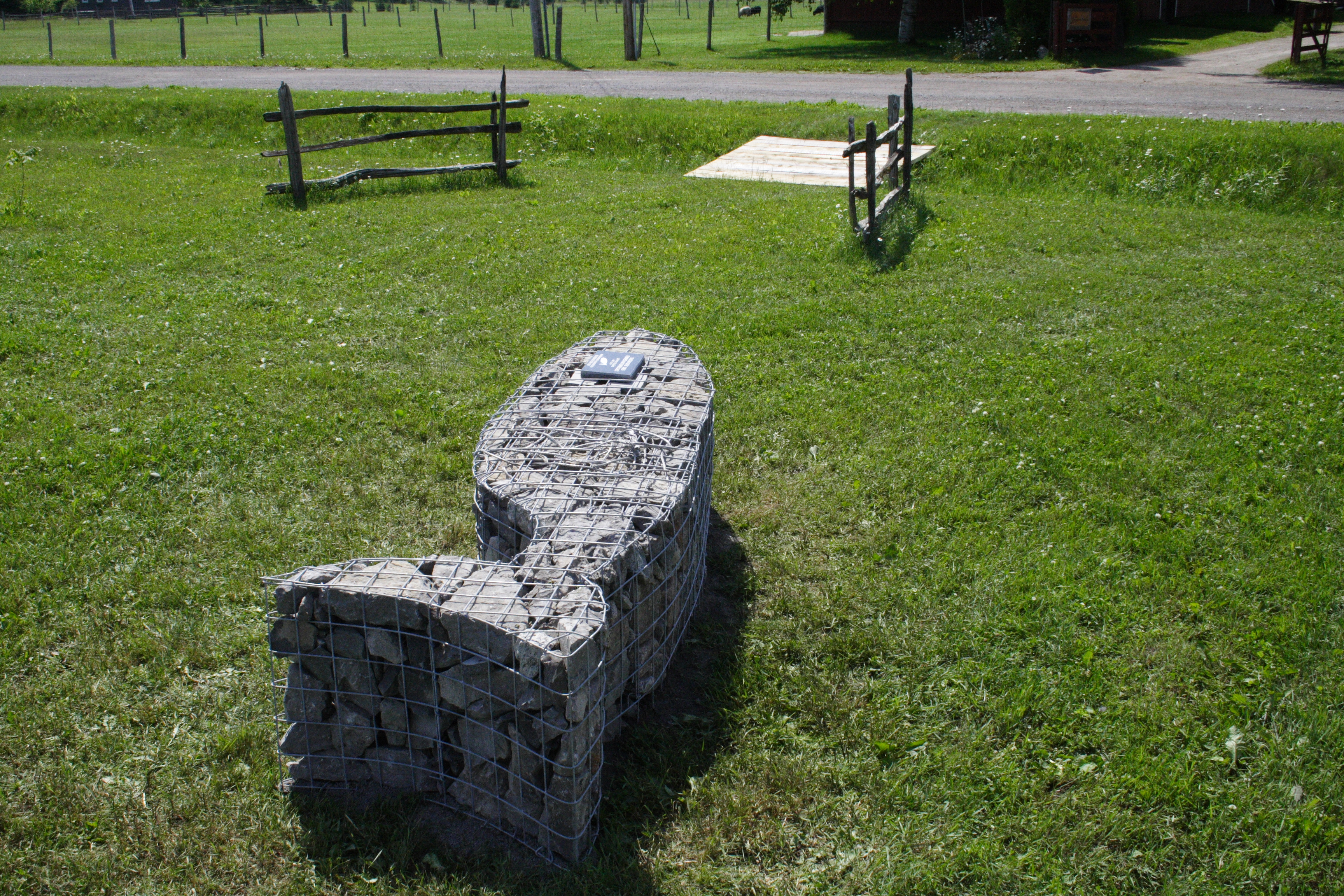
Tacon Site des Fibres Naturelles, Saint-Fulgence.
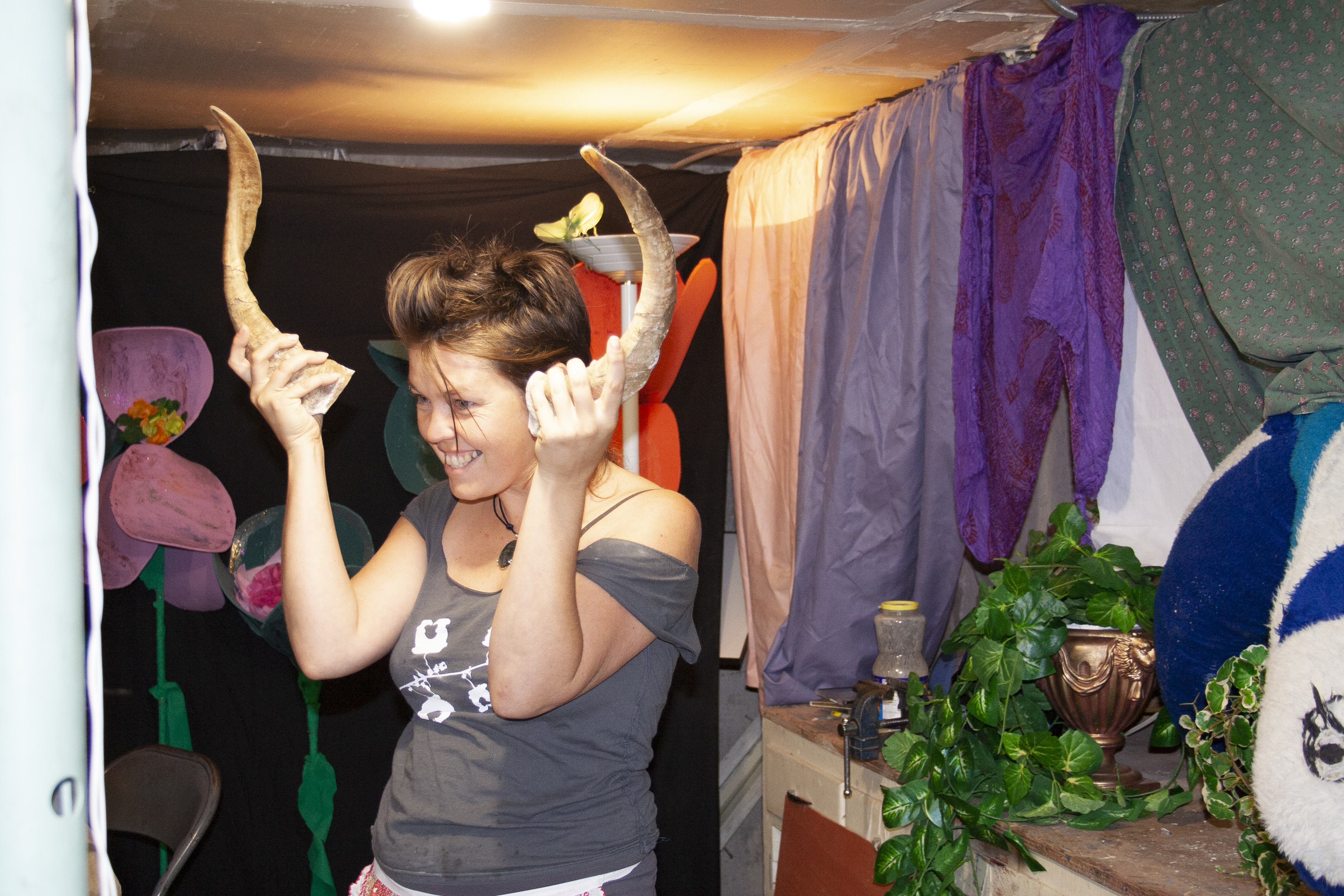
L'artiste Stéfany Tremblay avec les cornes du Bouc de Notre-Dame.

- Élève portant le costume de la mascotte Bouc de Notre-Dame.

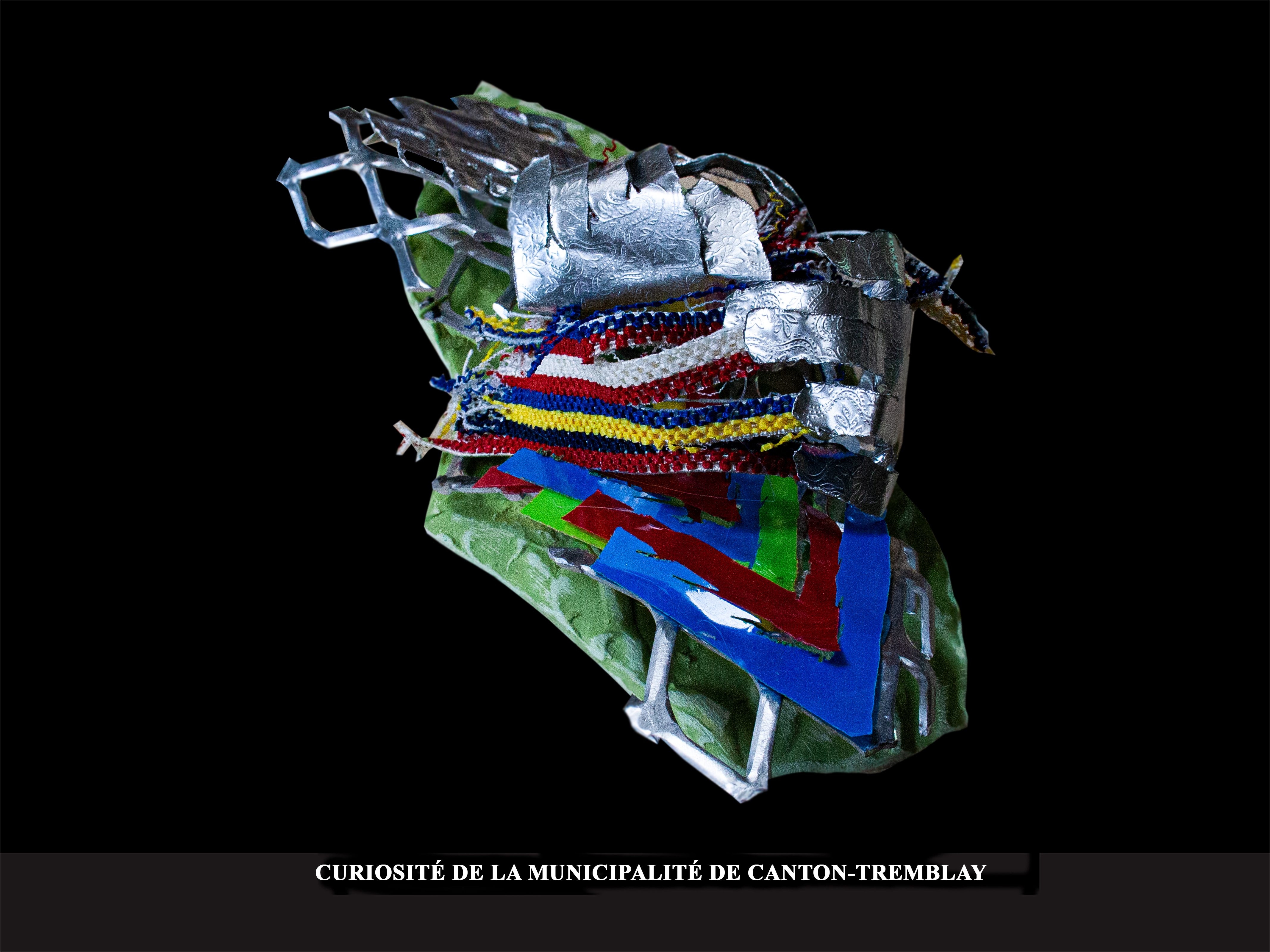
Curiosité de la communauté de Canton-Tremblay

#### Chroniques du pays de la ouananiche
La rumeur et la curiosité de la communauté de Canton-Tremblay (Québec, Canada) sont créés par Interaction Qui afin de tisser un fil conducteur légendaire entre les différentes localités de la région Saguenay—Lac-Saint-Jean.

#### Partenaires
L'économusée du lainage Le Chevrier du Nord, l'école Notre-Dame d'Alma, Le Cercle de fermières Sainte-Marie d'Isle-Maligne, la Maison des Bâtisseurs d'Alma, Stéfany Tremblay et le Conseil des Arts du Canada.
Localisation:48° 28′ 19″ N, 70° 58′ 02″ O
71 Rang Saint Joseph, Saint-Fulgence, Québec, Canada, G0V 1S0

### Tacon Site de la Résilience

#### Thématique
Tacon Site de la Résilience, est le  trente-deuxième Tacon Site réalisé par Interaction Qui et il porte le numéro 32 sur la carte. Ce Tacon Site est implanté  dans la ZEC Martin-Valin près du lac Jalobert afin de souligner le courage et la force ainsi que l’importance des relations humaines et du dépassement. animant les personnes atteintes de cancer. Cette maladie place l’individu dans une situation de perte.  Perte de son estime de soi, perte d’autonomie, perte de ses cheveux, perte des fonctions vitales, la personne malade se retire momentanément de la vie sociétale.  Cet état est encore plus présent chez les jeunes adolescents qui se voient enlever une période de leur vie où leur identité se forge.  La Fondation « Sur la pointe des pieds » organise des aventures thérapeutiques pour adolescents atteints de cancer.  En participant à des expéditions hors du commun et dans la mesure de leurs forces, les jeunes découvrent de nouveaux horizons, d’autres cultures, ils renforcent leur confiance en la vie et en eux-mêmes et comprennent qu’ils peuvent être plus forts que la maladie peu importe les défis qu’elle leur réserve. La compassion est aussi une valeur soutenue par le Raz-O-Thon Marie-Hélène Côté, activité de financement de la Fondation « Sur la pointe des pieds ».

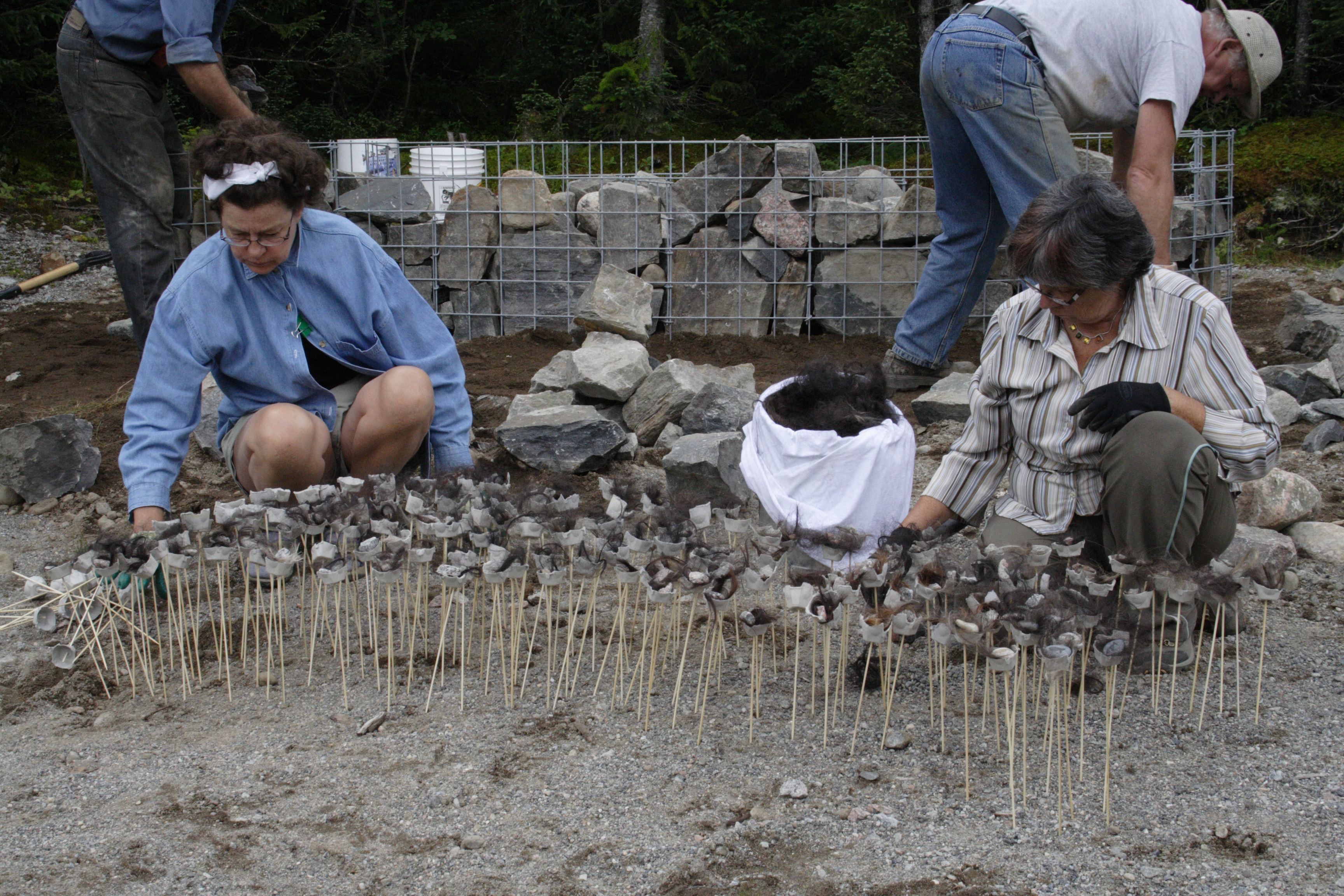
Implantation du Tacon Site de la Résilience dans la ZEC Martin-Valin près du lac Jalobert et réalisation des Mille nids de grive de Bicknell.
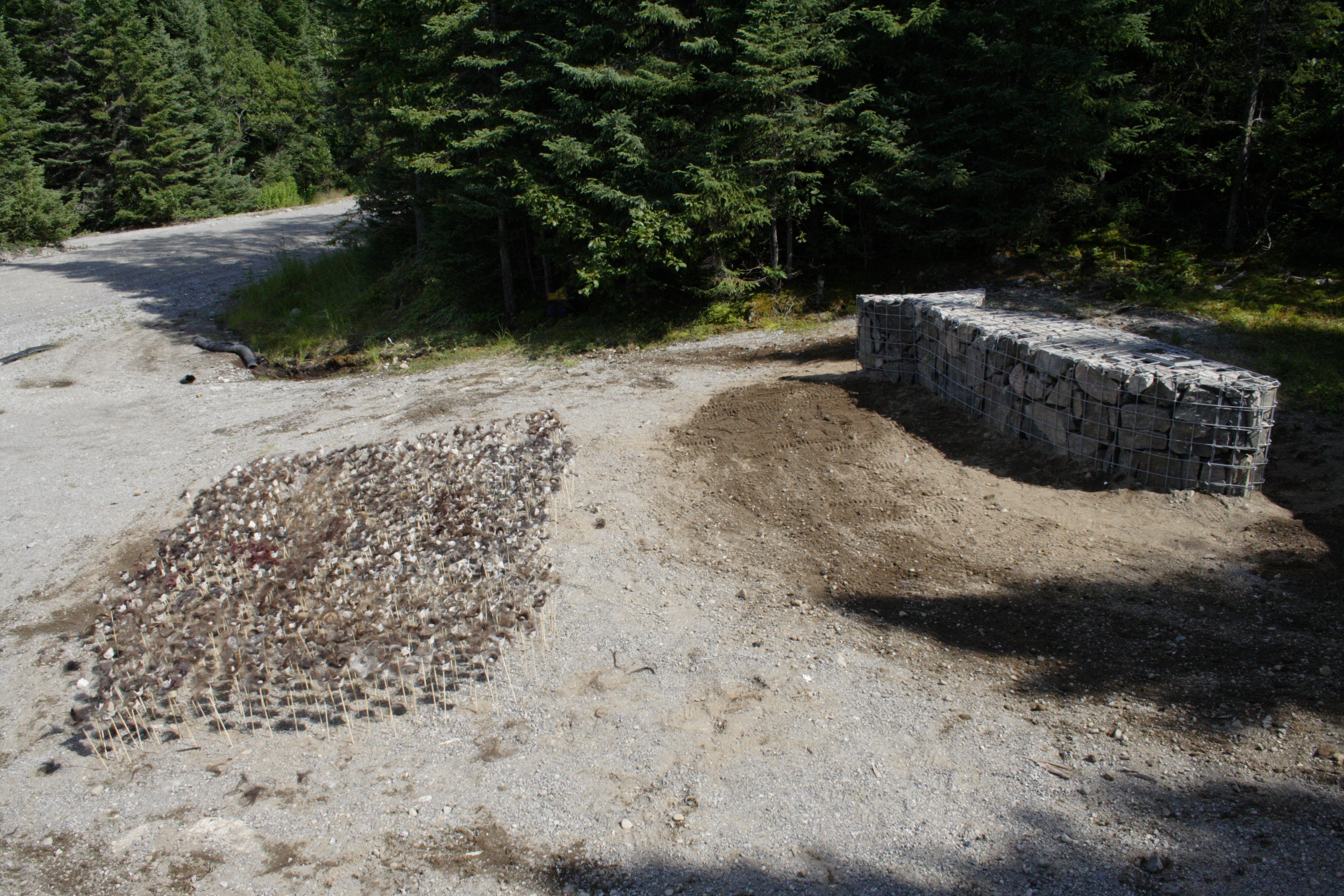
La pose minutieuse des nids porte une réflexion sur la fragilité de la vie et l'espoir que les cheveux soient récupérés par les oiseaux habitant le secteur pour construire leurs nids.
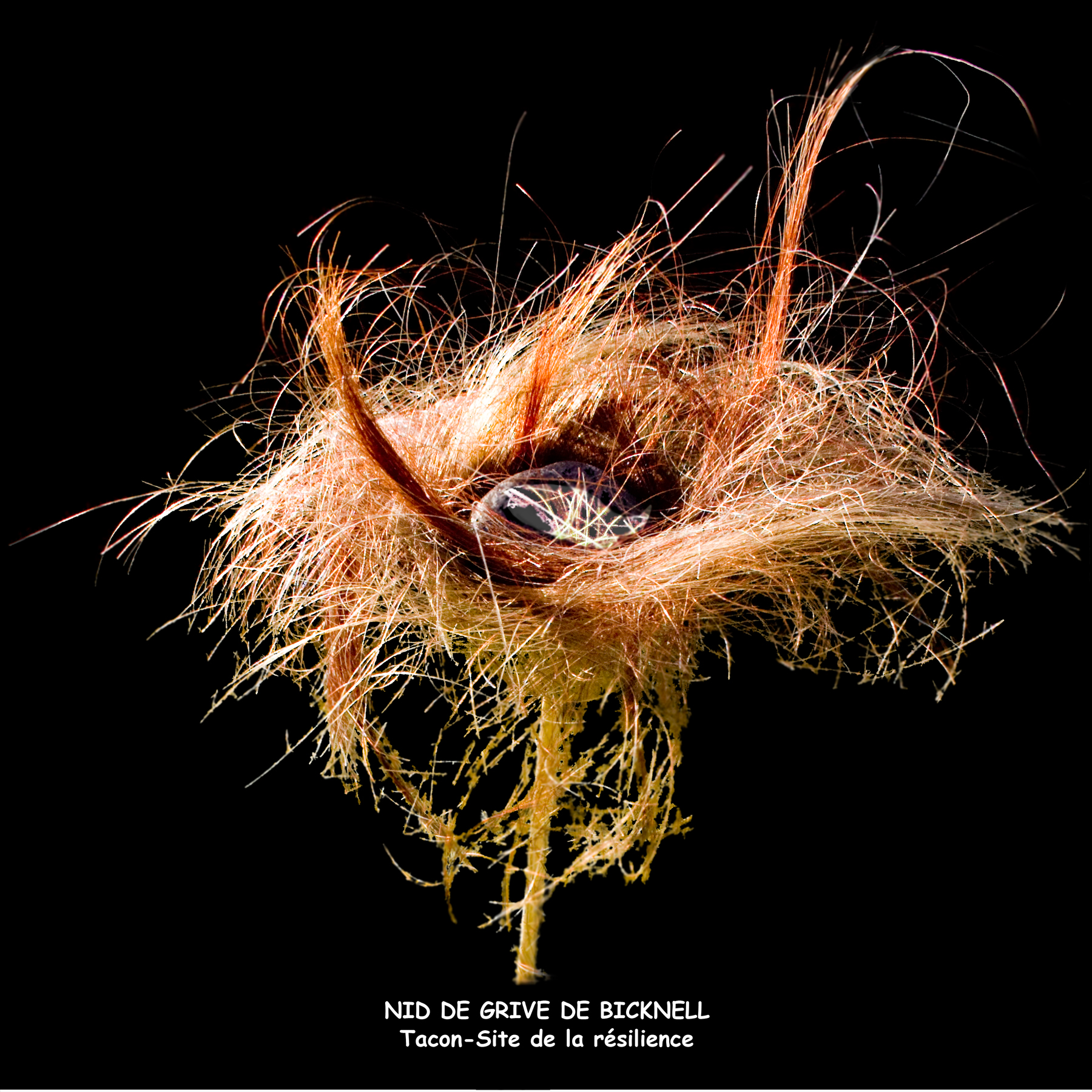
Nid de grive de Bicknell réalisé à l'aide de cheveux. La grive de Bicknell est une espèce d’oiseau qui niche sur les plus hauts sommets des Monts-Valin.

#### Action performative
Pierres Adaptées, est l'action performative du Tacon Site de la Résilience. Dans ce cadre, l’artiste interdisciplinaire Christine Brault réalise  « Filer l’essence »  qui consiste à tisser les cheveux recueillis lors du Raz-O-thon Marie-Hélène Côté sur une grande toile blanche.  Il s’agit ici de la poursuite d’un projet antérieur « Broder de rouge » où l’artiste entrait en relation avec des personnes atteintes du cancer ou en rémission par le biais d’une broderie de leur jaquette d’hôpital.  Ce projet est inspiré de l'histoire de Sadako Sasaki, une adolescente japonaise atteinte de leucémie à la suite de l’explosion de la bombe atomique d’Hiroshima, qui avait entrepris de réaliser mille grues en origami. Revisitant le concept de Christine Brault, le duo d’artistes Alain Laroche et Jocelyn Maltais décide de réaliser « Mille nids de grive de Bicknell » lors de l’implantation du Tacon Site de la Résilience. Les cheveux sont devenus nids, Mille nids de grive de Bicknell installés un à un devant le Tacon-Site.

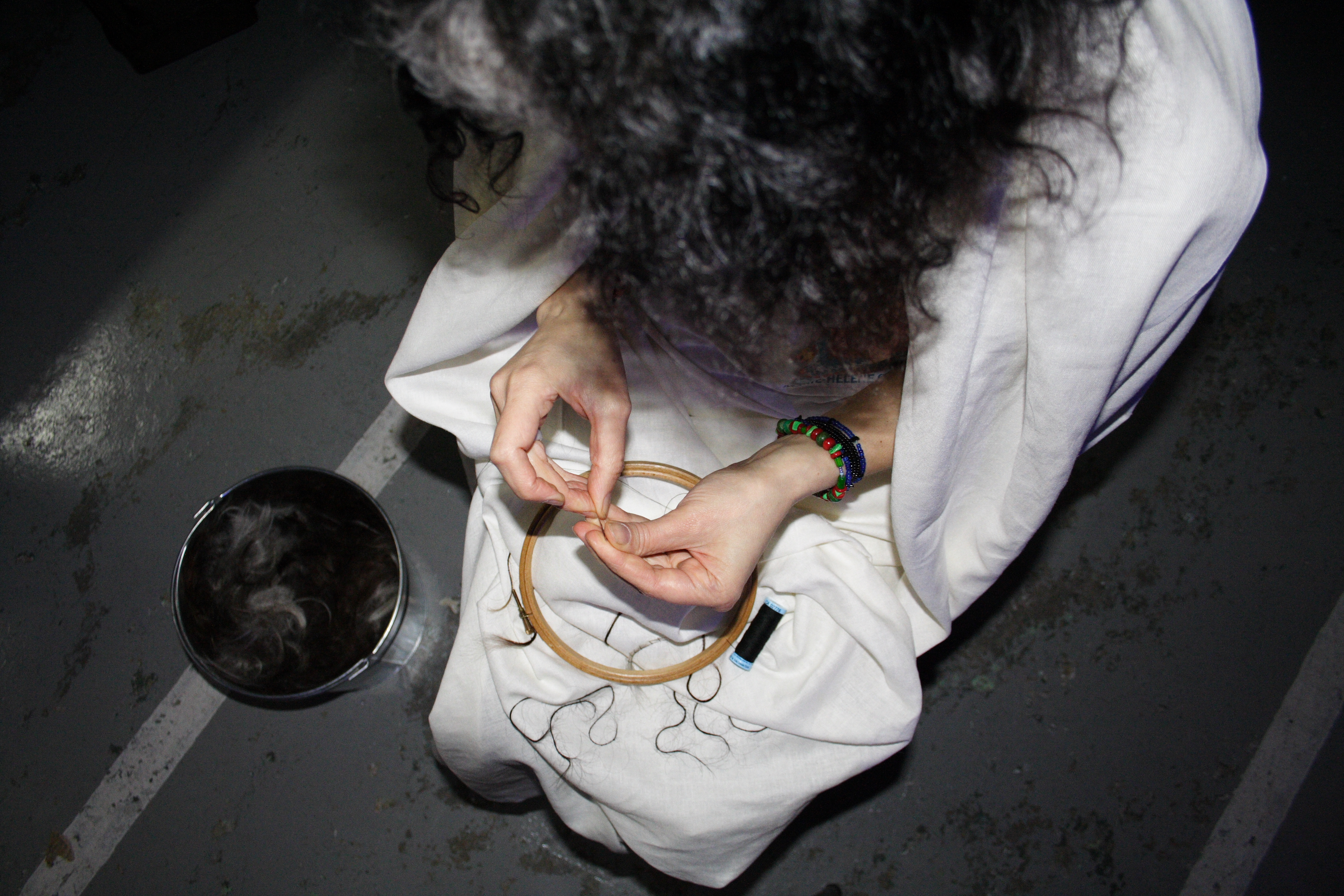
Les cheveux recueillis, matière première de l’œuvre, appartiennent à des personnes singulières, compatissantes et généreuses,
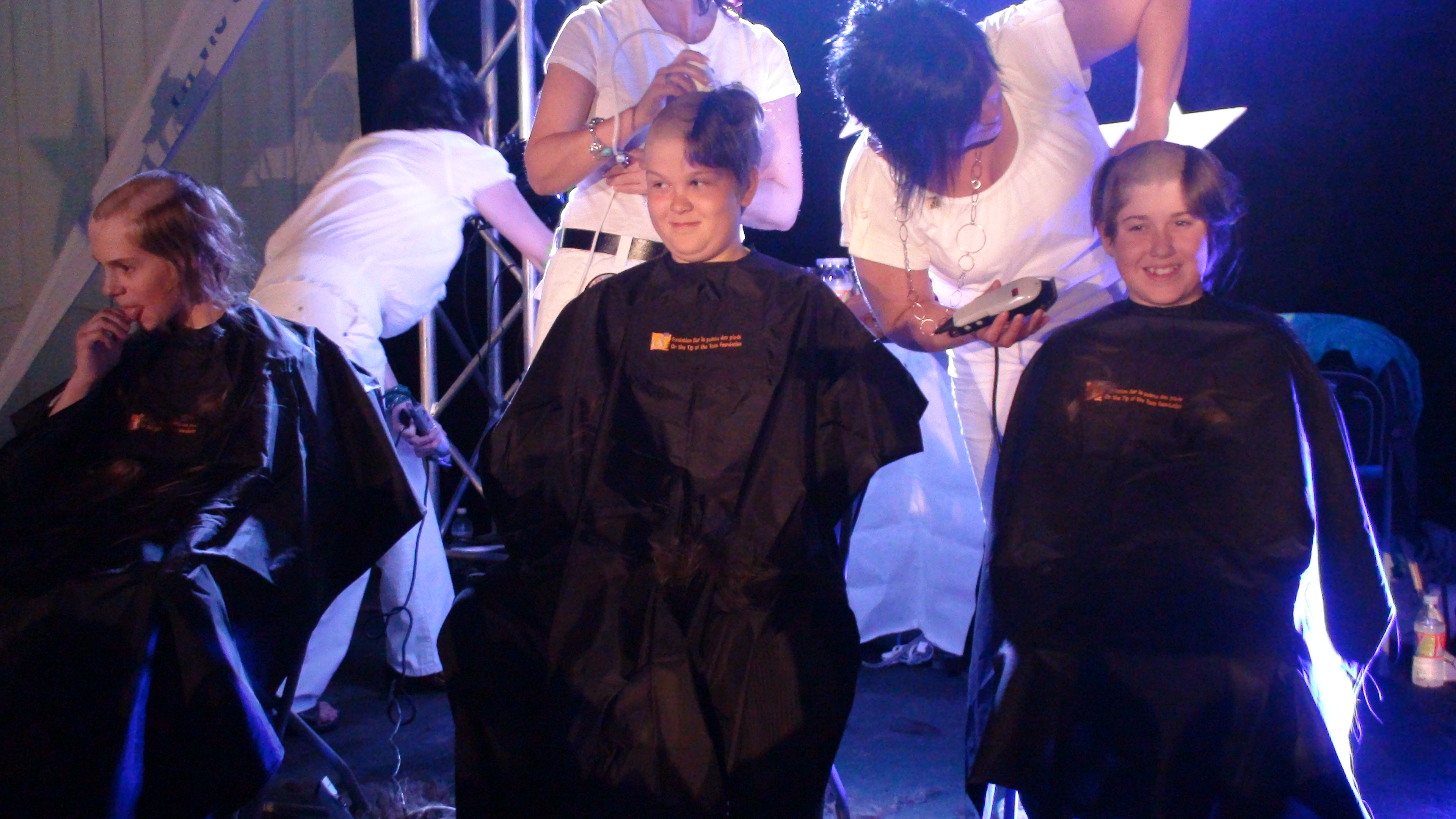
Trois jeunes participants au Raz-O-Thon Marie-Hélène Côté. La compassion est une valeur soutenue par la Fondation « Sur la pointe des pieds ».
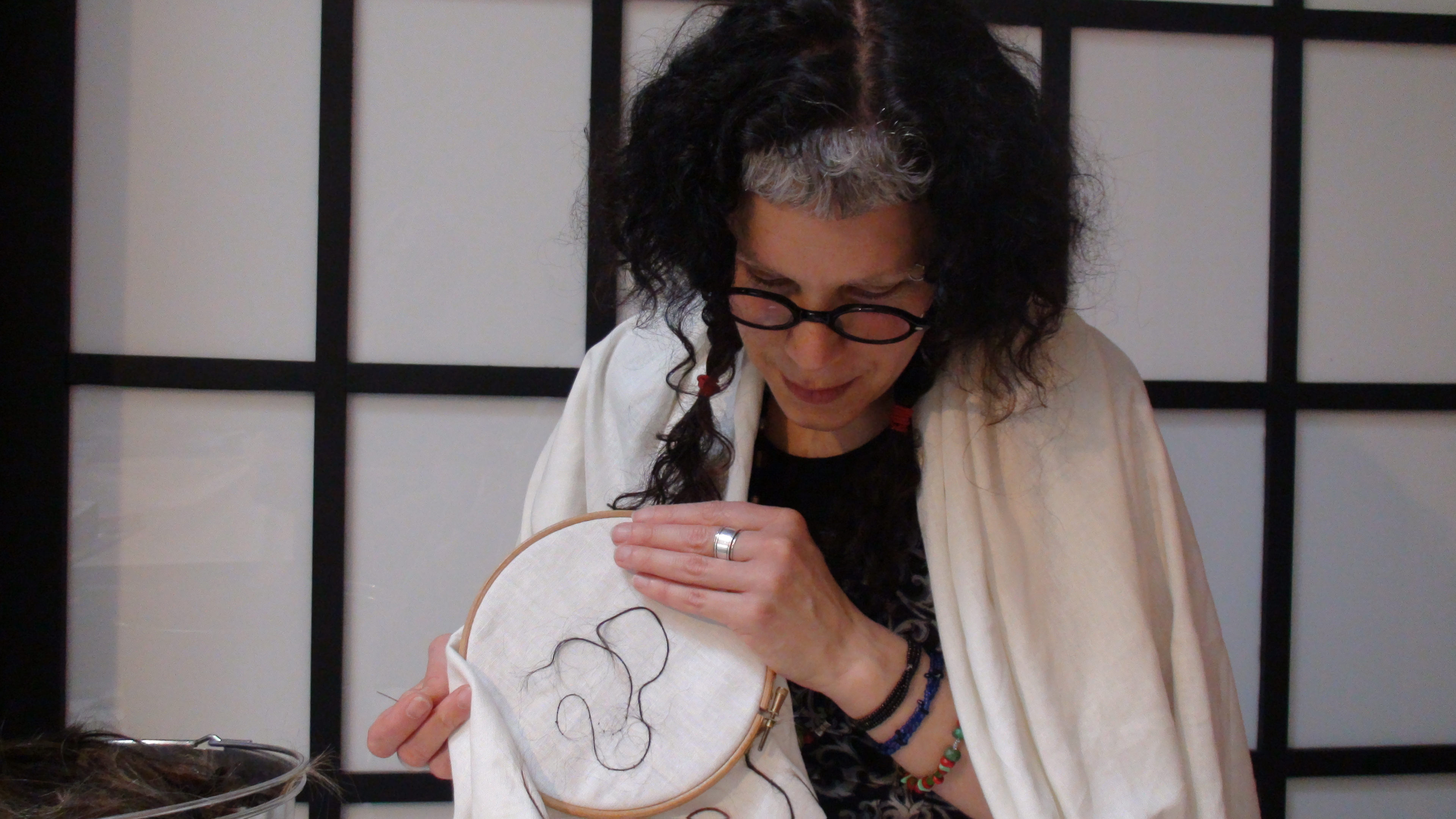
Leurs cheveux, matériaux intimes, se mêlent et s’entremêlent au gré de l’aiguille qui tisse des liens et des relations d’amours de l’Autre.

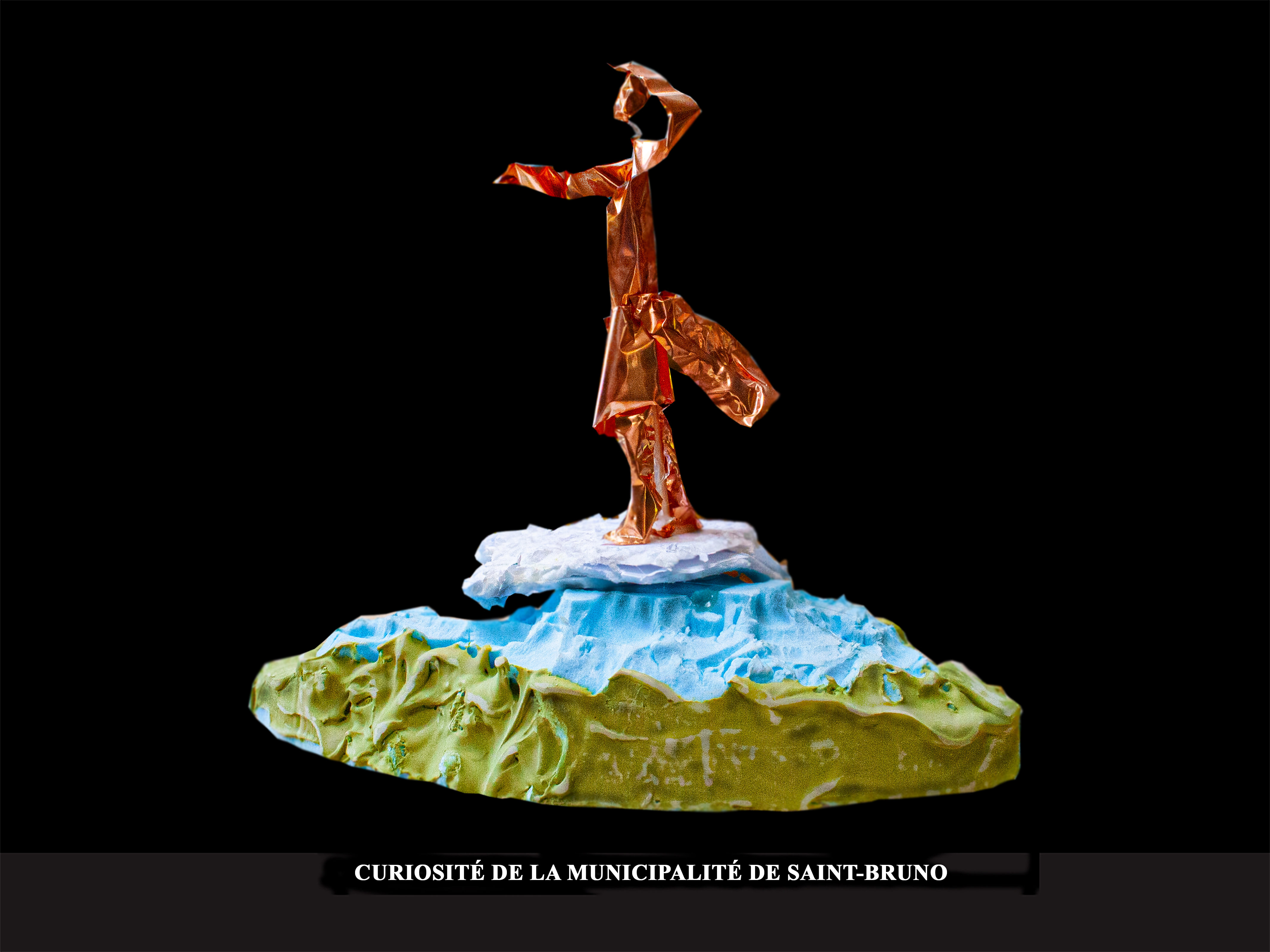
Curiosité de la communauté de Saint-Bruno

#### Chroniques du pays de la ouananiche
La rumeur et la curiosité de la communauté de Saint-Bruno (Québec, Canada) sont créés par Interaction Qui afin de tisser un fil conducteur légendaire entre les différentes localités de la région Saguenay—Lac-Saint-Jean.

#### Partenaires
L’Association chasse et pêche Martin-Pêcheur, La Fondation Sur la pointe des pieds, Christine Brault et le Conseil des Arts du Canada.
Localisation:48° 37′ 54″ N, 70° 35′ 39″ O
Zec Martin-Valin,près du lac Jalobert, Sainte-Rose-du-Nord, Saguenay, Québec, Canada

### Tacon Site de la Biodiversité

#### Thématique
Tacon Site de la Biodiversité est le trente-troisième Tacon Site réalisé par Interaction Qui et il porte le numéro 33 sur la carte. Ce Tacon Site souligne l’importance de maintenir dans la nature la diversité des écosystèmes. Face à Saint-Fulgence, dans les marais saumâtres de la rivière Saguenay se rencontrent les eaux douces en provenance du Lac Saint-Jean et les eaux salées du Saint-Laurent. Cette aire d’alimentation que l’on appelle batture constitue un lieu de rassemblement pour la sauvagine. Plus de 250 espèces d’oiseaux ont été répertoriés dans la municipalité de St-Fulgence. En raison de ses richesses naturelles, le site attire depuis 1959 des centaines d’ornithologues amateurs et professionnels.

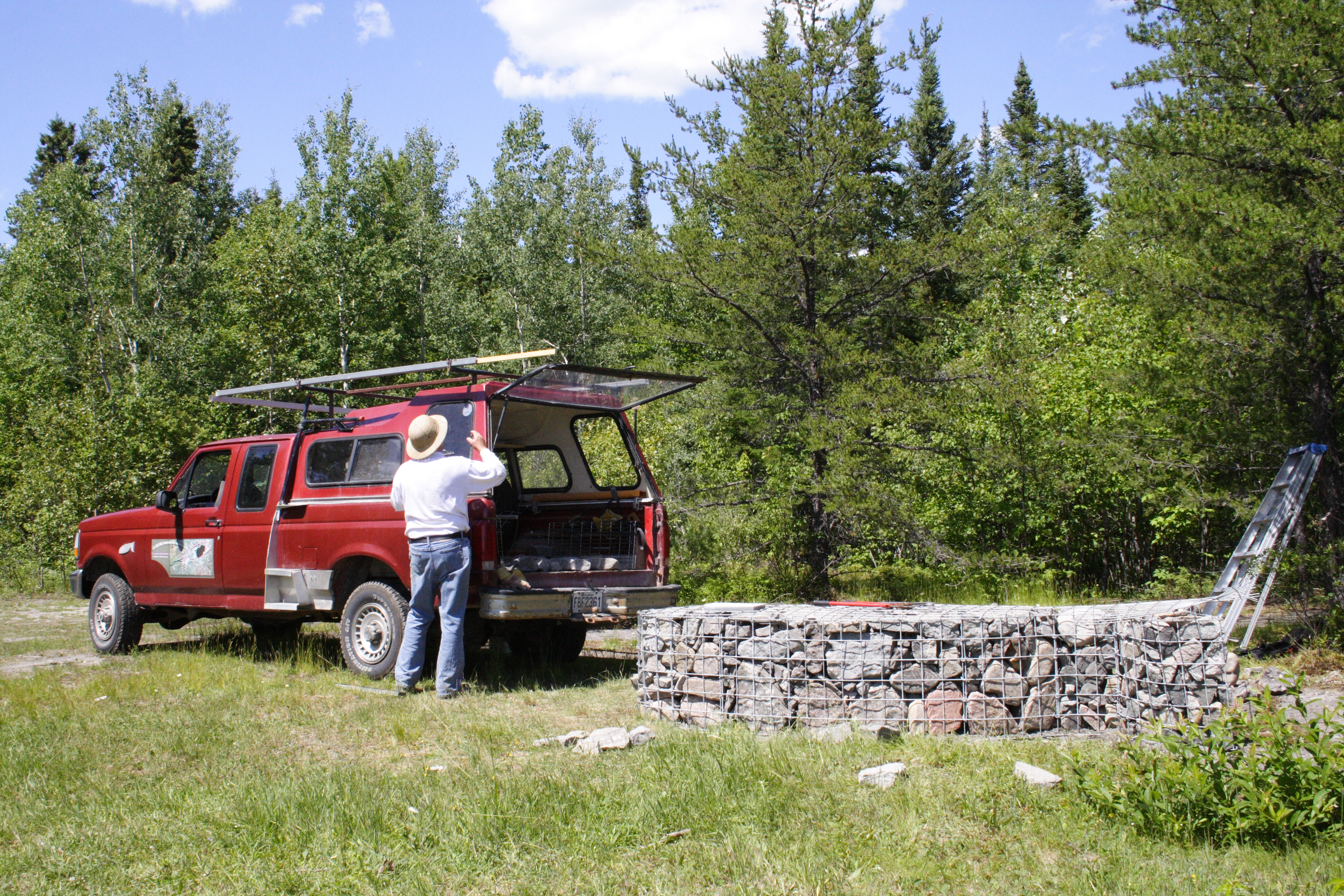
Tacon Site de la biodiversité en cours de réalisation.
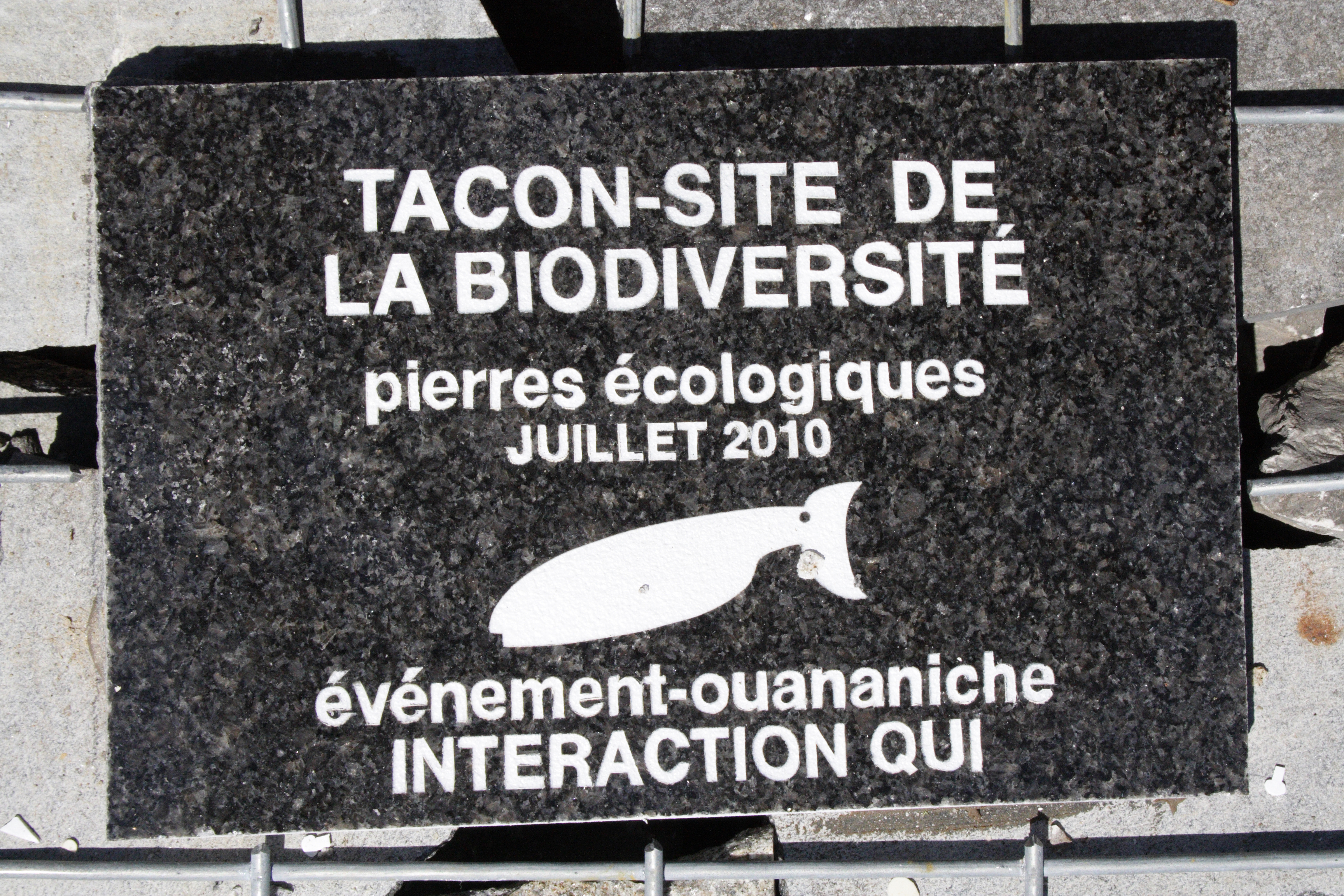
Pierre identifiant le Tacon Site de la Biodiversité
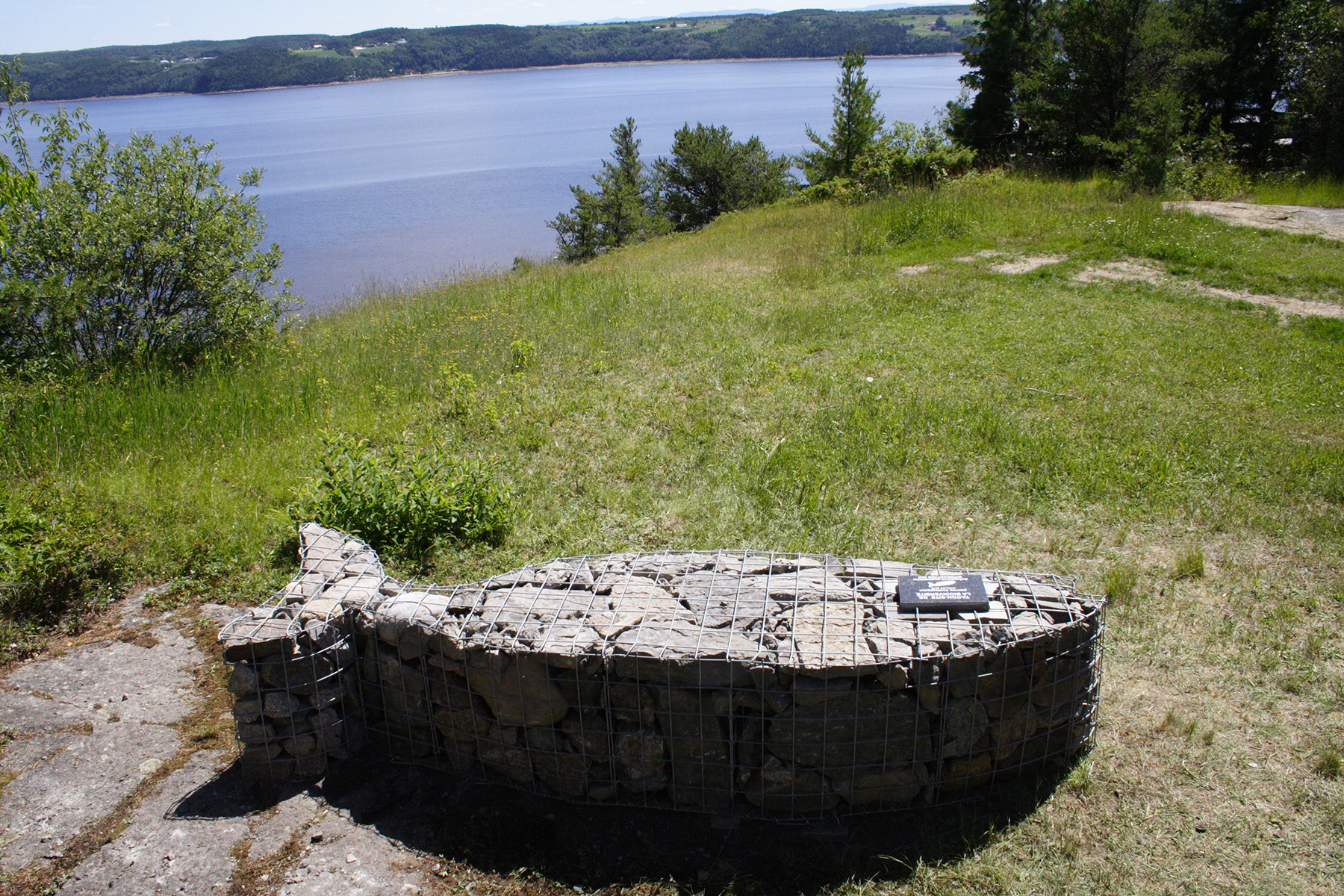
Tacon Site de la biodiversité à Saint-Fulgence

#### Action performative
Pierres Écologiques, est l'action performative à créer.

#### Chroniques du pays de la ouananiche
La rumeur et la curiosité de la communauté de Saint-Fulgence (Québec, Canada) sont créés par Interaction Qui afin de tisser un fil conducteur légendaire entre les différentes localités de la région Saguenay—Lac-Saint-Jean.

#### Partenaires
Le Conseil des Arts du Canada.
Localisation:48° 26′ 49″ N, 70° 54′ 04″ O
100 Rue Du Cap-Des-Roches, Saint-Fulgence, Québec, Canada, G0V 1S0

### Tacon Site de la Conservation

#### Thématique
Tacon Site de la Conservation, est le  trente-quatrième Tacon Site réalisé par Interaction Qui et il porte le numéro 34 sur la carte. La problématique soulevée par la conservation d'un territoire naturel et culturel impose une recherche de l'équilibre entre la protection et l'accessibilité de ces aires protégées. Ces territoires doivent aussi être mis en valeur par l'interprétation du patrimoine naturel et culturel. L'artiste Patrick Moisan a choisi d'intervenir sur la mémoire par la mise en place d'un dispositif de conservation faisant appel à des techniques photographiques comme le sténopé et les dérivés du daguerréotype. Comme photographe nomade, il va à la rencontre du sujet photographié en privilégiant le temps de pose qui permet l'échange et la connaissance de l'autre.

#### Action performative
Pierres Protégées, est l'action performative du Tacon Site de la Conservation. L'artiste Patrick Moisan est allé à la rencontre de la communauté de Saint-Henri-de-Taillon pour inventorier les lieux évoquant des moments fondateurs de ce village du Lac-Saint-Jean. Son projet vise la mémoire où le réservoir de souvenirs conservés dans les albums de photographies familiales est l'espace intime permettant d'échanger et de construire une mythologie du village. La rencontre à maintes reprises des citoyens de Saint-Henri-de-Taillon, a permis d’établir des liens de confiance. Les participants au projet ont reconstitué une mémoire factuelle territoriale de leur village. De ce projet intitulé La boîte noire est née douze images présentant des lieux de mémoire significatifs pour les habitants.
Action performative « Pierres Protégées »

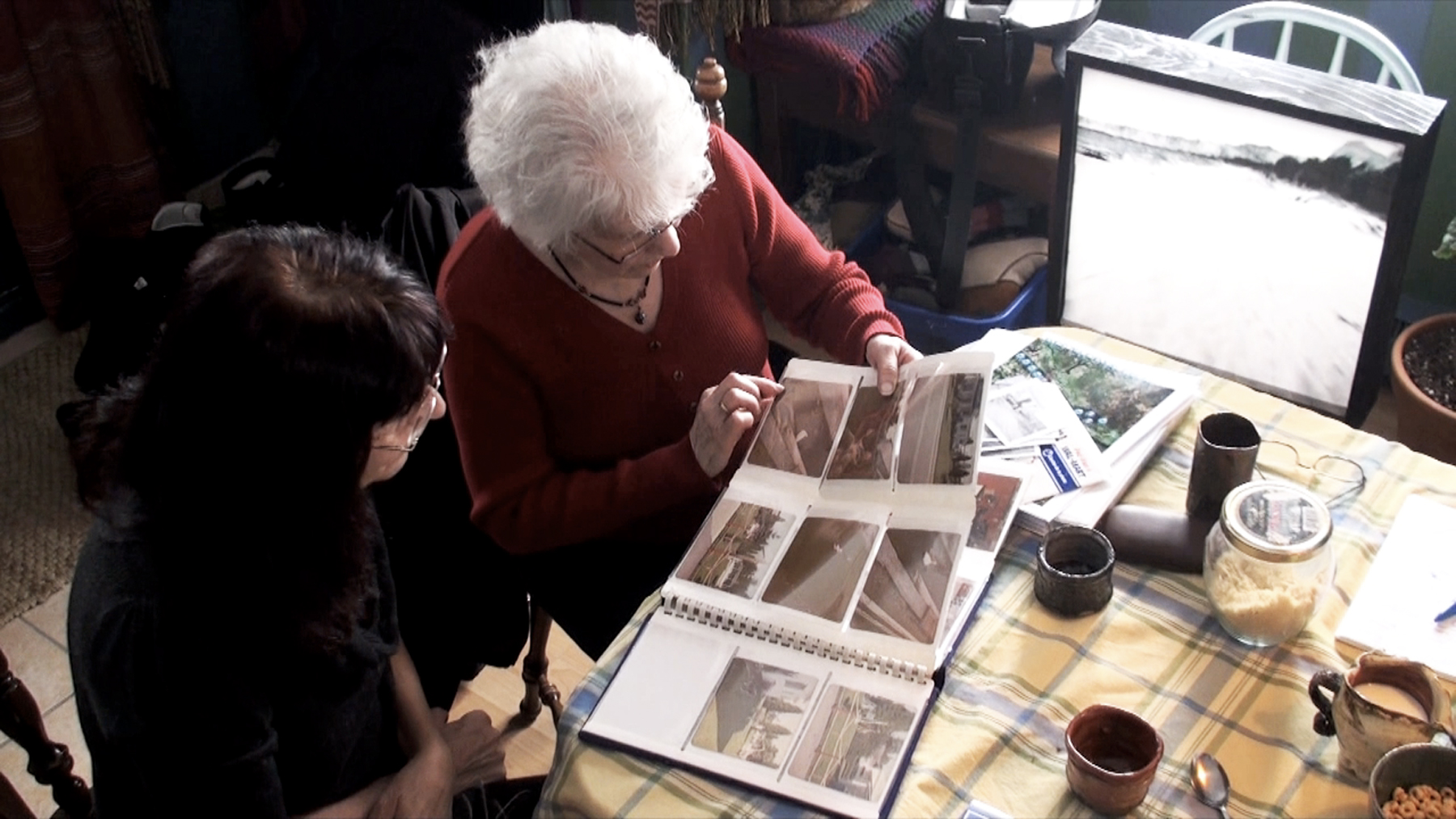
Des citoyennes de Saint-Henri-de-Taillon regardant leurs albums de photographies.

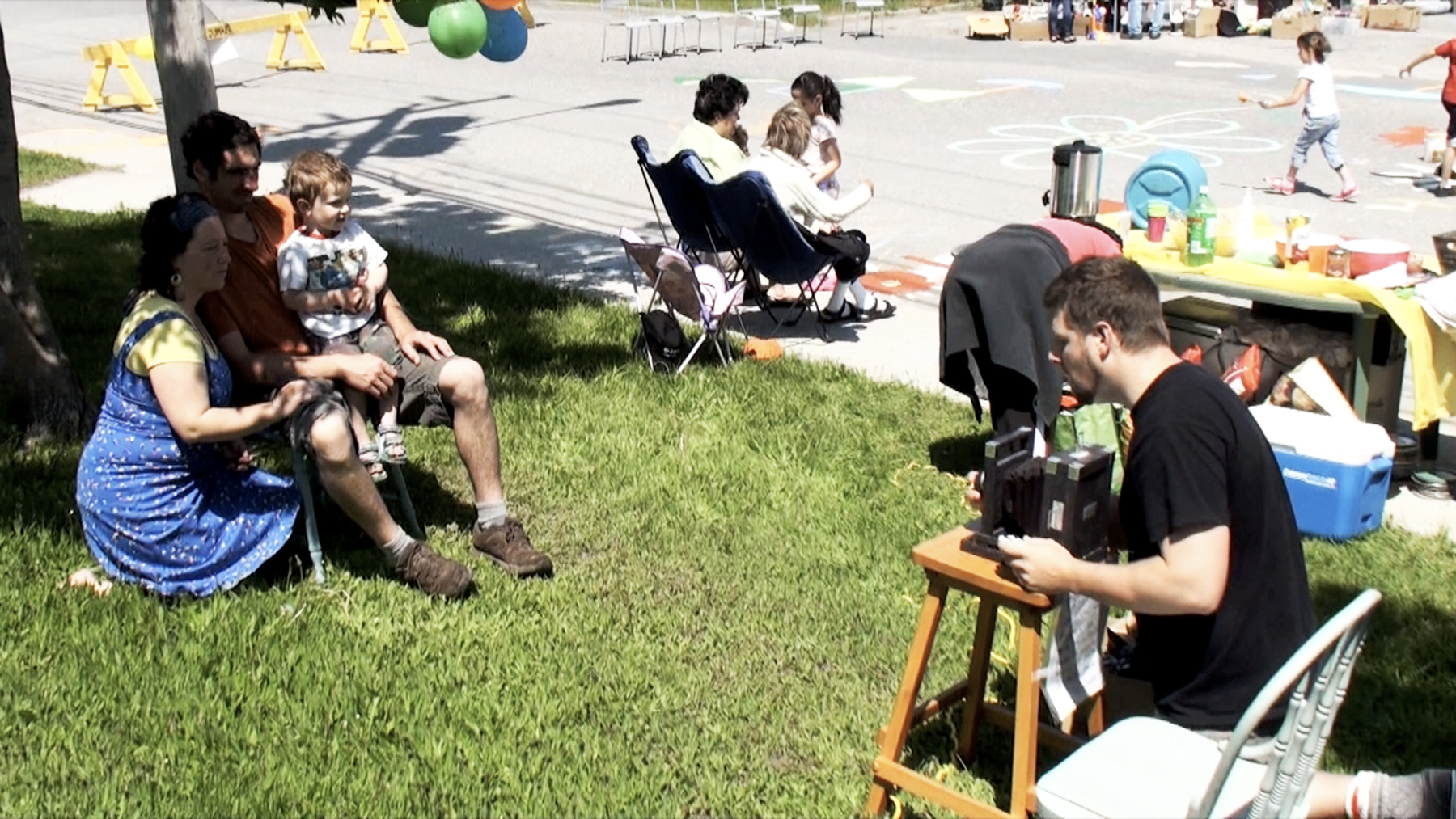
L'artiste Patrick Moisan photographiant une famille du village.
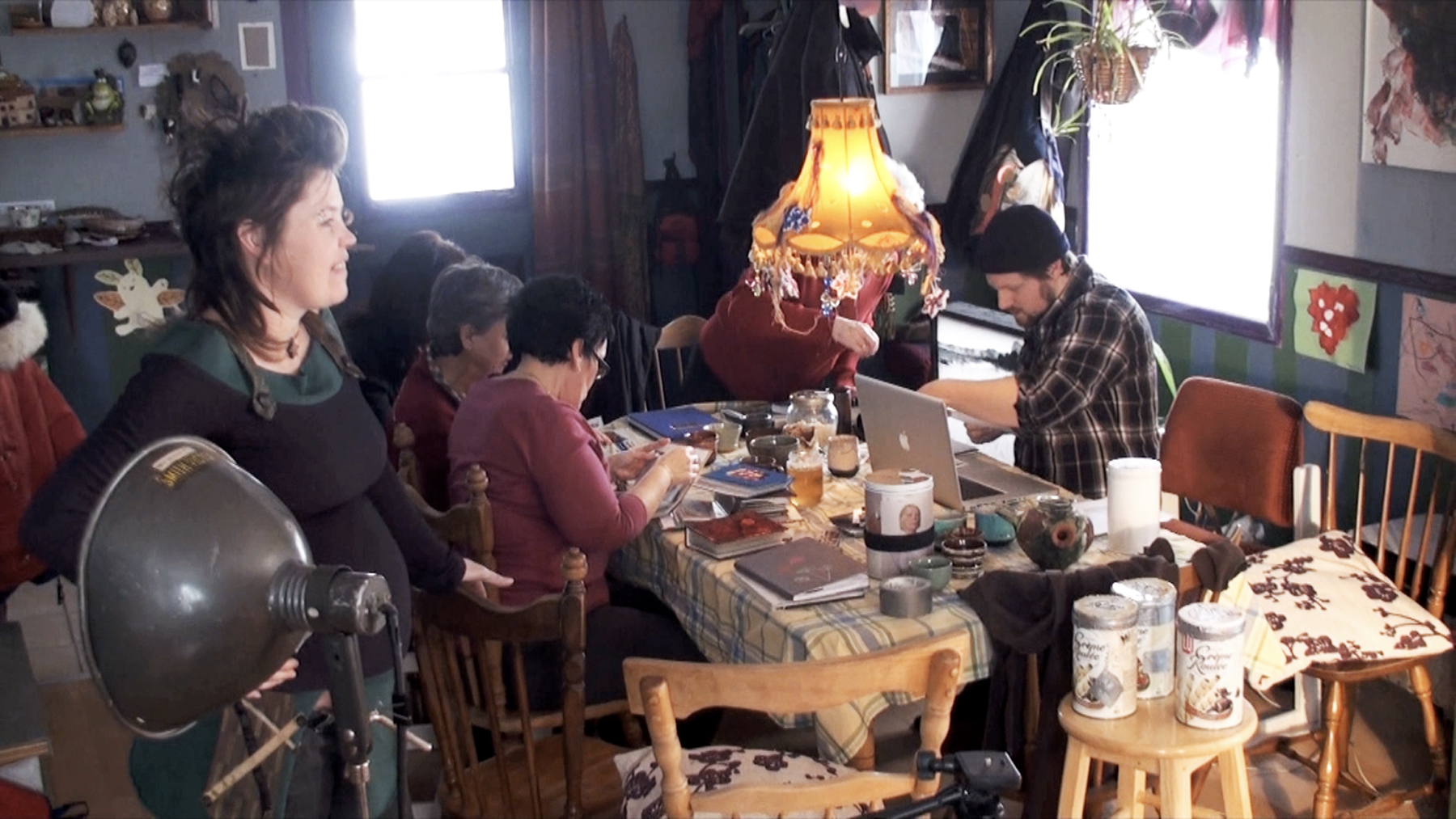
Rencontre des participants au projet avec l'artiste Patrick Moisan.
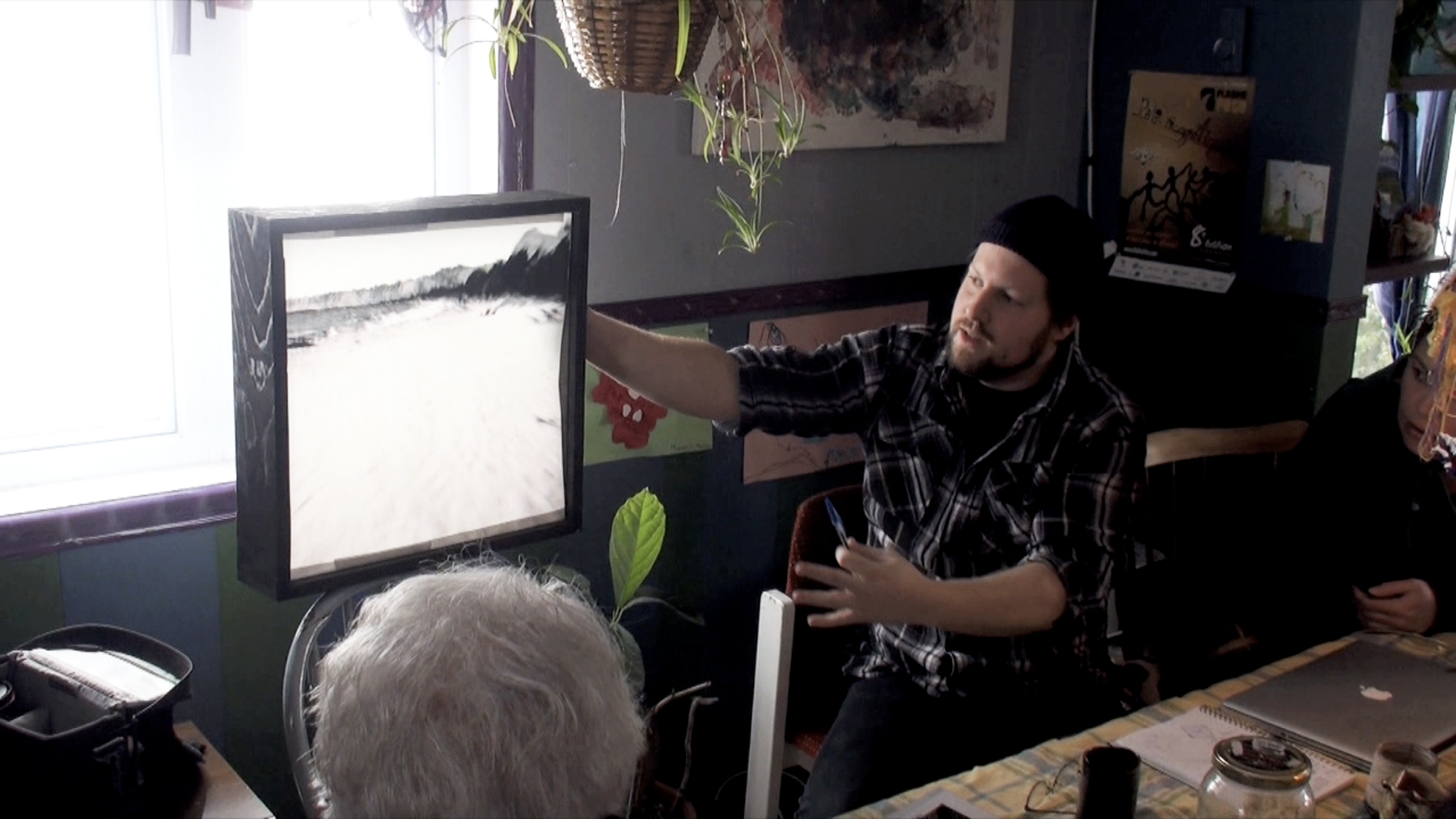
L'artiste Patrick Moisan photographiant une famille du village.
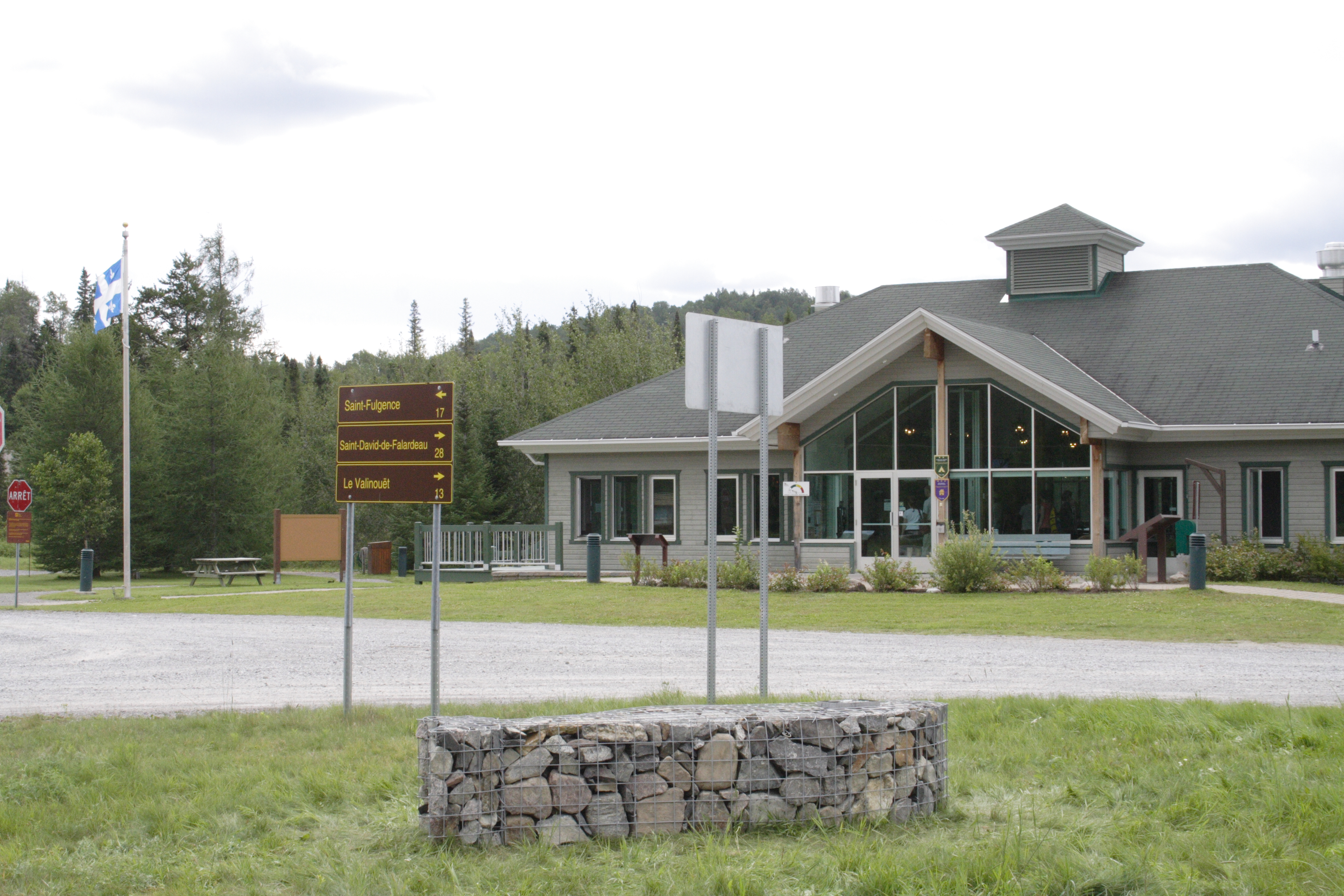
Tacon Site de la Conservation au Parc national des Monts-Valin.
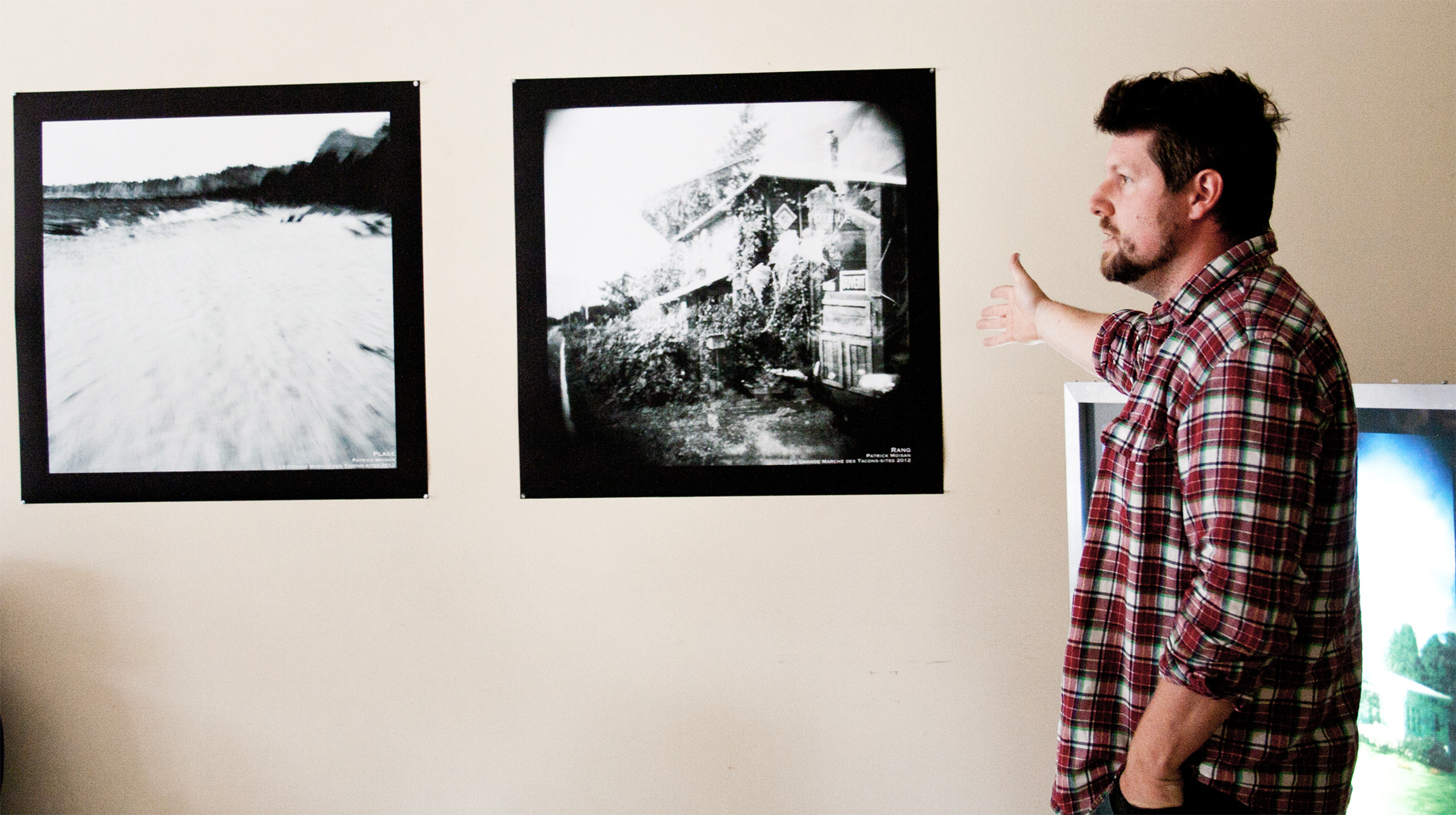
Rencontre des participants au projet avec l'artiste Patrick Moisan.

#### Chroniques du pays de la ouananiche
La rumeur et la curiosité de la communauté de Saint-Henri-de-Taillon (Québec, Canada) sont créés par Interaction Qui afin de tisser un fil conducteur légendaire entre les différentes localités de la région Saguenay—Lac-Saint-Jean.

#### Partenaires
Sépaq, Parc national des Monts-Valin, Sépaq, Parc de conservation de la Pointe-Taillon, la municipalité de Saint-Henri-de-Taillon, Patrick Moisan et le Conseil des Arts du Canada.
Localisation:48° 34′ 55″ N, 70° 52′ 47″ O
360 Rang Saint-Louis, Saint-Fulgence, QC G0V 1S0

### Tacon Site des Cueilleurs

#### Thématique
Tacon Site des Cueilleurs est le trente-cinquième Tacon Site réalisé par Interaction Qui et il porte le numéro 35 sur la carte. Ce Tacon-Site souligne l’importance de l’industrie du bleuet dans la région Saguenay—Lac-Saint-Jean. Fruit emblématique régional, le bleuet est prétexte à la réjouissance.  Il est à l’origine de la création d’une grande fête en 1961 à Mistassini.  Le Festival du Bleuet est vite devenu une activité rassembleur et identitaire au point où tous les habitants du Saguenay—Lac-Saint-Jean sont aujourd’hui qualifiés de Bleuets par les québécois.

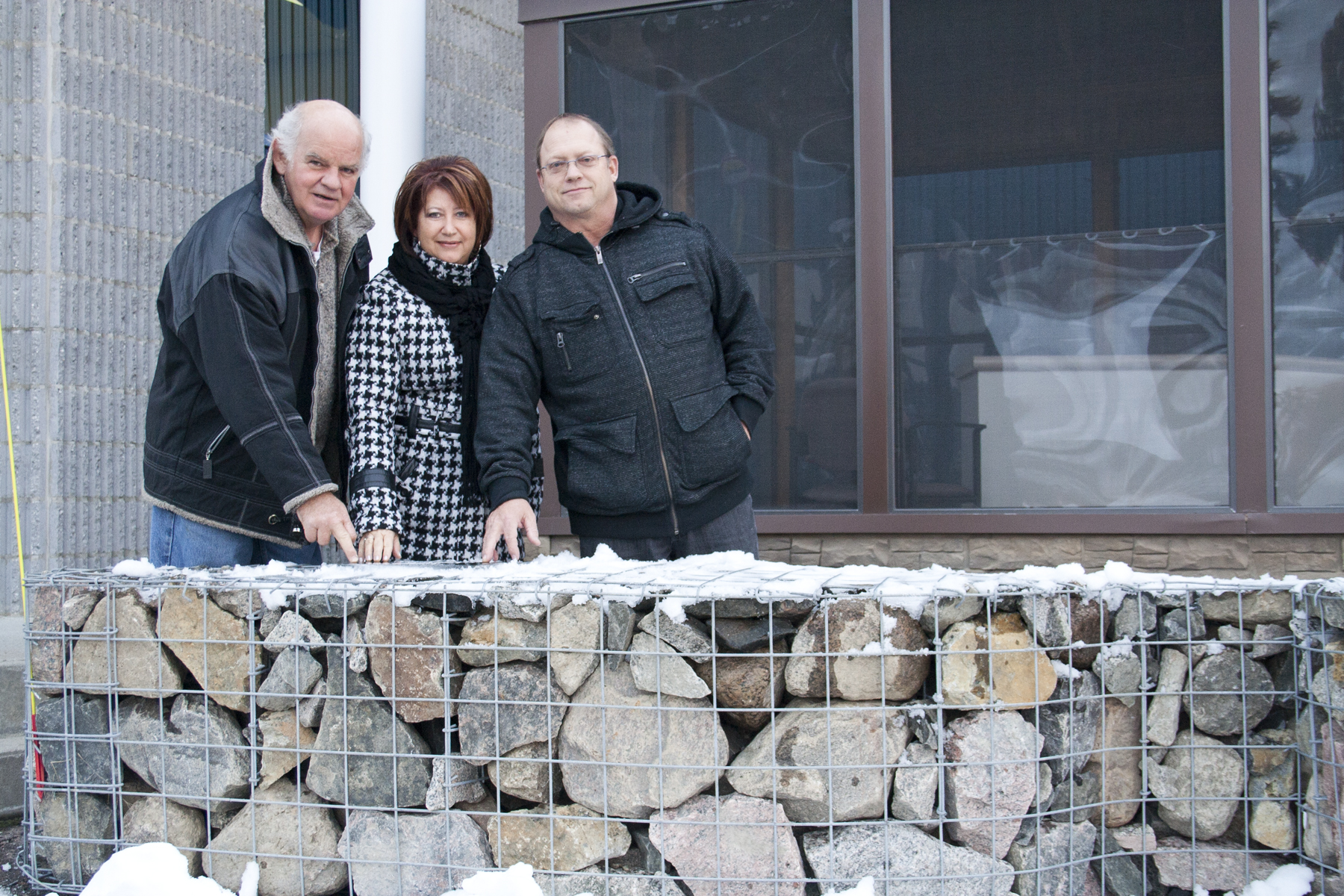
Représentants de la famille Fortin de l'entreprise Bleuets-Mistassini et l'artiste Jocelyn Maltais.
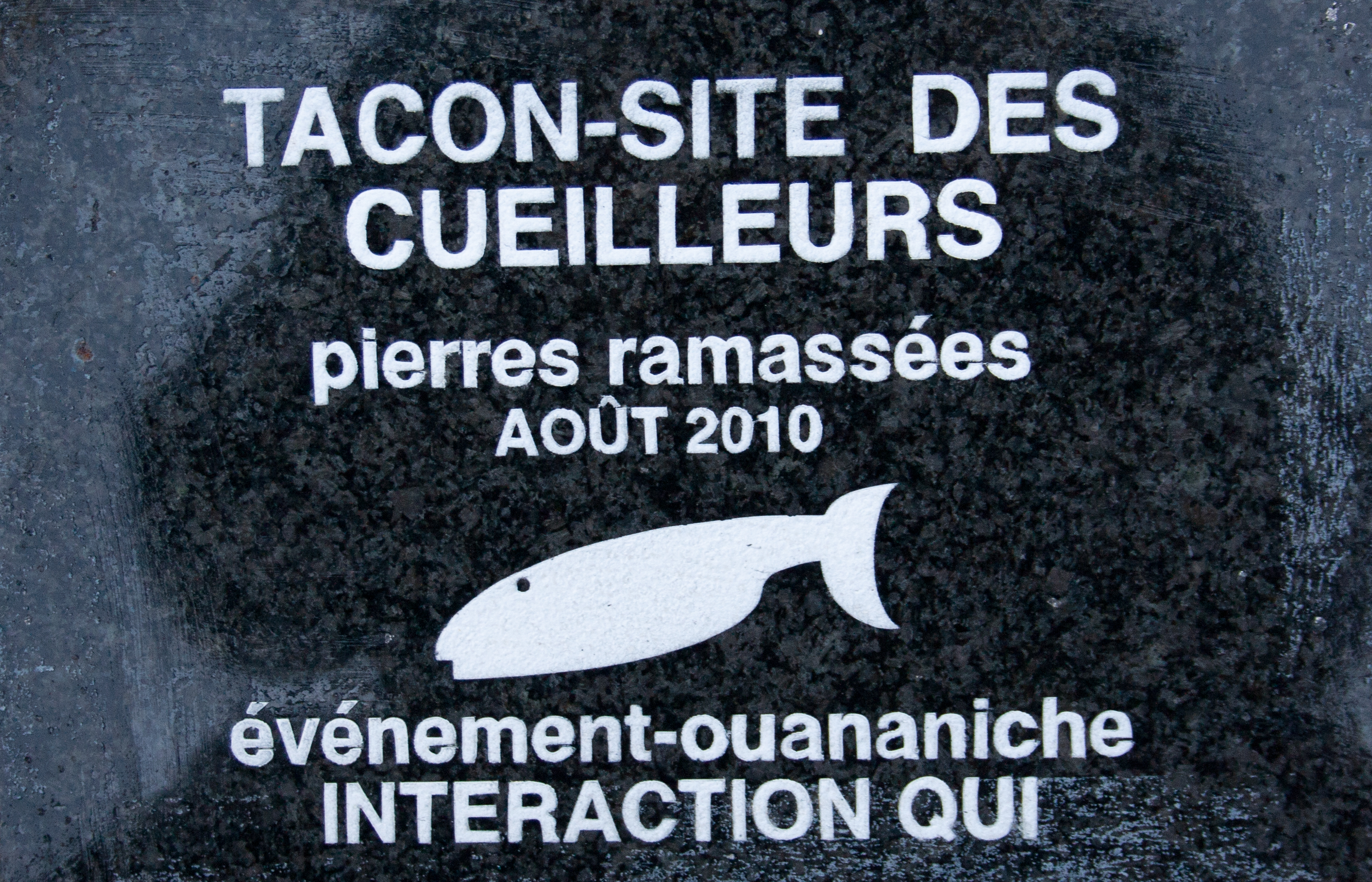
Pierre signalitique du Tacon Site des Cueilleurs.
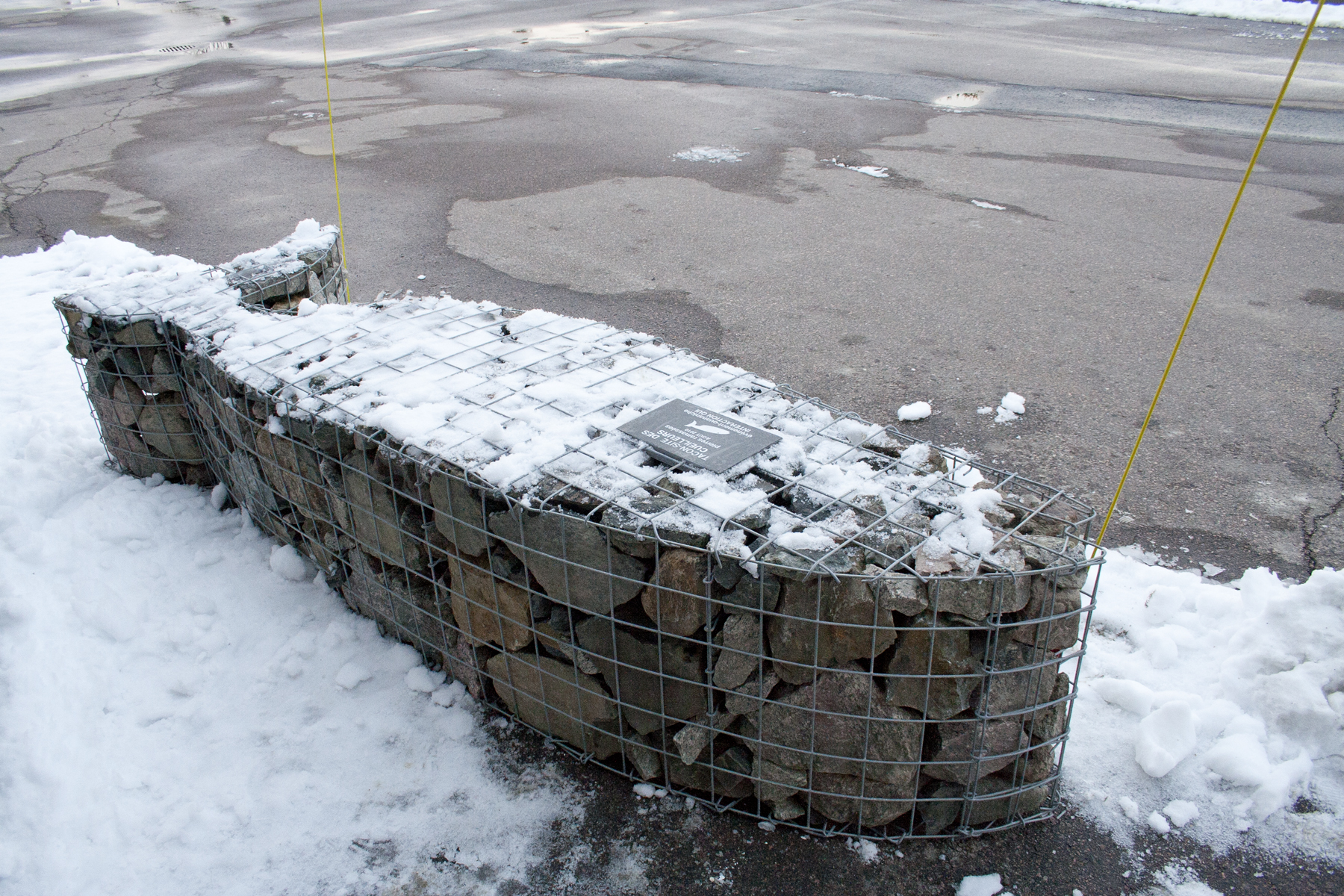
Tacon Site des Cueilleurs à Dolbeau-Mistassini, 2010

#### Action performative
Pierres Ramassées, est l'action performative à créer.

#### Chroniques du pays de la ouananiche
La rumeur et la curiosité de la communauté de Mistassini (Québec, Canada) sont créés par Interaction Qui afin de tisser un fil conducteur légendaire entre les différentes localités de la région Saguenay—Lac-Saint-Jean.

#### Partenaires
L'entreprise Bleuets-Mistassini, la famille Fortin et le Conseil des Arts du Canada.
Localisation:48° 52′ 14″ N, 72° 11′ 39″ O
 555 Rue de Quen, Dolbeau-Mistassini, QC G8L 5M3

### Tacon Site de l'Entrepreneuriat

#### Thématique
Tacon Site de l'Entrepreneuriat, est le  trente-sixième Tacon Site réalisé par Interaction Qui et il porte le numéro 58 sur la carte. Ce monument est présent sur le territoire du Saguenay—Lac-Saint-Jean grâce à la participation de 41 femmes entrepreneures provenant des cinq MRC de la région. Ces femmes sont issues de différents secteurs d’activités économiques : industriel et manufacturier - entreprises de services –professionnels - soins du corps et de la santé - tourisme et agroalimentaire - artistes – détaillants, relève et démarrage. Ces femmes sont propriétaires uniques ou associées. Par l’activité économique de leur entreprise, elles génèrent de la richesse ainsi que de nombreux emplois directs et indirects dans leur communauté. Le Tacon Site de l'entrepreneuriat souligne l’importance de l’entrepreneuriat féminin et sa spécificité soit:
- une gestion horizontale et participative - partage du pouvoir
- humanisme - conciliation vie familiale et travail[113].

#### Action performative
Pierres Productives, est l'action performative du Tacon Site de l'Entrepreneuriat. C’est par un geste signifiant basé sur le partage et la collaboration que les 41 entrepreneures ont marqué le territoire du Saguenay—Lac-Saint-Jean. Elles ont échangé la pierre identifiée à leur entreprise pour un symbole d’appartenance régionale lors de l’implantation du Tacon-Site de l’Entrepreneuriat.

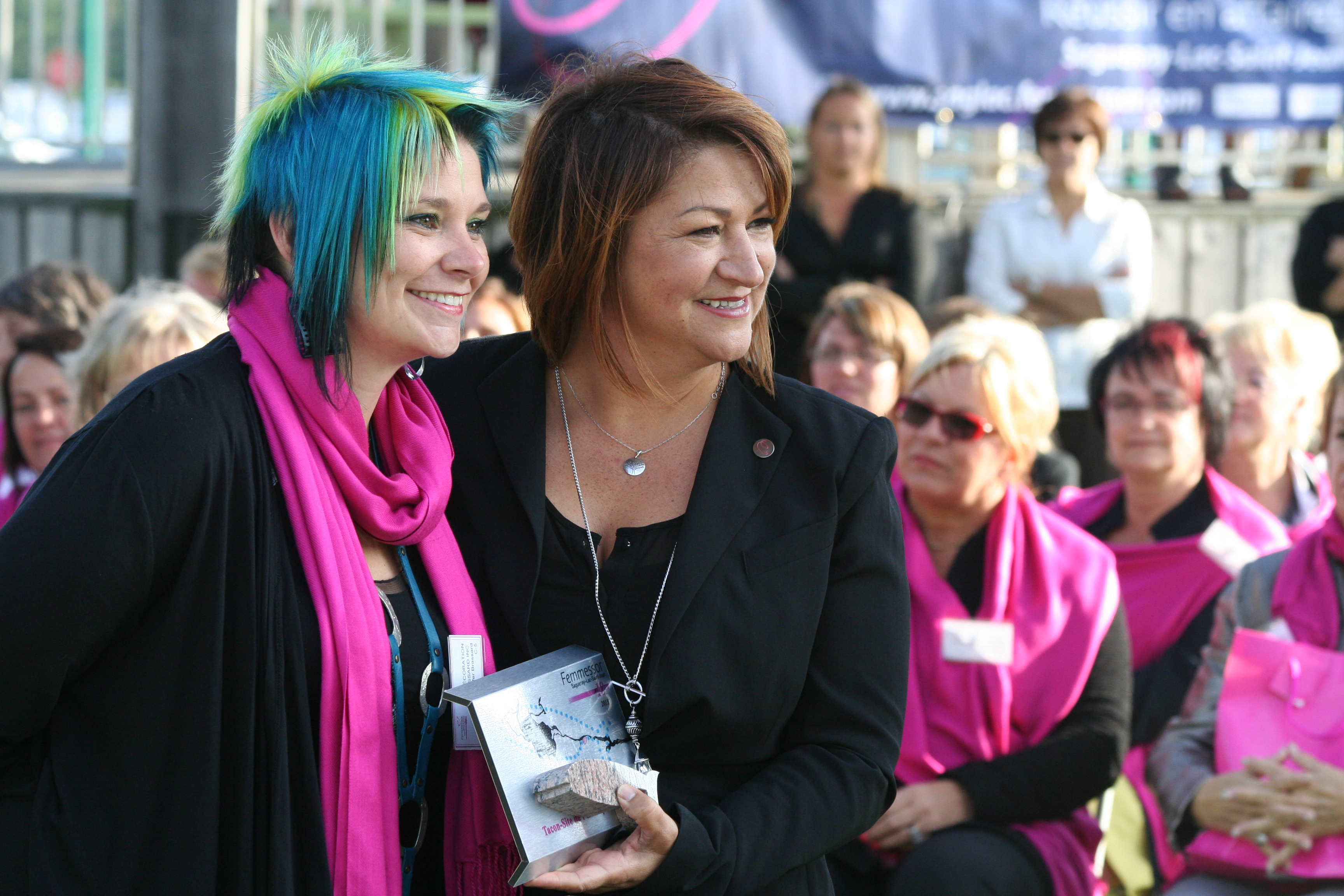
Échange du petit Tacon contre la plaque de granite de l'entreprise.

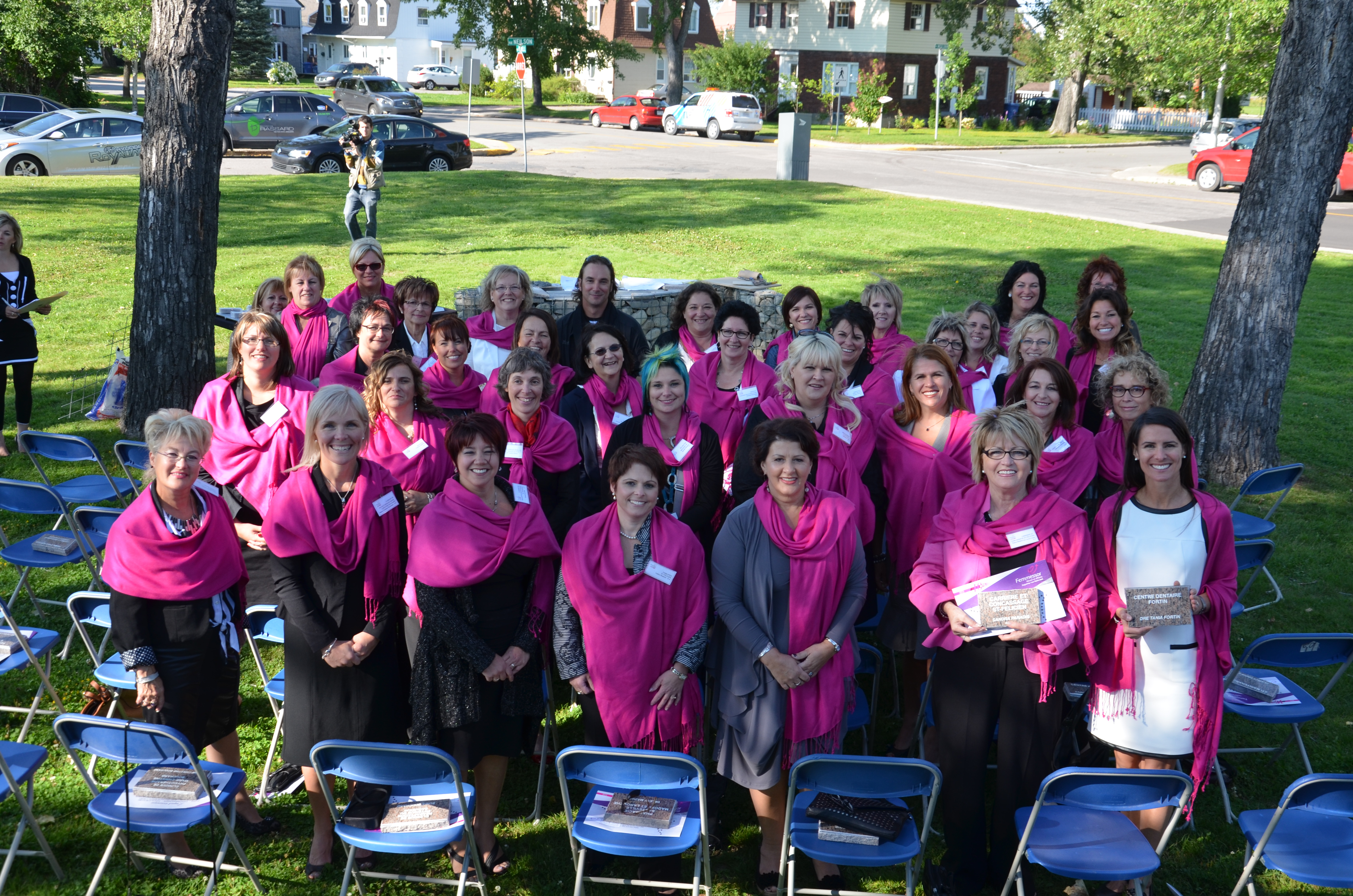
Les 41 entrepreneures lors de l'inauguration du Tacon Site de l'Entrepreneuriat.
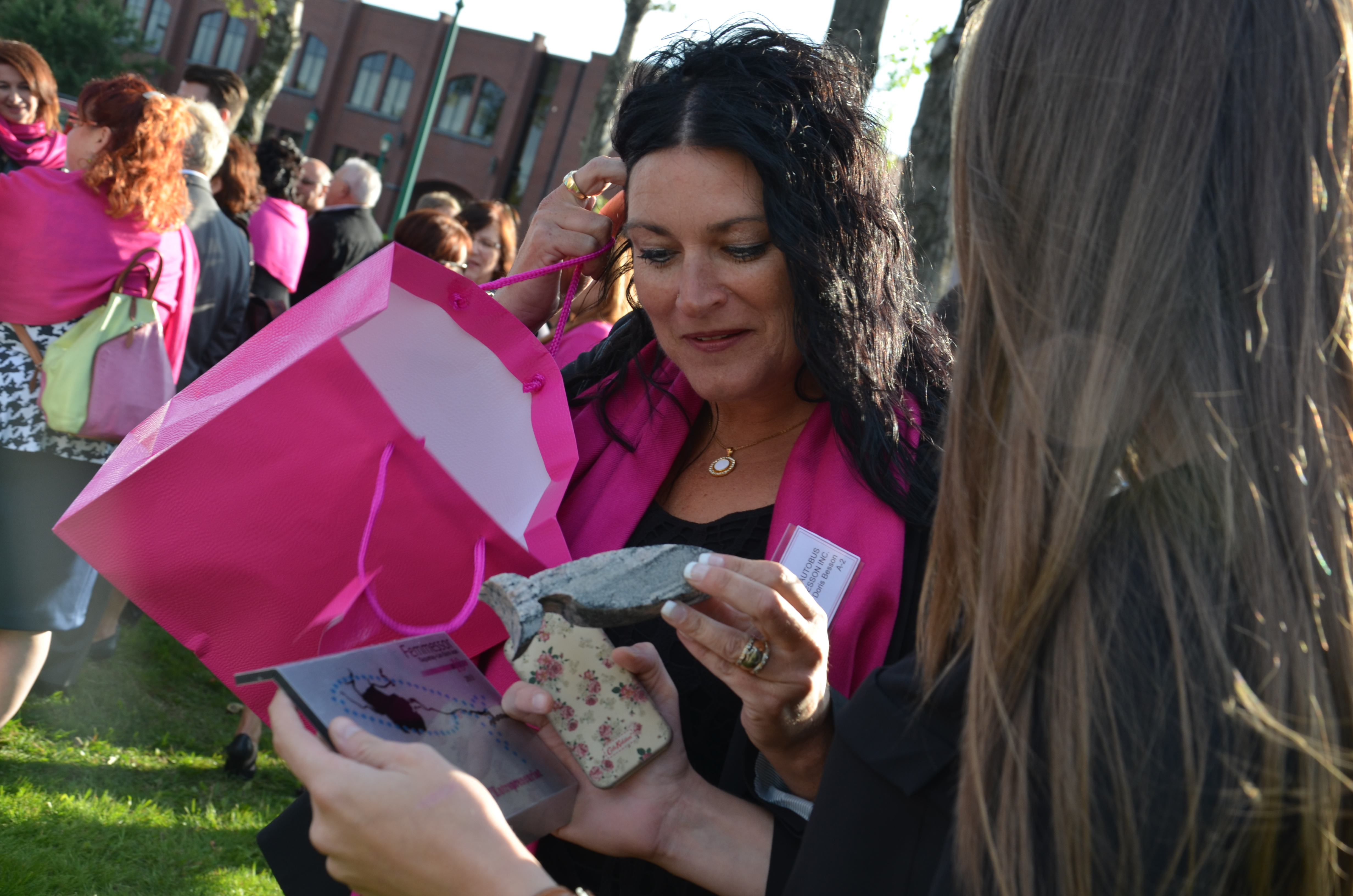
Une entrepreneure recevant une plaque souvenir pour sa participation au projet.
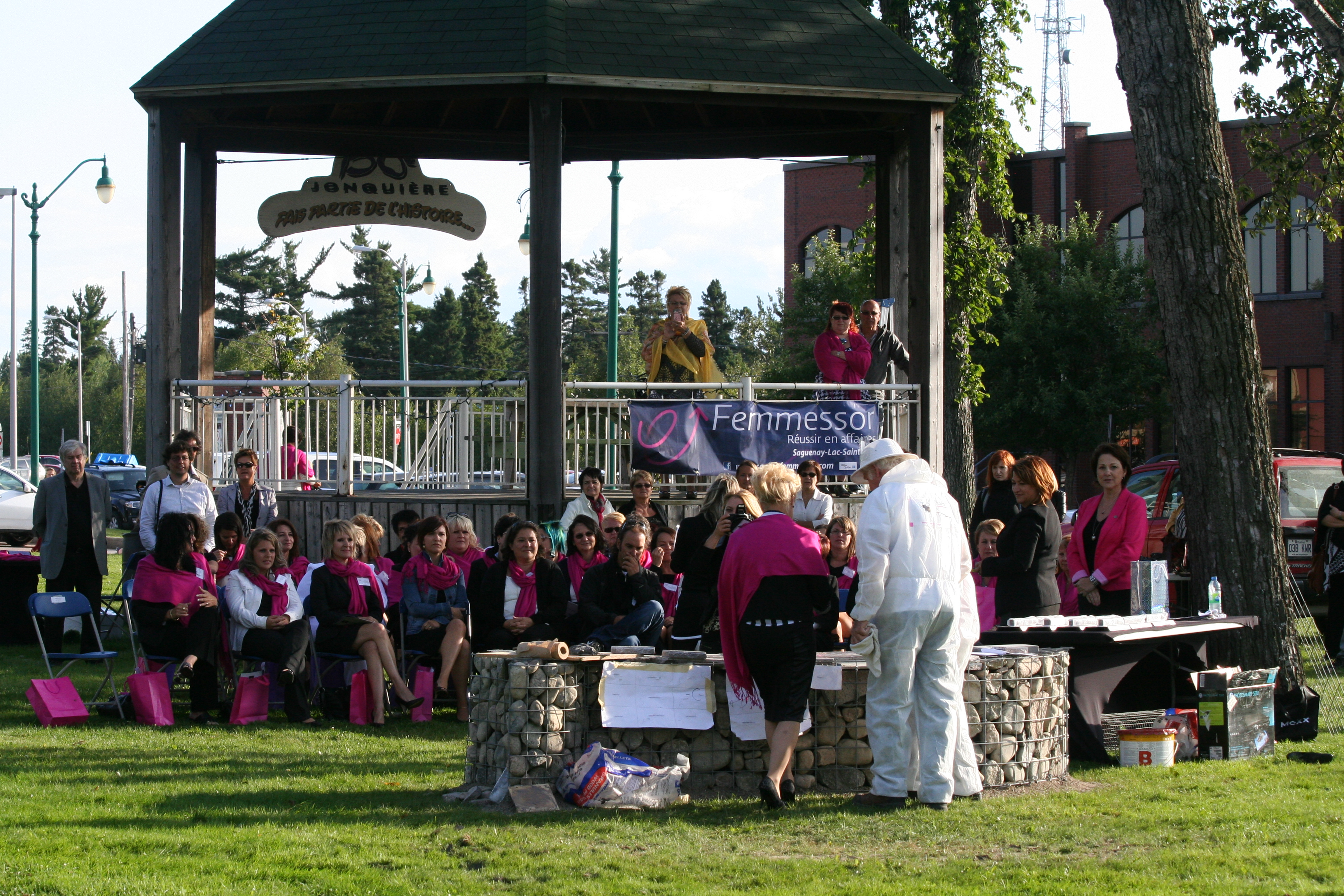
Les 41 entrepreneures lors de l'inauguration du Tacon Site de l'Entrepreneuriat.
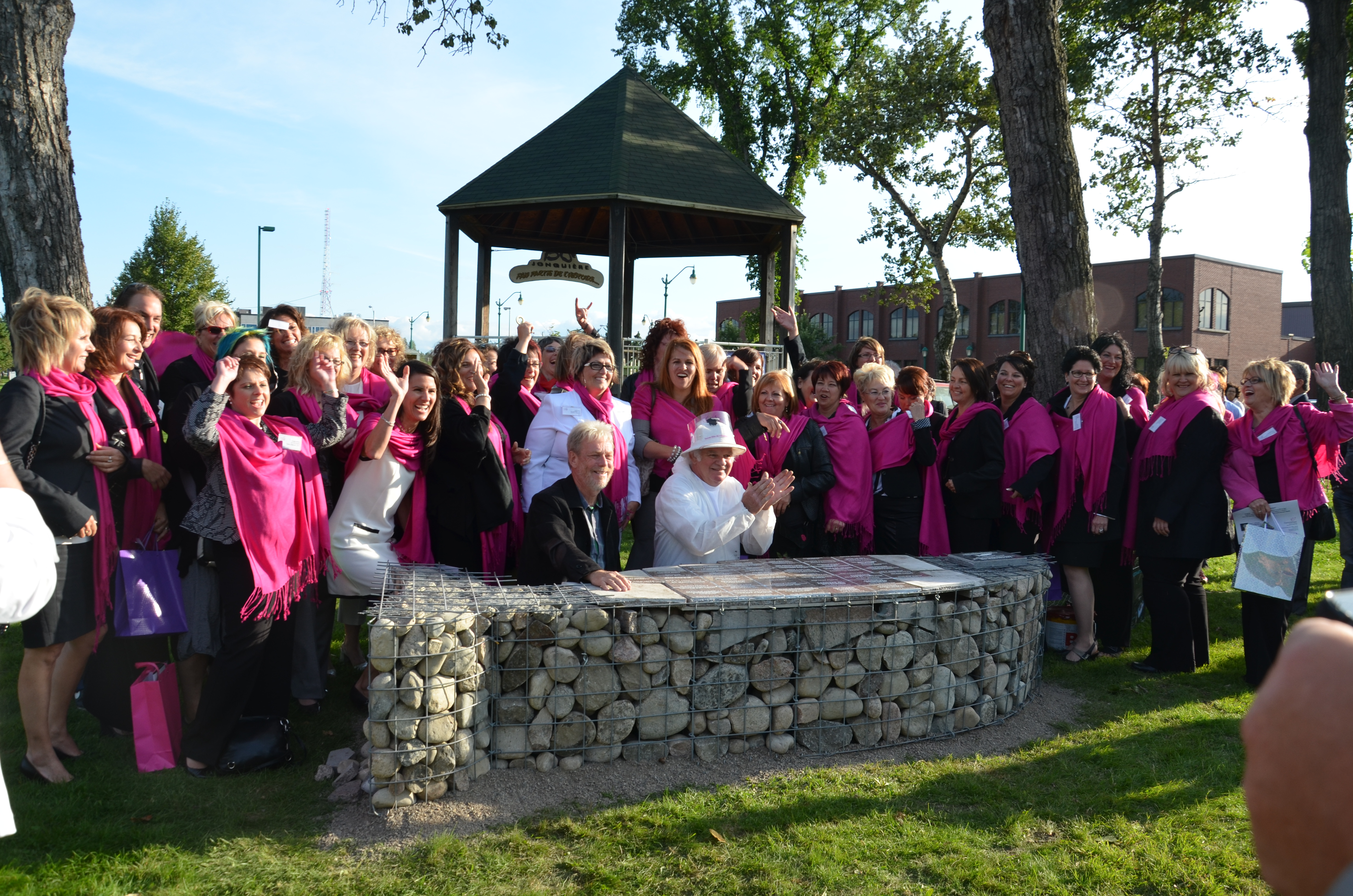
Inauguration du Tacon Site de l'Entrepreneuriat par les artistes et les 41 femmes entrepreneures.
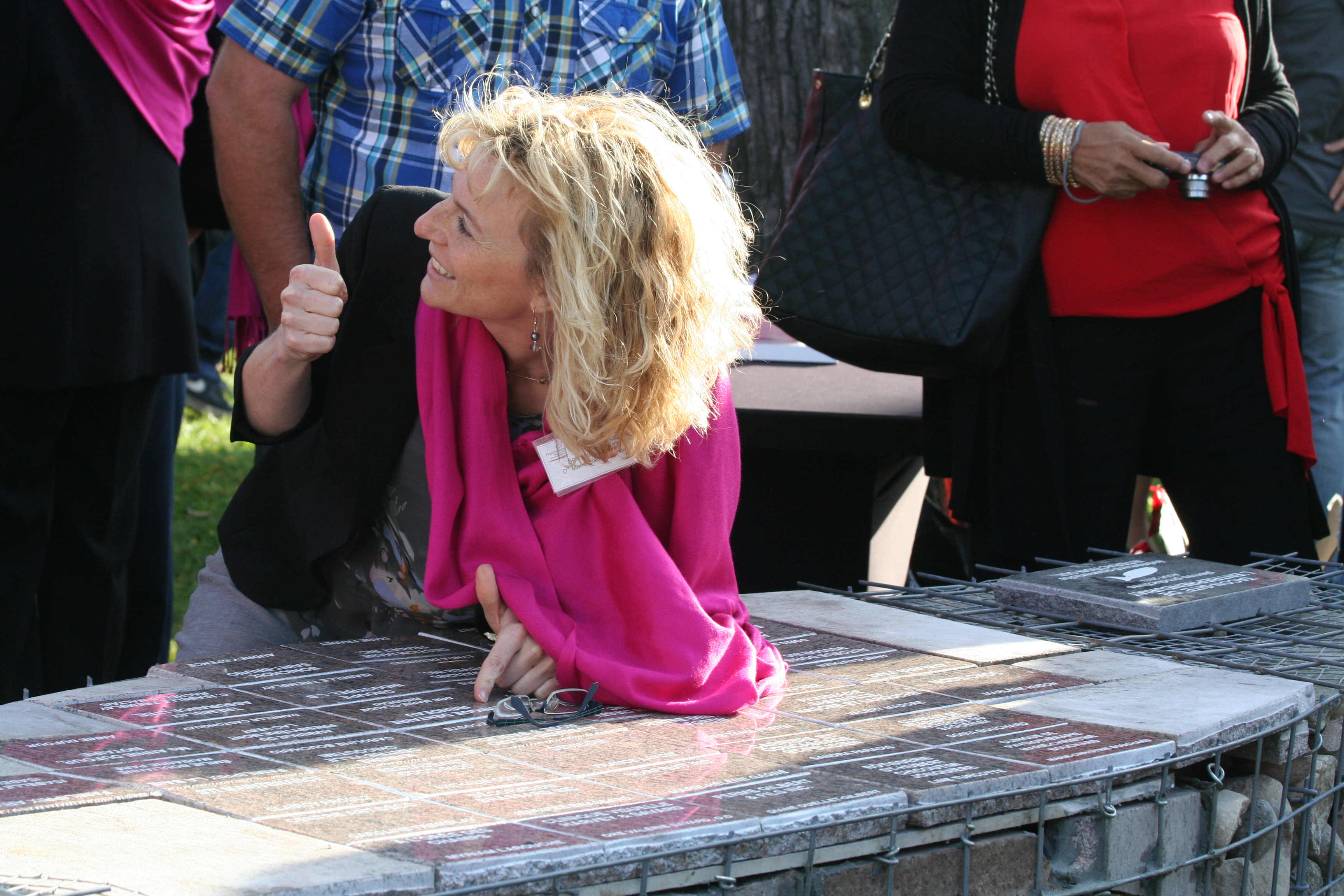
Une entrepreneure souligne sa présence sur le Tacon Site de l'Entrepreneuriat.

- Une entrepreneure recevant une plaque souvenir pour sa participation au projet.

#### Chroniques du pays de la ouananiche
La rumeur et la curiosité de la communauté de Saint-Stanislas (Québec, Canada) sont créés par Interaction Qui afin de tisser un fil conducteur légendaire entre les différentes localités de la région Saguenay—Lac-Saint-Jean.

#### Partenaires
Femmessor Saguenay—Lac-Saint-Jean, Le Centre des services aux entreprises, CS De La Jonquière, Municipalité de Saguenay et le Conseil des Arts du Canada.
Localisation:48° 25′ 35″ N, 71° 11′ 09″ O
1910 Rue du Centre, Jonquière, Saguenay, Québec, Canada, QC G7S 2X3

### Tacon Site de l'Air

#### Thématique
Tacon Site de l'Air est un Tacon Site à réaliser, il porte le numéro 36 sur la carte. La cellule familiale est le fondement de toutes communautés organisées autour d’un projet de milieu de vie de qualité. C’est dans cet état d’esprit que la municipalité de Saint-Honoré s’est dotée d’une politique de soutien aux projets faisant la promotion des valeurs familiales.  Des actions ont été mises en place pour encourager le développement d’activités créatives et ludiques mettant en relation toutes les générations. Les fêtes, qu’elles soient de nature communautaire, culturelle et touristique, organisées à Saint-Honoré tournent autour de la thématique de l’air.  Ce trait identitaire est le marqueur du développement de l’esprit d’appartenance à la communauté de Saint-Honoré.  C’est sur cet ancrage identitaire que doit prendre racine tout projet visant à resserrer les liens entre les générations.

#### Action performative
Pierres Aériennes, est l'action performative du Tacon Site de l'Air à réaliser.

#### Chroniques du pays de la ouananiche
La rumeur et la curiosité de la communauté de Saint-Honoré (Québec, Canada) sont créés par Interaction Qui afin de tisser un fil conducteur légendaire entre les différentes localités de la région Saguenay—Lac-Saint-Jean.

#### Partenaires
Localisation:48° 32′ 01″ N, 71° 05′ 11″ O
3531 Bd Martel, Saint-Honoré, Québec, Canada, G0W 1L0

### Tacon Site de la Nature

#### Thématique
Tacon Site de la Nature est un Tacon Site à réaliser, il porte le numéro 37 sur la carte. La communauté de Saint-David-de-Farladeau habite un immense territoire qui se caractérise par la présence d’une nature qualifiée de paradis par les amateurs de plein-air. En toute saison, les activités pratiquées en pleine nature comme le camping, les sports nautiques l’été et le ski alpin et de randonnée, la raquette, le traineau à chien et la pêche blanche l’hiver sont accessibles. Cette caractéristique en fait un lieu identitaire pour la région du Saguenay—Lac-Saint-Jean.

#### Action performative
Pierres Naturelles, est l'action performative du Tacon Site de la Nature à réaliser.

#### Chroniques du pays de la ouananiche
La rumeur et la curiosité de la communauté de Saint-David-de-Falardeau (Québec, Canada) sont créés par Interaction Qui afin de tisser un fil conducteur légendaire entre les différentes localités de la région Saguenay—Lac-Saint-Jean.

#### Partenaires
Localisation:48° 37′ 58″ N, 71° 06′ 06″ O
Camping Municipal St-David de Falardeau,
694 Chemin du Lac Emmuraillé, Saint-David-de-Falardeau, Québec, Canada, G0W 1L0

### Tacon Site de la Nordicité

#### Thématique
Tacon Site de la Nordicité est un Tacon Site à réaliser, il porte le numéro 38 sur la carte. Selon Louis-Edmond Hamelin, géographe de la nordicité, la région Saguenay—Lac-Saint-Jean se situe dans le Pré-nord et est au cœur de la forêt boréale.  Le Musée de la Nature situé à Sainte-Rose-du-Nord présente cette nordicité par une collection d’espèces appartenant à la flore et à la faune locales. Ce lieu mythique créé 1972 en par Agnès Villeneuve et son mari Jean-Claude Grenon est un marqueur identitaire de la nordicité. Le projet d’implantation des Tacons Sites sur le territoire Saguenay—Lac-Saint-Jean emprunte à l’inukshuk, monument emblématique de la nordicité, la notion de repère spatial.

#### Action performative
Pierres Froides, est l'action performative du Tacon Site de la Nordicité à réaliser.

#### Chroniques du pays de la ouananiche
La rumeur et la curiosité de la communauté de Sainte-Rose-du-Nord (Québec, Canada) sont créés par Interaction Qui afin de tisser un fil conducteur légendaire entre les différentes localités de la région Saguenay—Lac-Saint-Jean.

#### Partenaires
Localisation:48° 36′ 48″ N, 70° 47′ 49″ O
Pic Dubuc, Mont Valin, Le Fjord-du-Saguenay, Québec,Canada, G0V 1S0

### Tacon Site de l'Énergie

#### Thématique
Tacon Site de l’Énergie est un Tacon Site à réaliser, il porte le numéro 39 sur la carte. Le Saguenay—Lac-Saint-Jean est la région où l’on retrouve le plus de barrages privés au Canada. L’hydroélectricité fournit l’énergie aux industries du bois et de l’aluminium. L’histoire de la municipalité de Shipshaw est intimement liée à cette énergie et à sa contribution aux efforts de guerre de 1939 à 1945. La centrale hydroélectrique de Shipshaw construite entre 1941 et 1943 permet l’augmentation de la production en électricité pour Alcan. Cette compagnie d’aluminium doit répondre à la demande croissante de ce métal pour la construction des avions militaires. Ce projet considéré comme gigantesque à l’époque a donné de l’emploi à plus de 10 000 ouvriers. Sa construction, prévue au départ sur un échéancier de cinq ans, est terminée en seulement 28 mois. Ses 12 turbines vont produire près d’un million de chevaux-vapeur et en fait une des centrales les plus puissantes au Canada.

#### Action performative
Pierres Énergiques, est l'action performative du Tacon Site de l'Énergie à réaliser.

#### Chroniques du pays de la ouananiche
La rumeur et la curiosité de la communauté de Shipshaw (Québec, Canada) sont créés par Interaction Qui afin de tisser un fil conducteur légendaire entre les différentes localités de la région Saguenay—Lac-Saint-Jean.

#### Partenaires
Localisation:48° 33′ 32″ N, 70° 42′ 18″ O
Lac Poulin, Mont Valin, Le Fjord-du-Saguenay, Québec,Canada

### Tacon Site de la Coopération

#### Thématique
Tacon Site de la Coopération est un Tacon Site à réaliser, il porte le numéro 40 sur la carte. La coopération est un trait de caractère de la communauté de Girardville situé dans le nord du Lac-Saint-Jean. La création de la Maison du père Noël en 1995 est un exemple de l’entraide et de la solidarité des Girardvillois. Dans cet esprit, un modèle de foresterie communautaire innove dans ses pratiques. Plutôt que de récolter simplement le bois, la coopérative forestière de Girardville jardine la forêt en récoltant la biomasse, les champignons, les épices de la forêt boréale et en maximisant la valeur ajoutée de ces produits.

#### Action performative
Pierres Solidaires, est l'action performative du Tacon Site de la Coopération à réaliser.

#### Chroniques du pays de la ouananiche
La rumeur et la curiosité de la communauté de Girardville (Québec, Canada) sont créés par Interaction Qui afin de tisser un fil conducteur légendaire entre les différentes localités de la région Saguenay—Lac-Saint-Jean.

#### Partenaires
Localisation:48° 50′ 17″ N, 72° 35′ 24″ O
Normandin, Québec, Canada

### Tacon Site du Truchement

#### Thématique
Tacon Site du Truchement est un Tacon Site à réaliser, il porte le numéro 18 sur la carte. La position géographique avantageuse de l'Anse à la Croix sur la rivière Saguenay au Québec (Canada) en a fait un arrêt incontournable pour les Premières Nations depuis des millénaires. Il s'agit d'un endroit singulier où il est possible de faire une halte et de chercher refuge contre les forts vents qui soufflent sur cette rivière. Cette terrasse est sondée pour la première fois en 1990 par la firme archéologique Ethnoscop dans le cadre du tournage du film Robe Noire. Le site de la Nouvelle-France, qui reproduit la ville de Québec telle qu’elle était lors de la première moitié du XVIIe siècle, est ouvert au grand public en 1993 et est reconnu comme un attrait touristique majeur pour la région du Saguenay—Lac-Saint-Jean.

#### Action performative
Pierres Médiatrices, est l'action performative du Tacon Site du Truchement à réaliser.

#### Chroniques du pays de la ouananiche
La rumeur et la curiosité de la communauté de Saint-Félix-d'Otis (Québec, Canada) sont créés par Interaction Qui afin de tisser un fil conducteur légendaire entre les différentes localités de la région Saguenay—Lac-Saint-Jean.

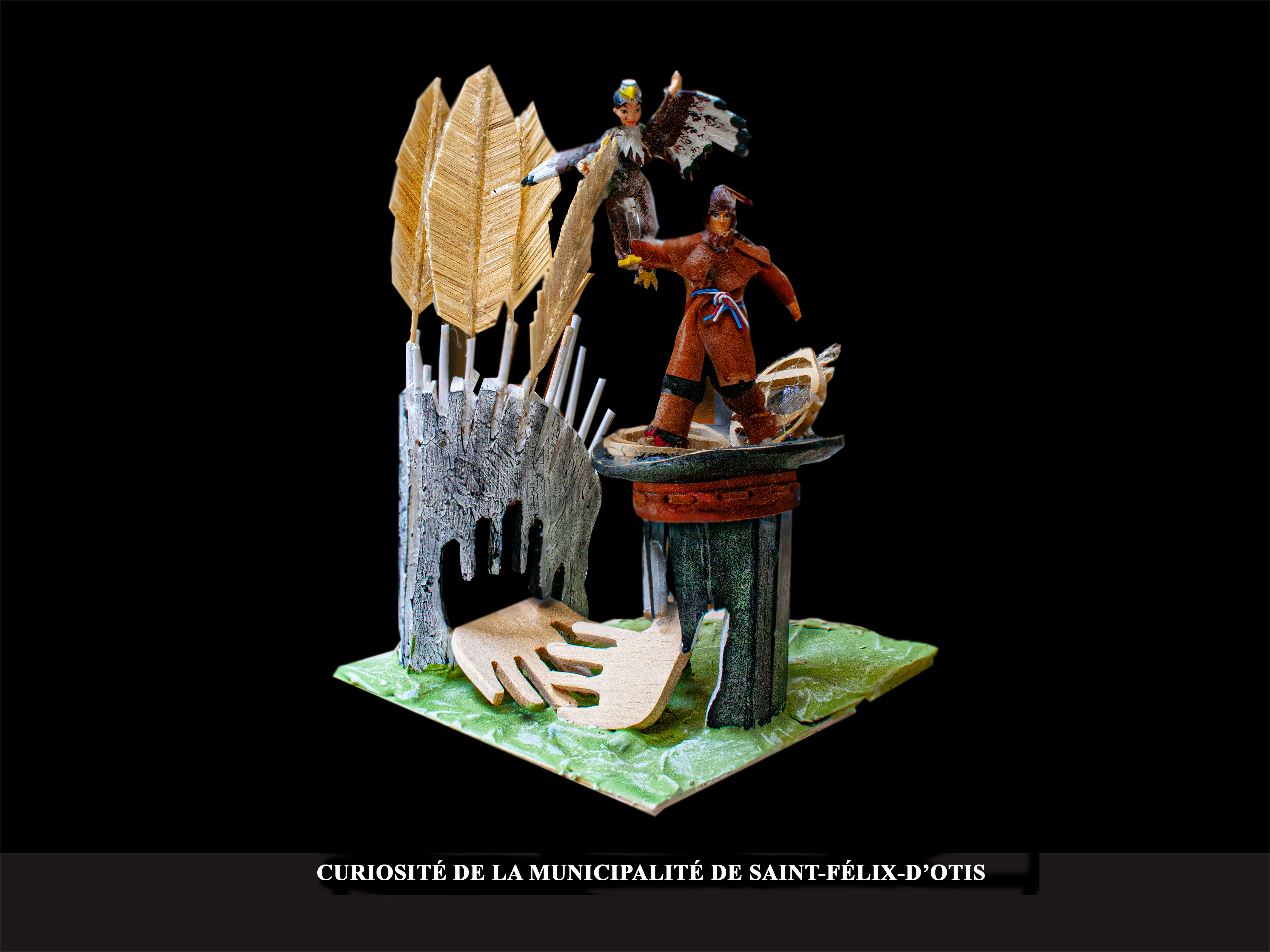
Curiosité de la communauté de Saint-Félix-d'Otis

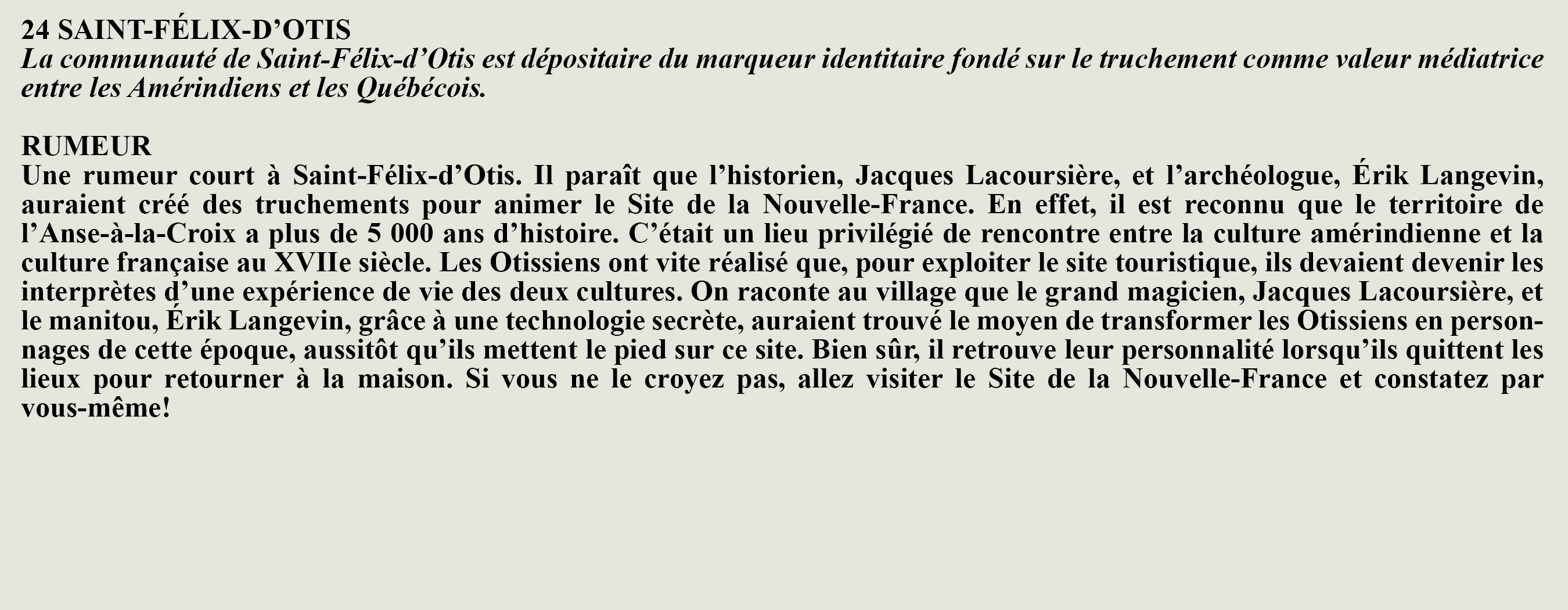

#### Partenaires
Localisation:48° 18′ 42″ N, 70° 52′ 23″ O
2242 Chemin St-Jean, La Baie, Saguenay, Québec, Canada, G7B 3P6

### Tacon Site du Surnaturel

#### Thématique
Tacon Site du Surnaturel est un Tacon Site à réaliser, il porte le numéro 42 sur la carte. En 1912, l'abbé Elzéar Delamarre découvre sur un terrain dont il vient de faire l’acquisition une grotte semblable à celle de Notre-Dame de Lourdes, il y dépose une statue de la Vierge Marie. Par la suite, il demande à un de ses neveux de creuser le roc, comme par miracle une source d’eau pur jaillit! Quelques jours plus tard, en se lavant avec l’eau de la grotte, un homme, Alfred Fortin de Chambord, est guéri d’un cancer de la lèvre. Il en parle au village et depuis les gens viennent en pèlerinage à l’Ermitage Saint-Antoine du Lac-Bouchette.

#### Action performative
Pierres Miraculeuses, est l'action performative du Tacon Site du Surnaturel à réaliser.

#### Chroniques du pays de la ouananiche
La rumeur et la curiosité de la communauté de Lac-Bouchette (Québec, Canada) sont créés par Interaction Qui afin de tisser un fil conducteur légendaire entre les différentes localités de la région Saguenay—Lac-Saint-Jean.

#### Partenaires
Localisation:48° 25′ 50″ N, 72° 02′ 24″ O
Halte routière de Chambord QC-169, Chambord, QC G0W 1G0

### Tacon Site de la Convivialité

#### Thématique
Tacon Site de la Convivialité est un Tacon Site à réaliser, il porte le numéro 43 sur la carte. Né le 2 mars 1920 à Saint-Hedwige dans la région du Lac-Saint-Jean (Québec, Canada), Léon Bouchard est un sculpteur d’art populaire qui a œuvré entre 1995 et 2004. Bûcheron et draveur, camionneur, soldat de 1941 à 1943, ouvrier-menuisier, aviculteur, cueilleur de bleuets, producteur de fraises, affûteur et conseiller municipal, il a pratiqué tous les métiers avant d’entreprendre l’œuvre majeure de sa vie, la réalisation du domaine Le petit bonheur, un musée à ciel ouvert en forêt boréale.

#### Action performative
Pierres Amicales, est l'action performative du Tacon Site de la Convivialité à réaliser.

#### Chroniques du pays de la ouananiche
La rumeur et la curiosité de la communauté de Sainte-Hedwidge (Québec, Canada) sont créés par Interaction Qui afin de tisser un fil conducteur légendaire entre les différentes localités de la région Saguenay—Lac-Saint-Jean.

#### Partenaires
Localisation:48° 32′ 51″ N, 72° 16′ 58″ O
Refuge animal, 2650 Bd Marcotte, Roberval, Québec,Canada, G8H 2M9

### Tacon Site de la Mémoire

#### Thématique
Tacon Site de la Mémoire est un Tacon Site à réaliser, il porte le numéro 44 sur la carte. Dès le début de la colonisation du Saguenay—Lac-Saint-Jean, les communautés religieuses ont comme mission l’éducation et les soins de santé de la population. La communauté des Sœurs de Notre-Dame du Bon-Conseil est fondée à Chicoutimi, en 1894, par Mgr Michel-Thomas Labrecque, alors évêque de Chicoutimi, et Françoise Simard, enseignante à Saint-Fulgence. Les religieuses doivent s’établir dans différents villages afin d’éduquer les jeunes filles et les jeunes garçons. En mémoire de ce fait historique, la municipalité de Ferland-et-Boilleau a créé le Parc Boilleau à partir d’éléments du patrimoine religieux en réutilisant des matériaux d’un ancien lieu de culte. Ainsi, la cloche et les poutres de l’église Sainte-Bernadette ont été conservés et récupérés pour ce projet.

#### Action performative
Pierres Mnésiques, est l'action performative du Tacon Site de la Mémoire à réaliser.

#### Chroniques du pays de la ouananiche
La rumeur et la curiosité de la communauté de Ferland-et-Boilleau (Québec, Canada) sont créés par Interaction Qui afin de tisser un fil conducteur légendaire entre les différentes localités de la région Saguenay—Lac-Saint-Jean.

#### Partenaires
Localisation:48° 07′ 48″ N, 70° 52′ 33″ O
QC-381, Ferland-et-Boilleau, QC G0V 1H0

### Tacon Site de la Boréalité

#### Thématique
Tacon Site de la Boréalité est un Tacon Site à réaliser, il porte le numéro 45 sur la carte. Le Zoo sauvage de Saint-Félicien est fondé en 1960 par M. Ghislain Gagnon  comme un zoo traditionnel, comprenant des animaux nord-américains et exotiques. Ce n’est quand 2001 que le Centre de conservation de la biodiversité boréale met l'accent sur les animaux de la zone boréale ainsi que sur la recherche visant à préserver les écosystèmes de la Boréalie, soit la partie nord du globe où le sol gèle plus de trois mois par année. Au fil du temps, le zoo boréal est devenu un important centre d’étude et de conservation des habitats boréaux.

#### Action performative
Pierres Froides, est l'action performative du Tacon Site de la Boréalité à réaliser.

#### Chroniques du pays de la ouananiche
La rumeur et la curiosité de la communauté de Saint-Félicien (Québec, Canada) sont créés par Interaction Qui afin de tisser un fil conducteur légendaire entre les différentes localités de la région Saguenay—Lac-Saint-Jean.

#### Partenaires
Localisation:48° 40′ 57″ N, 72° 30′ 33″ O
Zoo de Saint-Félicien, 2230 Bd du Jardin, Saint-Félicien, Québec, Canada, G8K 0H1

### Tacon Site du Bois d'Œuvre

#### Thématique
Tacon Site du Bois d'Œuvre est un Tacon Site à réaliser, il porte le numéro 46 sur la carte. Pour la municipalité de La Doré, dont une grande partie de l’économie est basée sur l’industrie du bois, il n’est donc pas surprenant de retrouver sur son territoire l’une des usines de sciage les plus modernes au Canada. C’est en 1969 que la scierie de La Doré a ouvert ses portes, alors qu’elle portait le nom de scierie d’Argenson. Après plusieurs transactions et changement de propriétaires, la scierie est passée dans les mains de Produits forestiers Résolu en 2011. La scierie est un complexe de transformation du bois complètement intégré où il se fait de la transformation primaire et secondaire sur le même site.

#### Action performative
Pierres Charpentées, est l'action performative du Tacon Site du Bois d'Œuvre à réaliser.

#### Chroniques du pays de la ouananiche
La rumeur et la curiosité de la communauté de La Doré (Québec, Canada) sont créés par Interaction Qui afin de tisser un fil conducteur légendaire entre les différentes localités de la région Saguenay—Lac-Saint-Jean.

#### Partenaires
Localisation:48° 52′ 06″ N, 72° 07′ 53″ O

### Tacon Site des Légendes

#### Thématique
Tacon Site des Légendes est un Tacon Site à réaliser, il porte le numéro 47 sur la carte. Des légendes il y en n’a beaucoup à Saint-Thomas-Didyme. Il y a André fortin du groupe Les Colocs, artiste engagé auprès du mouvement souverainiste du Québec. L’histoire fabuleuse de Jim Mc Nichol dit Raphaël, esclave métis, qui a donné son nom au Lac à Jim. Lui et sa femme s’établirent sur une pointe du lac à Jim vers les années 1870. Ils y construisirent un camp en écorce monté sur une perche à l’aide de mousse et de terre. La grotte du Lac Doré située au nord de Saint-Thomas-Didyme est accessible uniquement en motoneige. Cette grotte a une légende sur un garde-feu d’une grande tristesse.

#### Action performative
Pierres Merveilleuses, est l'action performative du Tacon Site des Légendes à réaliser.

#### Chroniques du pays de la ouananiche
La rumeur et la curiosité de la communauté de Saint-Thomas-Didyme (Québec, Canada) sont créés par Interaction Qui afin de tisser un fil conducteur légendaire entre les différentes localités de la région Saguenay—Lac-Saint-Jean.

#### Partenaires
Localisation:48° 39′ 59″ N, 72° 42′ 41″ O
Poste de la Chamouchouane, La Doré, québec, G0W 1P0

### Tacon Site de l'Hospitalité

#### Thématique
Tacon Site de l'Hospitalité est un Tacon Site à réaliser, il porte le numéro 48 sur la carte. Le territoire de Petit-Saguenay est la première terre d’accueil des pionniers qui ont fondé le Saguenay—Lac-Saint-Jean. En effet, au printemps 1838, les membres de l’équipe de la Société des Vingt-et-Un débarquent d'abord à l'Anse-des-Petites-Îles, puis à l'Anse-du-Cheval pour y établir des moulins à scie. Par la suite, ils poursuivent leur route à L'Anse-Saint-Jean et arrivent enfin à La Baie, le 11 juin, date commémorative de l'ouverture de la région à la colonisation. L’hospitalité des habitants de Petit-Saguenay en fait un endroit de choix pour les familles cherchant un contact étroit avec la nature.

#### Action performative
Pierres Accueillantes, est l'action performative du Tacon Site de l'Hospitalité à réaliser.

#### Chroniques du pays de la ouananiche
La rumeur et la curiosité de la communauté de Petit-Saguenay (Québec, Canada) sont créés par Interaction Qui afin de tisser un fil conducteur légendaire entre les différentes localités de la région Saguenay—Lac-Saint-Jean.

#### Partenaires
Localisation:48° 10′ 52″ N, 70° 50′ 49″ O
École Saint-Gabriel 466 QC-381, Ferland-et-Boilleau, QC G0V 1H0

### Tacon Site des Premiers Occupants

#### Thématique
Tacon Site des Premiers occupants est un Tacon Site à réaliser, il porte le numéro 49 sur la carte. Traditionnellement, les Innus conçoivent l’utilisation de leur territoire appelé le Nitassinan, selon une approche de saine gestion des ressources au profit de la famille et de la communauté. Historiquement, ils s’adonnent à la chasse et à la pêche sur ce vaste territoire boréal et établissent des réseaux de commerce avec d’autres peuples autochtones, comme les Hurons-Wendats. La carte du Nitassinan énumère les lieux importants et historiques expliqués et transmises par les aînés Innus.

#### Action performative
Pierres Utehe (ici même), est l'action performative du Tacon Site des Premiers Occupants à réaliser.

#### Chroniques du pays de la ouananiche
La rumeur et la curiosité de la communauté de Mashteuiatsh (Québec, Canada) sont créés par Interaction Qui afin de tisser un fil conducteur légendaire entre les différentes localités de la région Saguenay—Lac-Saint-Jean.

#### Partenaires
Localisation:48° 48′ 39″ N, 72° 44′ 00″ O
Kilomètre 33, route 167 C. P. 40, La Doré, QC G8J 1Y4

### Tacon Site du Paysage

#### Thématique
Tacon Site du Paysage est un Tacon Site à réaliser, il porte le numéro 50 sur la carte. Niché dans une baie naturelle au bord du majestueux fjord du Saguenay, L’Anse-Saint-Jean présente un paysage champêtre en harmonie avec la nature. Les incroyables panoramas accessibles aux belvédères de l’Anse à la Tabatière, de la grande chute et de la Montagne blanche sont des particularités naturelles faisant de L’Anse-Saint-Jean un des plus beaux villages du Québec.

#### Action performative
Pierres Panoramiques, est l'action performative du Tacon Site du Paysage à réaliser.

#### Chroniques du pays de la ouananiche
La rumeur et la curiosité de la communauté de L'Anse-Saint-Jean (Québec, Canada) sont créés par Interaction Qui afin de tisser un fil conducteur légendaire entre les différentes localités de la région Saguenay—Lac-Saint-Jean.

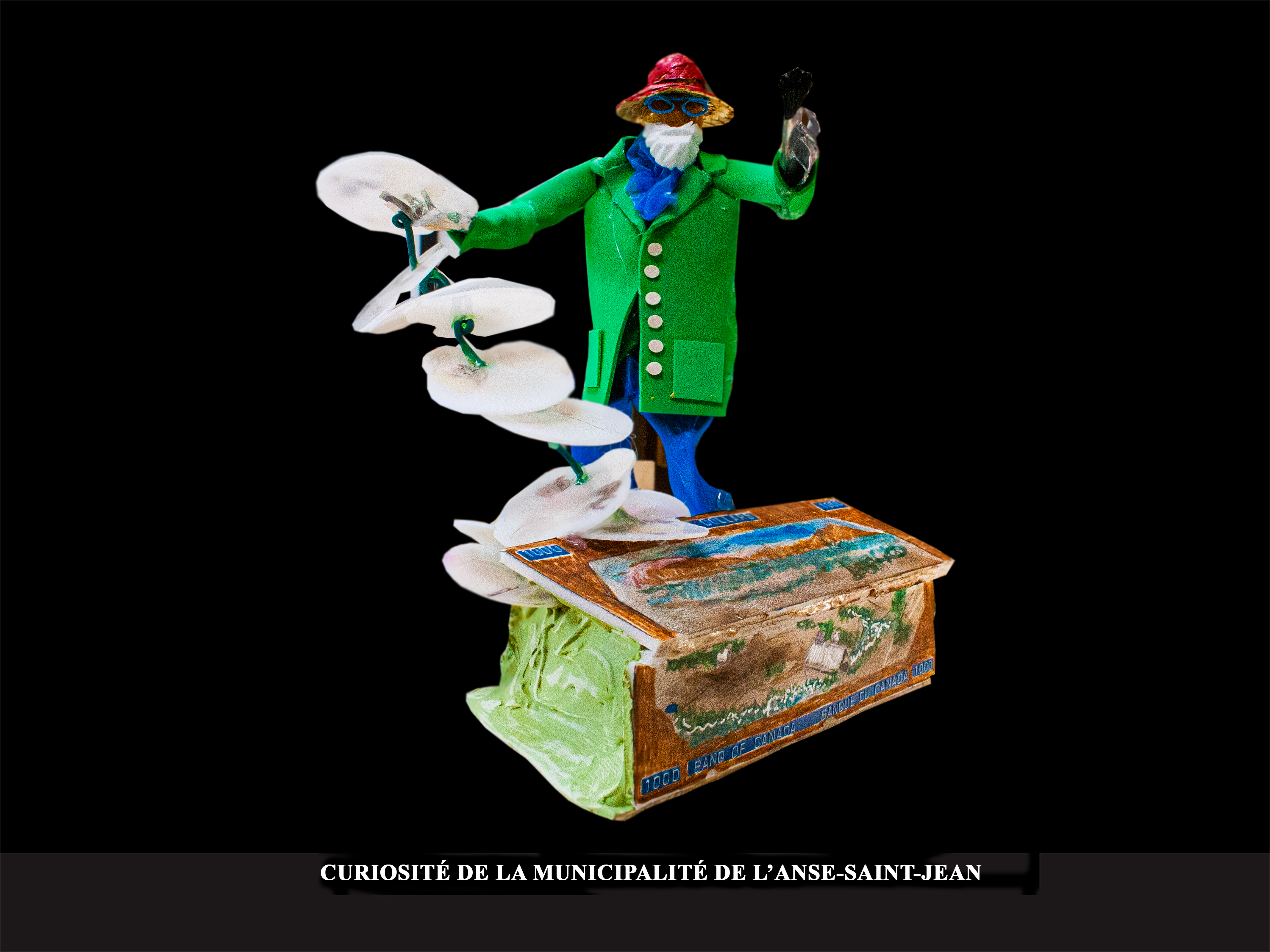
Curiosité de la communauté de L'Anse-Saint-Jean

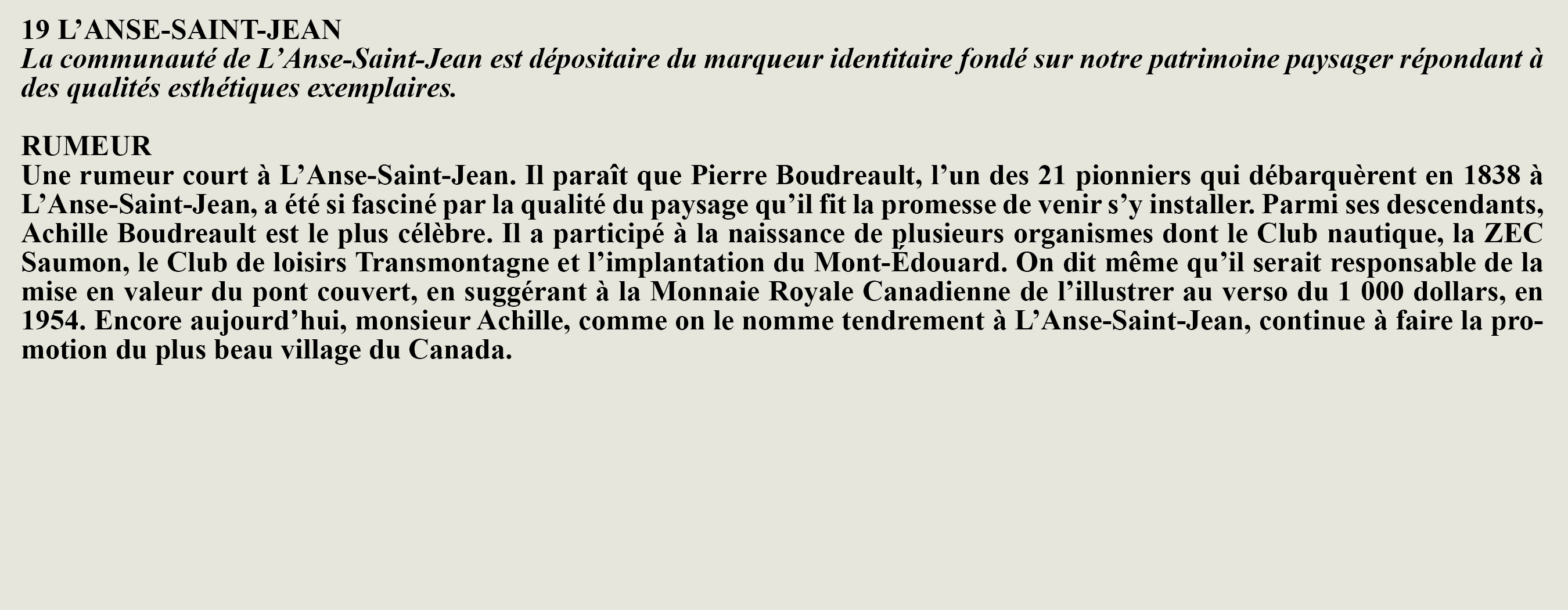

#### Partenaires
Localisation:48° 09′ 40″ N, 70° 54′ 04″ O

### Tacon Site du Tourisme

#### Thématique
Tacon Site du Tourisme est un Tacon Site à réaliser, il porte le numéro 51 sur la carte. C’est à partir de 1888 qu’Horace Jansen Beemer débute la construction de son empire touristique au Lac-Saint-Jean. Tout débute avec l'hôtel Roberval qui ouvre aux touristes le royaume de la ouananiche. La capture de ce saumon d'eau douce représente un argument publicitaire majeur pour Beemer. Une fois les aménagements complétés, l’hôtel comprend 257 chambres meublées où l'on y trouve tout ce que l'époque pouvait offrir de confort: menus recherchés, salle de danse, salle de billard, allées de quilles, bar, bureau de poste et de télégraphie. Concernant le tourisme, Roberval accueille en 1958, la traversée internationale du lac Saint-Jean qui devient une compétition de nage de haut niveau et un attrait touristique majeur.

#### Action performative
Pierres Touristiques, est l'action performative du Tacon Site du Tourisme à réaliser.

#### Chroniques du pays de la ouananiche
La rumeur et la curiosité de la communauté de Roberval (Québec) (Canada) sont créés par Interaction Qui afin de tisser un fil conducteur légendaire entre les différentes localités de la région Saguenay—Lac-Saint-Jean.

#### Partenaires
Localisation:48° 20′ 15″ N, 70° 59′ 58″ O
7000 Chemin de l'Aéroport, La Baie, Québec, Canada, G7B 0E4

### Tacon Site des Plantes Médicinales

#### Thématique
Tacon Site des Plantes Médicinales est un Tacon Site à réaliser, il porte le numéro 52 sur la carte. Saint-Eugène-D'Argentenay est une municipalité où domine économiquement l’industrie forestière. Comme communauté appartenant à la MRC Maria-Chapdelaine du Lac-Saint-Jean, elle participe au projet de la Forêt modèle visant la diversification de l'économie du milieu forestier. Parmi les projets d'intérêt de la Forêt modèle, retenons l'inventaire sur les savoirs et les connaissances traditionnelles sur les plantes médicinales. Depuis des temps immémoriaux, les populations du monde entier se servent des plantes pour se nourrir, se loger, se déplacer et se soigner.

#### Action performative
Pierres Curatives, est l'action performative du Tacon Site du Tourisme à réaliser.

#### Chroniques du pays de la ouananiche
La rumeur et la curiosité de la communauté de Saint-Eugène-d'Argentenay sont créés par Interaction Qui afin de tisser un fil conducteur légendaire entre les différentes localités de la région Saguenay—Lac-Saint-Jean.

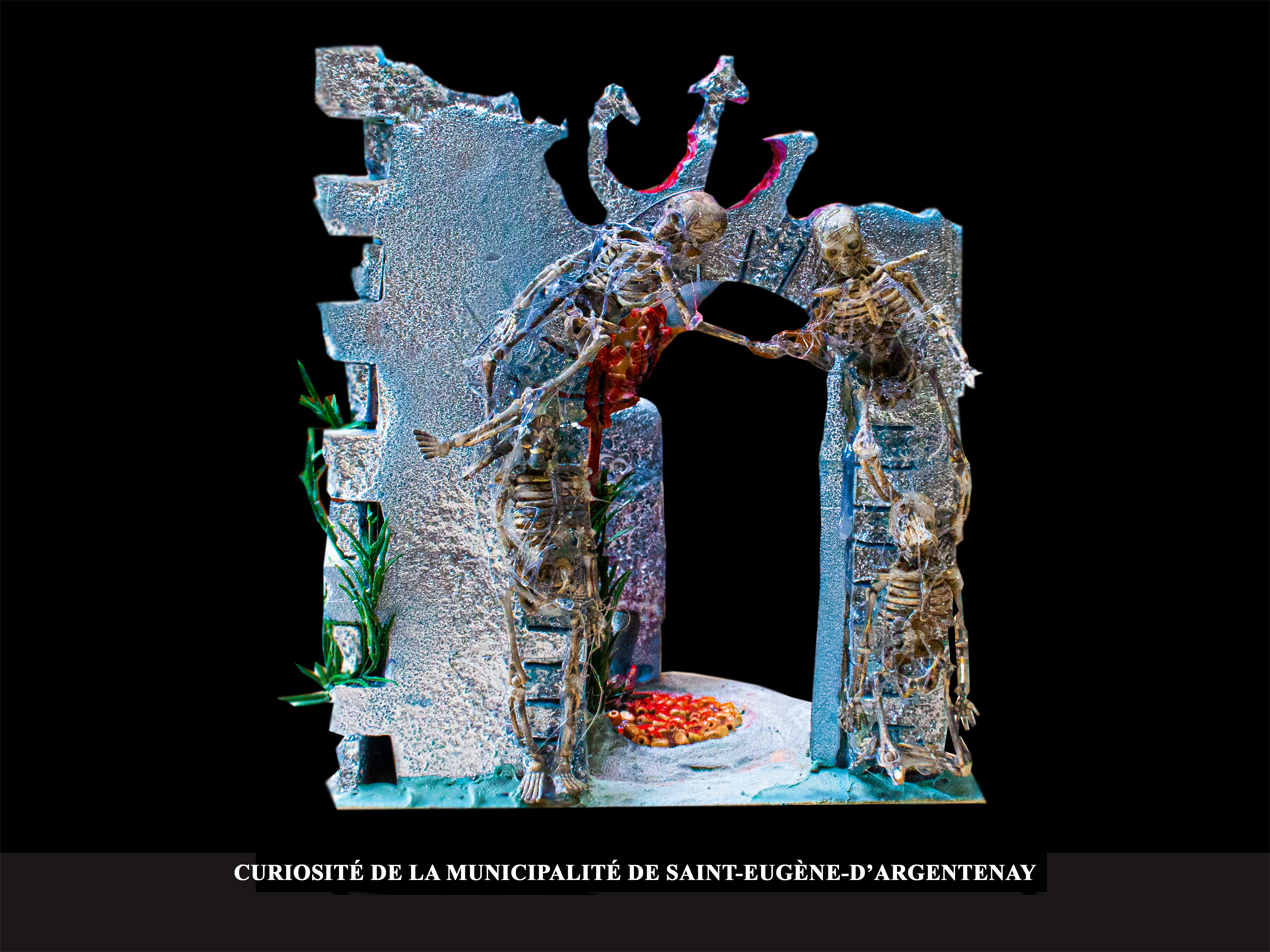
Curiosité de la communauté de Saint-Eugène-D'Argentenay

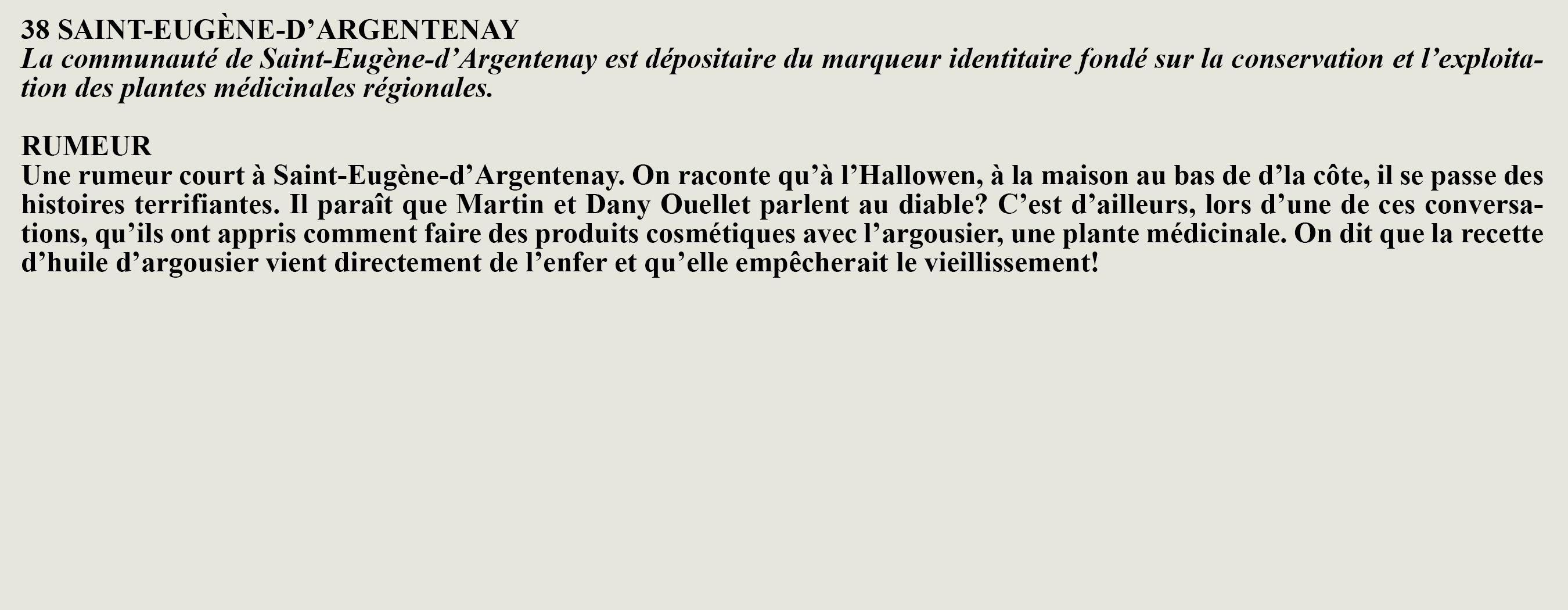

#### Partenaires
Localisation:48° 52′ 37″ N, 72° 20′ 27″ O
Les Douceurs de Mulâne, 85 3e Rang, Albanel, Québec, Canada, G8M 3M4

### Tacon Site des Saisons

#### Thématique
Tacon Site des Saisons est un Tacon Site à réaliser, il porte le numéro 53 sur la carte. Entre 1840 et 1890, la colonisation du Saguenay—Lac-Saint-Jean se construit autour d’une agriculture qui ne fait pas vivre les familles et une foresterie qui exploite les agriculteurs qui y travaillent pour boucler leur budget. Le rythme des saisons impose un cycle de pauvreté. C’est par nécessité que des centaines de pères de famille quittent leur terre à l’automne pour aller dans les chantiers forestiers pour ne revenir qu’au printemps.

#### Action performative
Pierres Saisonnières, est l'action performative du Tacon Site des Saisons à réaliser.

#### Chroniques du pays de la ouananiche
La rumeur et la curiosité de la communauté de Saint-Edmond-Les-Plaines sont créés par Interaction Qui afin de tisser un fil conducteur légendaire entre les différentes localités de la région Saguenay—Lac-Saint-Jean.

#### Partenaires
Localisation:48° 23′ 28″ N, 70° 59′ 07″ O
1867 Rang St Roch, Chicoutimi, Québec, Canada, G7H 7T4

### Tacon Site des Toponymes

#### Thématique
Tacon Site des Toponymes est un Tacon Site à réaliser, il porte le numéro 54 sur la carte. La région Saguenay—Lac-Saint-Jean est un territoire où l’on trouve des noms de villes et villages, de lacs et rivières empruntant à la fois à la langue innue et française. En langue innue, Chicoutimi : jusqu’où c’est profond, Shipshaw : rivière enfermée, Saguenay : d’où l’eau sort, Métabetchouan : aboutissement du courant, Mistassini : grosse roche, Péribonka: où le sable se déplace, et en langue française se référant à la religion catholique, il y a Saint-Henri ou La pipe, Sainte-Monique, Saint-Bruno, Saint-Nazaire, l’Ascension-de-Notre-Seigneur. Il y a aussi Saint-André-du-Lac mieux connu sous l’appellation de Saint-André-de-l’Épouvante entre 1997 et 1940. Selon l’historien Camil Girard « La toponymie, c'est un reflet de la société dans l'espace et le temps et dans son rapport au territoire. »

#### Action performative
Pierres Nommées, est l'action performative du Tacon Site des Toponymes à réaliser.

#### Chroniques du pays de la ouananiche
La rumeur et la curiosité de la communauté de Saint-André-Du-Lac-Saint-Jean sont créés par Interaction Qui afin de tisser un fil conducteur légendaire entre les différentes localités de la région Saguenay—Lac-Saint-Jean.

#### Partenaires
Localisation:48° 39′ 58″ N, 72° 34′ 56″ O
1711 Rang St Paul, La Doré, Québec, Canada, G8J 1C1

### Tacon Site de la Diaspora

#### Thématique
Tacon Site de la Diaspora est un Tacon Site à réaliser, il porte le numéro 55 sur la carte. La mémoire joue un rôle important dans la structuration des communautés et peut s'inscrire en référence au territoire d’origine pour les diasporas venant d’une région comme le Saguenay—Lac-Saint-Jean. On identifie au Québec les gens venant de cette région de bleuets, l’emblématique petit fruit omniprésent sur ce territoire. Une expression est née pour regrouper tous ces Bleuets le « Blueberry Power ». On les retrouve dans tous les domaines : le sport, le journalisme, le théâtre, la musique, le monde des affaires, la politique. Ces Bleuets ont pour particularité de ne pas oublier leur origine.

#### Action performative
Pierres Dispersées, est l'action performative du Tacon Site de la Diaspora à réaliser.

#### Chroniques du pays de la ouananiche
La rumeur et la curiosité de la communauté de Delisle (Québec) sont créés par Interaction Qui afin de tisser un fil conducteur légendaire entre les différentes localités de la région Saguenay—Lac-Saint-Jean.

#### Partenaires
Localisation:48° 37′ 52″ N, 72° 32′ 16″ O

### Tacon Site des Festivals

#### Thématique
Tacon Site des Festivals est un Tacon Site à réaliser, il porte le numéro 56 sur la carte. La communauté du Saguenay—Lac-Saint-Jean est réputée résiliente et festive. Lors du centenaire de fondation en 1938, une grande fête est organisée exigeant la participation de plus de 2 500 figurants de toutes les classes sociales. Le spectacle présenté illustre la terre, la forêt, l'industrie, l'eau et le courage des hommes et des femmes pionnières qui ont contribué à fixer l'histoire de la région. Au cent-cinquantième anniversaire en 1988, est né « La fabuleuse histoire d’un royaume» une épopée historique racontant 150 ans d’histoire avec plus de 160 participants bénévoles. La fête est bien présente aussi à Saint-Ambroise avec le « Festival de la chanson ».

#### Action performative
Pierres Festives, est l'action performative du Tacon Site des Festivals à réaliser.

#### Chroniques du pays de la ouananiche
La rumeur et la curiosité de la communauté de Saint-Ambroise sont créés par Interaction Qui afin de tisser un fil conducteur légendaire entre les différentes localités de la région Saguenay—Lac-Saint-Jean.

#### Partenaires
Localisation:48° 35′ 29″ N, 72° 30′ 00″ O
Club Tobo-Ski, 500 Rang Petit, Saint-Félicien, QC G8K 2P8

### Tacon Site des Bouleversements

#### Thématique
Tacon Site des Bouleversements est un Tacon Site à réaliser, il porte le numéro 57 sur la carte. Les catastrophes naturelles qui se sont produits au Saguenay—Lac-Saint-Jean ont marqué l’imaginaire collectif par leur démesure. Pensons au Grand feu de 1870 et au Déluge de 1996. D’autres événements perturbateurs, cette fois causés par l’humain, ont façonné le territoire. La Tragédie du lac Saint-Jean est le nom donné par les cultivateurs du Lac-Saint-Jean aux événements étant survenus à la suite de l'érection d'un barrage au niveau de la Grande décharge de la Rivière Saguenay à la fin des années 1920. Le lac est alors monté à un niveau considérable, inondant à jamais des centaines d'hectares de terres cultivables le long de la rive. La communauté de Saint-Méthode a vécu la tragédie du rehaussement des eaux du lac Saint-Jean à deux occasions soit en 1926 et en 1928. La Tragédie du lac Saint-Jean est l'objet d'une certaine controverse. Les uns croient que le développement hydroélectrique était nécessaire à l'économie de la région; les autres soutiennent que le Lac-Saint-Jean a perdu ses plus belles terres agricoles dans l'affaire.

#### Action performative
Pierres Catastrophiques, est l'action performative du Tacon Site des Bouleversements à réaliser.

#### Chroniques du pays de la ouananiche
La rumeur et la curiosité de la communauté de Saint-Méthode sont créés par Interaction Qui afin de tisser un fil conducteur légendaire entre les différentes localités de la région Saguenay—Lac-Saint-Jean.

#### Partenaires
Localisation:48° 33′ 50″ N, 72° 21′ 27″ O
411 3e Rang, Saint-Prime, QC G8J 1W9

### Tacon Site de la Tradition

#### Thématique
Tacon Site de la Tradition est un Tacon Site à réaliser, il porte le numéro 59 sur la carte. La protection de variétés anciennes de végétaux, et par le fait même de la biodiversité, s’avère un enjeu fondamental pour relever les défis inhérents aux changements climatiques, à l’introduction de nouveaux insectes et à la pollution. Le patrimoine horticole et les pratiques traditionnelles d’agriculture font partie des valeurs écologiques du Saguenay—Lac-Saint-Jean. La communauté de Notre-Dame-de-Lorette encourage les jardiniers qui cultivent des variétés de fruits et légumes rares et anciennes afin de conserver une alimentation saine et diversifiée.

#### Action performative
Pierres Transmises, est l'action performative du Tacon Site de la Tradition à réaliser.

#### Chroniques du pays de la ouananiche
La rumeur et la curiosité de la communauté de Notre-Dame-de-Lorette sont créés par Interaction Qui afin de tisser un fil conducteur légendaire entre les différentes localités de la région Saguenay—Lac-Saint-Jean.

#### Partenaires
Localisation:48° 13′ 15″ N, 70° 55′ 42″ O
Lac-Ministuk, Le Fjord-du-Saguenay, QC

### Tacon Site de la Ruralité

#### Thématique
Tacon Site de la Ruralité est un Tacon Site à réaliser, il porte le numéro 60 sur la carte. La ruralité se définit par des critères scientifiques: géographique où la ruralité fait toujours référence à la notion de faible densité (dispersion de la population sur le territoire et mobilité), sociologique (petites communautés et sociétés d’interconnaissance). Par contre, les attributs de la ruralité varient en fonction des cultures et des sociétés, ce qui montre bien que nous avons affaire à une réalité socialement construite. En 1988, lors du 150e anniversaire de fondation du Saguenay—Lac-Saint-Jean le territoire comptait 49 communautés rurales de moins de 3 500 habitants sur un territoire d’une superficie de 3 677,715 km2 et habité par 276,118 habitants. La municipalité de Saint-Augustin représente bien cette ruralité.

#### Action performative
Pierres Campagnardes, est l'action performative du Tacon Site de la Ruralité à réaliser.

#### Chroniques du pays de la ouananiche
La rumeur et la curiosité de la communauté de Saint-Augustin sont créés par Interaction Qui afin de tisser un fil conducteur légendaire entre les différentes localités de la région Saguenay—Lac-Saint-Jean.

#### Partenaires
Localisation:48° 21′ 57″ N, 70° 51′ 00″ O
Cap à l’ouest, La Baie, Saguenay, Québec, Canada